# Château de Meudon
 (janvier 2023).
Pour les articles homonymes, voir Château de Meudon (homonymie).
Ne doit pas être confondu avec le château de Bellevue de Mme de Pompadour, également situé à Meudon.
Le château de Meudon, dit château royal de Meudon, palais impérial de Meudon ou Domaine national de Meudon, est un château français situé à Meudon, dans le département des Hauts-de-Seine. Il est notamment la résidence de la duchesse d'Étampes, du cardinal de Lorraine, d'Abel Servien, de Louvois ainsi que de Monseigneur, dit le Grand Dauphin, qui lui adjoint en annexe le château de Chaville. Incendié en 1795 (Château-Vieux) et en 1871 (Château-Neuf), le Château-Neuf, dont la démolition est un temps envisagée, est conservé pour sa majeure partie. Il est transformé à partir de 1878 en observatoire servant de réceptacle à une lunette astronomique, avant d'être rattaché à l'Observatoire de Paris en 1927.
Le site du château, sur l'arête d'un plateau boisé, offre des vues sur la Seine et Paris, ainsi que sur le vallon de Chalais. Idéalement situé entre la capitale et Versailles, au cœur d'une abondante réserve de chasse, jouissant d'une topographie idéale pour de vastes jardins, il bénéficie d'aménagements somptueux de la part de ses propriétaires successifs, depuis la Renaissance jusqu'à la chute du Second Empire. L'ensemble du domaine national de Meudon fait l'objet d'un classement au titre des monuments historiques depuis le 12 avril 1972. Le hangar Y, dans le parc de Chalais-Meudon, fait l'objet d'un classement au titre des monuments historiques depuis le 4 juin 2000.

## Histoire

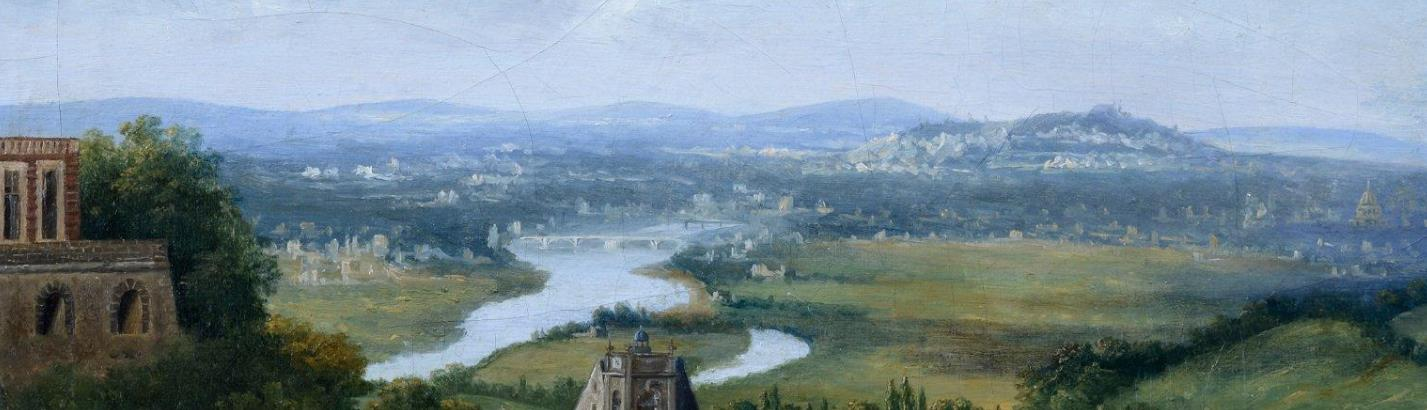
Vue de Paris depuis Meudon (détail). Langlacé, 1818. Musée d'art et d'histoire de Meudon.

« Il est peu d'architectes citoyens, & d'étrangers éclairés qui n'ayent désiré comme nous, que les dépenses qu'on a faites à Versailles, eussent été faites à Meudon, comme le plus beau lieu du monde, & par sa disposition, & par sa situation. »

— J. F. Blondel, Cours d'architecture..., 1773, Tome 4, p. 132.

### Meudon à la fin du Moyen Âge

#### Les seigneurs de «Meudon» (XIIIesiècle-1413)
On dispose de peu de sources sur l'origine du château - certainement un petit castel au plan inconnu - mais on connaît de nombreux noms de seigneurs dont le nom patronymique est « Meudon » à partir du XIIe siècle et la mention d'un manoir du Val de Meudon au XIVe siècle. Ils possèdent des charges à la Cour, tel Robert de Meudon, panetier du roi Philippe le Bel (titre mentionné dans un acte de 1305).

#### Augustin Isbarre (1413-1425)
Le 17 juillet 1413, Jean de Montrevel, dit l'Hermite, seigneur de La Faye, chambellan du roi, époux de Jeanne de Gaillonnel - qui possédait le fief noble du château de Meudon - le vendit avec le consentement de sa femme, à Augustin Isbarre (it), banquier et orfèvre, dont la fortune était considérable. En 1422, Isbarre est nommé échanson du roi. Il meurt à Paris le 27 août 1425, et fut inhumé au couvent des Grands Augustins.

### Le château Renaissance

#### La famille Sanguin et la duchesse d'Étampes (1426-1552)

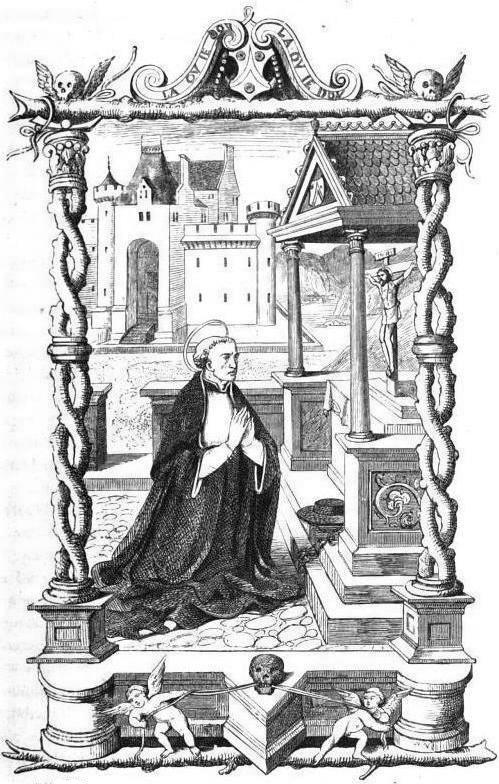
Antoine Sanguin, représentation extraite de son Livre d'Heures.

Portrait de la duchesse d'Étampes, vers 1536. Ancienne collection Jacques Bacri. Vente Sotheby's Paris, 30 mars 2017, 14 h 30, lot 63.

Portrait à cheval de la duchesse d'Étampes, vers 1538-1544. Rijksmuseum, Amsterdam (Pays-Bas). Cette représentation rare nous décrit avec minutie la richesse de l'une des robes de la duchesse.

Le fief de Meudon est acheté en 1426 par Guillaume Sanguin, valet de chambre de Charles VII, trésorier du duc de Bourgogne, changeur, et qui avait été associé à de nombreuses reprises avec Augustin Isbarre, et qui fut Prévôt des marchands de Paris de 1429 à 1431. Il semble qu'il fasse reconstruire un manoir, au lieu de l'ancien castel. Il meurt à Paris, le 14 février 1441. Jean Sanguin, dit « Bâtard de Sanguin », hérite la seigneurie de son père ; il meurt à Paris le 13 novembre 1468. Ce dernier aura plusieurs enfants, dont Antoine Sanguin, qui hérite de Meudon et porte ainsi le titre de seigneur de Meudon. Ce dernier épouse Marie Simon, et meurt le 18 octobre 1500.
Le manoir n'est démoli qu'en 1520 par Antoine Sanguin, dit le cardinal de Meudon, fils du précédent, qui fait construire un corps de logis carré en brique et pierre d'un étage sur rez-de-chaussée, avec combles à lucarnes ouvragées. Il est égayé à l'italienne de pilastres, bandeaux et encadrement de pierre. Il semble que le plan du château influencera celui du château du Grand Jardin, à Joinville, propriété des Guise. Antoine Sanguin fait don du château, le 5 septembre 1527, à sa nièce Anne de Pisseleu, dite Mlle d'Heilly, devenue maîtresse de François Ier, et pratiquement « reine de France » en fait. Pour mieux loger sa maîtresse en titre, François Ier fait financer l'ajout de « somptueux édifices », c'est-à-dire deux pavillons carrés de part et d'autre du corps initial, et deux ailes en retour terminées par des pavillons identiques. Ces agrandissements respectent le style du corps de logis. Dans le style d'Écouen on ajoute aux pavillons des tourelles d'angle en encorbellement. L'ensemble est d'ailleurs similaire aux travaux qui sont entrepris au château de Marchais, alors propriété de Nicolas de Longueval, comte de Bossut, surintendant des finances de François Ier, gouverneur de Champagne et de Brie, et qui était du premier cercle de la duchesse d'Étampes. Le même architecte, toujours inconnu à ce jour[Quand ?], a dû réaliser les travaux d'agrandissement de Meudon, ceux de Marchais ainsi que ceux du château de Sissonne, voisin de ce dernier, qui est également du même style. Un arc de triomphe est en outre édifié au centre du mur de clôture, servant d'entrée majestueuse à la cour du côté de l'entrée.
François Ier fait un long séjour à Meudon, du 11 juillet 1537 au 5 août suivant. Il y viendra en outre à de nombreuses reprises jusqu'à sa mort, en 1547.

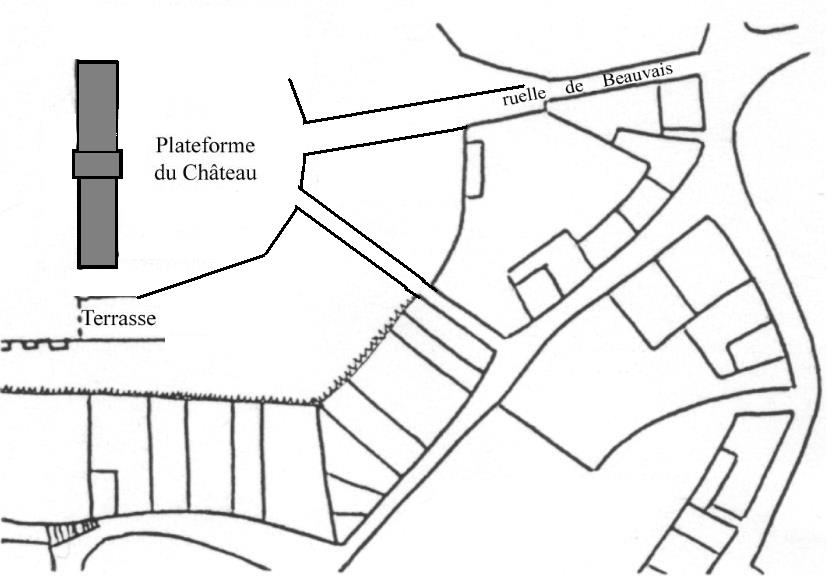
Essai de restitution du village de Meudon avec l'emplacement du château d'Antoine Sanguin vers 1520.
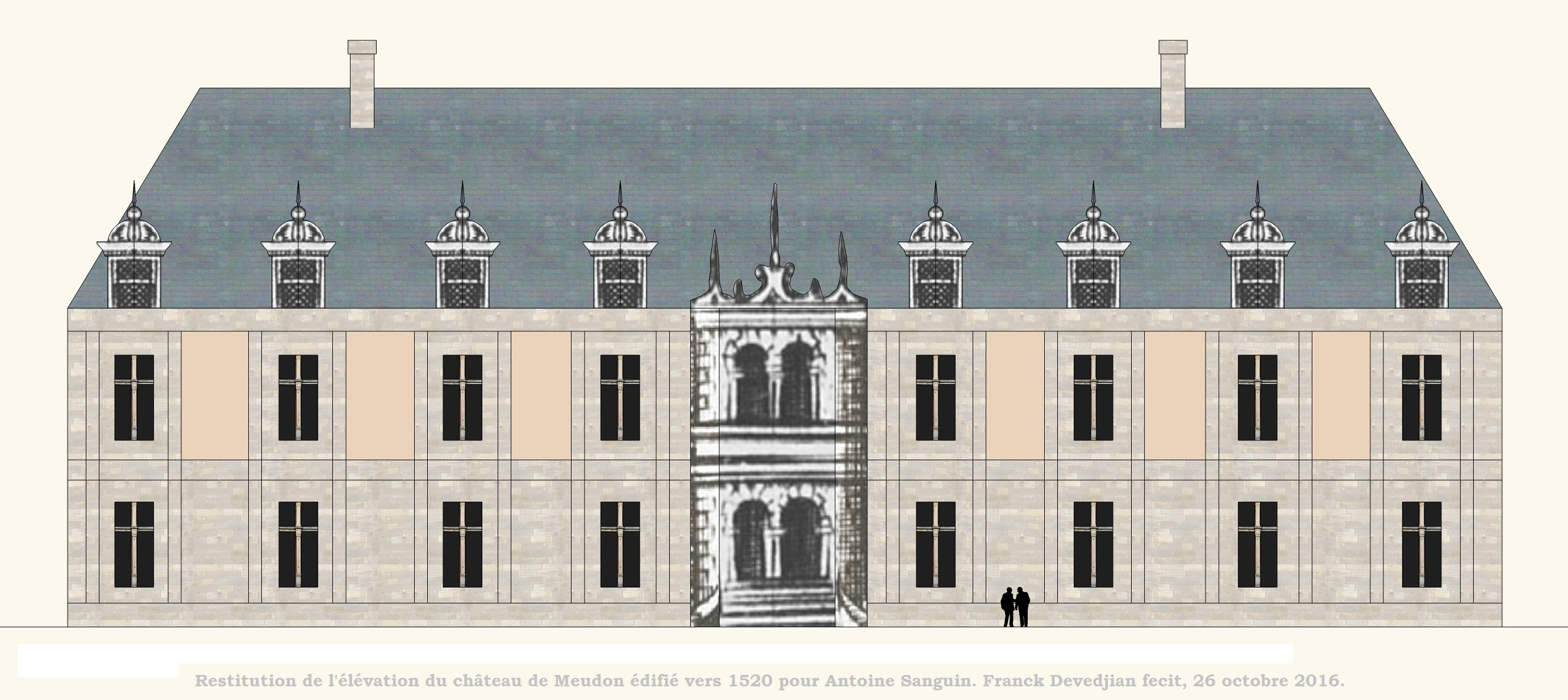
Restitution de l'élévation du château de Meudon vers 1520. (futur corps central)
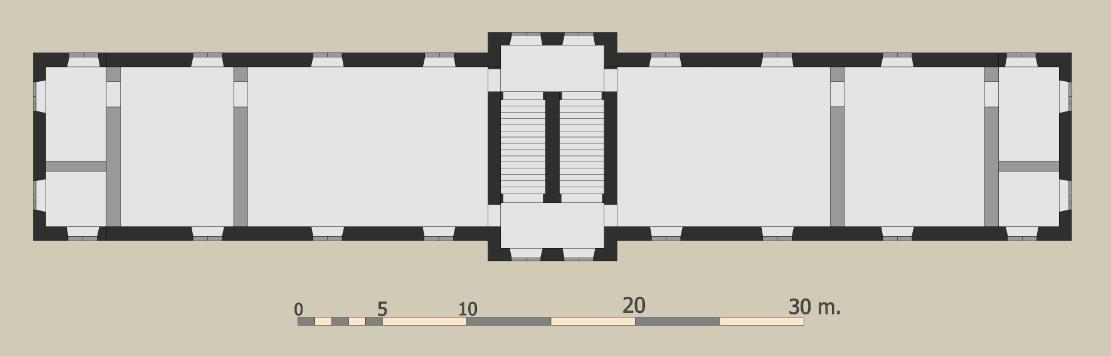
Proposition de restitution du plan du château de Meudon, édifié par Antoine Sanguin vers 1520. Distribution du premier étage.

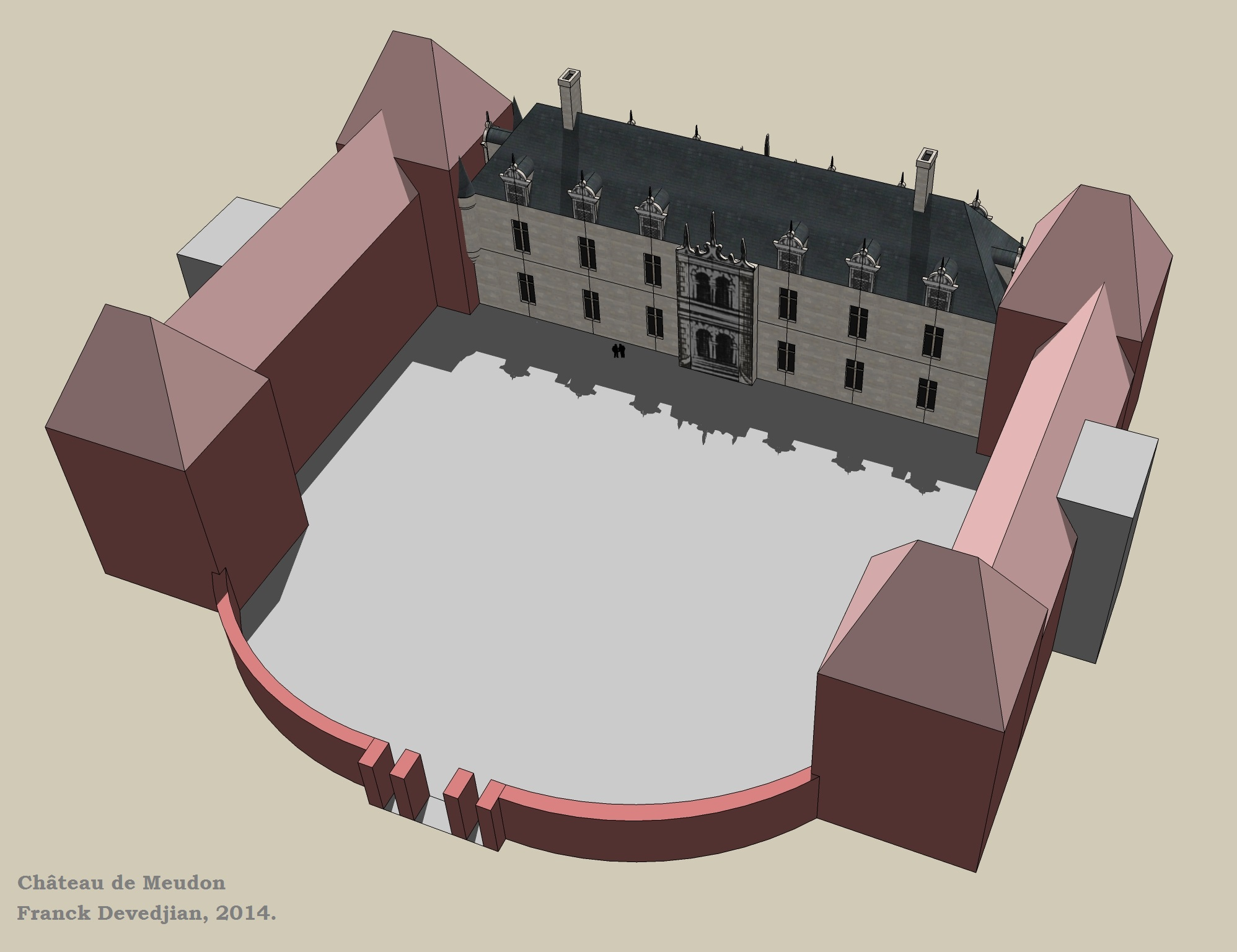
Agrandissements d'Anne de Pisseleu, vers 1540.
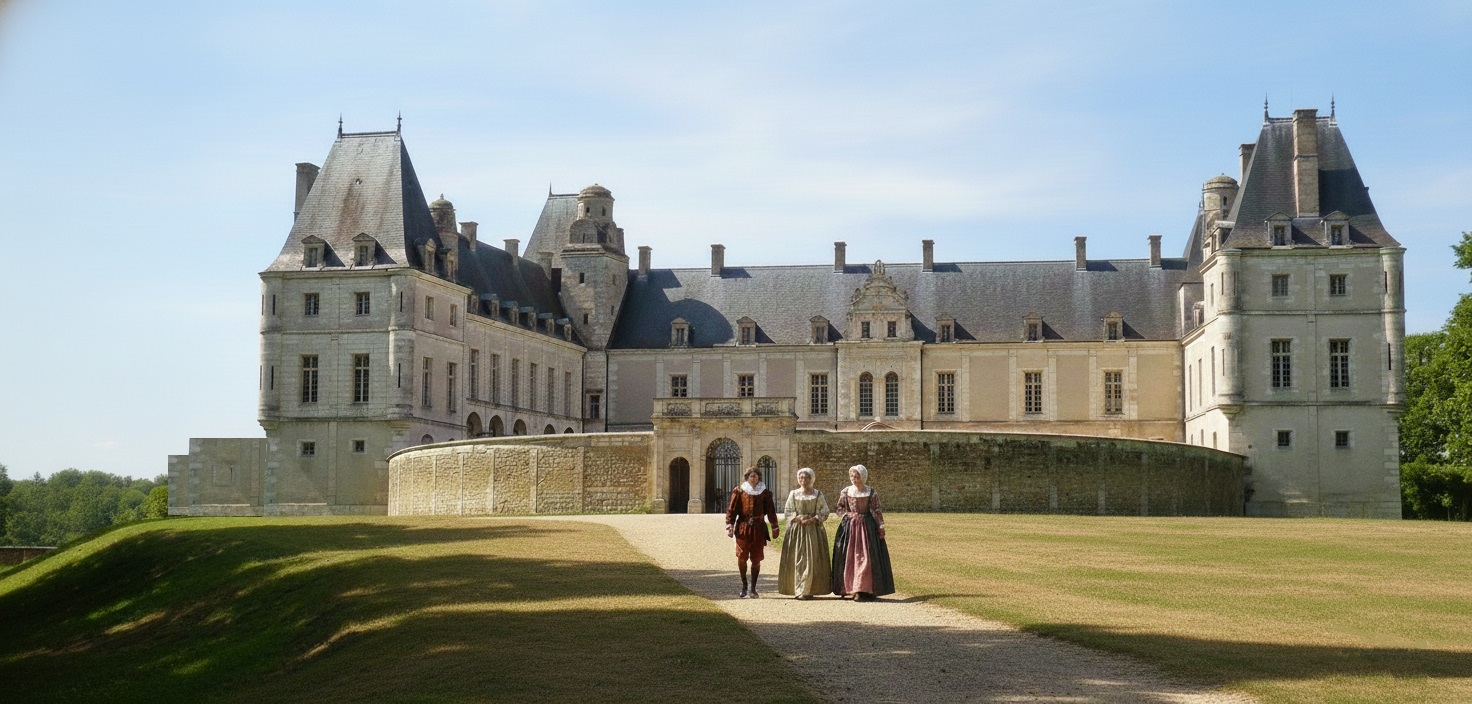
Vue du château-vieux de Meudon, en sortant de l'ancienne ruelle de Beauvais. État au milieu du XVIe siècle.
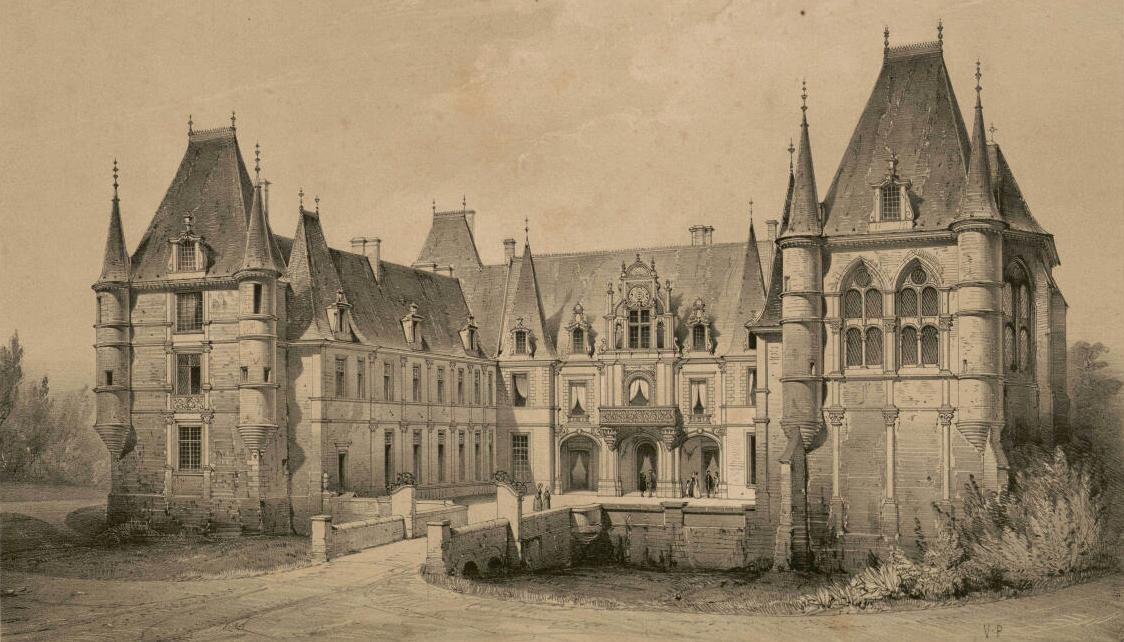
Le château de Marchais, édifié au XVIe siècle, en même temps que Meudon, et par le même architecte (château conservé, propriété des Grimaldi de Monaco).

#### Le cardinal de Lorraine et les Guise (1552-1654)

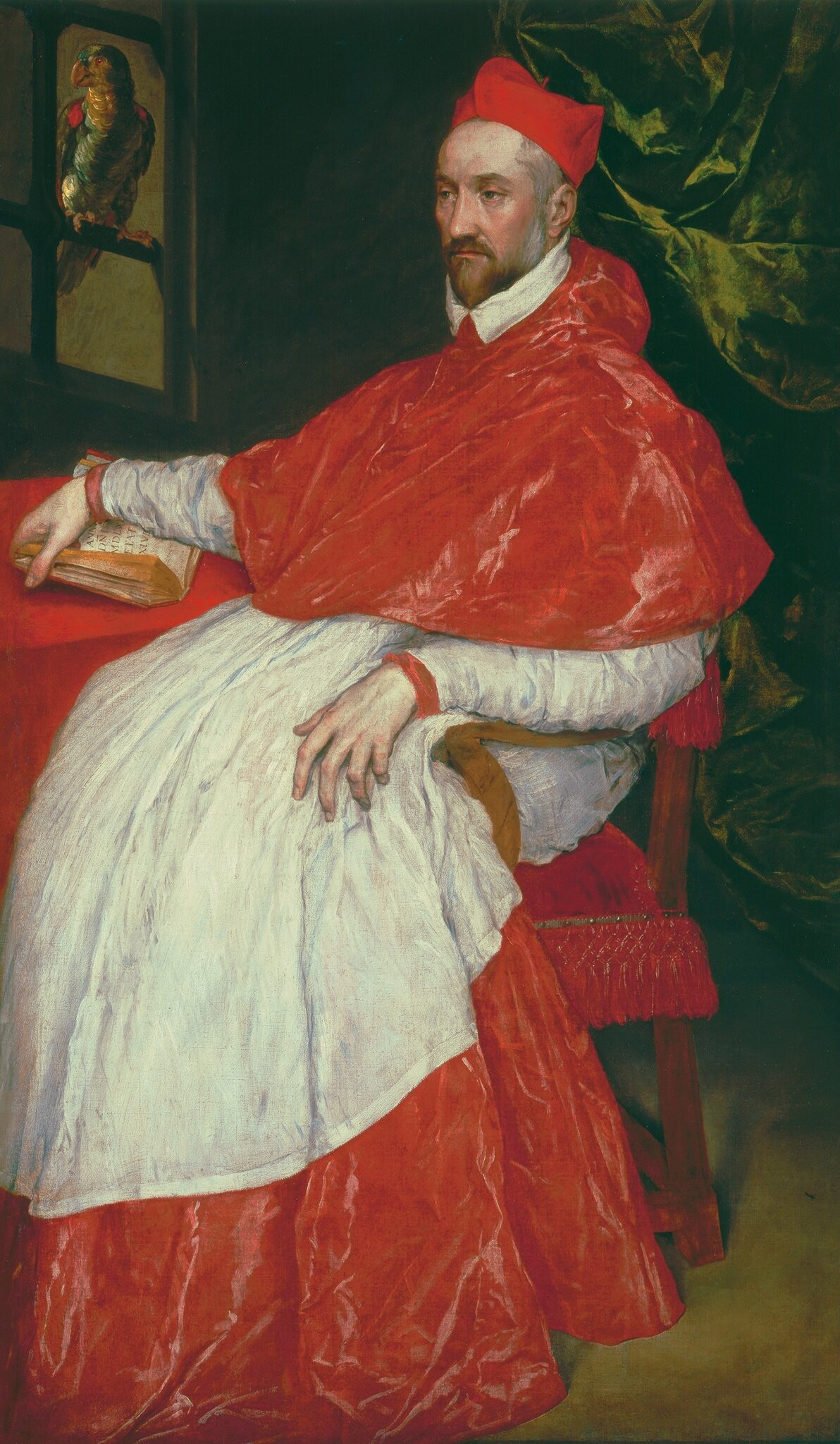
Charles de Guise, cardinal de Lorraine par El Greco.

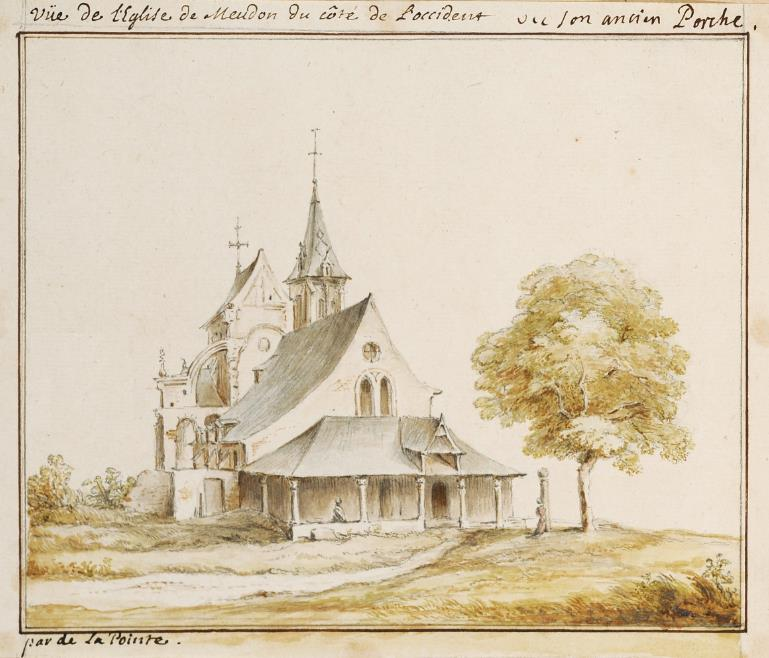
L'église de Meudon à la Renaissance. Bibliothèque Mazarine, ms 3361, f°76, p. 96.

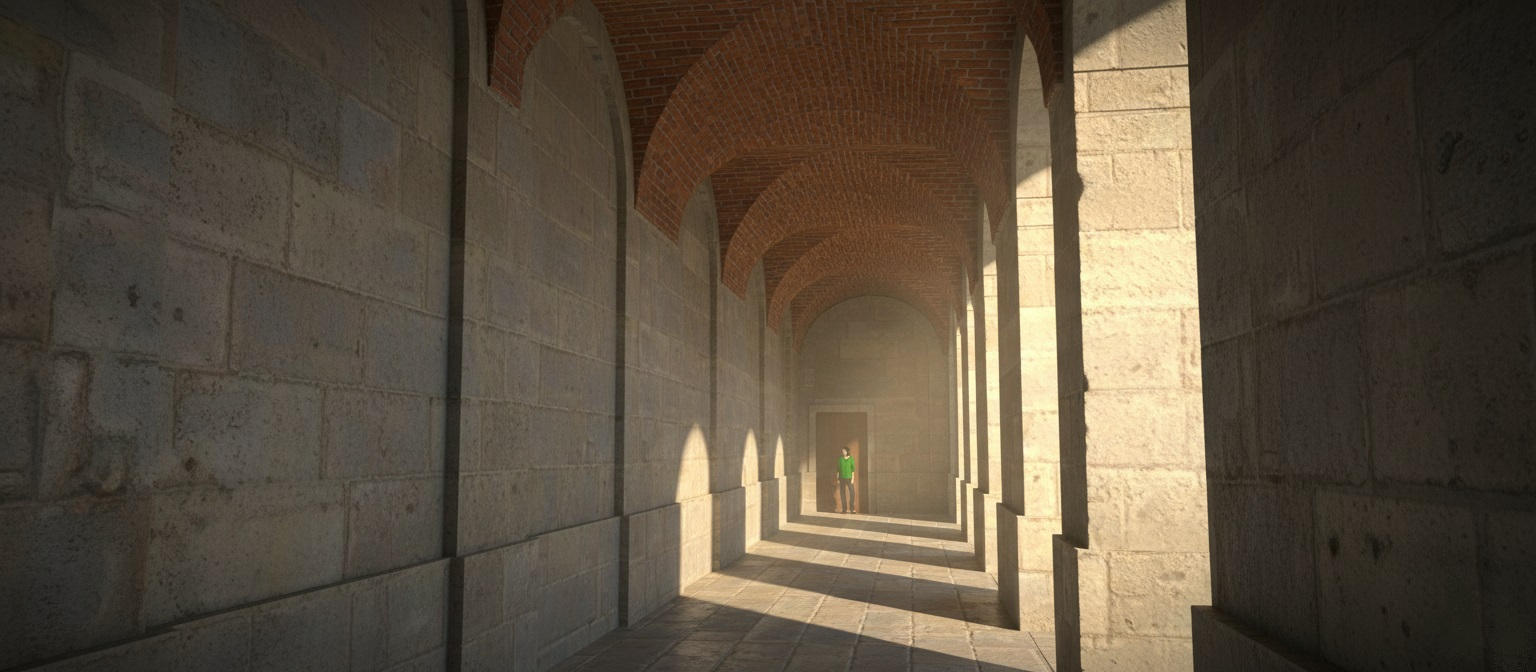
Restitution du volume des deux galeries de pierre du château vieux de Meudon.

À la mort de François Ier, Anne de Pisseleu, alors en disgrâce, doit vendre le domaine de Meudon en 1552 à Charles de Guise, cardinal de Lorraine. Cette cession met fin à la présence de la famille des Sanguin à Meudon, qui durait depuis plus d'un siècle. L'ancienne favorite se retire au château d'Heilly, où elle mourra en septembre 1580.
Le cardinal transforme alors sa résidence en s'inspirant des modèles italiens, qu'il a pu découvrir lors de ces voyages à Rome. Une lettre du 28 décembre 1552, adressée à sa belle-sœur, Anne d'Este, indique : « J'ay esté à Meudon tandis que j'estoys à Paris et je vous supplie vous asseurer que la maison estant achevée comme elle se peult aisément y adjoutant certaines petites invantions que je y ait pansées et nos testes de et marbres qui sont à Paris, elle est pour ne recognoistre gueres d'aultres plus belles maisons de ce Royaulme ni plus santantes ung grand prince. J’espère, avant Quaresme prenant, y tenir et vous et vostre mari et vous verrez si je suis bon profette et s’il y a faulte, reprochez le moy… ».

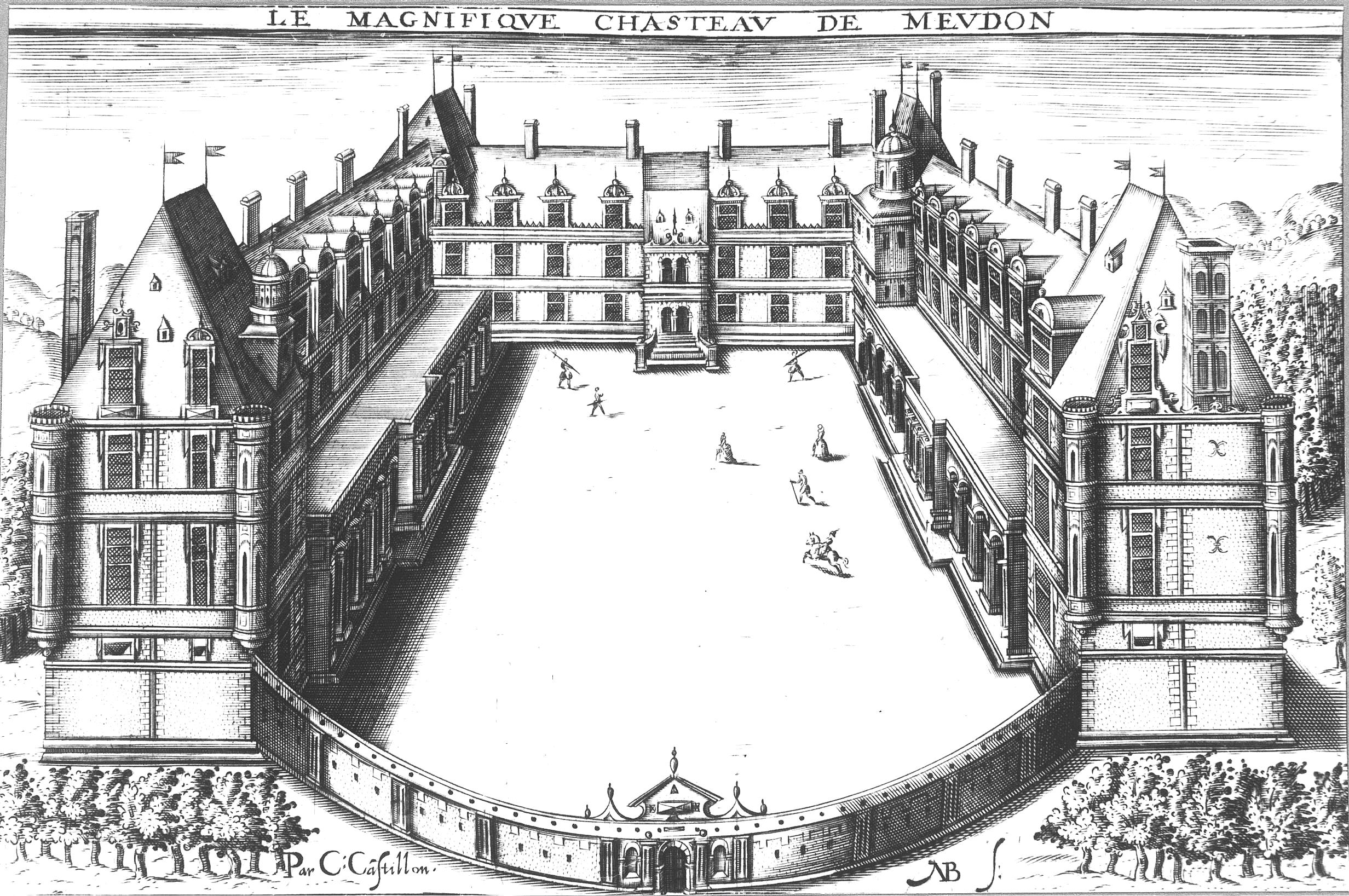
Le magnifique château de Meudon, par Claude Chastillon, vers 1600.

Le cardinal fait doubler les ailes côté cour d'une galerie surmonté d'une terrasse, sur des dessins du Primatice. Les intérieurs sont décorés de scènes du concile de Trente, auquel il participa activement, probablement dans le style de ce qui a été réalisé en Italie à la même époque par Taddeo et Federigo Zuccaro. Des jardins en terrasse et une première orangerie sont créés autour de petits bâtiments, dont un petit palais de fantaisie dédié aux nymphes et aux muses, la fameuse « Grotte de Meudon », édifiée encore sur les dessins de Primatice, entre 1552 et 1560, et décorée par des compositions de l'artiste. Celle-ci forme un petit palais, sous un soubassement formé d'arcades, à l'abri des regards, puisqu'une colline sépare visuellement ce lieu du Château-Vieux, ainsi qu'il est justifié sur une estampe d'Israël Silvestre représentant la Grotte. Cette dernière est en fait constituée de trois pavillons adossés à la pente, mélangeant les styles italien et français. Le pavillon central abrite la grotte proprement dite, décorée de mosaïques, coquillages, coraux et majoliques, et dont le maître d'œuvre est Primatice lui-même. À l'étage du pavillon central, des antiques sont exposés dans un grand salon. Sauval indique que la Diane de Versailles avait été rapportée d'Italie et placée au château de Meudon, mais des recherches récentes semblent prouver le contraire. Cette grotte connaît un succès immédiat et sera louée par Pierre de Ronsard dans le Chant pastoral sur les noces de Mgr Charles, duc de Lorraine et Madame Claude, fille II du roy.
En 1568, Giorgio Vasari s'enthousiasme pour la Grotte, dont l'écho a passé jusqu'en Italie : « À Meudon, pour le cardinal de Lorraine, Primatice a exécuté de nombreuses décorations dans son grand palais appelé La Grotte, d'une ampleur si extraordinaire qu'il rappelle les thermes antiques, en raison du nombre infini et de la grandeur de ses galeries, escaliers, appartements publics et privés ». La construction de cette Grotte s'est étalée dans le temps, avec, au départ, la construction de la Grotte elle-même et des deux rampes de l'escalier (vers 1552-1555), puis dans un second temps, les deux pavillons latéraux (1559). Le crypto-portique inférieur a pu être édifié ensuite, dans une troisième phase.

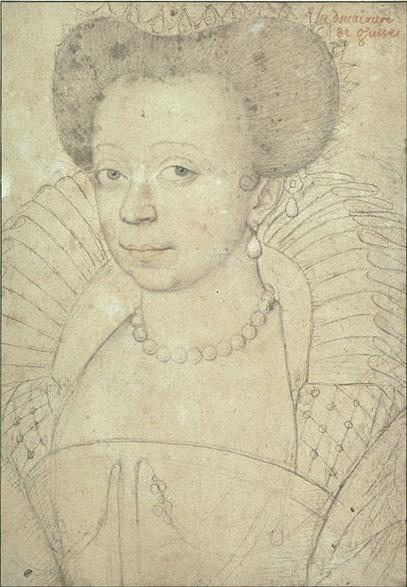
Catherine de Clèves, duchesse de Guise, veuve d'Henri Ier de Guise, dit le Balafré

À la mort du cardinal de Lorraine en 1574, le château reste propriété de la famille de Guise, dont il est l'un des fiefs, avec le château de Joinville (Haute-Marne). Il passe à son neveu, Henri de Lorraine, 3e duc de Guise (1550-1588), puis au fils de celui-ci, Charles de Lorraine, 4e duc de Guise (1571-1640) et à son fils, Henri II de Lorraine-Guise, 5e duc de Guise (1614-1664).
Il est pillé pendant les guerres de religion. Et c'est au château de Meudon que le futur Henri IV apprend, le 1er août 1589, l’assassinat du roi Henri III par Jacques Clément. Henri de Navarre va voir le jour même, à Saint-Cloud voisin, le roi blessé, qui le rassure sur son état de santé. Henri rentre ainsi se coucher à Meudon. Sully, qui l'accompagne, dort lui chez « Sauvat », dans une maison du village. Le lendemain, 2 août, l'état du roi s'est aggravé, il meurt à Saint-Cloud, et Henri de Navarre devient roi de France, en qualité de premier roi Bourbon.
Henri de Guise, le balafré, n'aura guère le temps de séjourner à Meudon. Il est assassiné en 1588. Meudon devient dès lors l'un des sièges de la Ligue. Le 24 juillet 1605, est célébré au sein de la chapelle du château le mariage de François de Bourbon, prince de Conti (1558-1614) avec Louise Marguerite de Lorraine (1588-1631). En 1618, le duc de Lorraine charge son architecte, Gabriel Soulignac, de modifier le château et d’étendre les jardins. (voir le mémoire du 27 juillet 1618, AN, MC, XXIV, 132). D'autres travaux sont réalisés par Soulignac en 1623, avec la construction d'une terrasse et d'un escalier proches de la Grotte.
En 1639, Jacques Dubreuil vante à Meudon les « perrons et tournelles ». « Le jardin est médiocrement grand, fait en parterre, bordures, allees nues & enuironné des alees couuertes de beaux arbres, avec balustres ». En avril 1641, le peintre Nicolas Poussin vient visiter le château, sans doute attiré par les décors du Primatice. Surtout, le 18 mai 1643, est renouvelée l’union de Gaston d’Orléans, frère de Louis XIII, avec Marguerite de Lorraine, en la chapelle du château, et avec la bénédiction de l'archevêque de Paris.
Le domaine est encore pillé sous la fronde, puisque les princes Lorrains, possesseurs de Meudon, ont pris le parti de la rébellion contre l'autorité royale. Ainsi, dès 1649, le Grand Condé, à la tête de l’armée royale, s’empare de Charenton, Saint-Denis, Saint-Cloud et de Meudon.

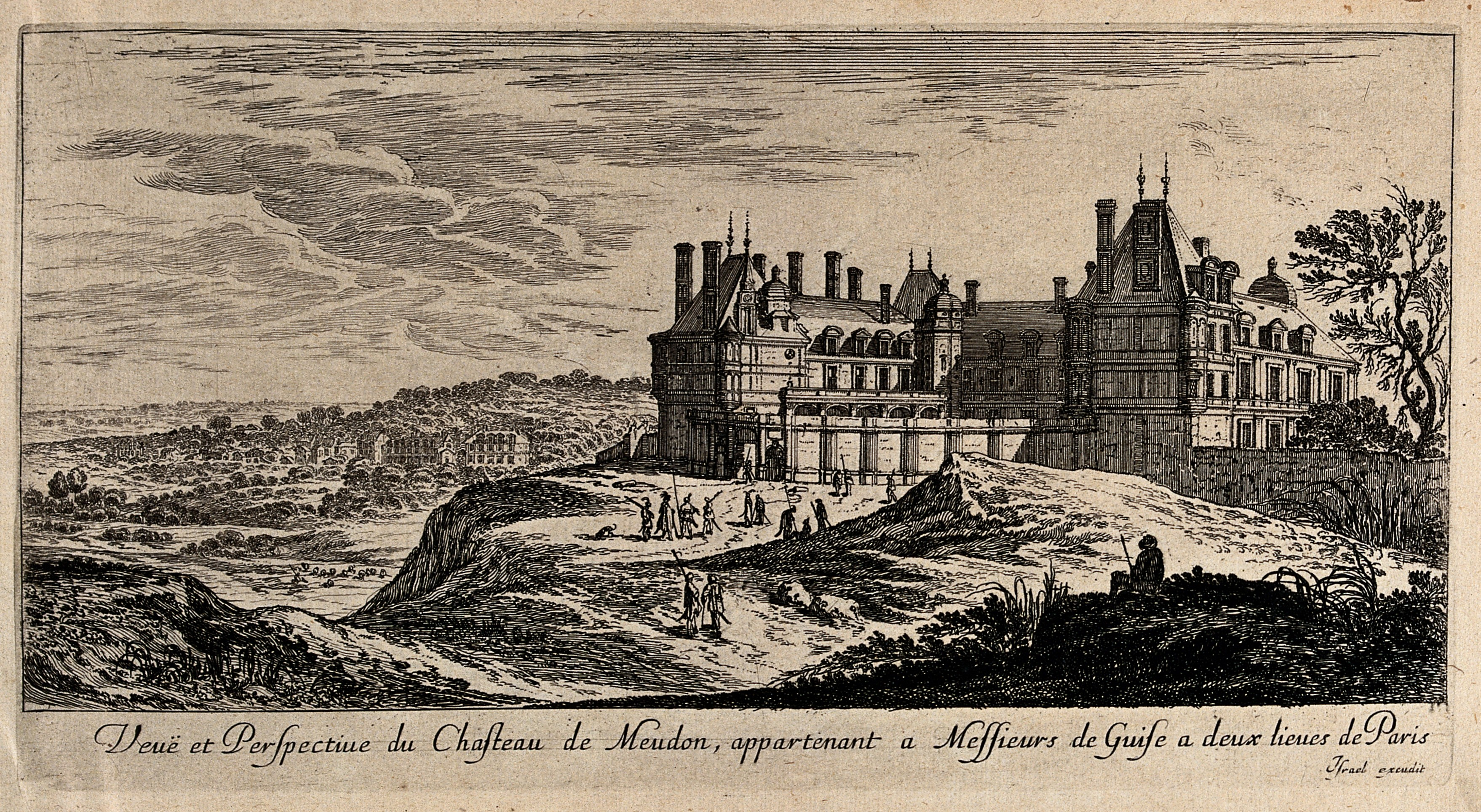
Vue du château de Meudon, vers 1600. En réalité, le village de Meudon était accolé au mur de clôture.
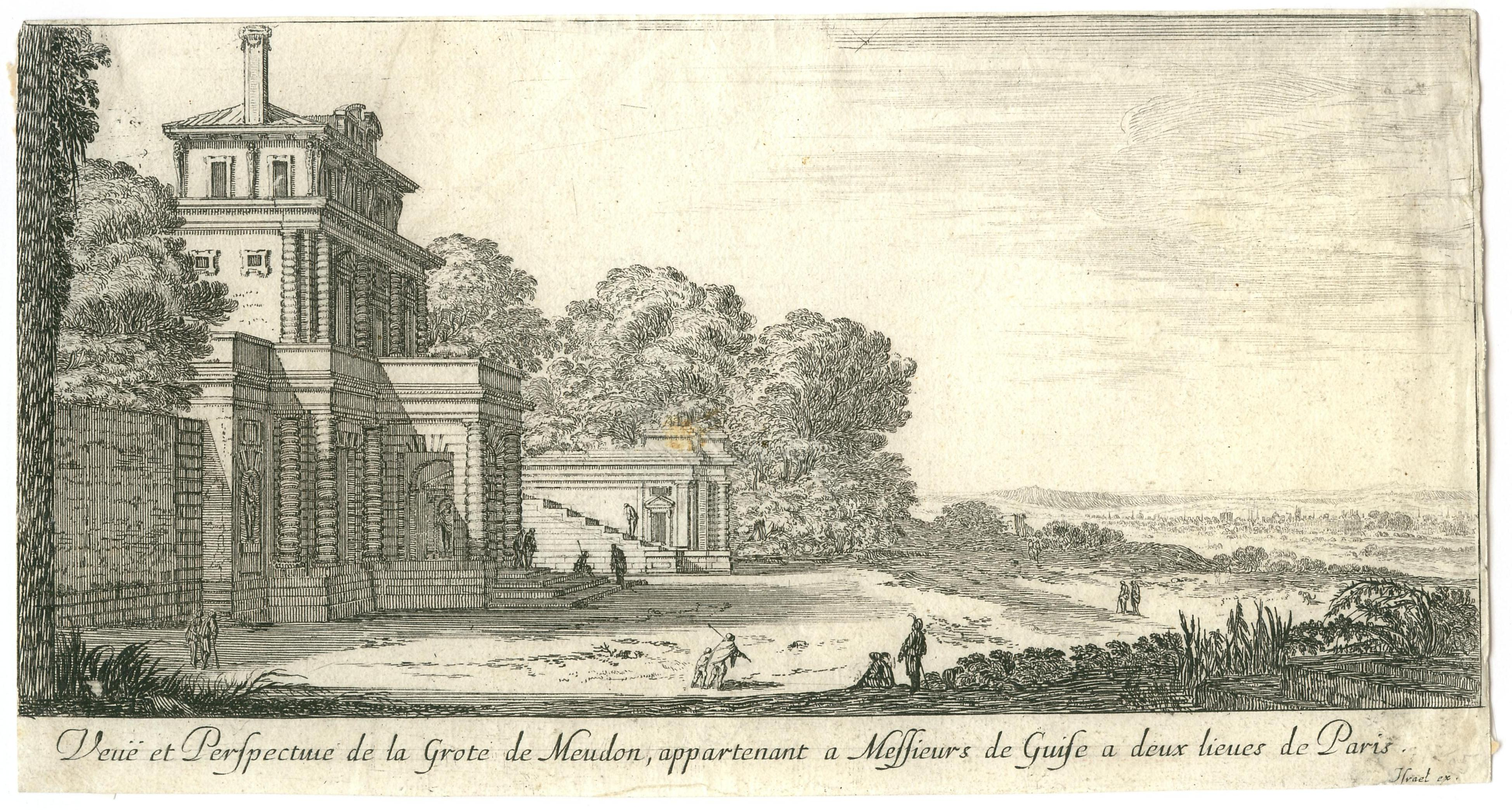
La Grotte de Meudon, par Israël Silvestre, première moitié du XVIIe siècle.
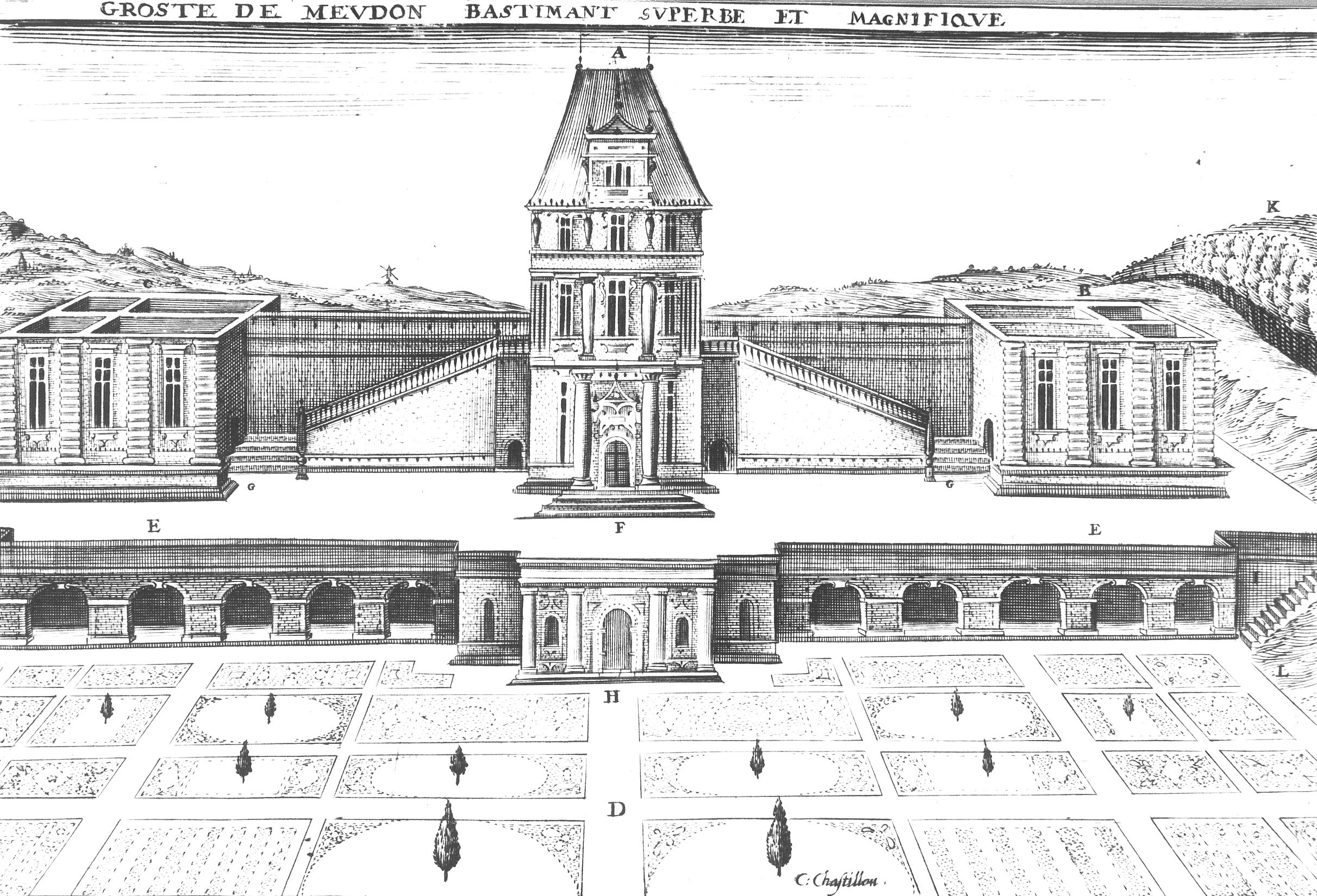
La grotte de Meudon, par Claude Chastillon, vers 1600.

### Un joyau du Grand Siècle

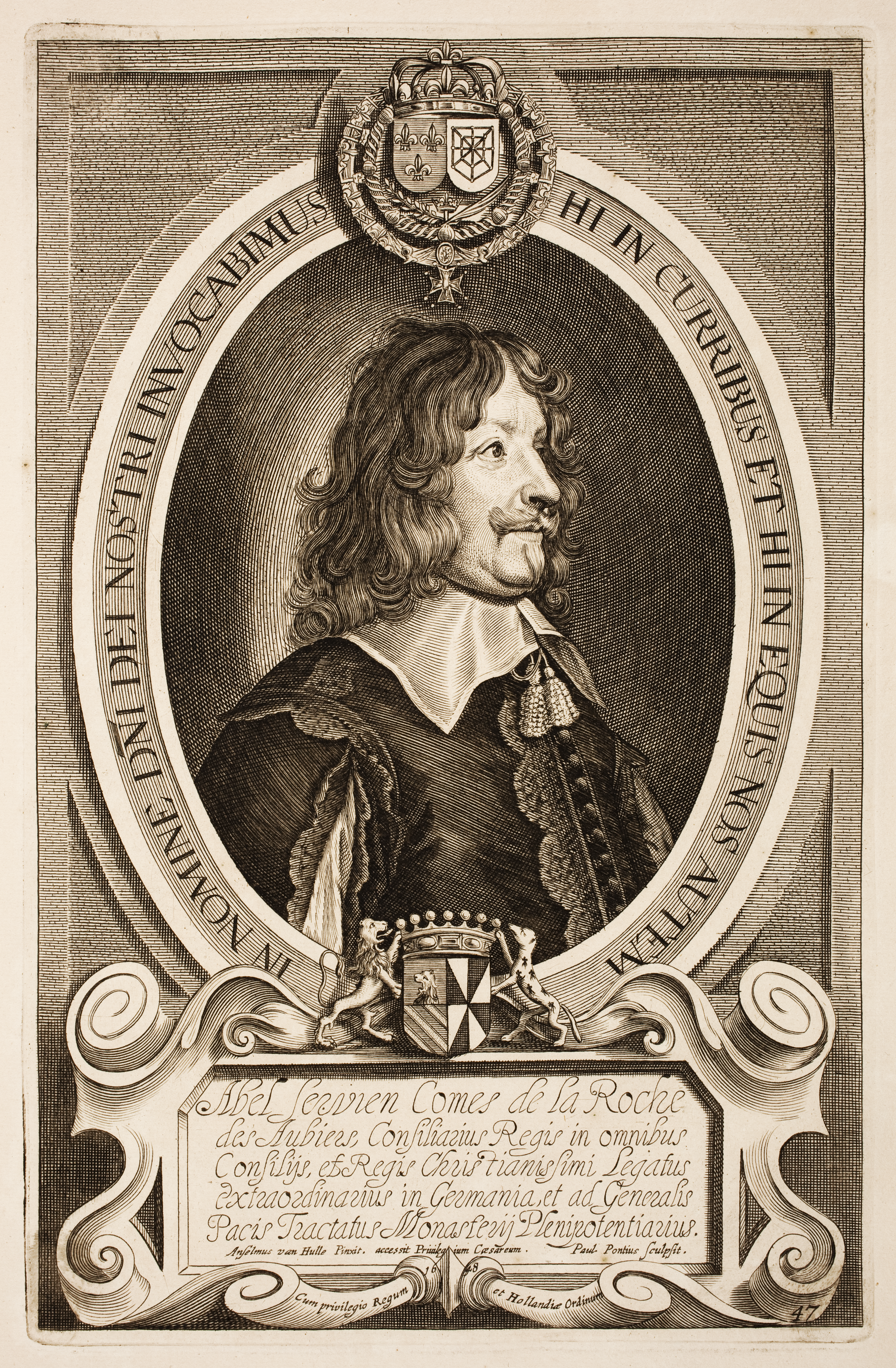
Abel Servien

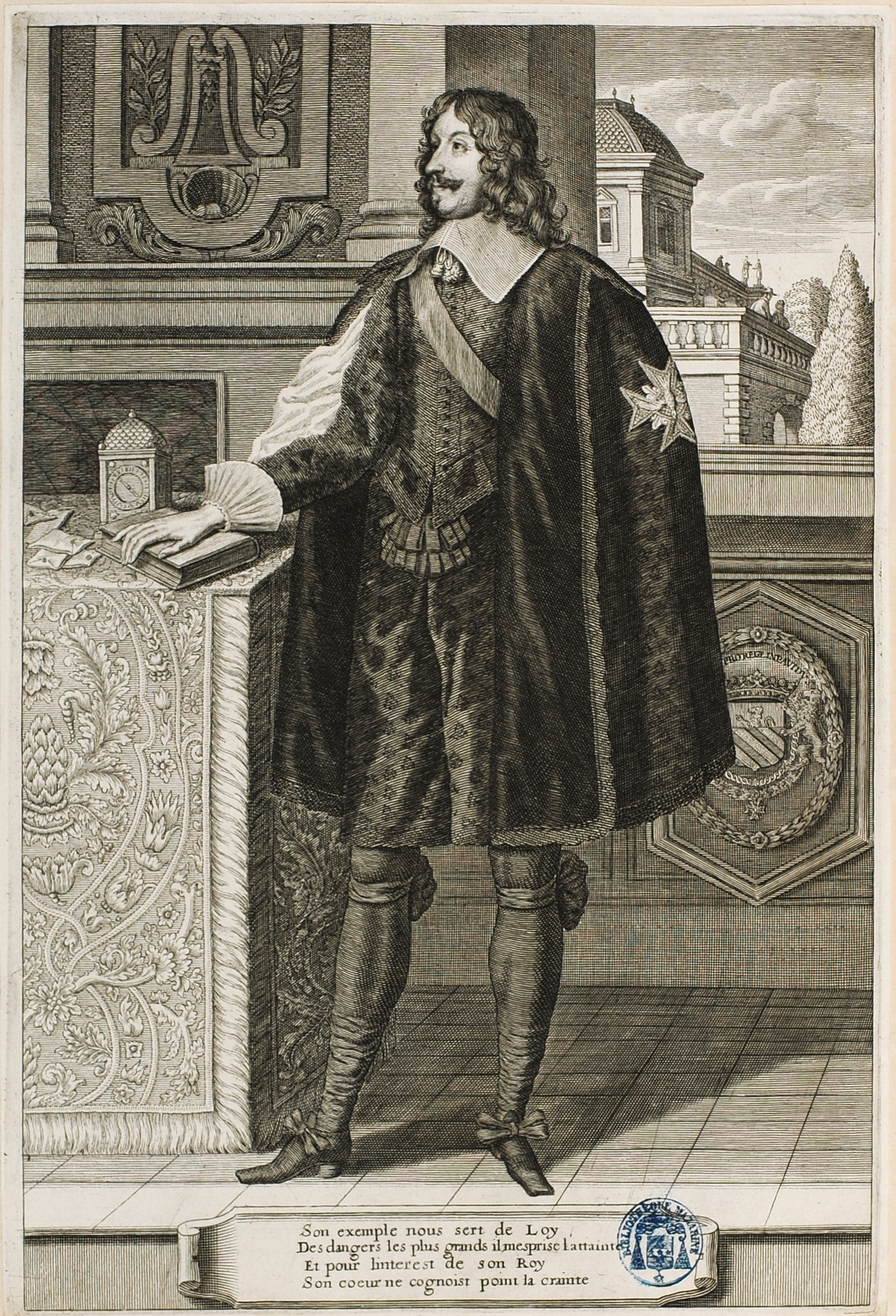
Portrait d'Abel Servien en pied, vers 1654-1659. Le bâtiment derrière symbolise le château de Meudon.

Essai de restitution de l'antichambre de l'appartement d'Abel Servien à Meudon, voisin du Grand Vestibule. Mobilier suivant l'inventaire de 1659.

#### Abel Servien et le marquis de Sablé (1654-1679)
Meudon, en piètre état, est alors racheté le 12 septembre 1654 par Abel Servien, surintendant des finances qui prend le titre de baron de Meudon. Dès l'achat, Servien fait faire de grands travaux d'embellissement par l'architecte Louis Le Vau. C'est qu'il est à l'apogée de sa carrière, et que Meudon doit refléter cette puissance. A Paris, Servien loge en l'hôtel de la Roche-Guyon, près du Palais-Royal, au moins entre 1651 et 1659. Le château est alors richement meublé et décoré. L'avant-corps central est remplacé par un pavillon octogonal, surmonté par un haut toit en pyramide tronquée. Au centre du pavillon se trouve un grand escalier à double révolution. Un grand escalier, orné de 12 colonnes monolithes de marbre le précède. Le premier étage abrite un grand salon à coupole, ouvert sur les jardins, similaire à celui construit au même moment par Fouquet en son château de Vaux-le-Vicomte, lequel exerce la charge de surintendant des finances avec Servien, et sous l'autorité de ce dernier, qui est plus âgé que lui. Servien fait édifier une vaste terrasse sur l'avant-cour, afin de dégager la vue sur le château, engloutissant au passage près du tiers du village de Meudon, qu'il déplace ailleurs. Du côté des jardins, il fait construire une orangerie monumentale, toujours conservée de nos jours. Il n'oublie pas d'agrandir le parc, qui existait au moins depuis la duchesse d'Étampes : au prix de nombreux rachats de terre, il arrive à percer une « Grande Perspective » au sud du château, et aménage des bassins, et étangs, dont celui de Chalais. Des lettres patentes datées du 31 août 1657 portent « permission d’estendre le parc de Meudon, l’enfermer de murailles, encore que les héritages acquis soient dans le voisinage des plaisirs de Sa Majesté », en d'autres termes, de Versailles voisin.
Quand la reine Christine de Suède vint en France, elle offrit à Servien le bronze d'Adrien de Vries, Mercure et Psyché, aujourd'hui conservé au musée du Louvre. Servien fit placer ce bronze au bout du parterre, juste au-dessus de sa nouvelle orangerie.
Servien meurt le 17 février 1659, à Meudon même, dans son appartement du rez-de-chaussée, ayant englouti une véritable fortune dans Meudon, toujours en travaux.
Son fils, Louis-François Servien, marquis de Sablé, protecteur de La Fontaine, conserve le domaine durant 20 ans. Le 2 août 1665, le Cavalier Bernin vient visiter Meudon. Louis-François Servien est finalement contraint financièrement de vendre le domaine de Meudon à Louvois en 1679. Déjà un an plus tôt, en 1678, des membres de l'Académie d’Architecture vinrent visiter Meudon, et constatèrent que « ce qui a esté fait de neuf au château du côté du jardin du temps de M. Servien est fort ruiné, principalement la corniche du pavillon du milieu ». (P. V. I. 193).

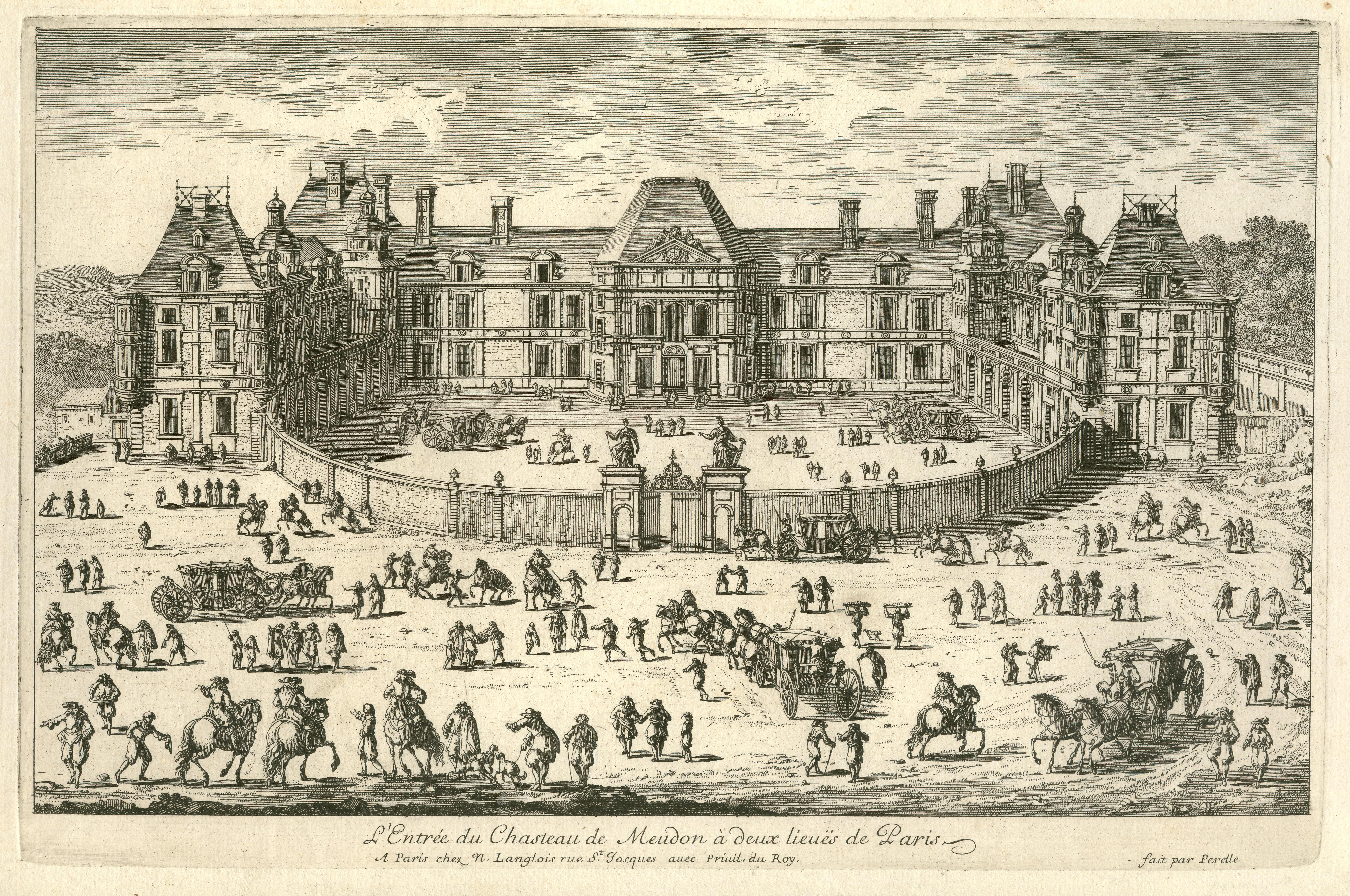
Le Château-Vieux à la mort d'Abel Servien, en 1659.
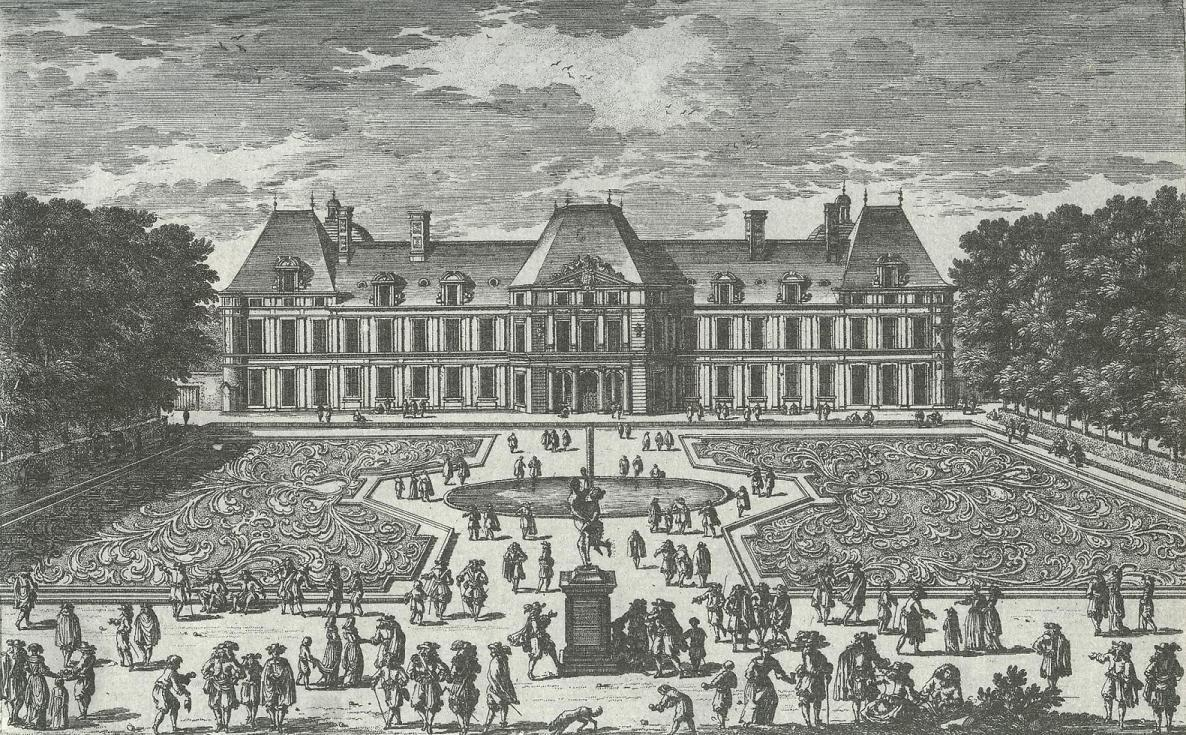
Le parterre de Meudon et la statue de Mercure et Psyché, vers 1660.
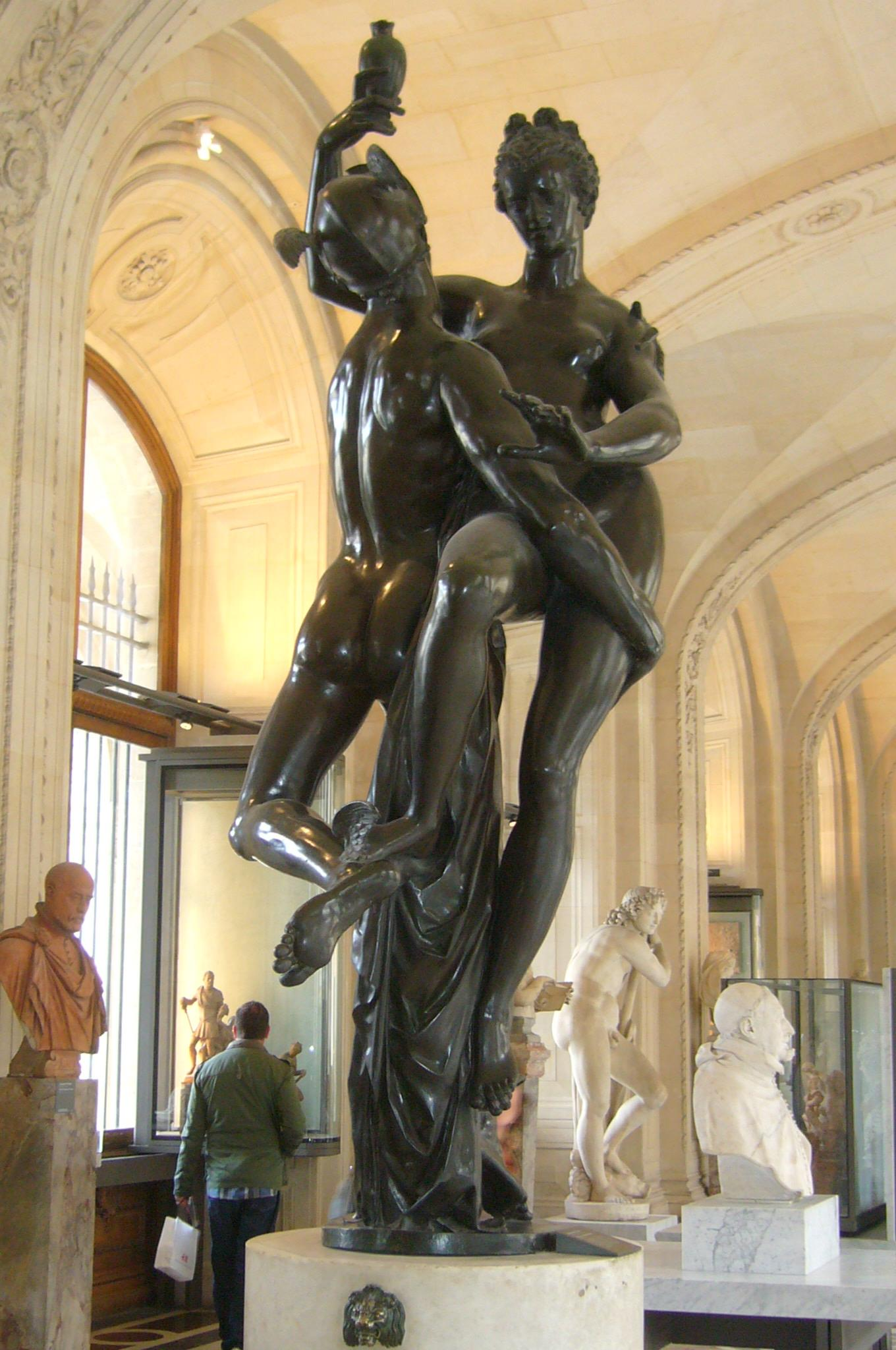
Mercure et Psyché, bronze d'Adrien de Vries.
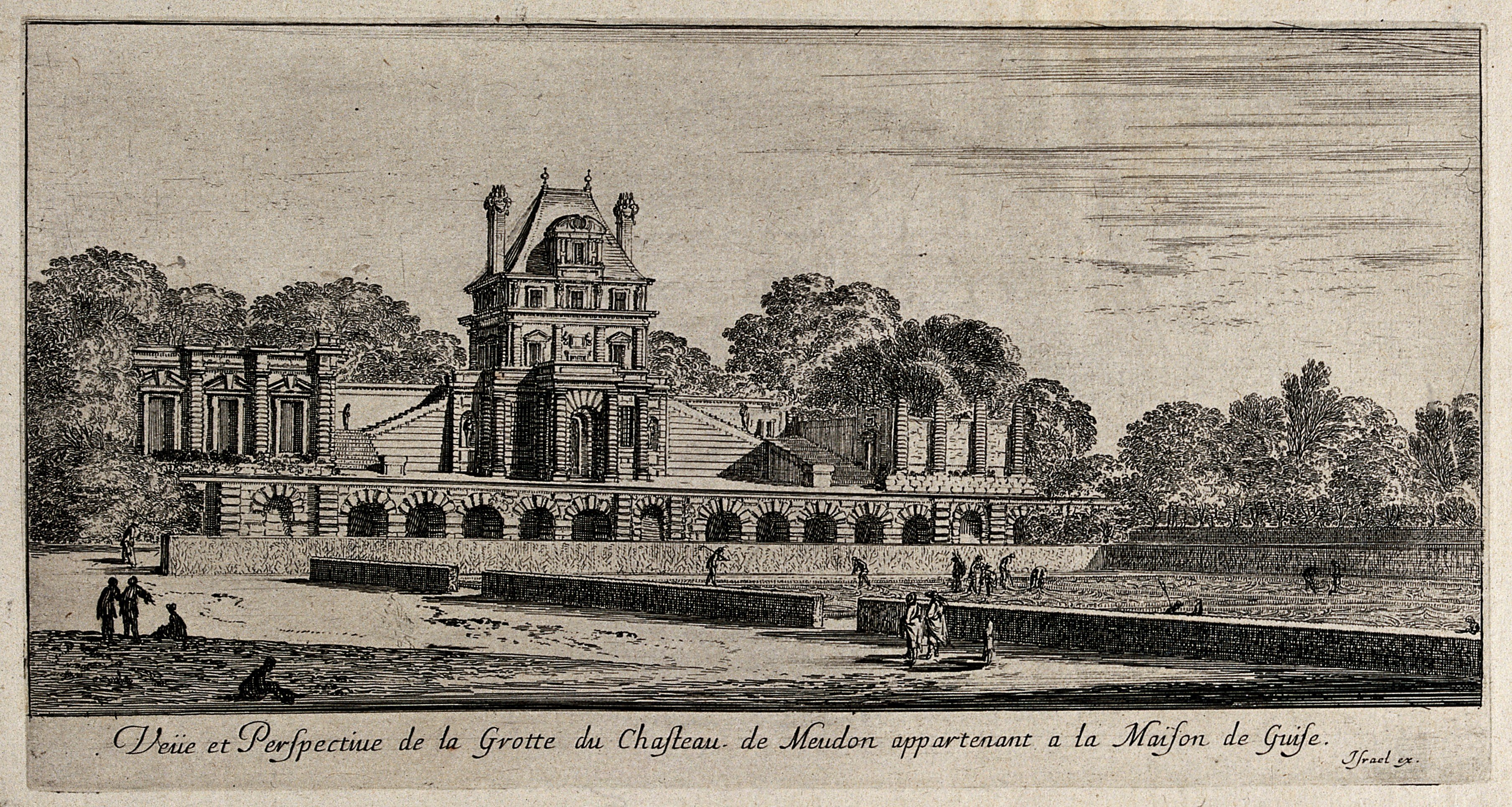
La grotte dans l'état où l'a trouvé Servien en 1654, après les troubles de la Fronde.
Armes des Servien.

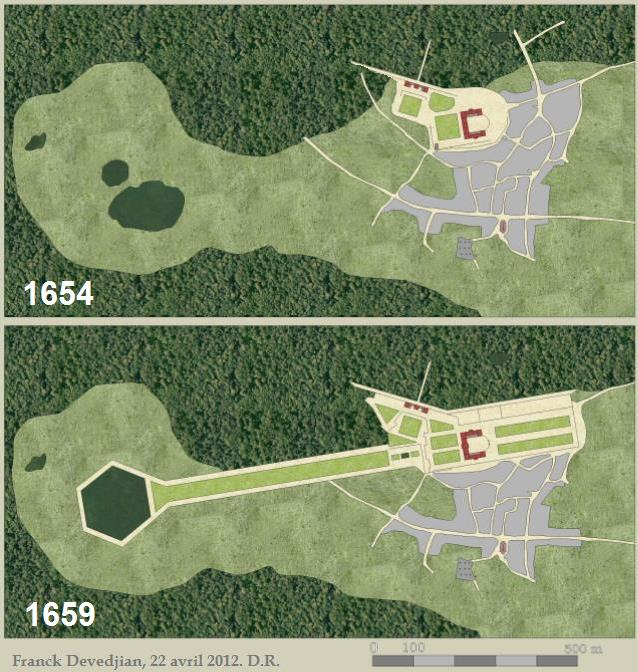
Schéma montrant l'évolution de Meudon sous Abel Servien.
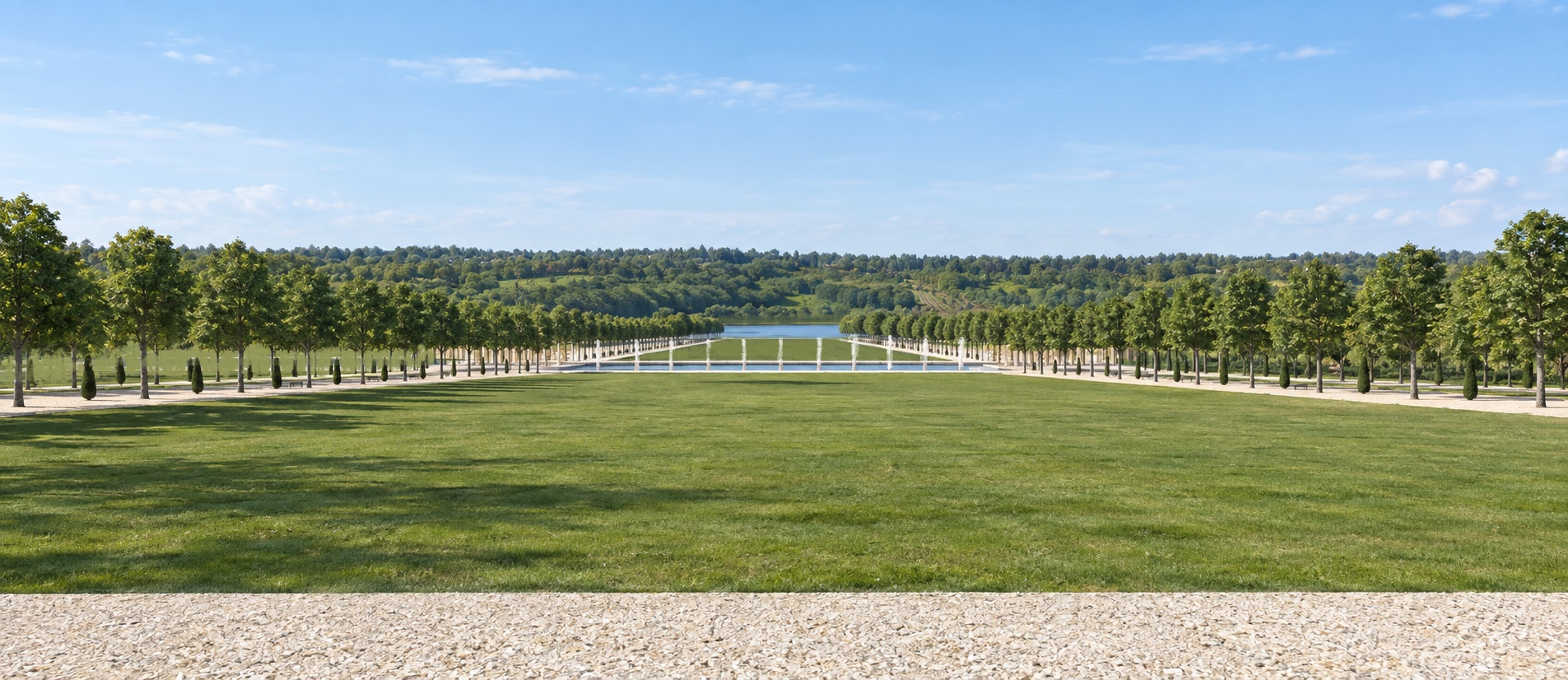
Schéma de la vue sur la Grande Perspective de Meudon à la mort de Servien, 1659.

#### Louvois et son épouse Anne de Souvré (1679-1695)

Antichambre du château de Meudon au temps de Louvois, avec les tableaux de Coriolan de Charles de La Fosse et de Pierre Mignard, Les reines de Perse aux pieds d'Alexandre.

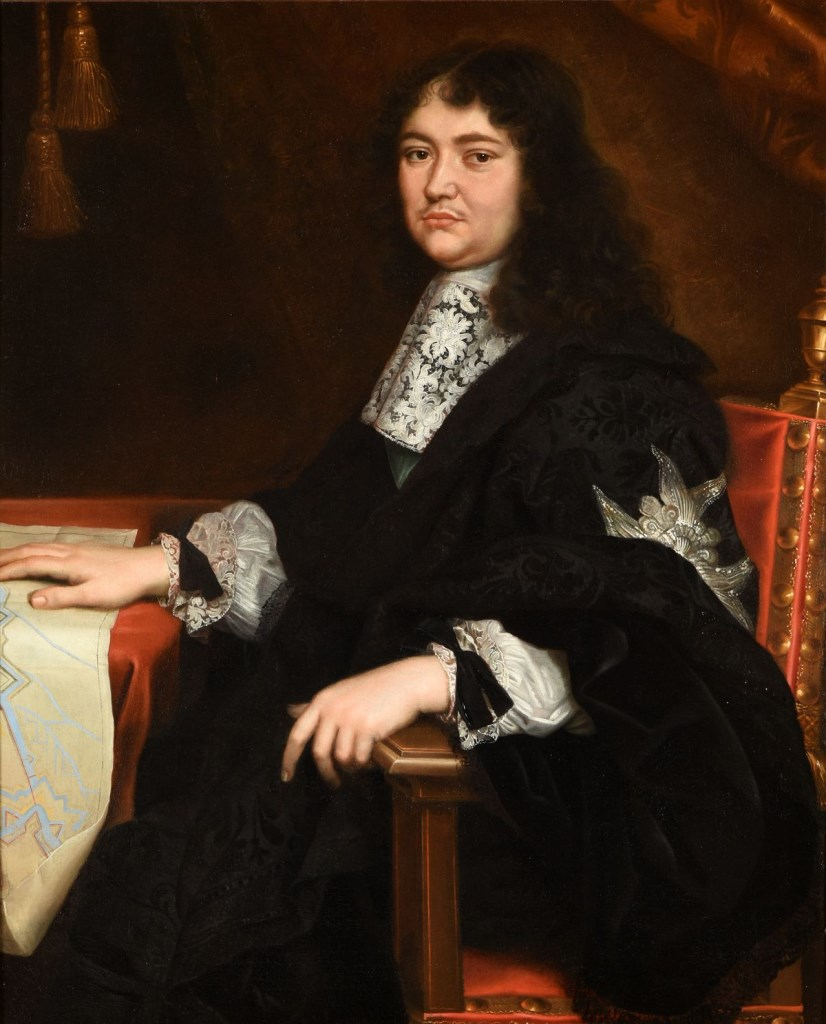
Louvois

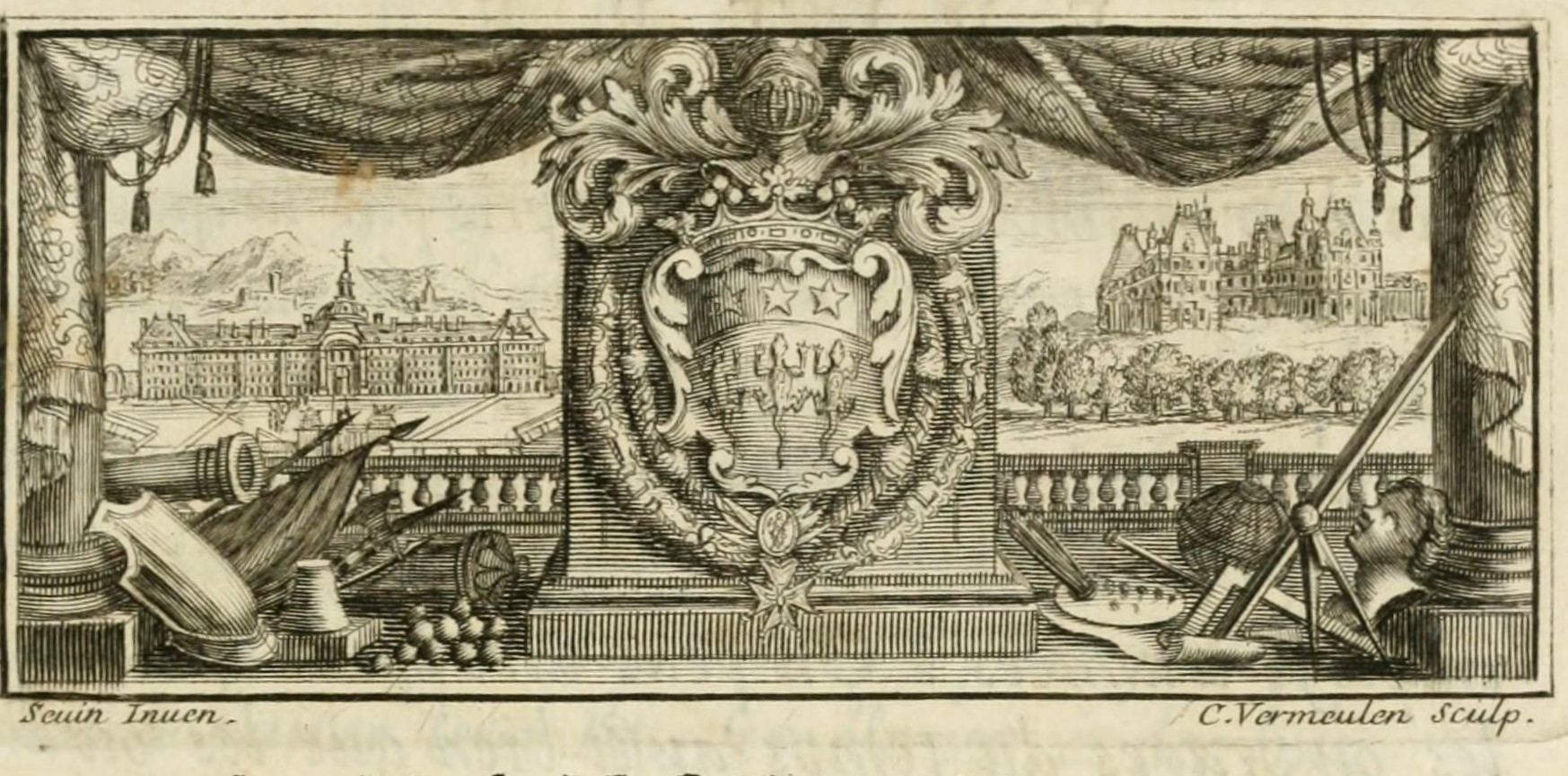
Vignette de Pierre-Paul Sevin, décrivant sur la gauche Les Invalides, symbole des armes, et sur la droite le château-vieux de Meudon, symbole des Arts, vers 1690, avec, au centre, les armes des Le Tellier

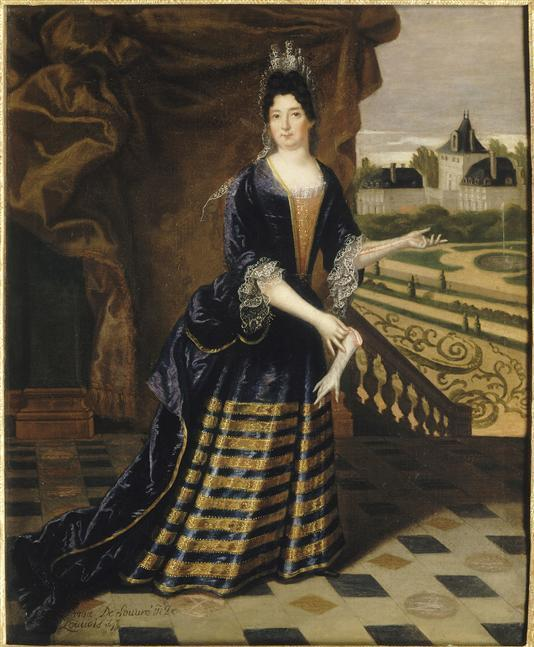
Mme de Louvois à Meudon. Musée de Versailles. On découvre à l'arrière le parterre et la Grotte.

Pour le puissant ministre, qui se faisait appeler « M. de Chaville » dans sa jeunesse, la situation de Meudon est idéale, à proximité de Versailles et de Chaville où se trouve la propriété familiale, qui a été reconstruite par son père, Michel Le Tellier. Louvois, qui obtient la surintendance des bâtiments en 1683, se lance alors dans une série d'aménagements grandioses. Il fait enrichir la façade du château de bustes et de balcons sur colonnes, en marbre gris. Il redécore somptueusement tout l'intérieur. Il fait poser des boiseries en 1684. Au-dessus des portes, figurent des peintures de fleurs dans le style de Jean-Baptiste Monnoyer, un cabinet présente des miniatures des bosquets de Versailles, peintes par Cotelle, sans doute un cadeau de Louis XIV en 1688 pour remercier son ministre du parfait achèvement du Trianon de marbre. La grande galerie, qui occupe toute l'aile droite au premier étage, est ornée de 12 toiles de Van der Meulen ou de Martin, sur les grandes batailles du règne.

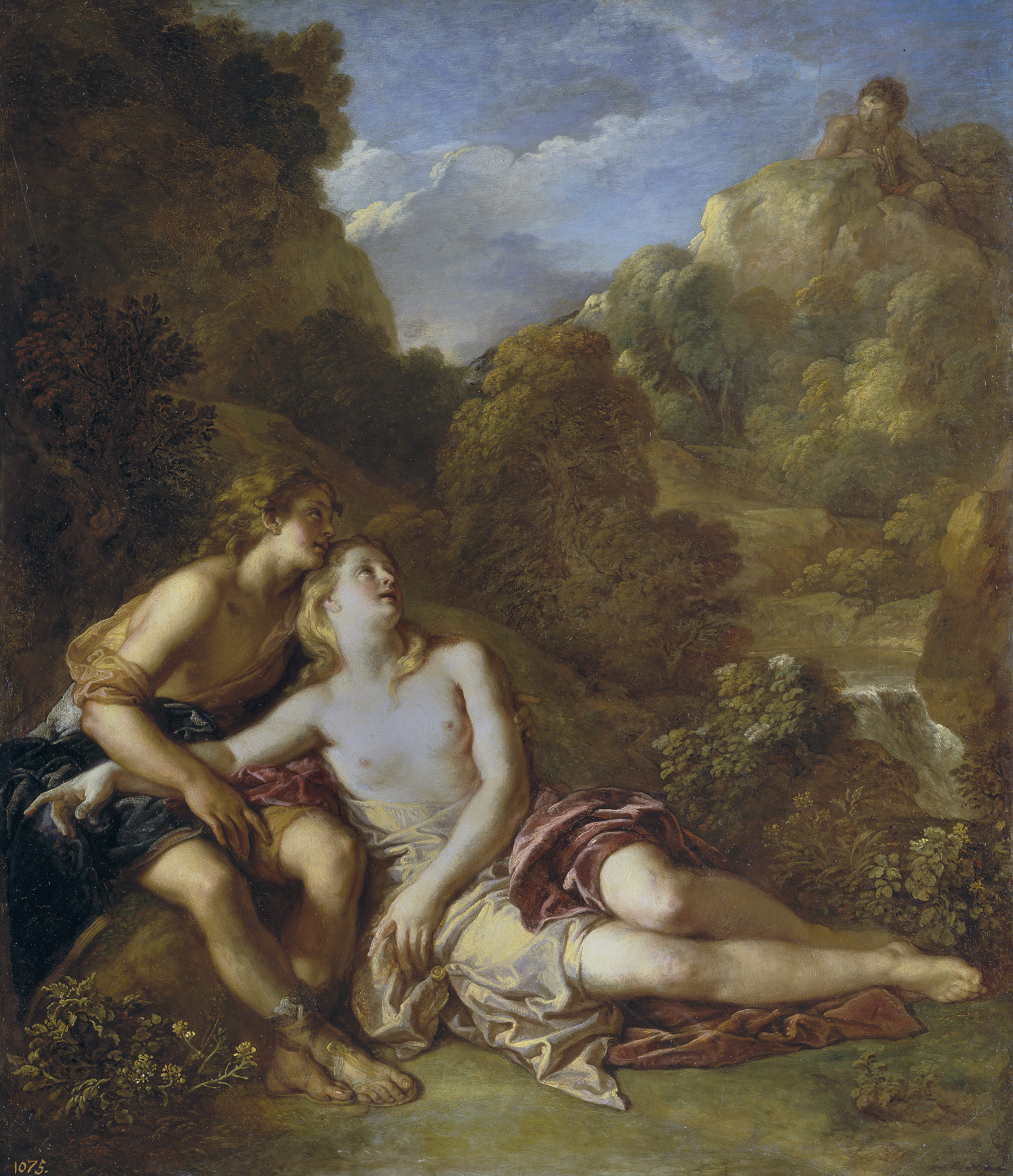
Acis et Galatée, par Charles de La Fosse, tableau placé par Louvois à Meudon (inventaire de 1691)

Nicodème Tessin le Jeune a pris soin de noter les faits suivants, lors de sa visite au château, en 1687 : « A Meudon, je suis allé avec un gentilhomme gascon (qui a dessiné toutes les vues d'Egypte, du nom de M. Le Cas) et avec M. Silvestre. Les vues, dont j'ai quelques unes, permettent d'en connaître les choses les plus importantes. La plus remarquable dans la maison était le plafond peint directement à l'huile sur la voûte par M. de La Fosse. Aux quatre angles de la composition, simulant le stuc, se trouvaient peintes deux figures assises et deux figures debout. Dans les coins et entre les statues, il y avait comme un œil-de-bœuf, car on y apercevait le ciel. À côté des figures et pour les faire d'autant mieux ressortir, il y avait partout de riches tapis de différentes couleurs et, entre le premier et l'autre angle, de grandes ovales, au centre desquels étaient représentés des sujets de Pandore. À côté d'eux, Mercure était particulièrement bien peint. La voûte s'étendait au-dessus de la corniche supérieure et l'ombre là-dessous faisait un très bon effet. Les grands listels de stuc tout autour étaient entièrement dorés. La chambre contiguë doit avoir également été peinte par lui Charles de La Fosse. En haut, dans la salle ovale, les glaces faisaient très bien. Elles étaient disposées circulairement et étaient aussi hautes que les cinq fenêtres. Il n'y avait en dessous qu'un boiserie d'une demi-aune de haut. Dans chaque panneau se trouvaient juxtaposées trois glaces, d'environ 6 qv. de haut et, lorsqu'on se plaçait au centre du panneau, on pouvait se voir dans les trois glaces à la fois. La galerie était joliment décorée avec une quantité de tables de jaspe, de bustes, etc., et toutes les actions du Roi devaient y être peintes par Van der Meulen ; deux étaient déjà achevées. A un bout de la galerie, il y avait un salon, dans lequel la table et tout le panneau compris entre les deux fenêtres étaient garnis avec du verre de miroir, et l'ouverture des portes était si grande que lorsqu'on se tenait au loin, on pouvait presque voir l'ensemble de la galerie. Il y a là, en outre, une profusion de belles, très grandes glaces. Les meubles étaient fort beaux, mais non d'un goût particulier. Tous les hivers on les retire à cause de l'humidité du sol. » « En dessous, dans la propre chambre de M. de Louvois, il y avait trois tuyaux de cuivre qui laissaient passer à volonté de la chaleur. Cette chaleur venait d'un poêle de cuivre placé dans la cheminé de la chambre voisine. Un tuyau d'aération passant sous le vestibule arrivait à cette cheminée, pour ensuite distribuer la chaleur, lorsqu'on ouvrait la fenêtre de cette chambre (comme la "machine à donner de la chaleur" à Versailles). Soutenue à l'un des côtés de l'écurie par des piliers de pierres ou de contreforts, la maison est extérieurement en très mauvais état. Le site est accidenté au possible, mais néanmoins très agréable. L'allée centrale, en bas, dans le jardin devant les terrasses, est recouverte d'un gazon de 70 aunes de large ; ensuite, au milieu d'une allée de sable de 8 aunes de large, se trouvent des épicéas et d'autres arbres ; ensuite, de deux côtés, un nouveau gazon de 9 aunes et de nouveau une allée sablée, avec des arbres, de 8 aunes de large. Le parterre de M. Le Nostre, au milieu, devant la grotte que j'ai dessinée, est très joli, de même les deux "embroiderie" au centre devant la maison, avec les deux vases de marbre et les statues de marbre autour du bassin ovale, à main maçonnés comme des tuiles ne faisaient pas un mauvais effet. J'ai également dessiné là-bas les caisses des orangers, en les prenant séparément. Ce jardin est entouré, ainsi que le parc, d'un mur d'au moins 7 milles de circonférence. Au bas du jardin se trouvait une autre maison de plaisance assez grande, que M. de Louvois avait achetée à vie pour M. Courtin ».
À l'extérieur, Louvois fait réaliser de vastes travaux hydrauliques pour alimenter les plans d'eau du parc, et permettre les jets d'eau les plus spectaculaires. Le parc haut est développé, tandis que Le Nôtre travaille sur les jardins sans discontinuité durant toute la décennie 1680. Ce dernier crée pratiquement la totalité des jardins bas, invente de nouveaux bosquets et parterre, dont celui devant la Grotte. Louvois fait également aménager un grand potager le long de l'avenue du château, afin de subvenir aux besoins du château ; potager qui prendra par la suite le nom de «potager du Dauphin ». En somme, il réalise à Meudon tout ce que Louis XIV réalise de manière plus spectaculaire encore à Versailles au même moment. Et il demande à Israël Silvestre, maître à dessiner du dauphin, de graver l'ensemble du domaine, ce que réalise Silvestre au moyen de plusieurs estampes fort spectaculaires, parmi les plus soignées de son œuvre.

Restitution de la collation donnée à la reine Marie-Thérèse par Louvois en juillet 1681 à Meudon.

Restitution de l'écurie de la Cour des Offices du château de Meudon au temps de Louvois, vers 1685.

En juillet 1681, la reine de France, Marie-Thérèse, vient visiter Meudon, où « Mr de Louvoy eut l’honneur de [la] servir » (d’après le Mercure Galant de juillet 1681). Le 17 août 1684, Louvois fait préparer une grande fête à Meudon, en l'honneur de Monsieur, frère du roi, et de Madame, son épouse, propriétaires du château voisin de Saint-Cloud. Surtout, le 2 juillet 1685, Louis XIV, Monseigneur le Dauphin, la Dauphine, Monsieur et Madame, « accompagnez de la plus grande partie des Princes et des Seigneurs de la Cour », viennent à Meudon, où Louvois traite le roi et toute la Cour « avec beaucoup de magnificence ». Il fut donné « une magnifique collation, pendant laquelle tous les violons et hautbois de l’Opéra jouèrent des airs de la composition de Lully » (…) « Mais M. de Louvois eut le chagrin de voir qu’il plût pendant tout le temps que le roi fut chez lui ». En 1686, une réception est encore donnée à Meudon, en l'honneur des ambassadeurs de Siam, qui découvrent tant les jardins que le château. Louvois n'est pas présent pour les recevoir puisqu'il est à Maintenon avec le Roi, pour suivre les travaux du canal de l'Eure. Le 25 août 1689, Louvois reçut une nouvelle fois Monsieur à dîner à Meudon. Le 29 juin 1691, deux semaines avant la mort soudaine de Louvois, « Monseigneur alla se promener à Meudon avec madame la princesse de Conty ; ils firent collation au château, et se promenèrent longtemps dans le parc et dans les jardins » (Dangeau).
Le 16 juillet 1691, Louvois meurt brusquement à Versailles. Il était parvenu au faîte des honneurs, et la splendeur de Meudon symbolisait matériellement cette puissance.

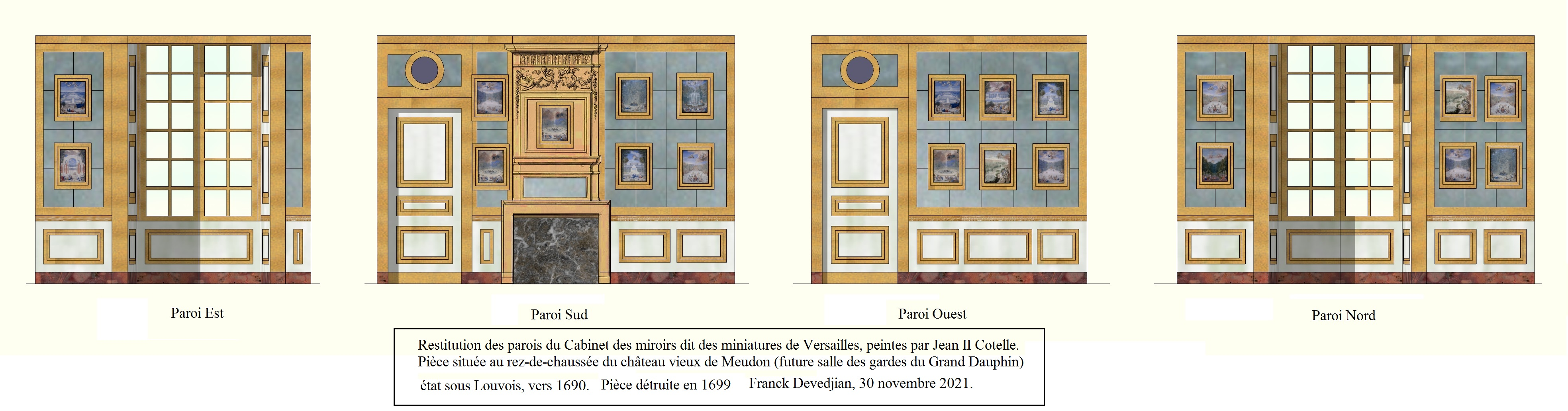
Restitution des parois du Cabinet des miniatures de Versailles, vers 1688-1699.

Le 1er juin 1695, sur proposition de Louis XIV, la veuve de Louvois, Anne de Souvré et son fils Barbézieux acceptent d'échanger Meudon contre le Château de Choisy et une soulte. Le château, estimé alors à 500 000 livres, et déjà considérablement embelli par les propriétaires successifs, va connaître sa période la plus brillante.

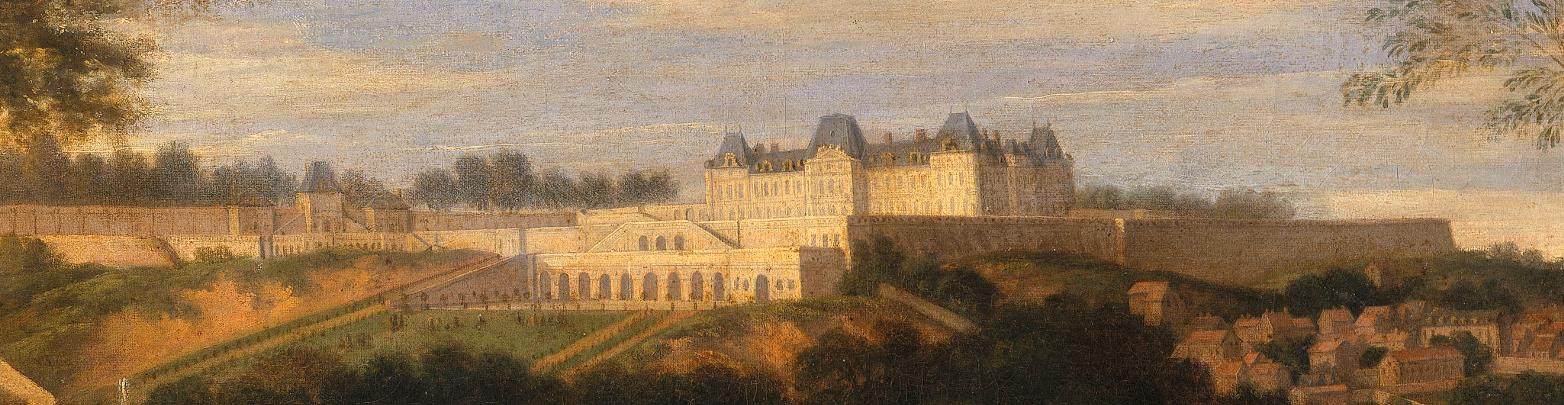
Détail du tableau Louvois chassant à Meudon. Musée de Versailles, vers 1683.

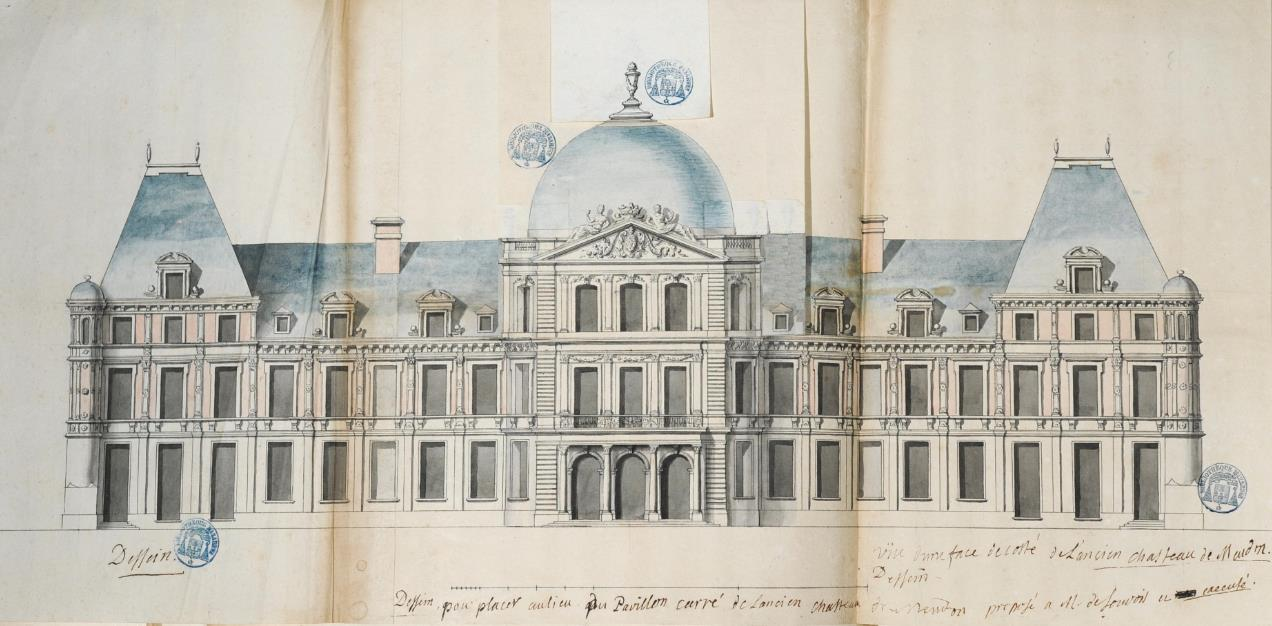
Projet non réalisé de dôme pour le pavillon central du château-vieux de Meudon, par Jules Hardouin-Mansart pour Louvois, vers 1685-1691. Bibliothèque Mazarine, ms 3361.

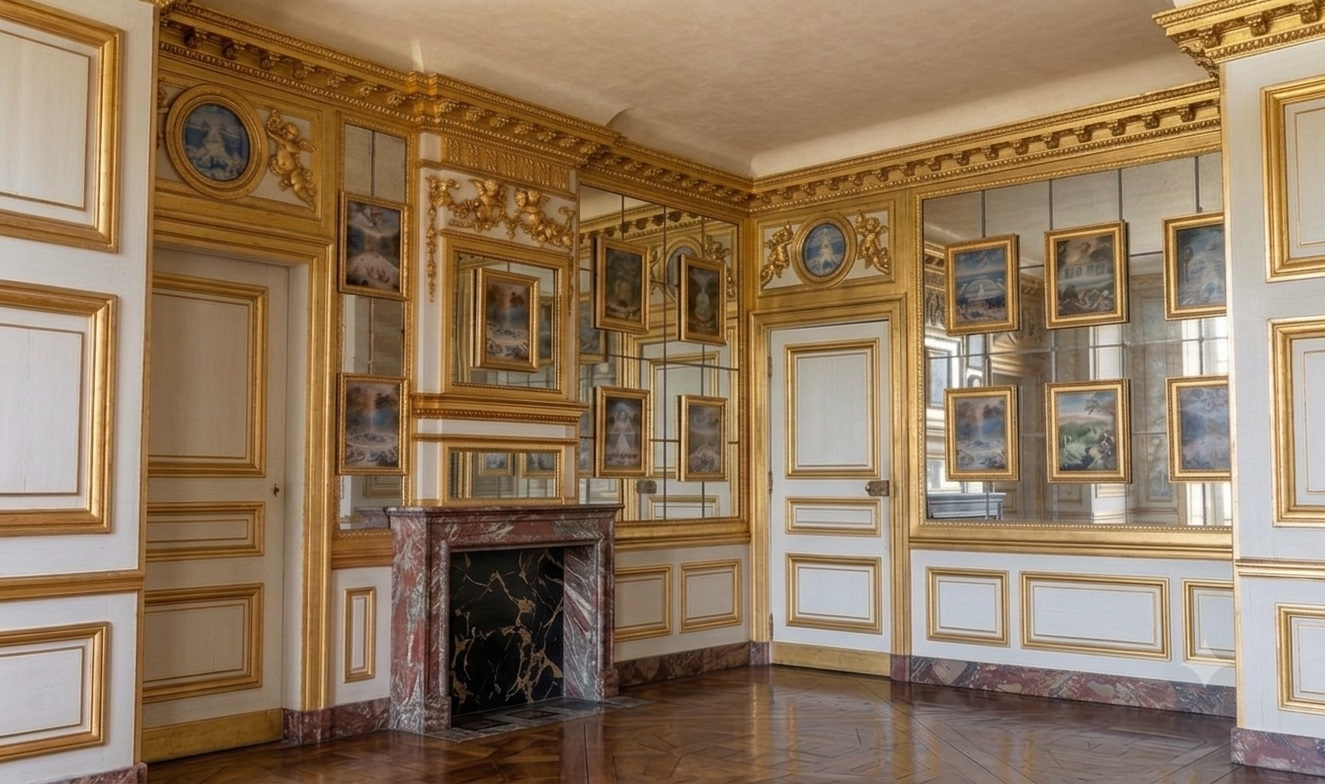
Essai de restitution du cabinet des miniatures de Versailles, peintes par Cotelle, état vers 1690 sous Louvois.

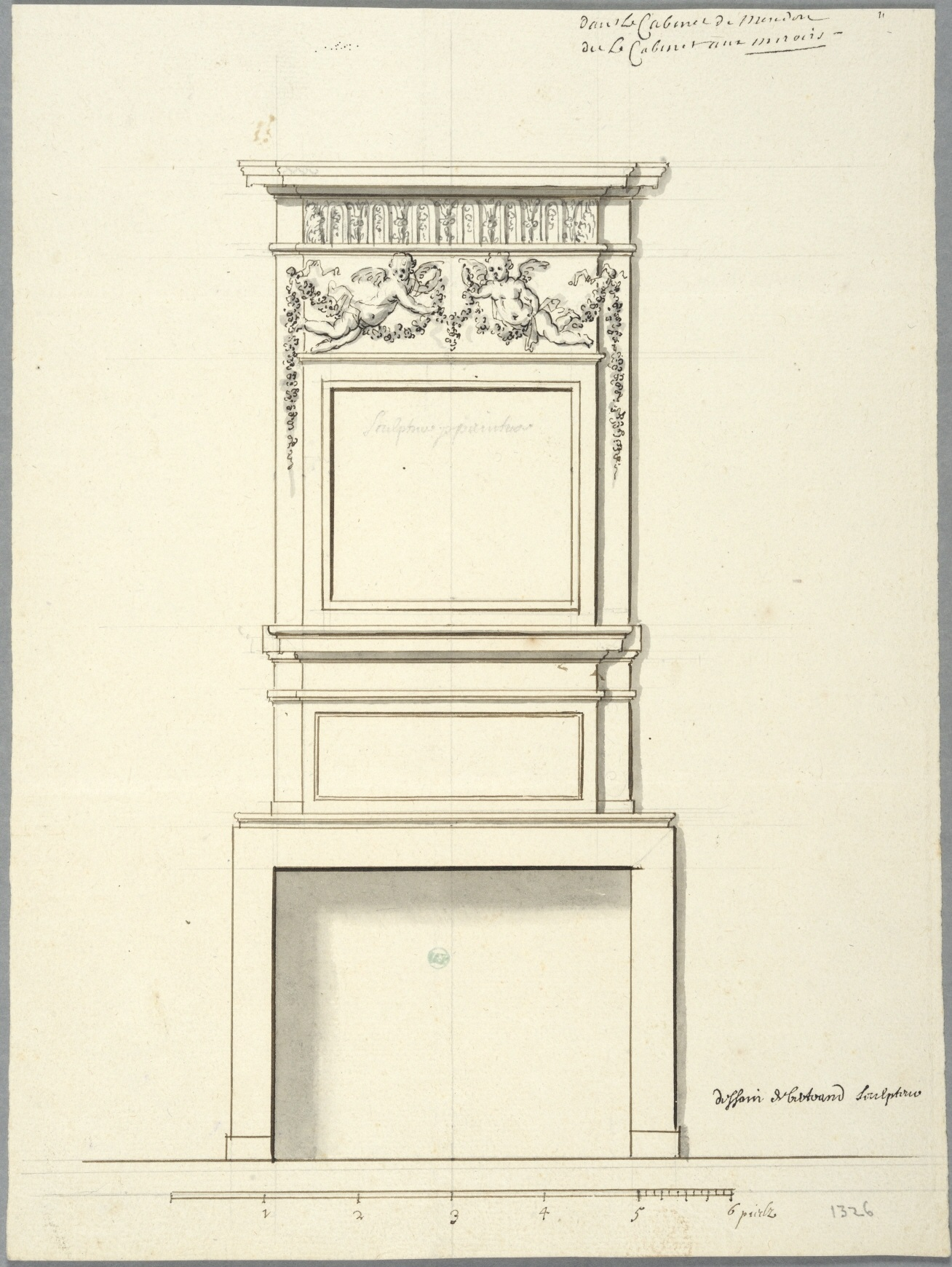
Projet de cheminée du « cabinet des miroirs » de Meudon, vers 1680-1690. Nationalmuseum de Stockholm, NMH THC 1326. Les mesures de cette cheminée correspondent parfaitement avec celle de l'ancien cabinet des miniatures de Versailles, situé au rez-de-chaussée de l'aile Est, qui sera détruit pour réaliser la salle des gardes du Dauphin en 1700.

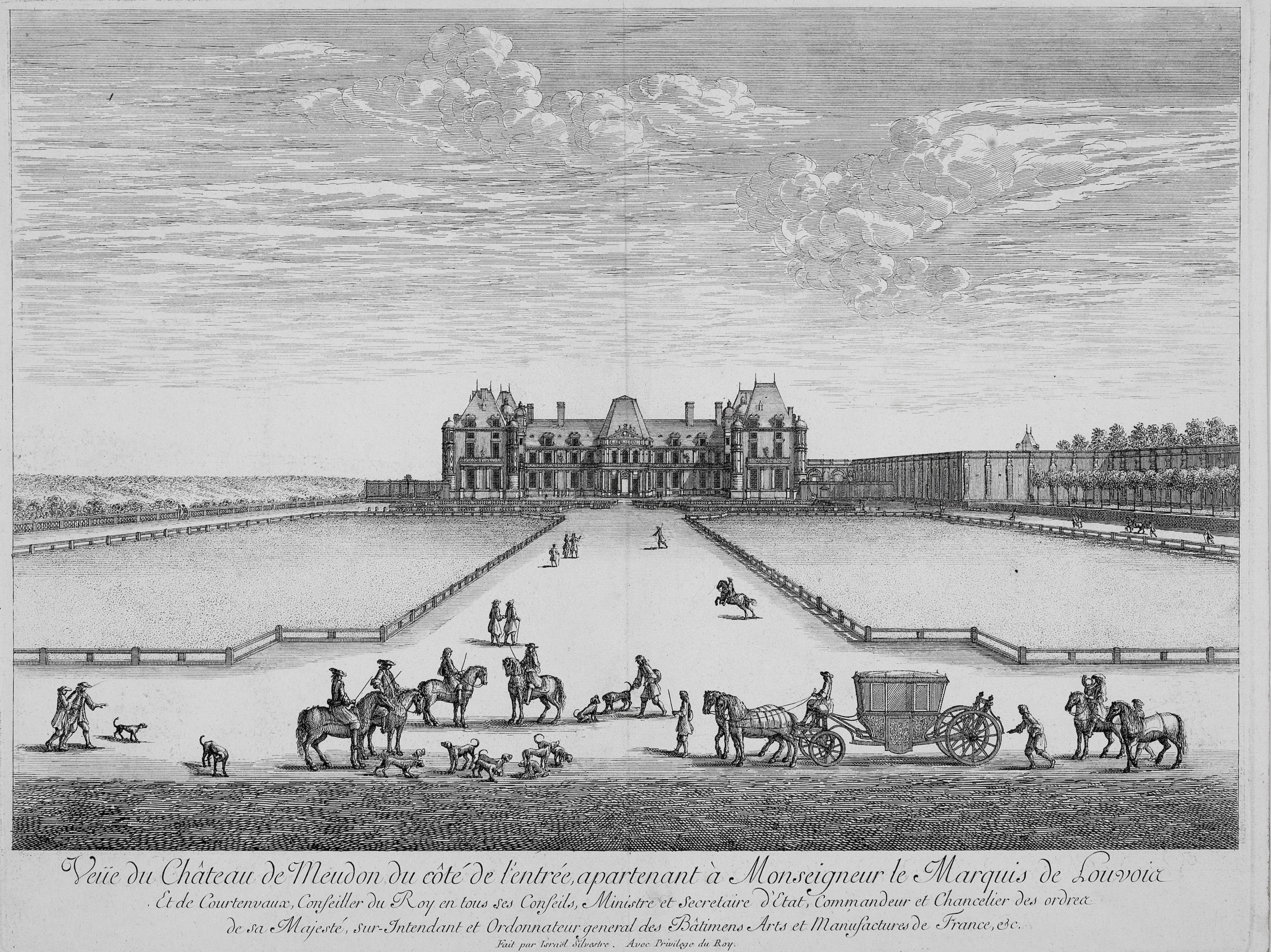
Vue de l'entrée du château de Meudon, Israël Silvestre, 1685.
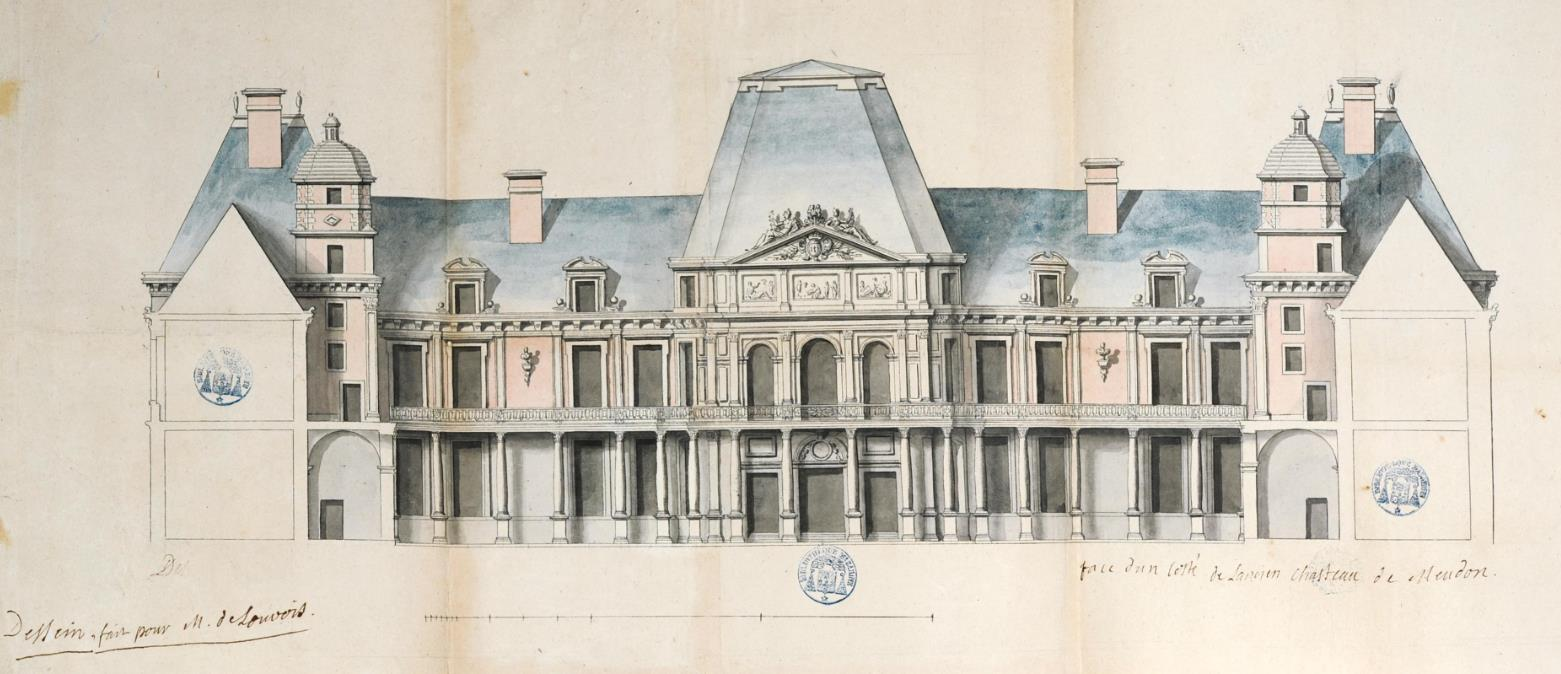
Elévation du fond de la cour du Château-Vieux de Meudon. Vers 1685-1690. Bibliothèque Mazarine, ms 3361.
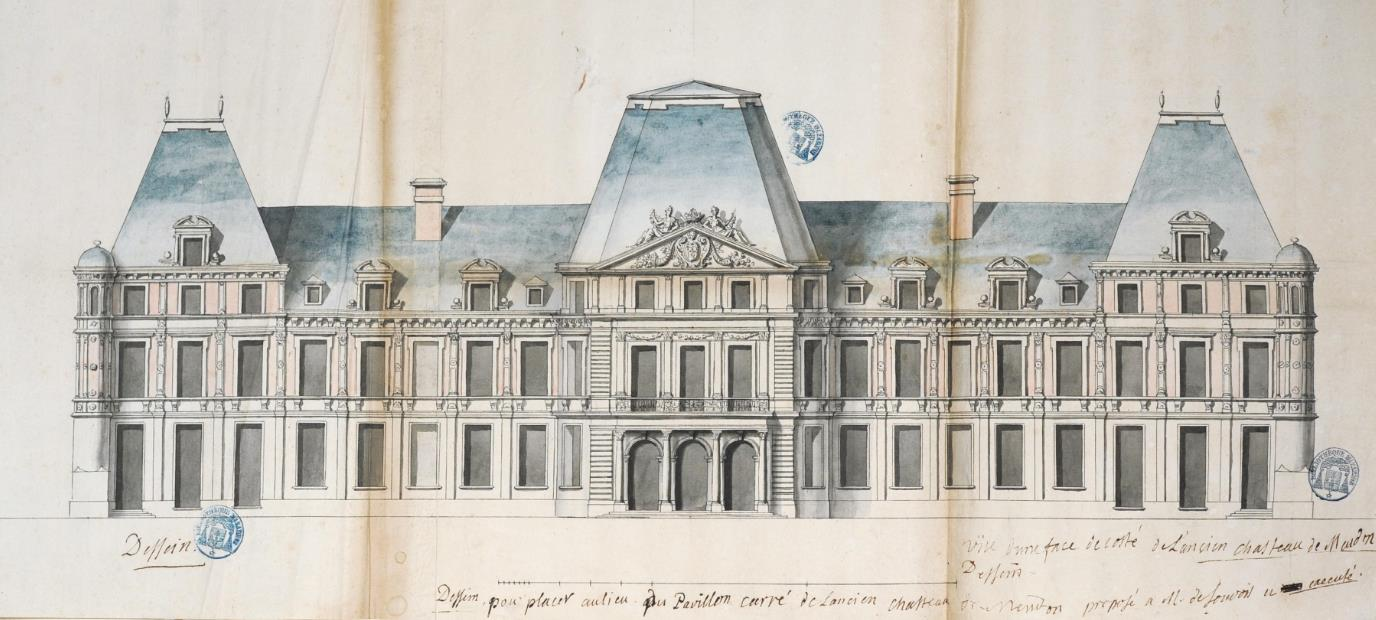
Elévation de la façade du côté du parterre du Château-Vieux de Meudon. Vers 1685-1690. Bibliothèque Mazarine, ms 3361.
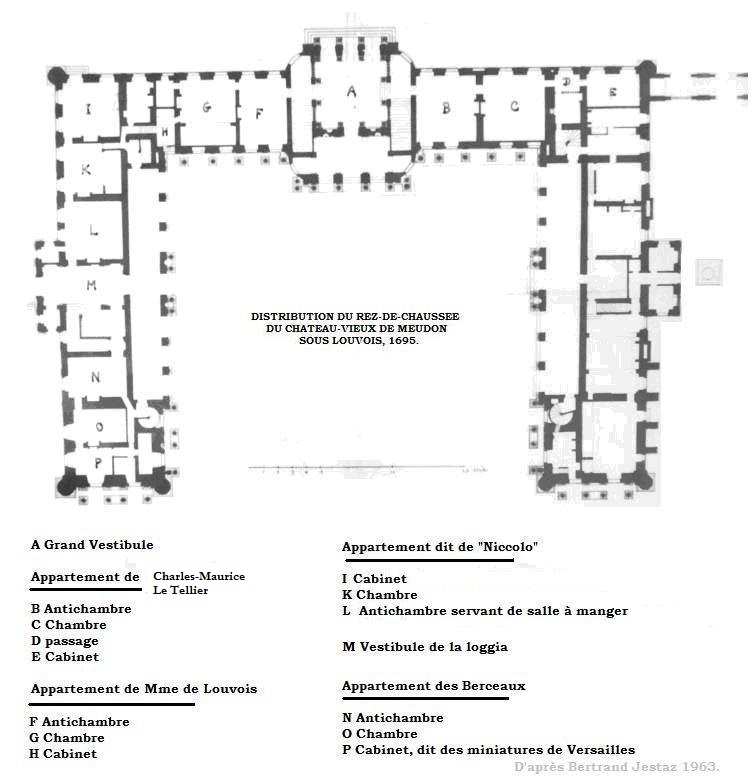
Distribution du rez-de-chaussée de Meudon après la mort de Louvois, 1695.
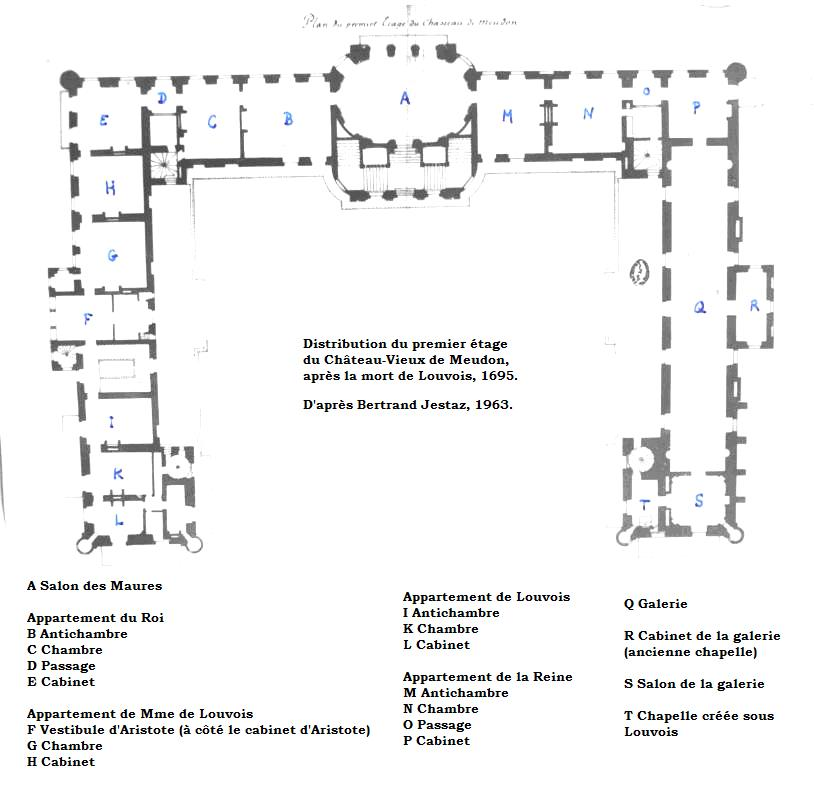
Distribution du premier étage du Château-Vieux après la mort de Louvois, 1695.
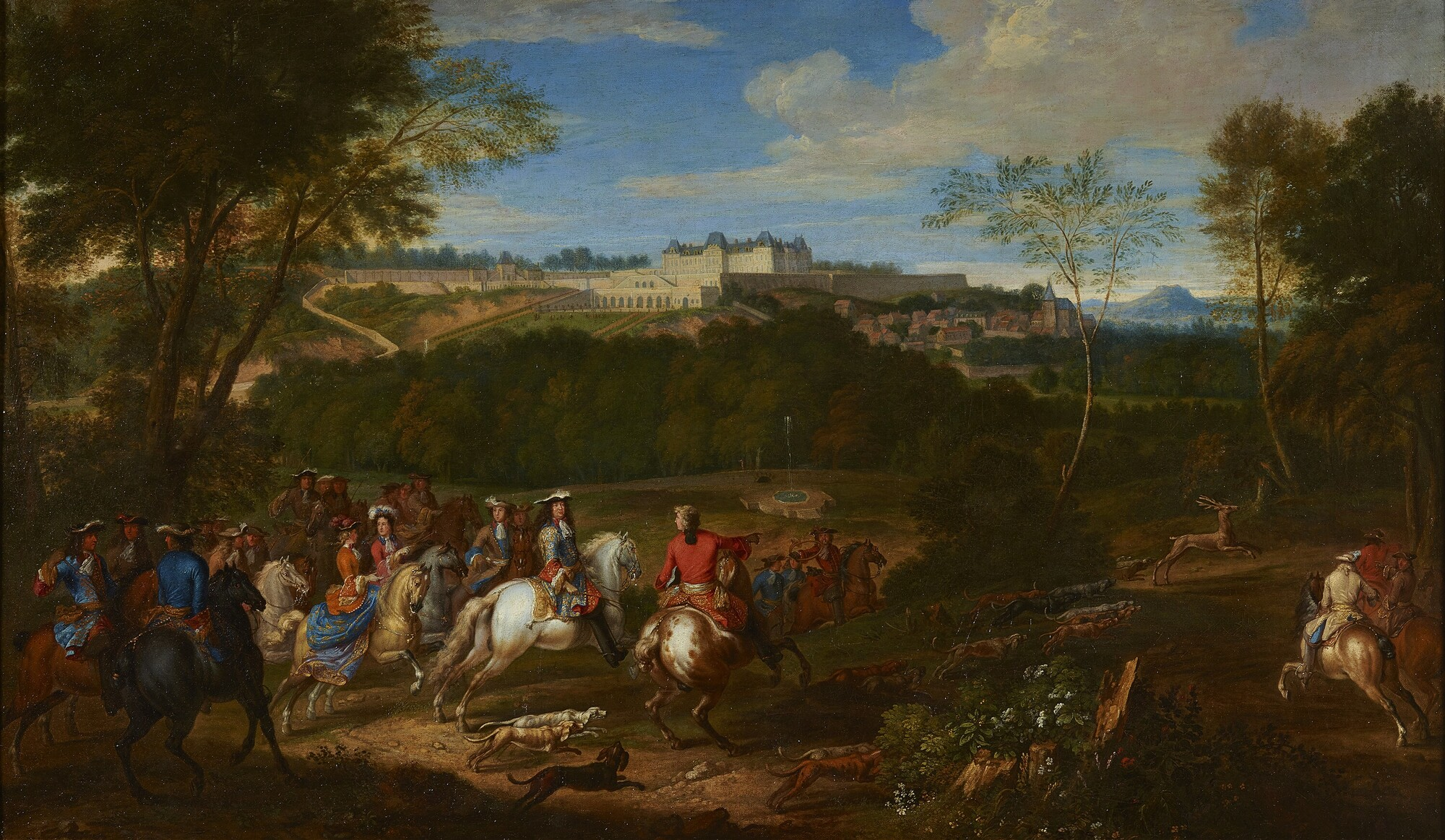
Louvois chassant à Meudon, vers 1685. Musée de Versailles.
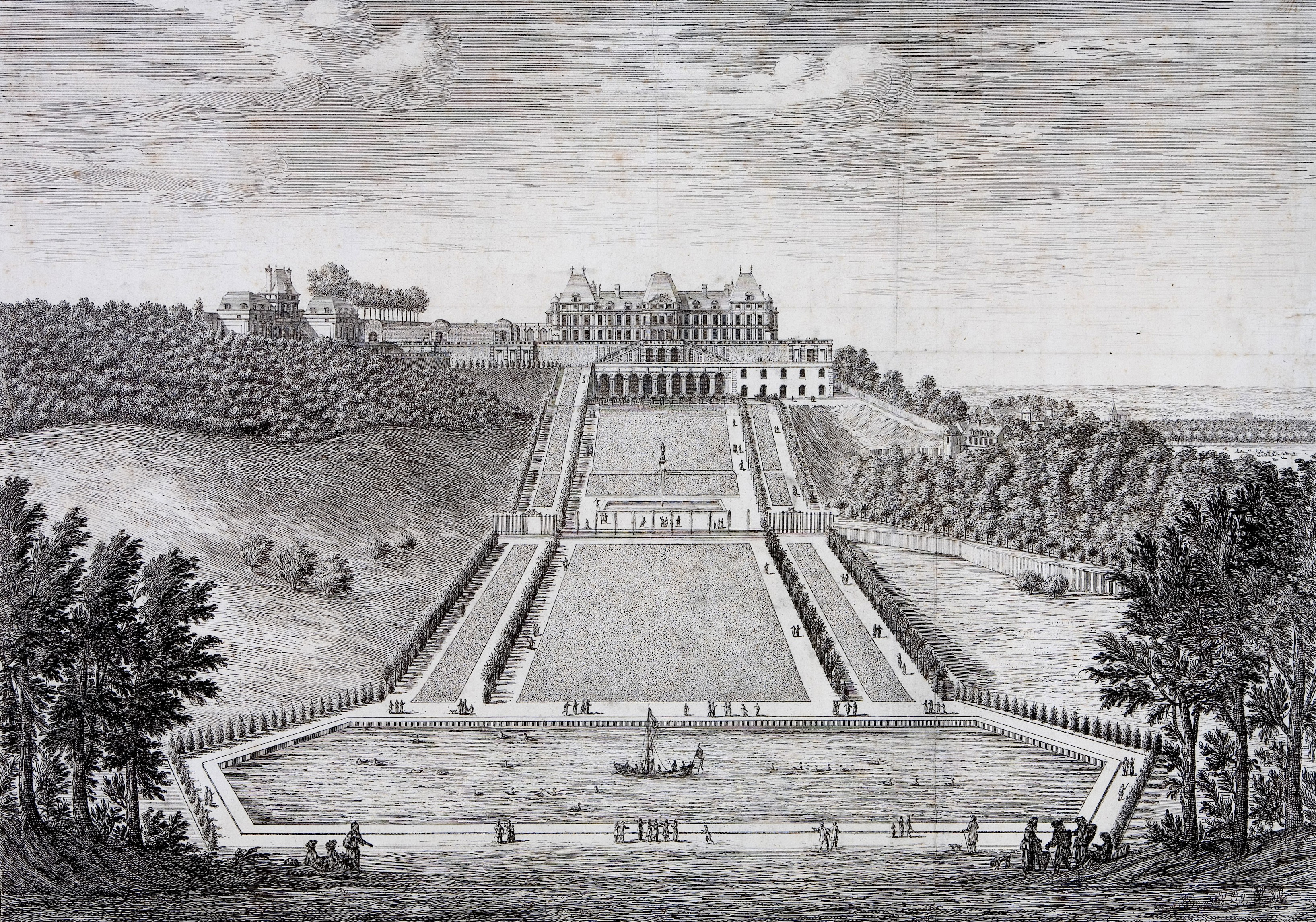
La Grande Perspective de Meudon, Israël Silvestre, 3e quart du XVIIe siècle, Musée d'art et d'histoire de Meudon.
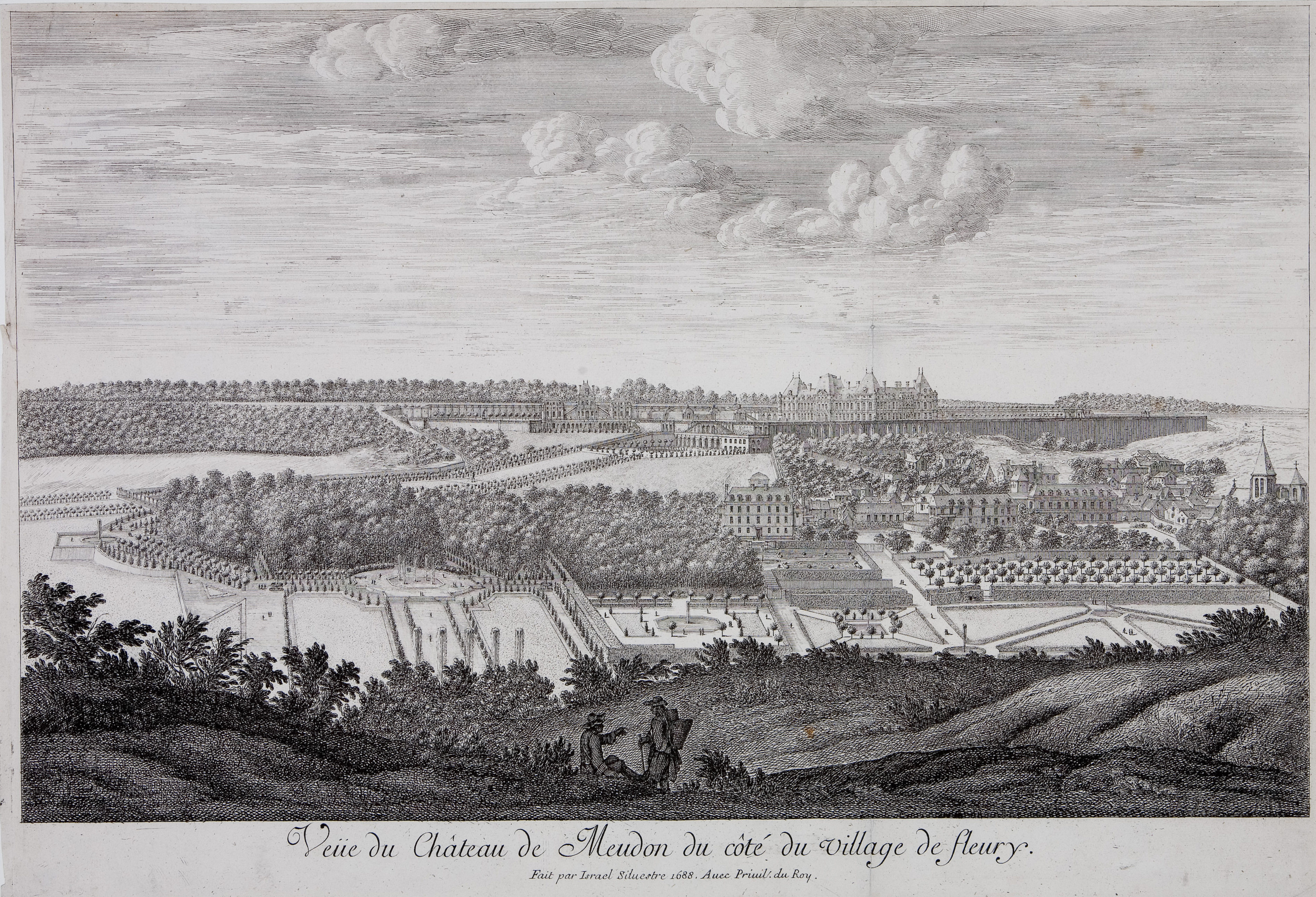
Vue du château de Meudon du côté du village de Fleury. Israel Silvestre, 1688. Musée d'art et d'histoire de Meudon.

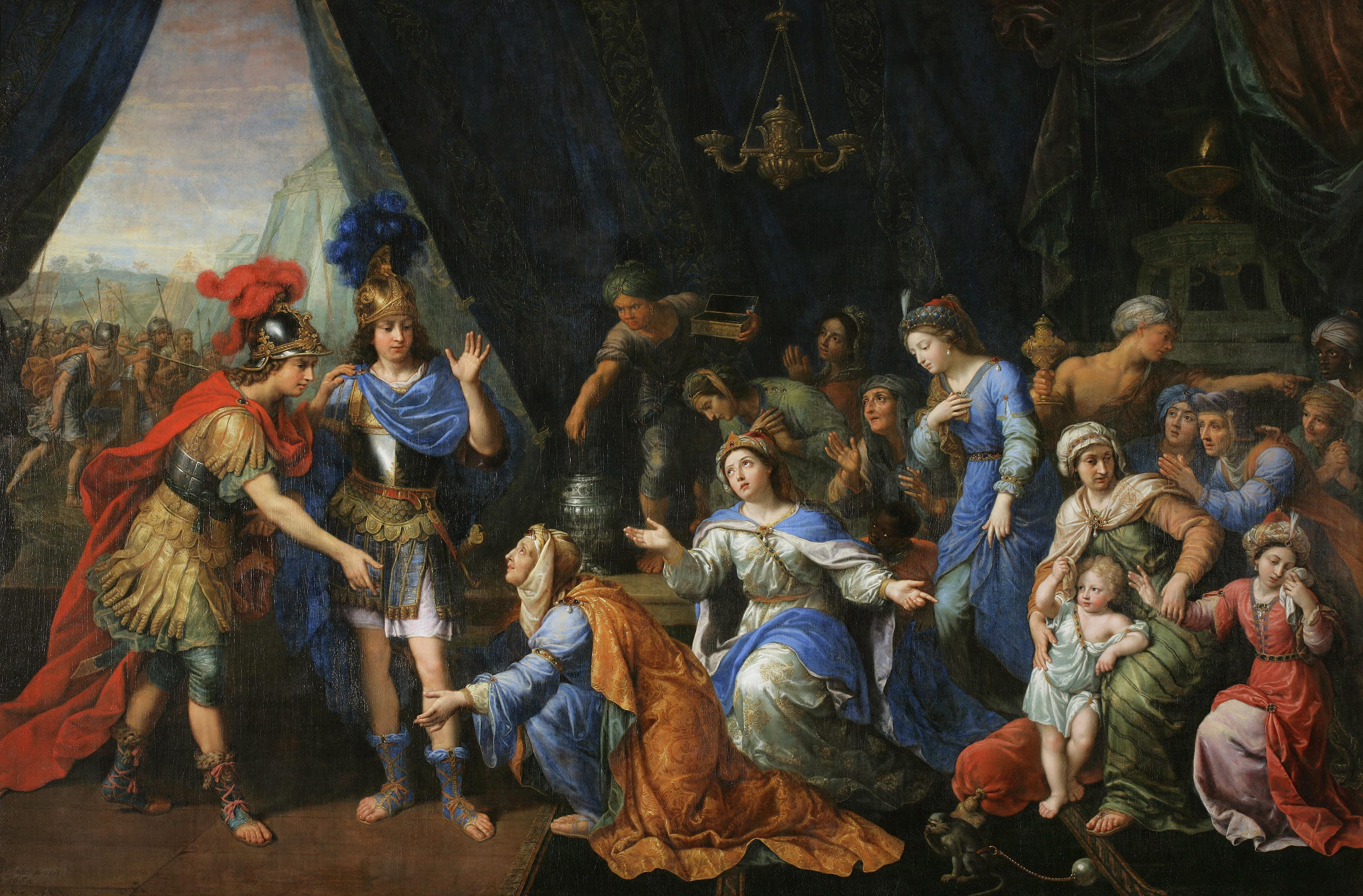
Les reines de Perse aux pieds d'Alexandre, Pierre Mignard. Musée de l'Ermitage, Saint-Petersbourg, Russie (298 x 451 cm). Ce tableau concurrence le même sujet peint par Charles Le Brun. La grande toile de Mignard fut placée au château de Meudon au temps de Louvois, puisqu'elle vantait Héphestion, le favori d'Alexandre, parallèle avec Louvois qui était le principal ministre de Louis XIV.

### L'apogée: Louis XIV et Monseigneur (1695-1711)

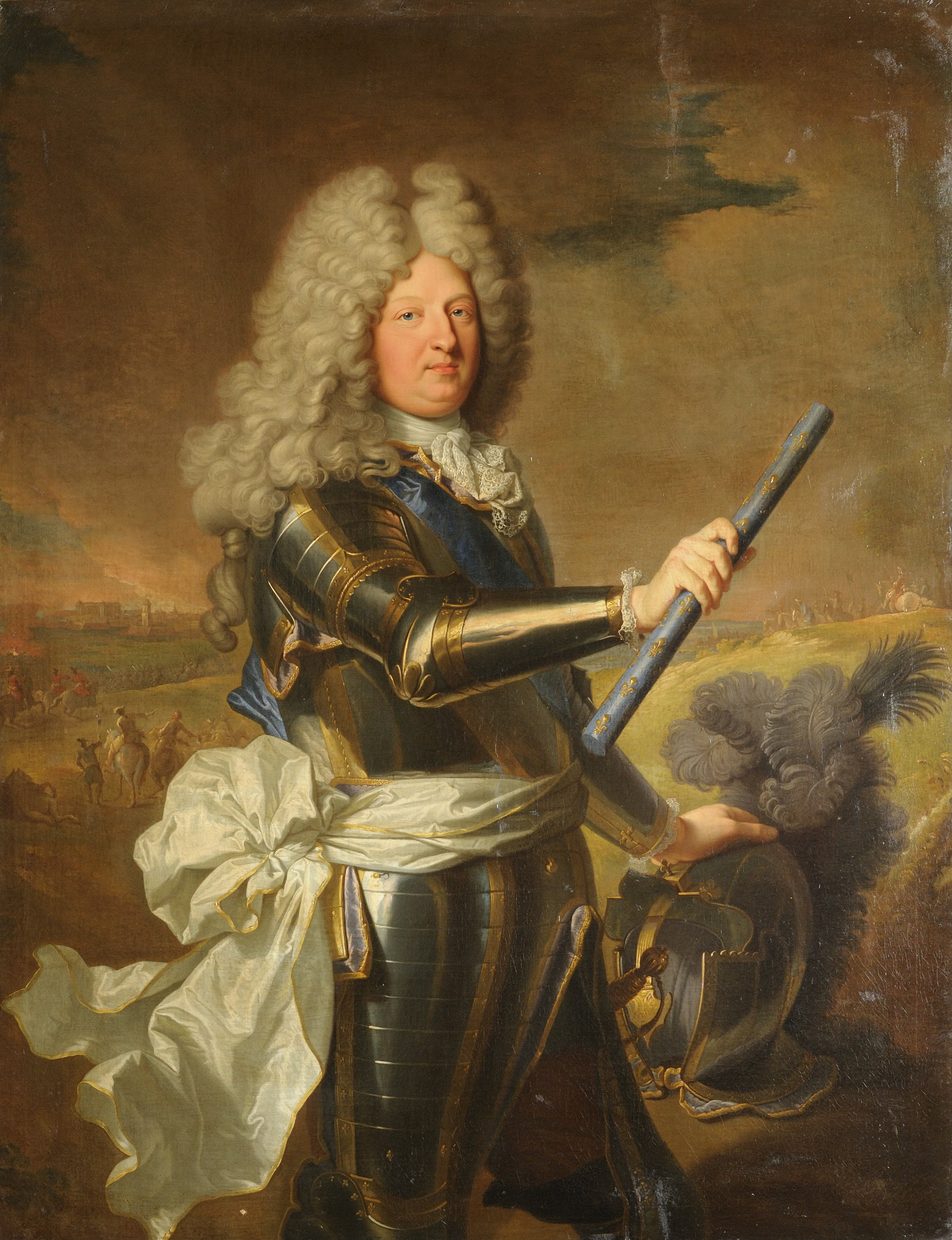
Monseigneur, dit « le Grand Dauphin », par Hyacinthe Rigaud

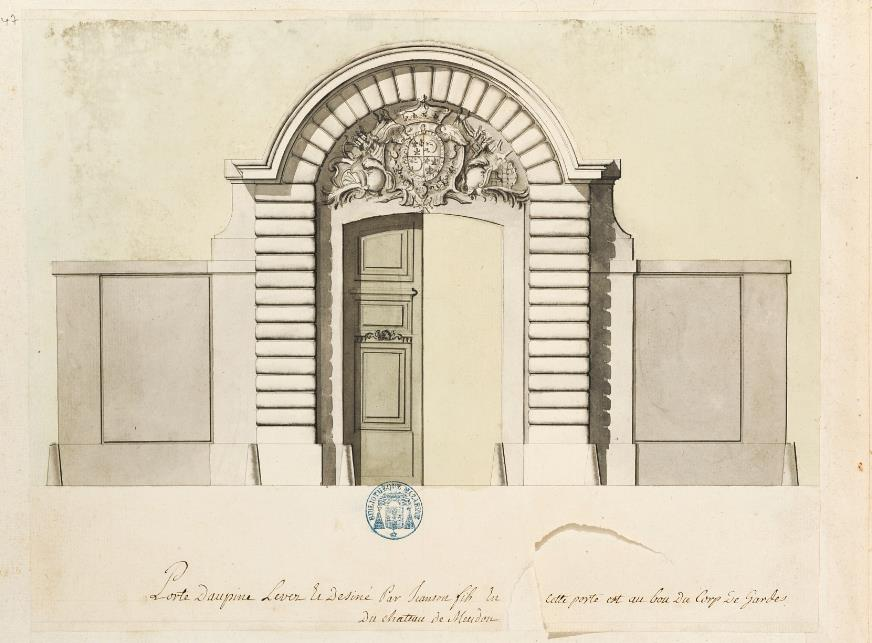
La porte Dauphine, réalisée en 1703 à l'entrée du domaine.

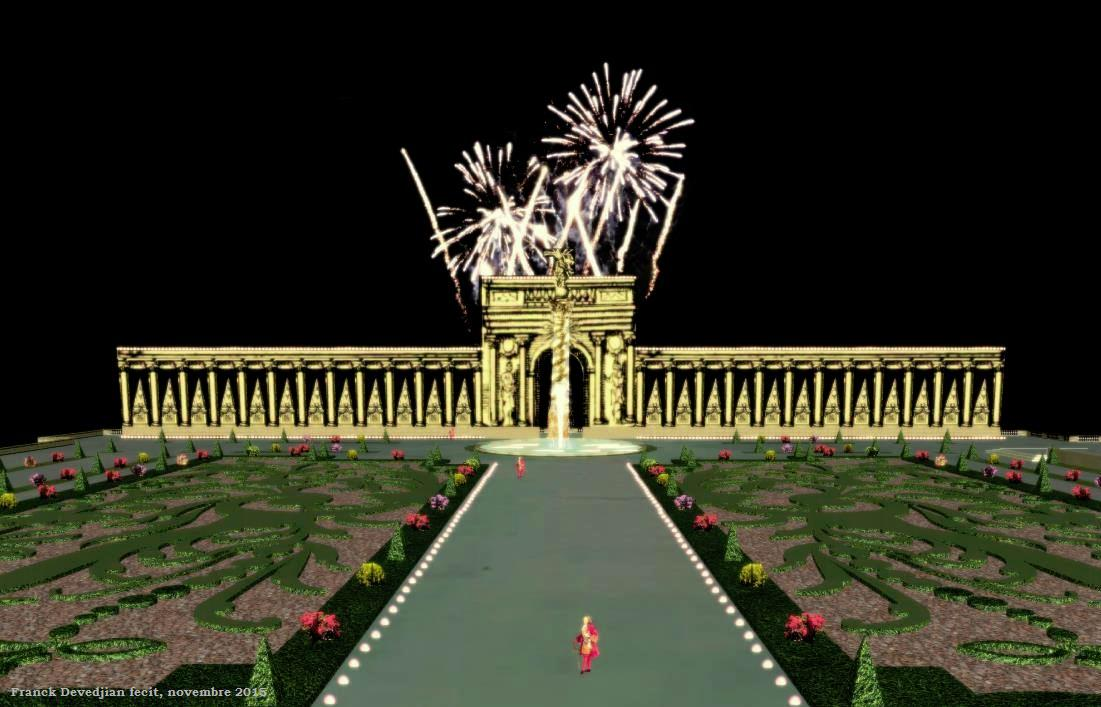
Essai de restitution de l'illumination du 27 août 1704, en l'honneur de la naissance du duc de Bretagne.

#### Les grands travaux du prince

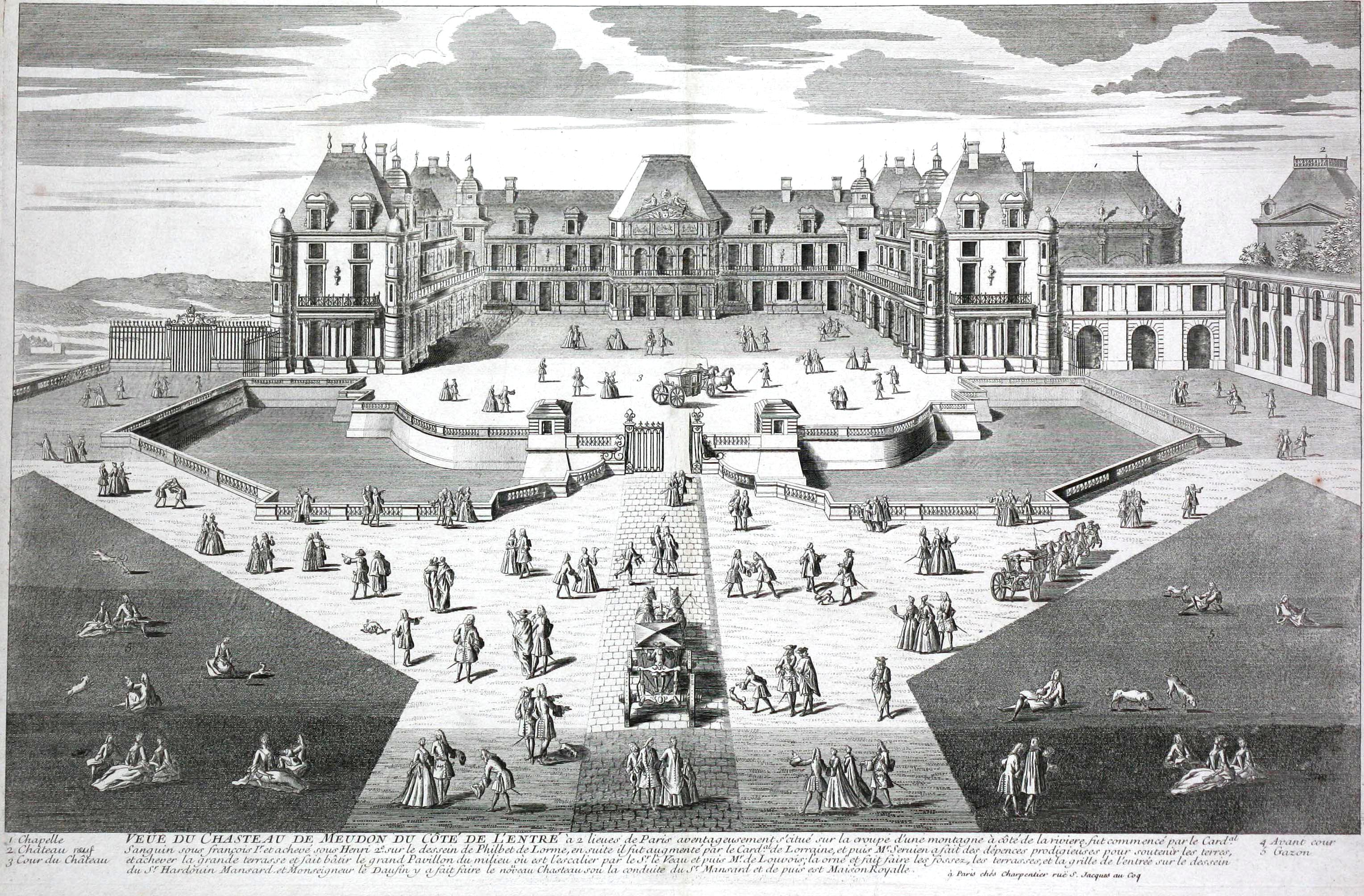
Vue du château de Meudon du côté de l'entrée, Aveline, vers 1710.

Restitution du plan de table du dîner offert par Monseigneur au duc de Mantoue, le 26 mai 1704, au château de Meudon.

Le Grand Dauphin fit faire de grands travaux au château de Meudon et contribua de sa cassette particulière aux frais et aux embellissements de ce château pour une somme de un million cent quarante mille livres, quoique le roi son père l'eût mis au nombre des habitations royales et à la charge des bâtiments de la Couronne. Durant 16 années, on dépensa au moins 3 millions de livres pour embellir et entretenir le domaine, somme colossale. Le prince fait redécorer les appartements à son goût. Le Dauphin laisse s'exprimer à Meudon ses propres conceptions artistiques, rompant avec l'aspect parfois compassé du style Louis XIV. Sans que cela soit réalisé pour la première fois, on systématise à Meudon l'utilisation des boiseries « à la Capucine », lambris de bois sculptés et vernissés, rehaussé d'or. Le style Régence se met en place en partie à Meudon. Le Dauphin réunit au château ses riches collections, qui essayent de rivaliser avec celles du roi : vases d'agate, tissus des Indes, tapisseries des Gobelins, porcelaines de Chine, tableaux de grands maîtres et surtout sa collection de gemmes. Il n'hésite pas à faire décorer certaines pièces à plusieurs reprises, supprimant par exemple le plafond peint par Charles de La Fosse pour laisser s'exprimer le style léger de Claude Audran III. Son principal appartement était situé tout le long du rez-de-chaussée de l'aile Est du Château-Vieux. Il disposera également de l'appartement de parade du Château-Neuf, ainsi que d'un « Petit appartement Frais » aménagé dans l'aile des marronniers.
Le Dauphin aime à s'entourer à Meudon de sa famille, de ses amis et courtisans, notamment la duchesse de Bourgogne sa belle-fille, la princesse de Conti et Mme la Duchesse, ses deux demi-sœurs, le duc d'Antin fils de Mme de Montespan. Il y loge également sa maîtresse, Mademoiselle de Choin. Comme son père au château de Marly, le dauphin aime à retrouver à Meudon une ambiance plus détendue et chaleureuse auprès d'une compagnie choisie. Pour loger cette nombreuse suite, le Dauphin doit entreprendre de vastes travaux d'agrandissement. En 1702, l'espace du Château-Vieux s'avérant bien vite insuffisant, il fait réaménager l'aile des marronniers, ancienne cour des offices, afin de la relier au château par une galerie suspendue. Il y aménage au rez-de-chaussée un grand appartement de réception. Il fait également construire de nouveaux communs, qui sont encore visibles. Il confie également à Jules Hardouin-Mansart, l'architecte de tous ces travaux, la construction d'une chapelle. Antoine Coypel, l'un des peintres préférés du Dauphin, peint les tableaux d'autel, la Résurrection, une peinture monumentale, et l'Annonciation, tableau de taille bien plus réduite. Les sculptures sont réalisées par Noël Jouvenet, François Lespingola et Jean Hardy.
En 1705, la place manque toujours pour loger les courtisans, de plus en plus nombreux. C'est, qu'à tout moment, Monseigneur peut devenir le prochain roi de France, par la mort de Louis XIV vieillissant. Le Dauphin décide alors de démolir la grotte, passée de mode, et d'y construire un nouveau château, le Château-Neuf. Sa réalisation, à laquelle collaborent Jules Hardouin-Mansart et Louis XIV, est confiée aux entrepreneurs de la Chapelle du château de Versailles. Tous les travaux de Meudon sont en effet réalisés par les mêmes artistes employés par le roi, ceux qui travaillent pour l'institution des Bâtiments du Roi. Le Château-Neuf comprend cinq niveaux, mais du fait de la forte pente, il n'a pas le même aspect du côté du parterre et du côté de la forêt. Il est composé de trois pavillons couronnés de toits à terrasse faîtière, reliés entre eux par deux corps de logis. Cette sobre architecture - qui ne doit pas faire ombre au caractère architectural du Château-Vieux voisin - est néanmoins enrichie par de fines sculptures sur les pavillons latéraux, et aux frontons centraux, où se retrouvent des anges soutenant les armes du Dauphin. À l'intérieur, des enfilades d'appartements s'ouvrent sur un grand couloir médian. La décoration intérieure, qui met en lumière les collections du Dauphin, est composée de lambris vernissés ou peints de couleurs claires, rehaussées de dorures. Un appartement d'apparat est prévu pour recevoir Monseigneur, puisque Louis XIV conserve son logement habituel au sein du Château-Vieux, malgré la construction nouvelle. Le Château-Neuf fait l'admiration de toute l'Europe. Il sera imité une dizaine d'années plus tard par le duc d'Antin au château de Petit-Bourg, à Evry.

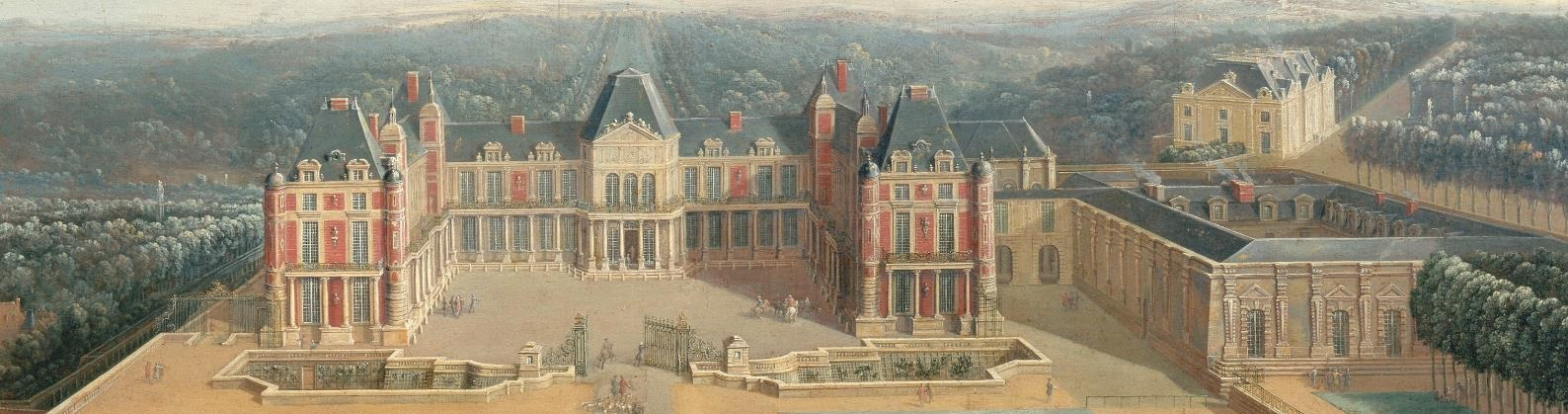
Le château de Meudon du côté de l'entrée, par Pierre-Denis Martin, 1723. Musée de Versailles.

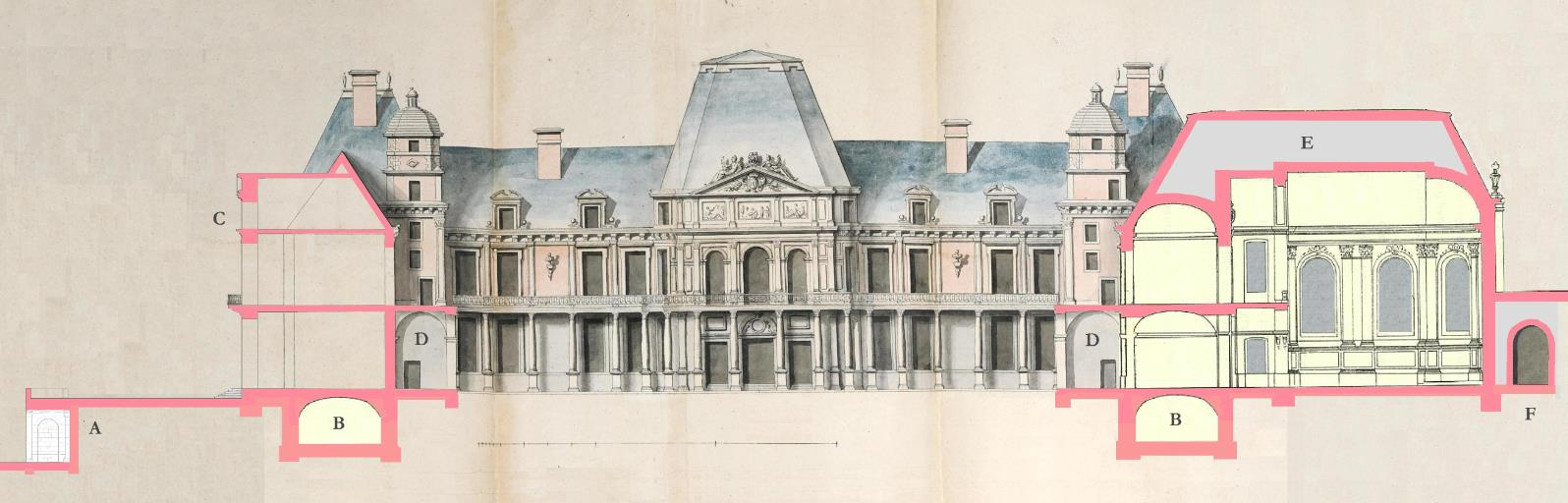
Coupe du Château-Vieux de Meudon, avec la chapelle, état après 1702. Axe Est-Ouest, 2013.
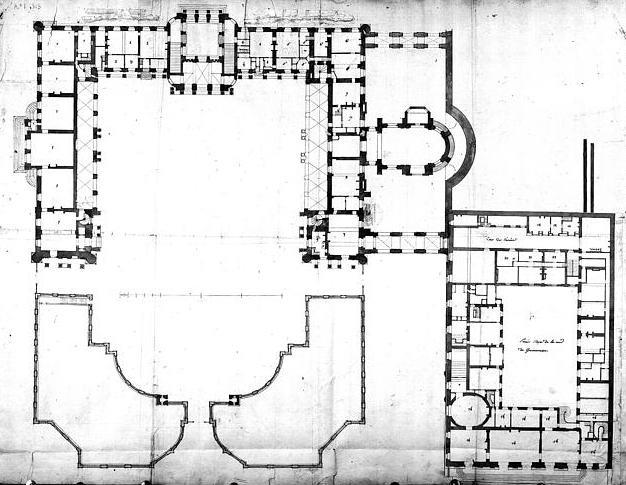
Plan du Château-Vieux et de l'aile des marronniers sur la droite. ADY.
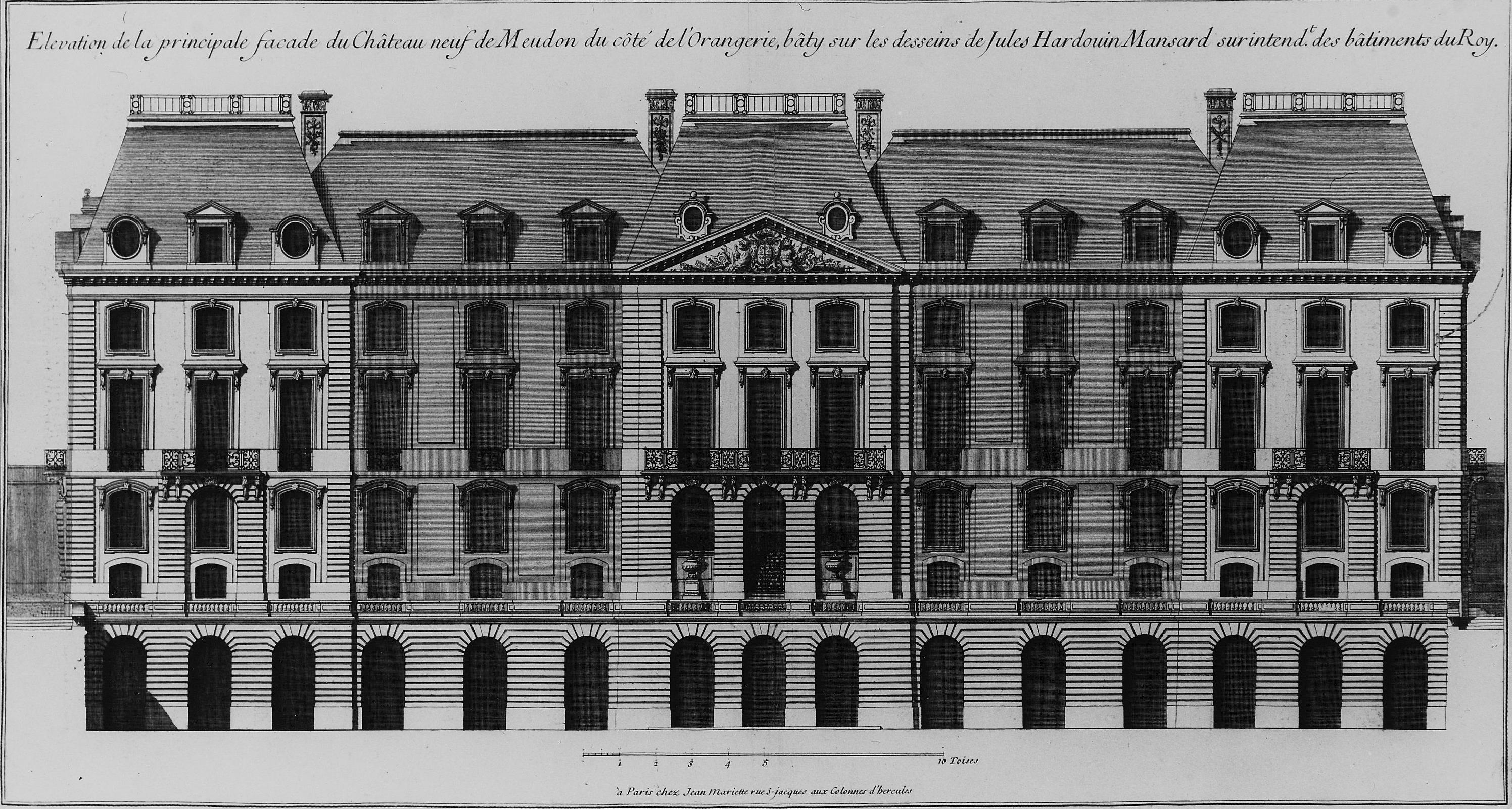
Elévation du Château-Neuf du côté du parterre. Mariette, vers 1715.
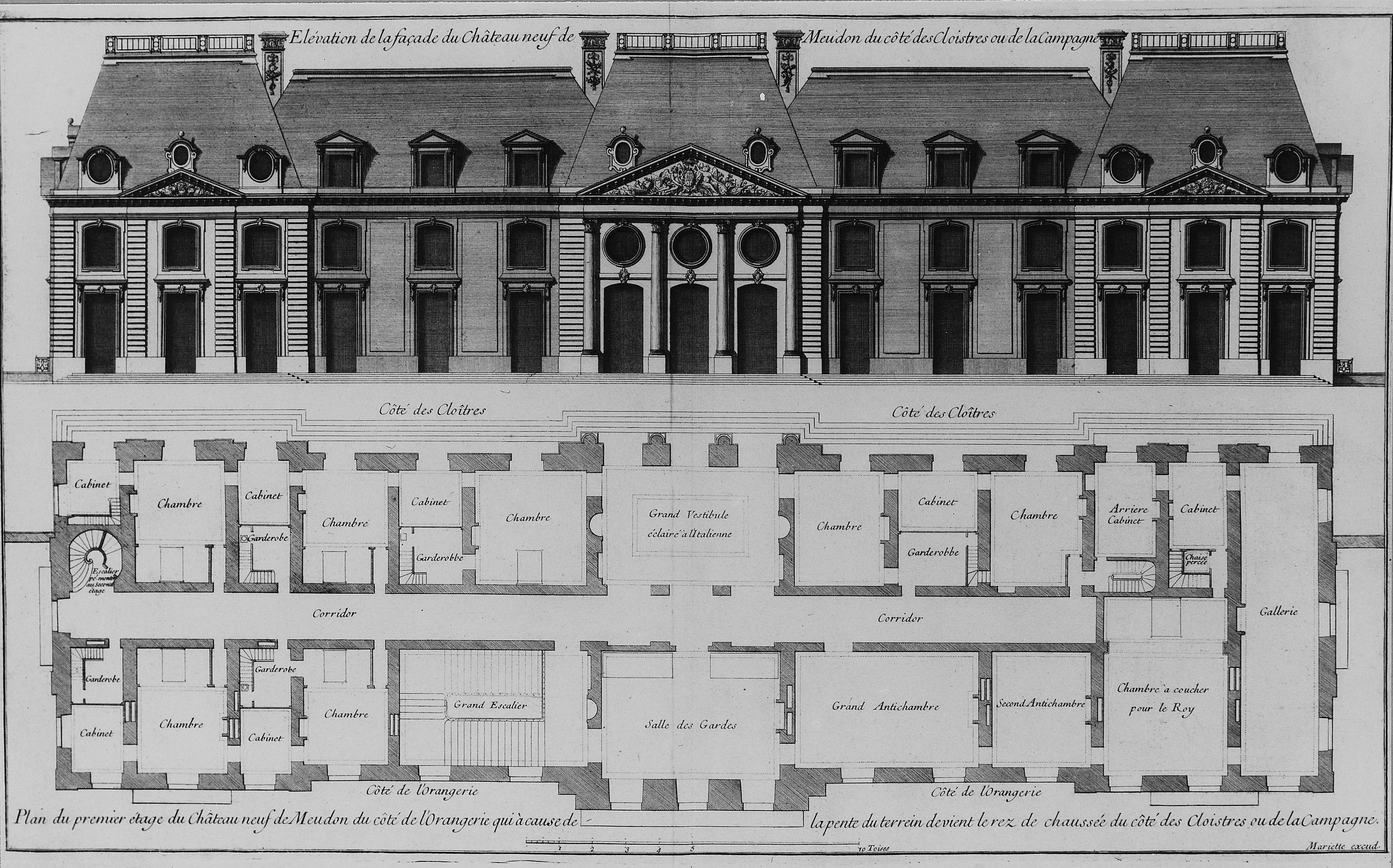
Elévation et plan du niveau 3 du Château-Neuf (le « Bel étage »), par Mariette, vers 1715.

#### La richesse des «jardins suspendus»

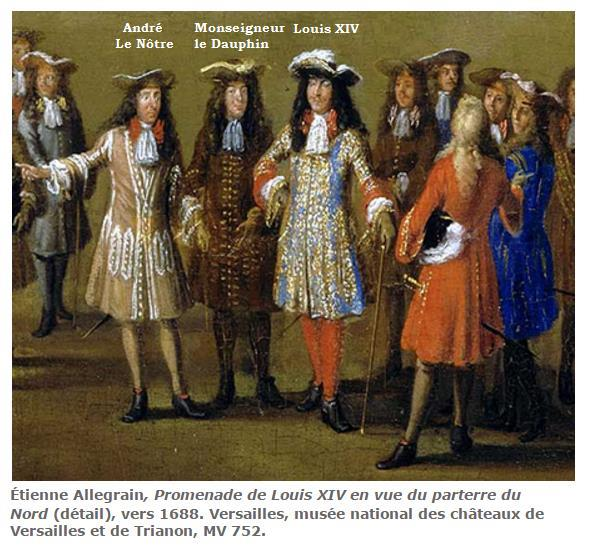
Légende d'un détail du tableau d'Étienne Allegrain montrant Louis XIV à Versailles. On reconnaît le roi, à sa droite son fils Monseigneur le Dauphin, et à côté André Le Nôtre, qui fait la visite du jardin

Les jardins ne sont pas en reste. Le poème intitulé Maison royale de Meudon, daté de 1703, les compare même aux jardins suspendus de Sémiramis à Babylone. Pour agrandir Meudon, le dauphin fait l'acquisition en 1696 du domaine voisin de Chaville. Il se constitue ainsi une vaste réserve de chasse, où lui et son père, qui aime également Meudon, pratiquent la vénerie. Le parc de Meudon est ainsi relié à celui de Versailles, et l'ensemble constituent le Grand Parc de Versailles, allant de Meudon à Saint-Germain-en-Laye. De nombreux embellissements sont menés dans les jardins. Louis XIV prend d'ailleurs plaisir à conseiller son fils en la matière. Le roi - ou son fils - rédige même une Manière de montrer Meudon sur le modèle des textes rédigés pour Versailles.

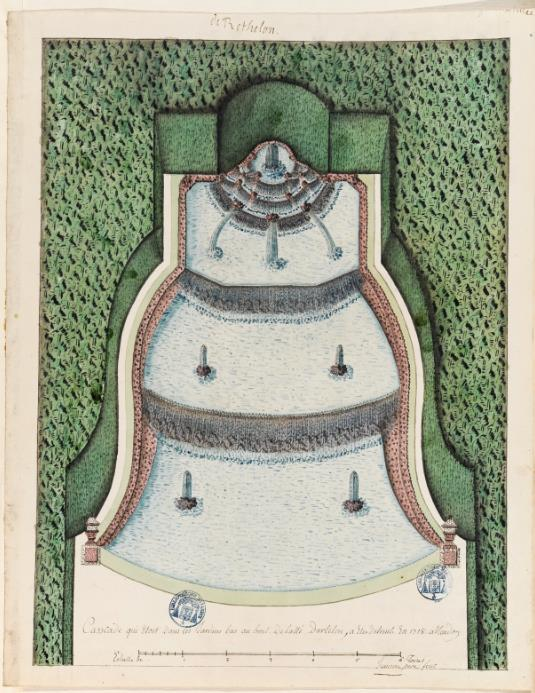
La cascade d'Arthelon, jardins bas de Meudon. Vers 1700.
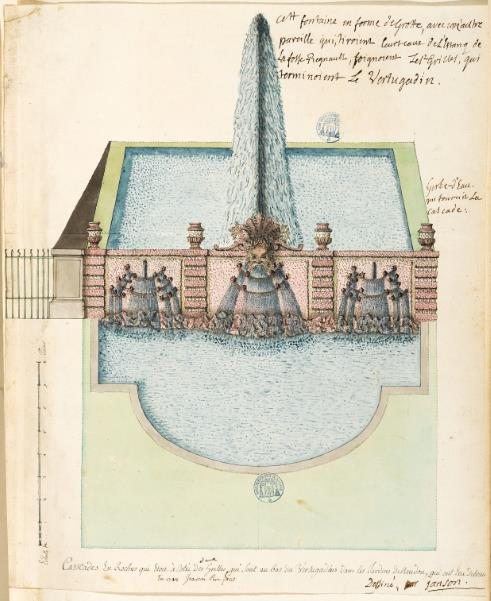
L'une des deux cascades encadrant la « pièce de M. Le Nostre ».
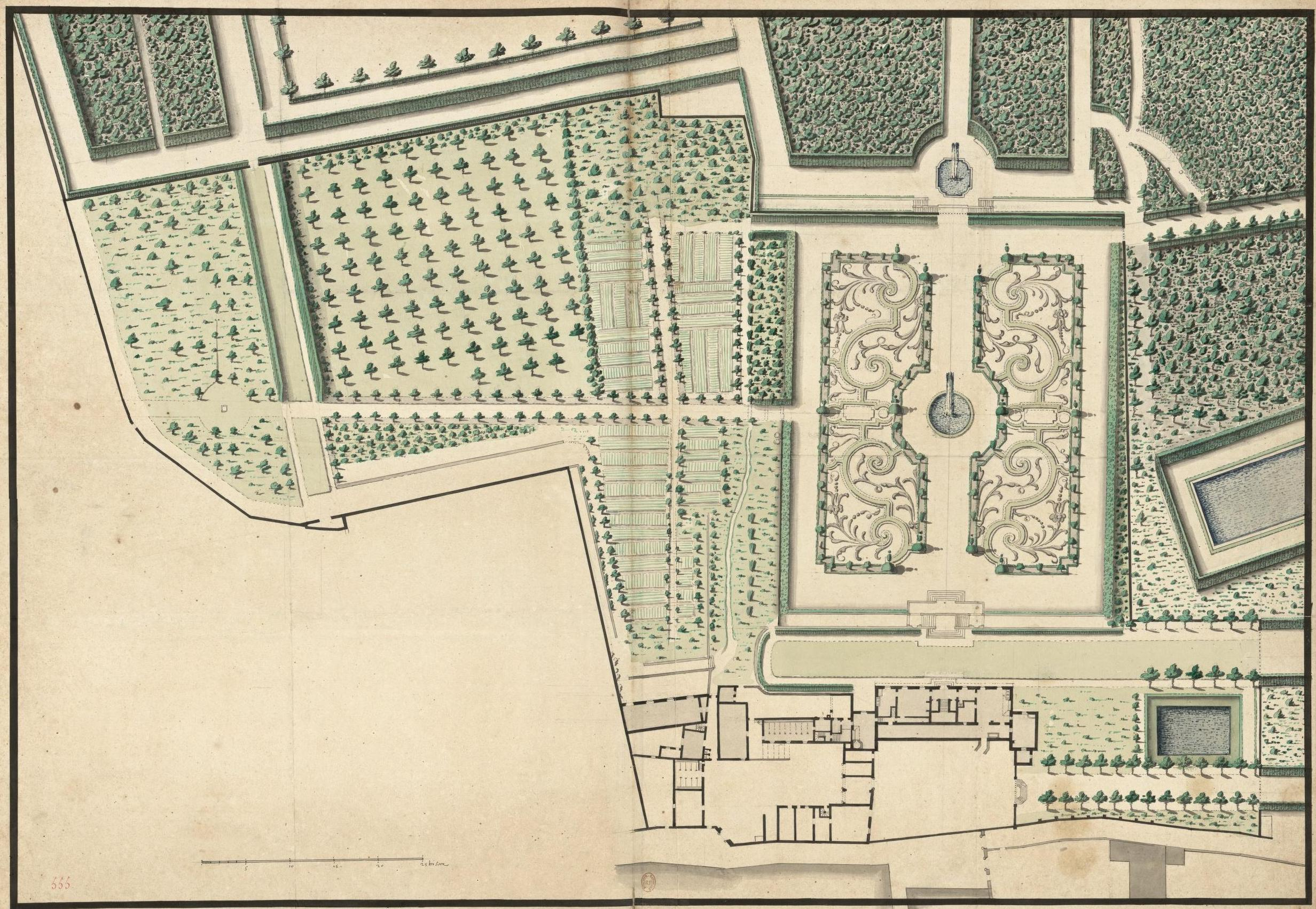
Projet de modification du parterre de l'Hôtel Courtin, jardins bas de Meudon, vers 1710. BNF.
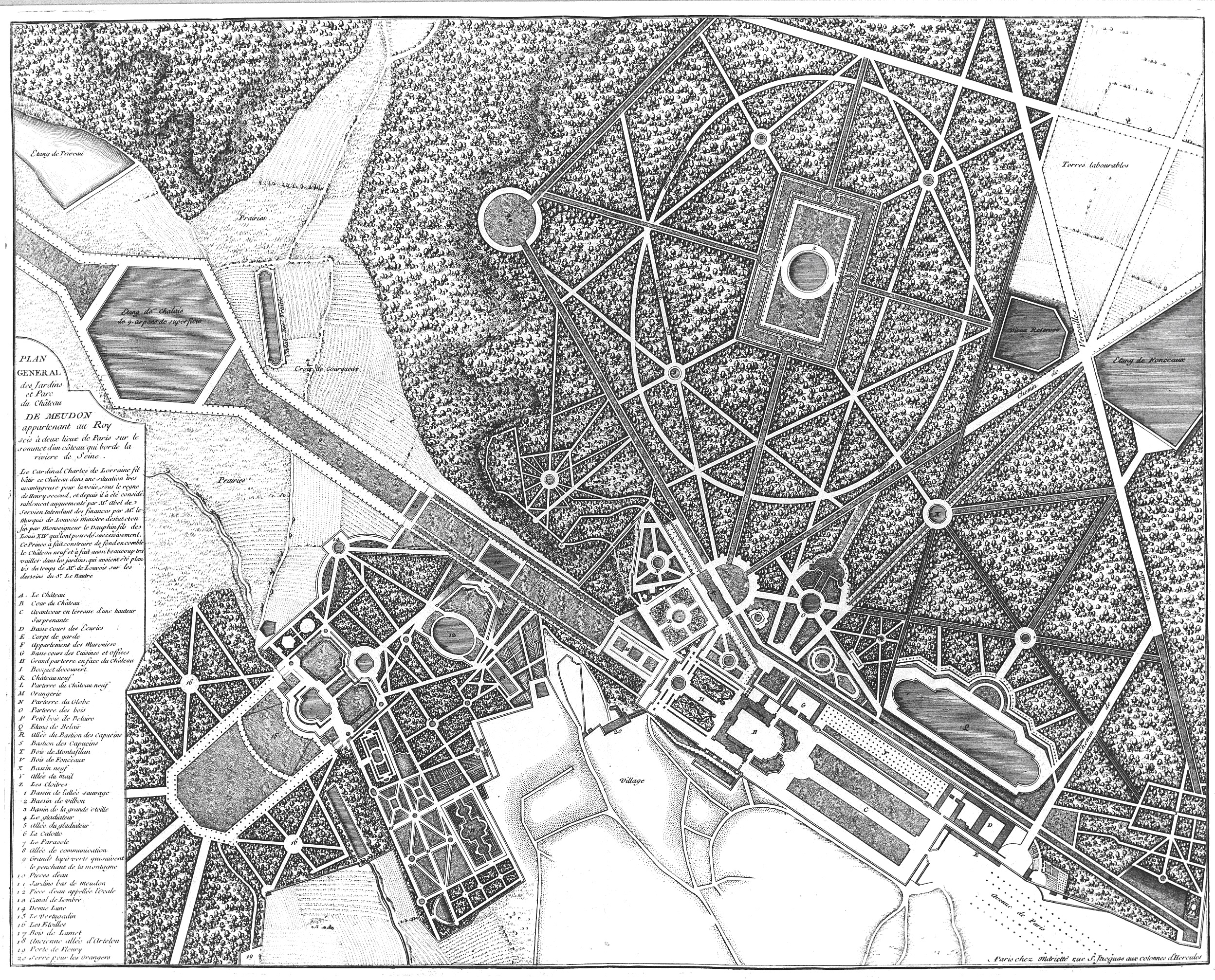
Le parc et les jardins du château, Mariette, vers 1715.
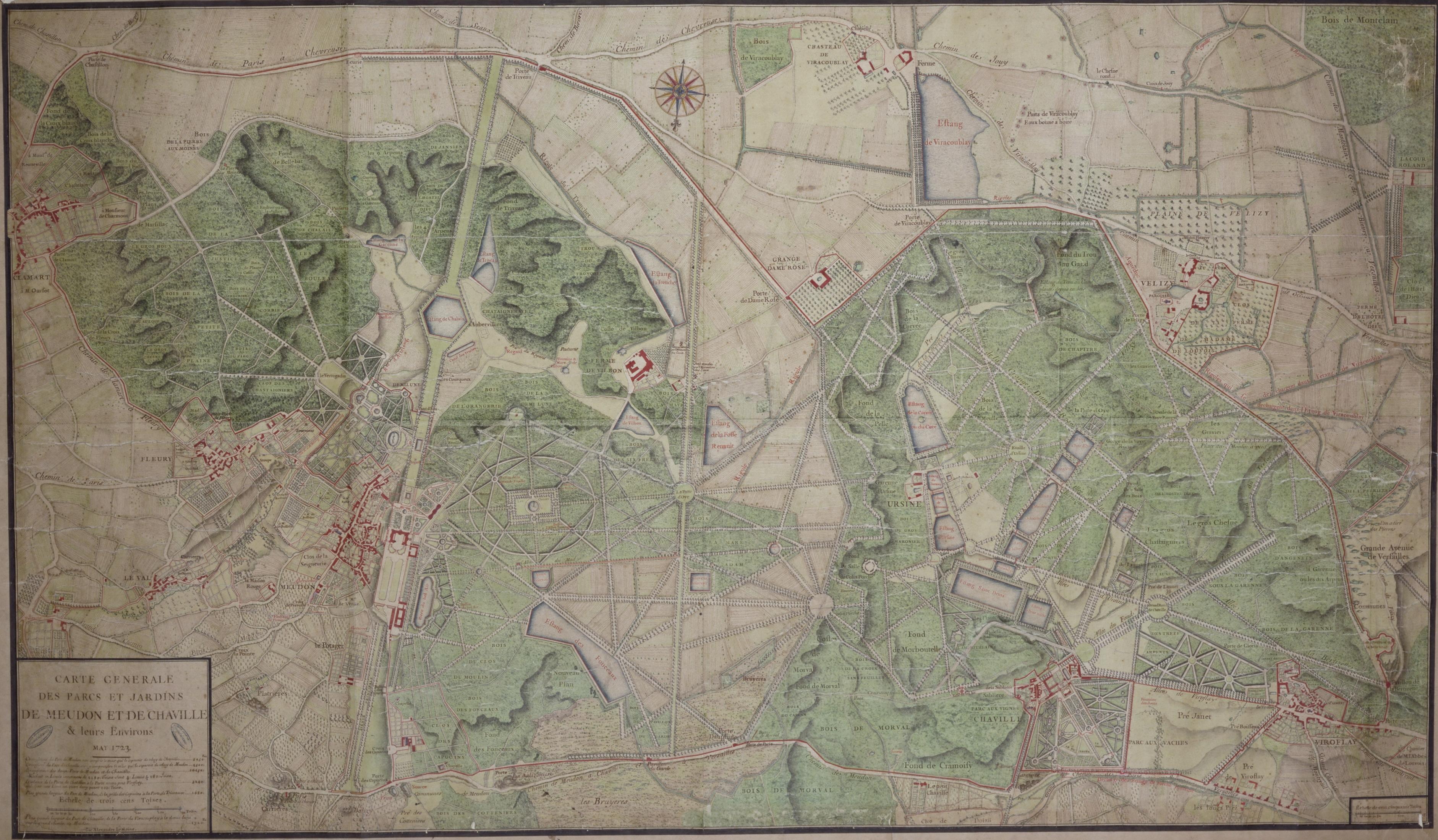
Plan général du Domaine de Meudon et Chaville, par Alexandre Lemoine, ADY. 1723.

#### Les séjours de Monseigneur à Meudon (1695 à 1711)
Monseigneur passe près d'un tiers de l'année à Meudon. Le domaine constitue en effet le « château de famille » des membres de la famille royale. Connaître les moments d'occupation du château de Meudon par le Grand Dauphin permet ainsi de mieux connaître les moments de creux de la cour de Versailles, puisque quand le prince quitte Versailles pour Meudon, il n'y a, par exemple, aucune comédie à Versailles.

### LeXVIIIesiècle

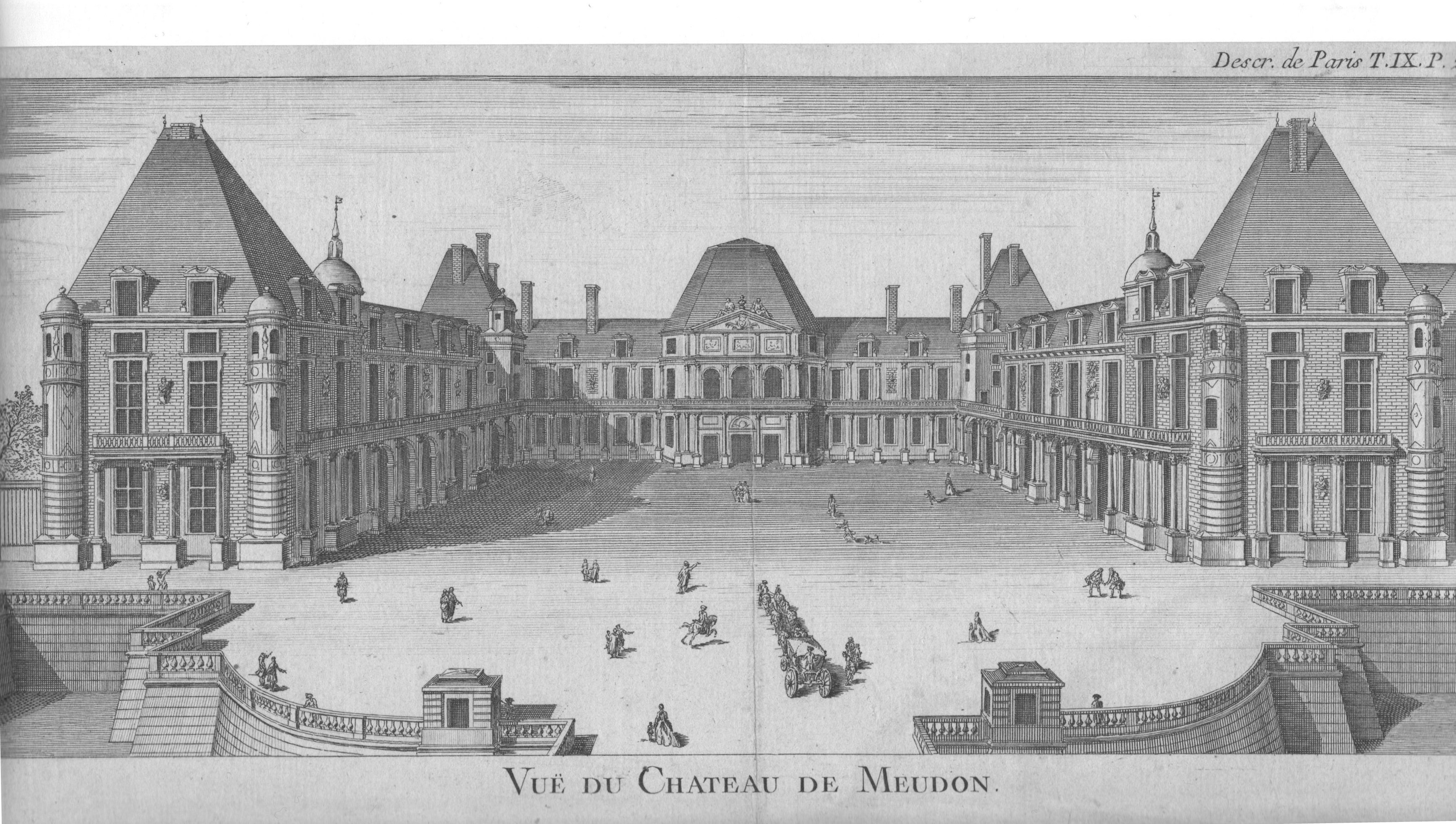
La cour d'honneur du Château-Vieux de Meudon au XVIIIe siècle.

À la mort du Dauphin en 1711, le château est toujours parfaitement entretenu, puisque les Bâtiments du Roi en prennent soin. Néanmoins, jusqu'à la mort de Louis XIV, aucun membre de la proche famille royale ne revint à Meudon, par suite des propos tenus par Louis XIV le lendemain de la mort de Monseigneur son fils, souhaitant que le nouveau dauphin, le duc de Bourgogne, ne fasse plus de voyages de Meudon. D'ailleurs, le marquis de Sourches note dès le 17 avril 1711 « qu’on démeublait Meudon entièrement et qu’on en portait tous les meubles au garde-meuble du Roi ».
Le 17 mai 1717, le tsar Pierre le Grand, accompagné du prince Rakoczy et du maréchal de Tessé, visite le château et se promène à cheval dans les jardins.
Le 16 mai 1718, Mme de Ventadour fait tirer un feu d’artifice pour Louis XV, qui séjourne tout l’été à Meudon, deux ou trois fois par semaine. Le 6 juin suivant, un nouveau feu d’artifice est tiré en l’honneur du roi.

#### La duchesse de Berry, fille du Régent (1718-1719)

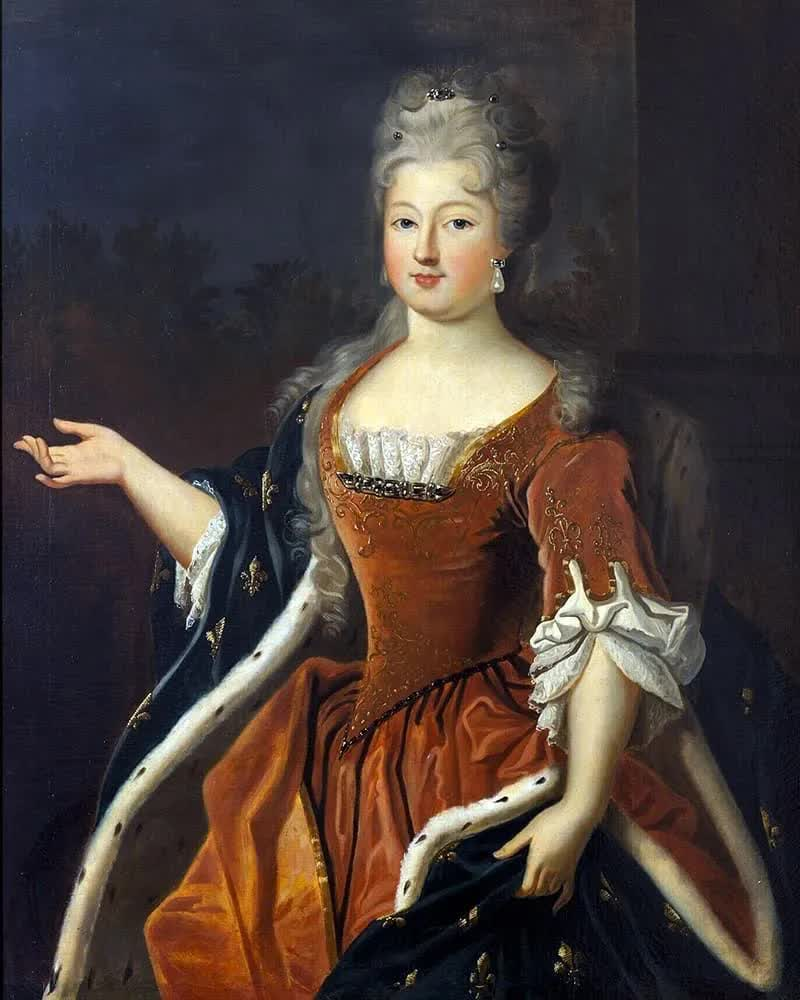
Marie Louise Elisabeth d'Orléans duchesse de Berry par Pierre Gobert

La duchesse de Berry, fille du Régent, possédait le château d'Amboise, qu'elle souhaita échanger contre le château de Meudon, qu'elle désirait ardemment. C'est qu'elle était alors la première dame de la cour de France, et cousine et tante du petit roi encore célibataire. Aussi, le 30 octobre 1718, la duchesse obtient l’échange du château d’Amboise contre Meudon. Elle en donne le gouvernement à son amant, Riom, qui en prend possession le lendemain, 31 octobre. Mais le gouverneur en place, Hyacinthe de Gauréault Dumont conserve néanmoins ses appointements. Le 2 novembre 1718, la duchesse de Berry vient à Meudon pour faire le choix des appartements. Le 8 février et le 24 mars 1719, le Régent vient dîner à Meudon chez sa fille chérie, qui se trouve alors en état de grossesse très avancée.
Du 12 avril au 14 mai 1719, la duchesse de Berry, encore malade de ses couches, se trouve en convalescence en son château de Meudon. Elle meurt le 21 juillet 1719 au château de la Muette, où elle s'était fait transporter de Meudon. Le 22 juillet 1719, quelques heures après sa mort, les scellés sont apposés aux châteaux de La Muette, Meudon et au Luxembourg, propriétés de la duchesse de Berry.

#### Saint-Simon à Meudon (1719-1722)
Après la mort de sa fille, le Régent met à disposition Meudon au profit de Saint-Simon, l'un de ses principaux conseillers, ce qui constitue alors un honneur considérable. Ainsi, le  mémorialiste peut-il séjourner tout près de Saint-Cloud, où le Régent possède son château de famille. Dans la nuit du 15 au 16 juin 1722 est célébré au château le mariage de la fille de Saint-Simon, Charlotte de Saint-Simon, avec le prince de Chimay. La bénédiction est donnée par l’abbé Languet de Gercy, curé de Saint-Sulpice.

#### Les séjours de Louis XV et de ses enfants

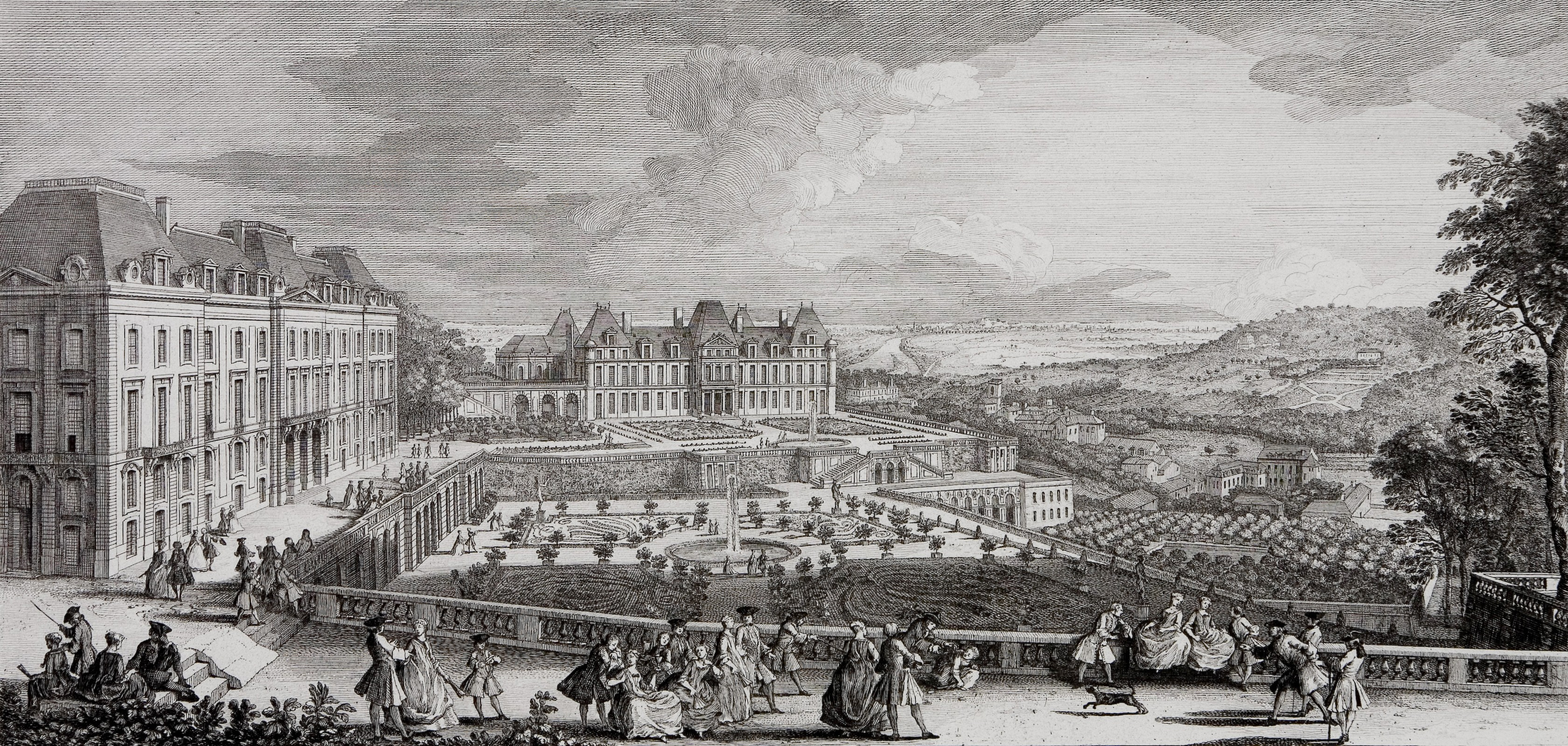
Veue du château de Meudon du côté des parterres. Gravure par Jacques Rigaud, vers 1730.

Le 27 septembre 1722, à la demande du jeune roi, le Maréchal de Villars vient à Meudon voir le fortin construit pour Louis XV, qui « lui parla souvent de son fort et le mena à toutes les attaques ». Rappelons que Louis XV était petit-fils de Monseigneur.

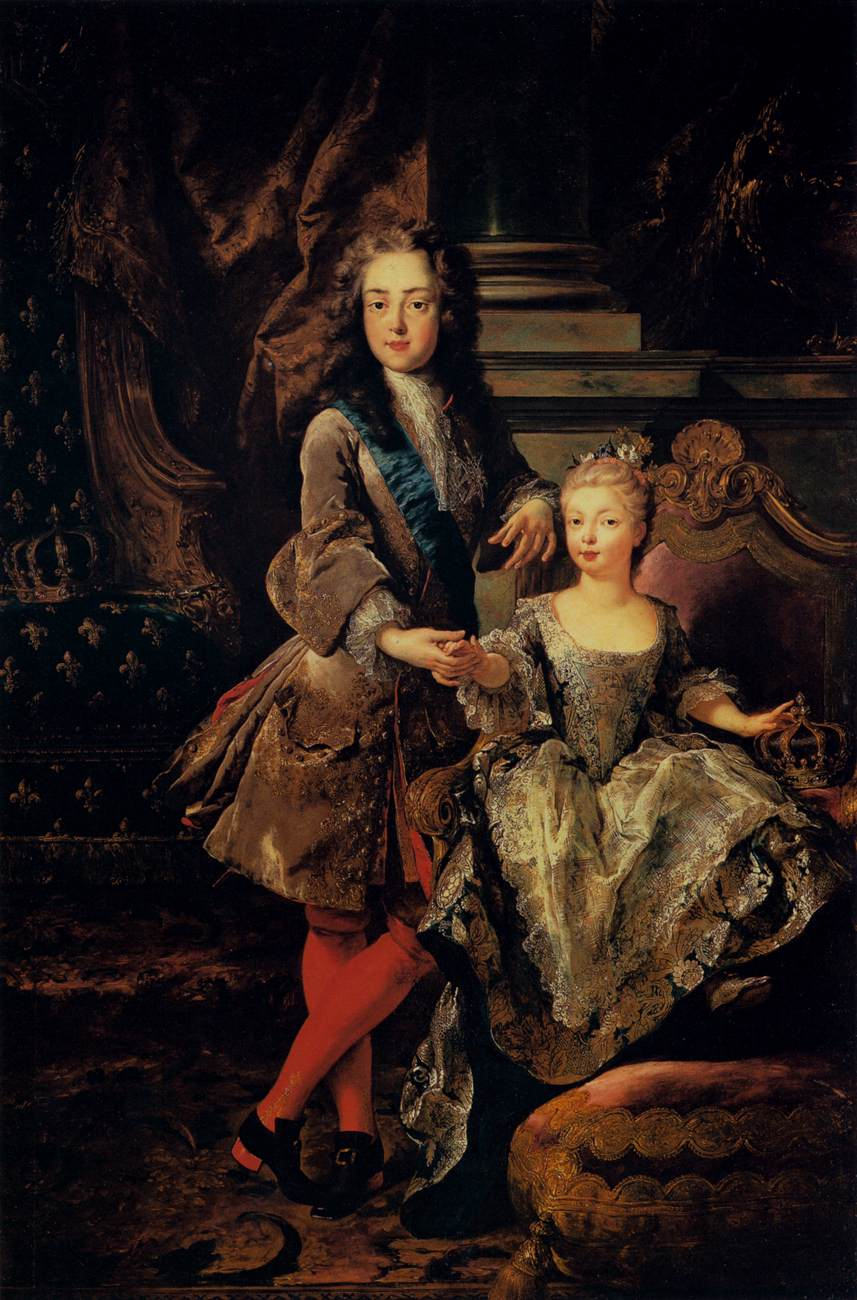
Louis XV et l'« Infante Reine ». François de Troy, 1723

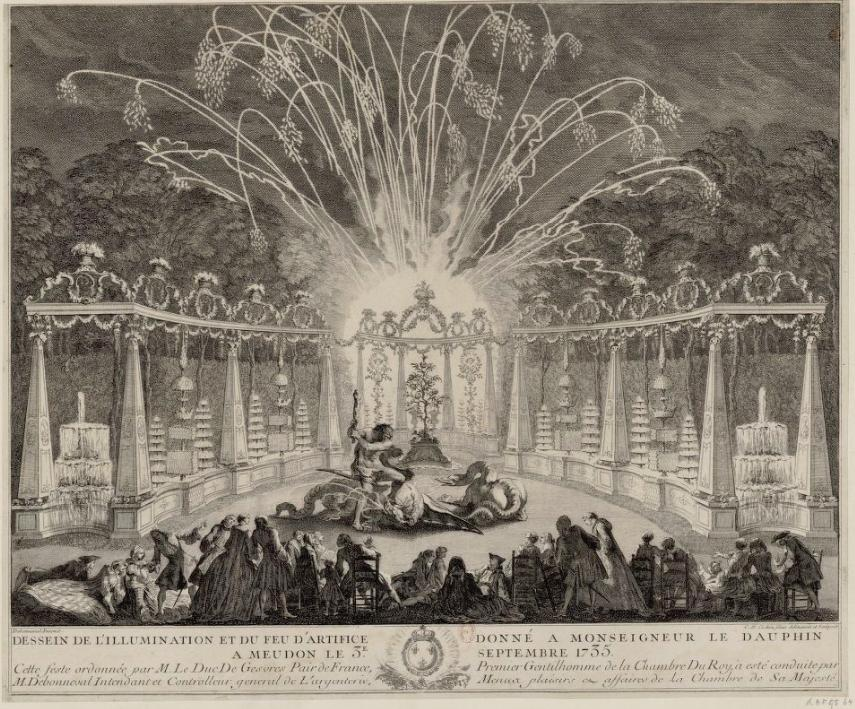
Dessein de l'illumination et du feu d'artifice donné à monseigneur le Dauphin à Meudon le 3.e septembre 1735. BNF

Le 1er avril 1723, « le Roy s'alla promener à Meudon, parcourut les appartemens du Château, & donna quelques ordres pour le séjour que S. M. doit y aller faire ». En effet, du 4 juin au 13 août 1723, Louis XV, l’ « Infante Reine », le Régent et la Cour s’installent à Meudon pour un mois, le temps de remettre Versailles en état de loger les jeunes souverains. Le 10 août, le cardinal Dubois meurt à Versailles. « Dès qu’il fut mort, M. le duc d’Orléans retourna à Meudon apprendre au roi cette nouvelle, qui le pria de se charger de toute la conduite des affaires, le déclara premier ministre, et en reçut le serment le lendemain ». À cette occasion, Pierre Martin le Jeune peint pour le roi « Une veue de Meudon en perspective qui comprend tout le parc et le château, Monseigneur y entrant ».
Le 14 décembre 1725, la nouvelle reine Marie Leszczynska, qui a épousé Louis XV le 4 septembre précédent, vient visiter Meudon pour la première fois.
Finalement, en septembre 1726, un édit royal réunit Meudon au domaine de la couronne, avec les terres qui en dépendent, exception faite du château et parc de Chaville, et château et ferme de Villacoublay. À cette occasion, les armes des Le Tellier – d’azur, à trois lézards d’argent posés en pal, au chef cousu de gueules chargé de trois étoiles d’or – qui se trouvaient toujours en place au sein du fronton central, sont effacées.
En mai 1733, se déroule à Versailles une scène entre Louis XV et le marquis de Pellevé, gouverneur du château de Meudon :

« Séjour des Enfans de France à Meudon en 1733.
Le séjour des Enfans de France à Meudon a été déterminé au commencement du mois de may 1733 dans une assemblée de médecins qui s’est tenue à Versailles, par rapport à leur santé, la mort de Madame 3e et celle de Monsieur le duc d’Anjou ayant fait peur pour les autres.
Leur voyage a été fixé par la suite au 21 du même mois et quelques jours auparavant M. de Pellevé, Gouverneur de ce château, parlant de leur séjour à M. le cardinal de Fleury, luy dit que cela luy causeroit de la dépense et qu’il étoit persuadé que Son Eminence voudroit bien le traiter comme son prédécesseur M. Dumont l’avoit été pendant que le feu Roy y restoit, et luy accorder la même gratiffication.
M. le cardinal luy repondit que les affaires du Roy n’étoient point en situation de faire de pareilles grâces, ce qui ne l’empescha pas de prendre le tems que M. le cardinal étoit avec le Roy pour luy en reparler en présence de Sa Majesté et Son Eminence lui dit la même chose.
Il ne s’en est pas tenu à ces deux refus, il a fait au Roy seul la même demande le 21 dans le tems que Sa Majesté parloit à M. le duc de Charot. Le Roy luy a répondu que la chose étoit décidée, ce qui l’a obligé de cesser. Seulement pour quelques momens : car il est encore revenu à la charge et a représenté au Roy qu’il a interrompu une seconde fois, la dépense qu’il seroit obligé de faire et l’injustice qu’on luy faisoit, ce qui a obligé Sa Majesté de dire au capitaine de ses gardes de le faire sortir de sa chambre. Il a été donné ordre à l’officier des gardes qui commande à Meudon de ne le point laisser entrer dans la chambre de M. le Dauphin ny des dames. »

Schéma restituant la revue des troupes sur la Grande Terrasse du château de Meudon, au milieu du XVIIIe siècle, d'après une miniature conservée.

#### Les parents de la reine: le séjour de Stanislas Leszcynski (1736-1737)

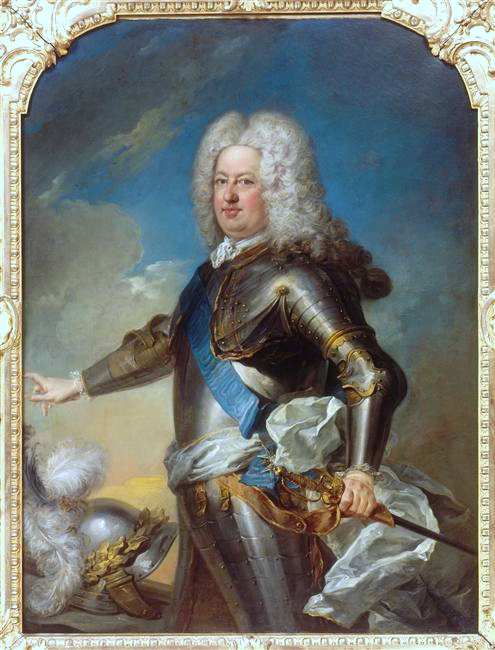
Le roi Stanislas en 1728.

Le 4 juin 1736, Stanislas Leszcynski, après son abdication d’avril, s’installe à Meudon provisoirement. « S. M. y va au moins une fois la semaine depuis que le roi et la reine de Pologne y habitent » (Duc de Luynes).
Le 30 septembre 1736, signature secrète de la fameuse « déclaration de Meudon » par le roi Stanislas sous la pression de Louis XV et le cardinal Fleury. Selon les termes de l'accord, la possession du duché de Bar sera « actuelle » pour Stanislas Leszczynski et « éventuelle » pour Louis XV.
Le 18 janvier 1737, Stanislas Leszcynski remet les sceaux au nouveau chancelier qui prête serment entre les mains du roi de Pologne. La cérémonie a lieu dans le grand vestibule du Château Vieux, au rez-de-chaussée du pavillon central. Le tableau de Vincent, qui relate cette cérémonie, est bien postérieur puisqu’il ne date que de 1778.
Le 31 mars 1737, « le roi a été aujourd’hui à Meudon dire adieu au roi et à la reine de Pologne. » (duc de Luynes). Ils quittent Meudon le lendemain, 1er avril. Les deux châteaux sont alors démeublés.
À l'été 1743, face à la menace de Charles Alexandre, la reine de Pologne Catherine Opalinska, femme de Stanislas et mère de la reine de France, vient se réfugier à Meudon, tandis que Stanislas se réfugie à Metz.

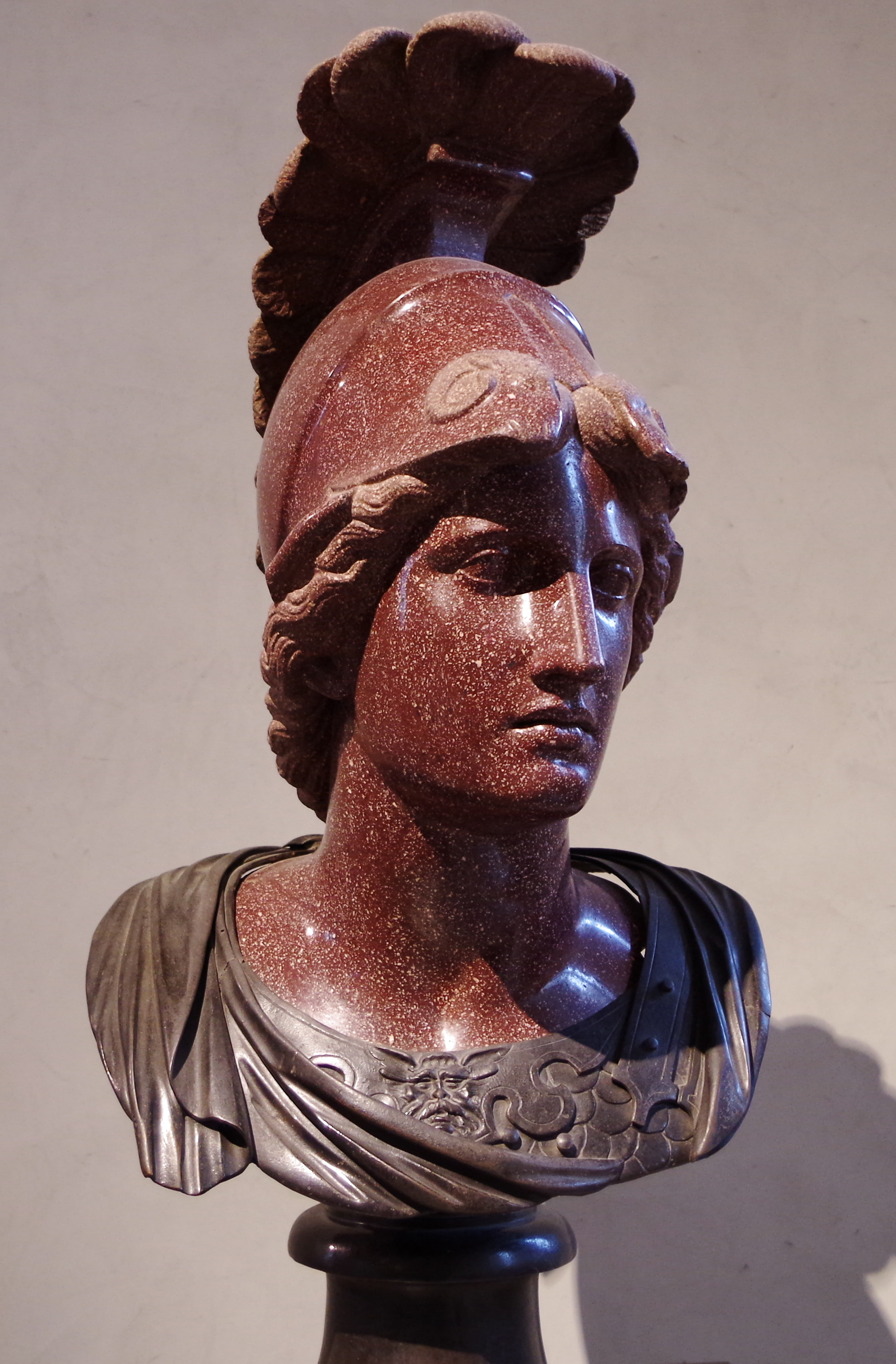
Statue du XVIIe siècle italien, du type Minerve Giustiniani, dite l'« Alexandre Mazarin ». Musée du Louvre. Placée au XVIIIe siècle dans le Salon du Petit Pont, à l'un des bouts de la galerie.

Le Cavalier de Fréjus vient visiter Meudon le 5 mai 1748. Il en a laissé la description suivante :

Le retour de chasse de Louis XV au château de Meudon. Vers 1736-1737. A la droite du roi se trouve le roi Stanislas, son beau-père. Les deux rois sont entourés de toute leur famille.

« Le 5 mai [1748], premier dimanche du mois, je fus à Meudon par la galiote. Nous allâmes jusqu’à Sèvres et de Sèvres nous montâmes au couvent des Capucins de Meudon où nous entendîmes la messe. L’église de ses pères n’a rien de curieux, leur jardin est fort beau. De là nous montâmes par la terrasse de Meudon au château, qui est situé sur une montagne d’où l’on découvre tout Paris et les bourgs des environs. Tous les coteaux des environs de Meudon sont plantés en vignes et tenus au mieux. Le château est superbe. J’y remarquai sur la grande porte les armes de Louvois et en dessous l’image de Louis XIV en métal. Il y a une galerie qui règne en dehors des fenêtres de ce château de toute beauté, comme aussi une façade du côté du jardin, charmante. Le suisse me mena ensuite aux appartements, qui sont très beaux quoique moins vastes que ceux de Versailles. J’y vis deux chambres tapissées de tapisserie en gobelin d’une beauté admirable. La plupart des chambres sont couvertes de glaces. La galerie qui conduit à la chapelle est superbe. J’y vis un fort beau tableau du siège de Manheim sous Louis XIV, une tête d’Alexandre de porphyre qui est inestimable. Il y en a aussi une d’Aristote de marbre d’Égypte que les curieux regardent comme un chef-d’œuvre. La chapelle du château est très riante, à une seule nef. Il n’y a qu’un autel dont le tableau représente la résurrection de notre seigneur J.C mais c’est un des plus beaux tableaux que l’on puisse voir, et que l’on dit de Raphaël [d'Antoine Coypel]. Je vis dans un appartement du château la tête de ce peintre faite par lui-même, et celle de Michel Ange. Du château on nous mena voir le nouvel appartement [le Château-Neuf] où a été élevé Mgr le Dauphin, qui est le parc du château de deux cents pas. Il est fort joli et très riant mais moins beau que le premier. Depuis les châteaux jusqu’au village qui est au pied de la montagne, on ne voit que parterres et jardins d’une propreté et d’un arrangement charmant. Nous vîmes les orangeries, les serres. Il s’en faut de beaucoup qu’elles soient aussi belles que celles de Versailles. De là nous montâmes par un superbe escalier au haut de la montagne, où vous trouvez les plus belles allées d’arbres que l’on puisse voir, avec des bassins d’eau de toute beauté. En avançant dans le bois du côté de Sèvres, vous trouvez un bassin d’eau d’une étendue prodigieuse et au haut de la montagne et à côté une [prairie] au tapis vert qui fait un coup de vue très gracieux. Il n’y a pas dans les allées de Meudon ni dans les jardins de belles statues comme dans le parc de Versailles. Les châteaux mêmes n’approchent pas pour les richesses de celui de Versailles mais la position [de] Meudon (…) coup d’œil. L’étendue de la terrasse en font une très belle (…) Les écuries n’y sont pas belles. Après avoir vu tout ce qu’il [y a] à voir, nous fûmes dîner à Meudon dans le village à [l’enseigne] (…) [Je donnai] à dîner à trois, moi compris, pour trois livres et nous eûmes (…) [je] n’ai pas mangé ailleurs de pigeons si gras (…). »

#### La prééminence de Bellevue à partir de 1750
Adulte, Louis XV préfère à Meudon le château de Bellevue qu'il fait construire pour Madame de Pompadour. Le château est utilisé pour le logement des courtisans, et les écuries du château sont utilisées pour desservir Bellevue, dont les écuries sont fort modestes.

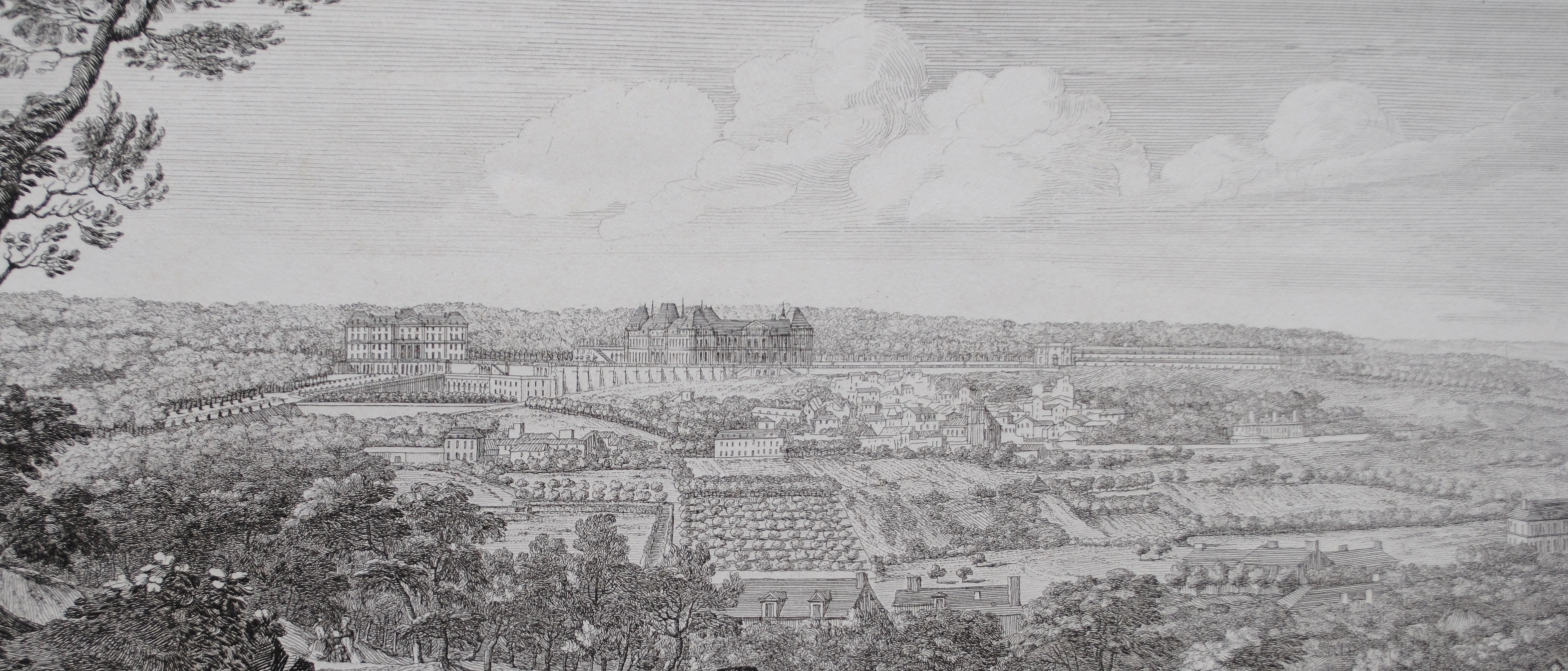
Vue de Meudon depuis Fleury. Jacques Rigaud, vers 1730-40.
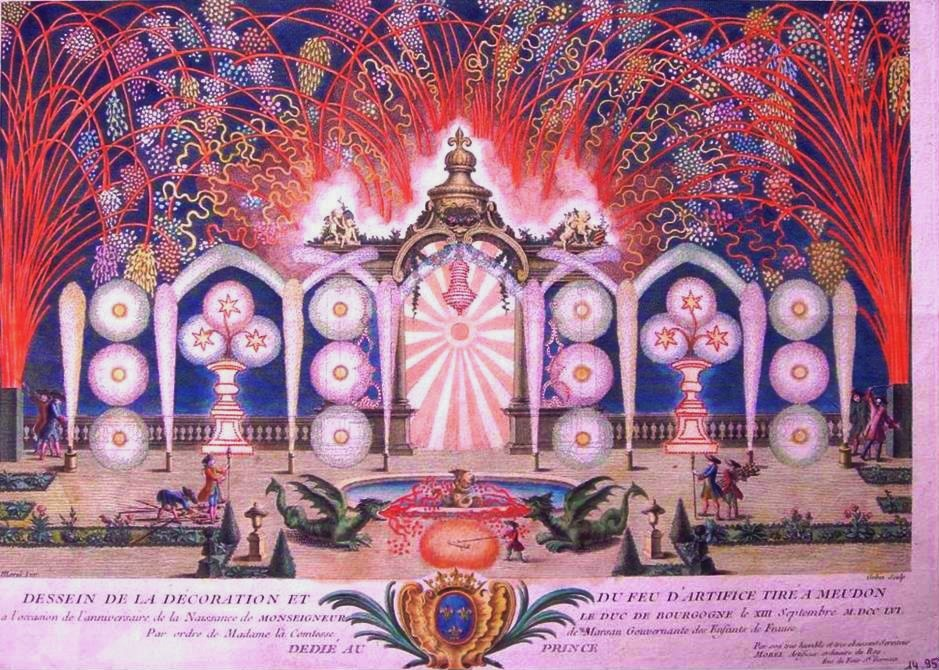
Dessein de la décoration et du feu d'artifice tiré à Meudon en l'honneur du duc de Bourgogne, le 13 septembre 1756. AD 92.
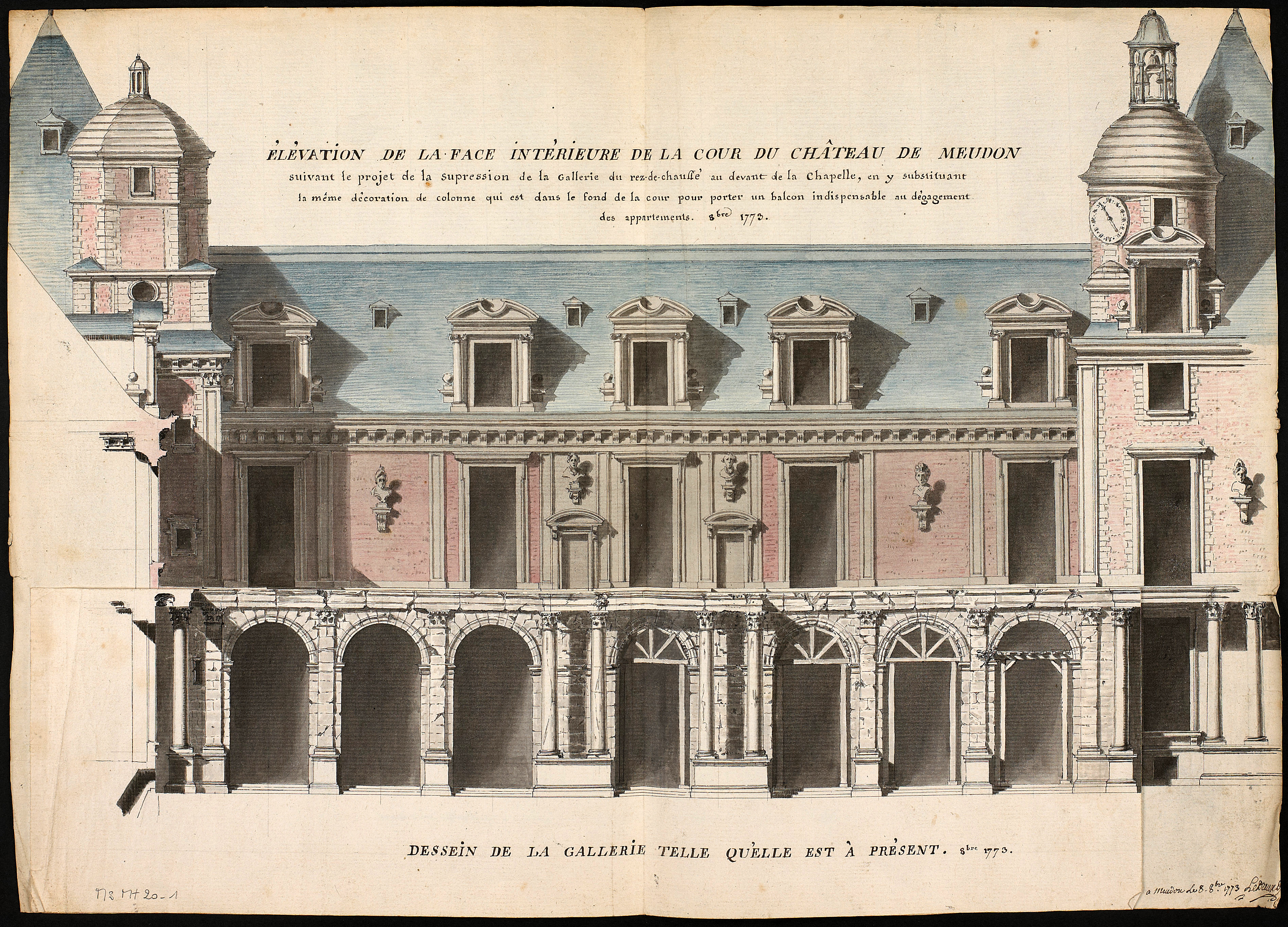
Elévation de l'aile Ouest du Château-Vieux de Meudon, 1773. Dessin de l'architecte Le Dreux.
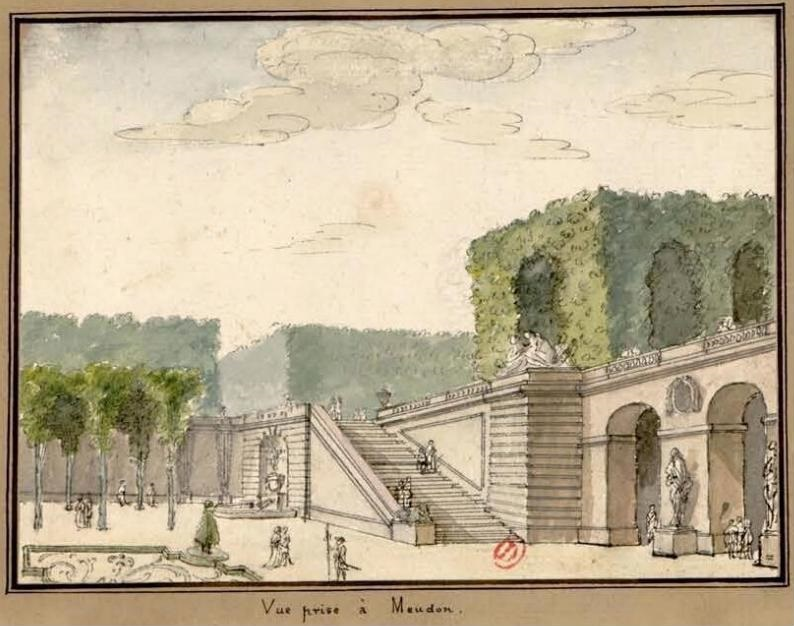
Vue prise à Meudon : l'escalier et le Petit Pont. Fin du XVIIIe siècle. par Thiery de Sainte-Colombe, INHA.

#### Louis XVI et Marie-Antoinette à Meudon

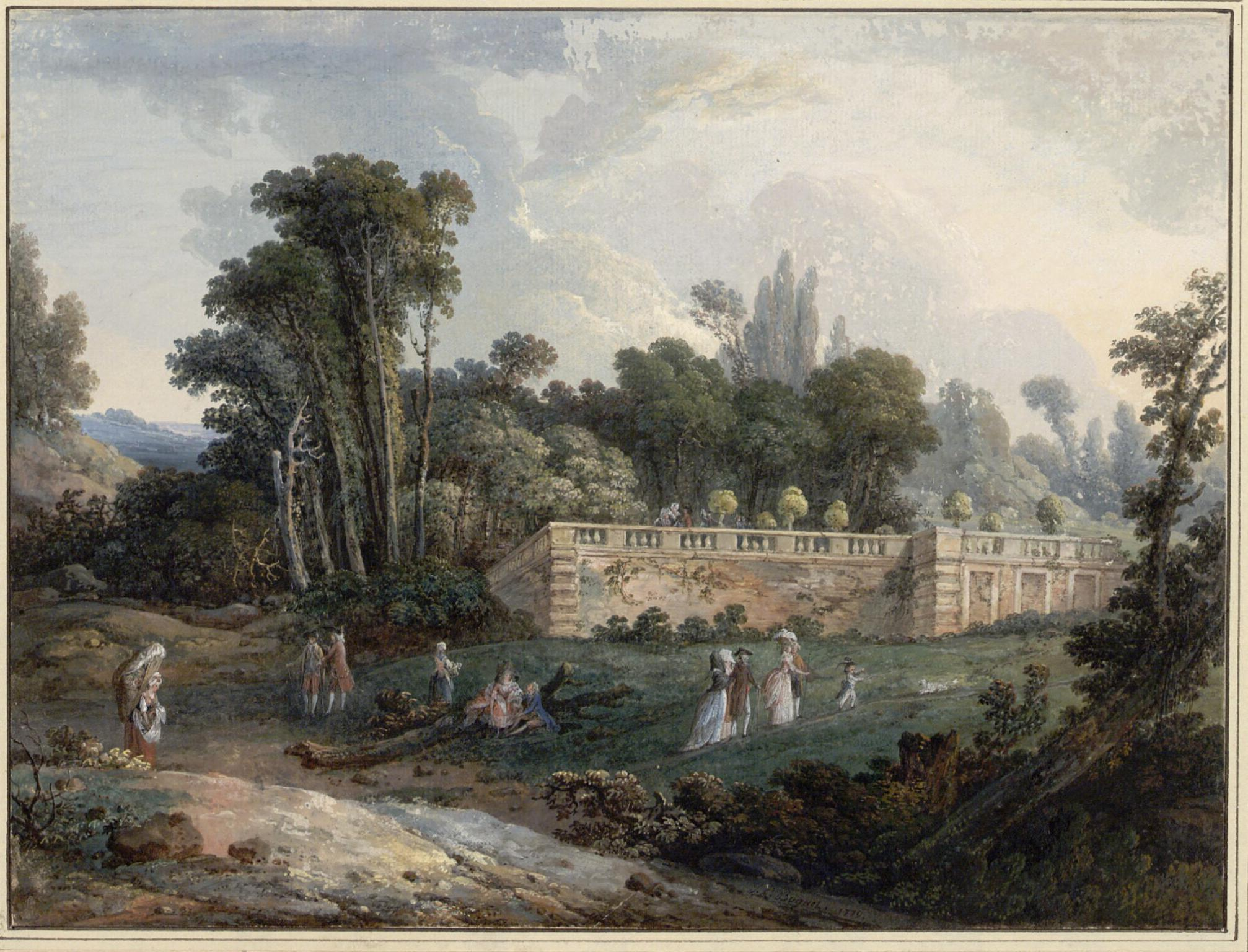
Vue du parterre du Globe au château de Meudon en 1779. Jean Pierre Bocquet (Paris 1751 - Paris 1817). Albertina museum, inv. 12591. Gouache, 22 x 29 cm.

Le nouveau jeune roi aime souvent venir chasser à Meudon.
Un an après son avènement, l'architecte Le Dreux dresse un inventaire, daté du 10 octobre 1775, qui recense les « glaces, bronzes, marbres, tableaux et autres effets appartenant au Roi » placés au château. En marge sont tracés les schémas de l'ensemble de ces miroirs. Ce document est dressé en « exécution des ordres du comte d'Angervilliers ».
Un édit du roi, de mai 1778, réunit le domaine de Meudon à celui de Versailles, « pour être régi & administré à l'avenir de la même manière ».
Louis XVI dessinera lui-même en 1783 un pavillon, dit le « pavillon de Trivaux », dans un style anglo-chinois, qui sera finalement corrigé dans un style plus français par l'architecte Heurtier. Ce pavillon était situé tout en haut du tapis vert de Meudon, vers Meudon-la-Forêt. Louis XVI et son épouse Marie-Antoinette perdront à Meudon même, au sein du Château-Neuf, le petit dauphin, qui s'éteint le 4 juin 1789, un mois avant la prise de la Bastille.
En 1791, le château sert toujours de lieu de villégiature au nouveau Dauphin, ainsi que le représente une aquarelle d'Isabey.
Le marquis de Bombelles donne une description de Meudon, dans son Journal, à la date du 8 juin 1788 :

« J’ai accompagné mesdames les ambassadrices au château de Meudon. Le château neuf, où nous avons dîné chez M. le duc d’Harcourt, a été bâti par Monseigneur pour Mlle Choin qui était sa maîtresse. Ce château est dans une proportion qui le rendrait convenable à tout seigneur en état de dépenser 2 à 300.000 livres par an. Il n’en est pas de même du vieux château. Ce palais, que M. de Louvois avait augmenté, embelli avec une magnificence aussi indécente qu’incroyable, serait encore très facilement une demeure vraiment royale. Tous les plafonds sont peints en arabesque, comme si le goût régnant eût présidé à leur ordonnance. Les corniches, les cheminées, les parquets de superbes boiseries, rien n’aurait besoin d’être modernisé. Il y a, pratiqué dans une tourelle, un cabinet peint également en arabesque sur un fond d’or, qui est aussi frais de peinture que s’il sortait des mains d’un de nos meilleurs artistes. Il est question de faire de ce beau château la demeure de Mgr le Dauphin pour tous les étés, si nous n’éprouvons pas le chagrin de perdre ce prince. »

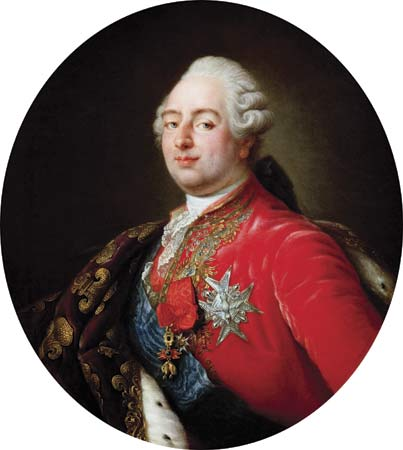
Portrait de Louis XVI en 1786.
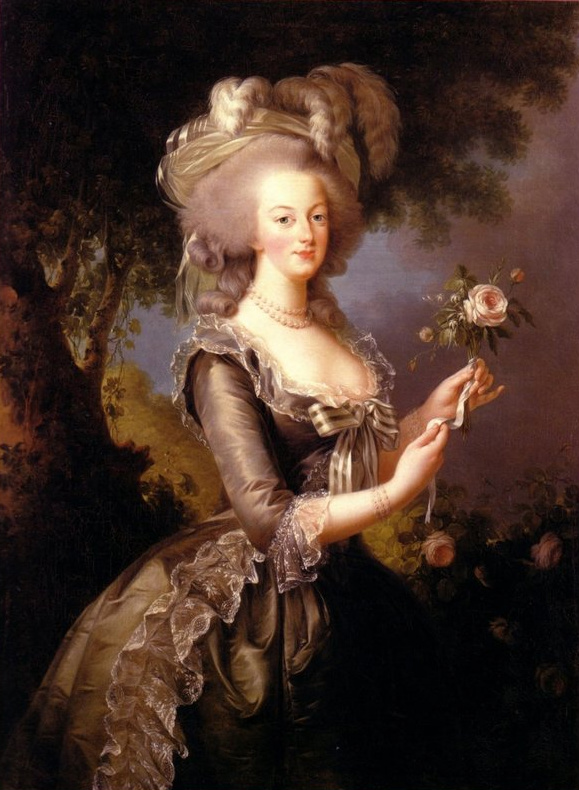
Portrait de Marie-Antoinette, 1783.
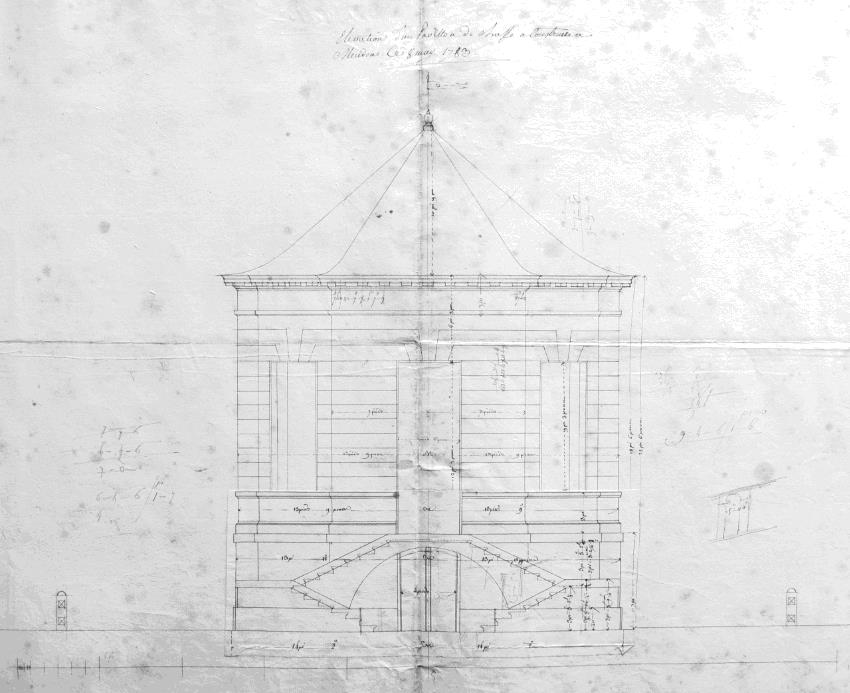
Elévation définitive du pavillon de Trivaux, 1783.
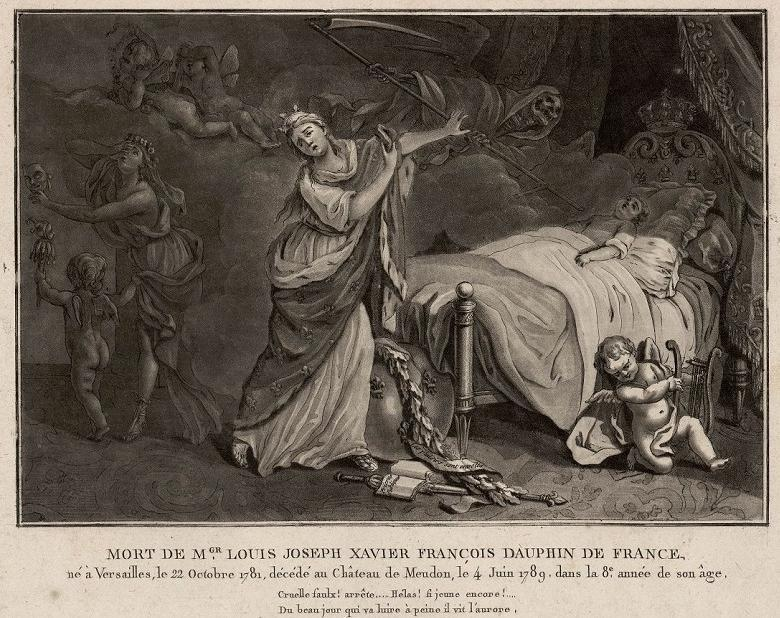
Représentation de la mort du dauphin à Meudon, 4 juin 1789.
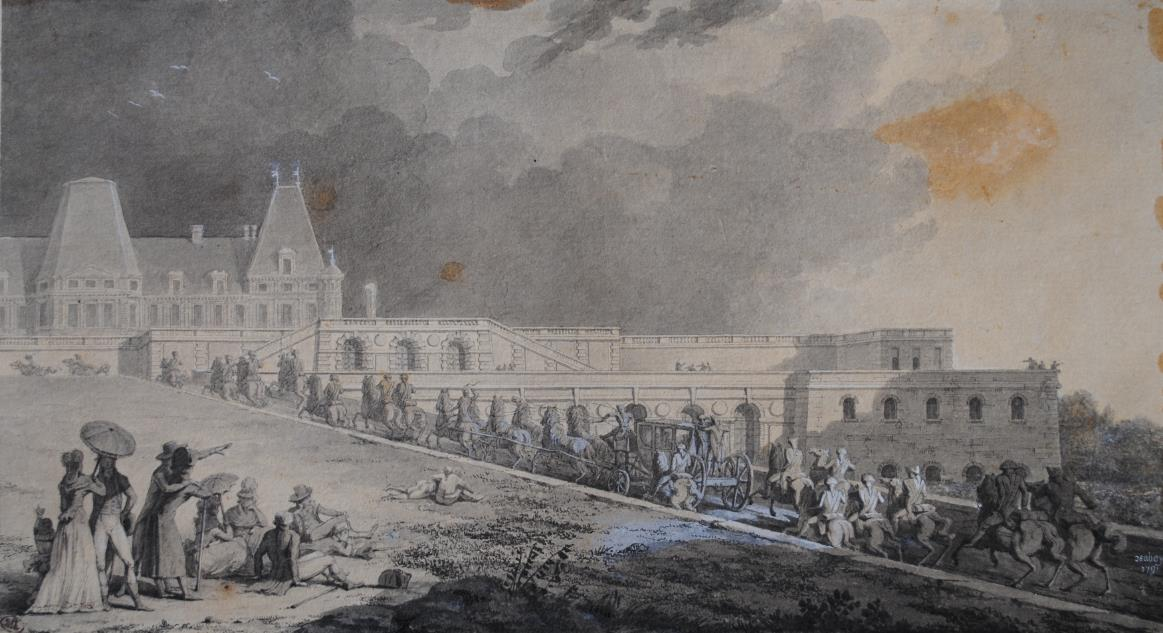
Retour de la promenade de Mr le Dauphin (Louis XVII) au vieux château de Meudon, Isabey, 1791. Musée du Louvre

### LeXIXesiècle: entre fastes et déclin
Après le 10 août 1792, la destination du château devient incertaine. Mais la Convention nationale prend rapidement soin de faire enlever la plupart des tableaux en dessus-de-porte, soigneusement démontés et transférés dans des musées de province, ce qui les sauvera de la destruction.

#### Le «château de la République» (1793-1795)
Le 4 novembre 1793, Pierre Choderlos de Laclos, nommé Commissaire en chef des expériences de Meudon, prend possession au nom du ministre de la Marine de ce lieu qu'il avait suggéré pour y installer un atelier d'artillerie et procéder à des essais d'obus. Mais Choderlos de Laclos ne restera qu'un seul jour à Meudon, puisqu'il est arrêté dès le lendemain. Le site est ainsi transformé par la Convention en « établissement national pour différentes épreuves ». Il va servir de fabrique d'aérostats. Meudon devient alors véritablement le « château de la République », qui sert de lieu d'expérimentation pour armer le nouveau régime. À ce titre, le château fera l'objet d'une illumination payée par les deniers publics.
Nicolas-Jacques Conté fut, avec plusieurs autres savants, chargé de ces expériences militaires et scientifiques à Meudon, où on lui confia la direction de l'école d'aérostation qui s'y établissait. Conté eut sous ses ordres un rassemblement confus de jeunes gens pris dans toutes les professions, sans aucune teinture de chimie, de dessin, ni de mathématiques, appelés à créer une technique entièrement nouvelle. Conté dut aborder les éléments des différentes sciences, car ce nouvel enseignement devait tout embrasser : chimie, physique, mécanique. Donnant à la fois des leçons théoriques et pratiques, Conté faisait exécuter par les mains de ses élèves les modèles qu'il donnait, les instruments qu'il imaginait, passant ses nuits à préparer les dessins qui servaient à ses leçons ou bien à faire des expériences variées, parfois dangereuses.

Fabrication des aérostats militaires au château de Meudon. Aquarelles sur papier de Nicolas-Jacques Conté.
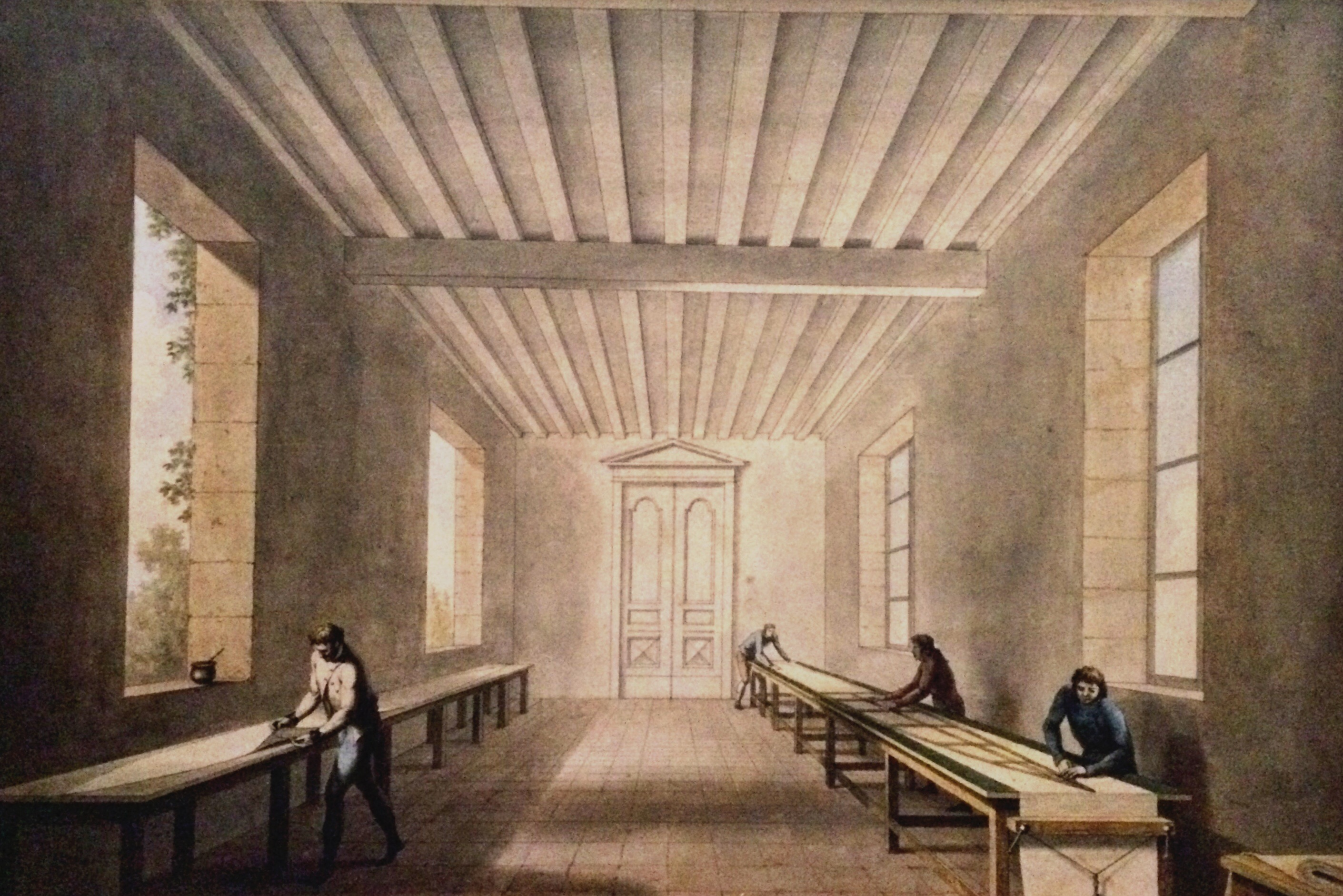
Découpage des toiles pour composer des fuseaux (1/5)
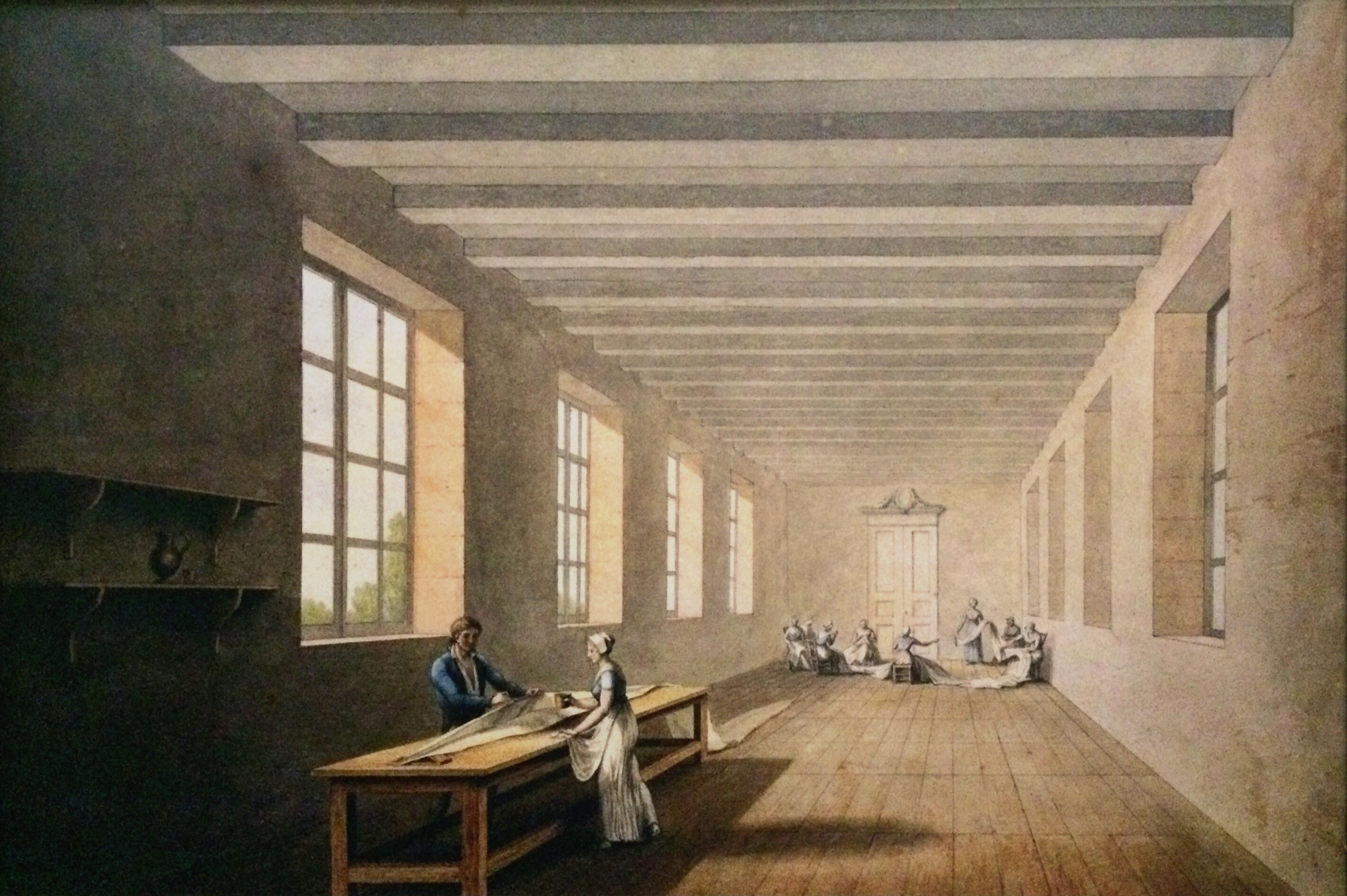
Assemblage des fuseaux (2/5)
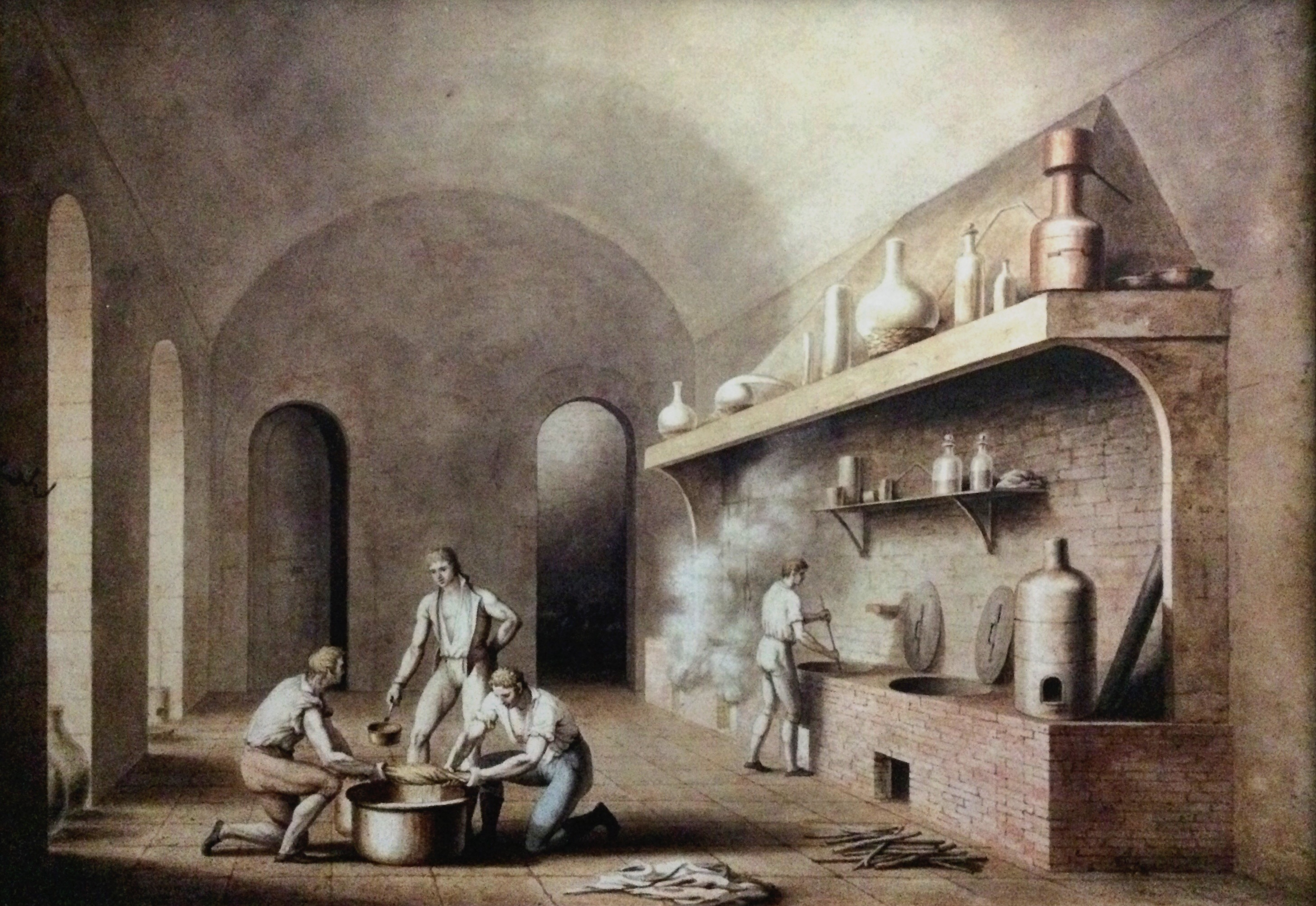
Préparation du vernis (3/5)
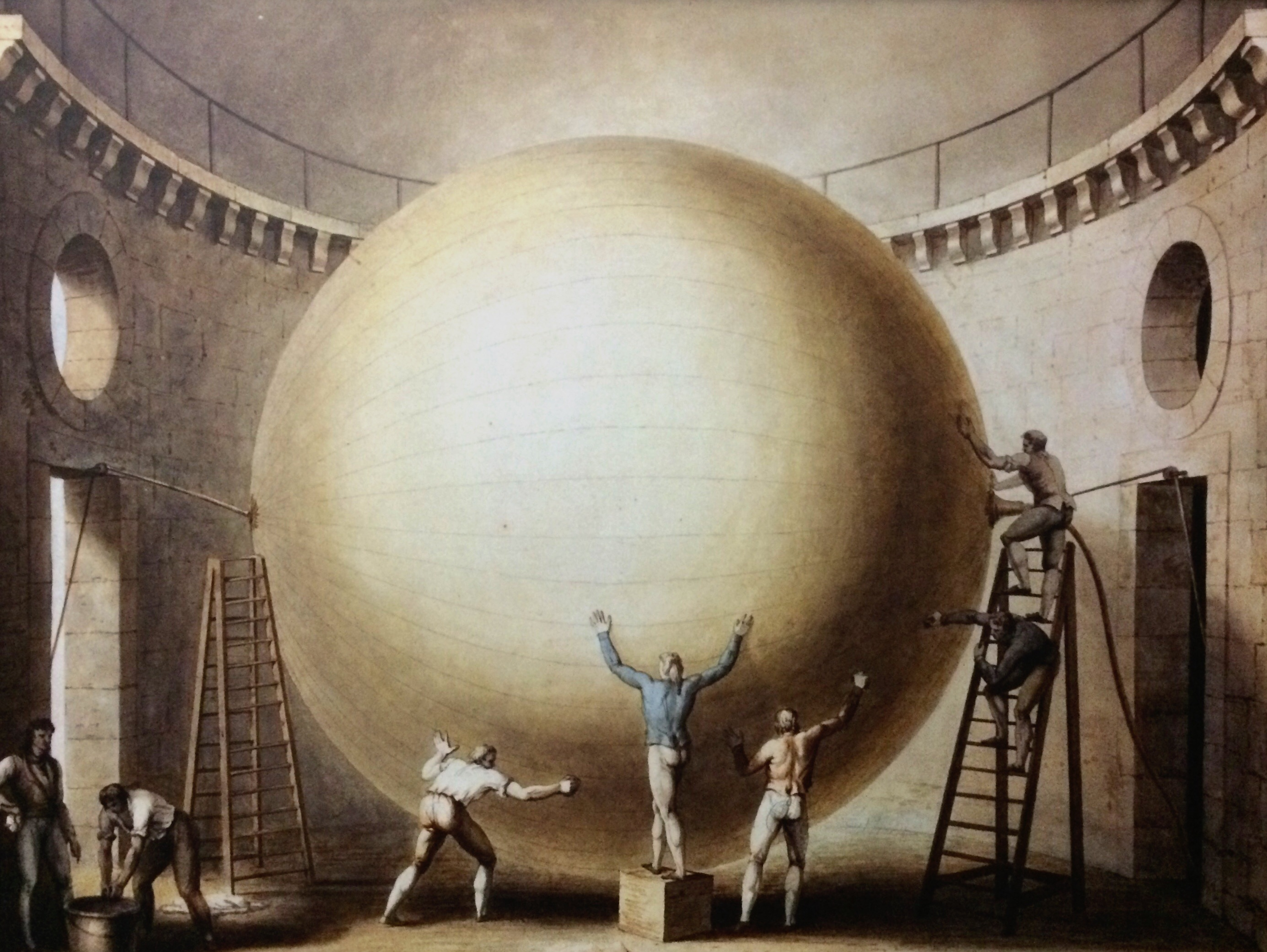
Étalage du vernis et vérification des joints (4/5)
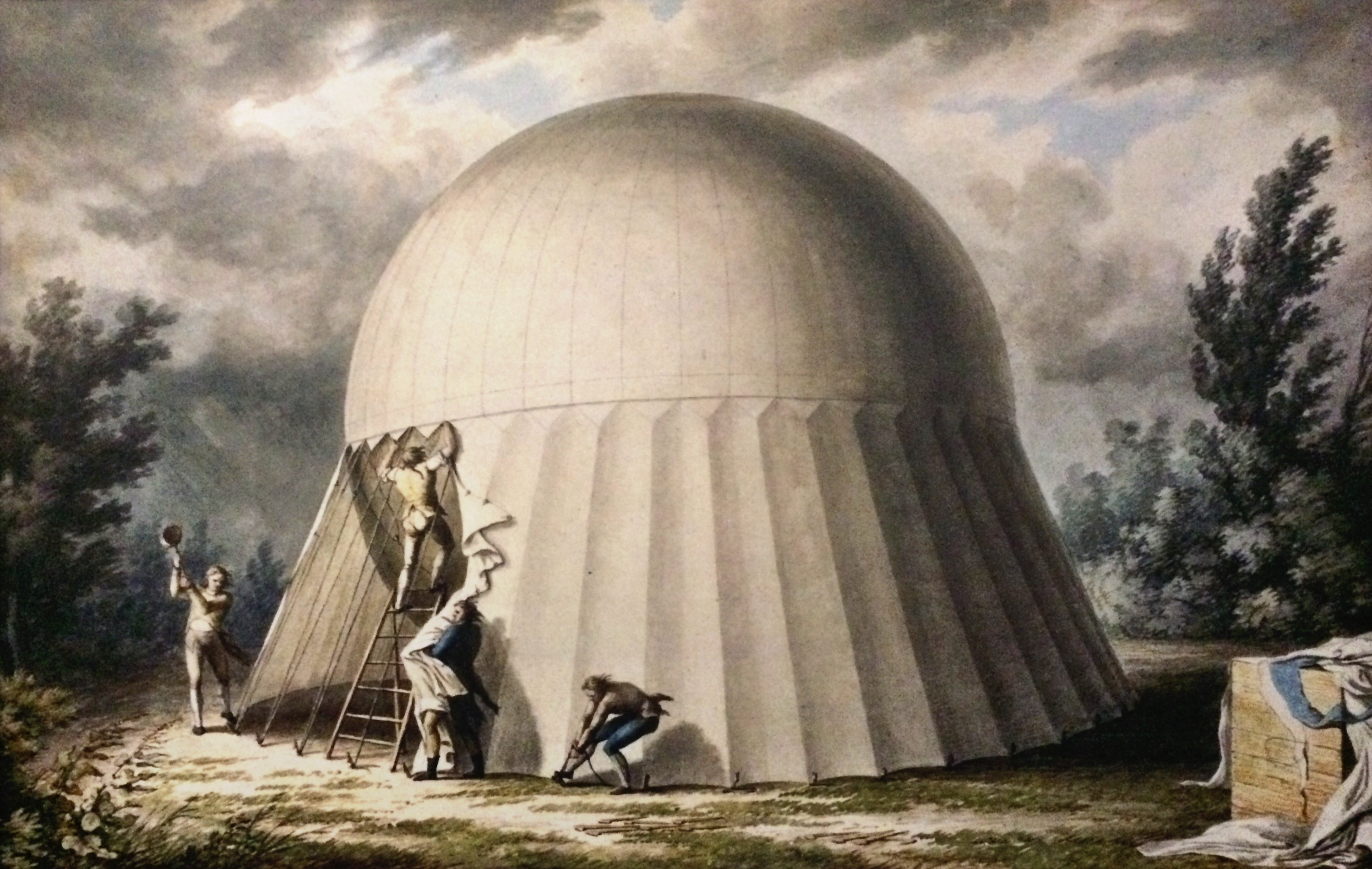
Aérostat au campement sous sa tente de protection (5/5)

#### L'incendie du Château-Vieux (1795) et sa démolition (à partir de 1803)

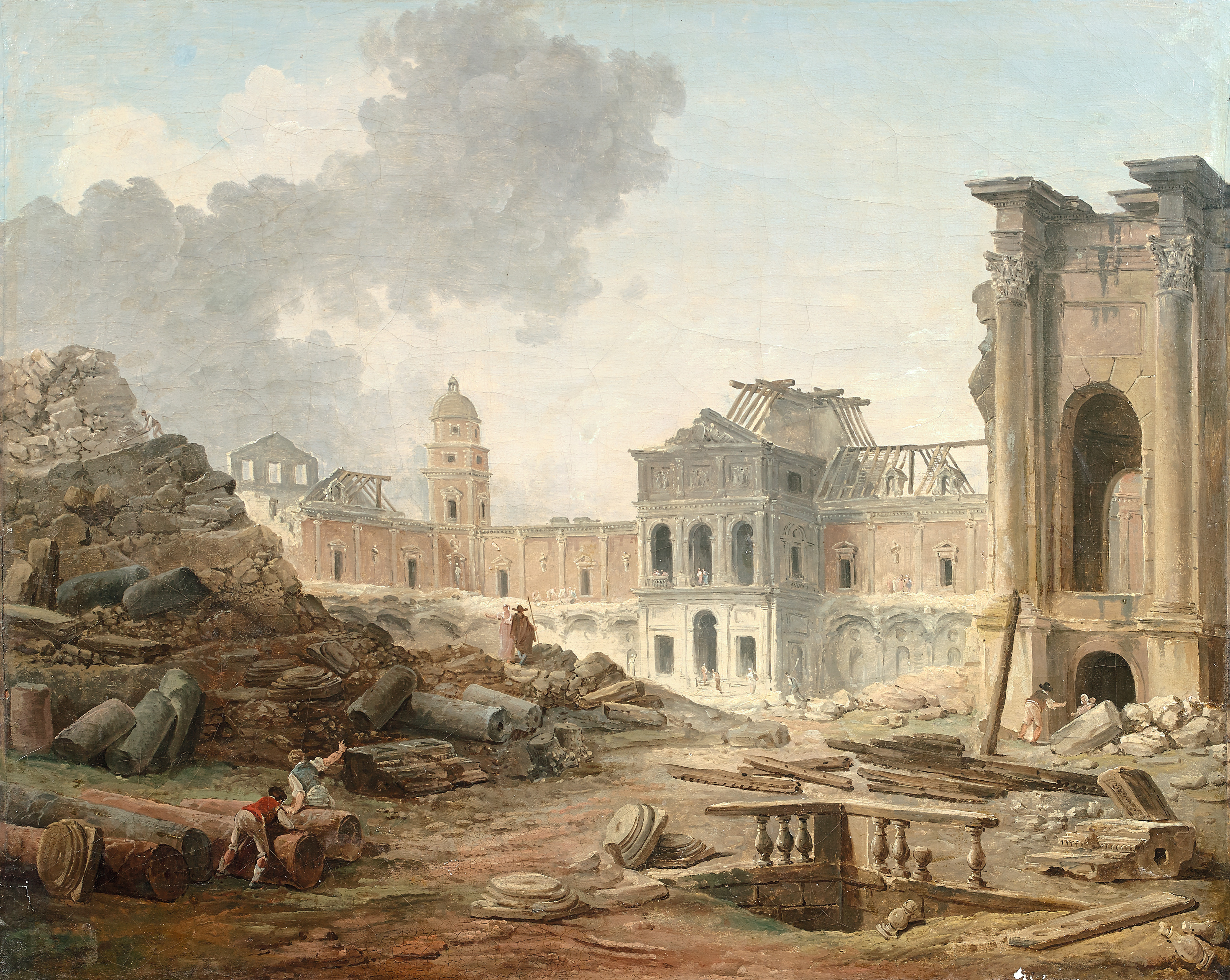
« Esquisse terminée » de la démolition du château de Meudon, Hubert Robert, vers 1804. Vente aux enchères du 27 septembre 2016 à Nantes, étude COUTON VEYRAC JAMAULT, lot 30. mesures : 59 x 74 cm (sans cadre)

En 1795, un incendie, lié aux recherches techniques des occupants de lieux, ravage l'aile des marronniers et s'attaque également à l'aile Ouest du Château-Vieux. Le château reste en l'état près d'une dizaine d'années. Les visiteurs anglais sont nombreux à venir à Meudon à partir de 1802, et laissent plusieurs descriptions ou dessins (par exemple le dessin de James Forbes). Le colonel anglais Thornton, (de Thornville-Royal, Yorkshire), décrit ainsi le site dans une lettre rédigée en anglais, datée du 31 août 1802 :

« La veille, M. Belanger nous avait proposé une excursion à Meudon, un joli parc dont l’intérieur des murs couvrait une surface de vingt miles, et qui m’avait été désigné comme un investissement potentiel plus que souhaitable. Une chaise avait été fixée sur un fiacre des plus confortables, en vue de cette expédition. Le château de Meudon, à l’origine résidence de Madame de Pompadour [sic], consiste en un immense bloc, malheureusement délabré. Il conserve néanmoins quelques traces de sa splendeur passée. Dans un joli parc au paysage forestier parcouru de jets d’eau et d’étangs, nous fûmes poliment reçus par le concierge (ou peut-être était-il le gardien), dont le manoir était toujours susceptible d’être aménagé en une agréable résidence. Cette personne nous conduisit au château, attirant tout particulièrement notre attention sur les appartements dont le dernier occupant ne fut autre que l’infortuné dauphin. Je ne disposais pas du temps nécessaire à une exploration plus poussée du parc, mais mon guide m’informa que celui-ci comprenait des fermes, des plaines, etc., le tout sur un espace de 500 acres, auxquels étaient annexés 10.000 acres de forêt. Il nous indiqua par ailleurs que les murs furent par le passé en partie effondrés, sur ordre du défunt roi, afin de donner au gibier la possibilité de s’échapper, mais que ceux-ci avaient, depuis, été réparés. Il précisa également que le domaine comprenait 29 pièces d’eau de différentes dimensions, me conduisant immédiatement à l’une d’entre elles, d’une contenance de 9 acres environ. Celle-ci était murée et partiellement entourée d’un paysage boisé, mais sa forme offrait, de loin, un rendu agréable. Il fallait également prendre en compte la présence de quelques poissons, lièvres et lapins, ainsi qu’un nombre raisonnable de perdrix sur le domaine. En revanche, tous les faisans avaient été abattus. La totalité du château, comme je le précisais précédemment, est aujourd’hui en ruines, et le raser entièrement entraînerait une dépense considérable, le ciment de ces anciens bâtiments se révélant particulièrement solide. Mais du point de vue de son étendue et de sa proximité avec la capitale, Meudon constituerait à n’en point douter une précieuse acquisition (…). »

Le peintre Hubert Robert, qui était notamment chargé des aménagements des jardins de Meudon sous Louis XVI, vient dessiner le chantier de démolition en 1804. Le Château-Vieux est détruit à partir de 1803. En 1805, il reste encore une faible partie du Château-Vieux (pavillon Sud-Ouest) ainsi que la chapelle, comme l'indique François Collet Duclos dans son rapport du 3 ventôse an XIII (22 février 1805). Le tout fait l'objet de travaux de déblaiements environ jusqu'en 1808, après récupération de certains ornements, dont les colonnes en pierre situées de nos jours à la petite rotonde du Palais du Luxembourg (Sénat), que l'architecte Chalgrin a pu réutiliser.

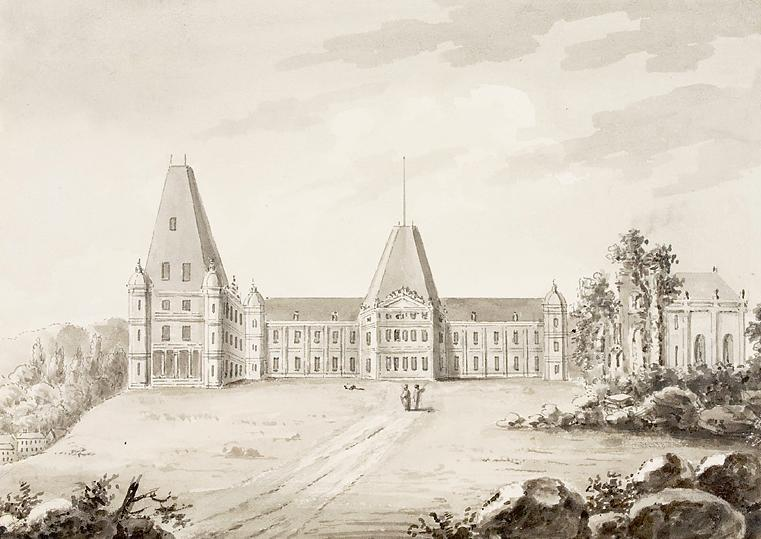
Le Château-Vieux de Meudon en ruines, en 1802. James Forbes, Musée de l'Ile-de-France, Sceaux.
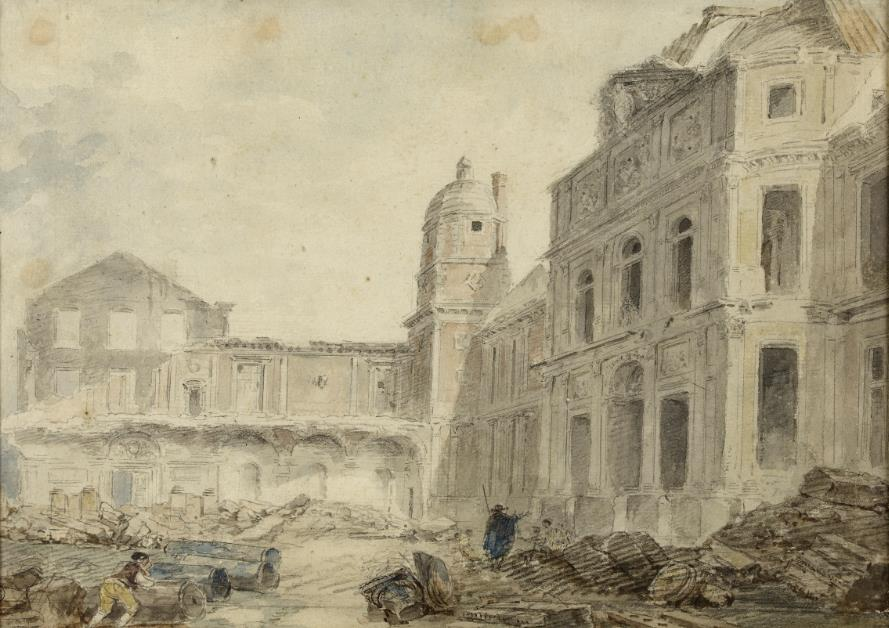
La démolition du Château-Vieux de Meudon, par Hubert Robert, 1804.
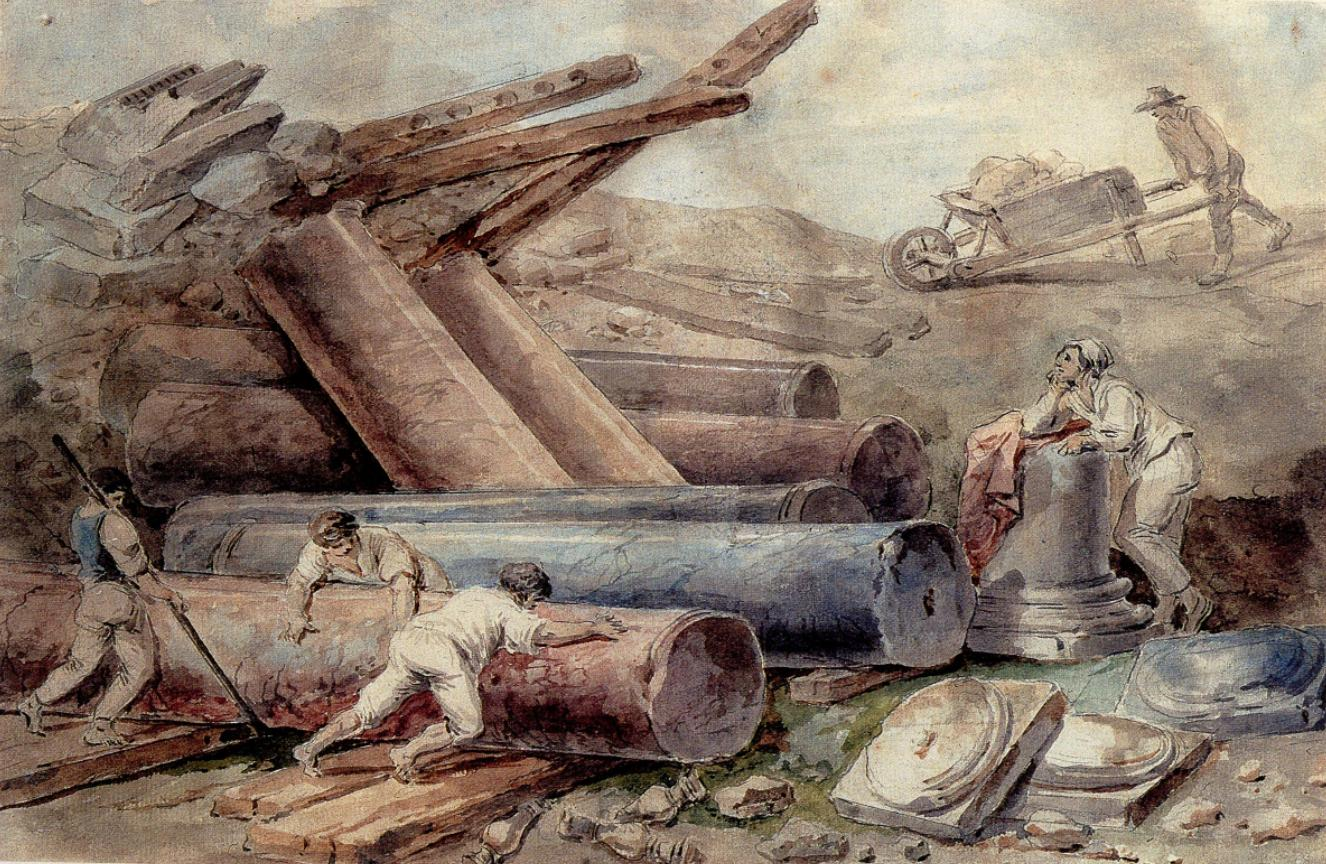
Trois ouvriers déplacent une colonne du château de Meudon. Hubert Robert, vers 1804. Musées de Weimar, Schossmuseum, KK 9110.
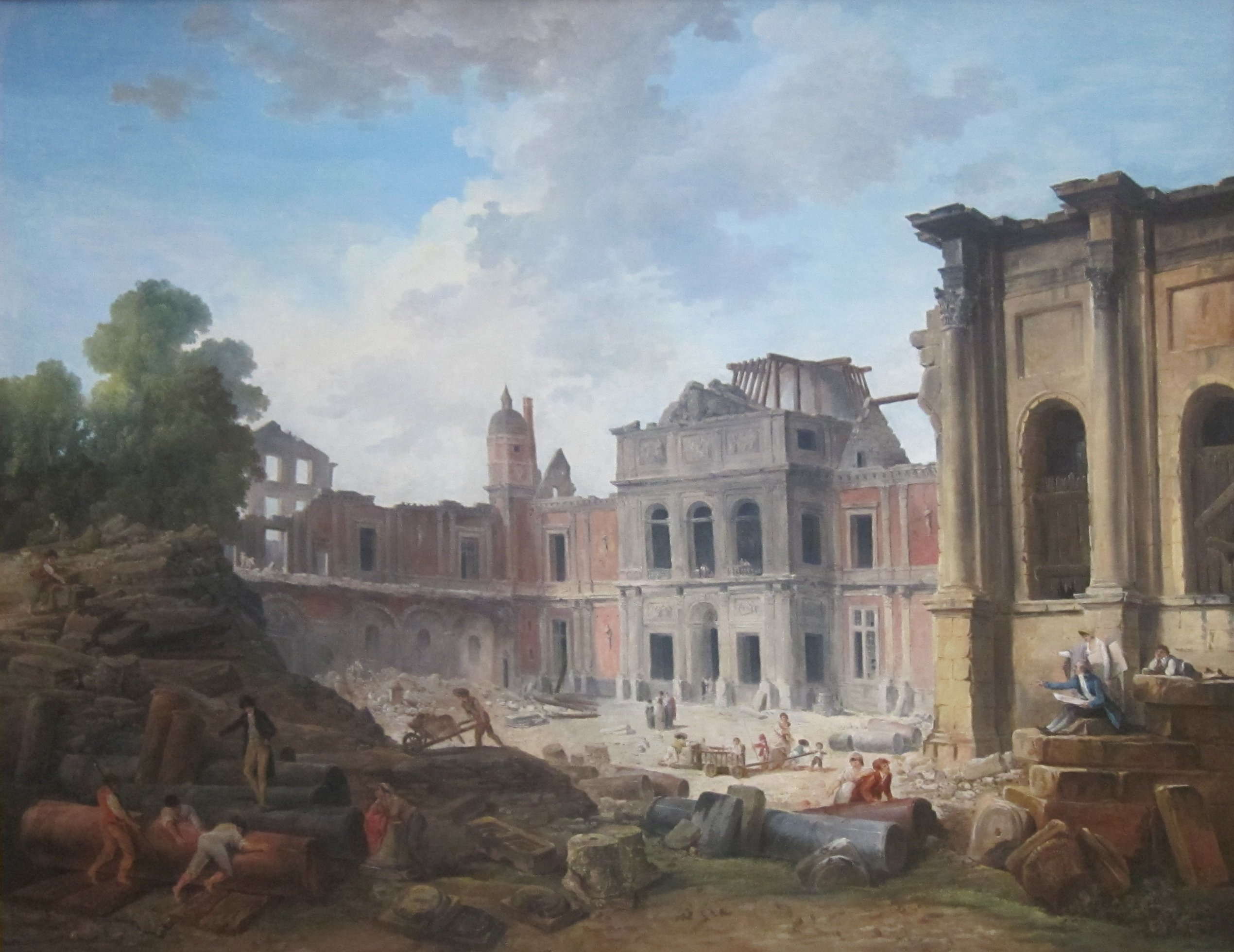
Démolition du Château-Vieux de Meudon, Hubert Robert, 1806. Getty Museum, Los Angeles (USA).
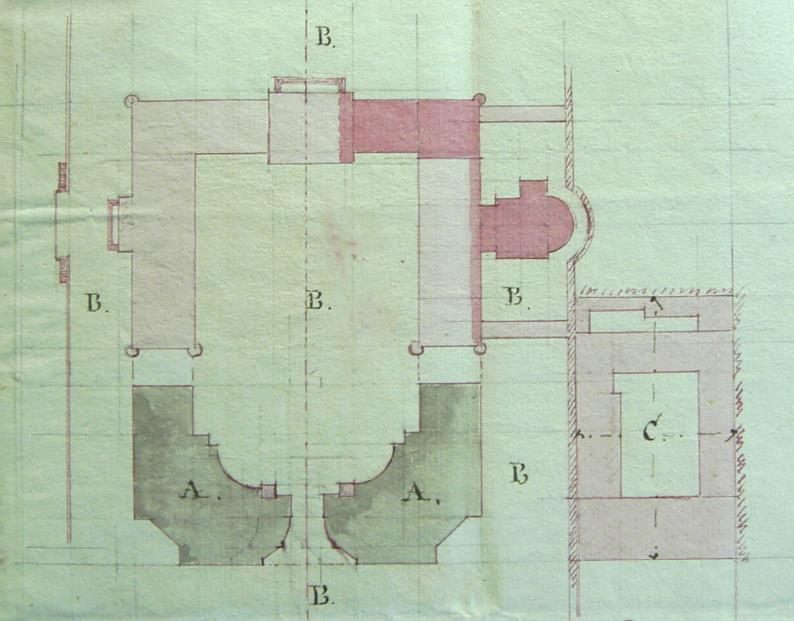
Schéma du Château-Vieux de Meudon en cours de démolition, 22 février 1805. En rose foncé, ce qu'il reste à démolir. ADY, 2Q 34.
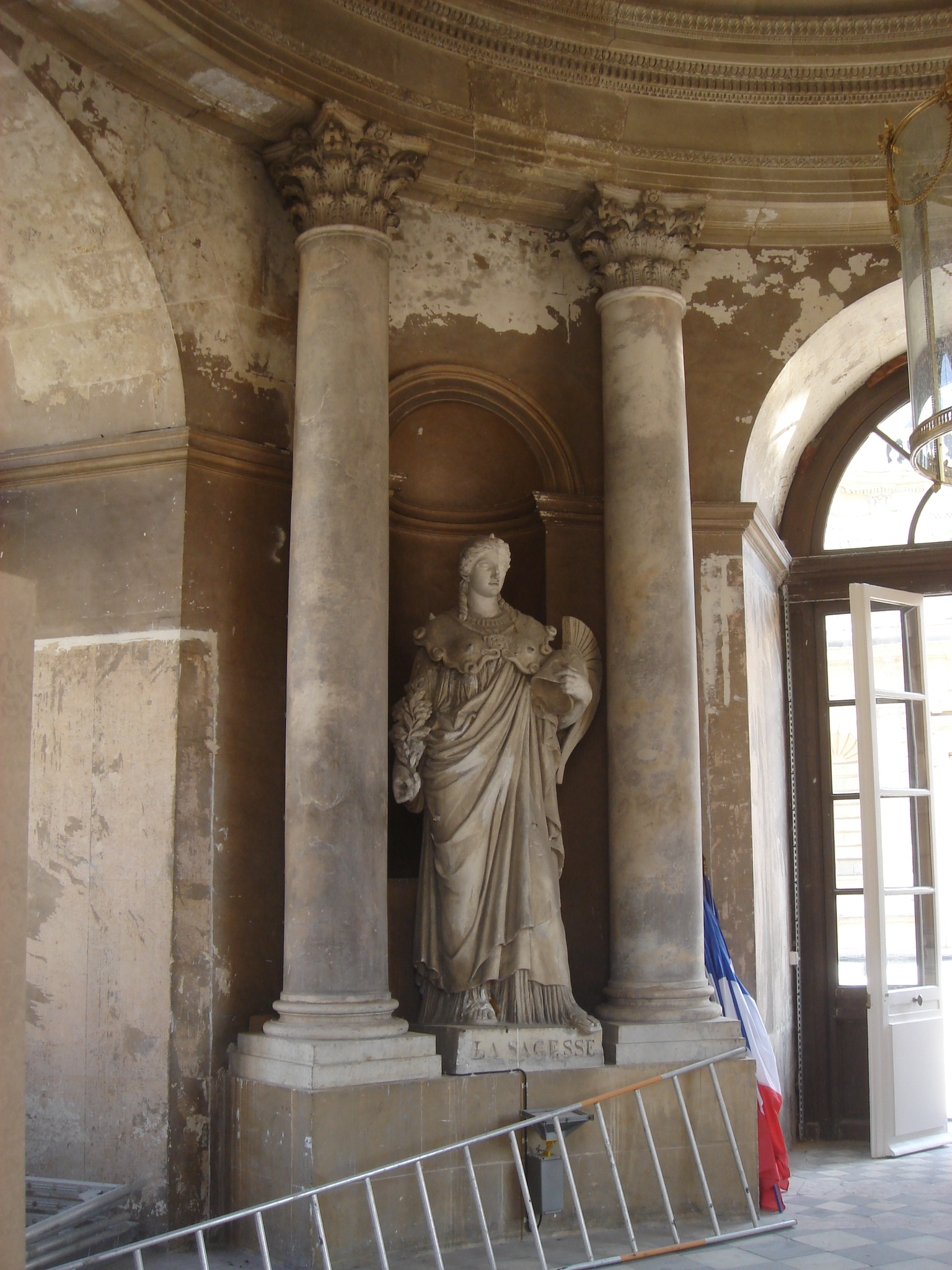
Colonnes provenant du château, déplacées à la rotonde du Sénat par Chalgrin.

#### NapoléonIer: Meudon, palais impérial du roi de Rome (1807-1815)

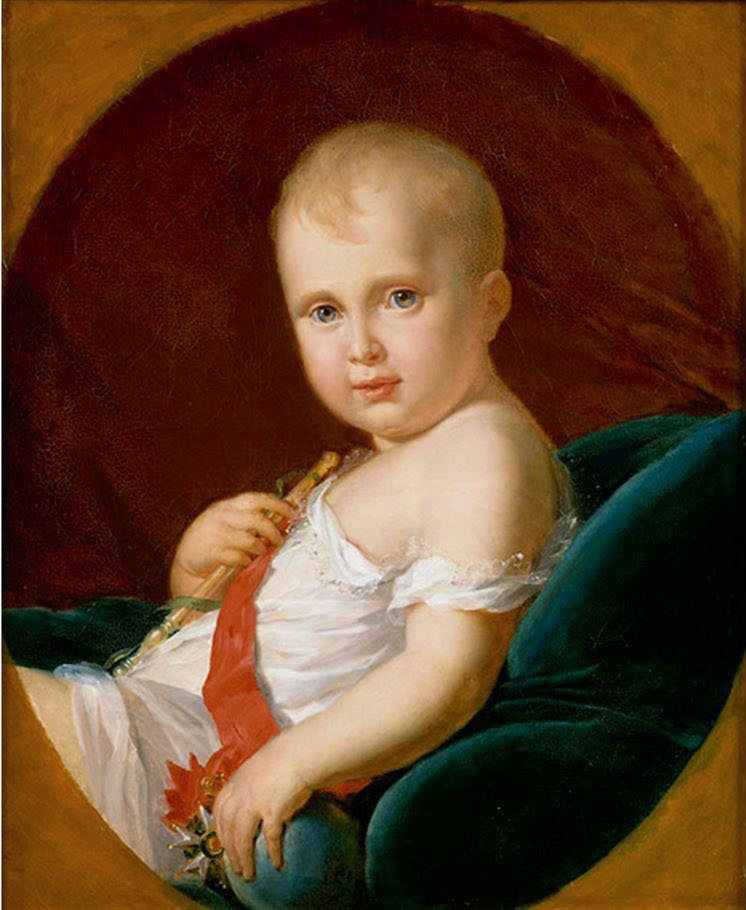
Le roi de Rome, par François Gérard, 1811.

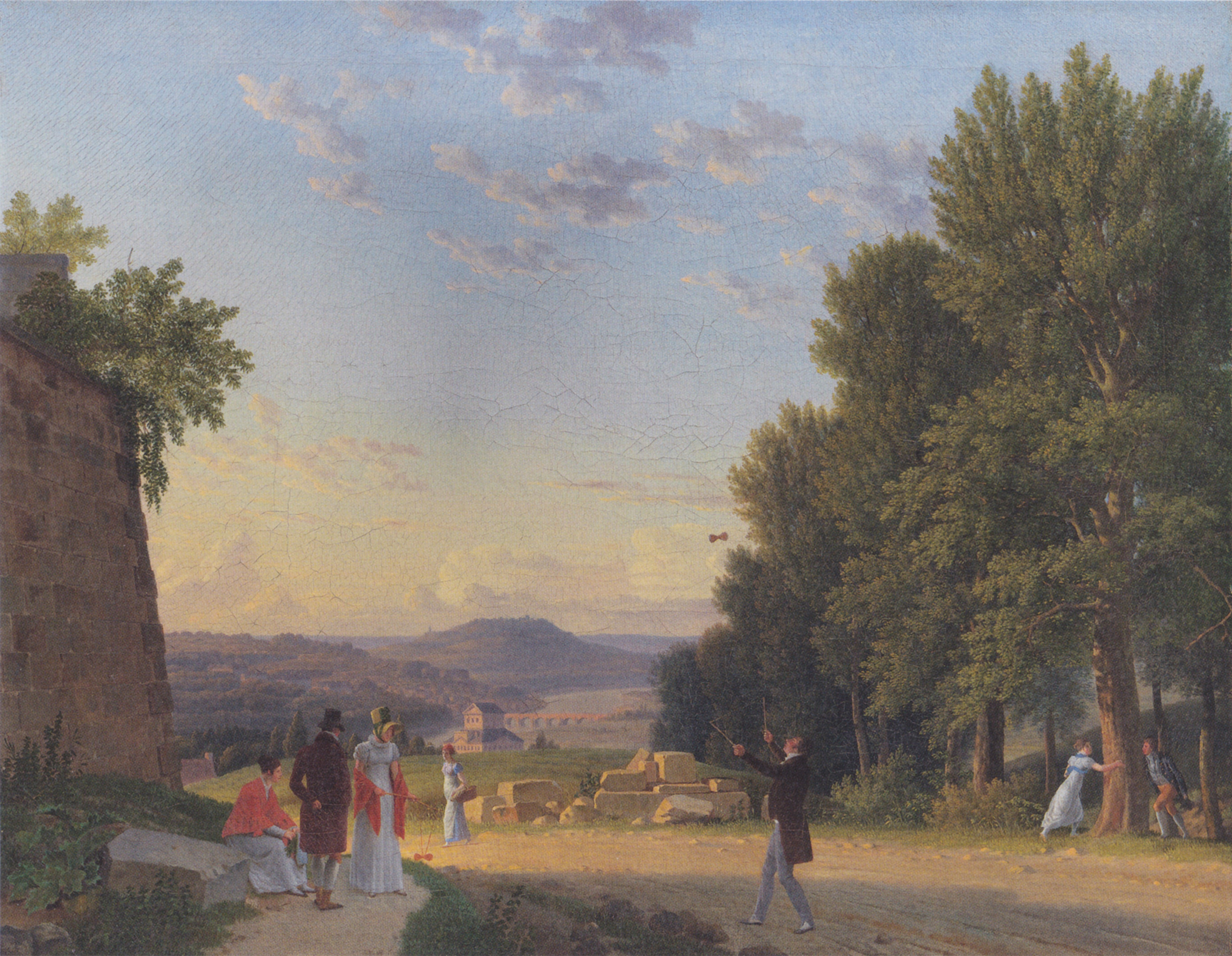
Vue depuis le bas du bastion des Capucins à Meudon, C.W. Eckersberg, 1813, Musée de Copenhague (Danemark) KMS 1623

Après avoir décidé, en 1803, de procéder à la démolition du Château-Vieux, qui avait subi un incendie en 1795, et alors qu'il n'était que Bonaparte, l'empereur Napoléon Ier décide en 1807 de faire du Château-Neuf de Meudon un palais impérial. Il fait alors restaurer les jardins et réaménager le Château-Neuf, notamment par l'architecte Jean-Baptiste Lepère. Est alors édifié une aile intitulée l'« Economat », à l'emplacement d'une partie de l'ancienne aile des marronniers, qui venait d'être détruite. L'Empereur, qui voulait faire de Meudon une « école des rois » d'Europe, y installe le roi de Rome en 1811, sous la responsabilité de sa gouvernante, Mme de Montesquiou. À cet effet, de nombreuses commandes sont réalisées pour meubler dignement le palais de l'héritier de l'Empire (nouveau décor intérieur style Empire, mobilier, soieries, etc.).
Le 22 avril 1811, Napoléon vient visiter Meudon. Le 30 juin 1811, Meudon est mis à la disposition de Madame Mère. En avril 1812, le roi de Rome vient loger à Meudon.
Durant l'été, la reine de Westphalie, épouse de Jérôme Bonaparte, séjourne aussi à Meudon, avec Madame Mère. L'impératrice Marie-Louise aurait résidé au palais durant la campagne de Russie, bien qu'elle logeait à Saint-Cloud. Du 24 mars au 14 novembre 1813 la reine de Westphalie fait un nouveau séjour à Meudon.
Mais, à la chute du Premier Empire, le château perd son statut de Palais Impérial.

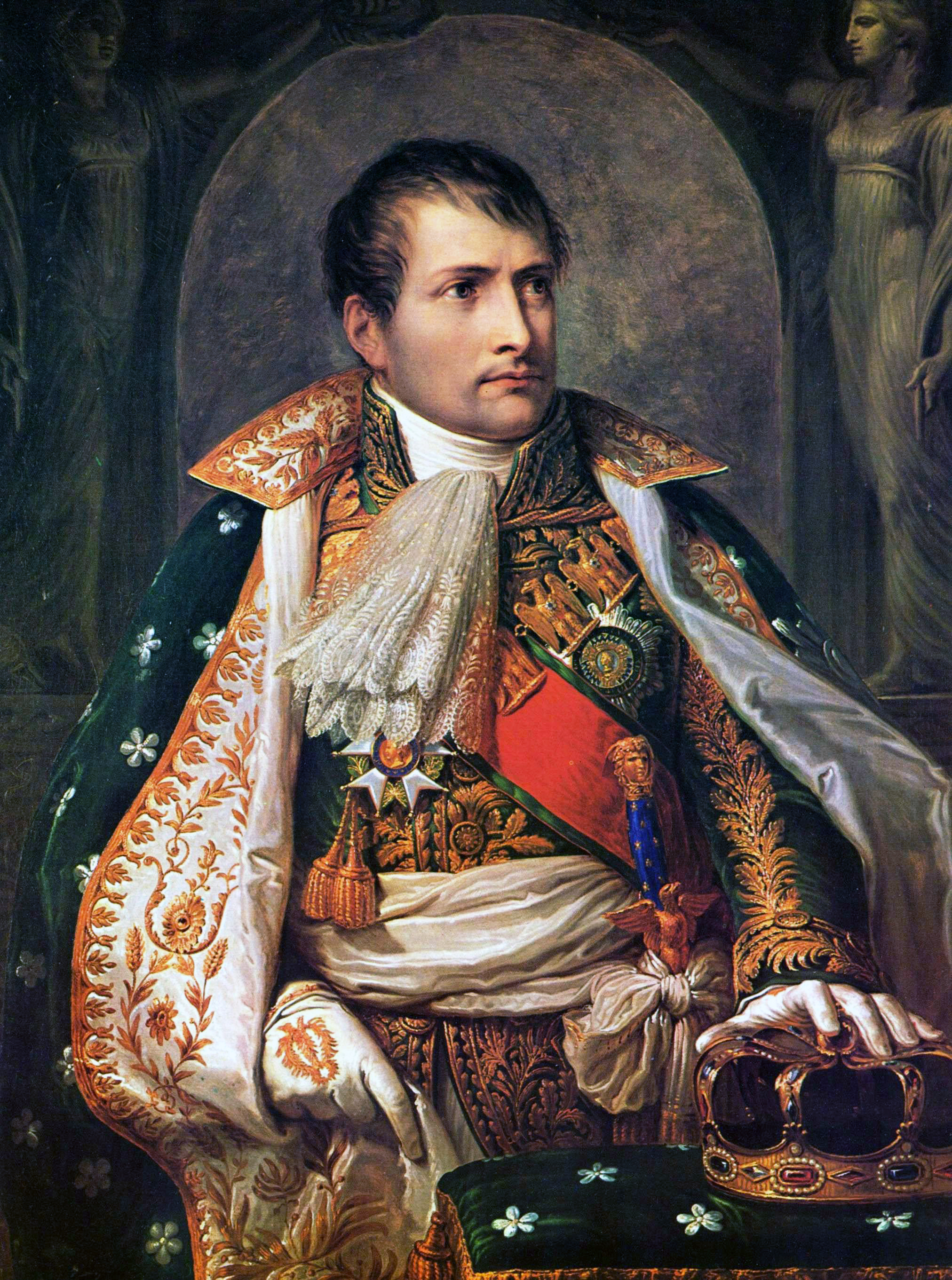
Napoléon Ier, en roi d'Italie, 1805.
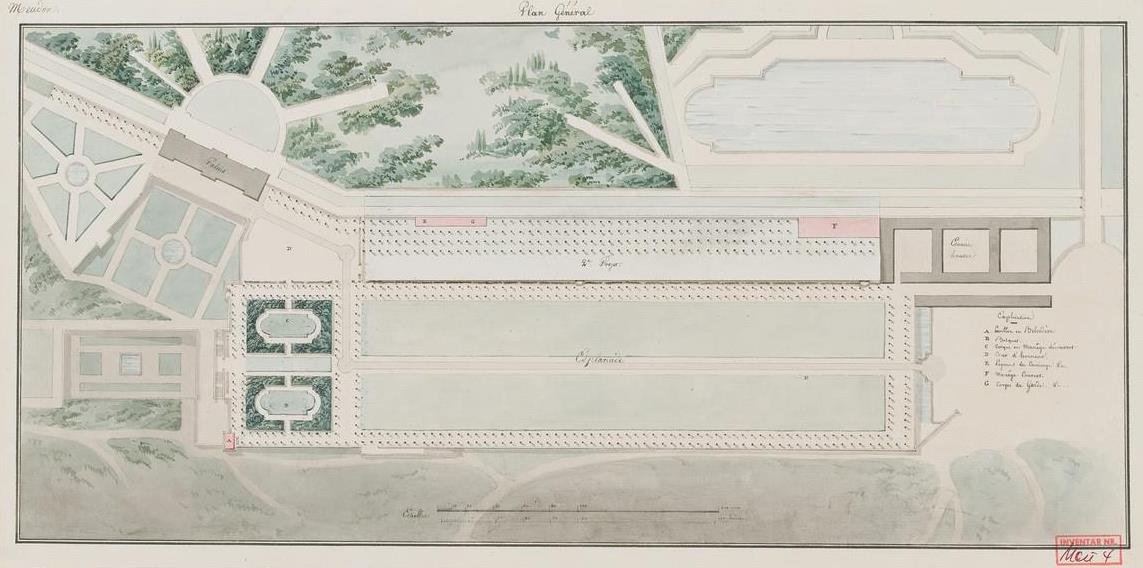
Projet d'aménagement de la terrasse du château sous Napoléon Ier, par Jean-Baptiste Lepère, vers 1808.
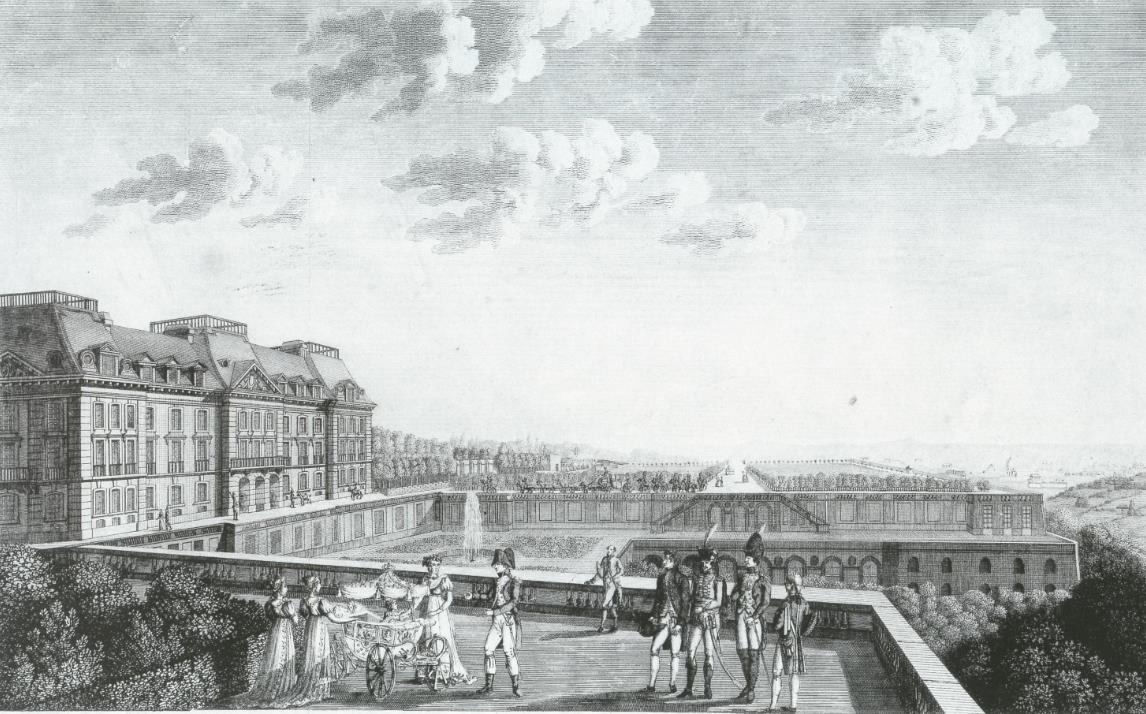
Vue du château de Meudon vers 1812. Premier Empire.
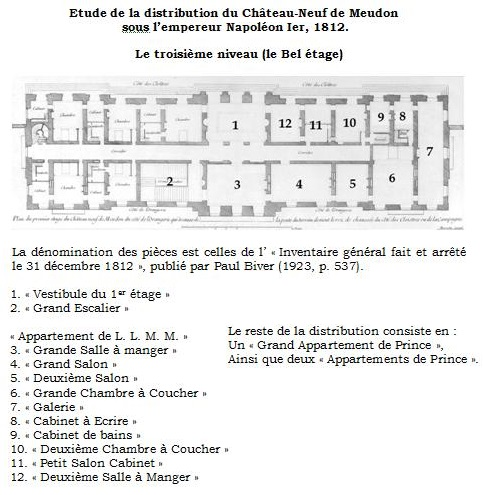
Distribution du troisième niveau du Château-Neuf sous Napoléon Ier, 1812.
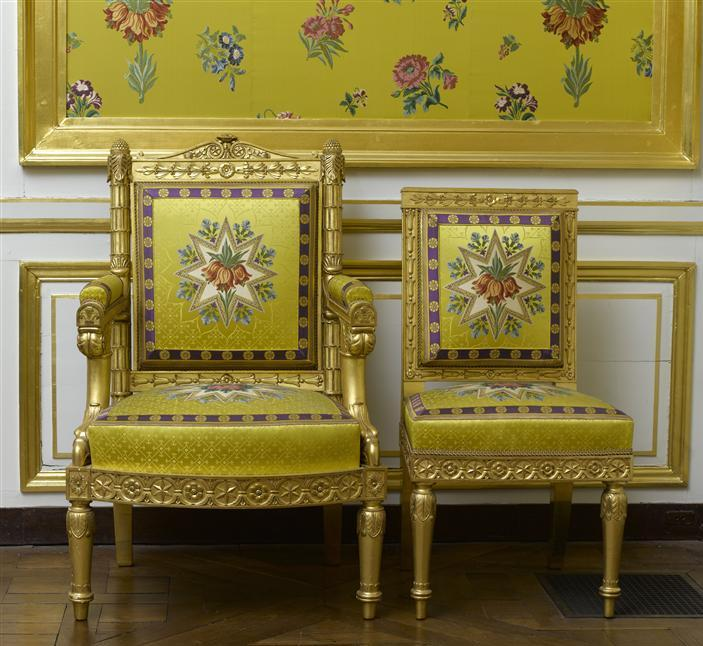
Fauteuils commandés par Napoléon Ier pour Meudon, musée de Fontainebleau.
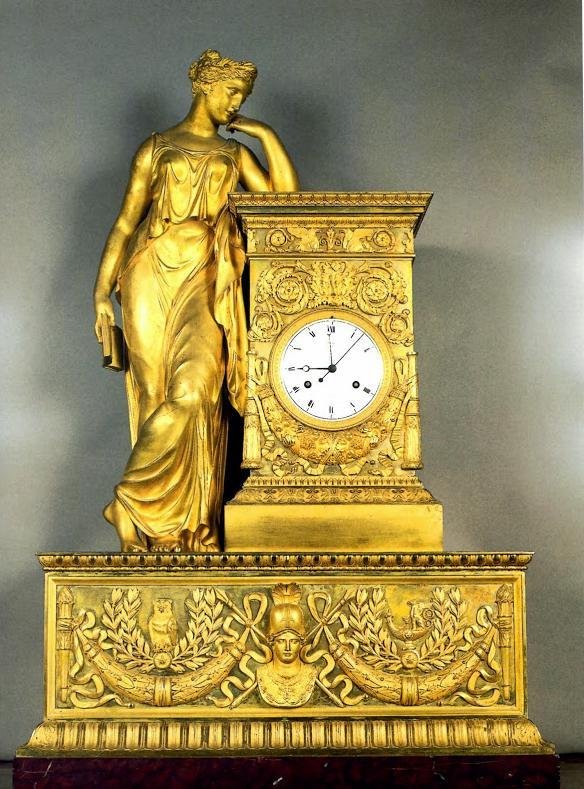
Pendule de l'Étude ou de la Méditation, vers 1810, Mobilier National.

Meubles et objets d'art provenant du château de Meudon sous Napoléon Ier
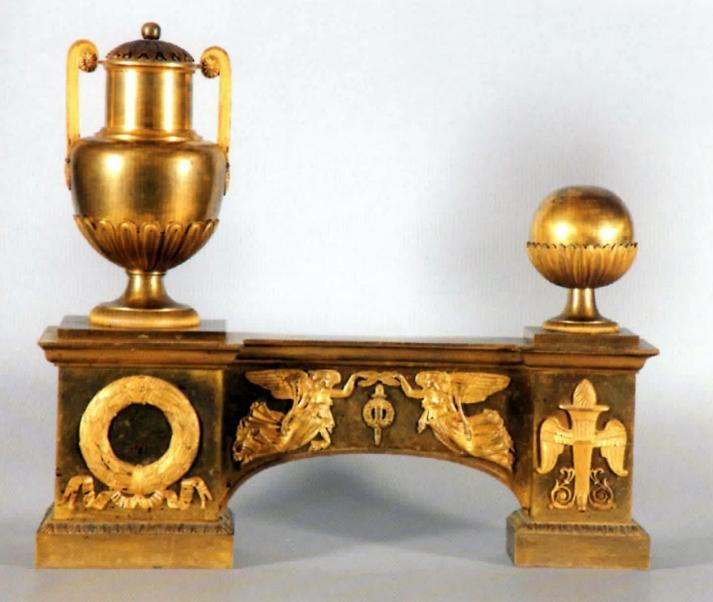
Feu, vers 1808-1810, bronze doré, Ravrio, Mobilier National.
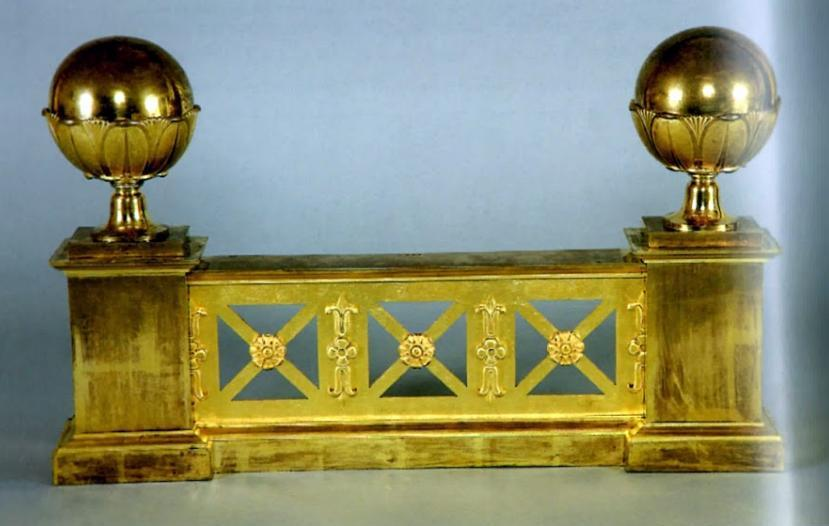
Feu en deux parties, vers 1810-1811, bronze doré, Feuchère, Mobilier National.
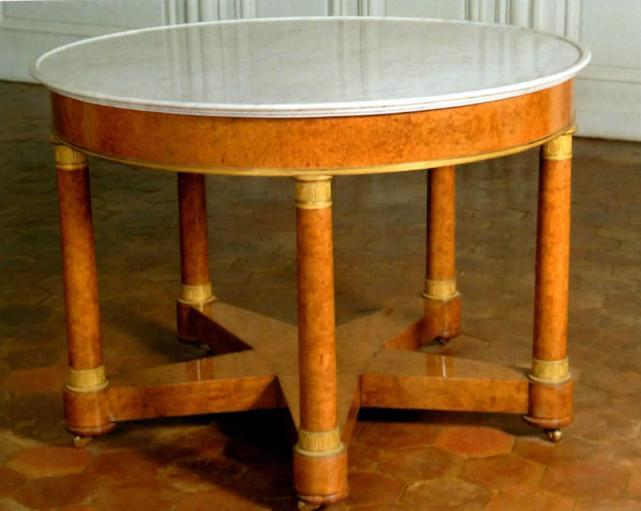
Guéridon, bois de frêne bronze doré et marbre blanc, Mobilier National.
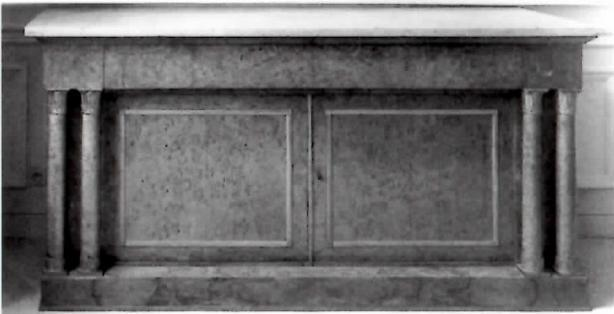
Console fournie par Maigret, bois de frêne et marbre blanc, Mobilier National.
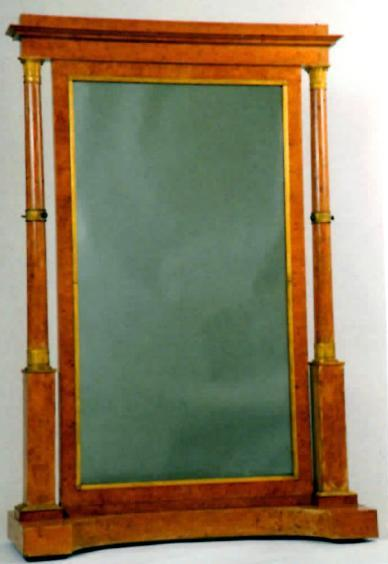
Écran à glace, bois de frêne, bronze doré, miroir, Mobilier National.
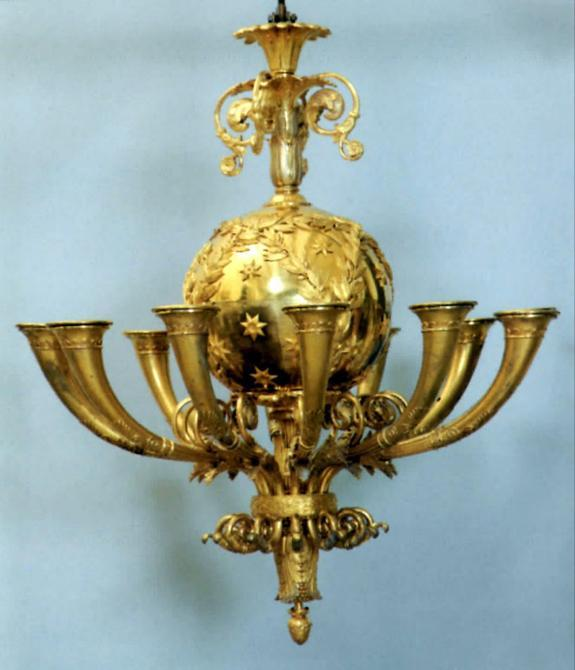
Lustre placé dans la Galerie du Château-Neuf, vers 1811, bronze doré, Feuchère, Mobilier National.
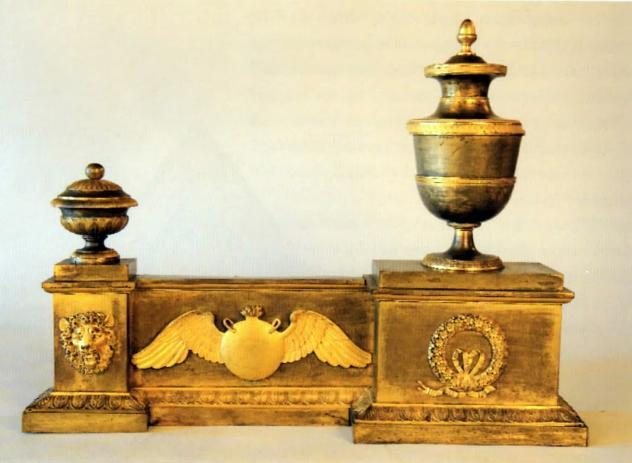
Feu de la galerie du Château Neuf de meudon, Mobilier National.

#### Meudon sous la Restauration et les Orléans

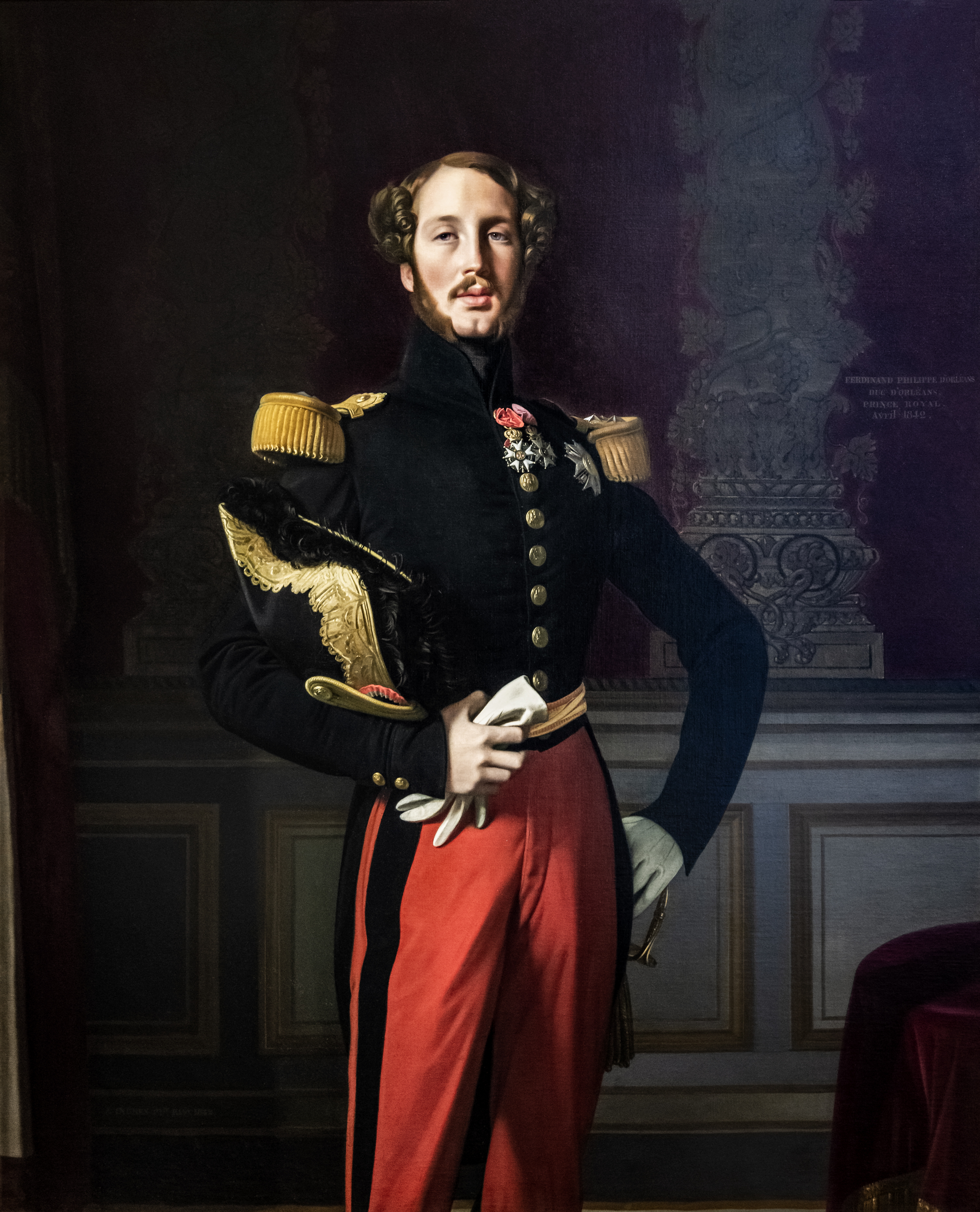
Ferdinand-Philippe d'Orléans, duc d'Orléans, par Ingres, 1842.

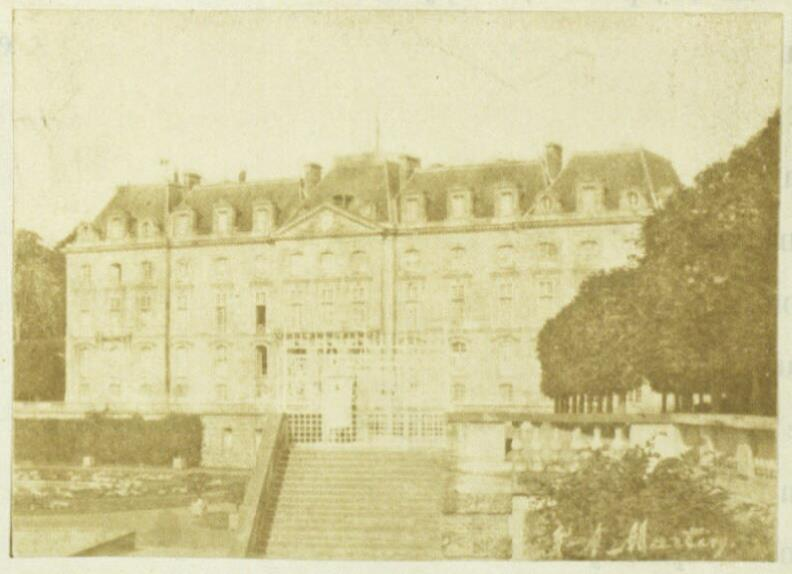
Photographie du château-neuf de Meudon en 1850, prise par Louis-Auguste Martin (1811-1875). Albertina Museum, FotoGLV2000/13822/7

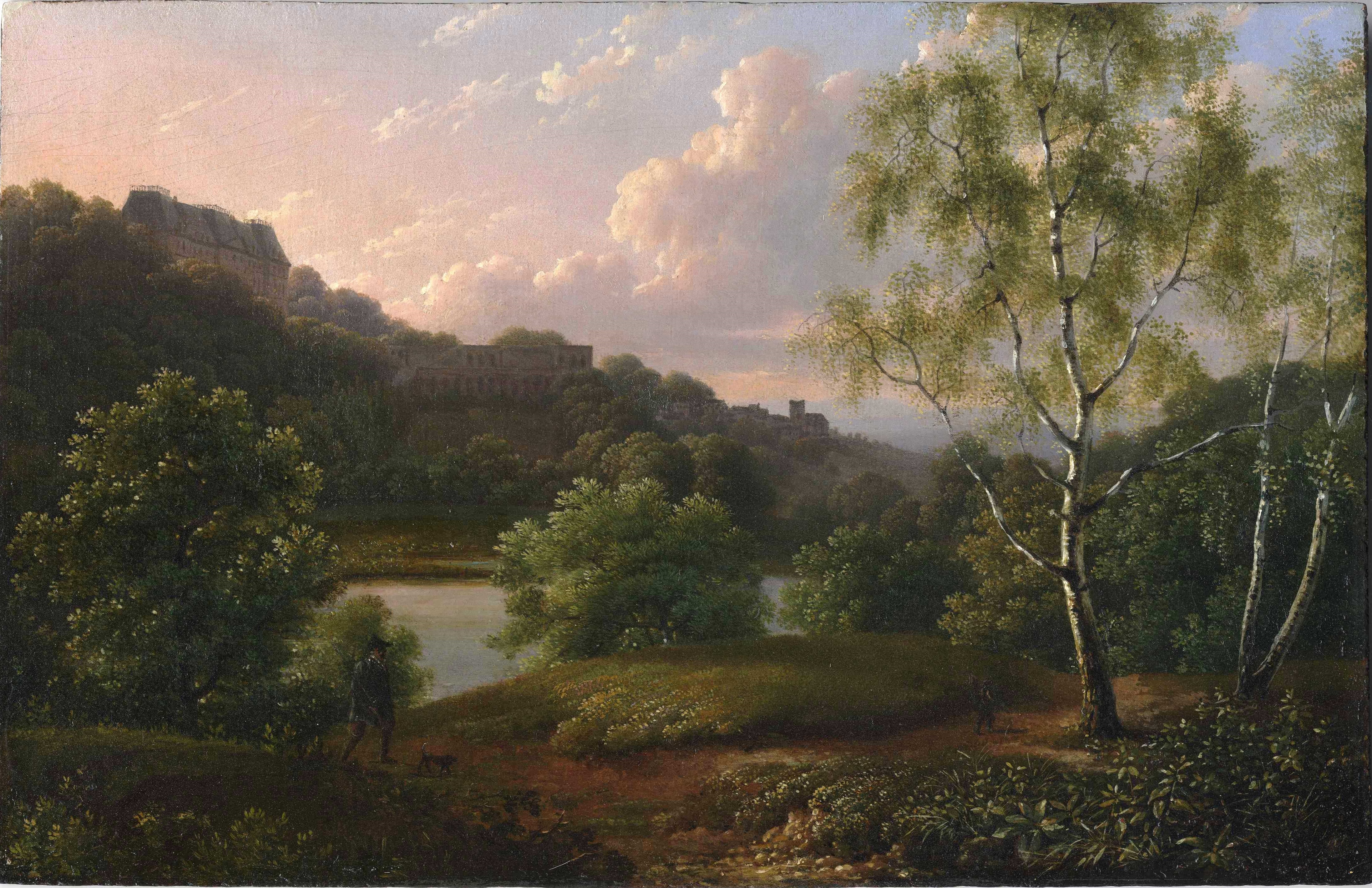
Jean-Joseph-Xavier Bidauld, Chasseur au pied du château de Meudon, 1846. Musée d'art et d'histoire de Meudon, acquisition du 26 septembre 2017 (Artcurial).

Louis XVIII, Charles X et Louis-Philippe utilisent Meudon comme domaine de chasse, voisin de Saint-Cloud, et y logent des personnes éminentes.
La gouvernance du château de Meudon est rendue au marquis de Champcenetz qui en avait la charge avant la révolution de 1798. Il assure cette charge en même temps que celle de gouverneur du château des Tuileries. Le 4 mai 1822, il décède dans ce dernier palais. Le 9 mai suivant, une ordonnance royale confie la gouvernance au duc de Castries qui en asure la charge jusqu'à la Révolution de Juillet.
Dès le début de la Restauration, le duc de Berry, fils de Charles X, s'intéresse au domaine pour chasser. Il y installe sa vènerie personnelle à partir de l'année 1818. Cette même année, son oncle Louis XVIII lui offre une meute de trente chiens pour ses chasses. Il se rend régulièrement au domaine pour chasser avant son assassinat dans la nuit du 12 au 13 février 1820 par l'ouvrier Louvel. Le second fils de Charles X (1824-1830), décide de faire construire un haras dans les anciens jardins bas du palais. Le site servait de faisanderie et nécessite d'importants travaux qui sont conduits par le duc de Guiche, premier écuyer du duc d'Angoulême. Ce haras devient rapidement un modèle pour tous les propriétaires de chevaux de course et les passionnés d'exercices hippiques. La révolution de Juillet oblige le prince à vendre le haras. Le nouveau roi des Français, Louis-Phiippe, se porte acquéreur du site pour 250 000 francs durant le mois de septembre 1830 pour éviter son démantèlement.
Après son abdication au trône impérial du Brésil, le 7 avril 1831, Dom Pedro (Pierre Ier) va revenir en Europe, et s'installer en France, sous le titre de duc de Bragance. À l'automne 1831, il séjournera quelque temps au Château-Neuf de Meudon, domaine que le roi Louis-Philippe mettra librement à sa disposition. Lors de son séjour en France, il devint un ami du général La Fayette.
Le duc d'Orléans, prince royal de France sous la monarchie de Juillet, y séjourne en 1834 et y rédige ses Souvenirs. Mais il meurt accidentellement à Neuilly en 1842.
Louis-Philippe avait également mis à disposition le château de Meudon au profit du maréchal Soult, Président du Conseil, qui y séjournera à plusieurs reprises en été.
Le 8 mai 1842, une catastrophe ferroviaire a lieu à Meudon, dans laquelle périt notamment Jules Dumont d'Urville. Elle est la première de France et l'une des premières au monde. Louis-Philippe met à disposition le Château-Neuf pour soigner les rescapés.
Après la révolution de 1848, des projets sont établis pour faire de Meudon le nouveau siège de l'École Polytechnique. Mais ces projets grandioses, dont un fut établi par l'architecte Hector-Martin Lefuel, ne verront finalement pas le jour.

#### Meudon et le Second Empire: le repaire du Prince Napoléon

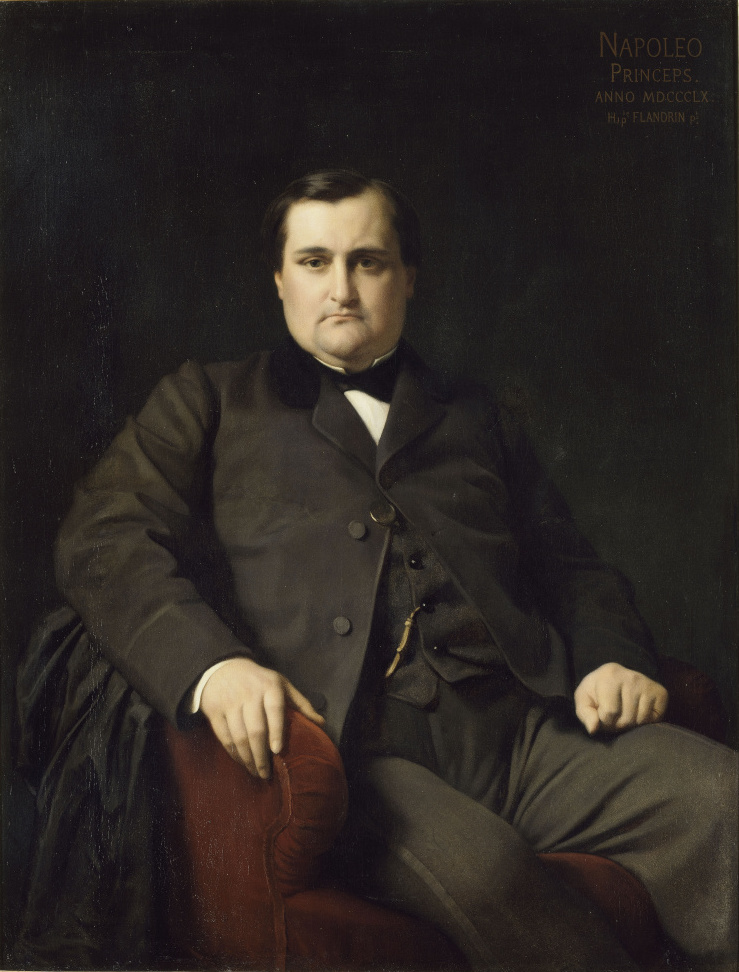
Le Prince Napoléon, par Hippolyte Flandrin, 1860. Musée d'Orsay.

Bien que Meudon soit affecté au prince Jérôme, oncle de Napoléon III, celui-là n'y vient guère. Au contraire, de 1860 à 1870, son fils, le Prince Napoléon, cousin de l'Empereur Napoléon III, occupe souvent le château de Meudon. Il possède à Paris la maison pompéïenne, abritant sa liaison avec la comédienne Rachel, mais c'est à Meudon qu'il vient « bouder » le protocole de la cour impériale, dont il est peu friand. Il y amène son épouse, la princesse Clotilde, et ses trois enfants, Victor, Louis et Marie Laetitia. Il y entasse de nombreuses espèces de plantes et d'animaux exotiques, ramenés de ses voyages à l'étranger. Plusieurs grandes réceptions sont alors organisées au château, telle celle en l'honneur du roi de Portugal, en 1867.

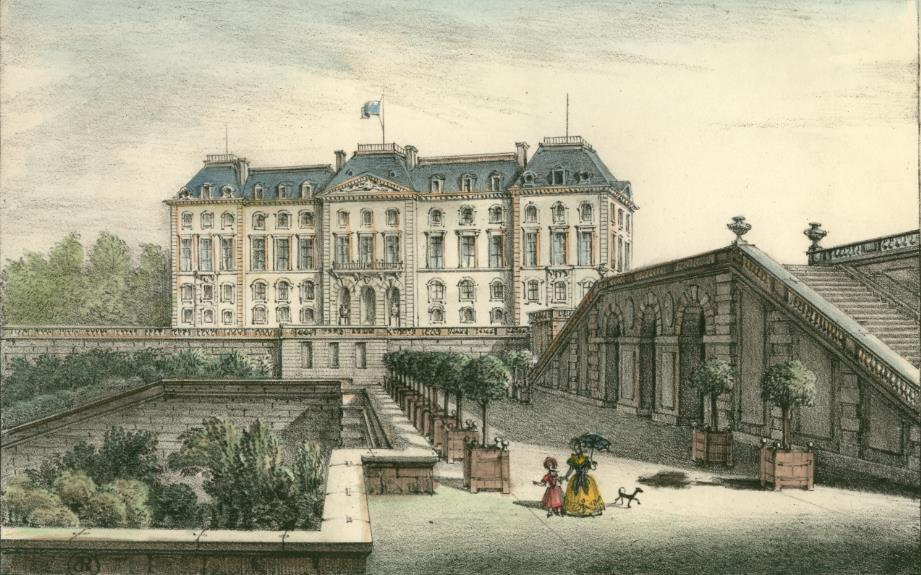
Le Château-Neuf de Meudon vers 1860.
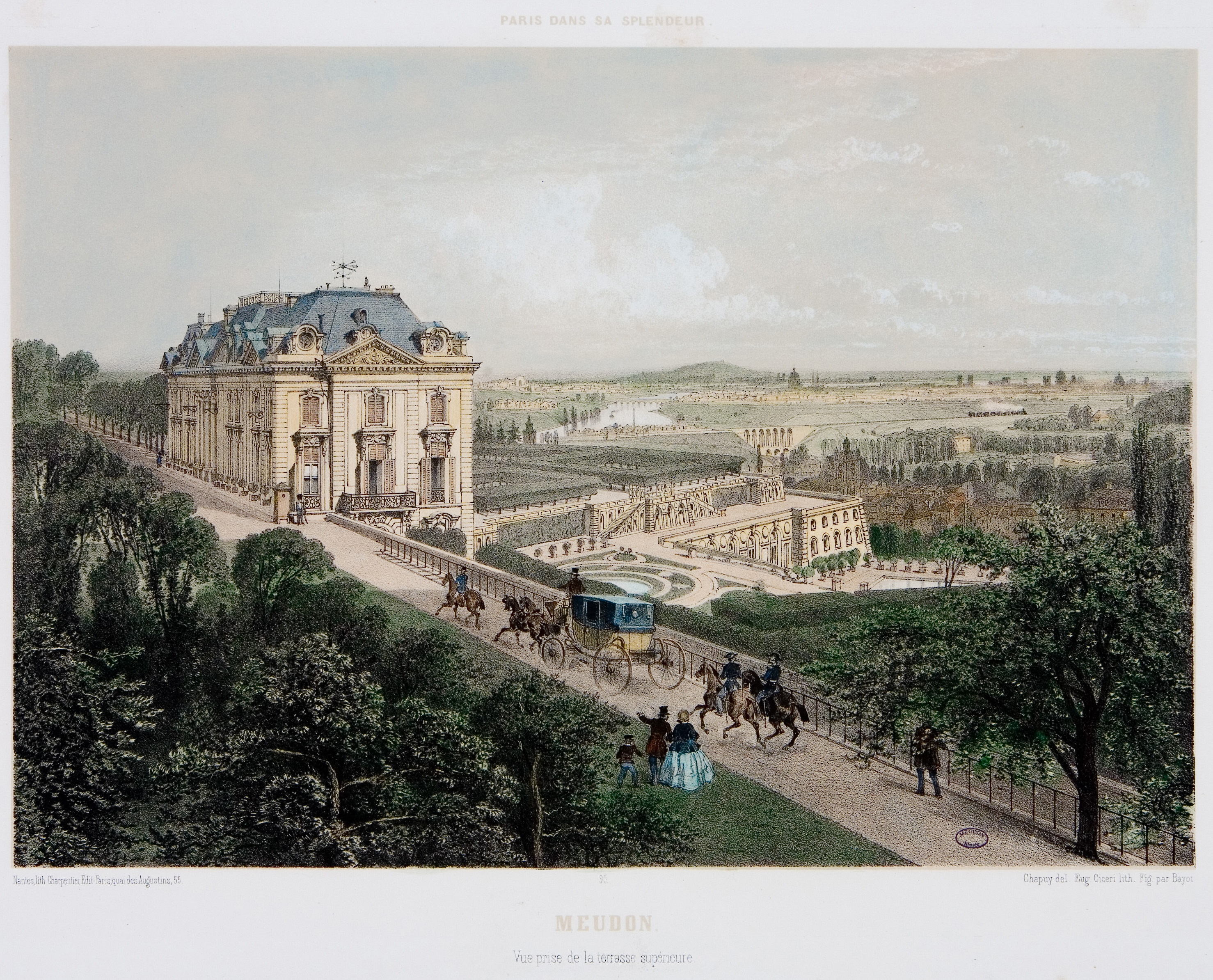
Meudon, vue prise de la terrasse supérieure. « Paris dans sa splendeur ». Chapuis del.
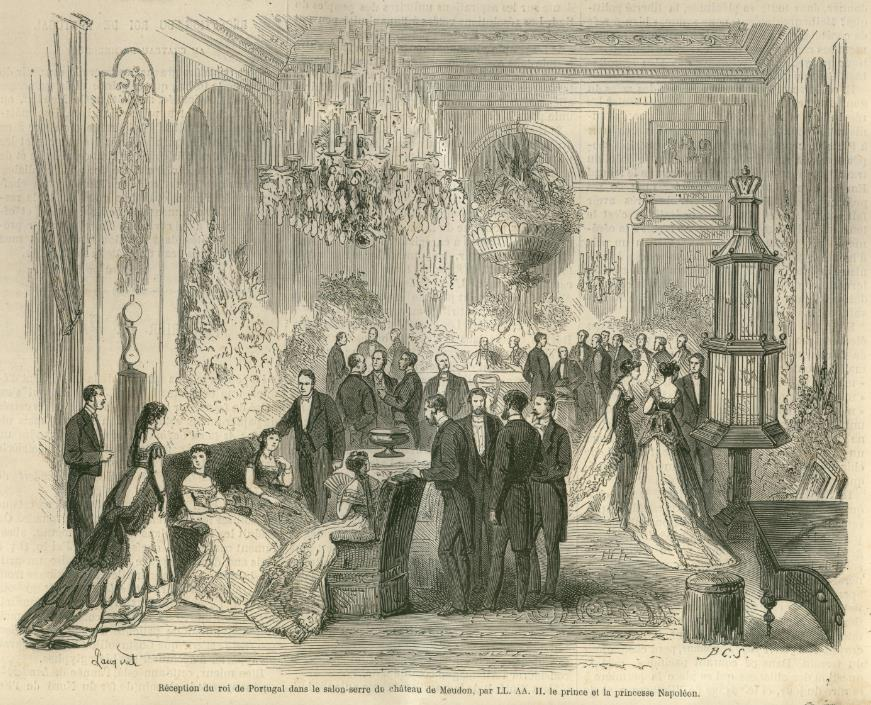
Réception du roi de Portugal par le Prince Napoléon, salon-serre du Château-Neuf de Meudon (ancien Vestibule haut).
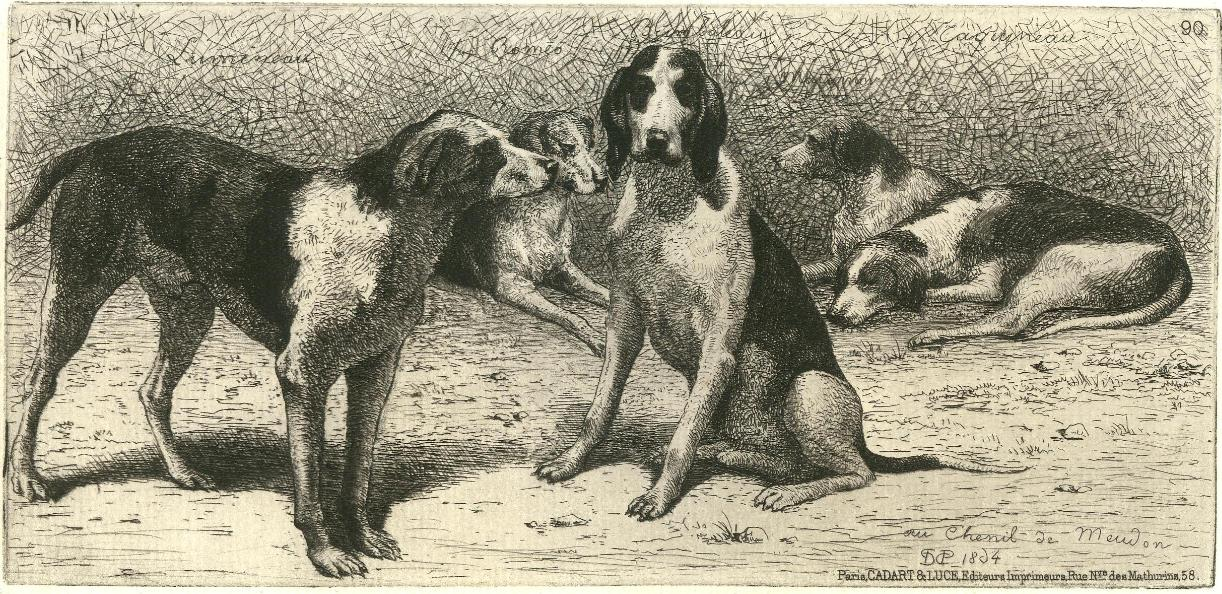
Le chenil de Meudon, les chiens du Prince Napoléon.

#### L'incendie du Château-Neuf (1871) et l'occupation par l'Observatoire de Paris

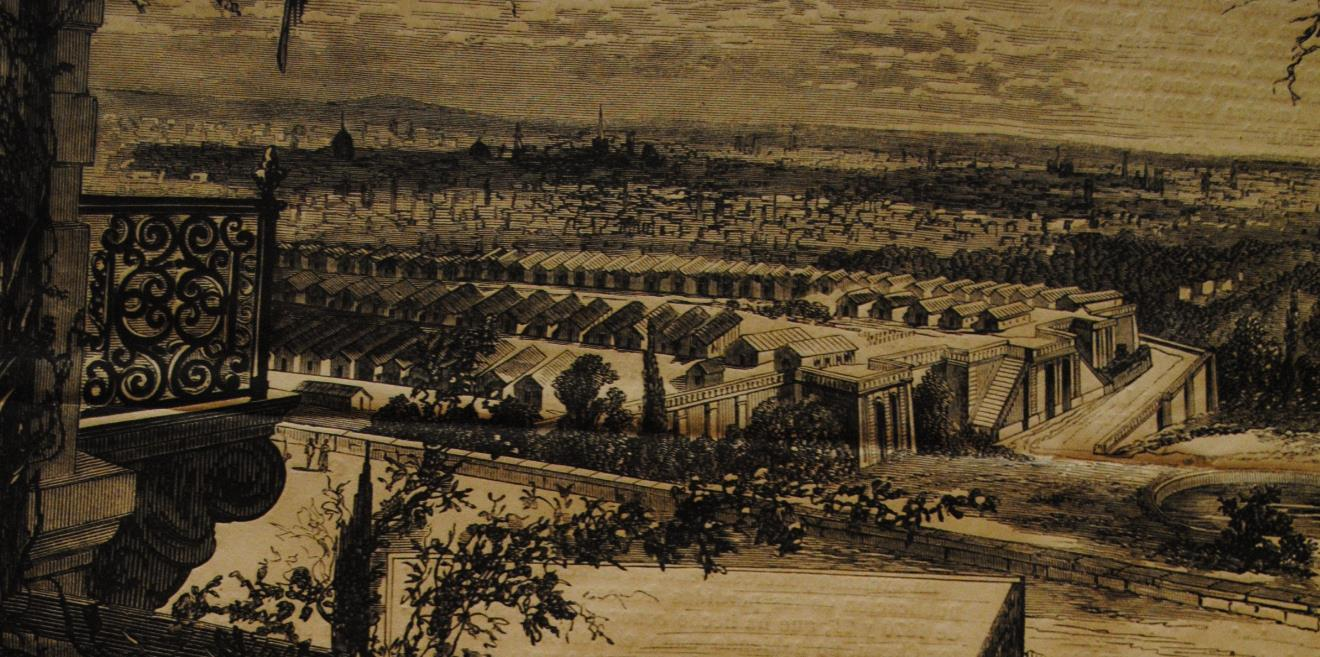
Vue de la terrasse de Meudon depuis le château-neuf durant la guerre Franco-Prussienne, hiver 1870-1871.

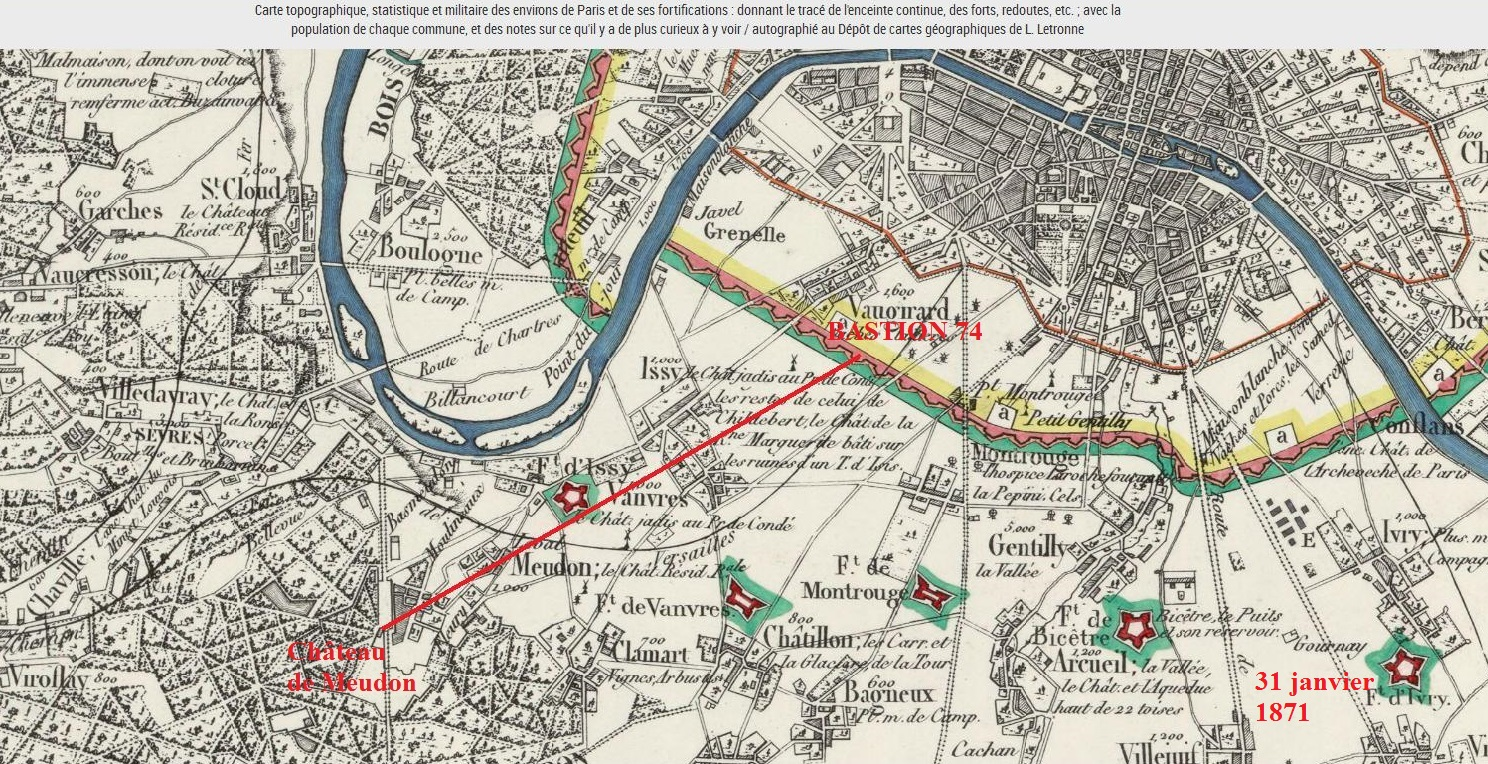
Schéma du trajet du bombardement du château de Meudon depuis le bastion 74, le 31 janvier 1871.

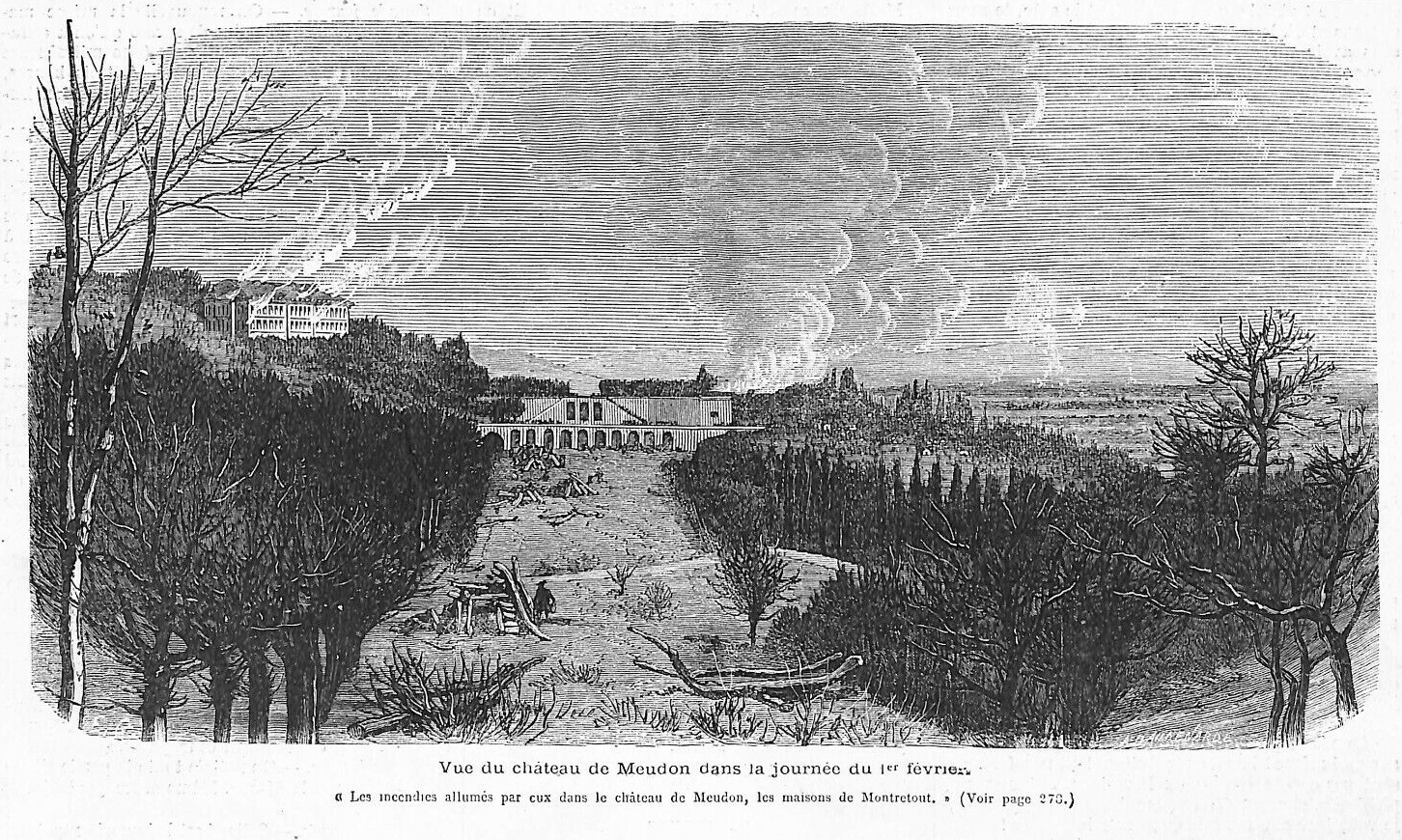
Vue de l'incendie en cours du château neuf de Meudon, 1er février 1871.

Le site est stratégique, dominant Paris, et une batterie d'artillerie prussienne y est installée en 1870. Une gravure représente l'occupation prussienne avec des centaines de tentes installées sur la grande terrasse du château. C'est que depuis Meudon se découvre tout Paris, les Prussiens pouvant suivre aisément les attaques des français contre eux.
Le château-neuf prend feu le 31 janvier 1871. Il brûle durant près de trois journées. Certains parlent d'un incendie volontaire des Prussiens quittant le site, mais cela n'a aucune justification : la réalité est toute autre :  le château-neuf, occupé alors par les Prussiens, ennemis des français, a subi un bombardement depuis Paris, par les armées françaises, tout comme les autres sites voisins de Saint-Cloud. Il existe même une photographie dans les archives du Musée Carnavalet qui indique que le château de Meudon a été détruit par un bombardement de La Douai, pièce de canon de marine, placée dans le bastion 74 de l'enceinte de Thiers. Cette mention est tout à fait crédible. Le trajet d'un obus envoyée depuis le Bastion 74, et qui survolerait Issy, Vanves, et Meudon, pour atterrir sur le château de Meudon est l'hypothèse la plus vraisemblable, et celle qui est la plus justifiée par les sources de l'époque, dont les journaux du lendemain.
Plusieurs photographies témoignent de l'état de délabrement du château, qui a pris feu, et dont il ne reste plus que les éléments en pierre de taille, dont les cheminées. Tout l'intérieur a brûlé. L'incendie du château-neuf a donc eu lieu par les Français qui se défendaient des attaques des Prussiens.
Ses ruines sont conservées en l'état durant plusieurs années.

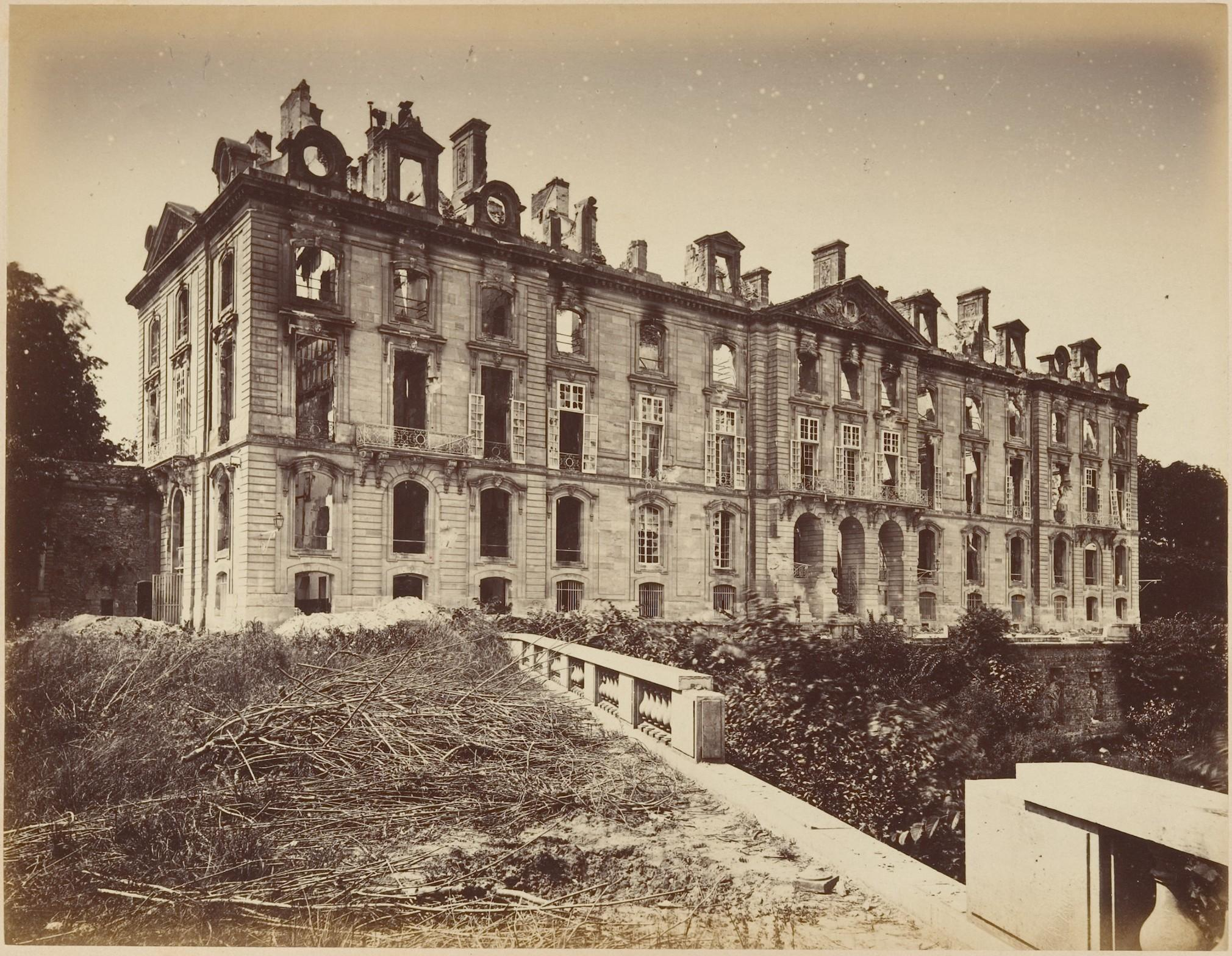
Le Château-Neuf après l'incendie du 31 janvier 1871.
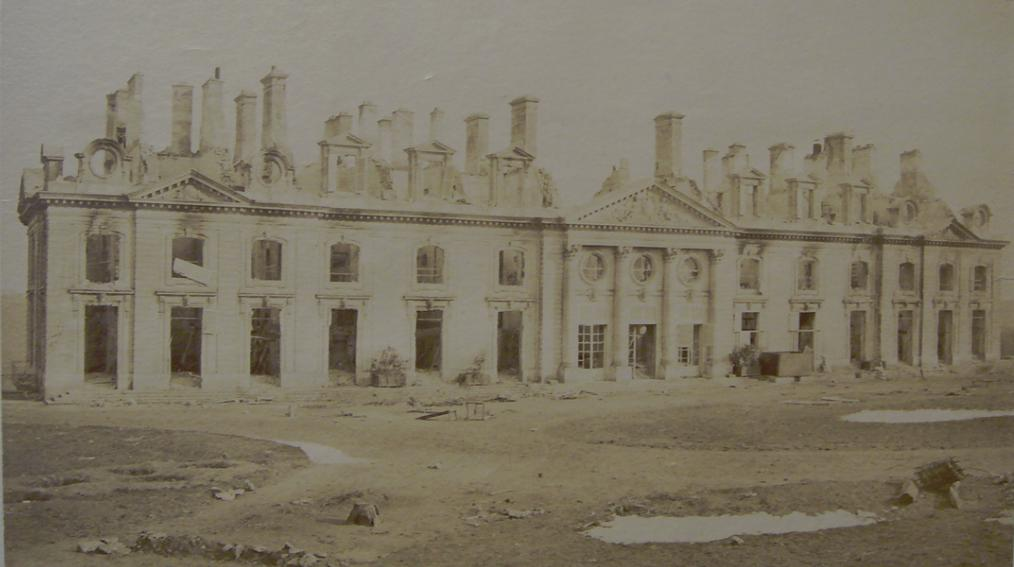
Photographie du Château-Neuf après l'incendie, 1871. Collection particulière.
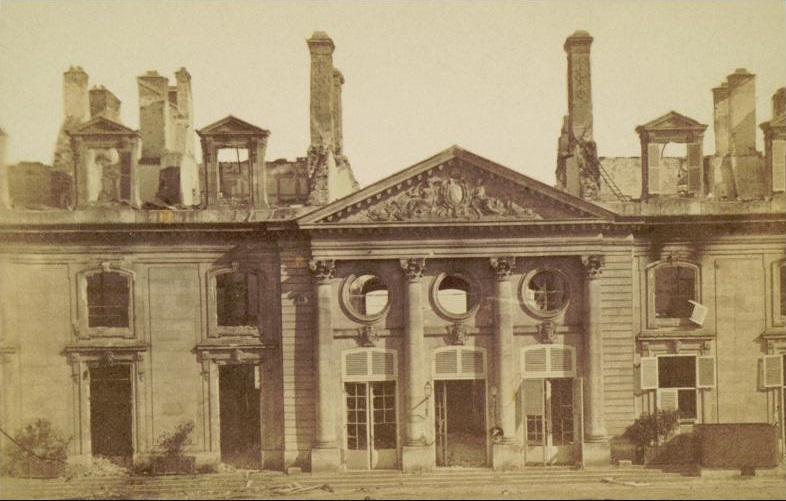
Le Château-Neuf de Meudon en 1871, après l'incendie. 21 Fi 76.
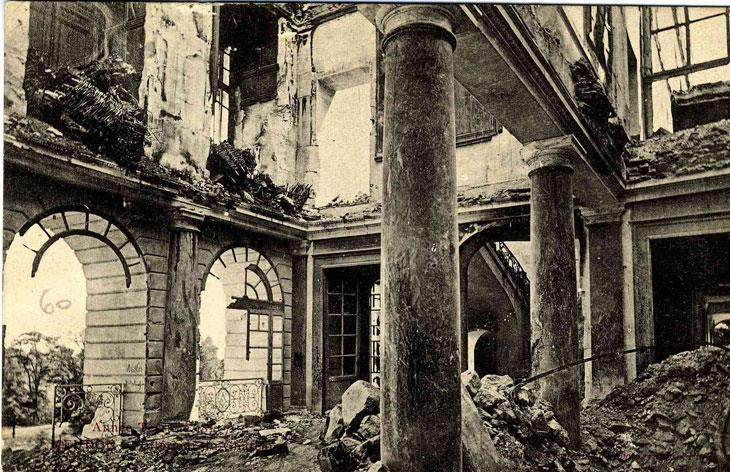
Photographie prise du vestibule bas du Château-Neuf, après l'incendie, 1871.

Finalement, le site est confié à l'astronome Jules Janssen en 1875. Il propose d'utiliser le site comme lieu d'observation scientifique. Toutefois, il n'hésite pas à faire raser près de la moitié du Château-Neuf, et entre 1880 et 1885, y construit, avec l'architecte Constant Moyaux, un observatoire, rattaché à l'observatoire de Paris en 1927. Depuis cette installation, la plus grande partie du domaine (les jardins hauts conservés) est inaccessible au grand public, et le reste encore à ce jour[Quand ?].

Dessins et photographies des ruines du Château-Neuf de Meudon
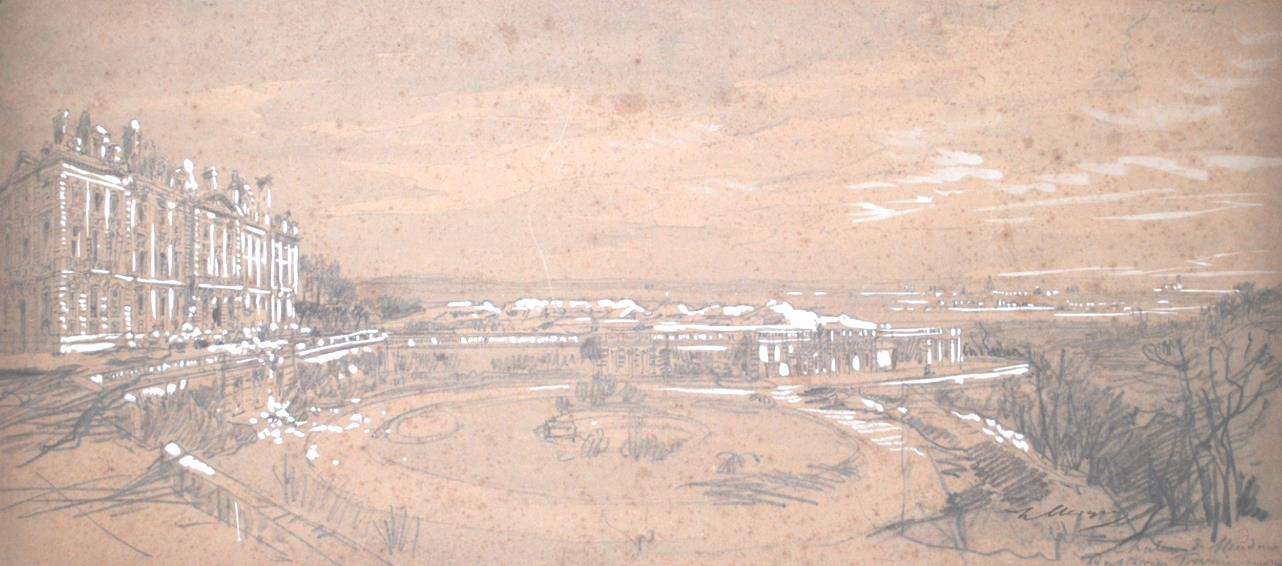
Vue de Meudon après la guerre de 1871. Hubert Clerget, musée Carnavalet.
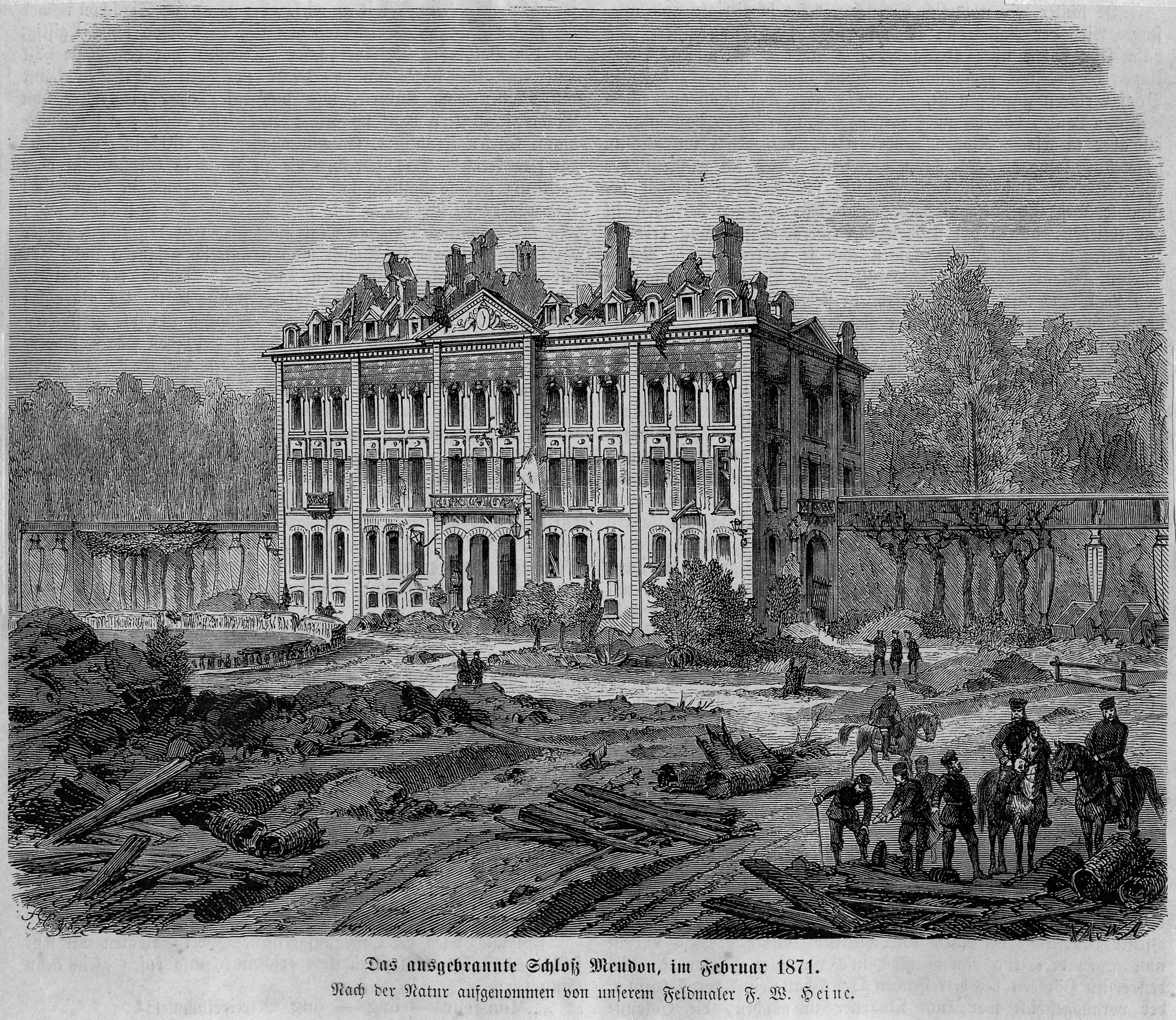
Les ruines du Château-Neuf et ses alentours, février 1871.
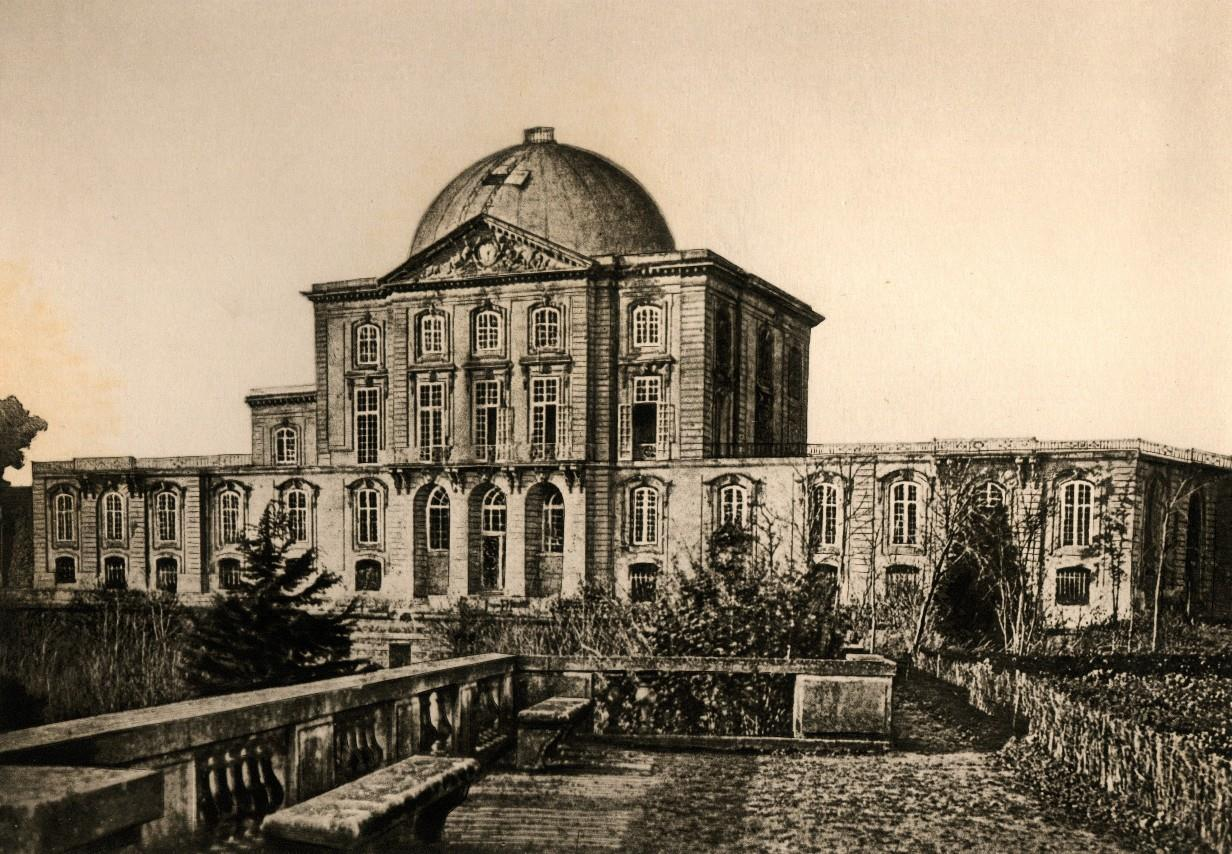
Projet de dôme au sein du Château-Neuf, non réalisé. Vers 1880.

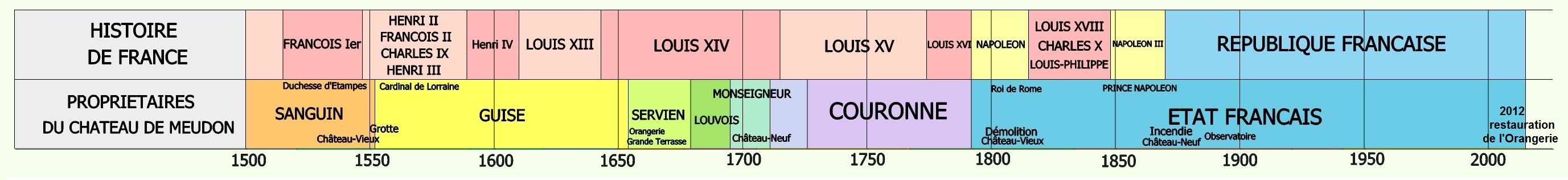
Frise chronologique récapitulative des propriétaires du château de Meudon

### LeXXesiècle: une réhabilitation progressive

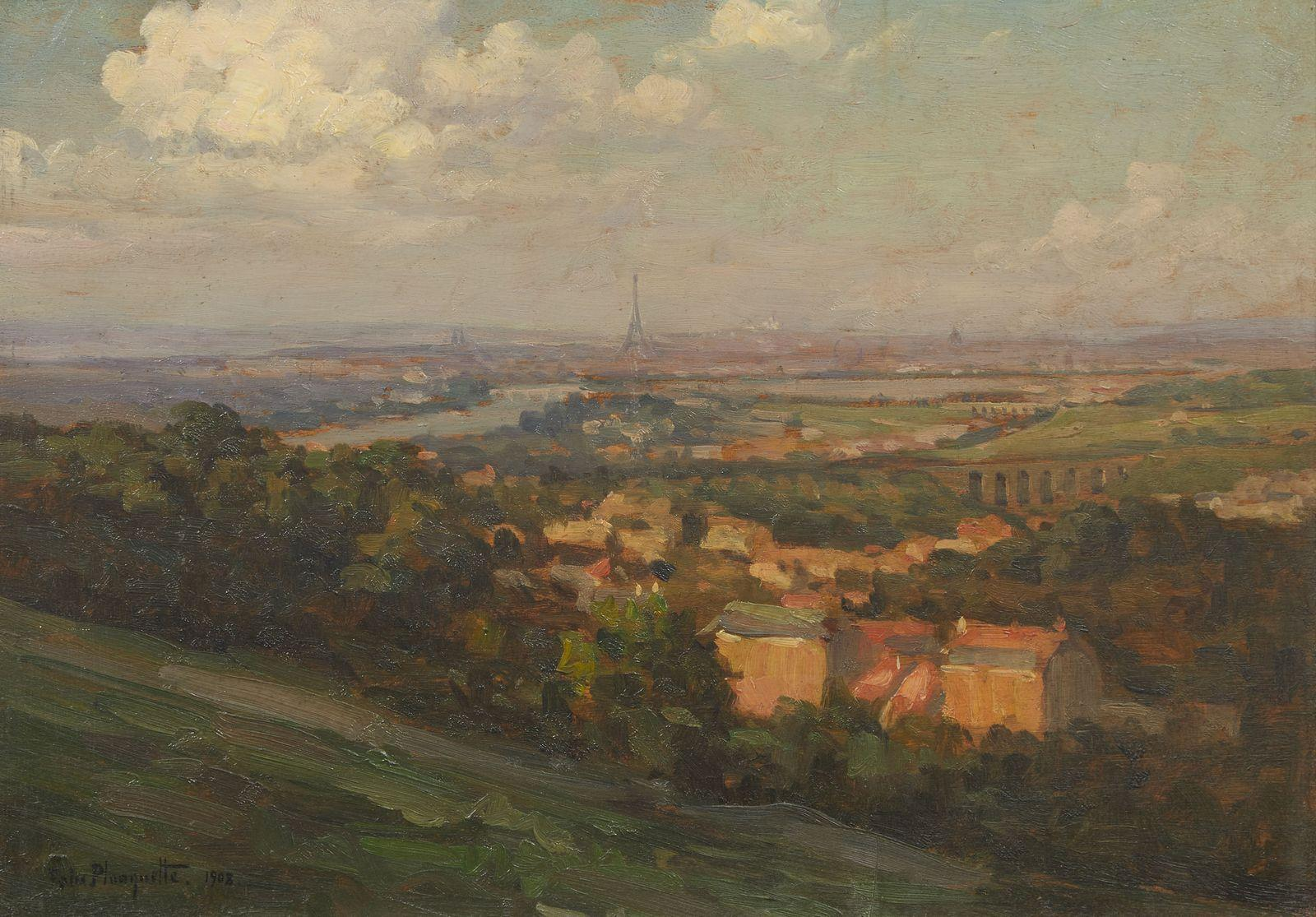
Vue de Paris depuis la terrasse du château de Meudon, Felix Planquette, 1908, coll. part.

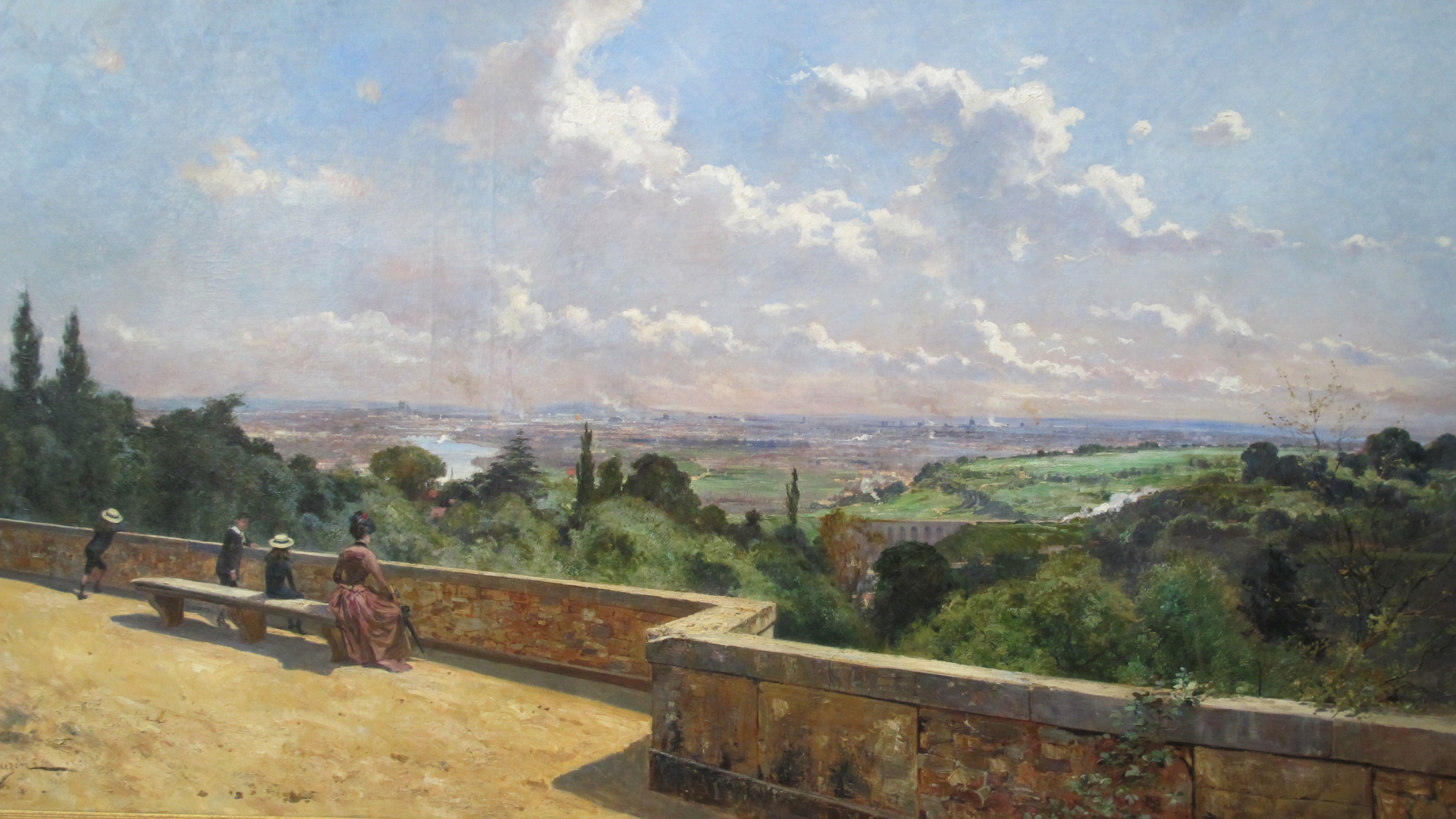
Vue de Paris depuis la terrasse de Meudon, 1889, Louis Tauzin, Musée des Beaux-Arts de Bordeaux.

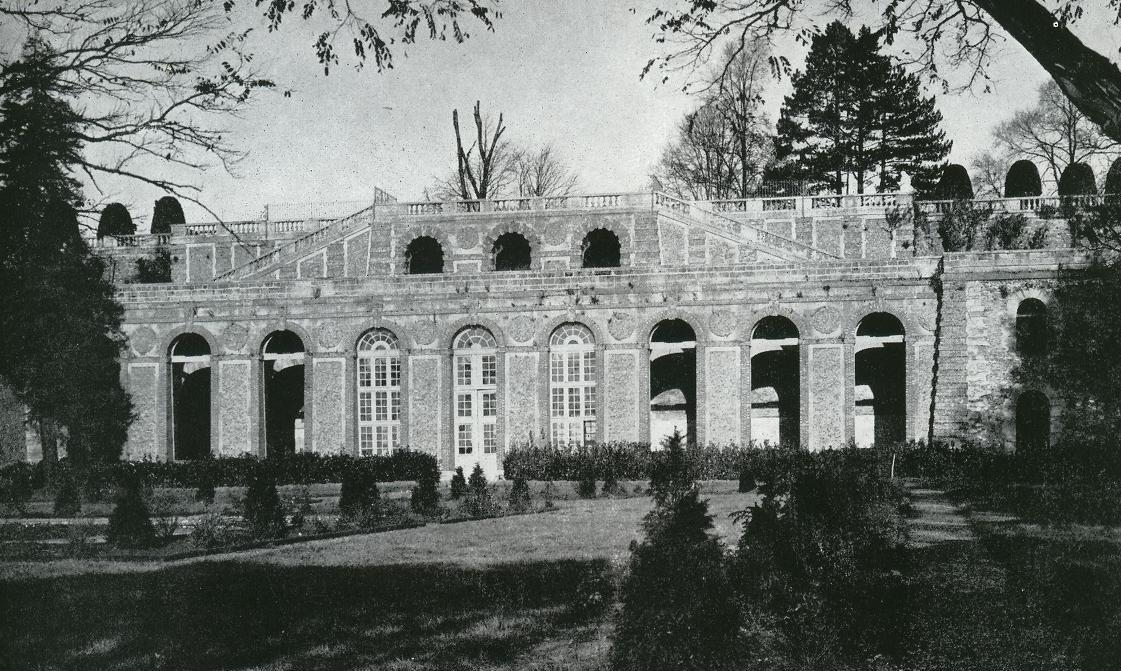
Photographie de l'Orangerie de Meudon, première moitié du XXe siècle. Musée d'Art et d'Histoire de Meudon.

Au fil des ans, la végétation se développe et enserre jusqu'à l'Orangerie, longtemps inaccessible. La destruction du vieux village de Meudon, après la guerre, dans le cadre dit de la reconstruction du centre-ville, ampute irrémédiablement le décor pittoresque, constitué de toitures multiples, qui se trouvait situé aux pieds de l'ancien château. C'est seulement à partir des années 1970-80 que la notion de patrimoine se répand dans la société française. L'ensemble du domaine fait l’objet d’un classement au titre des monuments historiques le 12 avril 1972, date somme toute bien tardive pour un tel site historique, quand les grands domaines d'Ile-de-France similaires étaient classés bien avant.

#### Le domaine national de nos jours
Bien que le Château-Vieux ait été détruit, il reste tout de même beaucoup de la splendeur du domaine. En effet, il reste encore 40 % des superficies des bâtiments initialement construits (restes du Château-Neuf, orangerie, communs, etc.). On peut encore admirer l'avenue du château tracée par Louvois, les corps de garde et les communs du Grand Dauphin, le chenil de Louvois, la grande perspective de Servien, le nymphée et l'orangerie de Louis Le Vau, et on devine, en allant sur le site, des jardins en terrasse en contrebas de l'observatoire, ainsi que l'étang de Chalais et le tapis vert. Et surtout, la grande terrasse, réalisation la plus imposante, est en parfait état de conservation. L'orangerie de Meudon a été complètement restaurée en 2012.
Du fait de sa situation exceptionnelle (axe Paris-Versailles, le plus touristique de France) et son point de vue panoramique sur Paris (l'un des plus spectaculaires d'Ile-de-France), le site dispose d'un potentiel touristique et économique.

#### Galerie aérienne

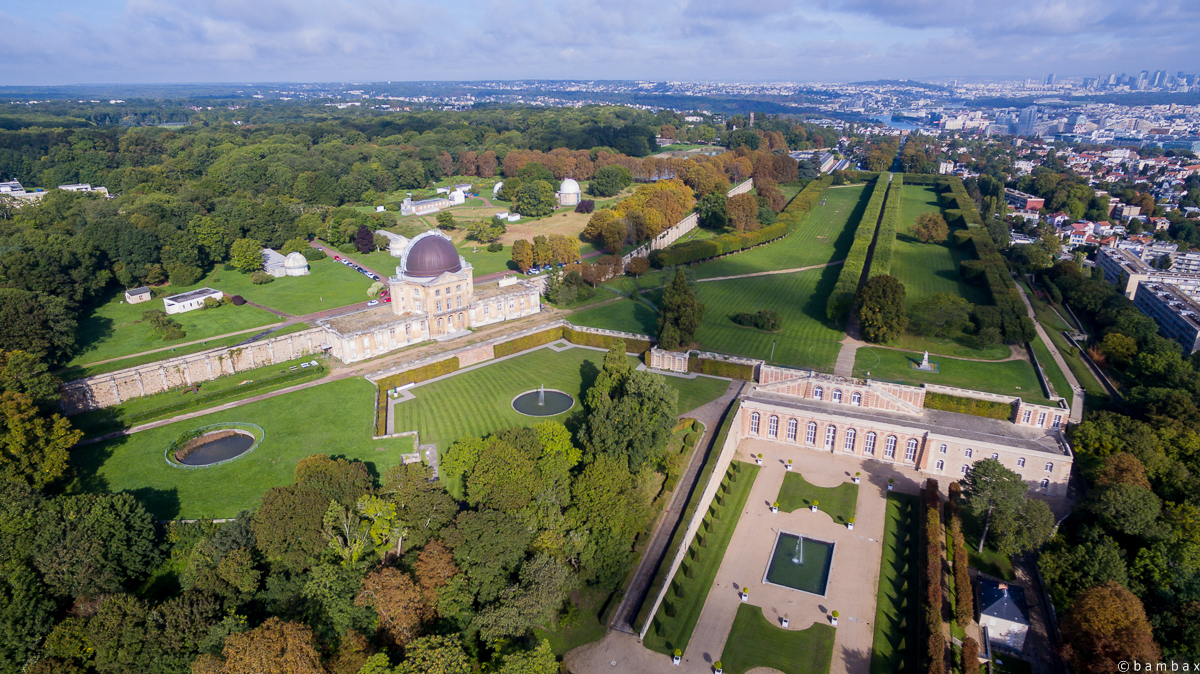
Vue aérienne de l'Orangerie et des restes du Château-Neuf transformé en observatoire.
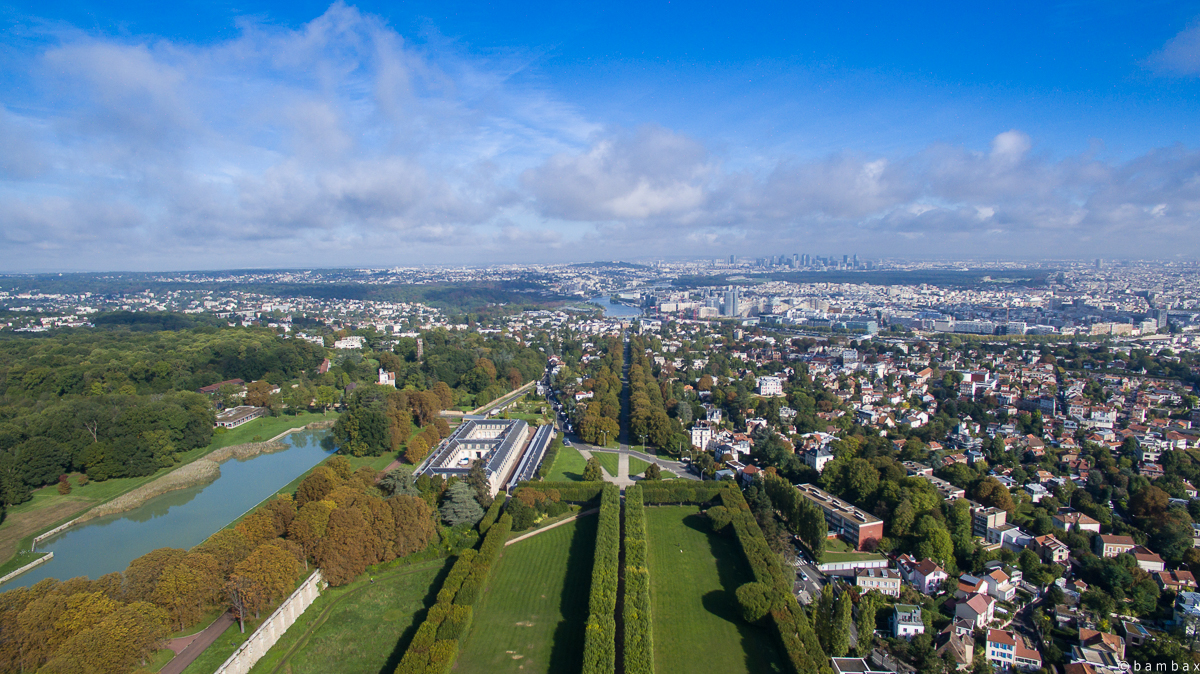
Vue aérienne de la terrasse avec l'avenue du château, vers le Nord.
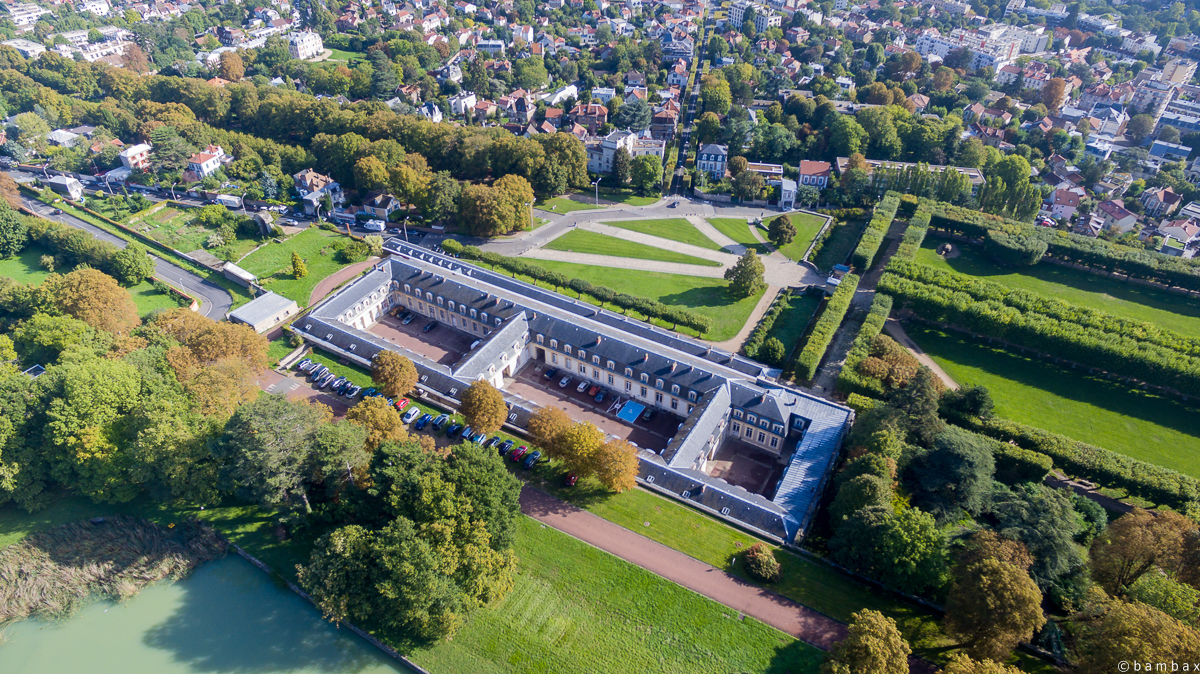
Vue aérienne des anciennes écuries de Meudon.

#### Le statut juridique: un espace scindé et en partie inaccessible

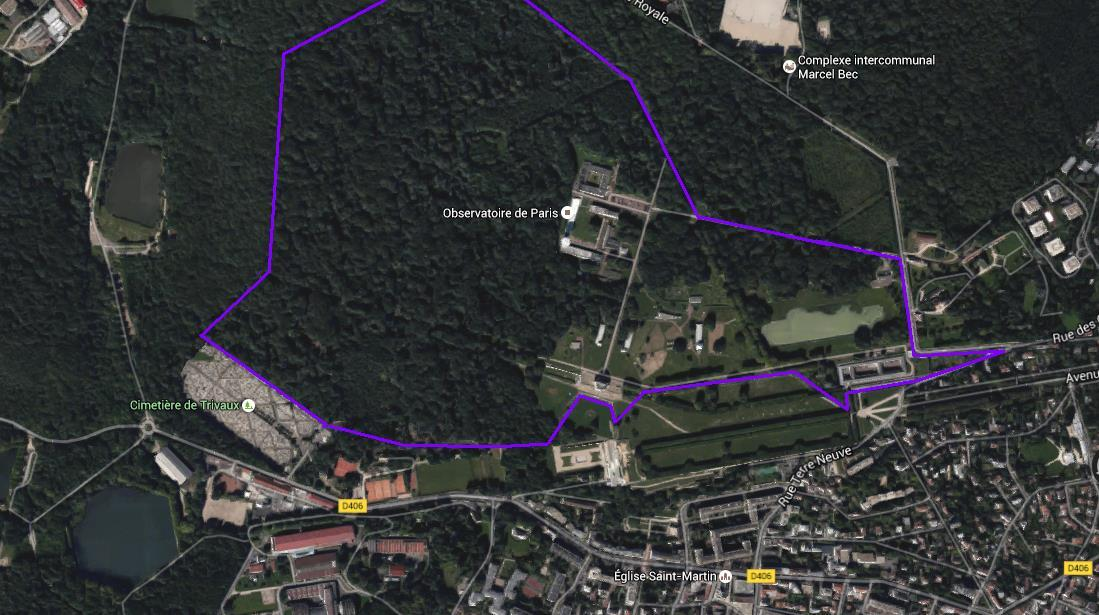
Schéma indiquant la zone inaccessible par le grand public, dépendant de l'Observatoire de Paris.

Aujourd'hui, le domaine de Meudon est scindé en deux.
La partie basse : La grande terrasse et l'orangerie sont gérées par la ville. Ces espaces sont librement accessibles au public.
La partie haute : L'Observatoire (Château-Neuf), les jardins hauts, ainsi que les communs situés à l'entrée, dépendent du ministère de l'Éducation nationale et sont affectés à l'Observatoire de Paris. Ils sont inaccessibles au public.
L'État reste le propriétaire de l'ensemble du domaine, tant en ce qui concerne la partie affectée à l'Observatoire que celle gérée par la mairie.
Toutefois, en ce qui concerne la partie du domaine accessible au public, l'État a signé une convention de gestion du domaine national de Meudon avec la ville de Meudon, laquelle en est désormais le gestionnaire. Financièrement, l'État assume toujours son rôle de propriétaire et gère les travaux d'élagage ou d'entretien. Il laisse à la Ville le soin de gérer ce site situé sur son territoire.

#### Le projet de réhabilitation de la Grande Perspective

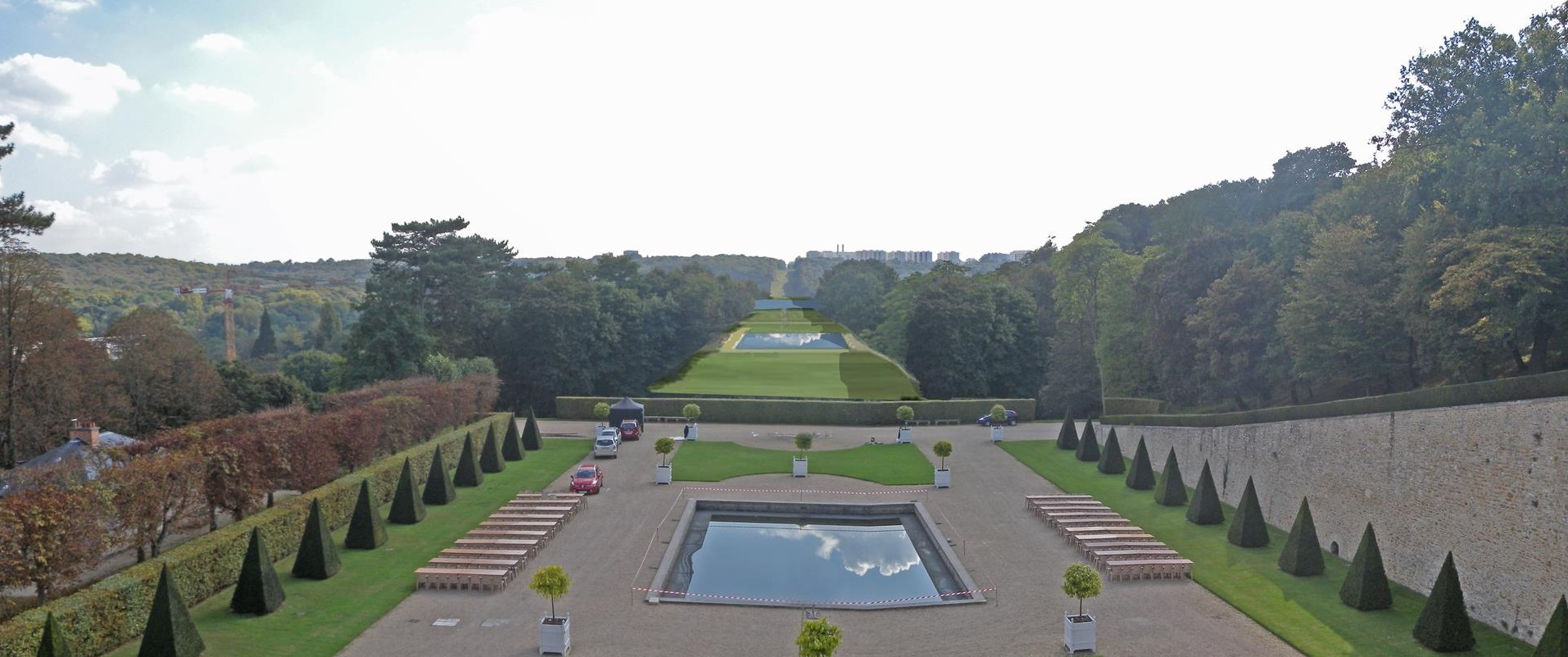
Schéma photographique restituant la Grande Perspective de Meudon, en direction du Sud. 2015. Aujourd'hui, après le parterre situé au premier plan, l'axe est bouché jusqu'à l'étang visible au dernier plan.

Le projet de reconstitution de la Grande Perspective de Meudon a été lancé dès les années 1980, mais n'a guère avancé jusqu'à ce jour[Quand ?]. Néanmoins, il se poursuit, en concertation avec les responsables des différentes parties concernées. En effet, les 3/4 de cet axe paysager majeur d'Ile-de-France, dû à André Le Nôtre, sont conservés. Seule la partie située entre le parterre de l'orangerie et l'étang de Chalais reste toujours bouchée.

#### Le potentiel archéologique

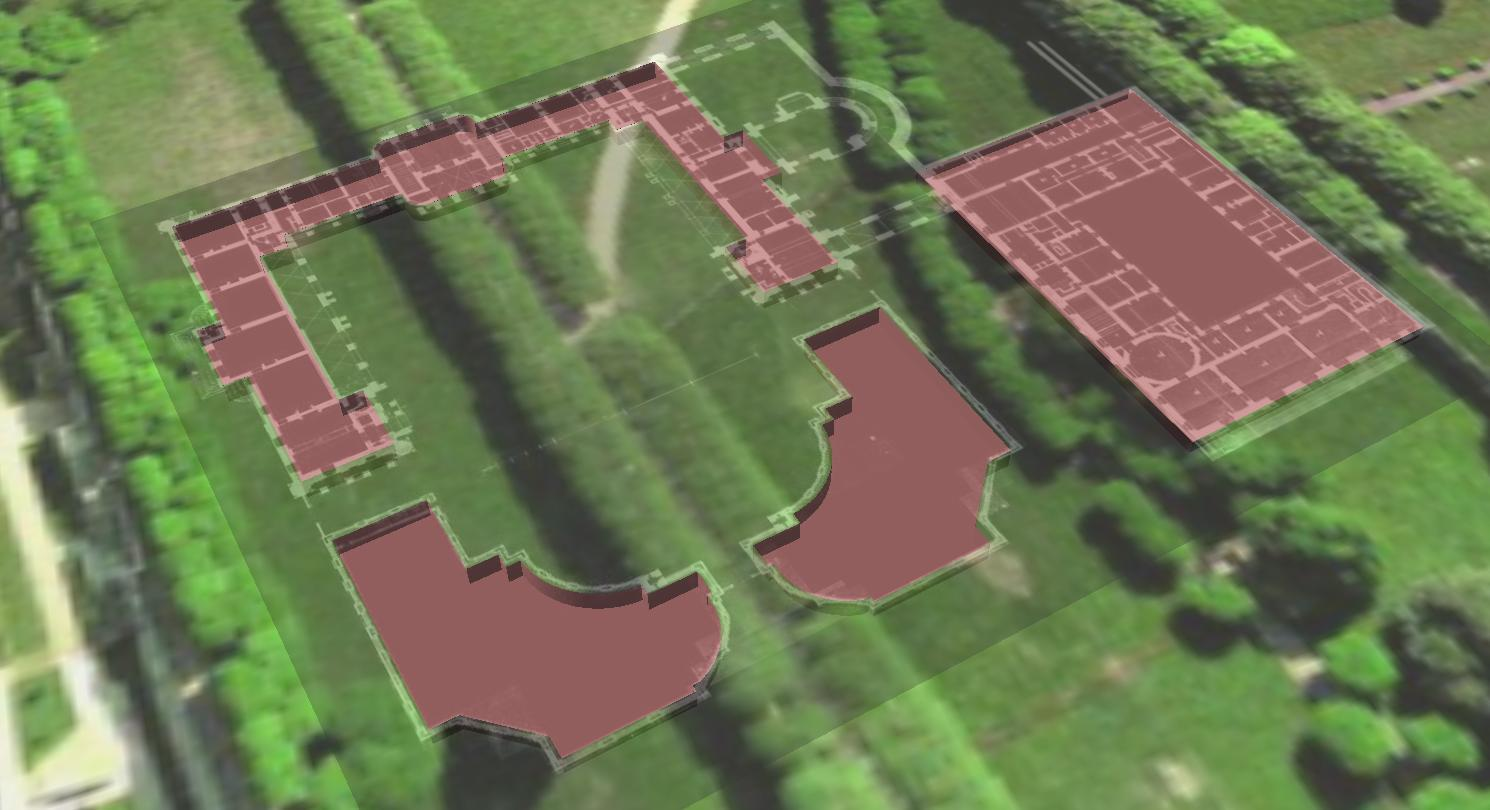
Schéma projetant l'emprise des débris archéologiques de Meudon.

Aucune fouille n'a jamais été entreprise à l'emplacement du Château-Vieux détruit. Pourtant, les rapports de démolition sont formels : l'ensemble des caves et des fossés sont conservés, sous la pelouse actuelle. Une campagne archéologique permettrait de mettre en valeur ce patrimoine caché, comme cela a déjà été entrepris au château de Marly, à celui de Liancourt, au château de Blérancourt, ou encore à Versailles. Le seul paramètre inconnu est la nature exacte de l'impact sur le sous-sol, au niveau de l'emprise du Château-Vieux, lors de l'occupation prussienne, dans le cadre de la guerre Franco-Prussienne de 1870. En effet, les Prussiens occupèrent toute la terrasse de Meudon, pour bombarder la capitale et suivre les opérations.

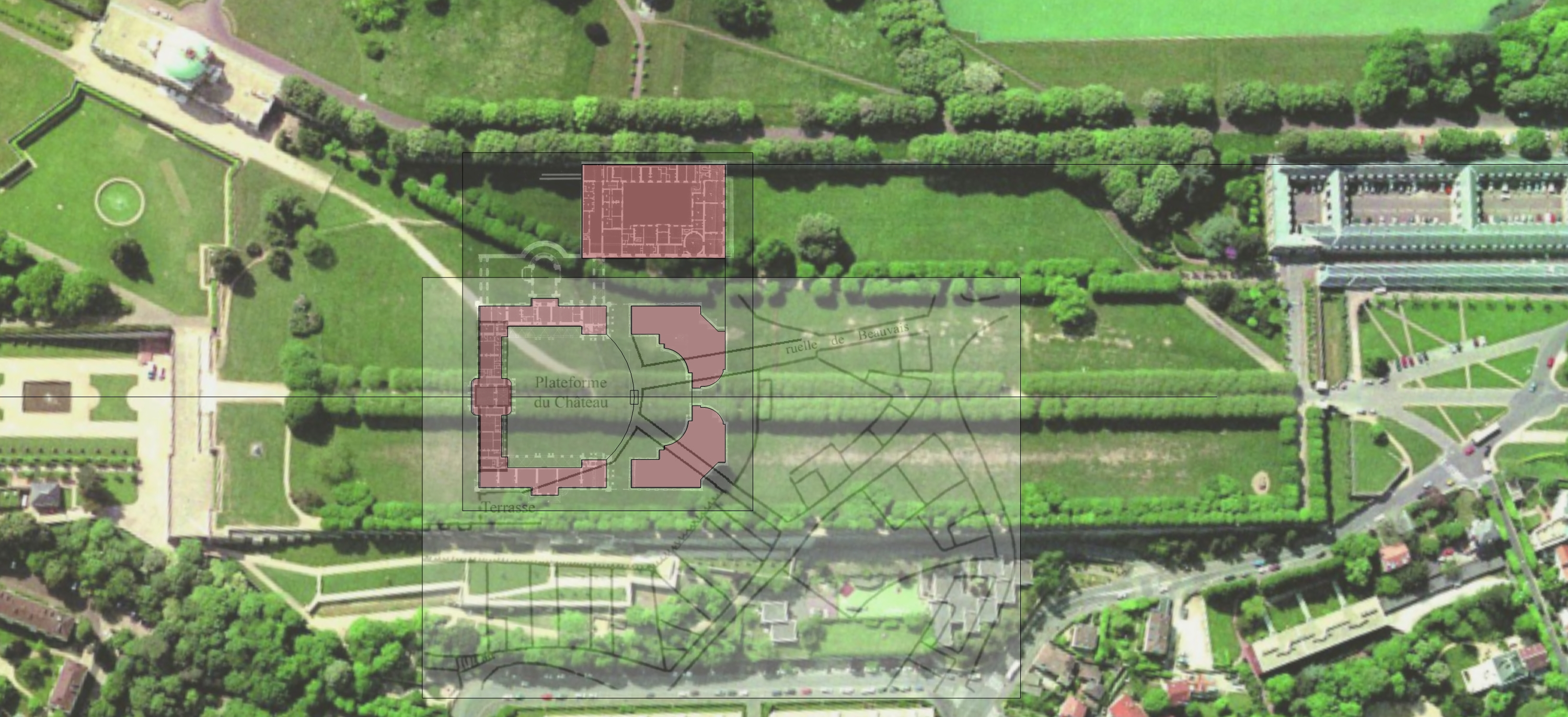
Plan archéologique de la Grande Terrasse de Meudon, avec le plan d'une partie de l'ancien village, détruit pour agrandir la terrasse.

## Description détaillée du domaine

### Le Château Vieux

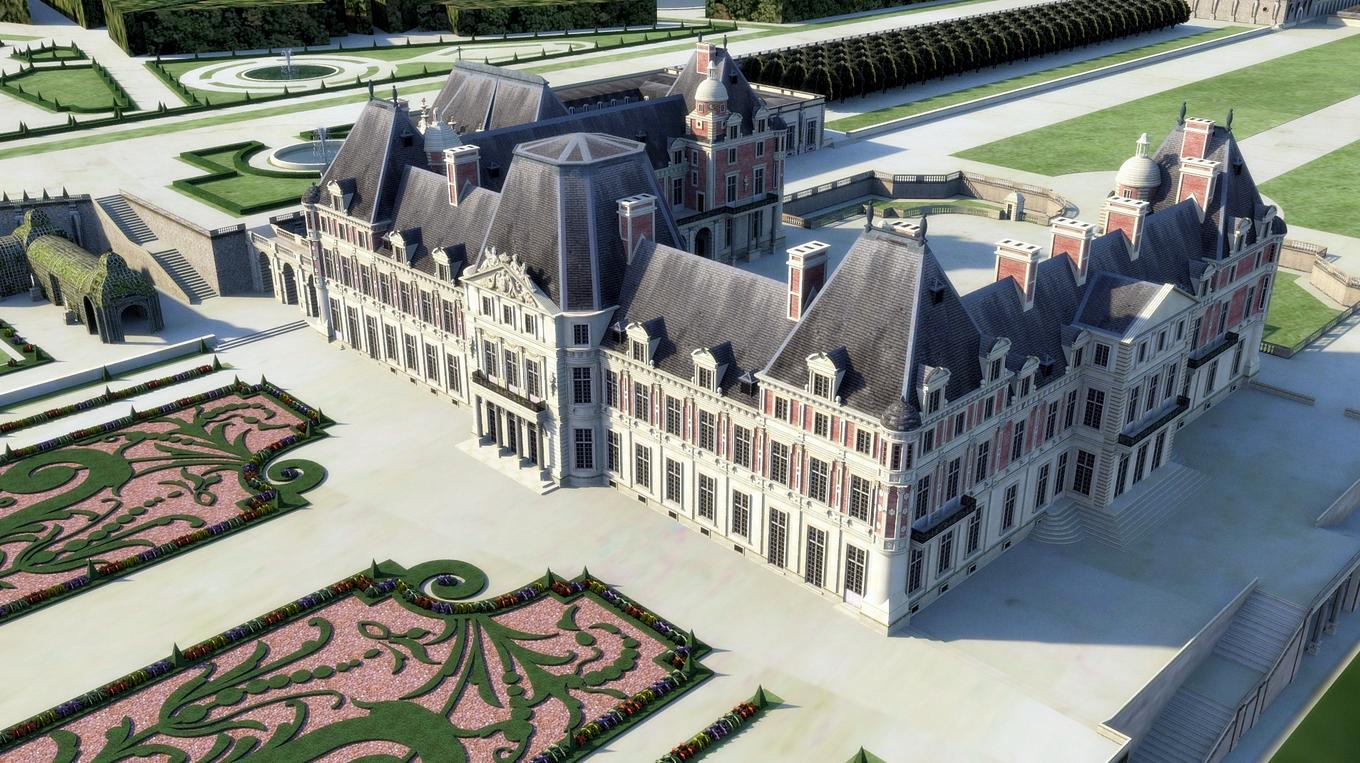
Restitution 3D du château-vieux de Meudon à son apogée, vers 1704. Franck Devedjian et Hervé Grégoire, 2012.

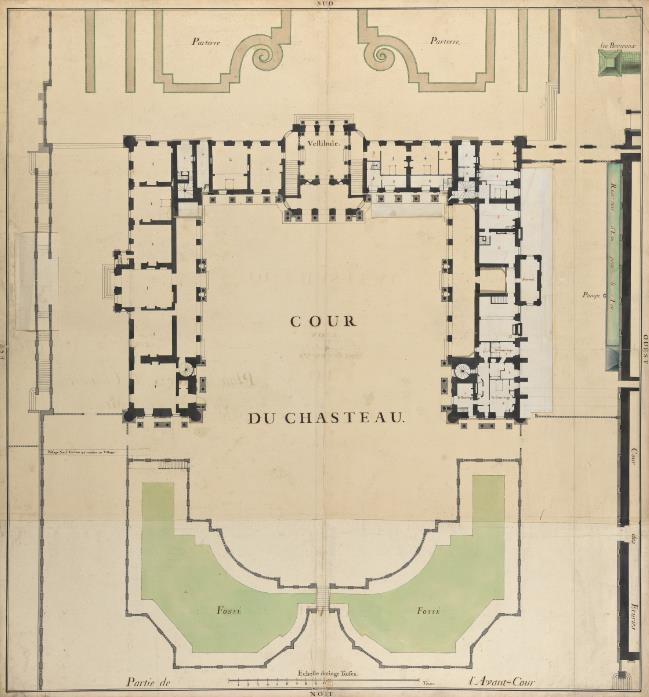
Plan du rez-de-chaussée du château-vieux, vers 1700. BNF

Le Château-Vieux était le bâtiment central du domaine, et le premier château historique de Meudon. Il se situait dans l'axe de la Grande Perspective.

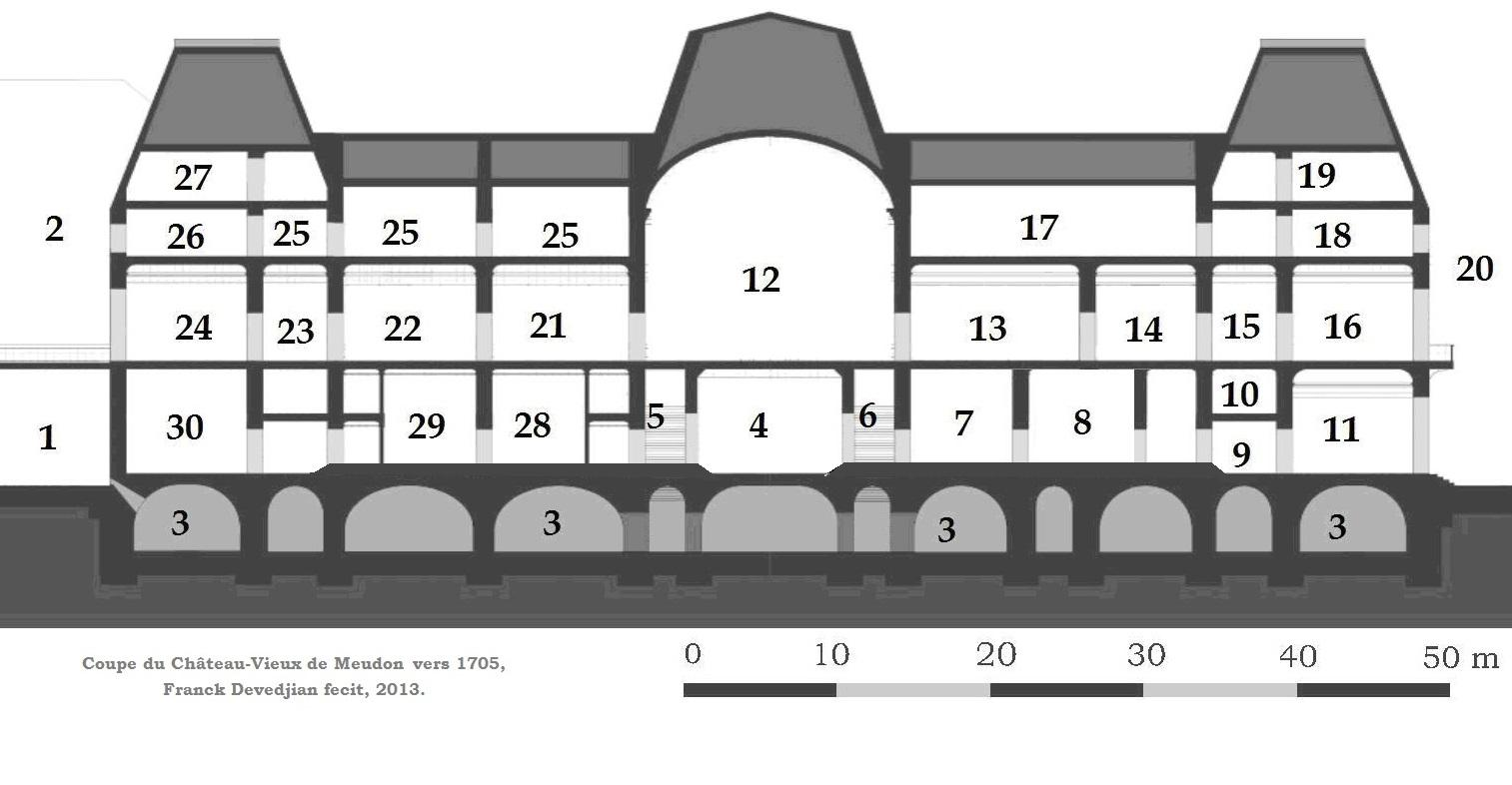
Coupe du Château-Vieux de Meudon, vers 1705. Légende : 1.Petit Pont 2. Chapelle 3.Caves 4.Grand Vestibule 5.Rampe Ouest 6.Rampe Est 7. Appartement du duc de Bourgogne 8.Appartement de la duchesse de Bourgogne 9. Garde-robe de Monseigneur 10. Entresol de Monseigneur 11. Cabinet de Monseigneur 12. Salon des Maures 13.Antichambre de Louis XIV 14.Chambre de Louis XIV 15. Passage 16. Cabinet des glaces du roi 17. Garde-meuble 1 18.Logement 19. Garde-robe de Monseigneur. 20. Vue sur Paris. 21.Antichambre des jeux 22.Chambre des jeux 23. Passage 24. Salon du Petit Pont 25. Logements 26.Logement du premier médecin 27.Garde-robe du roi 28, 29 & 30. Logements.

#### Les souterrains et caves comblées

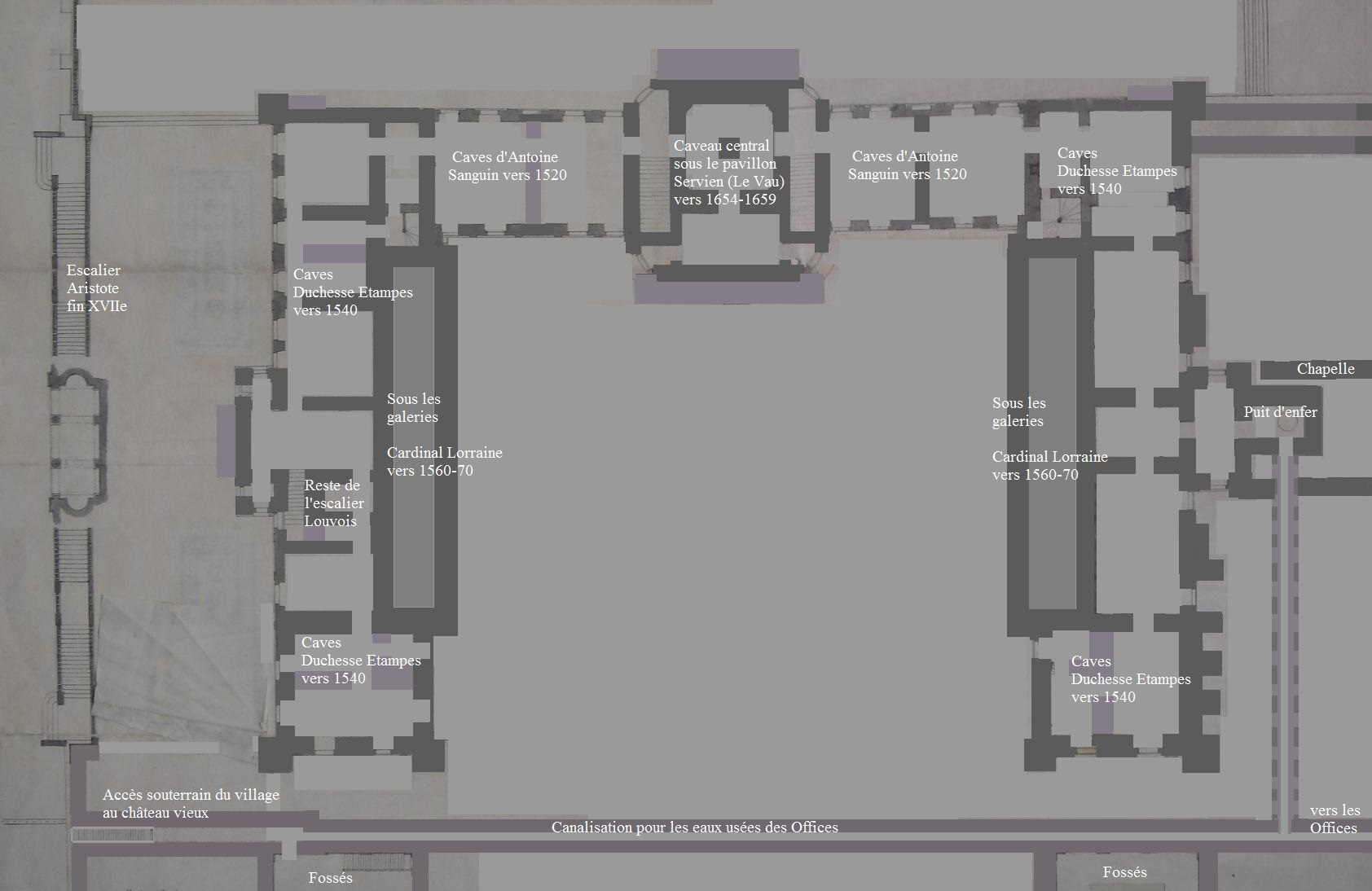
Essai de restitution du plan des caves comblées du château vieux de Meudon.

Il existe encore quelques souterrains qui donnent une bonne idée de l'histoire des lieux.
De plus, toutes les caves du château vieux sont conservées, et comblées des débris du château lors de la démolition.
En cela, Meudon recèle un potentiel archéologique considérable.

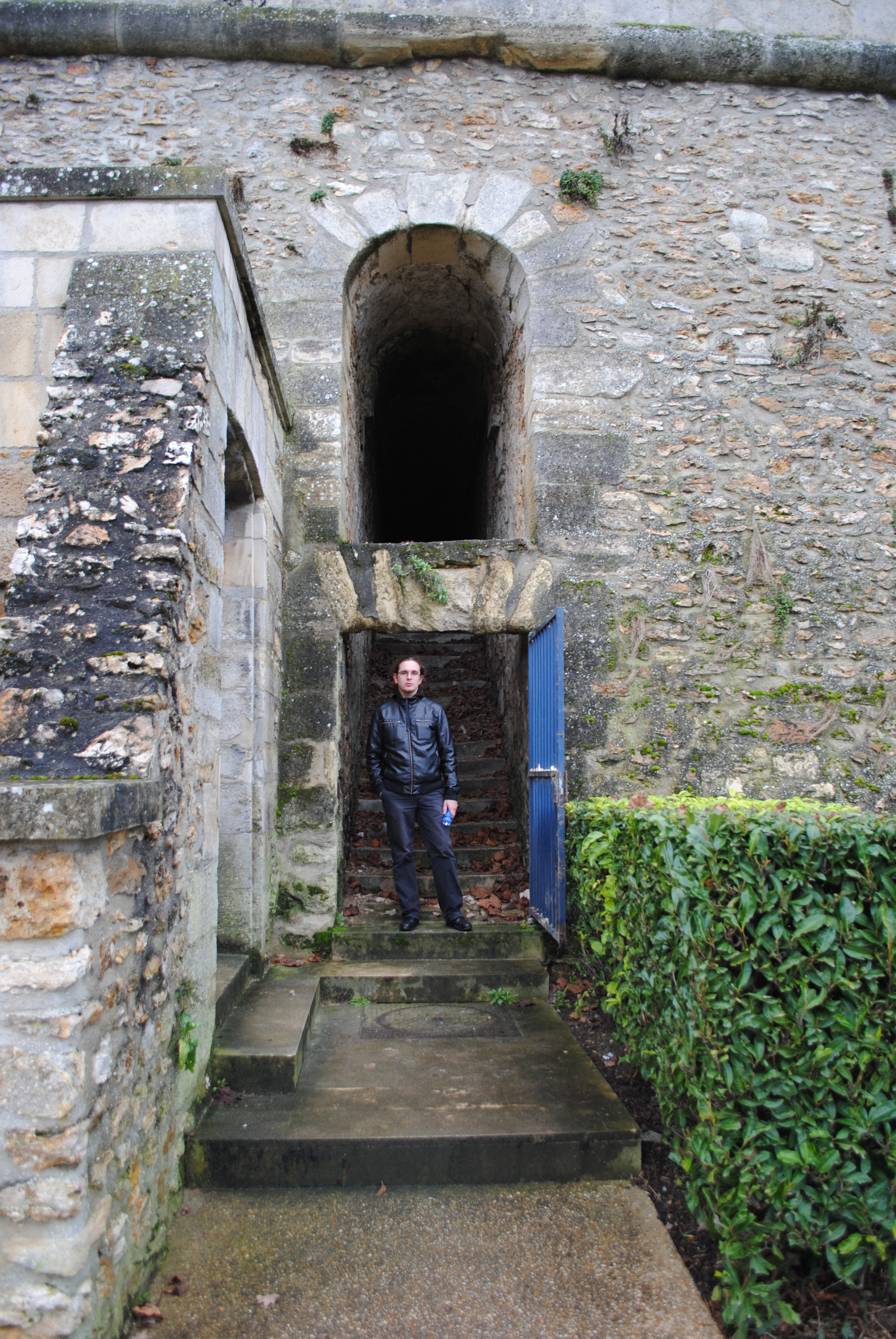
Entrée du souterrain d'accès aux fossés du château vieux de Meudon.
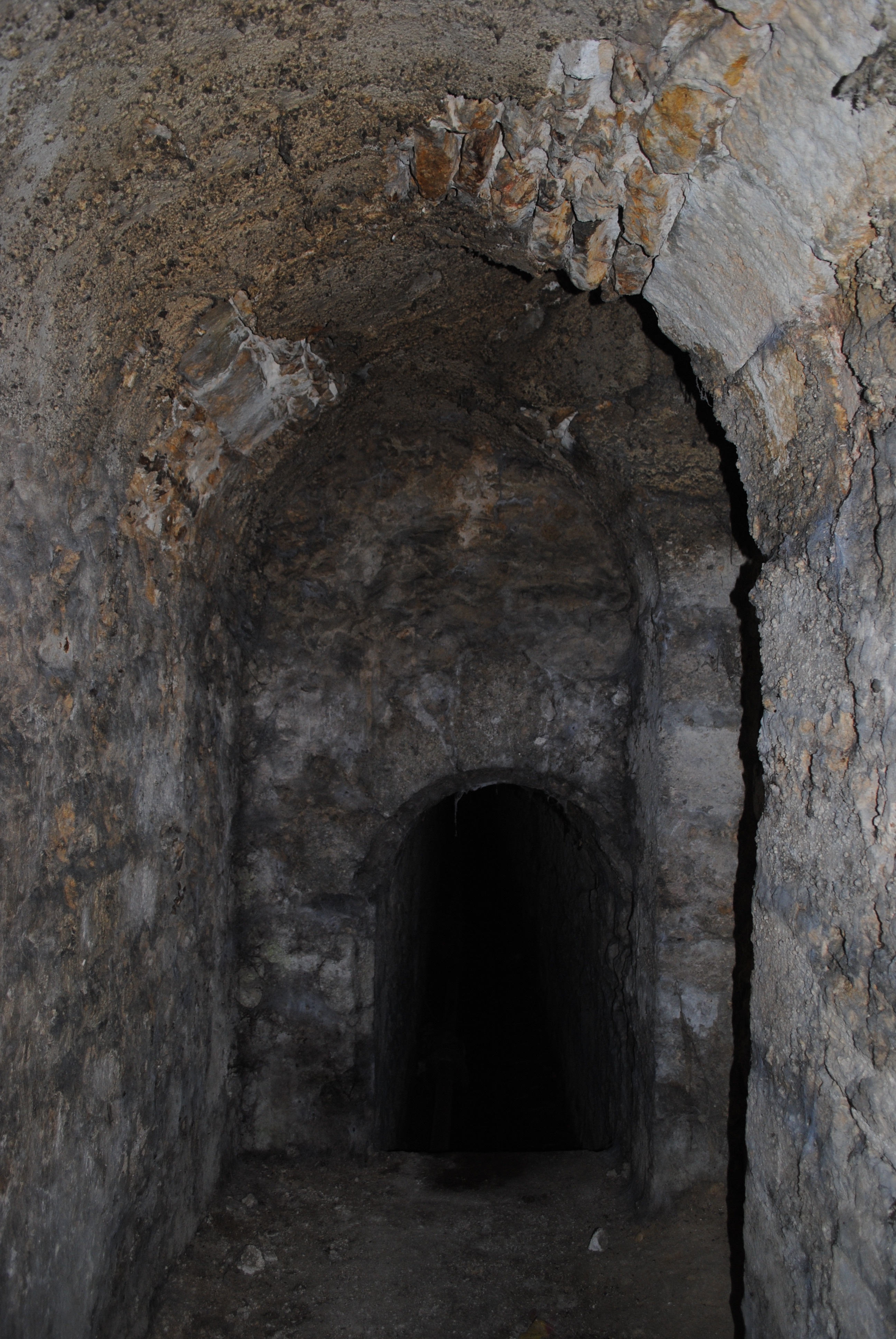
Le passage souterrain de Meudon. La porte bouchée donnait accès aux fossés du château vieux.
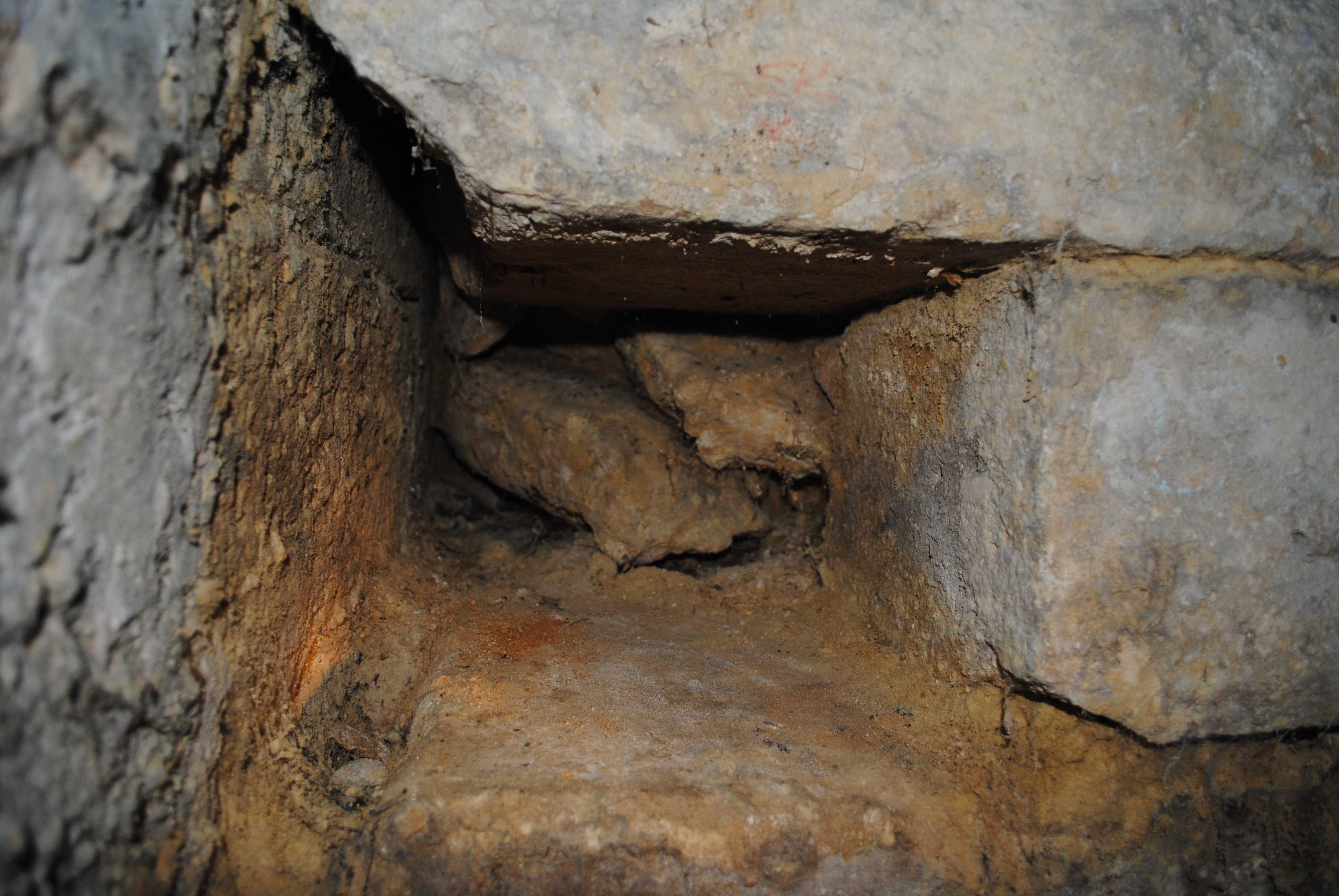
Vue des débris de la démolition du château vieux de Meudon depuis le passage souterrain.
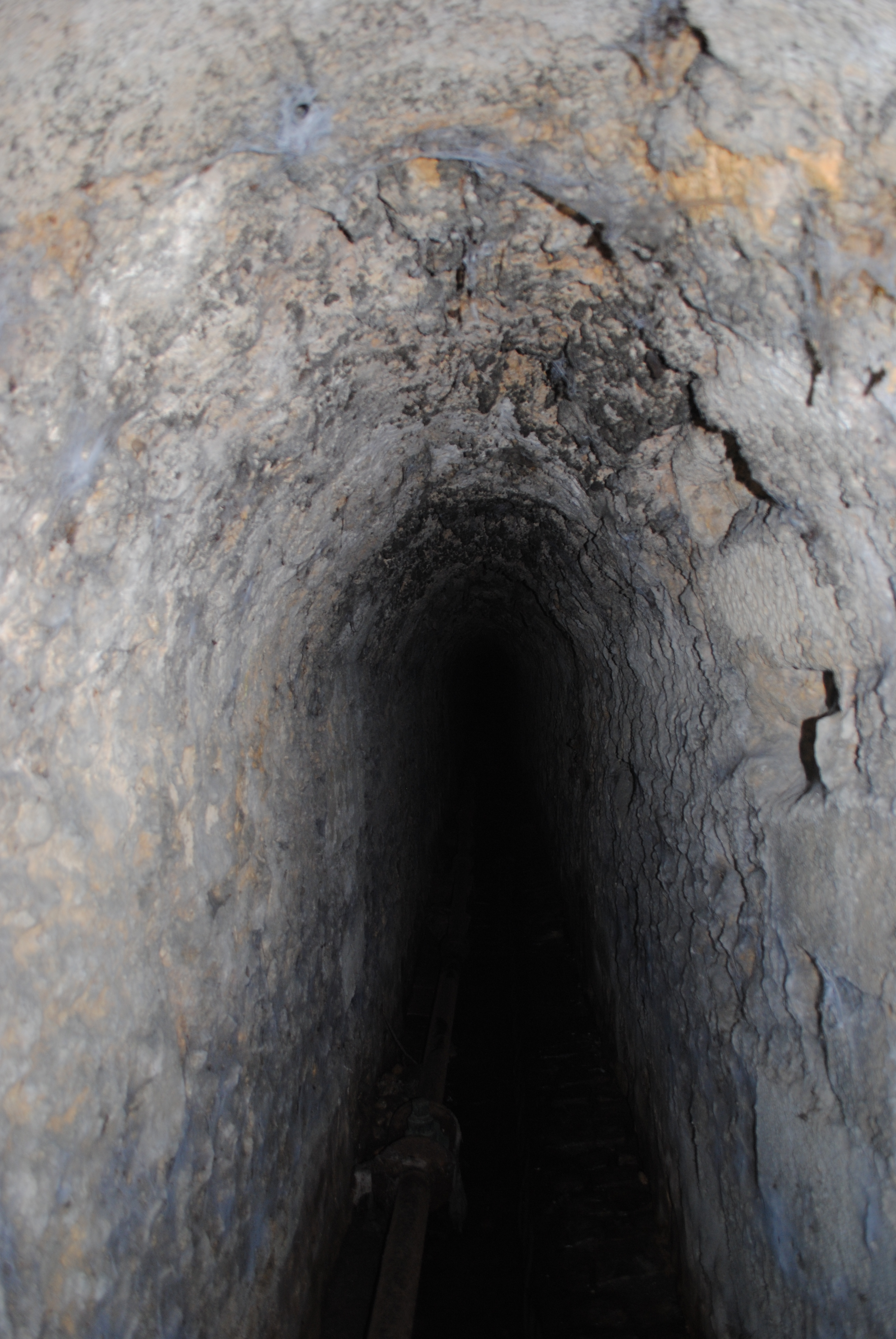
Photographie de la canalisation souterraine en direction des cuisines des Offices.
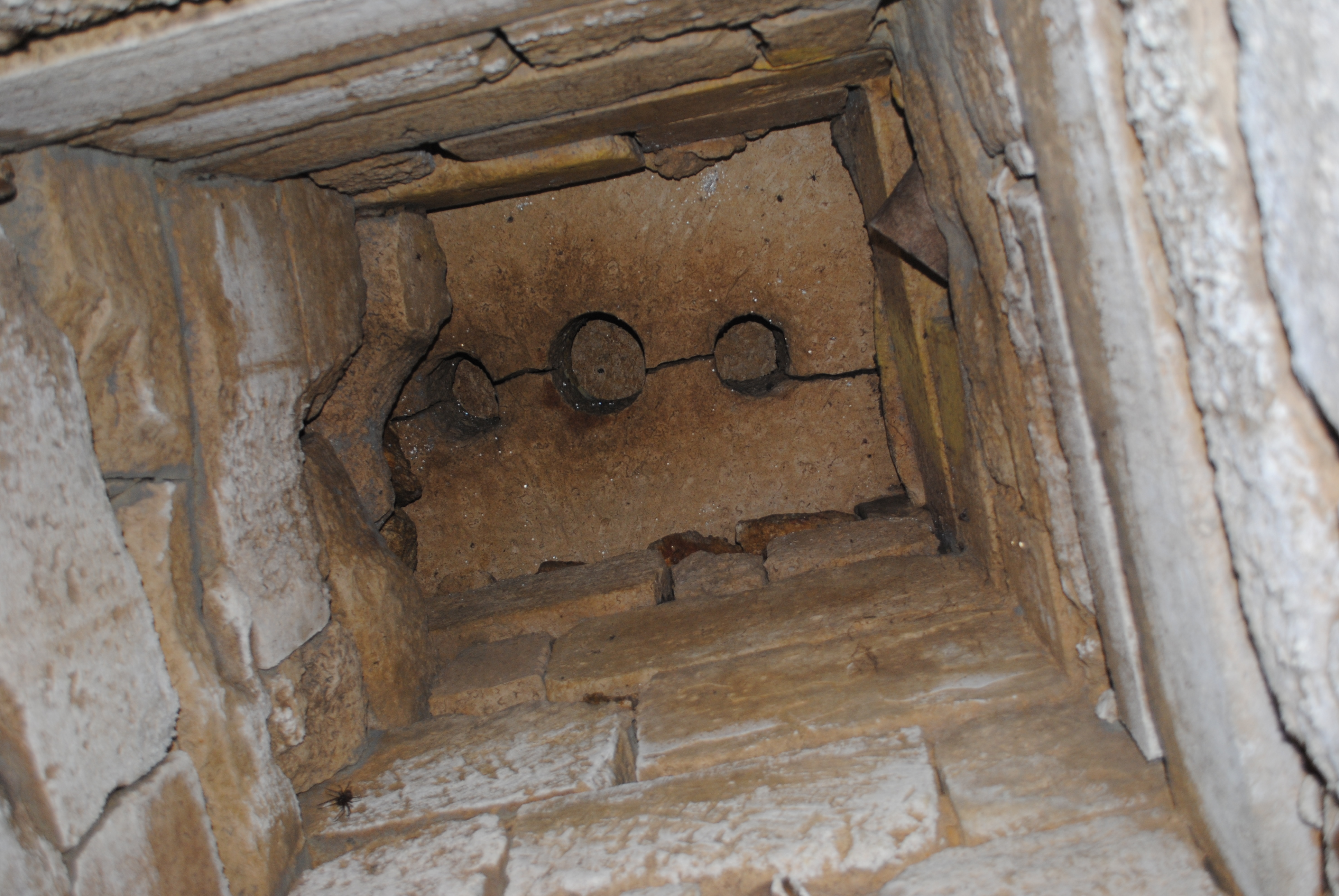
Photographie d'un puits de lumière conservé sous la terrasse du château de Meudon.
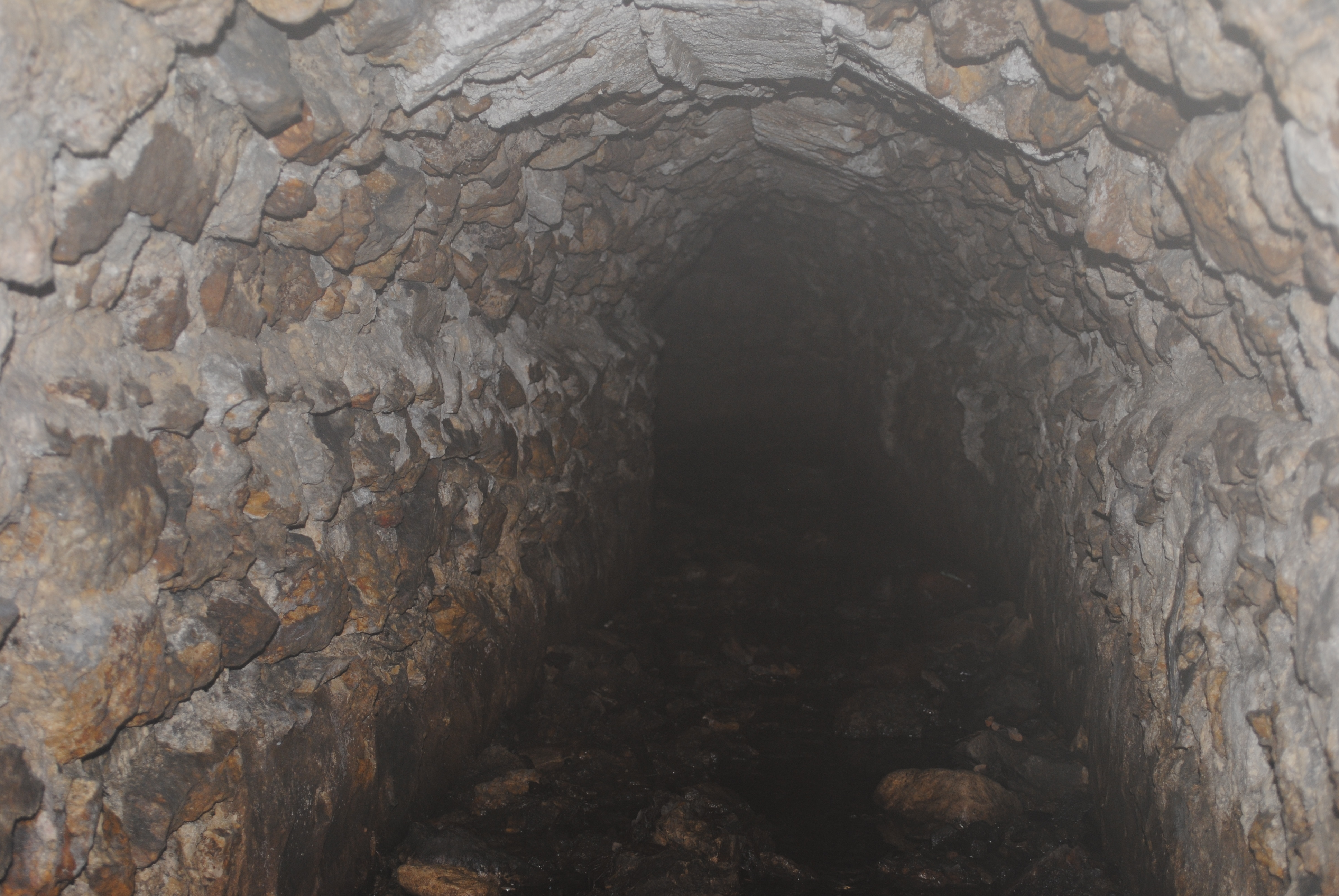
Passage voûté en direction de la cour des Offices.
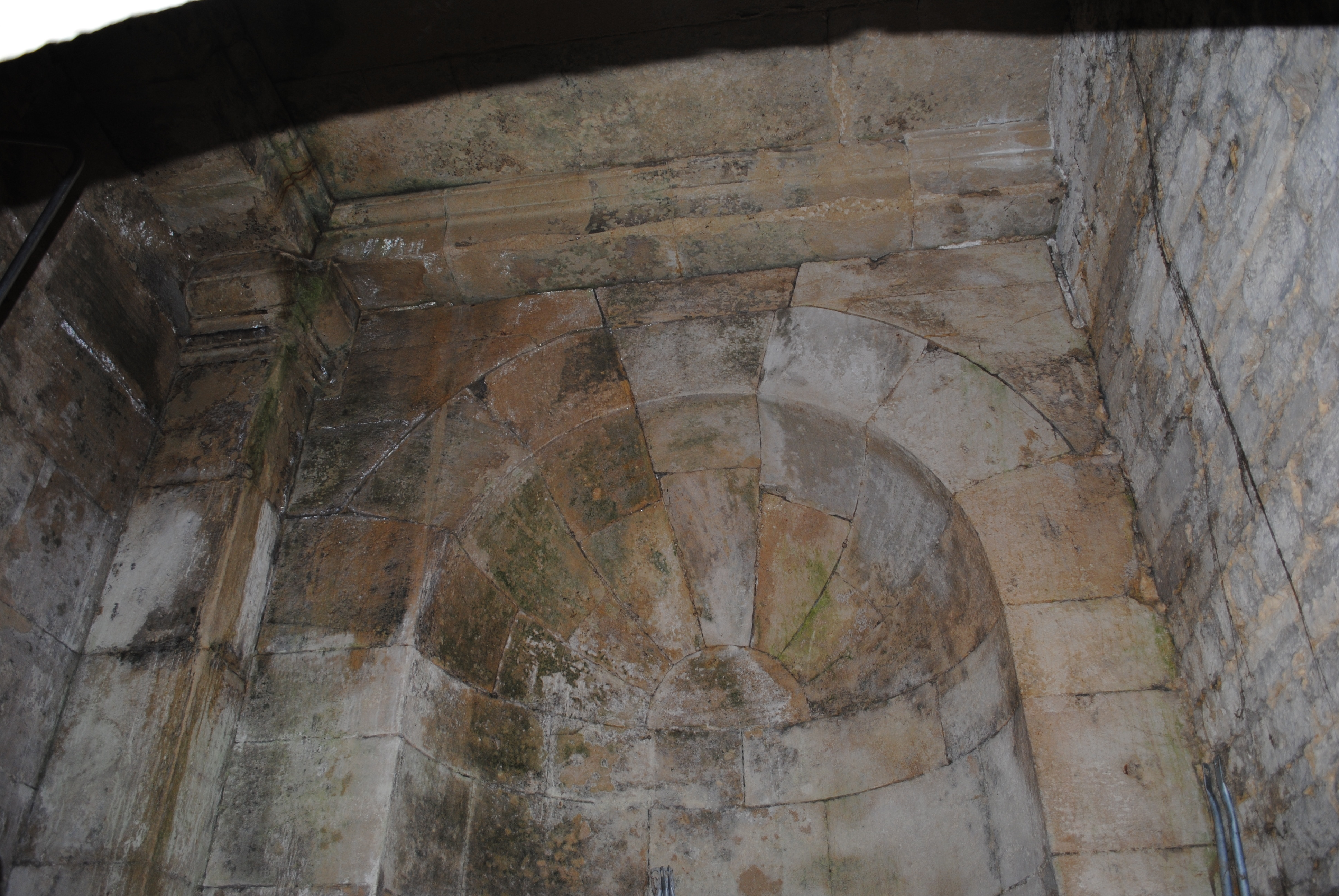
Photographie de la niche conservée de l'escalier d'Aristote.

#### Les pièces du rez-de-chaussée

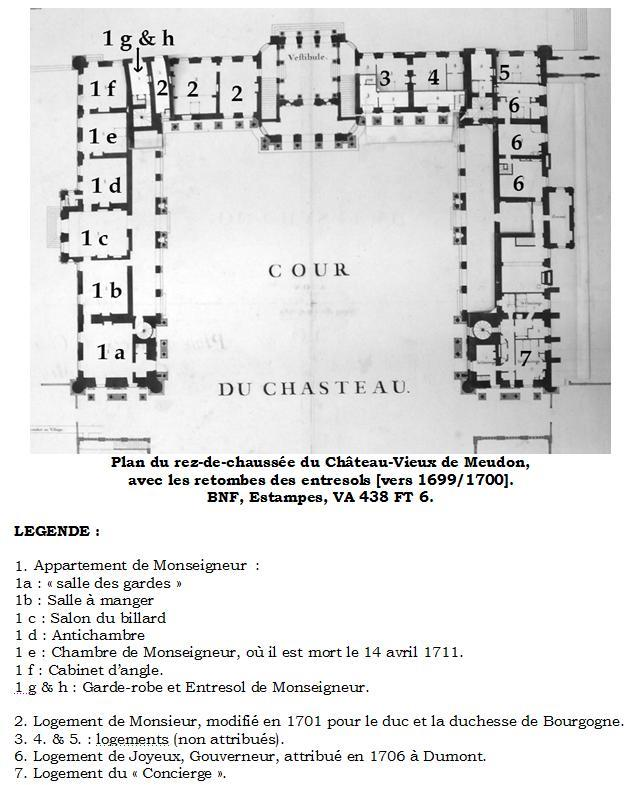
Distribution du rez-de-chaussée du Château-Vieux en 1700.

##### Le Grand Vestibule & le Grand Escalier
Ces pièces ont été créées lors de la reconstruction du pavillon central du château, par Louis Le Vau, pour Abel Servien, de 1655 à 1658.

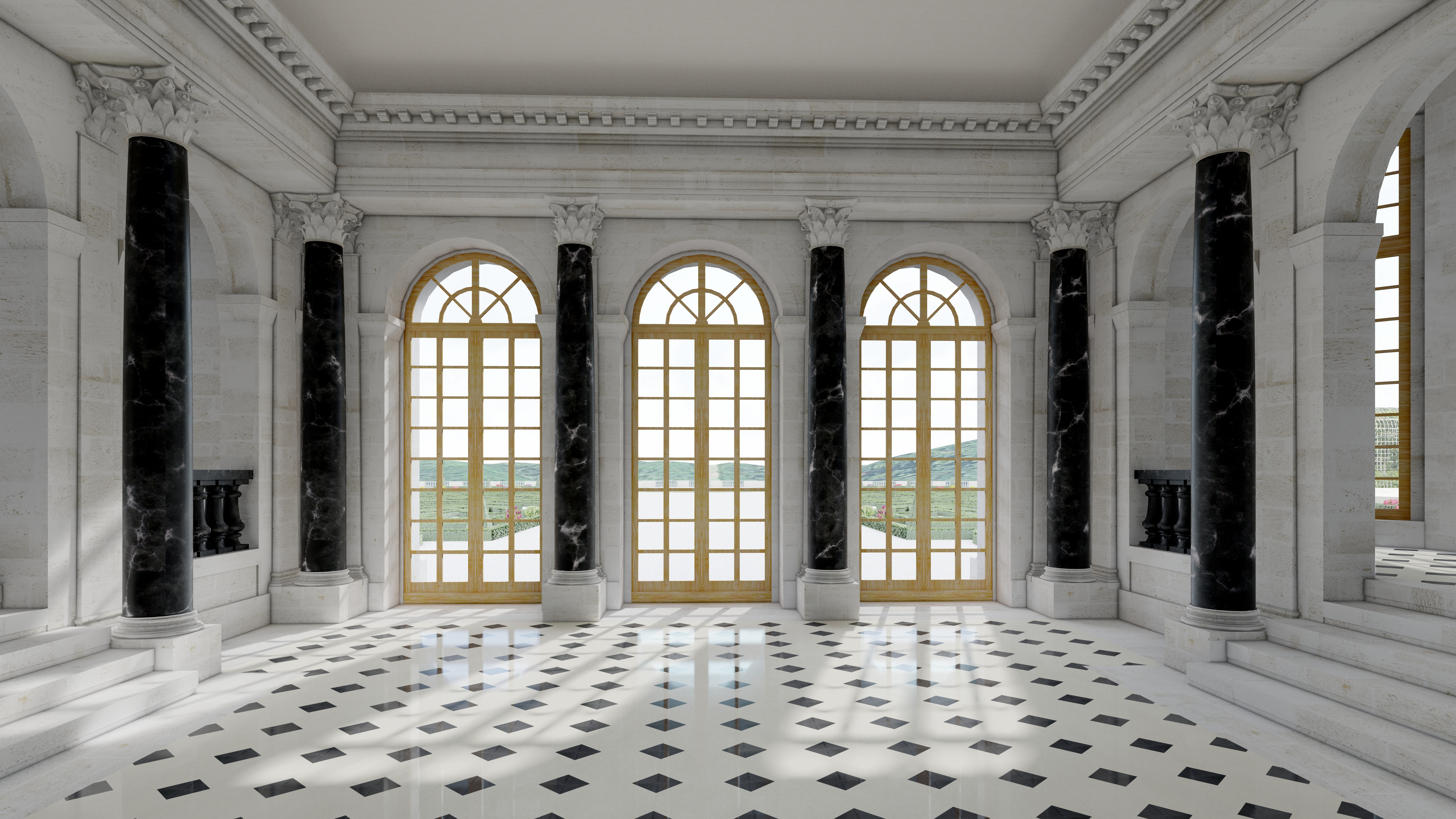
Restitution 3D depuis l'entrée dans le Vestibule du château vieux de Meudon (3D d'Hervé Grégoire et Franck Devedjian 2021).
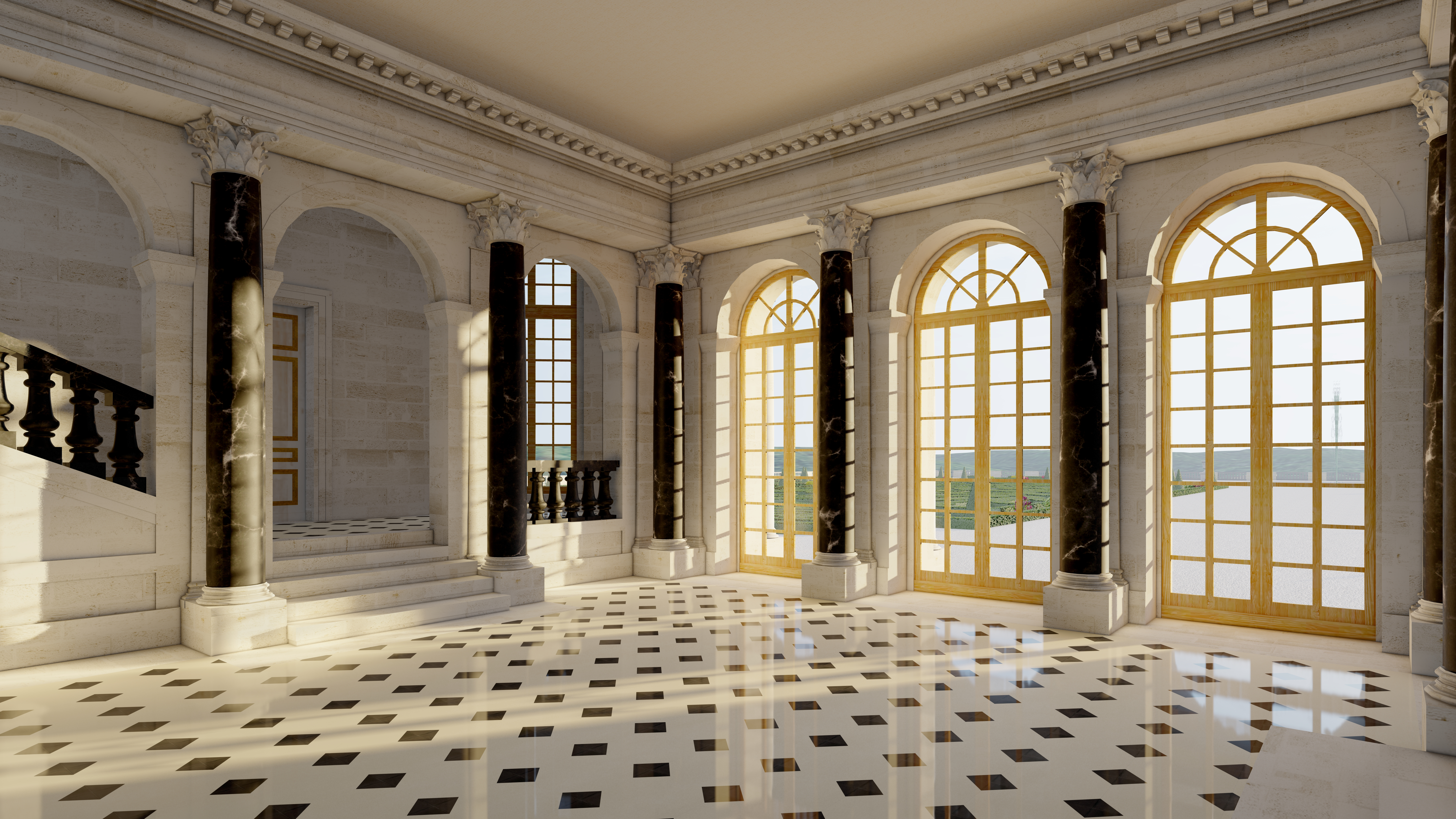
Restitution 3D du Vestibule du château vieux de Meudon (3D d'Hervé Grégoire et Franck Devedjian 2021).

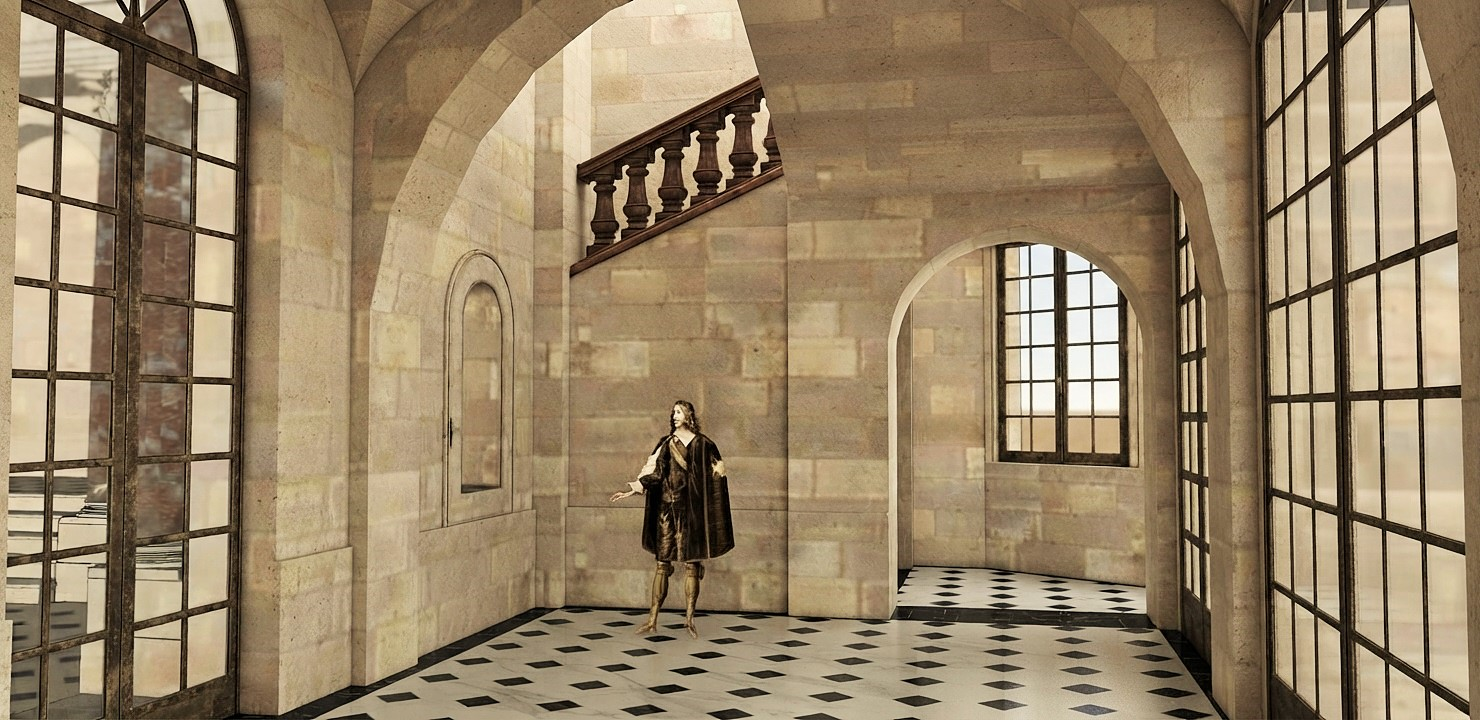
Restitution du Petit Vestibule. État de 1658 à 1803.
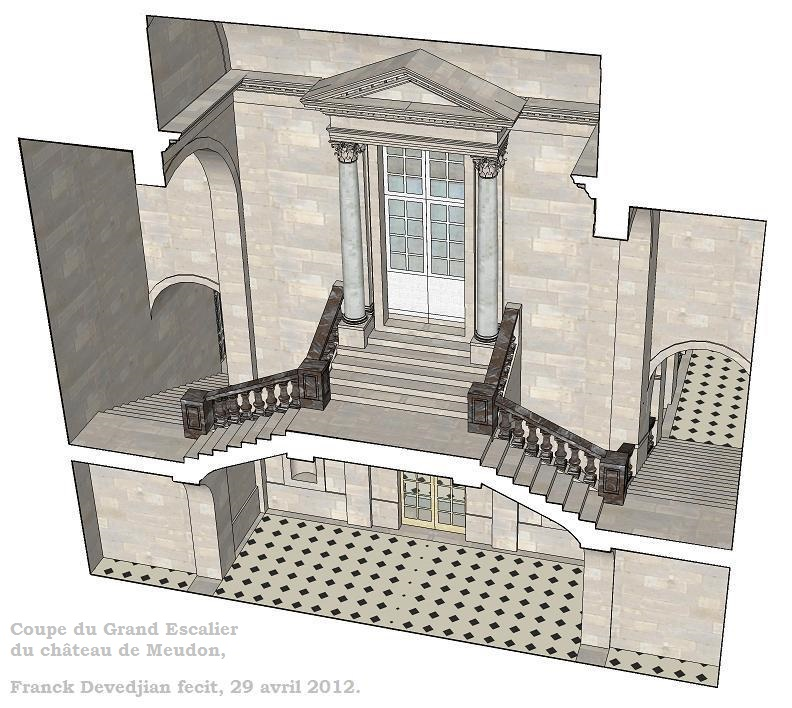
Restitution de la coupe du Grand Escalier. État de 1658 à 1803.
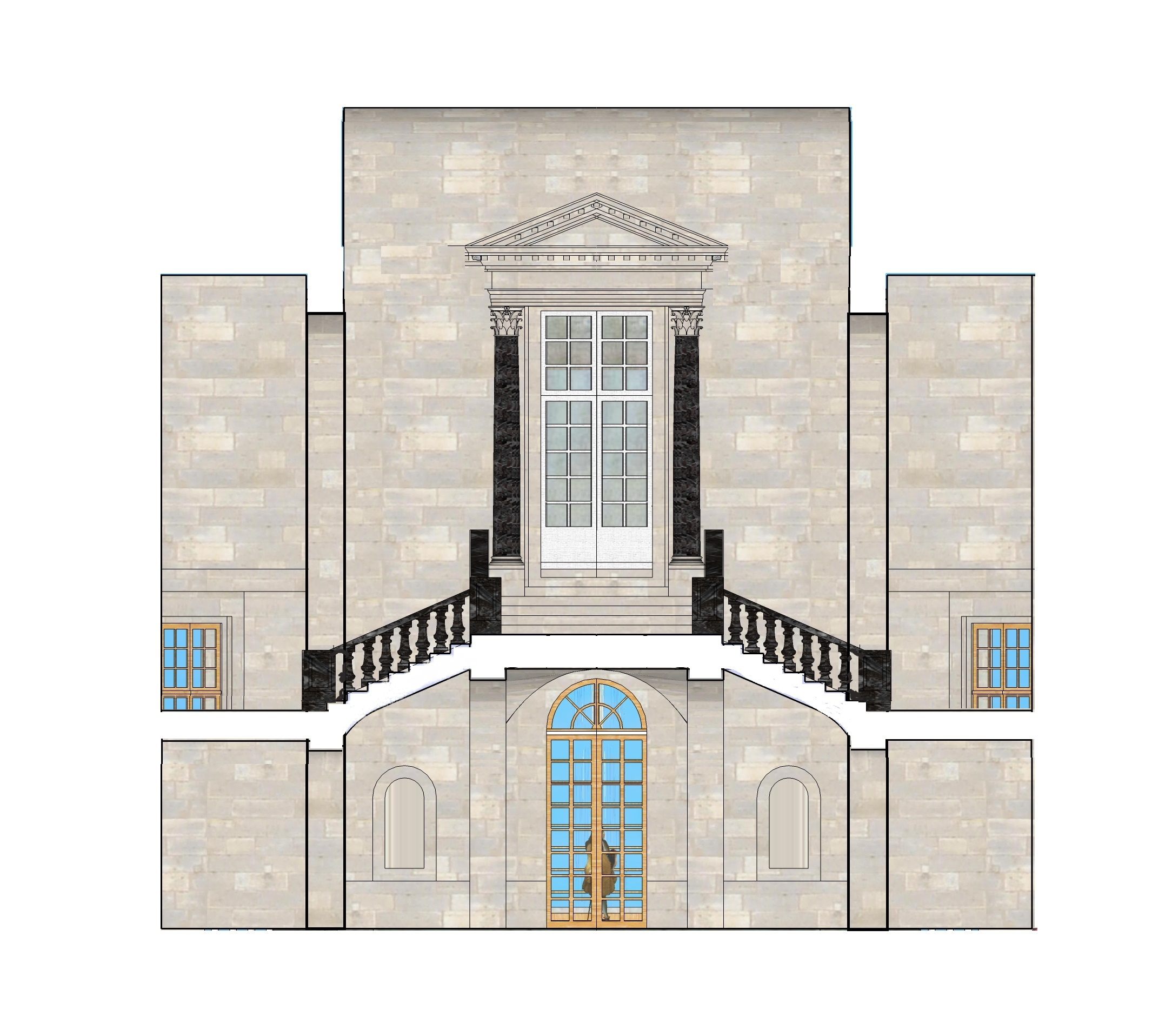
Restitution de la coupe du Grand Escalier de Meudon, construit par Louis Le Vau pour Servien.

##### Le «Grand Appartement» de Monseigneur
Celui-ci constituait le logement principal du fils de Louis XIV à Meudon, au rez-de-chaussée de l'aile Est du Château-Vieux. Il fut conservé intact tout au long du XVIIIe siècle.
Dans sa configuration définitive, à partir de 1701, il se composait successivement :
- d'une salle des gardes ;
- d'une salle à manger, égayée de 4 toiles à sujet bachique ;
- d'un salon du billard, ornée de 4 toiles ovales à sujet mythologique ;
- d'une antichambre ;
- de la chambre du dauphin, où il est mort le 14 avril 1711 ;
- d'un cabinet d'angle ;
- d'une petite garde-robe boisée à la Capucine ;
- ainsi que d'un petit Entresol, boisé à la Capucine ;

###### La salle des gardes

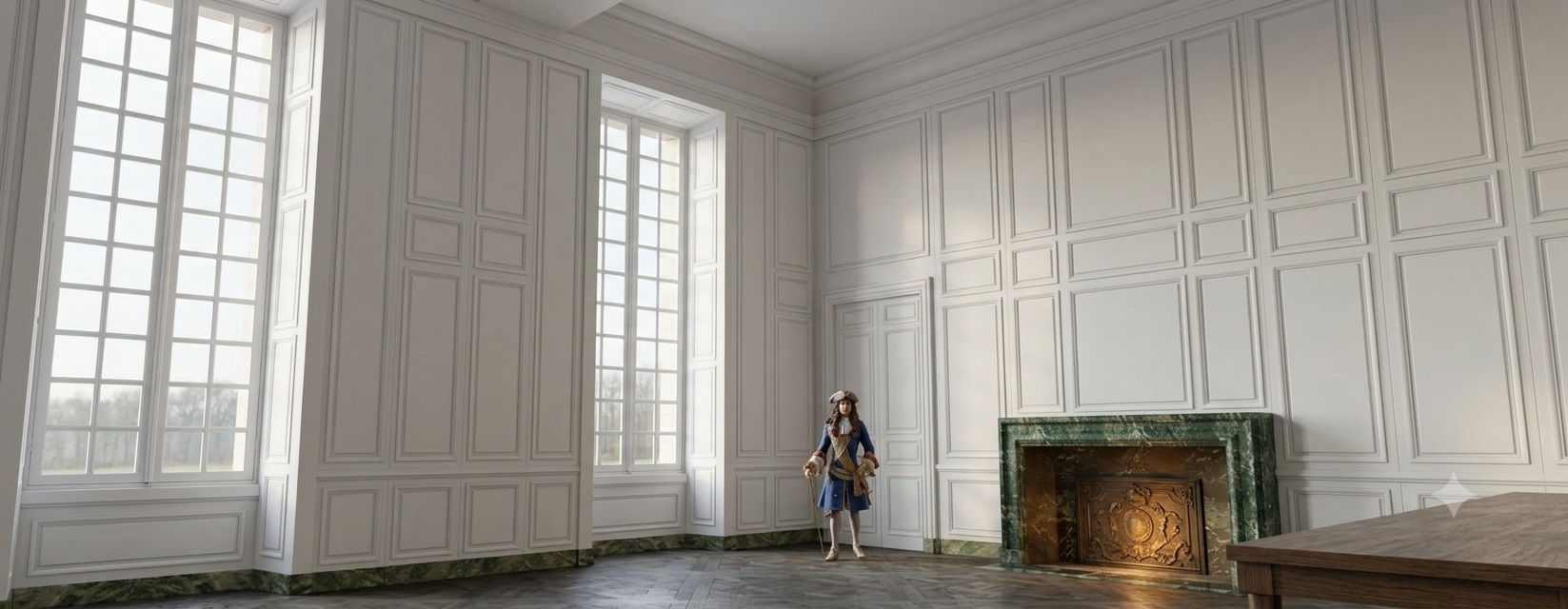
Proposition de restitution de la salle des gardes de l'appartement de Monseigneur au château-vieux de Meudon, vers 1700-1790.

Blondel précise dans son Architecture Françoise : « On appelle Salle des Gardes, dans une Maison Royale, une grande pièce où se tiennent les Gardes du Prince, & contre les lambris de laquelle sont attachés des porte-mousquetons, pour déposer les armes ; on place aussi dans ces sortes de lieux des tambours, qui sont des espèces de tables sur lesquelles se font les décomptes, & dont le dessous reçoit pendant le jour les lits où les Gardes du Corps prennent leur repos durant la nuit. Ces pièces doivent être spacieuses, fort élevées, avoir de grandes cheminées, & être décorées avec simplicité. Voyez celles de Versailles, de Meudon, du Château des Thuileries, &c ». »
Le Grand Dauphin a failli être enlevé en 1707 par le parti ennemi. Heureusement, c'est le carrosse de Monsieur le Premier, qui revenait de Meudon à Versailles qui a été pris pour celui du dauphin. La sécurité des membres de la Cour était donc un sujet de premier ordre.

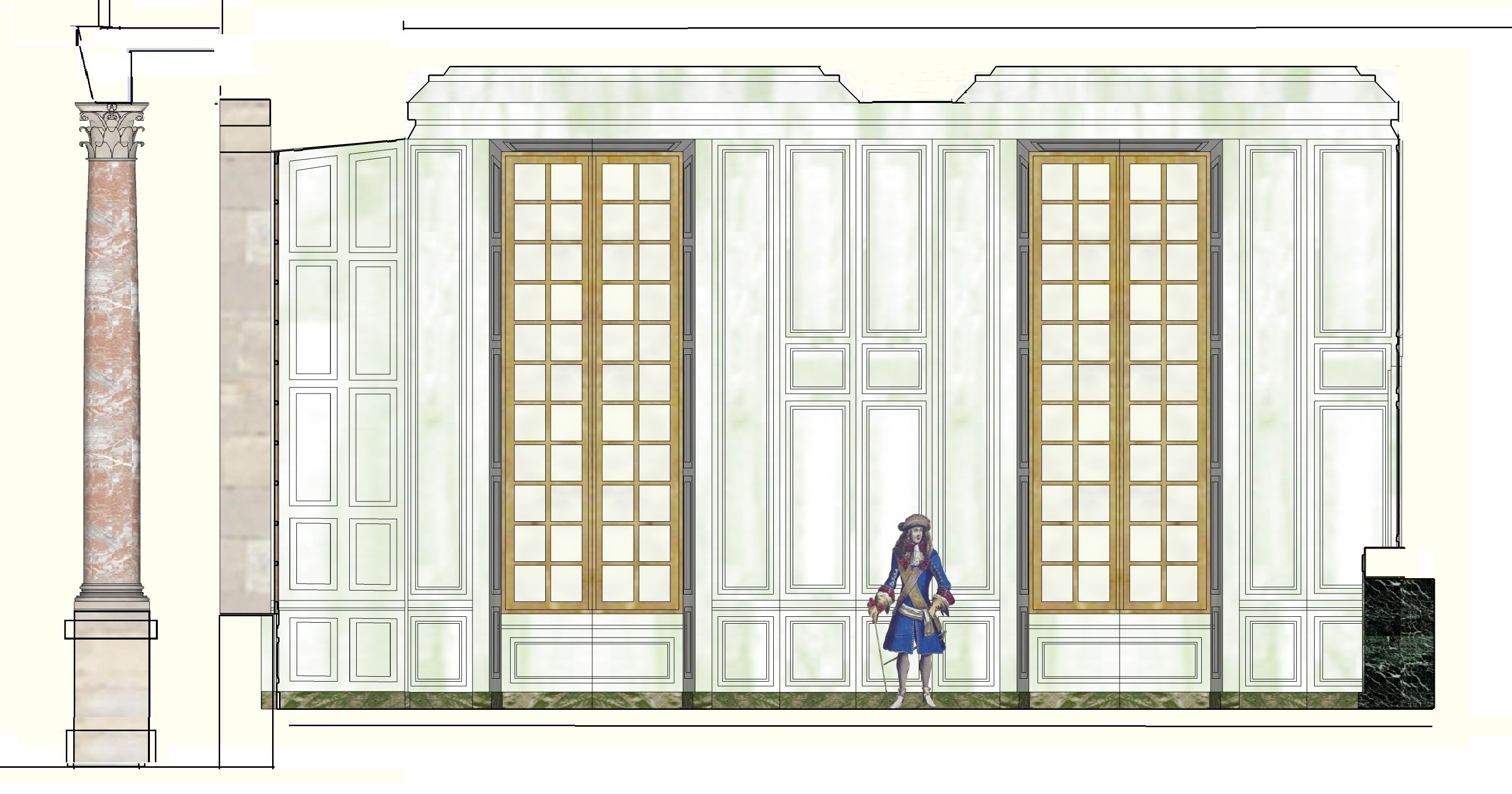
Coupe restituée de la paroi est de la salle des gardes de Monseigneur, 1700-1790.
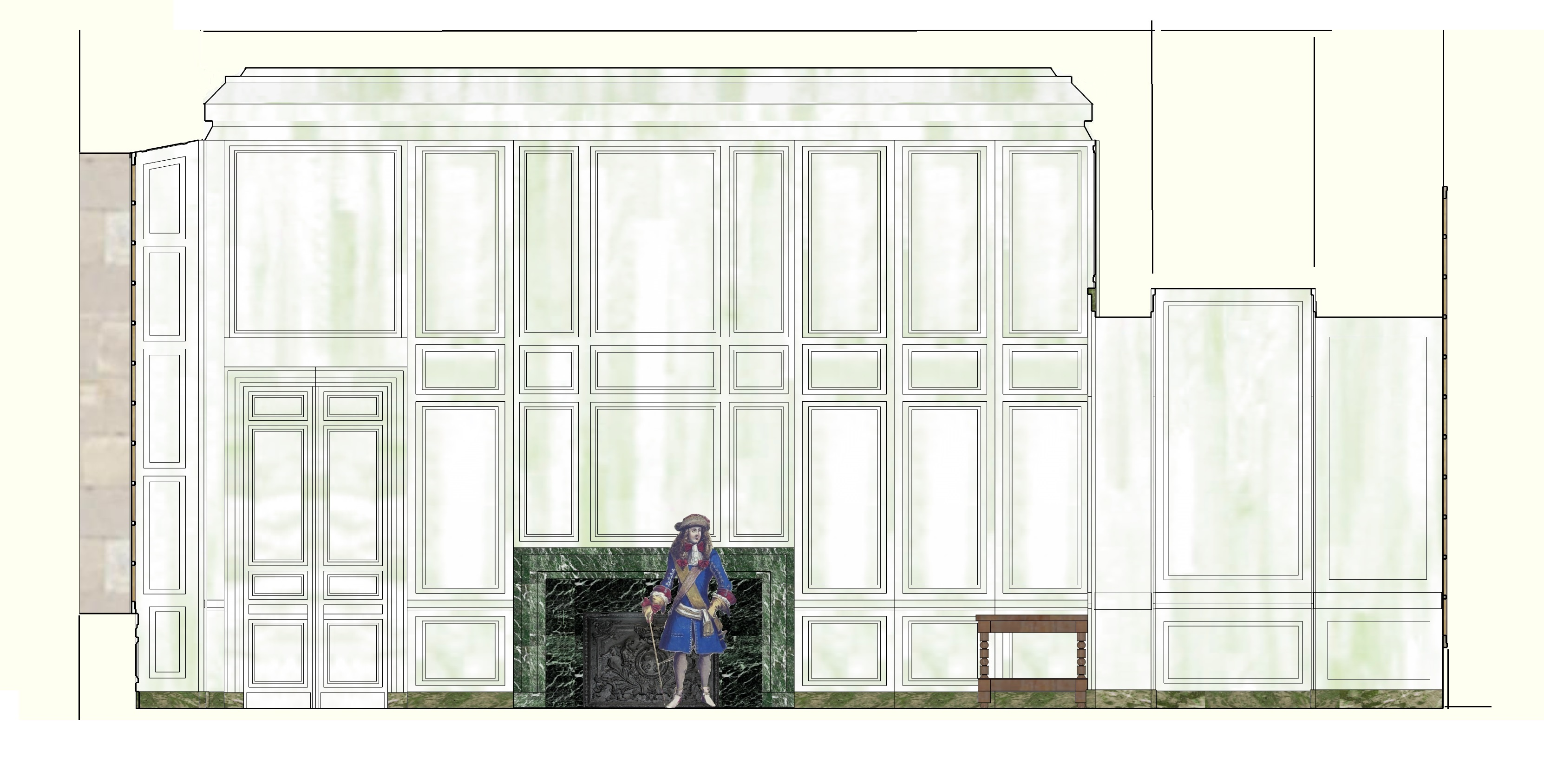
Coupe restituée de la paroi sud de la salle des gardes de Monseigneur, 1700-1790.
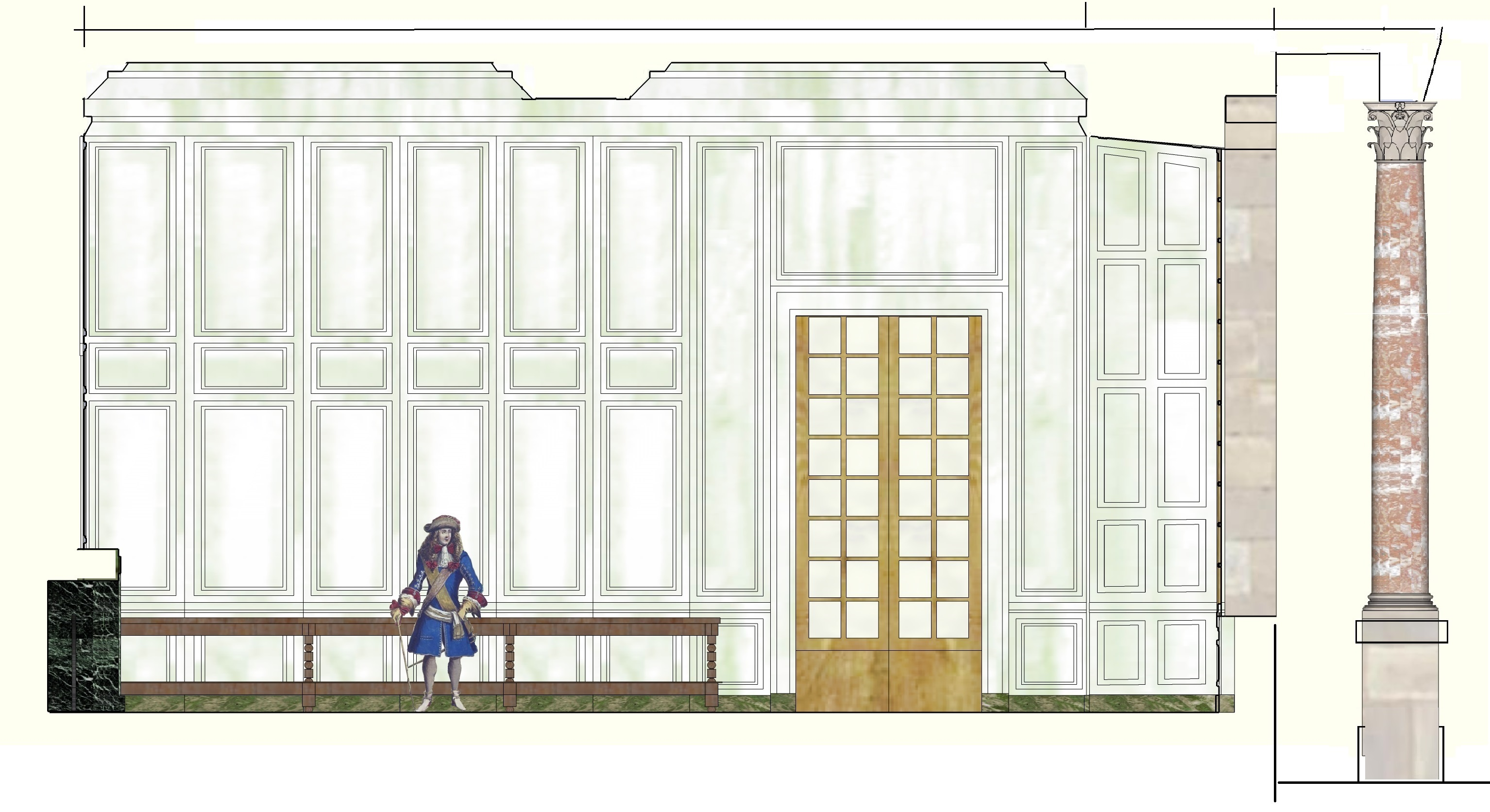
Coupe restituée de la paroi ouest de la salle des gardes de Monseigneur, 1700-1790.
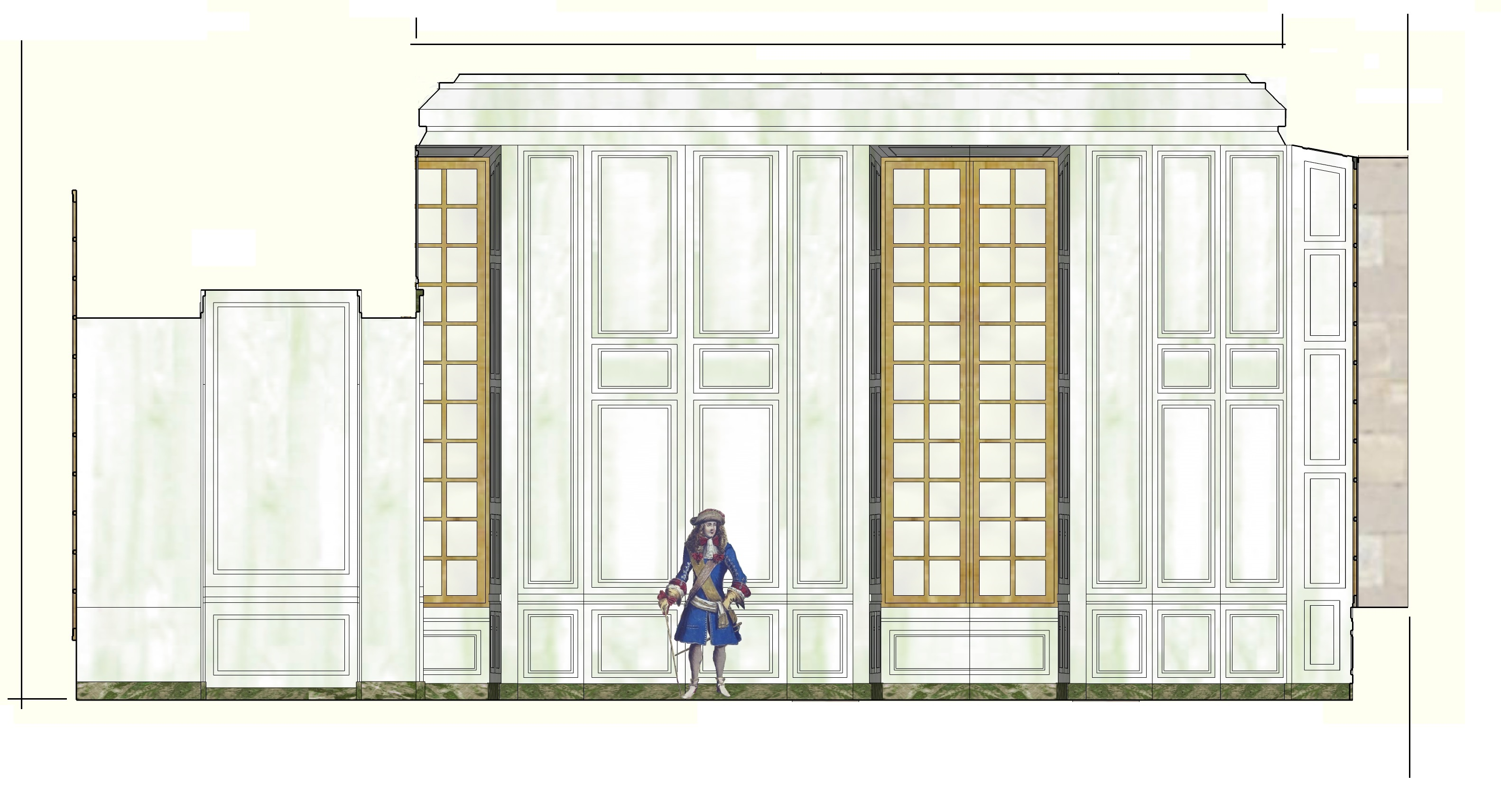
Coupe restituée de la paroi nord de la salle des gardes de Monseigneur, 1700-1790.

###### La salle à manger du Dauphin (à partir de 1700)

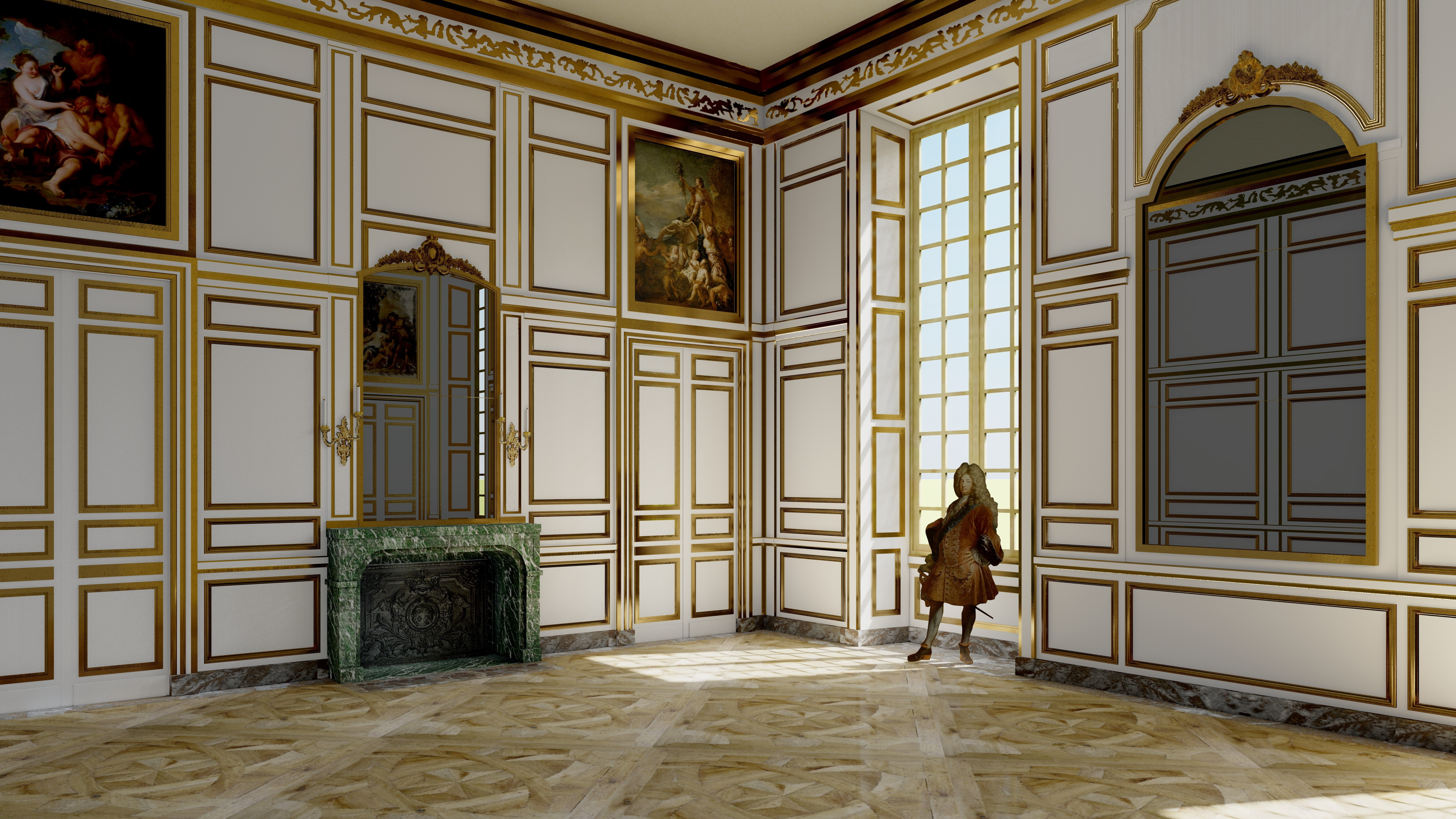
Proposition de restitution de la salle à manger de Monseigneur, rez-de-chaussée du château-vieux de Meudon, aile est. État vers 1700-1792.

L’inventaire de 1775 indique que la pièce est, depuis les travaux d'agrandissement de 1700, « boisée de hauteur à cadres dorés, corniche de même, cheminée de marbre vert campan …». En 1700, Monseigneur commande à quatre peintres différents des toiles à sujet « bachiques ». Les mêmes artistes travaillent alors pour orner le grand salon du château de Marly.
- De Charles de La Fosse (1636 – 1716) : Le triomphe de Bacchus, « porté sur un éléphant, ayant son tyrse à la main droitte, plusieurs Baccantes autour portant des instruments ; sur le devant du tableau il y a deux enfants dont l’un est monté sur un tygre, sur la gauche on voit Silène à la renverse. » (Musée du Louvre, INV. no 4537). C’est la représentation, après l’expédition mythique de Bacchus en Orient, de son retour triomphal vers la Grèce. Les mesures de la toile sont de : 4 pieds 9 pouces sur 4 pieds 3 pouces, de nos jours H. 1,57 m. ; L. 1,35 m.
- De Jean Jouvenet (1644-1717) : La naissance de Bacchus, « Mercure qui s’envole après l’avoir remis dans les mains des Nimphes. » Ce premier épisode de la vie de Bacchus se rapporte à la légende de Sémélé, sa mère, qui fut aimée de Jupiter, et dont Junon obtient, par malice, le foudroiement. Les mesures du tableau sont de 4 pieds 9 pouces sur 4 pieds 1 pouce.
- De Bon Boullogne (1649-1717) : Vénus, Bacchus et Cérès, savoir « Un passage d’Horace qui dit que sans la bonne chère Vénus se refroidit ; sur la gauche du tableau on voit Baccus qui presse une grape de raisin dans une coupe qu’une Flore tient ; auprès d’elle, une Cérès qui la regarde ; dans le fonds, sous une treille, il y a buffet dressé ; dans le milieu du tableau, en bas, il y a deux petits enfans qui semblent demander à boire, ils sont couchés sur un tigre ». Ce tableau est conservé au Musée du Louvre où il s’intitule « Bacchus et Ariane ». Il est également appelé dans les inventaires anciens Bacchus et Ariane, Bacchus et Erigone ou Bacchus, Flore et Cérès. Envoyé au Muséum central à la fin de l’an II, il avait perdu son attribution mais était resté au Louvre où on le retrouve parmi les anonymes de l’École française (Inv. 8608). Il est à restaurer. Les mesures de la toile : 4 pieds 9 pouces sur 4 pieds 1 pouce.
- Et d’Antoine Coypel (1661-1722): Silène barbouillé de mûres par la nymphe Eglé. Le thème de cette œuvre est de la plus grande rareté. Il est tiré d’un épisode des Eglogues de Virgile, le numéro 6 intitulé « Silène », où Virgile écrit : « et, au moment que le vieillard ouvre les yeux, elle lui rougit le front et les tempes du jus sanglant de la mûre. ». C’est que Silène, endormi dans une grotte à la suite de ses habituelles beuveries, est surpris par deux satyres et par la nymphe Eglé, pour lesquels il avait promis de chanter. Les deux satyres se saisissent de Silène, qu’ils attachent à l’aide de tiges de lierre, tandis que la belle Eglé lui rougit le visage de mûres qu’elle écrase afin de lui arracher, sous la menace, la réalisation de sa promesse. Les mesures : 4 pieds 9 pouces sur 4 pieds 1 pouce. Le tableau a été sensiblement rogné au XIXe siècle. Il est conservé au musée des Beaux-Arts de Reims, INV. D.872. 2. 5. (mesures de 1,49 m. de hauteur sur 1,16 m. de largeur).

Les 4 toiles de la salle à manger de Monseigneur, à Meudon tout au long du XVIIIe siècle
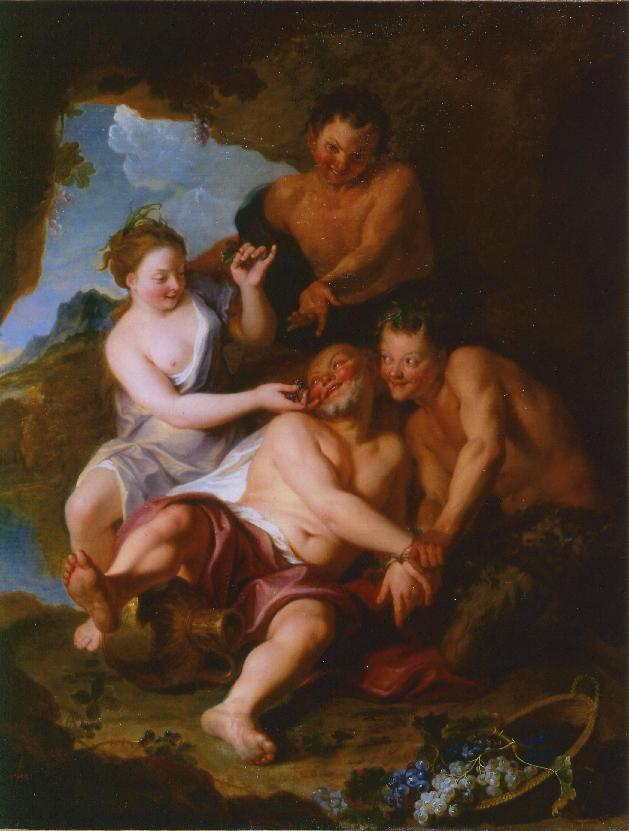
Silène barbouillé de mûres par la nymphé Eglé, Antoine Coypel. 1701. Musée des Beaux-Arts de Reims.
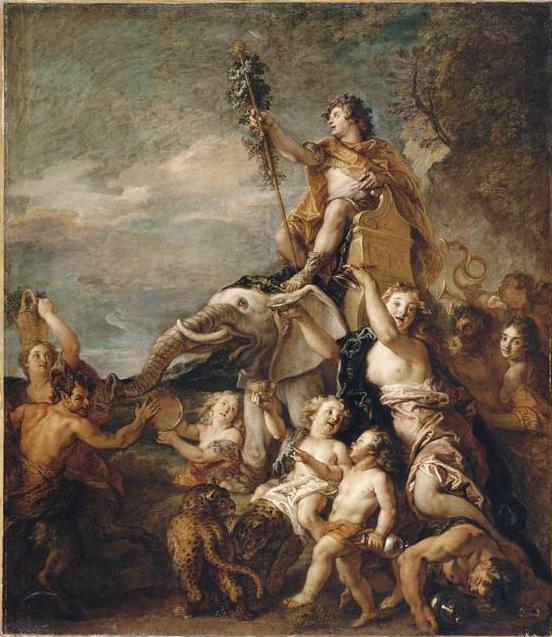
Le triomphe de Bacchus, Charles de la Fosse, 1701. Musée du Louvre.
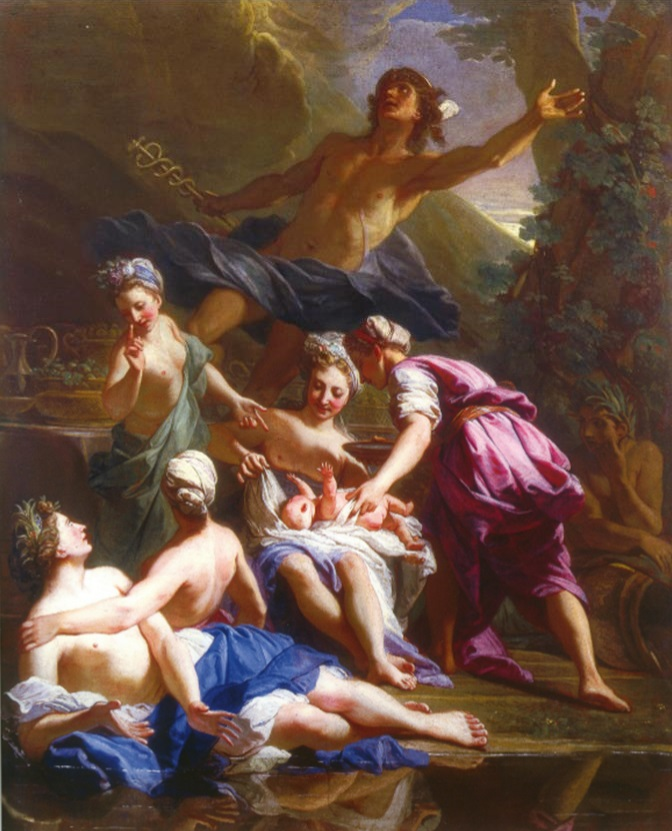
La naissance de Bacchus, Jean Jouvenet, 1701. Collection particulière.
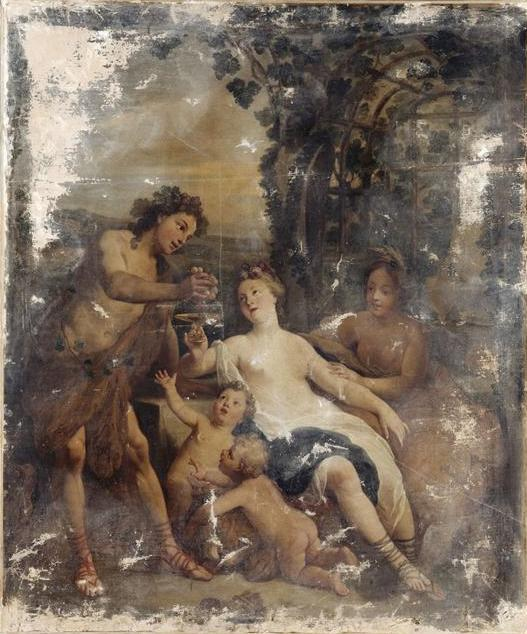
Vénus, Bacchus et Cérès, Bon Boullogne, 1701. Musée du Louvre.

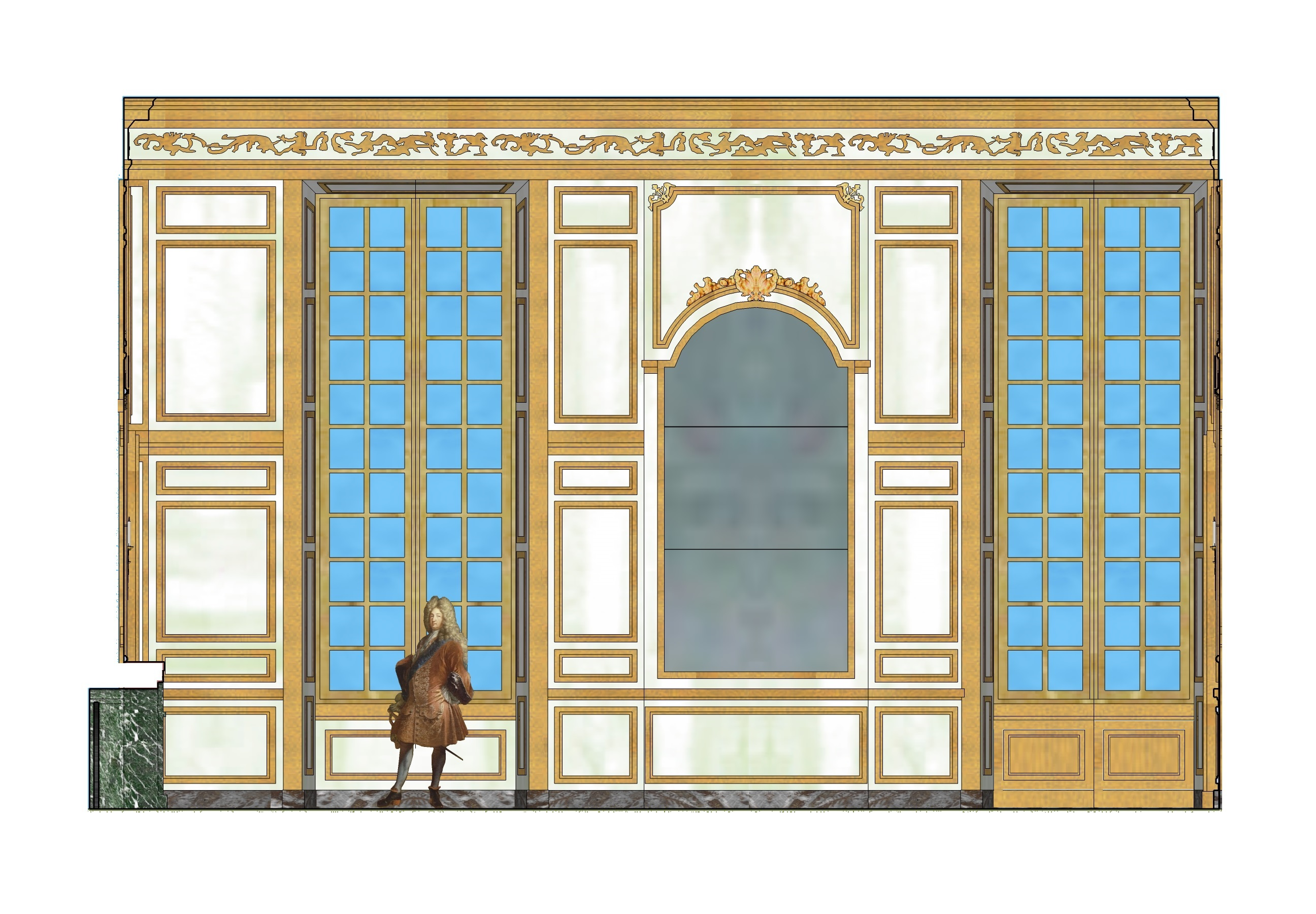
Essai de restitution de la paroi est de la salle à manger du dauphin à Meudon, vers 1702.
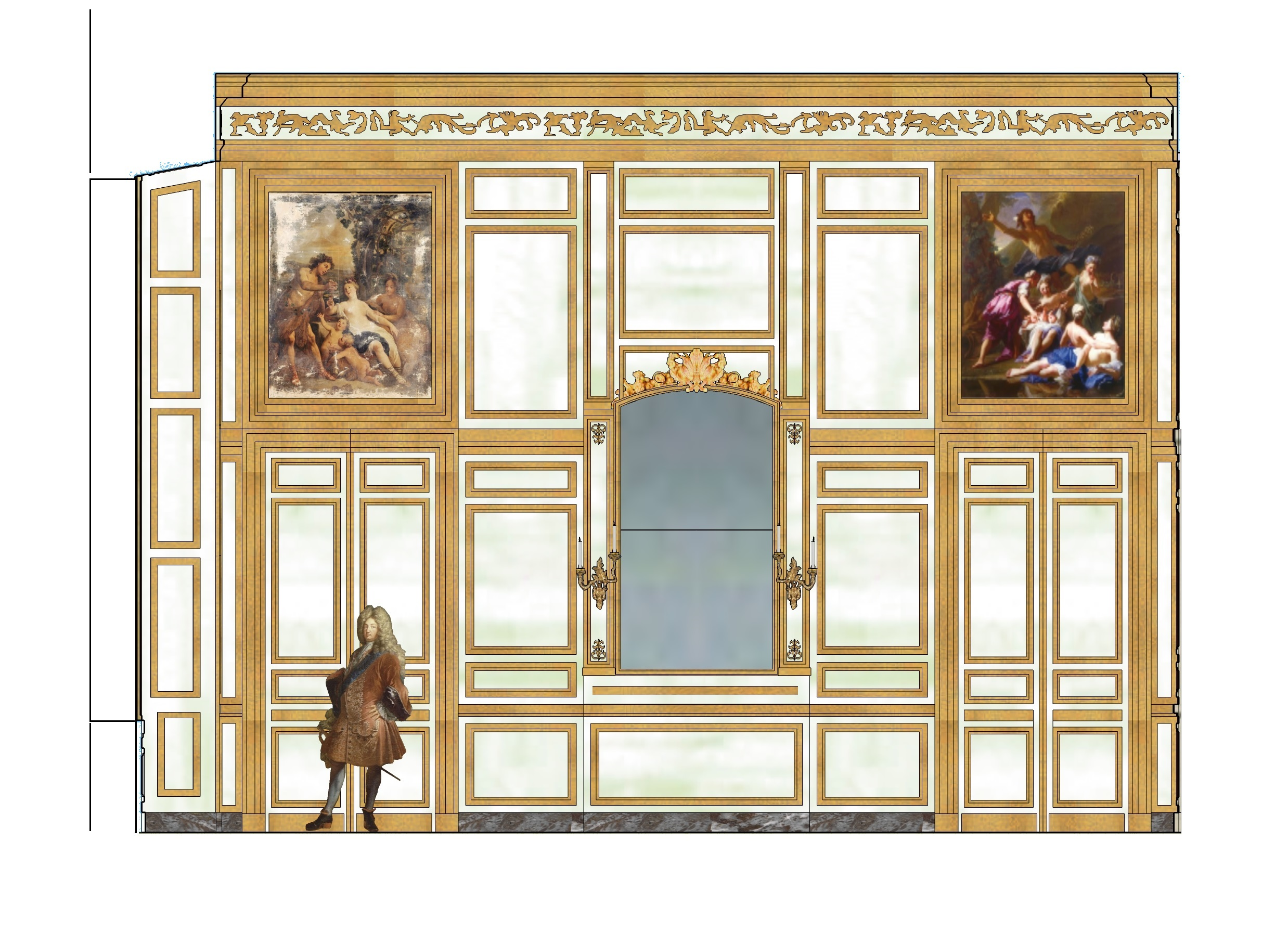
Essai de restitution de la paroi sud de la salle à manger du dauphin à Meudon, vers 1702.
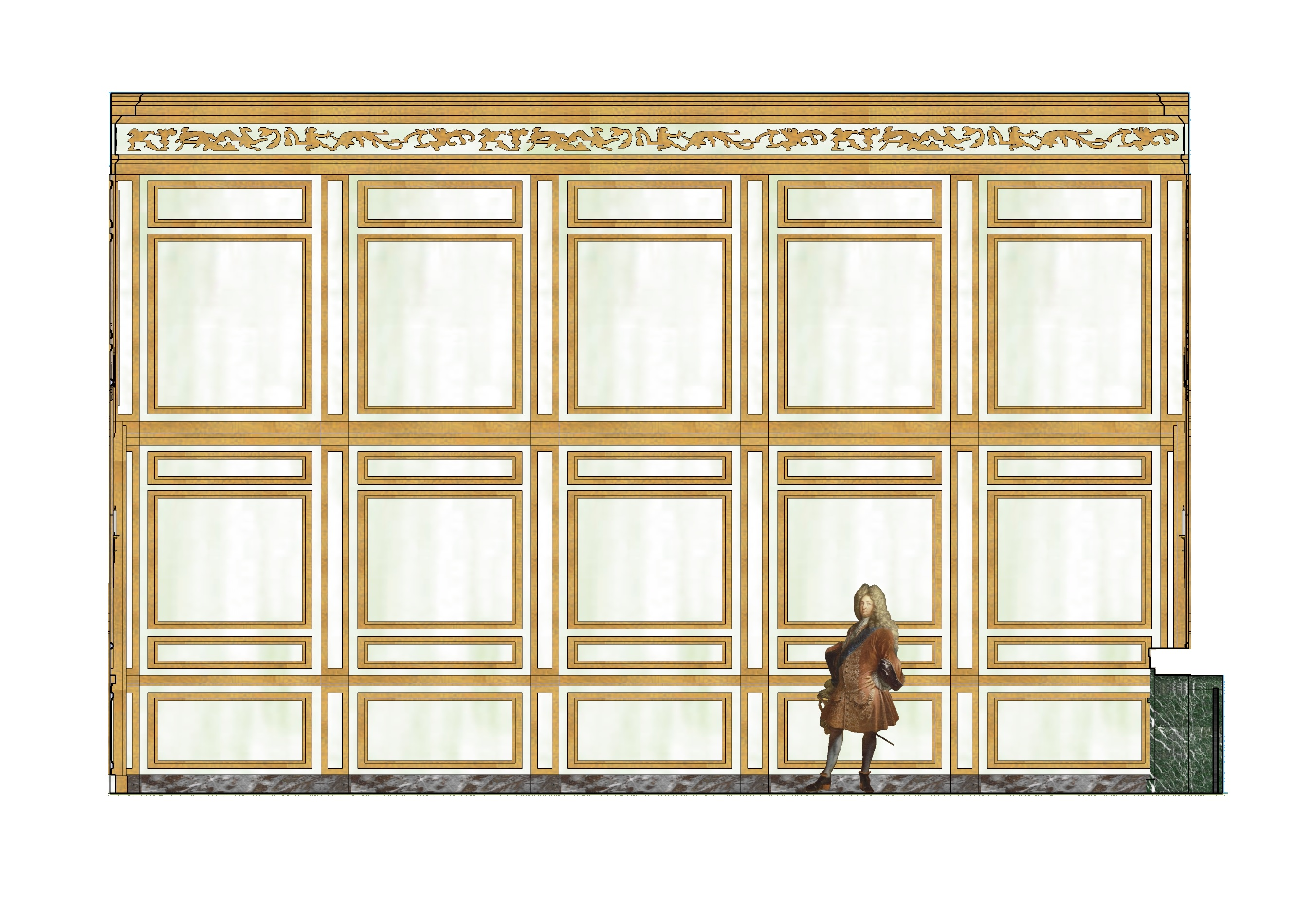
Essai de restitution de la paroi ouest de la salle à manger du dauphin à Meudon, vers 1702.
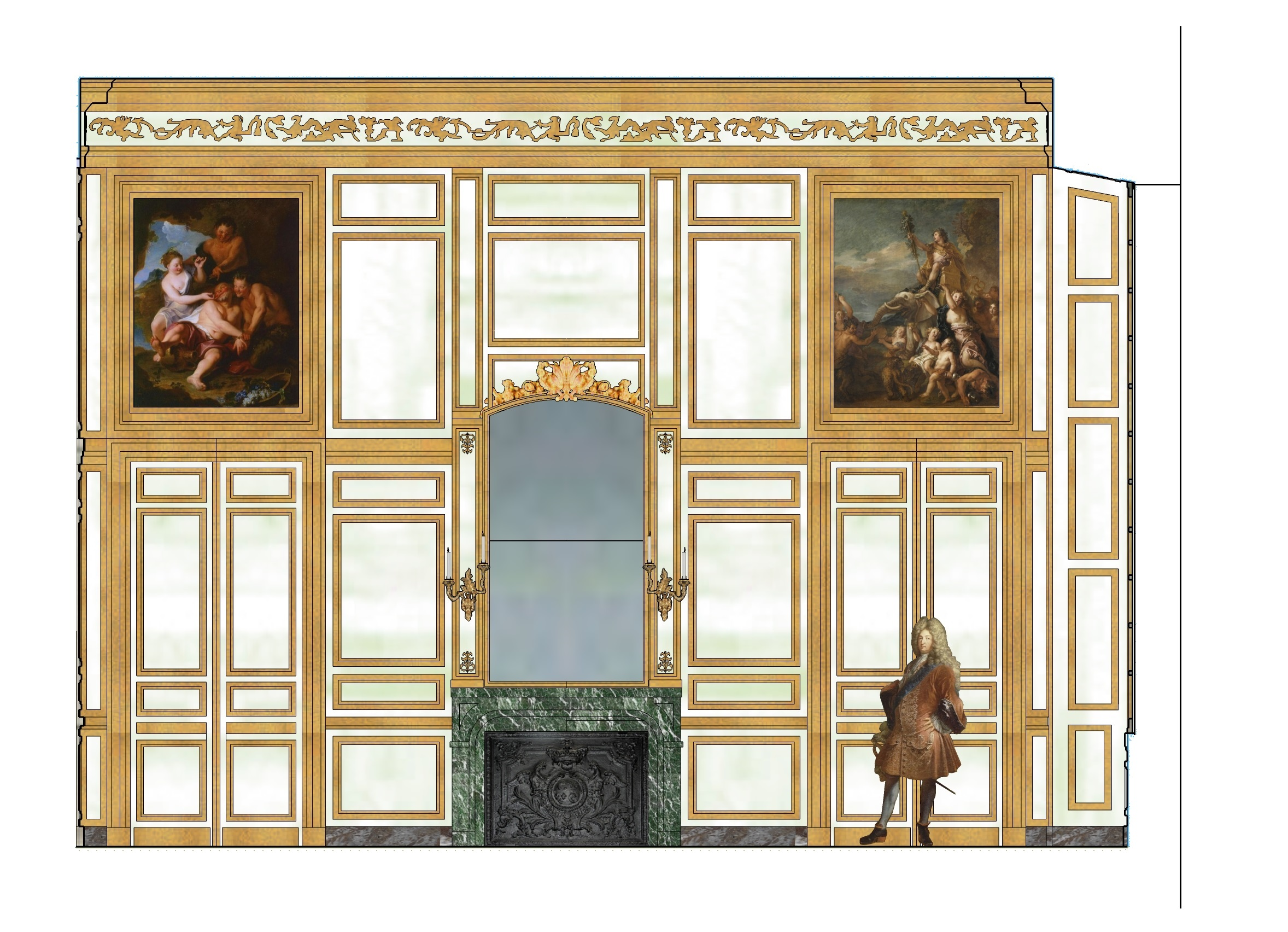
Essai de restitution de la paroi nord de la salle à manger du dauphin à Meudon, vers 1702.

###### Le salon du billard

Essai de restitution du salon du billard de Monseigneur, du Grand Appartement du Dauphin au rez-de-chaussée du château-vieux de Meudon, vers 1700.

À partir de l'année 1700, l'ancien escalier de Louvois et Jules Hardouin-Mansart est condamné pour créer une enfilade de pièces, dont le « salon du Billard ». L’inventaire de 1775 indique que la pièce est « boisée de hauteur, à cadres dorés, corniche dorée, cheminée de marbre gryotte ». Monseigneur commande pour cette pièce une série de peintures en dessus de porte, de même taille et de forme ovale. Il s’agit :
- De Charles de La Fosse : Hercule entre le Vice et la Vertu ; « dans le haut du tableau la Sagesse qui est représentée par Minerve, dont un enfant porte le bouclier, montre du doigt à Hercule le temple de Mémoire placé sur la gauche. H. 4 pieds 10 pouces ; L. 3 pieds 5 pouces ; ovale. Dessus de porte. Salle de Billard. » Pour l’exécution de cette œuvre, Charles de La Fosse a été payé en deux fois, 600 livres en 1700 puis 200 livres en 1701, « pour parfait paiement de 800 livres pour le tableau qu’il a fait à Meudon représentant Hercule ». (CBR t IV col 675). Le tableau, peint en 1700, avait un format de 3 pied 10 pouces2 sur 3 pied 5 pouces. Villot a correctement identifié le tableau de Meudon avec une toile, devenue rectangulaire, déposée au musée de Nevers en 1872 (Inv. Villot, no 4538, 1,20 × 1,09 m).
- De Jean Jouvenet : Latone et les paysans de Lycie, où l’on découvre « Latone avec ses deux fils demandant de l’eau aux paysans de Lycie qui luy en ayant refusé paroit dans une attitude de suppliante, levant les bras en haut, invoquant Jupiter qui les transforme en grenouilles ; dans le fond du paysage il paroit un troupeau de vaches passant sur le bord du marais ». Un exemplaire de cette œuvre est conservé au Musée d’Art et d’Histoire de Meudon, un autre, sans doute l’original, au château de Fontainebleau (CBR t. IV col 675). L’œuvre, ovale comme les autres tableaux, mesure 4 pieds de hauteur pour 3 pieds 6 pouces de largeur. Elle s’inspire directement de la sculpture centrale, en marbre blanc, de la fontaine de Latone des jardins du château de Versailles.
- De Louis de Boullogne le jeune : Céphale et Procris « qui donne un dard à son mary ; elle a le bras gauche étendu et la main appuyée sur une levrette qu’elle semble caresser ; dans le haut du tableau, il paroit un Amour qui porte le flambeau de l’hymen. ». Après avoir été déposé à Compiègne (inv. 8676), le tableau a été envoyé en 1962 au musée de Saint-Étienne sous le titre : Vénus et Adonis, et attribué par erreur à Bon Boullogne. Sa forme ovale ancienne est bien visible. Le tableau a été fait et posé en 1700, comme David et Abigaïl commandé au même peintre. Sa taille est de 4 pieds de hauteur pour 3 pieds 6 pouces de large. Un dessin préparatoire est conservé au Cabinet des Arts Graphiques du musée du Louvre (Inv. 24961).
- D’Antoine Coypel, alors le plus jeune peintre des quatre : Hercule ramenant Alceste des enfers ; hauteur 3 pieds 10 pouces ; largeur 3 pieds. Il s’agit d’ « Hercule rendant à Admète sa femme Alceste qu'il ramène des Enfers », tableau apporté à Meudon par Antoine Coypel lui-même. (CBR t IV col 675). Le tableau a été posé avant mai 1700 selon un mémoire cité par F. Engerand (Inventaires des tableaux du Roy …, Paris, 1899, p. 459). Charles-Antoine Coypel, le fils du peintre a montré la nouveauté de ces sujets littéraires. Pour exécuter la toile de Meudon, Antoine Coypel s’est fait traduire par Mme Dacier le cinquième acte de la tragédie d’Euripide. Le tableau est conservé au Musée d’Art et d’Histoire de Cholet. L’œuvre était anciennement intitulée « Hercule délivrant Thésée » ! En mai 1700, Antoine Coypel vient lui-même à Meudon faire installer son œuvre à peine achevée.

Les 4 toiles ovales du salon du billard de Monseigneur, à Meudon tout au long du XVIIIe siècle
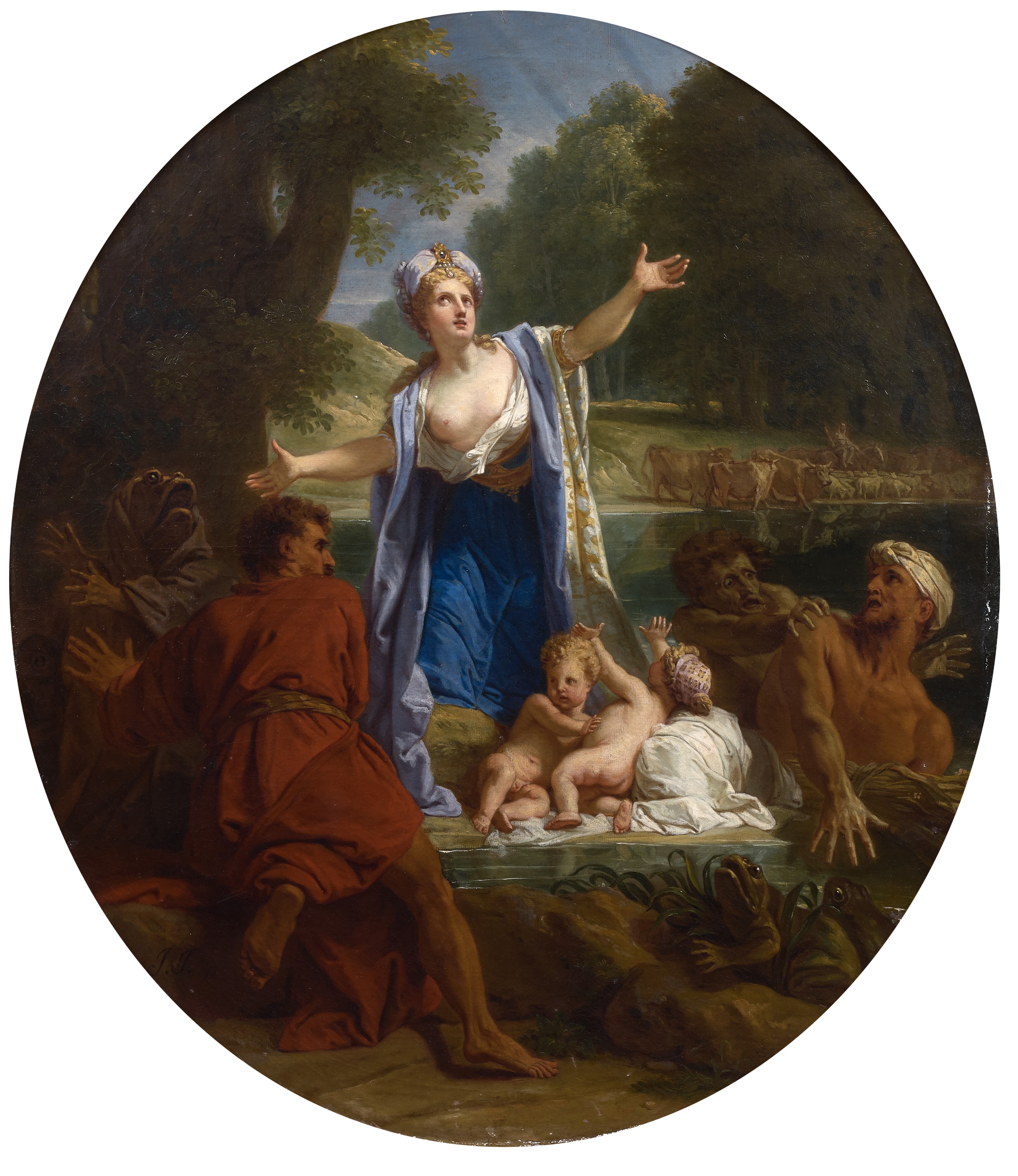
Latone et les paysans de Lycie, Jean Jouvenet, musée d'art et d'histoire de Meudon.
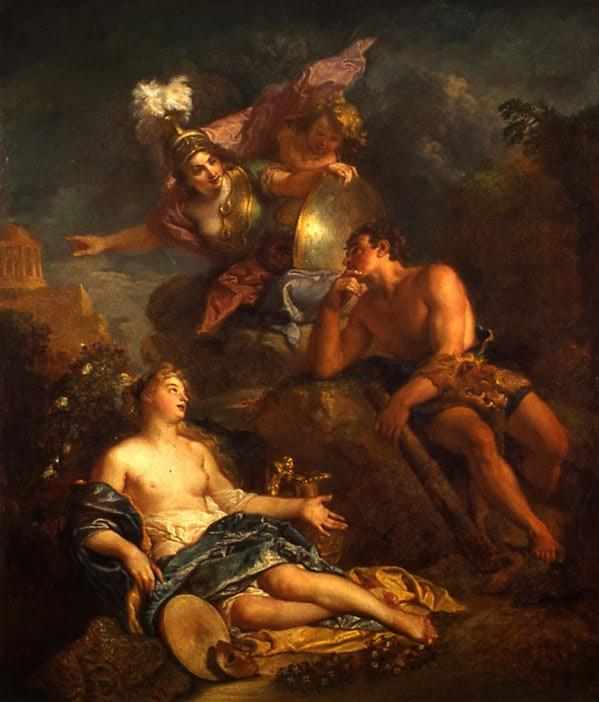
Hercule entre la Volupté et la Vertu, Charles de La Fosse, musée de Nevers.
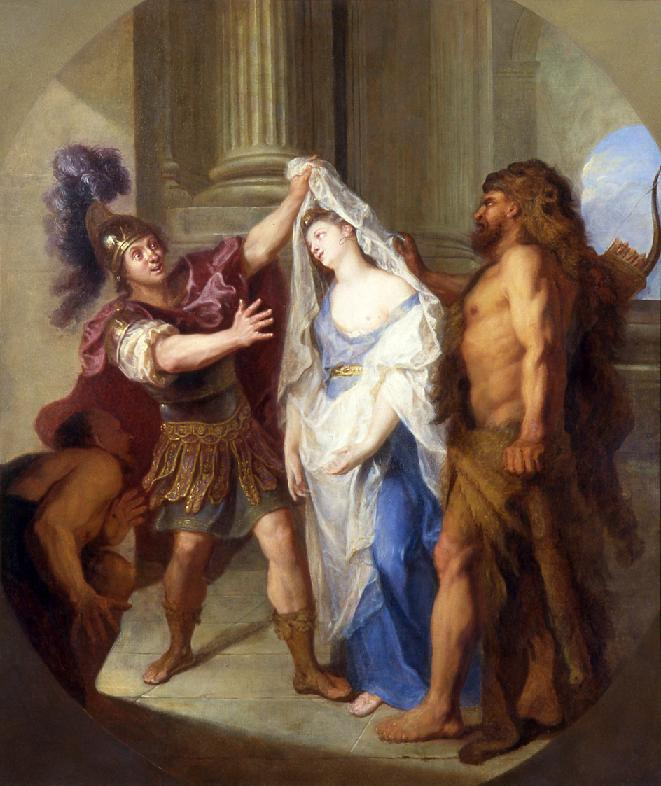
Hercule ramenant Alceste des Enfers, Antoine Coypel, musée d'art et d'histoire de Cholet.
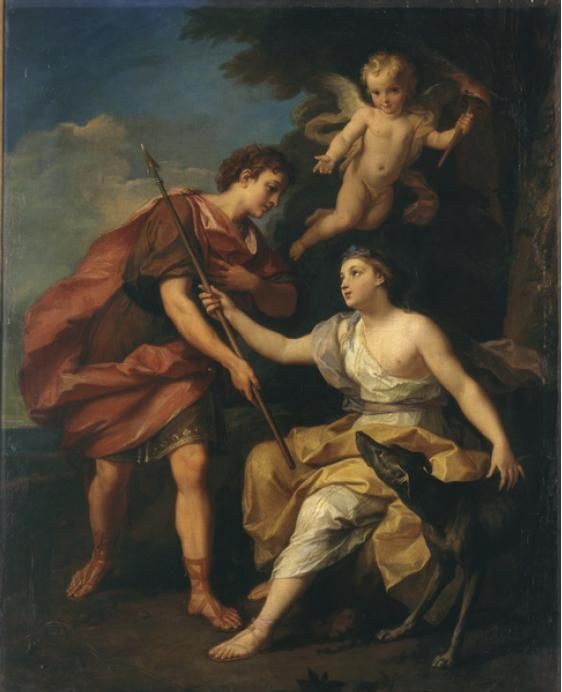
Céphale et Procris, Louis de Boullogne le jeune, Musée des Beaux-Arts de Saint-Étienne.

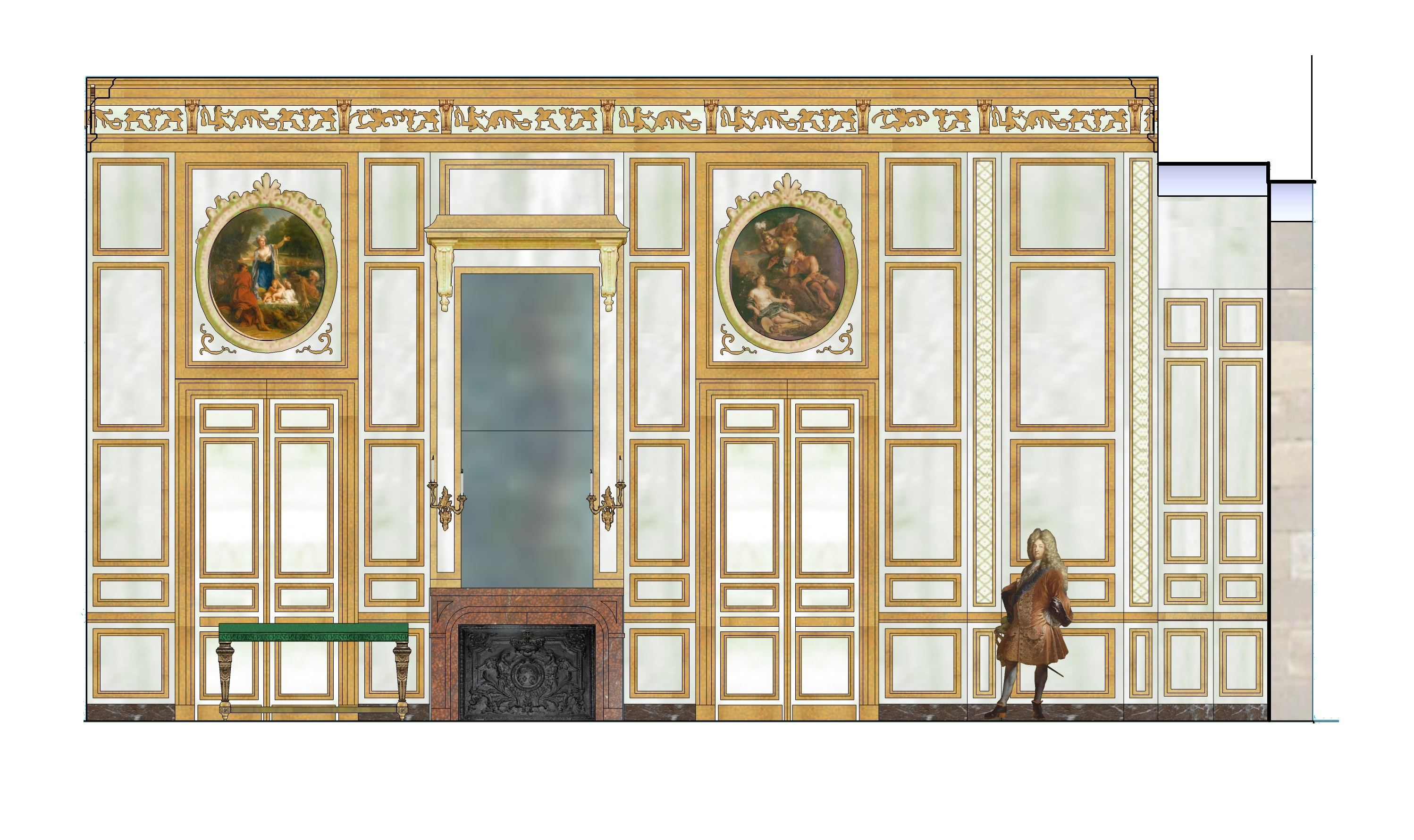
Restitution de la paroi nord du salon du billard du dauphin, château vieux, 1700-1792.
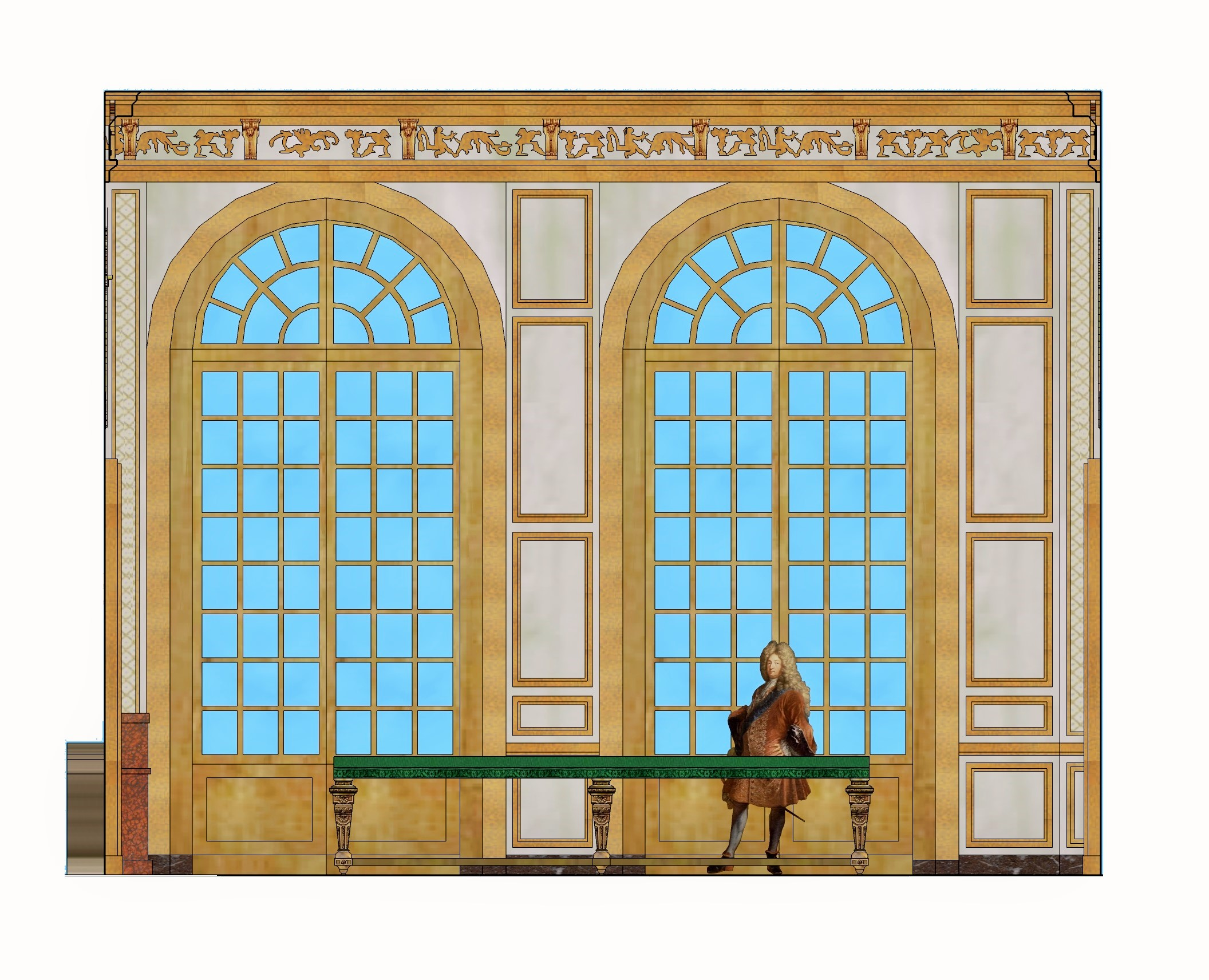
Restitution de la paroi est du salon du billard du dauphin, château vieux, 1700-1792.
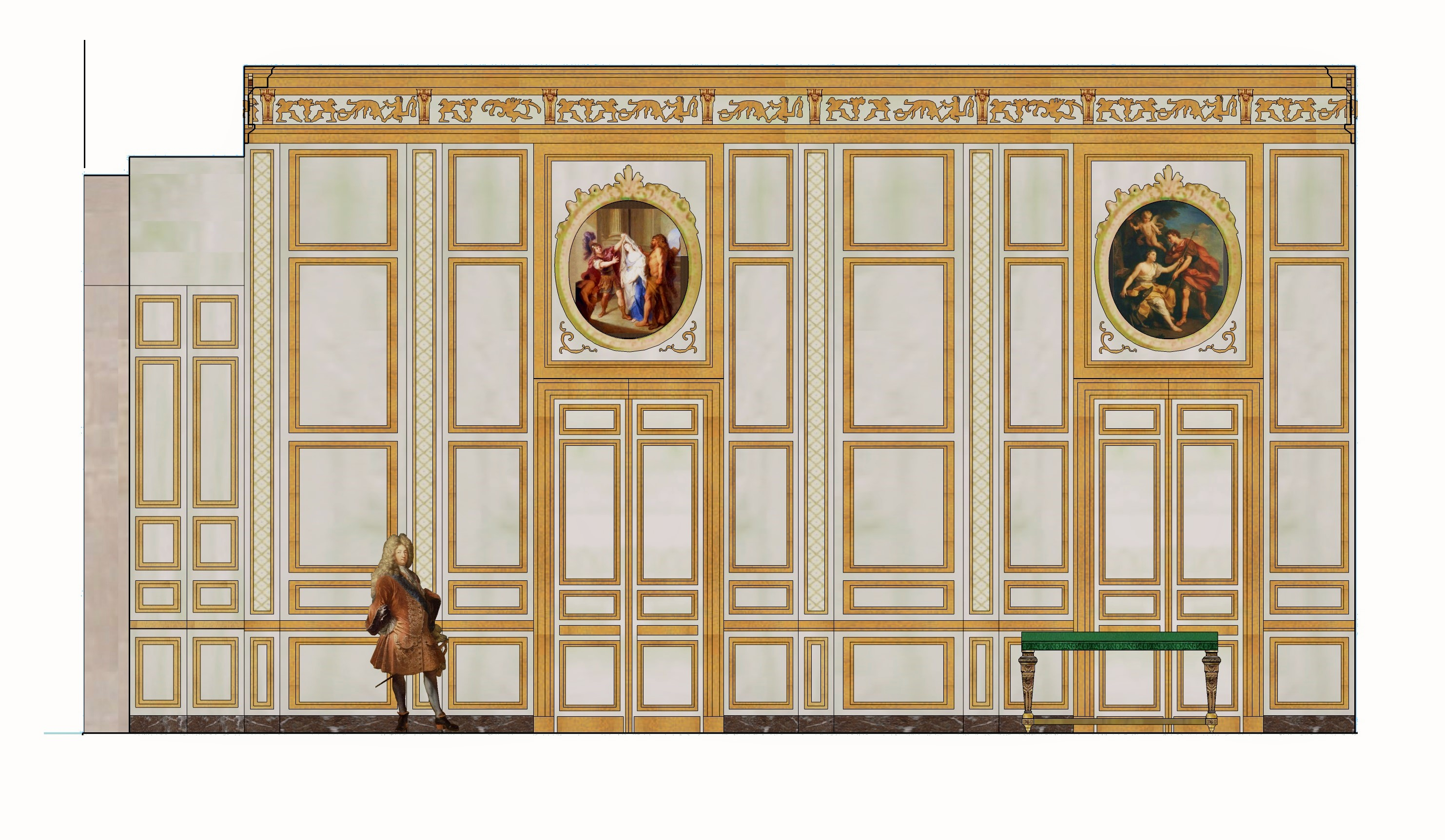
Restitution de la paroi sud du salon du billard du dauphin, château vieux, 1700-1792.
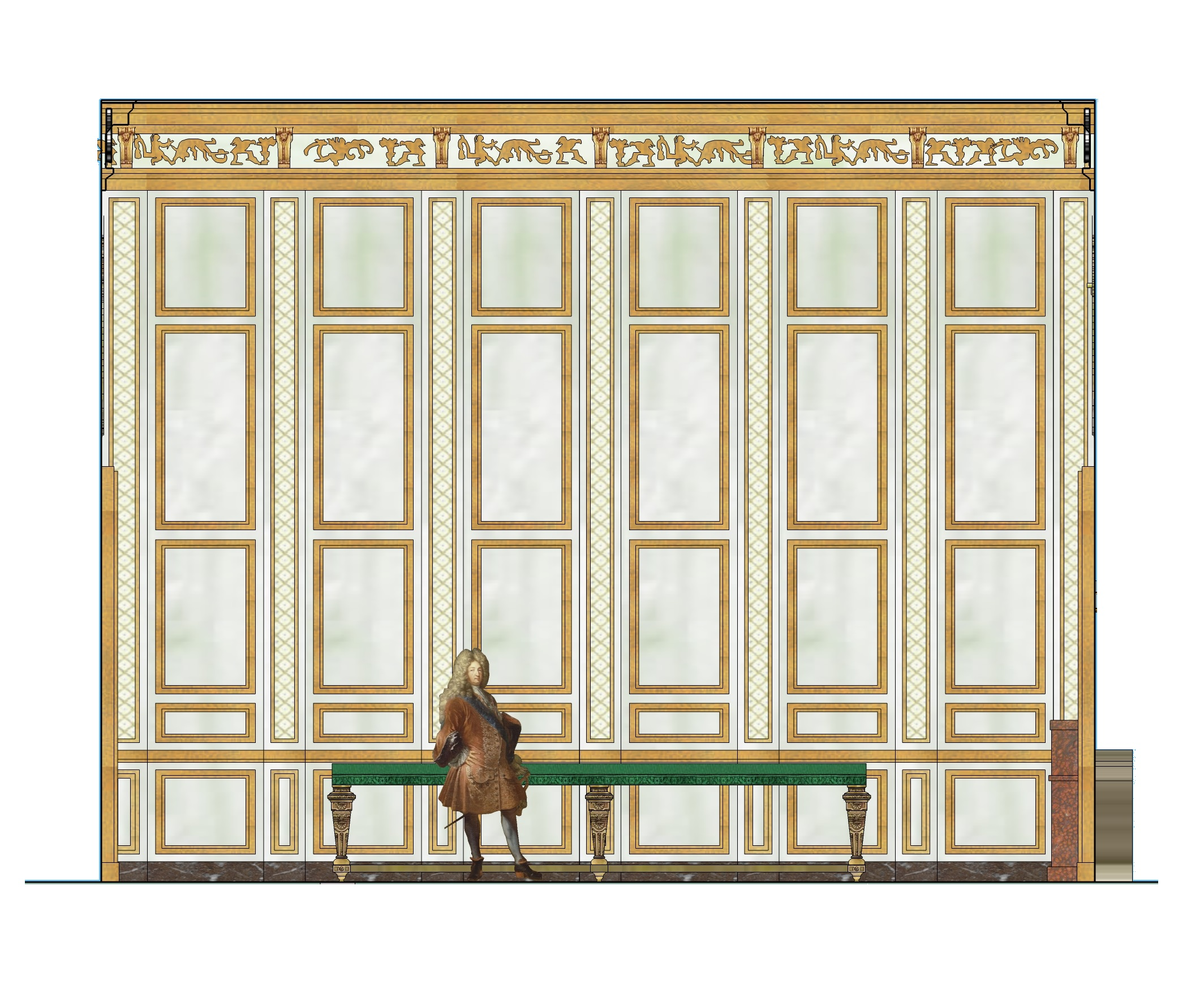
Restitution de la paroi ouest du salon du billard du dauphin, château vieux, 1700-1792.

###### L'antichambre (ancienne salle à manger du Dauphin de 1695 à 1699)

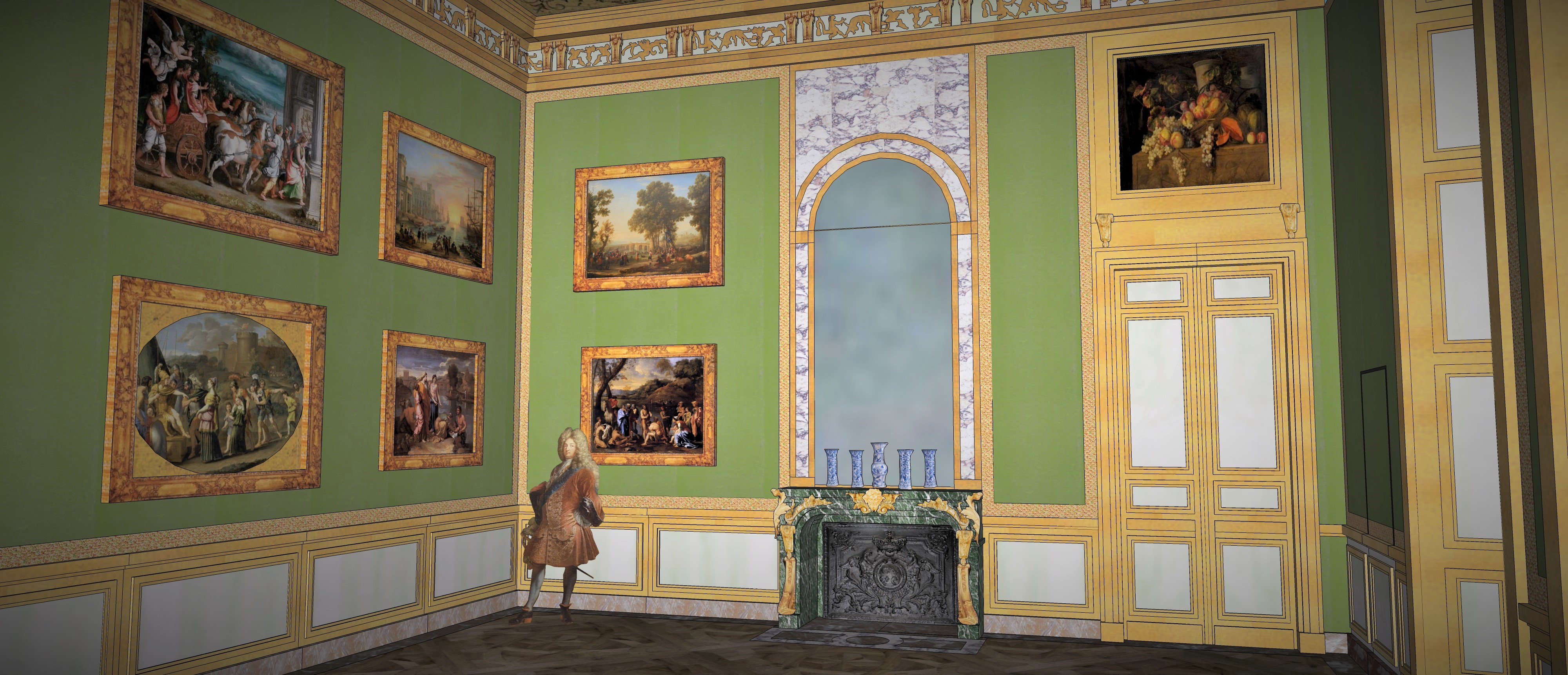
Schéma de restitution de l'antichambre de Monseigneur au château de Meudon, vers 1701, avec la collection de tableaux d'André Le Nostre.

L'ancienne « salle à manger de Monseigneur », qui possédait cette fonction en 1695, va devenir une véritable antichambre avec l’agrandissement de l’appartement. L'inventaire de 1775 indique : « Pièce éclairée de deux croisées, lambris d’apui à cadres dorés, corniche dorée, plafond en arabesque doré et peint par Audran». Dans l’Architecture Françoise, Jacques-François Blondel rappelle son admiration pour ces plafonds d'arabesques de Meudon, bien qu’il en condamne le style pour orner la demeure d’un prince : « D’ailleurs l’on peut réduire ces ouvrages à des nuages avec des Génies, & à quelques belle grisaille qui en forme les extrémités ; décoration préférable à ces riches, mais peu vraisemblables peintures grotesques, dont on voit d’ingénieux desseins d’Audran, & qui sont exécutées avec un succès étonnant dans quelques appartements de Meudon, aussi bien que dans les plafonds & sur les lambris du Château de la Ménagerie : seul bâtiment où ce genre de peinture soit convenable ». » L’inventaire de 1775 ajoute qu’on y trouve également une « cheminée de marbre vert Campan, le dessus de cheminée décoré en marbre de toutte la hauteur avec des paremens de bronze dorés d’or moulu, la glace en deux morceaux, le premier de 52 pouces de largeur sur 96 pouces de hauteur, le second de 52 pouces idem sur 26 pouces de hauteur. Deux tableaux au-dessus des portes de chacun 3 pieds 6 pouces de largeur sur 2 pieds 9 pouces de hauteur, représentants des fruits et des fleurs, peints par Batiste Fontenay ».
Dans cette antichambre, le dauphin va placer la collection de tableaux offerte par André Le Nostre à Louis XIV en 1693, et que le roi mit à la disposition de son fils. Ces œuvres sont aujourd'hui conservées au musée du Louvre.

###### La chambre du Grand Dauphin

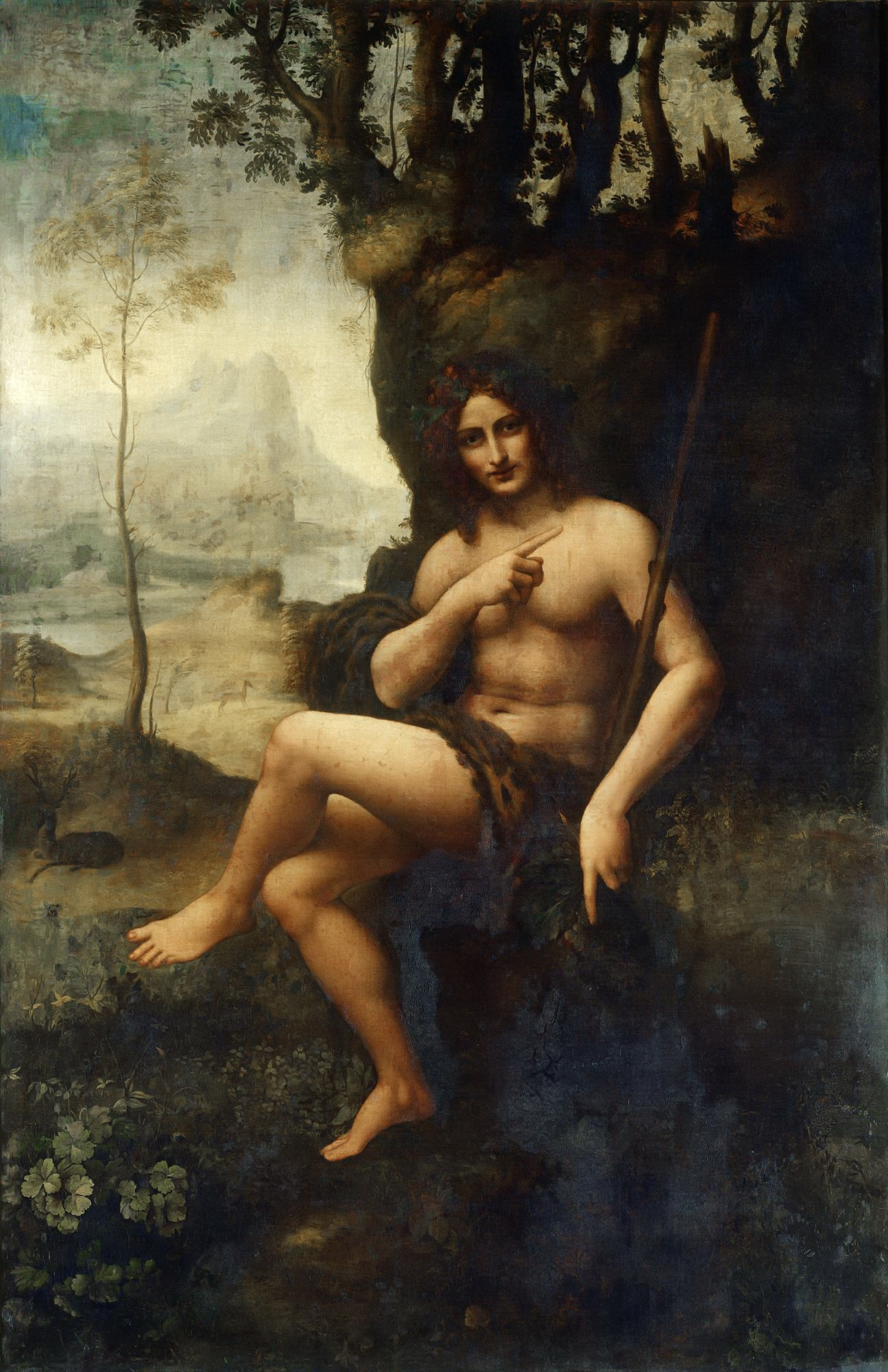
Le Bacchus anciennement attribué à Léonard de Vinci, musée du Louvre, œuvre en place dans la chambre de Monseigneur en 1705.

L’inventaire de 1775 indique que la chambre du Dauphin possède des : « Lambris d’apui à cadres dorés, corniche dorée, plafond doré et peint en arabesques par Audran, cheminée de marbre serancolin, le dessus en marbre de brêche violette, le tout très ornée de bronze doré d’or moulu. (…) Deux tableaux en dessus de portes de 3 pieds 5 pouces sur 4 pieds 1 pouce de large représentant des fruits peints par Batiste ». C’est dans cette pièce que Monseigneur est mort le 14 avril 1711. Cette cheminée a excité la curiosité des chercheurs : la célèbre petite peinture conservée à Versailles, représentant « le Régent dans son Cabinet de travail avec le duc de Chartres » avait été considérée par Fiske Kimball comme représentant le Dauphin à Meudon. Certes, on y retrouve le type de meubles et de décors qui pouvaient orner le château. Mais Jérôme de La Gorce pose la bonne question en écrivant : « Cet intérieur a-t-il du reste vraiment existé ? N’est-il pas surprenant que la cheminée, le lambris à gauche de la porte et le bureau, c'est-à-dire la plupart des éléments du décor figurent de façon identique dans l’œuvre gravée de Bérain ? Le peintre, assez médiocre du reste, dont la carrière demeure obscure, n’aurait-il pas alors eu recours aux planches publiées par le dessinateur pour reconstituer un cadre digne des personnages qu’il représenta ?». L’inventaire du mobilier de la couronne mentionne à l’année 1695 : « [n°]1615 – Un emmeublement [sic] de contretaille de velours rouge et satin jaune, brodé et lizeré d’argent, inventorié cy devant au {{n°|783}}, que l’on a rehaussé et accommodé pour servir à Monseigneur le Dauphin, à Meudon, consistant présentement en un lit complet, quatre fauteuils, huit sièges pliants, deux carreaux, deux portières, six feuilles de paravents, une chaise d’affaire et deux tapisseries ». En outre, Monseigneur récupéra, pour sa chambre, le petit bureau d’ébène incrusté de cuivre et d’écaille qu’il avait acheté à Godron et qui comportait un plateau soutenu par huit cariatides de bronze avec, au milieu de la marqueterie, un amour sur une escarpolette. La pièce comprenait, outre ce bureau, une table et deux guéridons dont les tablettes étaient décorées de grotesques à la chinoise avec des personnages et des oiseaux. 

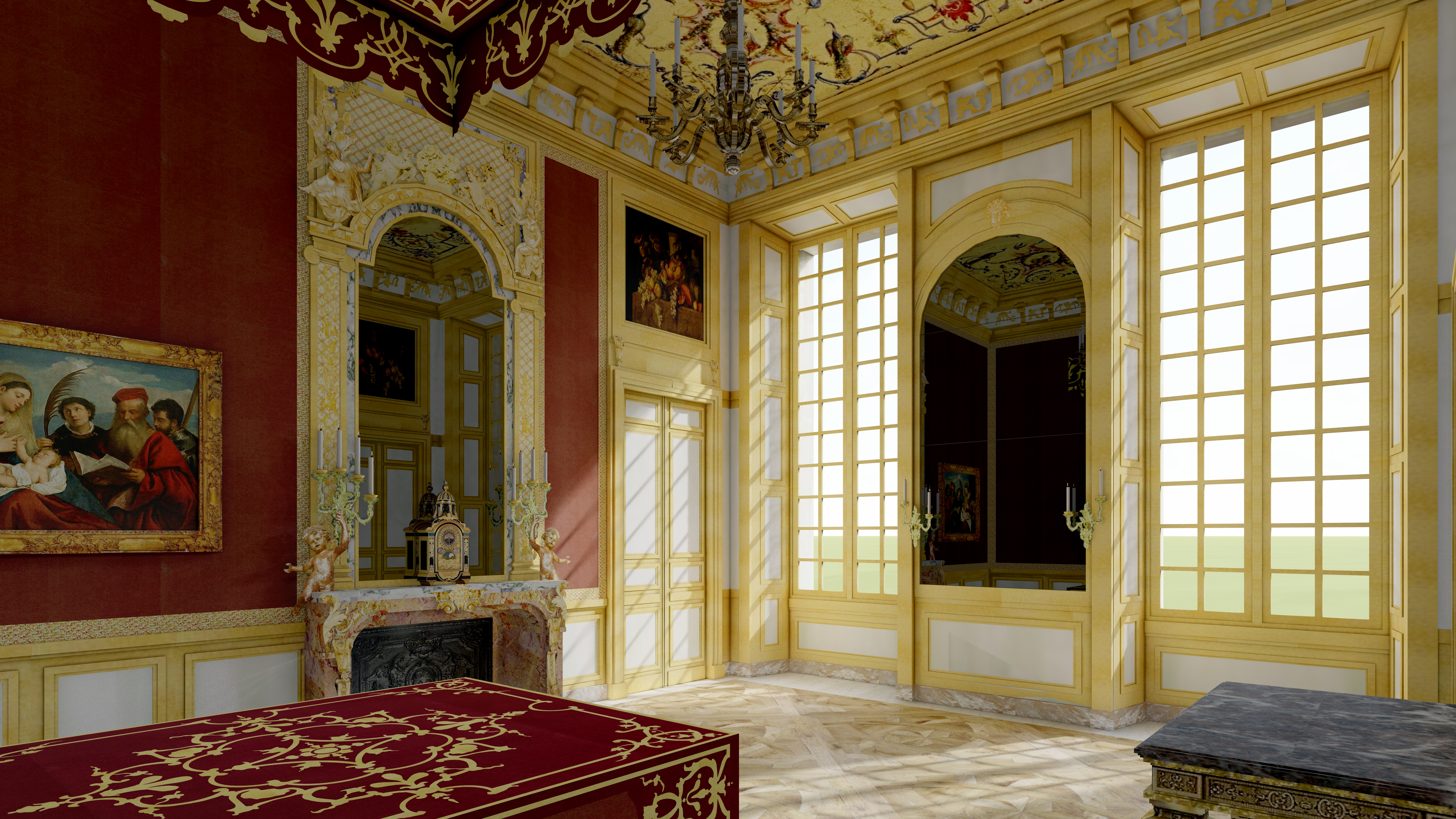
Essai de restitution de la chambre de Monseigneur, au sein du « Grand Appartement » du rez-de-chaussée de l'aile est du château-vieux de Meudon. Vers 1700-1711. (Les mesures des miroirs sont justifiées par les sources)

###### Le cabinet d'angle

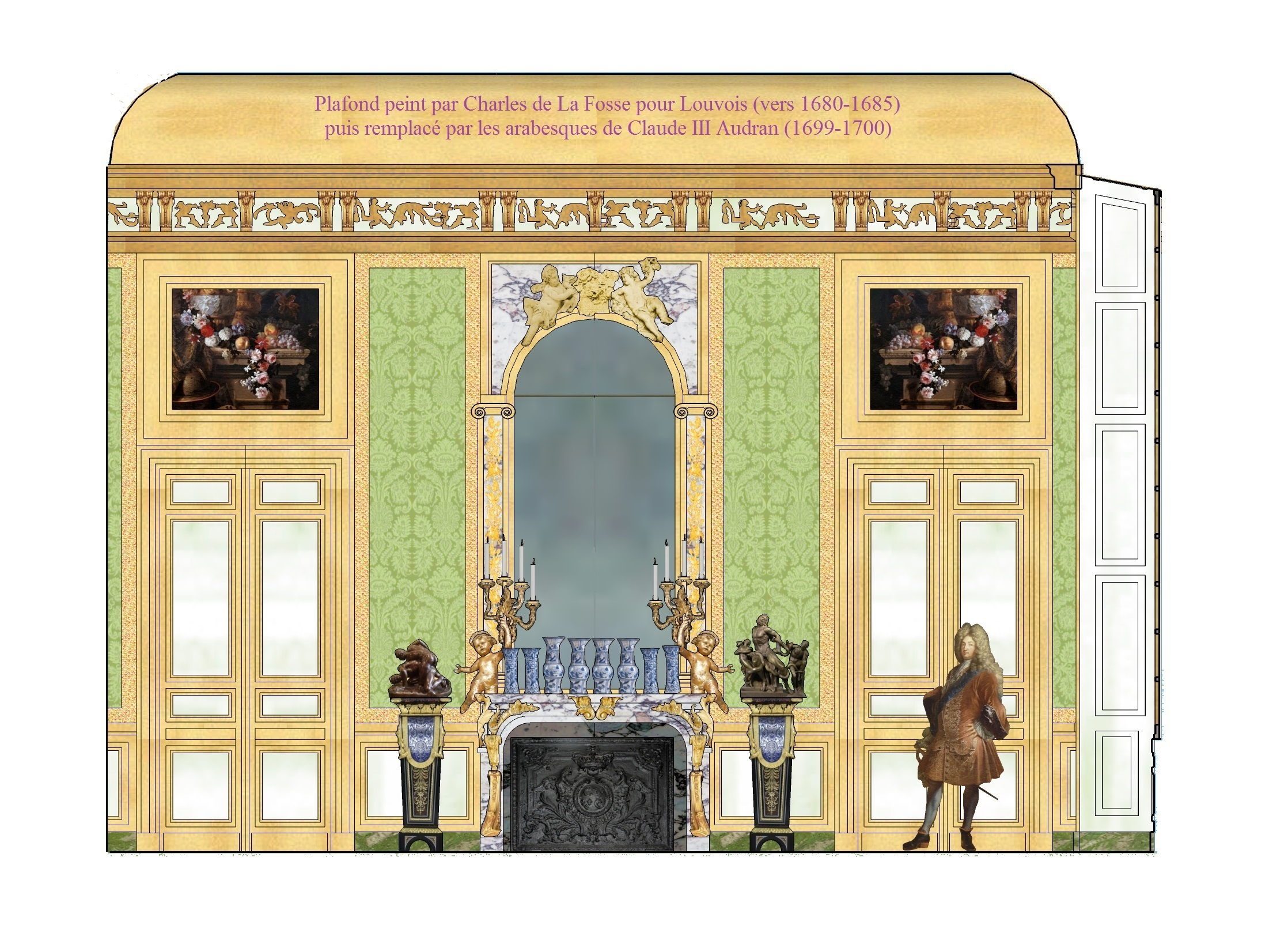
Essai de restitution de la coupe du cabinet d'angle du dauphin. fin XVIIe siècle, début XVIIIe siècle.

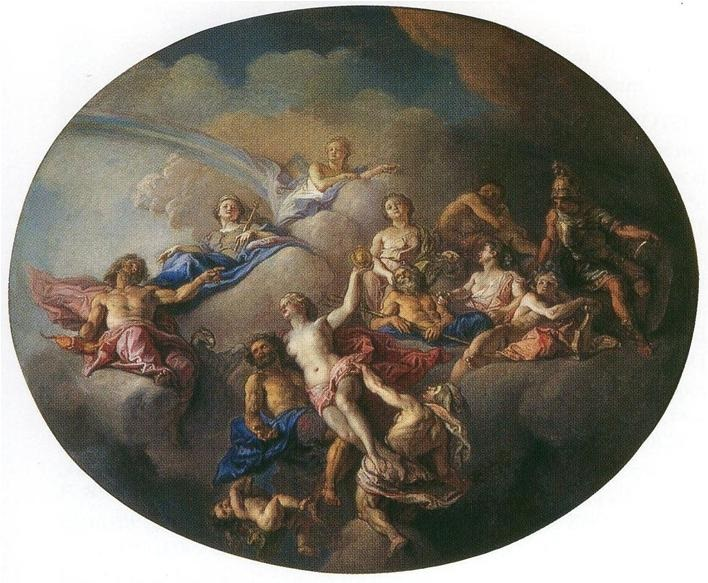
Le triomphe de Pandore, Charles de La Fosse. Vers 1685. Collection particulière. Modello pour le plafond peint pour Louvois. Monseigneur fera supprimer ce plafond, lui préférant les arabesques de Claude Audran III.

L’inventaire de 1775 indique que la pièce est ornée de « Lambris d’apui à grands cadres dorés, corniche dorée, plafond doré avec arabesques peints par Audran. Cheminée de marbre brèche violette, le dessus décoré en marbre de toute la hauteur avec des bronzes très riches en enfants et en ornements dorés d’or moulu (…) ». Comme pour les deux pièces précédentes, Audran a décoré d’arabesques le plafond de la pièce : « venu à Meudon le 22 avril 1699, le roi en est reparti le 24 ; le surlendemain, le 25 [sic] avril, Mansart reçoit de Monseigneur l’ordre de faire effacer les peintures du plafond de son cabinet d’angle, de l’ « imprimer de trois couches de blanc, et y peindre un plat-fond de Grotesques comme celuy de la chambre [du Dauphin] ». Le plafond qui fut alors effacé ne peut être que celui réalisé par Charles de La Fosse pour Louvois, ayant pour sujet Pandore, et dont le modello a été identifié par Clémentine Gustin-Gomez. On y trouvait en 1702 : « Dans le Grand Cabinet de Monseigneur : Cinq Porcelaines 630 Louis ; Deux Bronzes 180 Louis ». Stéphane Castelluccio a identifié ces deux bronzes comme étant Le Laocoon et les Lutteurs, pour lesquels Monseigneur commanda certainement leurs riches « pieds de marqueterie ». Enfin, l’inventaire du mobilier de la Couronne (Tome II, p. 434, 1697) indique sous le numéro : « 1768 – Quatre paillassons de couty rayé des deux costez remplys de laine, avec leurs cordons de fil de plusieurs couleurs, pour les croisées du cabinet de Monseigneur, à Meudon ».
Saint-Simon, décrivant la mort du Grand Dauphin, nous indique que c’est dans cette pièce, le 14 avril 1711 au soir, que se déroule la fameuse scène des allées et venues entre le « Cabinet » d’angle, où se trouve le Roi, et la chambre attenante où est en train d’agoniser Monseigneur : « Comme il [le roi] était près d'entrer dans la chambre, Mme la princesse de Conti, qui avait eu le temps d'accourir chez Monseigneur dans ce court intervalle de la sortie de table, se présenta pour l'empêcher d'entrer. Elle le repoussa même des mains, et lui dit qu'il ne fallait plus désormais penser qu'à lui-même. Alors le roi, presque en faiblesse d'un renversement si subit et si entier, se laissa aller sur un canapé qui se trouva à l'entrée de la porte du cabinet par lequel il était entré, qui donnait dans la chambre. Il demandait des nouvelles à tout ce qui en sortait, sans que presque personne osât lui répondre (…). Mme de Maintenon, accourue auprès du roi, et assise sur le même canapé, tâchait de pleurer. Elle essayait d'emmener le roi, dont les carrosses étaient déjà prêts dans la cour, mais il n'y eut pas moyen de l'y faire résoudre que Monseigneur ne fût expiré. Cette agonie sans connaissance dura près d'une heure depuis que le roi fut dans le cabinet. Mme la Duchesse et Mme la princesse de Conti se partageaient entre les soins du mourant et ceux du roi, près duquel elles revenaient souvent, tandis que la Faculté confondue, les valets éperdus, le courtisan bourdonnant, se poussaient les uns les autres, et cheminaient sans cesse sans presque changer de lieu ». »

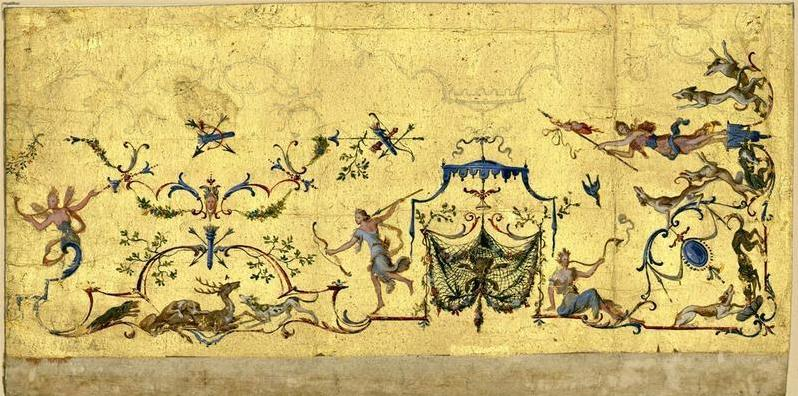
Arabesques sur fond or par Claude Audran III, vers 1700. Archives des Arts décoratifs de Paris, inv. 5482 A. Pour la Ménagerie de Versailles ou l'appartement du Dauphin à Meudon.
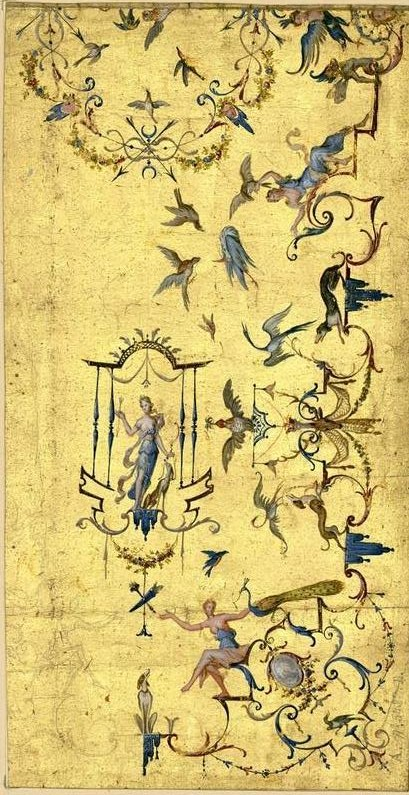
Autres décors d'Audran, inv. 5482 B.

##### L'appartement dit du duc et de la duchesse de Bourgogne

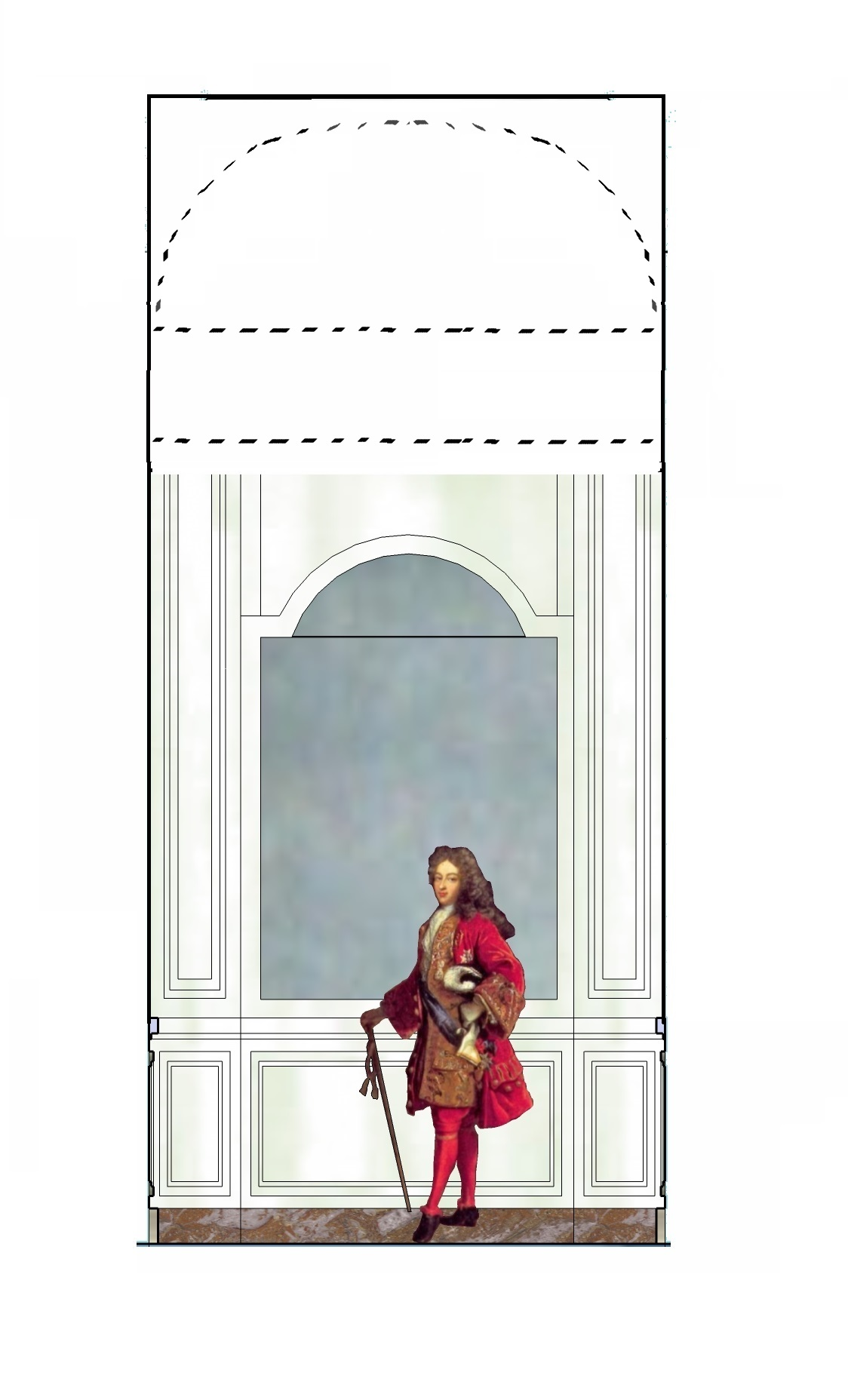
Schéma de la paroi nord du cabinet de la duchesse de Bourgogne à Meudon.

Il se situait entre le Grand Vestibule et l'appartement de Monseigneur.
Cette enfilade de pièces constituait l'appartement principal d'Abel Servien, lequel y est mort dans sa chambre du rez-de-chaussée, en 1659.
Quand Monseigneur s'installa à Meudon, en 1695, il destina ce logement, voisin du sien, à Monsieur, qui l'occupa jusqu'à son décès en 1701. À partir de cette date, le logement fut occupé par le duc et la duchesse de Bourgogne, jusqu'à leur décès en 1712.
Le décor de ces pièces ainsi que de tout le château était similaire aux boiseries du château de Bercy.

###### La chambre de la duchesse de Bourgogne
L'inventaire de 1775 donne les mesures précises des miroirs, un au-dessus de la cheminée qui était cintré par le haut, et l'autre entre les deux baies, de trois miroirs rectangles. La vue donnait sur le parterre du château vieux.
Il ne semble pas que la pièce ait été dorée, car l'inventaire de 1775 ne le mentionne pas. Toutefois, la pièce était richement ornée de sculptures, étant boisée de toute la hauteur.

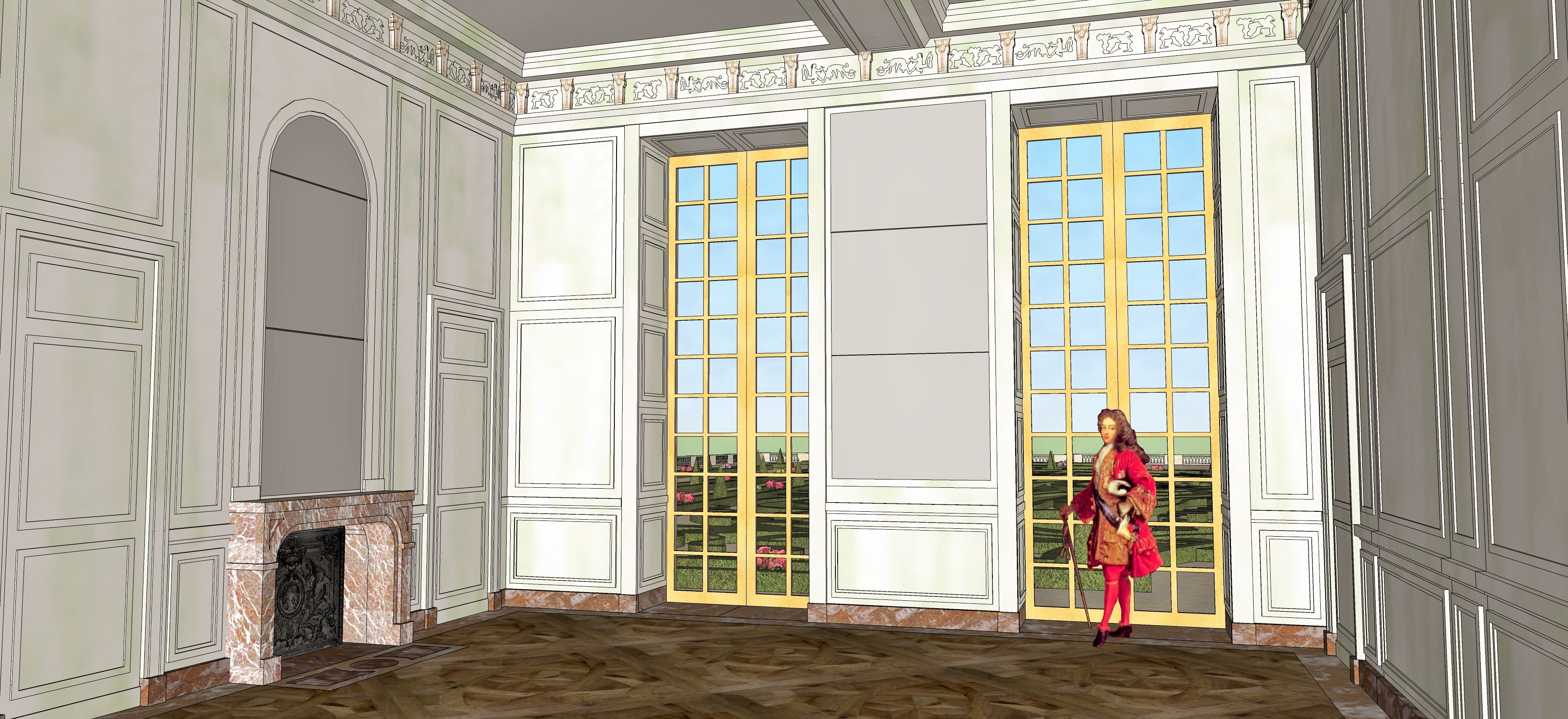
Restitution de la chambre de la duchesse de Bourgogne, vers 1705.
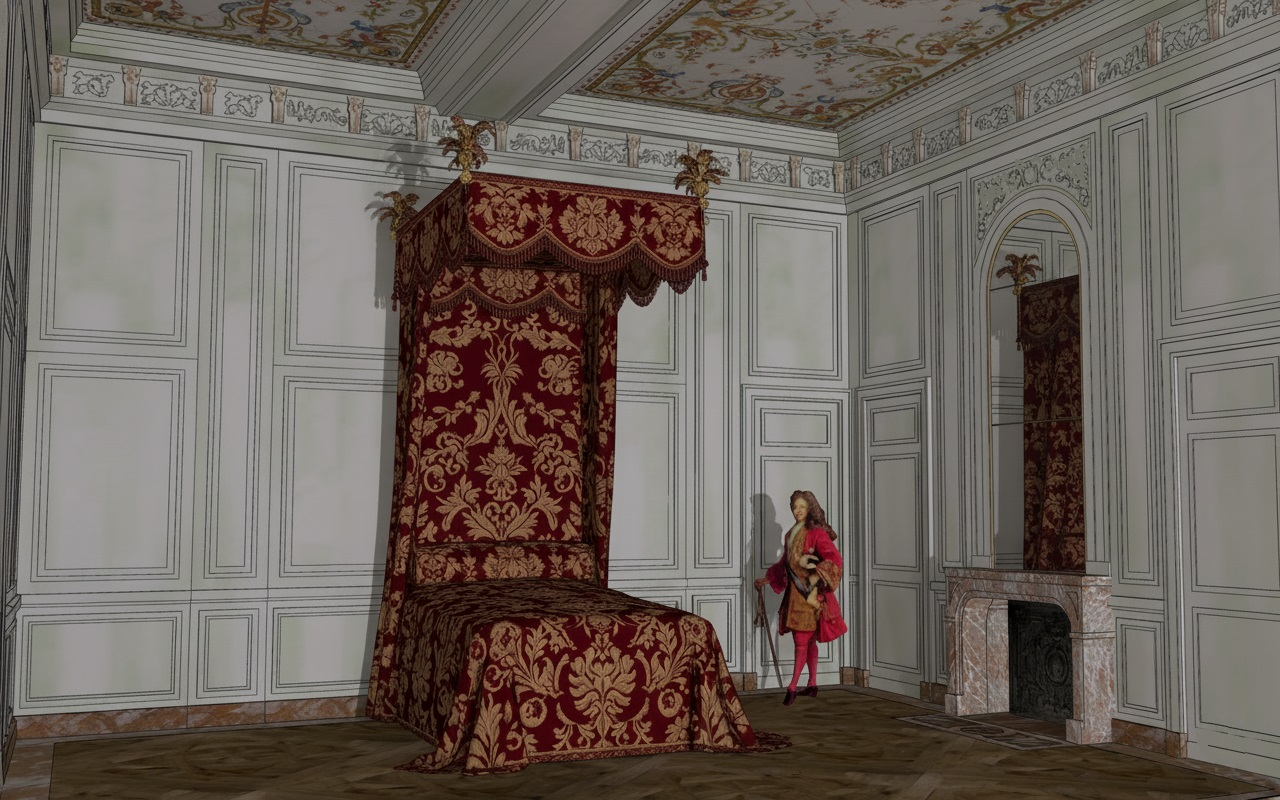
Autre restitution de la chambre de la duchesse de Bourgogne, vers 1705.

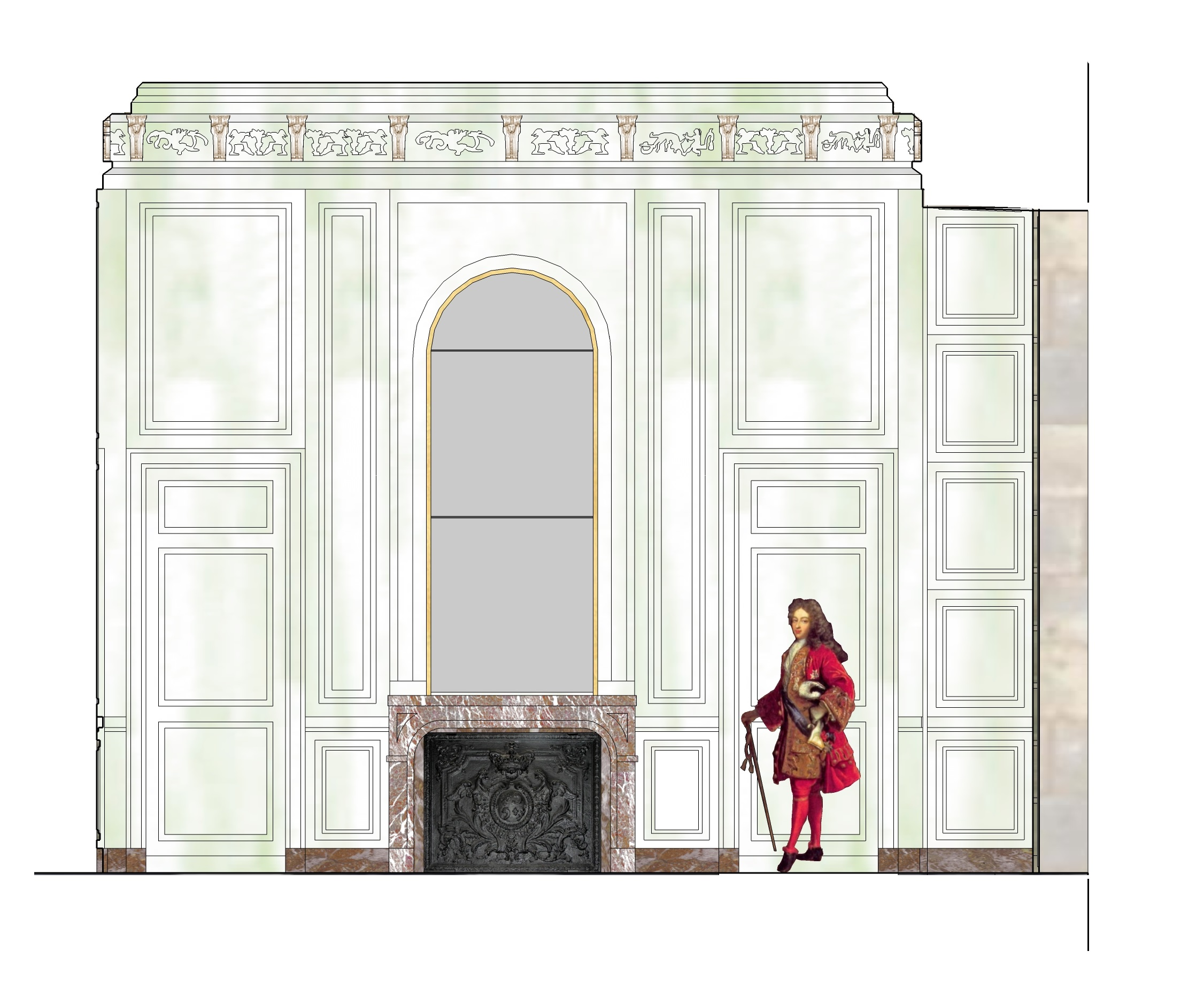
Restitution de la paroi est de la chambre de la duchesse de Bourgogne, vers 1705.
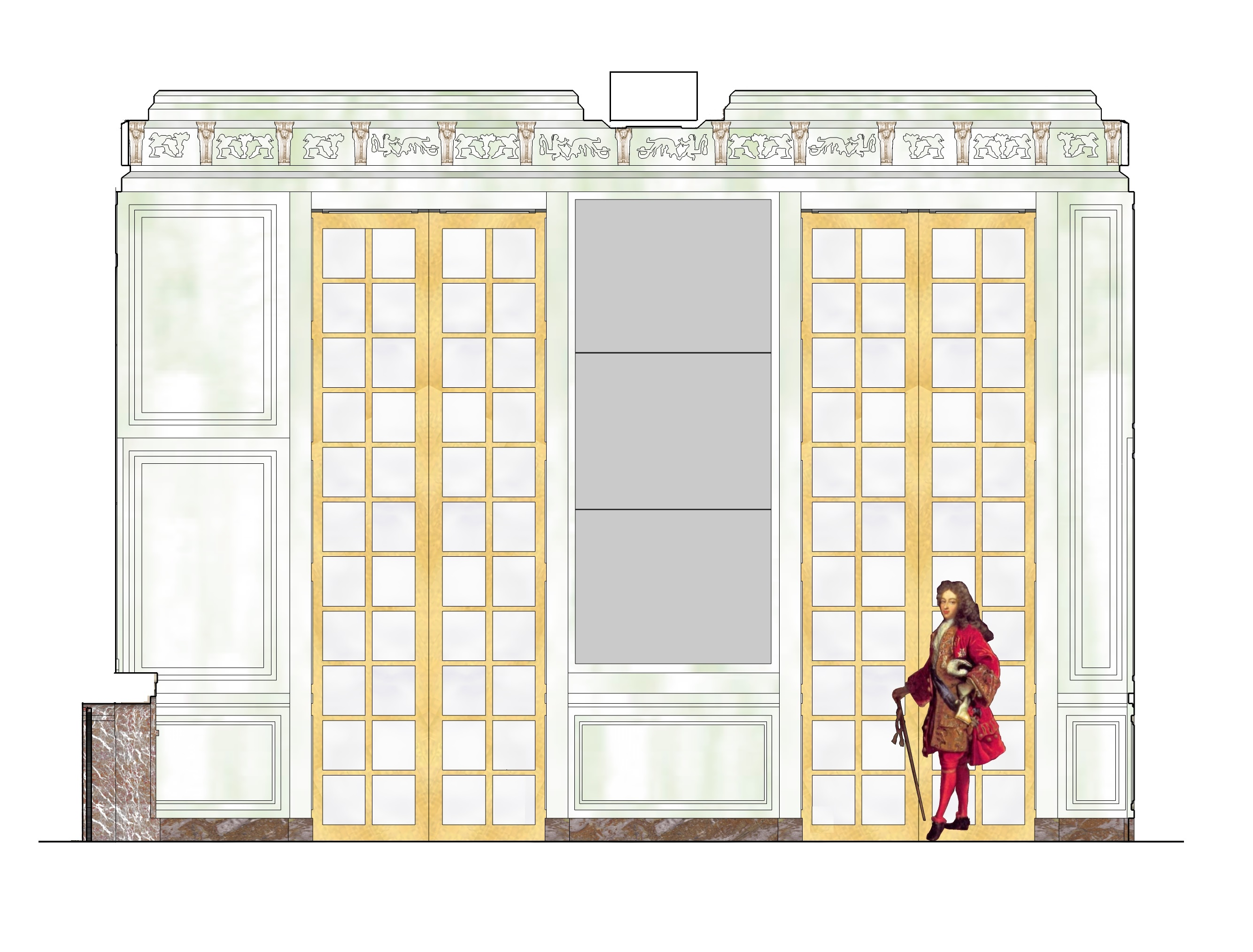
Restitution de la paroi sud de la chambre de la duchesse de Bourgogne, vers 1705.
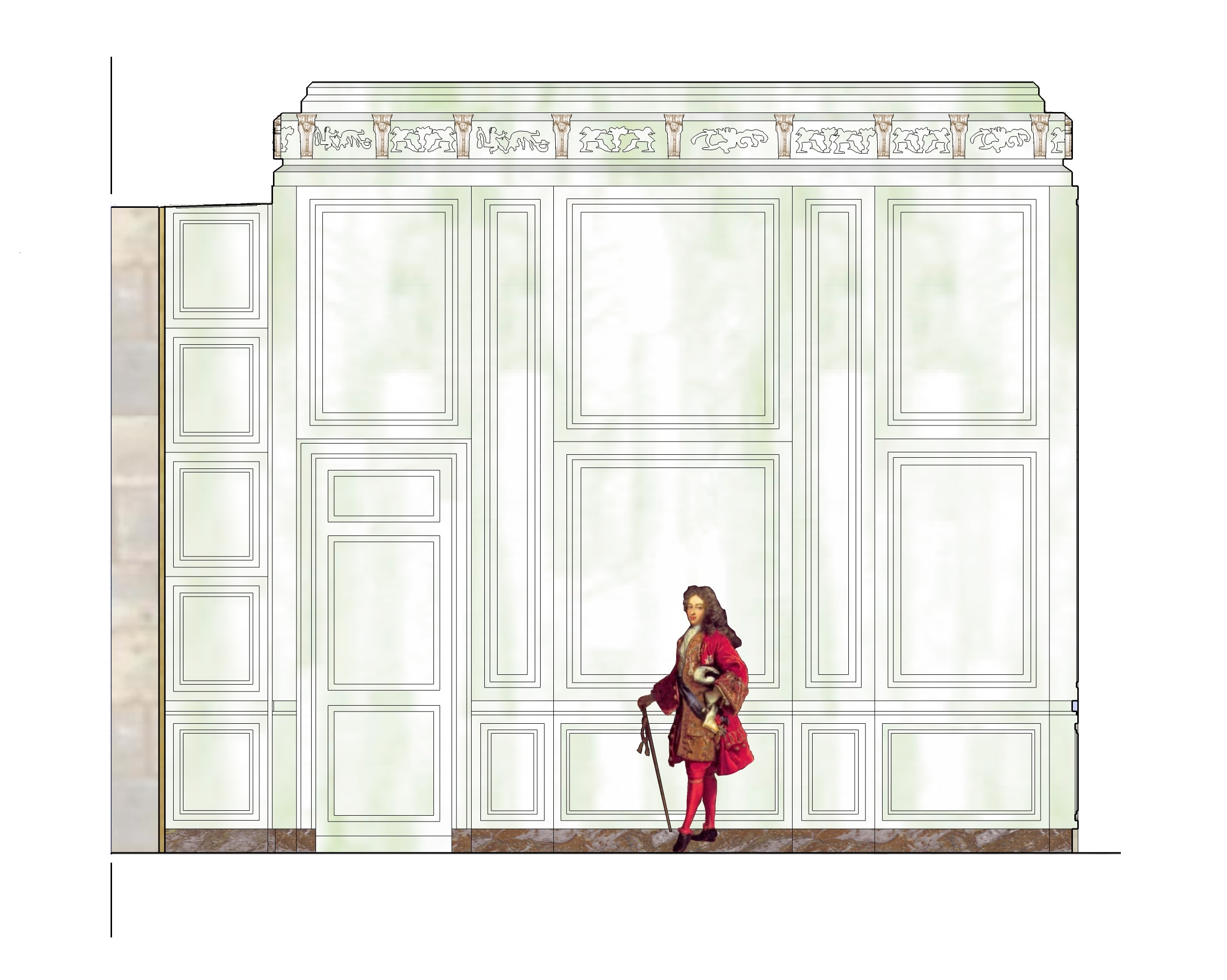
Restitution de la paroi ouest de la chambre de la duchesse de Bourgogne, vers 1705.
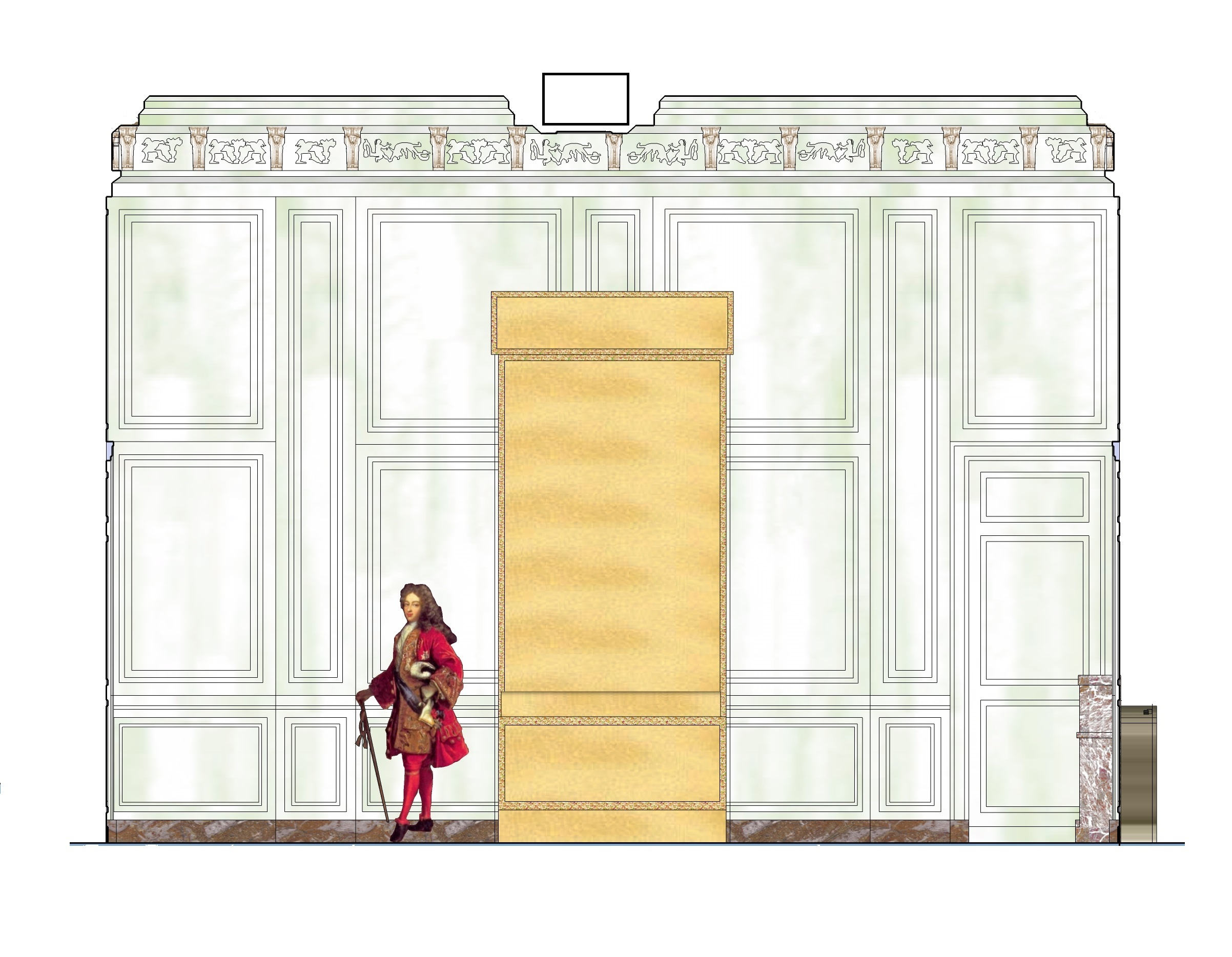
Restitution de la paroi nord de la chambre de la duchesse de Bourgogne, vers 1705.

###### La chambre du duc de Bourgogne
Cette pièce, ancienne antichambre de l'appartement d'Abel Servien, a été cloisonnée et aménagée pour le duc de Bourgogne. De petits cabinets furent créés à l'arrière et en entresol, pour un confort plus important, ce qui sera systématisé tout au long du XVIIIe siècle dans les demeures françaises.

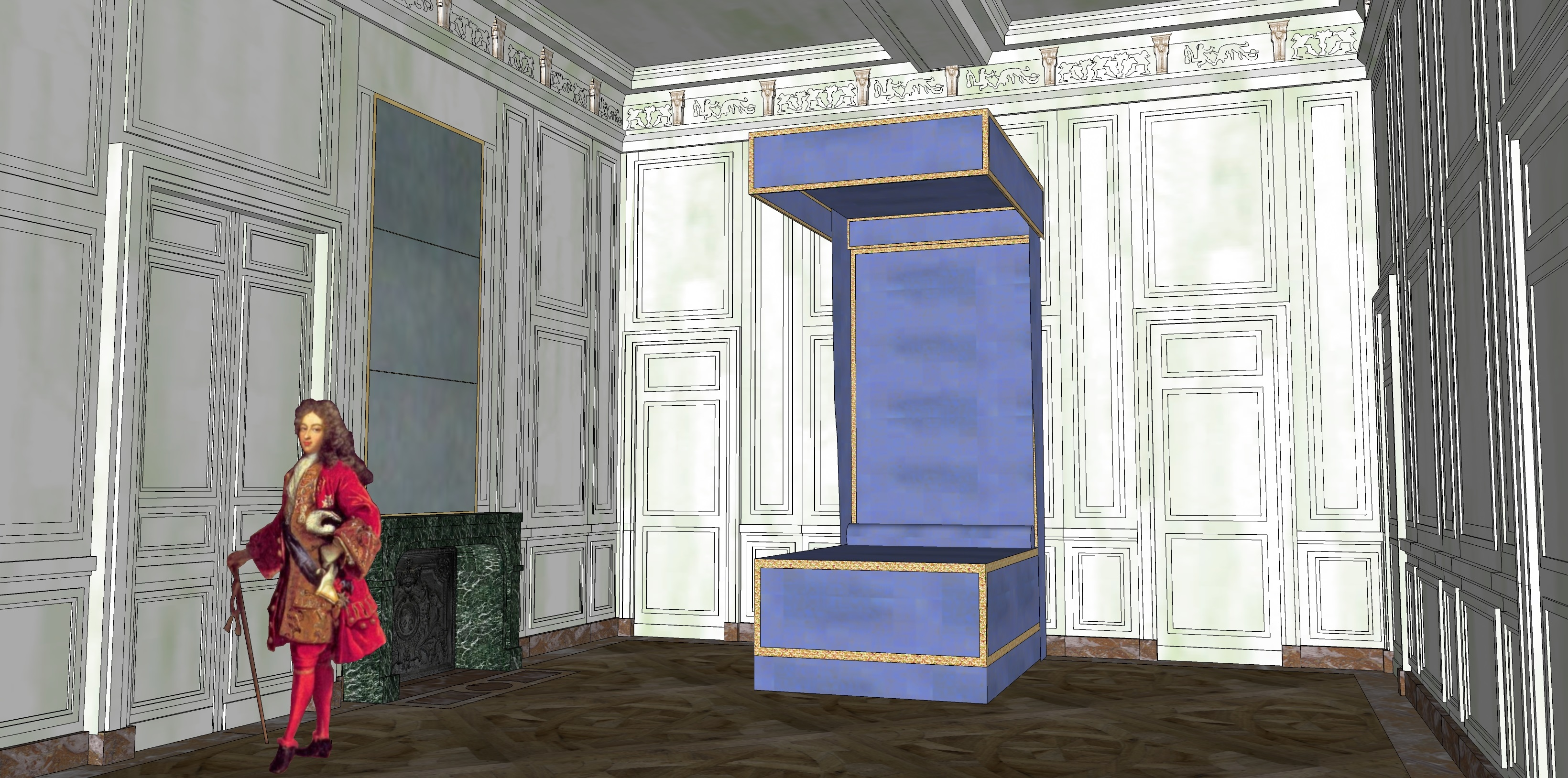
Essai de restitution de la chambre du duc de Bourgogne à Meudon, vers 1702.
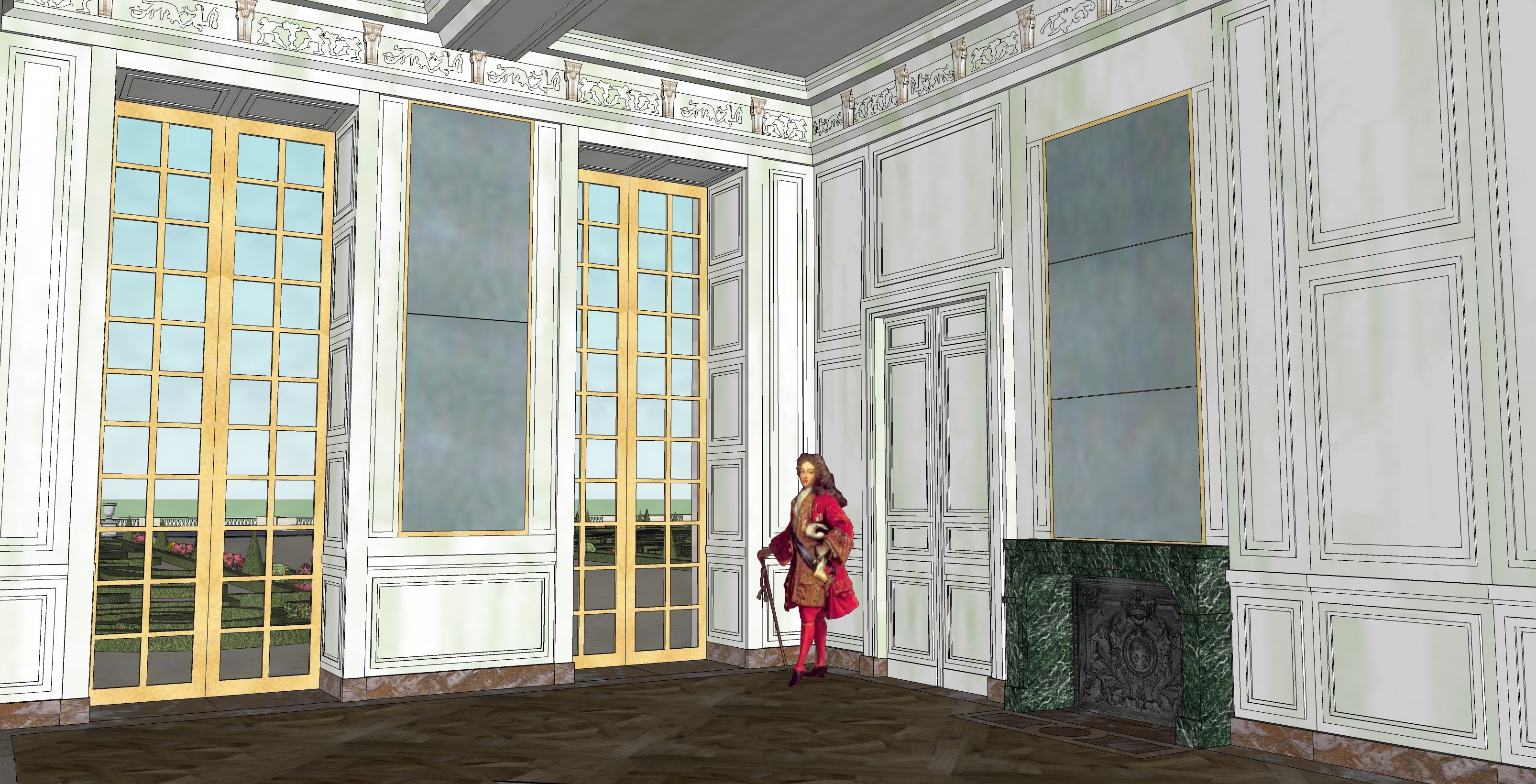
Essai de restitution de la chambre du duc de Bourgogne à Meudon, vers 1702.

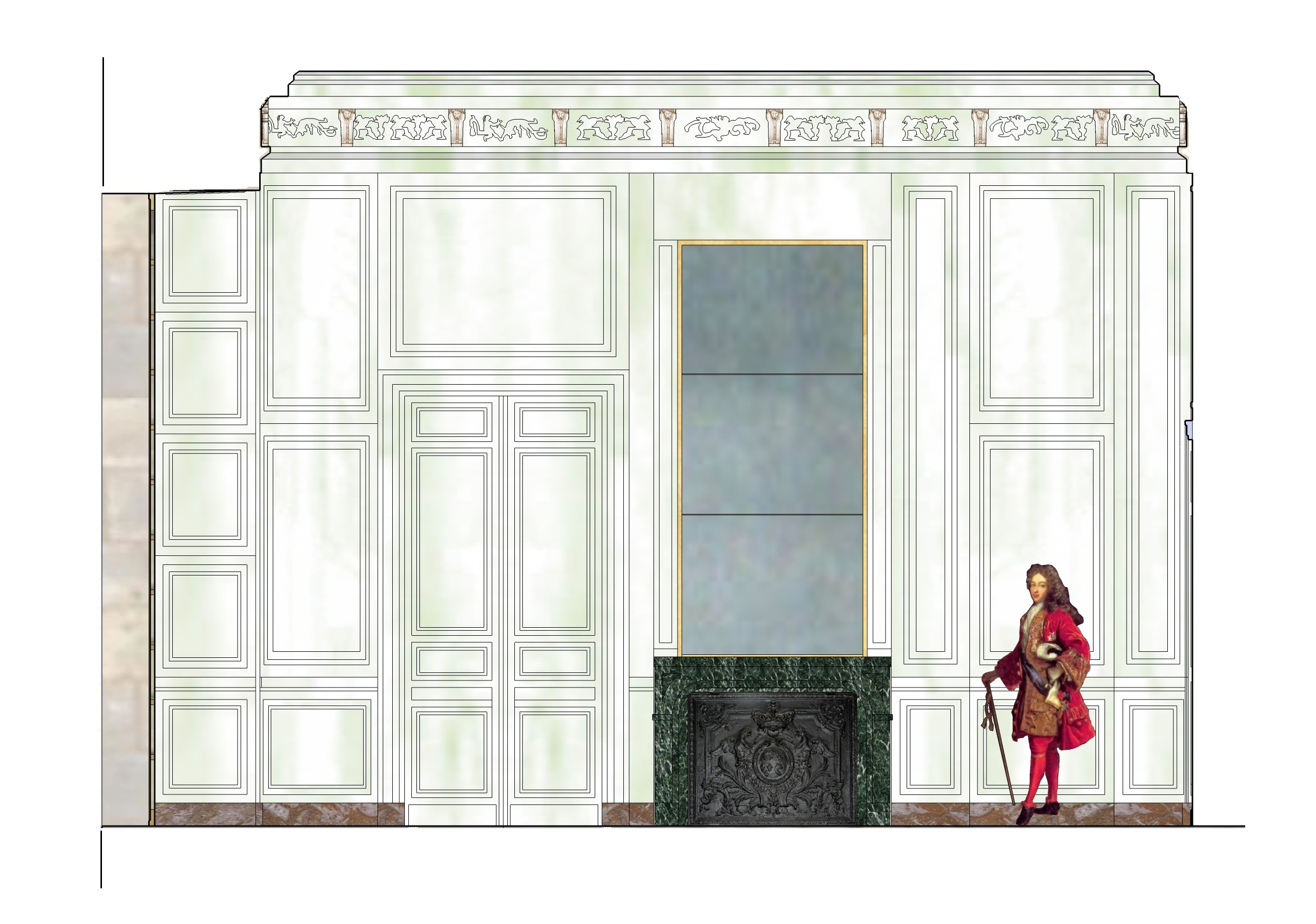
Schéma de la paroi ouest de la chambre du duc de Bourgogne à Meudon, vers 1702.
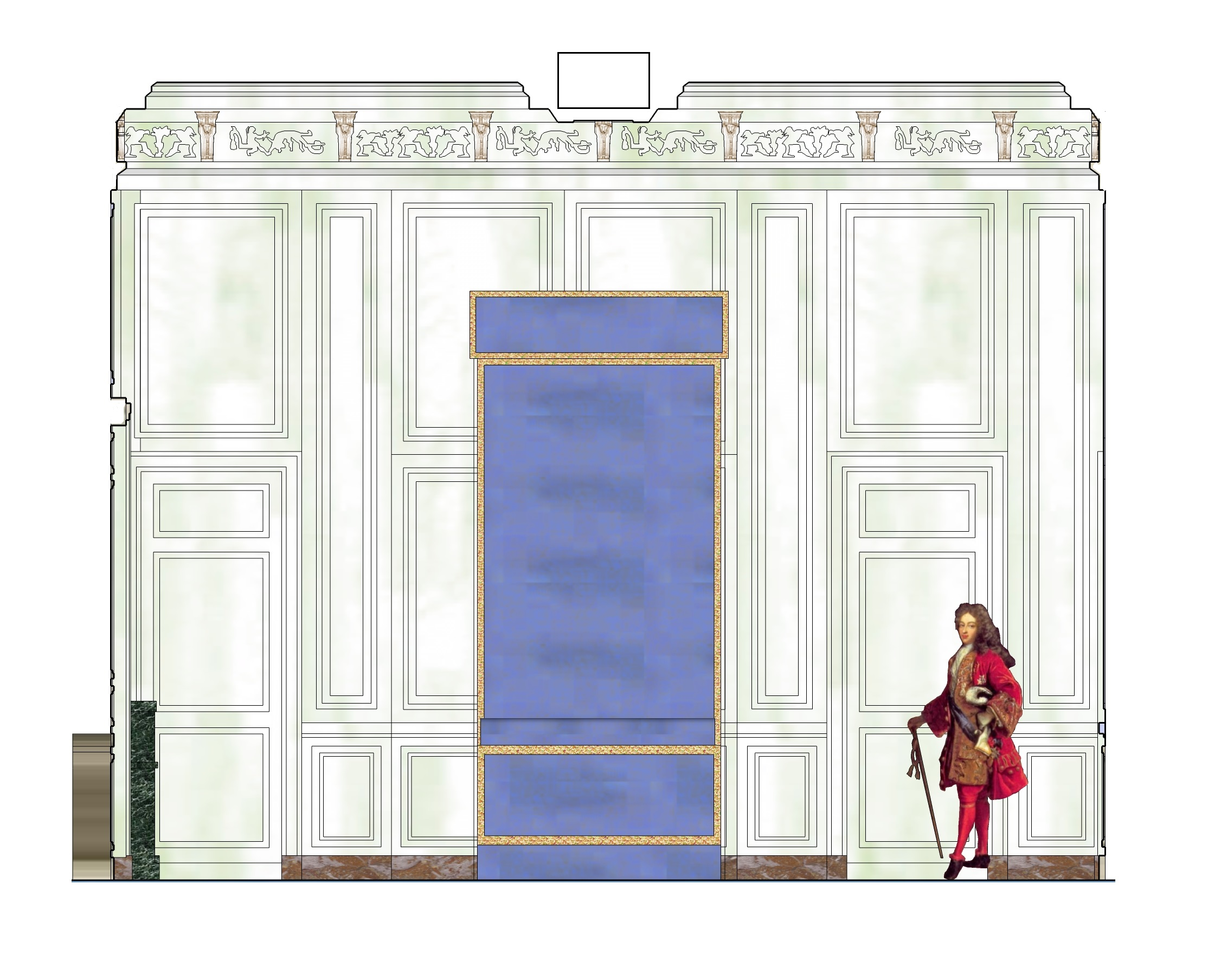
Schéma de la paroi nord de la chambre du duc de Bourgogne à Meudon, vers 1702.
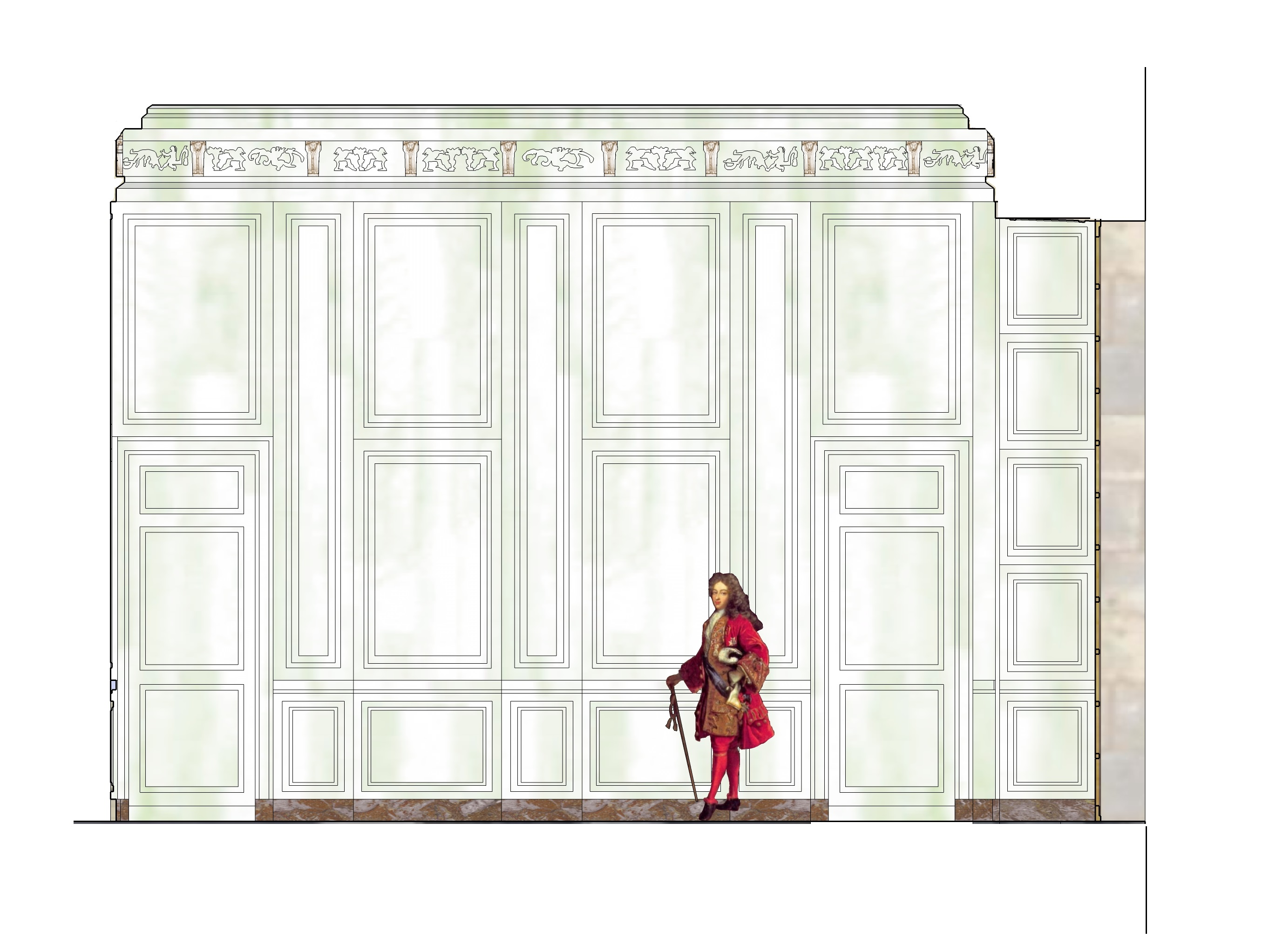
Schéma de la paroi est de la chambre du duc de Bourgogne à Meudon, vers 1702.
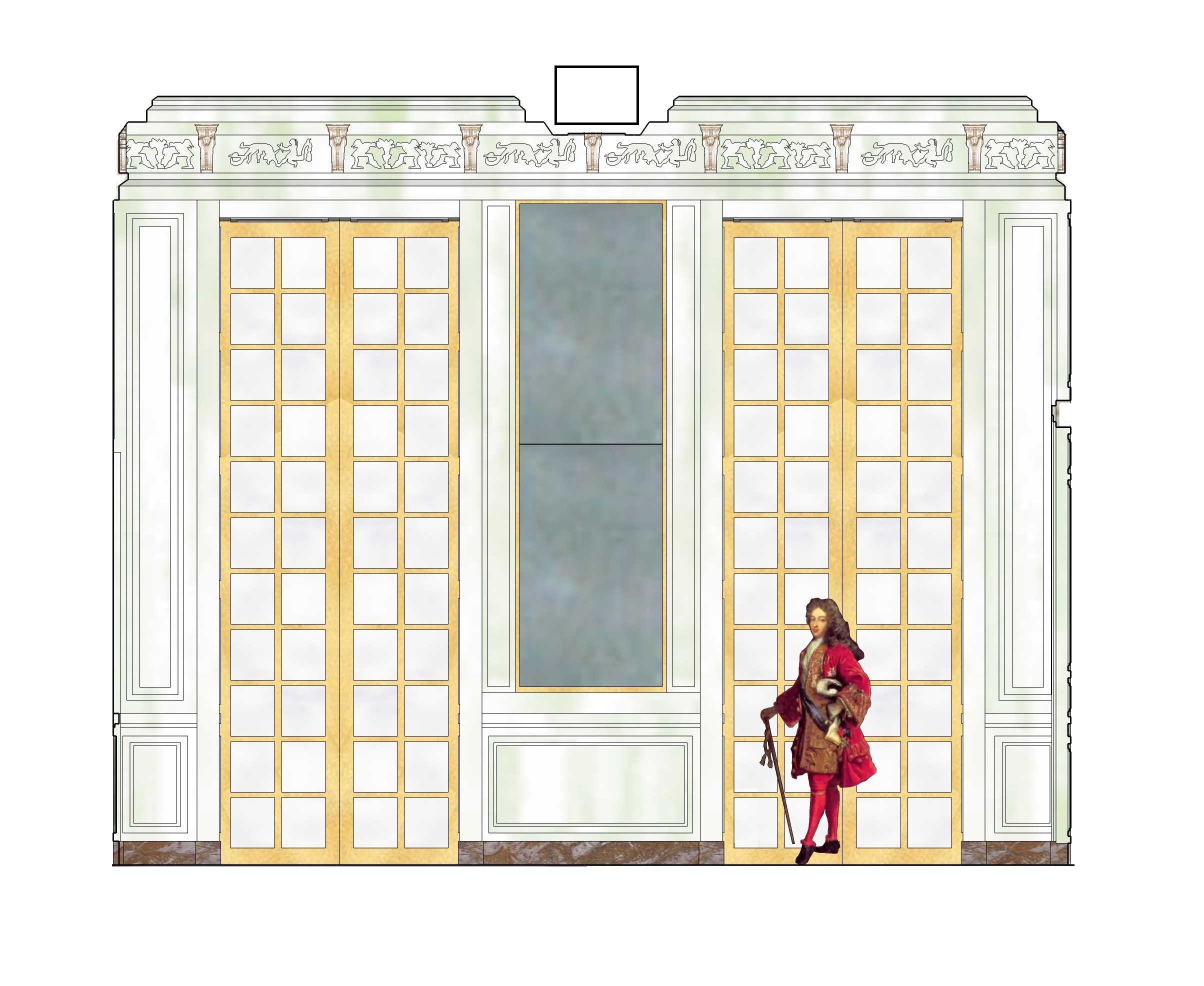
Schéma de la paroi sud de la chambre du duc de Bourgogne à Meudon, vers 1702.

#### Les pièces du premier étage

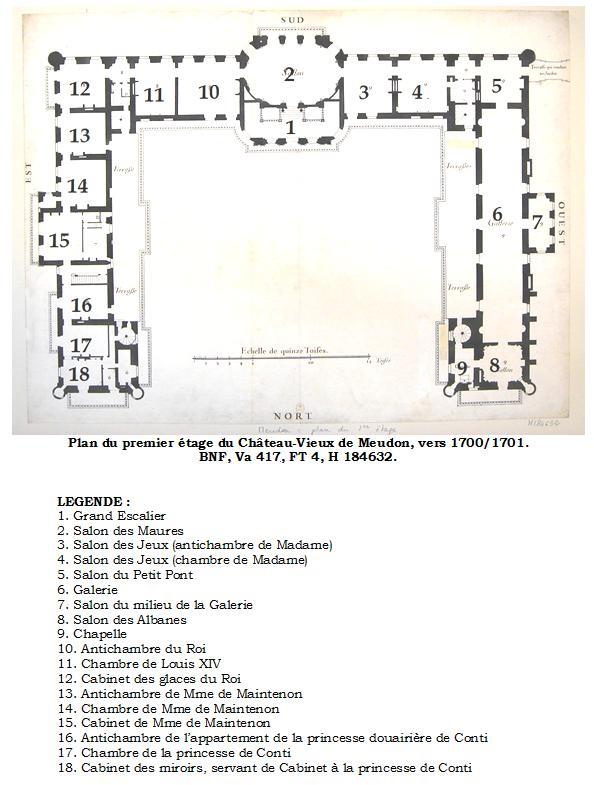
Distribution du premier étage du Château-Vieux de Meudon en 1700.

Le premier étage contenait les grandes pièces de réceptions, principalement le « Salon des Maures » et la galerie.

##### Le grand salon ovale, dit Salon des Maures

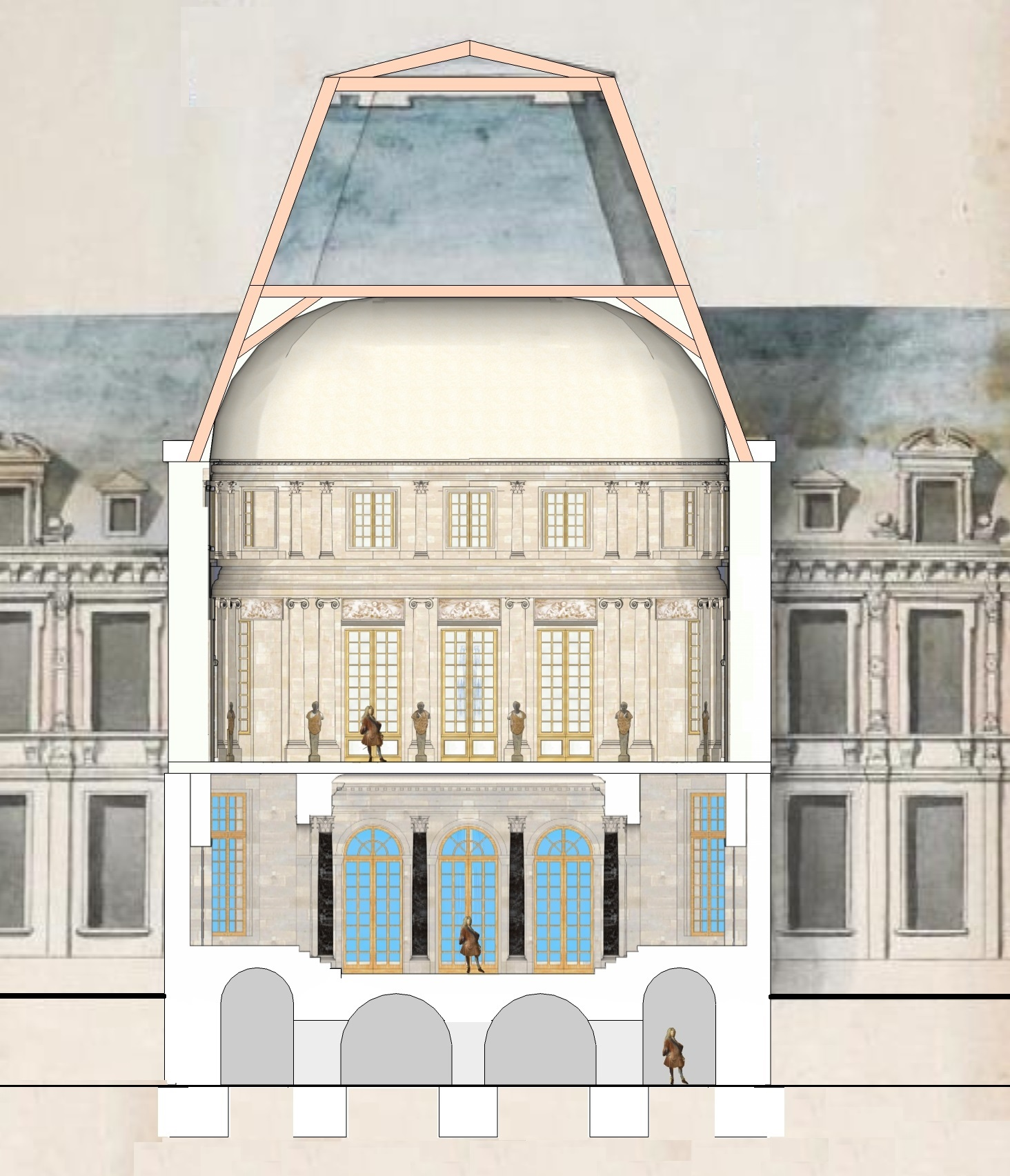
Restitution de la coupe du pavillon central du château vieux de Meudon.

C'est Abel Servien qui fait réaliser ce salon ovale, par l'architecte Louis Le Vau. Il s'agit de la pièce maîtresse du château, qui dispose de la vue sur le parterre et qui permet la distribution des deux côtés du château. Ce salon est édifié au même moment que celui de Vaux-le-Vicomte, pour Fouquet, et lui est similaire, bien que de taille légèrement plus restreinte. Il est néanmoins moins parfait que celui de Vaux, et moins luxueux, car il n'y a pas de cariatides sculptées comme à Vaux. D'ailleurs, la coupole ne reçut aucun décor peint.
Gabriel Blanchard réalisa les douze grisailles sous la corniche, à propos desquels l'inventaire de 1733 indique : « Dans le meme Salon il y a douze tableaux peint en grisaille représentant les douze mois de l'année par des jeux d'enfants, ils sont de damoiselet [faux, de Gabriel Blanchard], et ne peuvent senlever de la place etant tous maroufles. ayant de hauteur deux pieds. de large 6 pieds 5 pouces ».

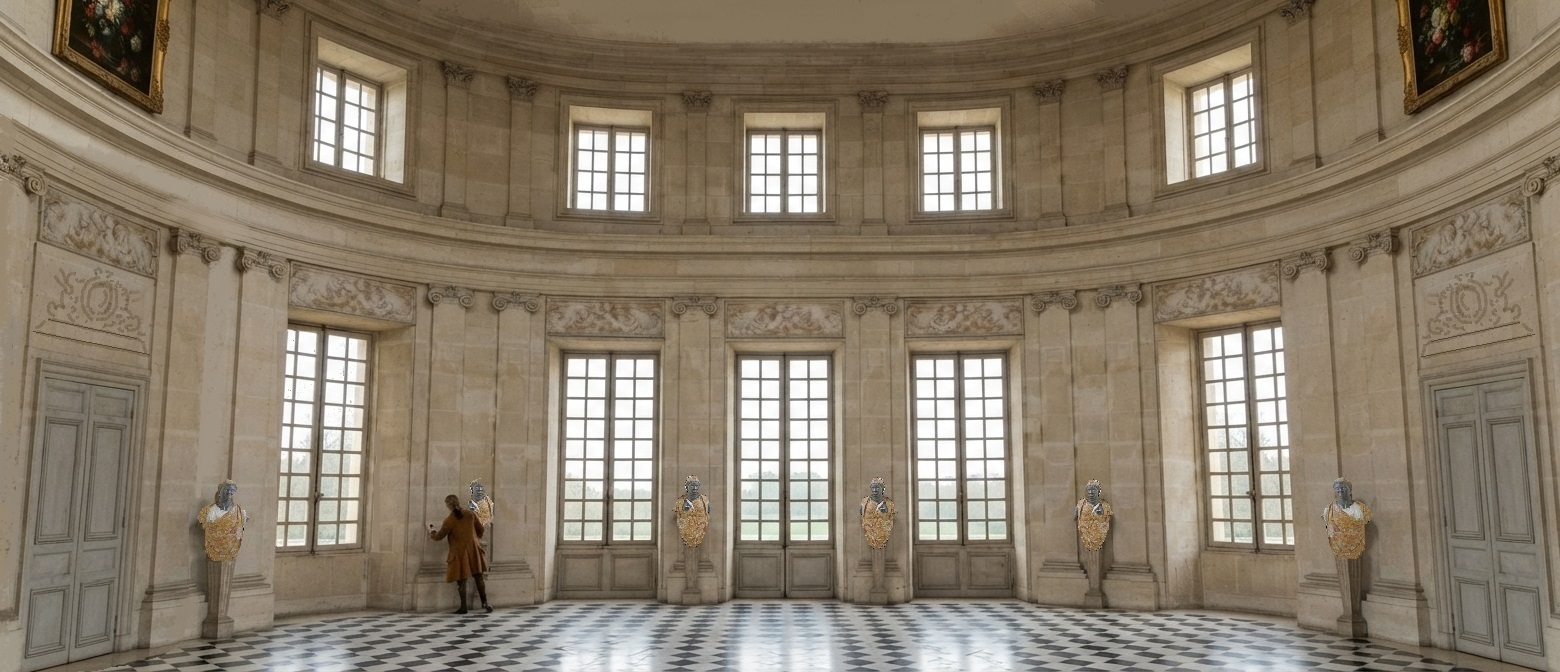
Vue restituée sur le Salon des Maures de Meudon depuis l'entrée en haut de l'escalier.
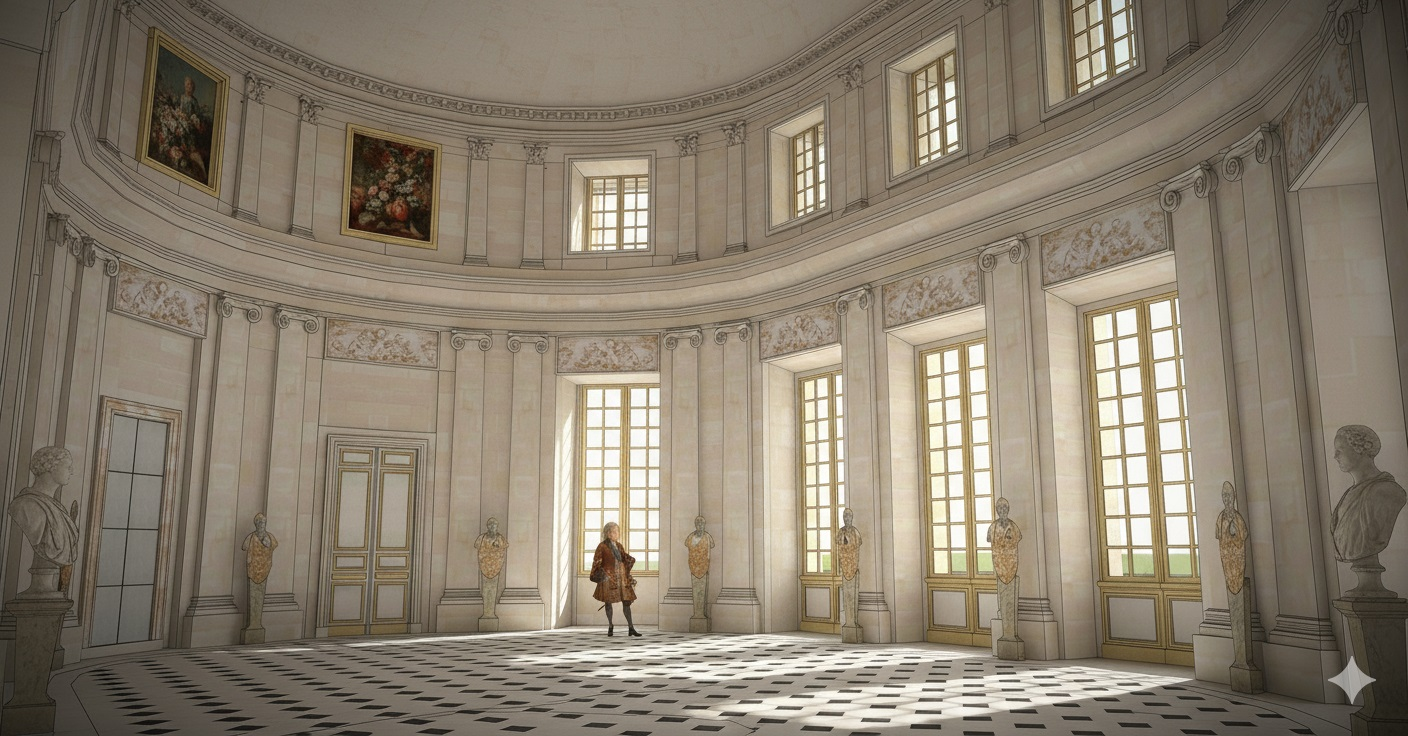
Vue restituée de biais sur le Salon des Maures de Meudon.
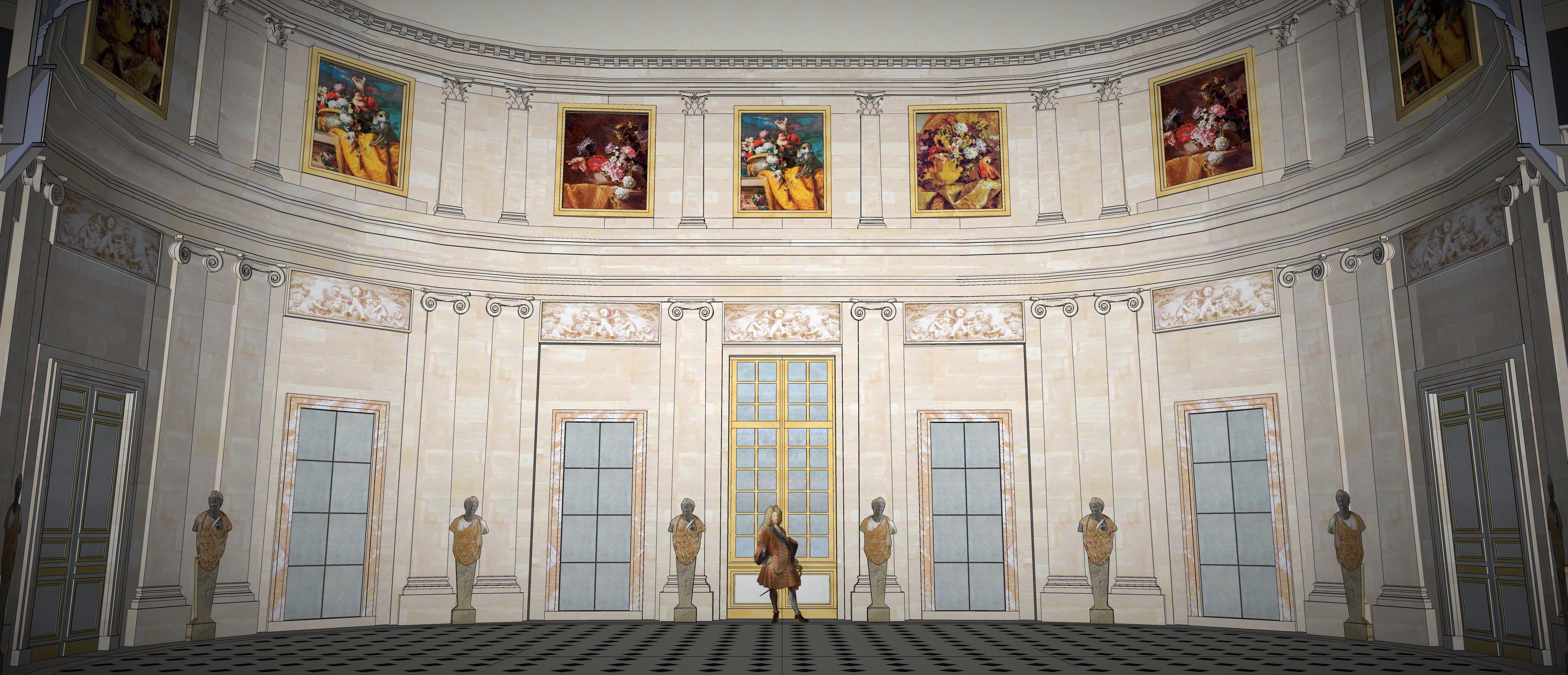
Vue depuis le balcon en se retournant sur le salon des Maures de Meudon.

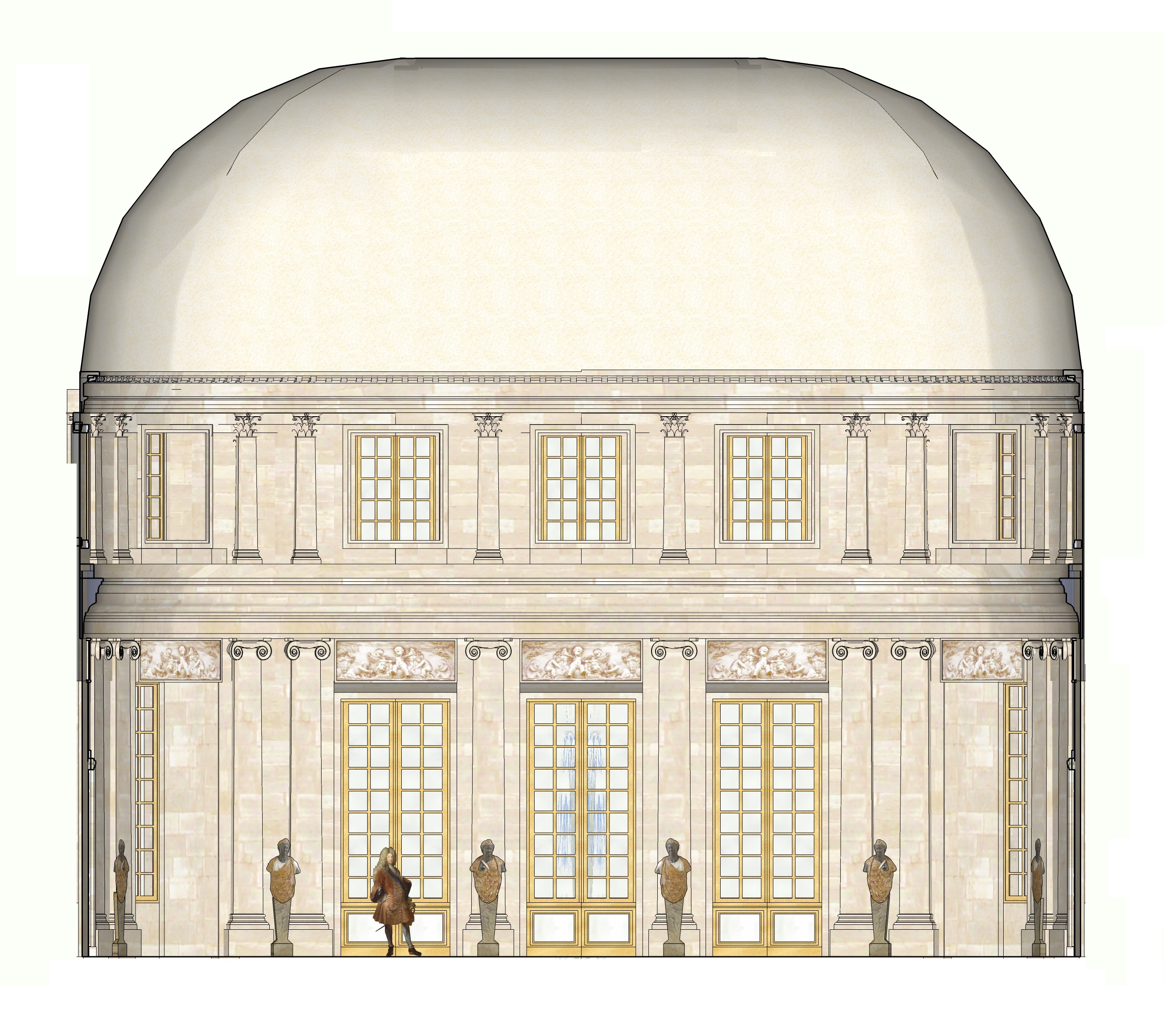
Restitution inédite de la coupe du Salon des Maures de Meudon, vers 1700.
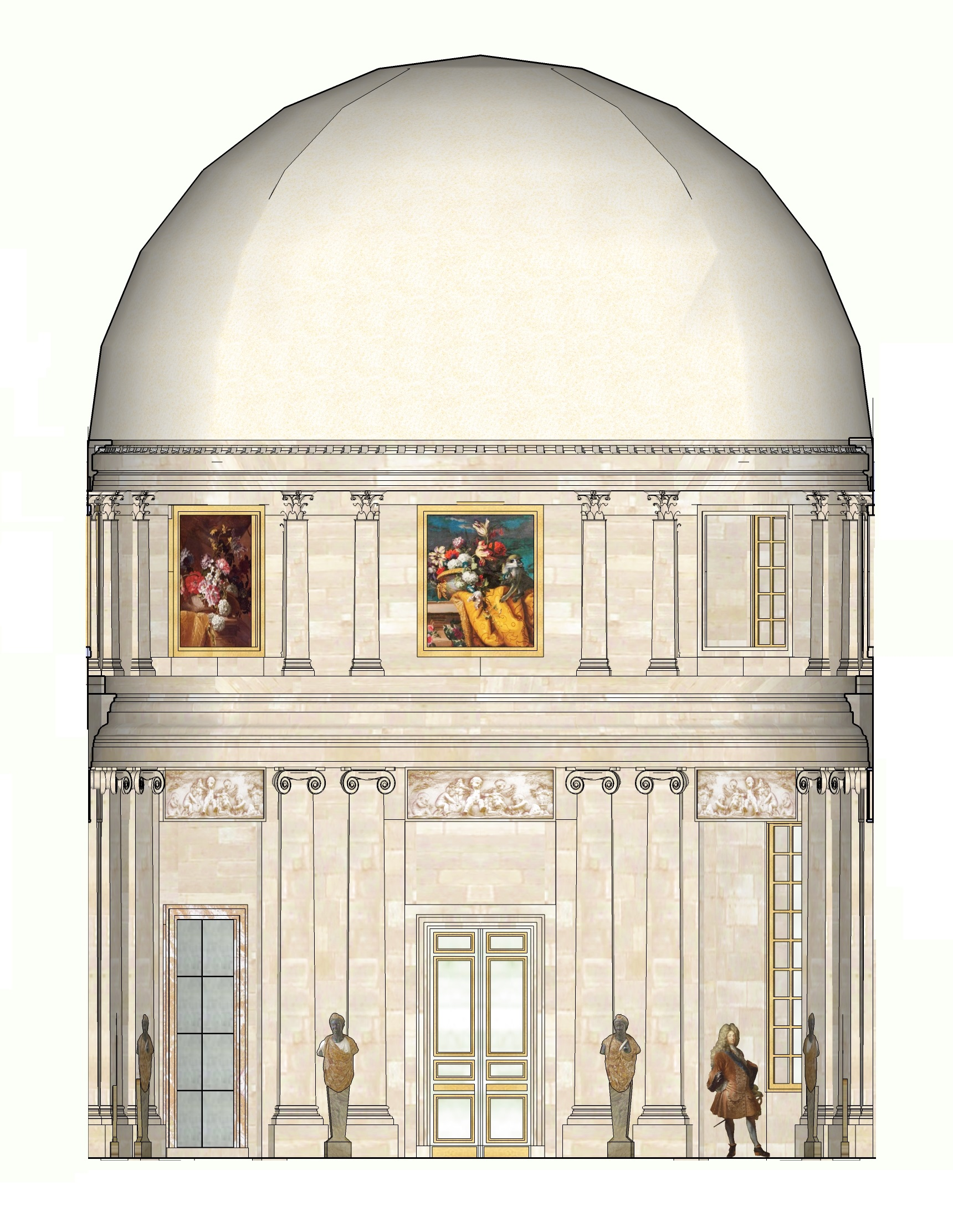
Coupe latérale du Salon des Maures de Meudon, vers 1700.
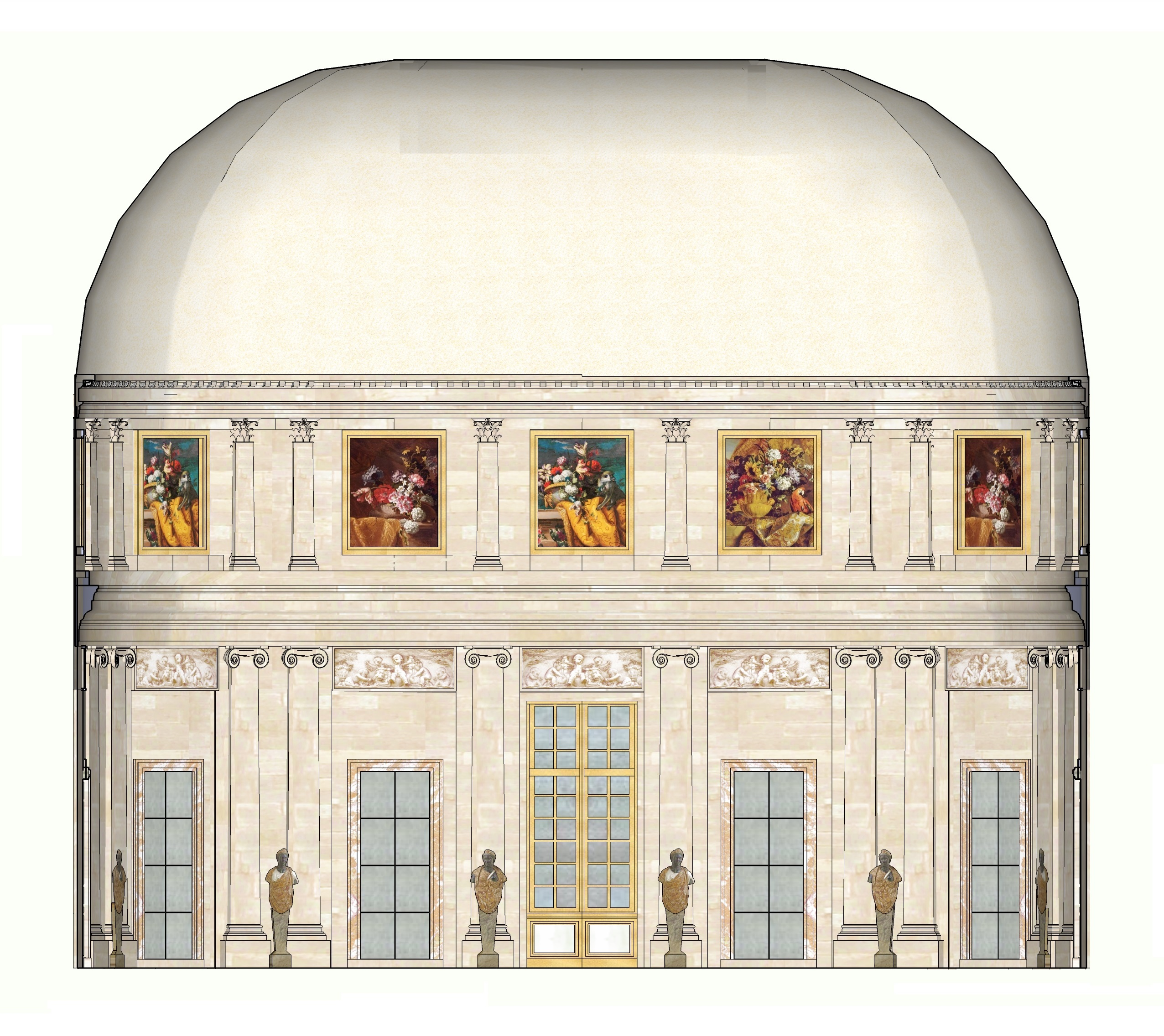
Coupe du côté des tableaux du Salon des Maures de Meudon, vers 1700.

Louvois y avait fait placer douze termes en marbre de maures et de mauresques, dont 8 exemplaires sont aujourd'hui conservés au palais de Compiègne, après leur transfert tout à la fin du XVIIIe siècle. Le ministre fit également embellir l'attique, par l'ajout de sept tableaux de fleurs, peints par Monnoyer. L'inventaire des peintures de Meudon de 1733 donne leur description de la manière suivante :
1. « un vase d'or remplys de toute sorte de fleurs, posé sur un tapis bleu brodé d'or le fond du tableau est un ciel ».
2. « un vase d'or, ou plutôt manière d'agathe dont les anses sont d'or, remply de toutes sortes de fleurs un tapis derriere brodé d'or avec deux perroquets un Bleu, et l'autre jaune ».
3. « un vase à goderon d'argent garny d'ornement d'or remply de toutes sortes de fleurs un tapis derrière brodé d'or avec un perroquet rouge et vert ».
4. « un vase en forme de cuvette d'argent remply de toutes sortes de fleurs posé sur un tapis rouge brodé d'or avec un paon posé sur la cuvette ».
5. « un vase d'or garny de toute sorte de fleurs dont un pavot tombe avec une de ses feuilles sur le piedestal sur lequel le vase est posé ».
6. « un vase d'or posé sur une manière de piedestal remply de toutes sortes de fleurs avec un paon derrière le vase ».
7. « un vase d'or et argent posé sur un tapis bleu et or dont la doublure est cramoisy avec un singe qui tient une pesche ».
Chacun mesurant 5 pieds 3 pouces de haut sur 5 pieds 8 pouces de long.

Les termes en marbre de maures et de mauresques, Salon des Maures de Meudon. Aujourd'hui au palais de Compiègne.
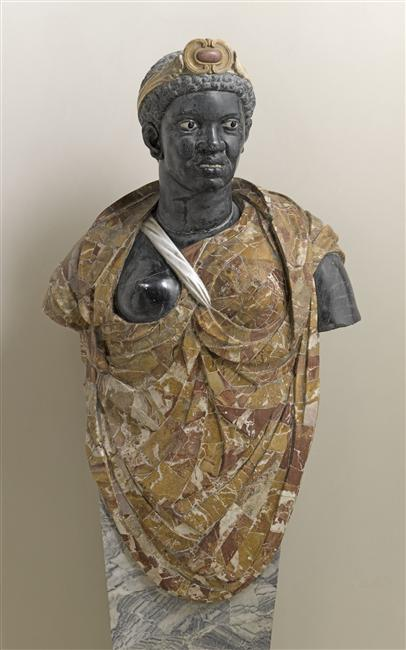
Terme féminin, C38.120 MR 2494.
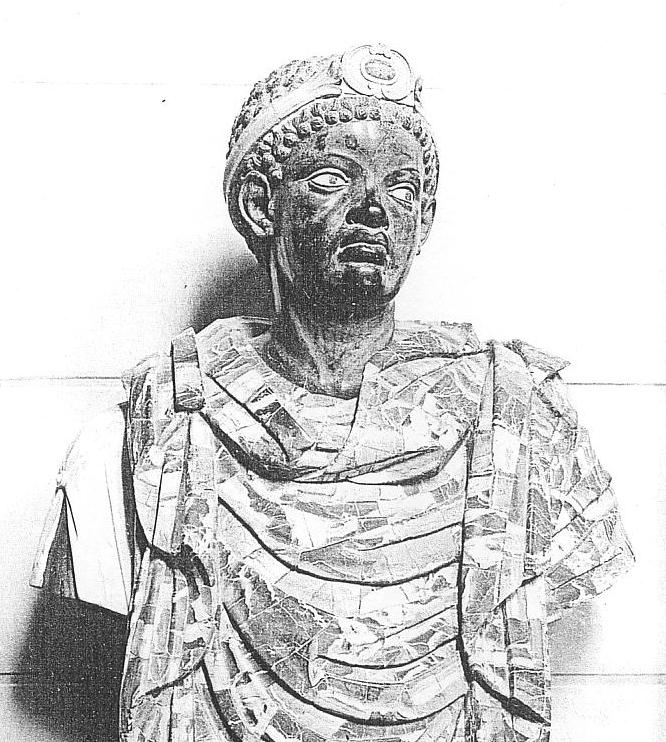
Terme masculin, C38.98 MR 2492.
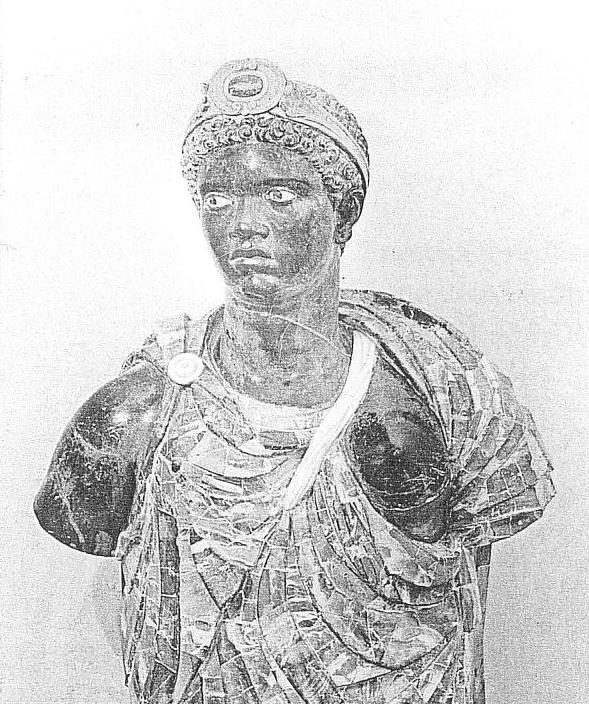
Terme féminin, C38.129 MR 2495.
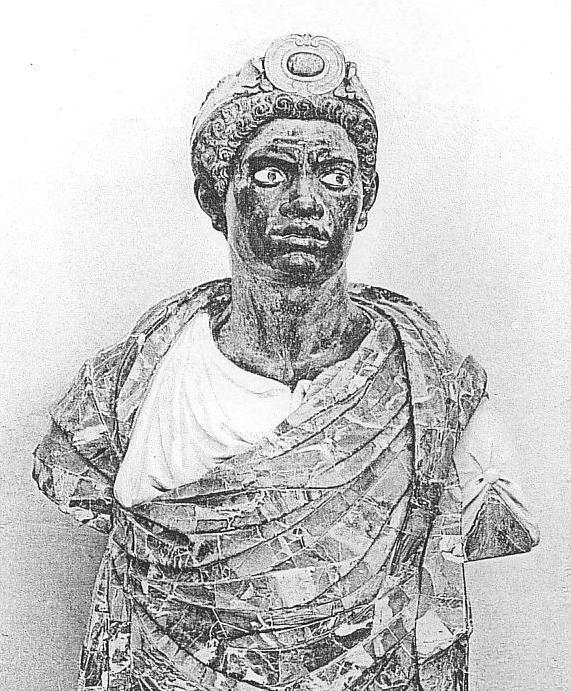
Terme masculin, C38.122 MR 2497.
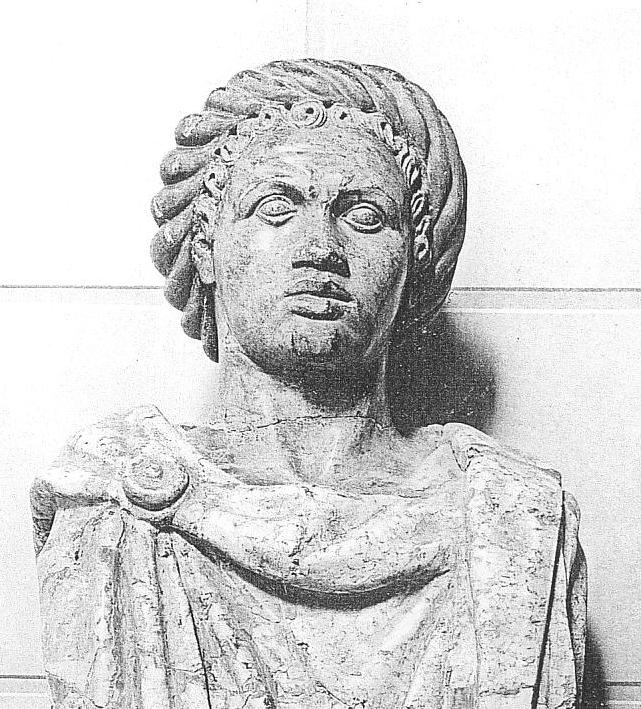
Terme masculin, C38.97 MR 2496.
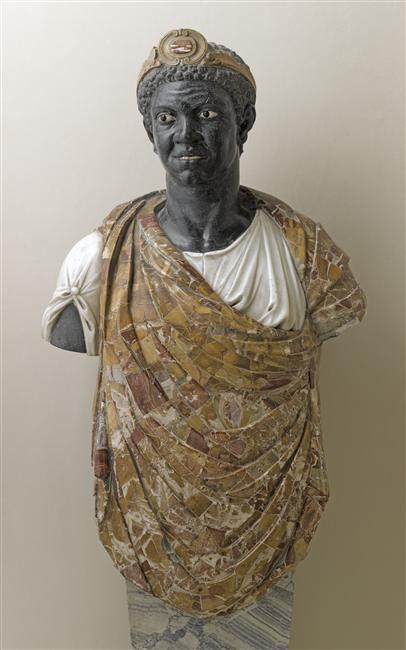
Terme masculin, C38.121 MR 2493.

##### L'antichambre dite des jeux
Après le Salon des Maures se trouvait toute une enfilade de pièces de réception, qui servaient de pièces pour les jeux, et, en quelque sorte, pour les soirées dites d'« appartement », comme à Versailles. La première pièce après le salon ovale était de plan carré. Elle disposait de deux fenêtres du côté du parterre. Monseigneur le dauphin placera contre les murs la tenture de l'Histoire du Roi, pour faire plaisir à son père.
La cheminée était en marbre de Sérancolin, surmontée d'un grand miroir en trois morceaux, le haut cintré.
Les deux fenêtres donnaient sur le parterre du château vieux.

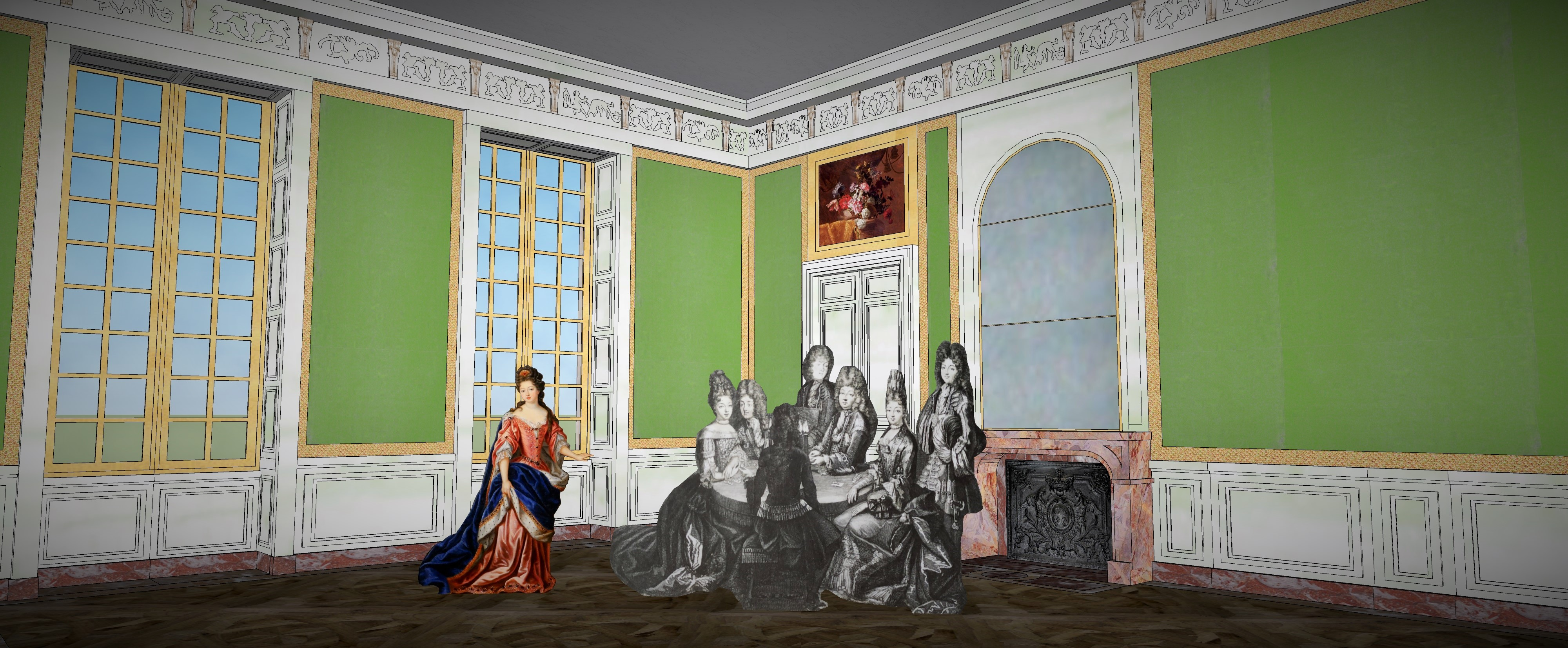
Schéma de l'antichambre des Jeux à Meudon, vers 1700.

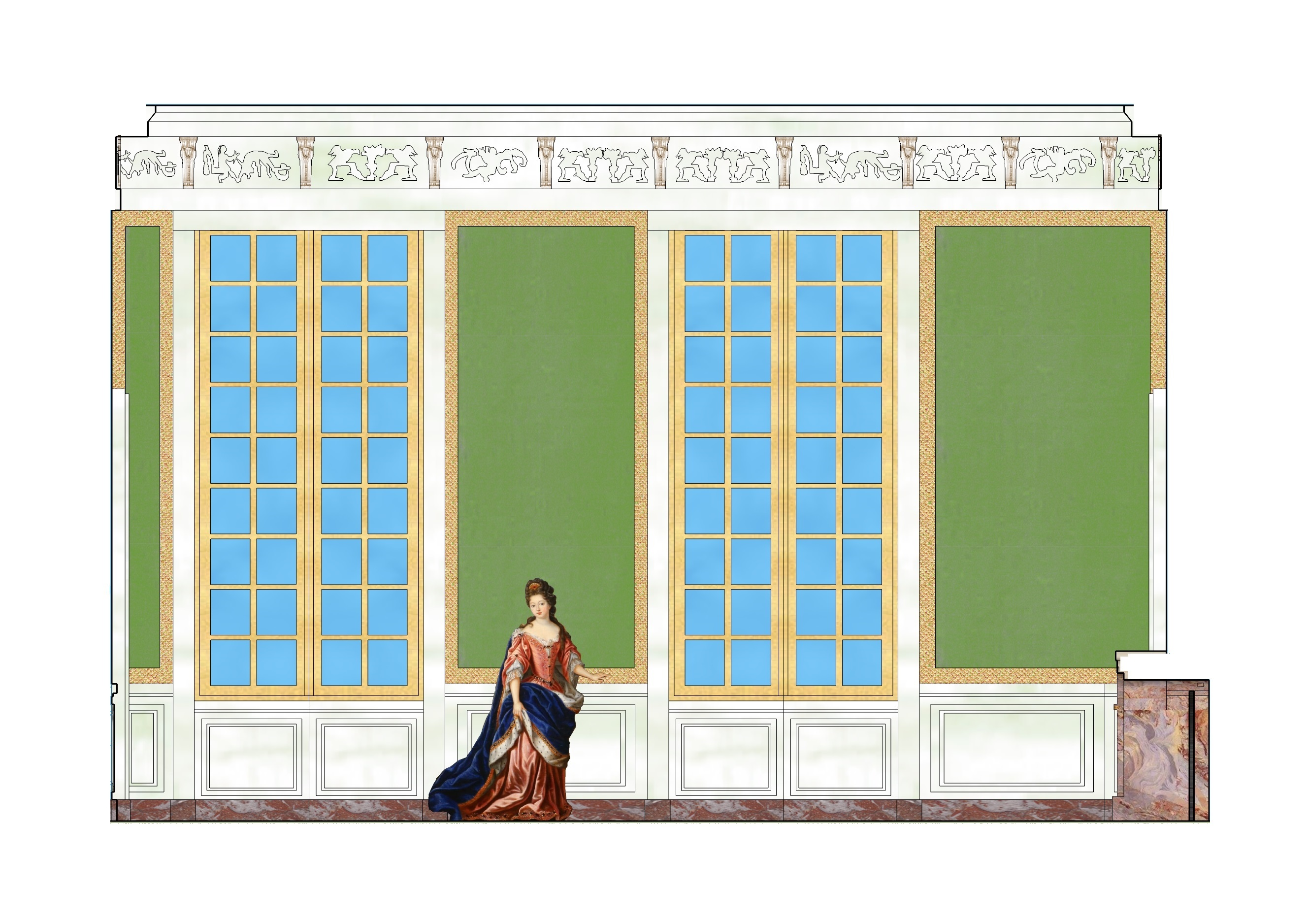
Restitution de la paroi sud de l'antichambre des jeux, vers 1700.
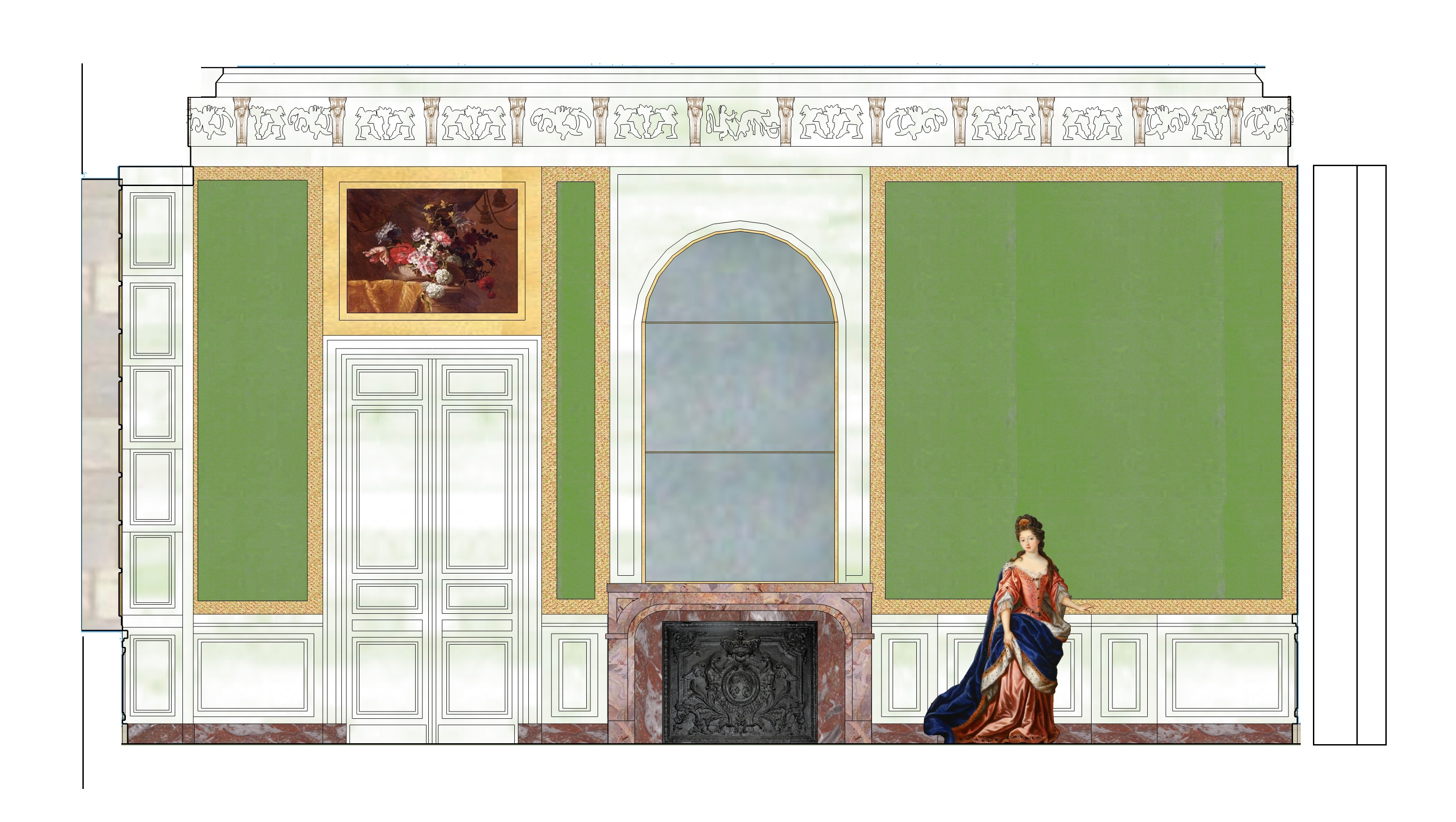
Restitution de la paroi ouest de l'antichambre des jeux, vers 1700.
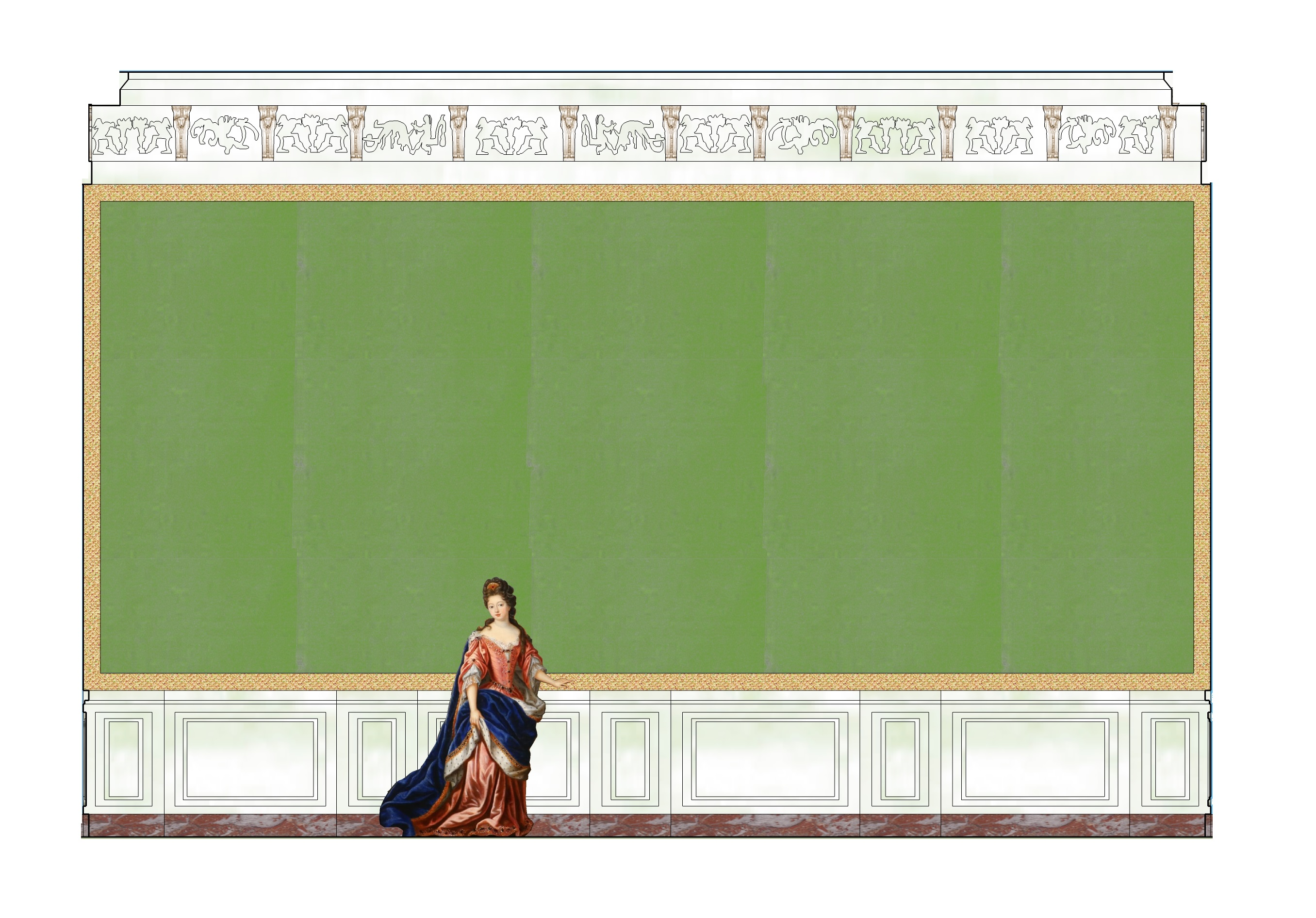
Restitution de la paroi nord de l'antichambre des jeux (fenêtres bouchées).
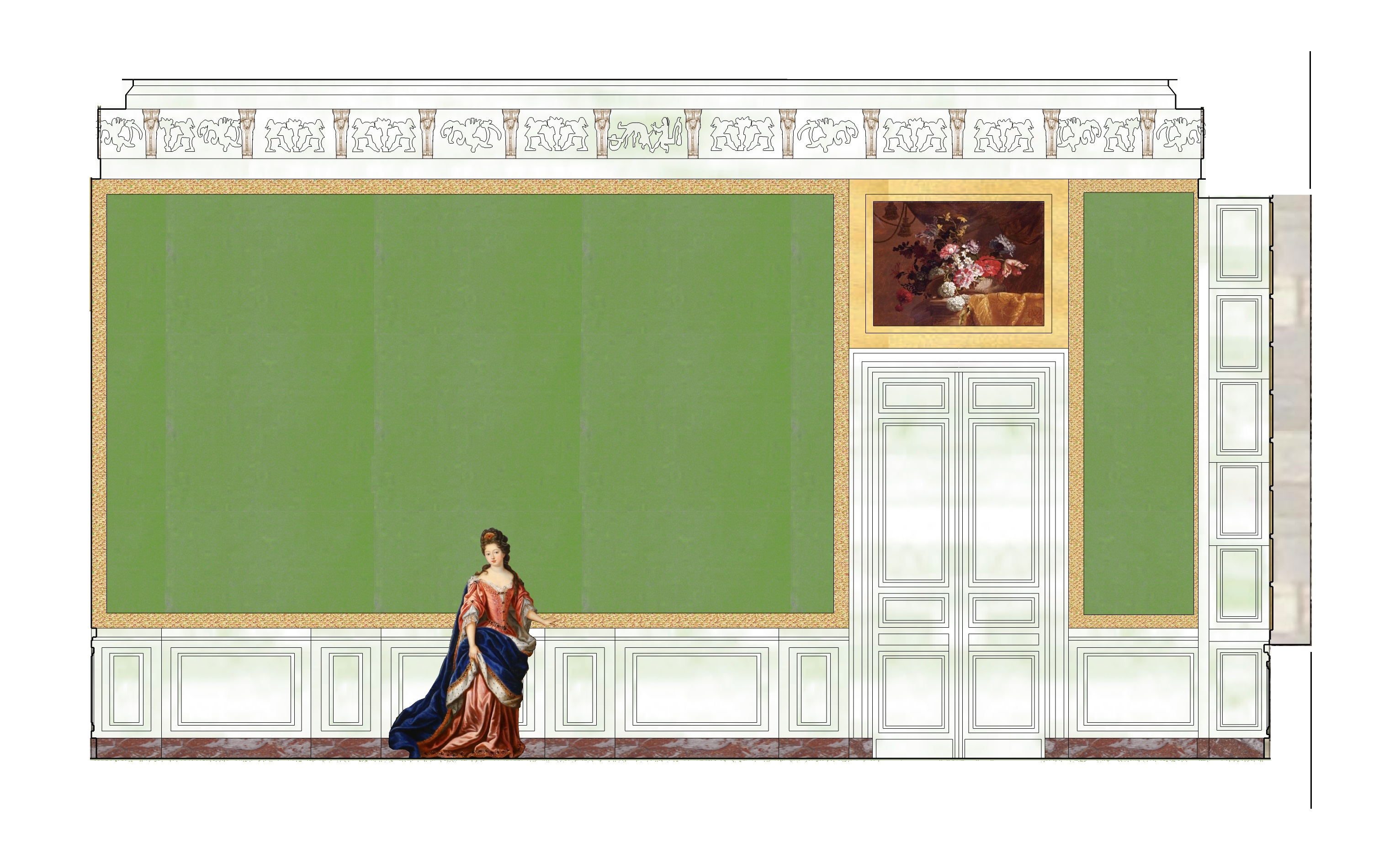
Restitution de la paroi est de l'antichambre des jeux.

##### La chambre dite des jeux
La deuxième pièce était similaire à la première, et était également enrichie de tentures, les baies du nord étant bouchées à cette fin. On y jouait également aux « jeux » de Meudon, par exemple au lansquenet. Ce sont les pièces dites des soirées « d'appartement ».
Quand le Dauphin est à Meudon, les soirées d'Appartement cessent à Versailles, pour se dérouler à Meudon avec les invités sur la liste que Monseigneur dresse avant tout séjour, comme le fait Louis XIV à Marly.

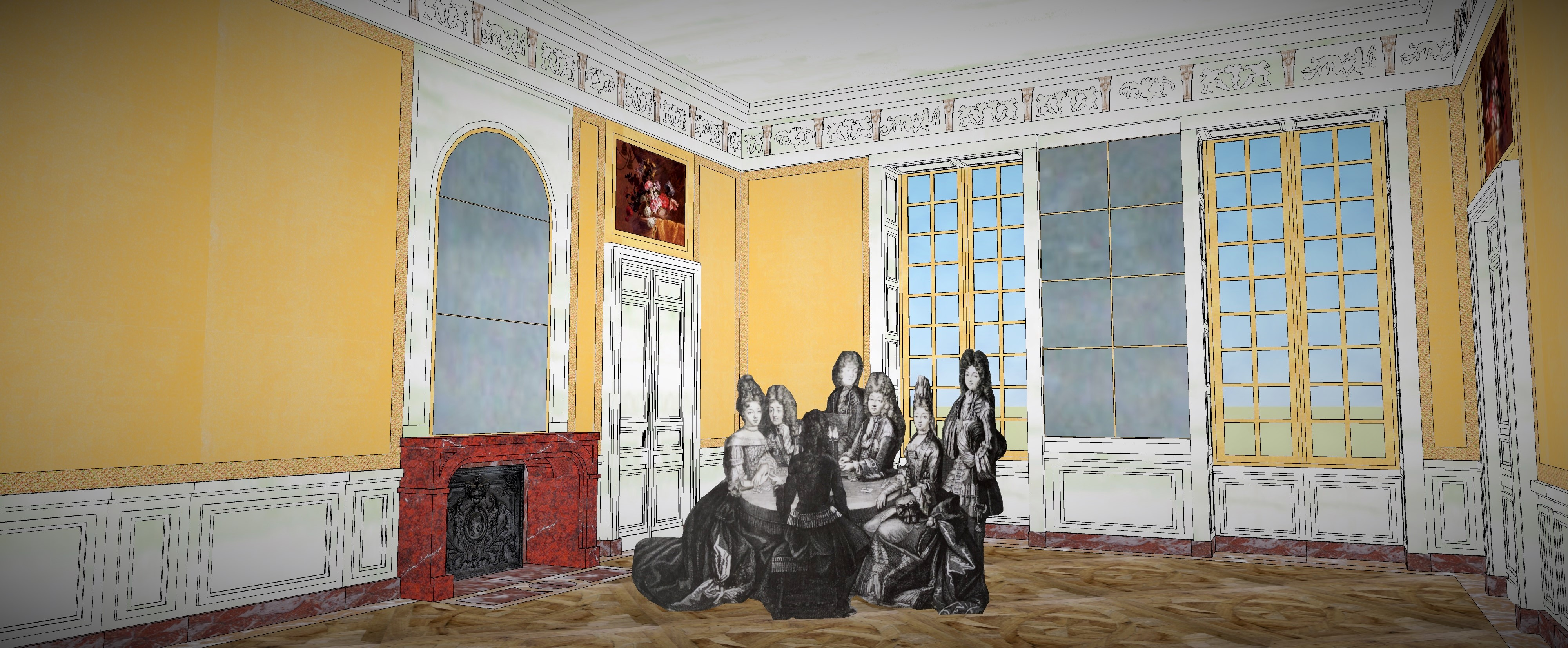
Restitution de la chambre des jeux à Meudon, vers 1700. Le Grand Dauphin joue aux cartes avec ses intimes.

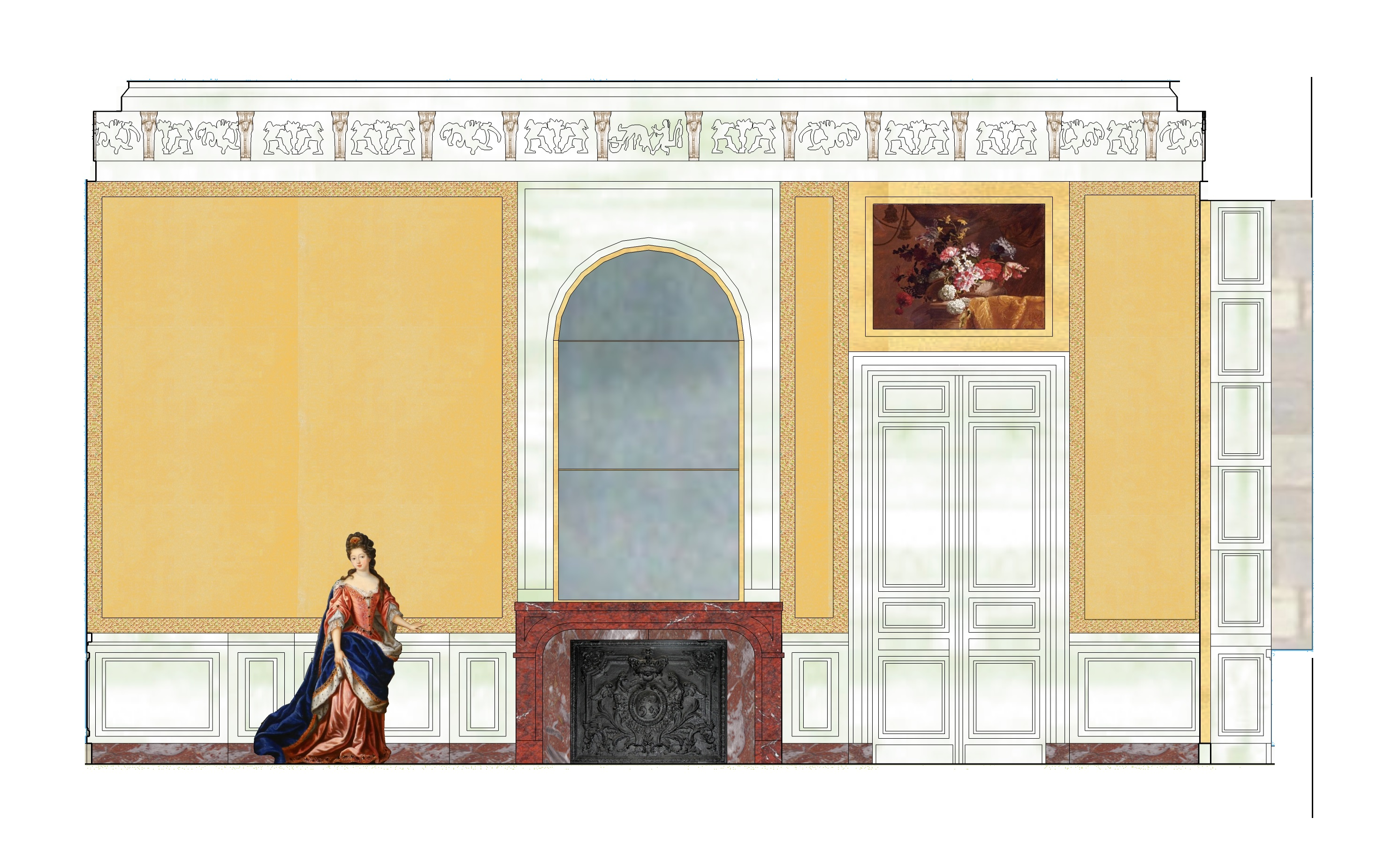
Restitution de la paroi est de la chambre des jeux à Meudon, vers 1700.
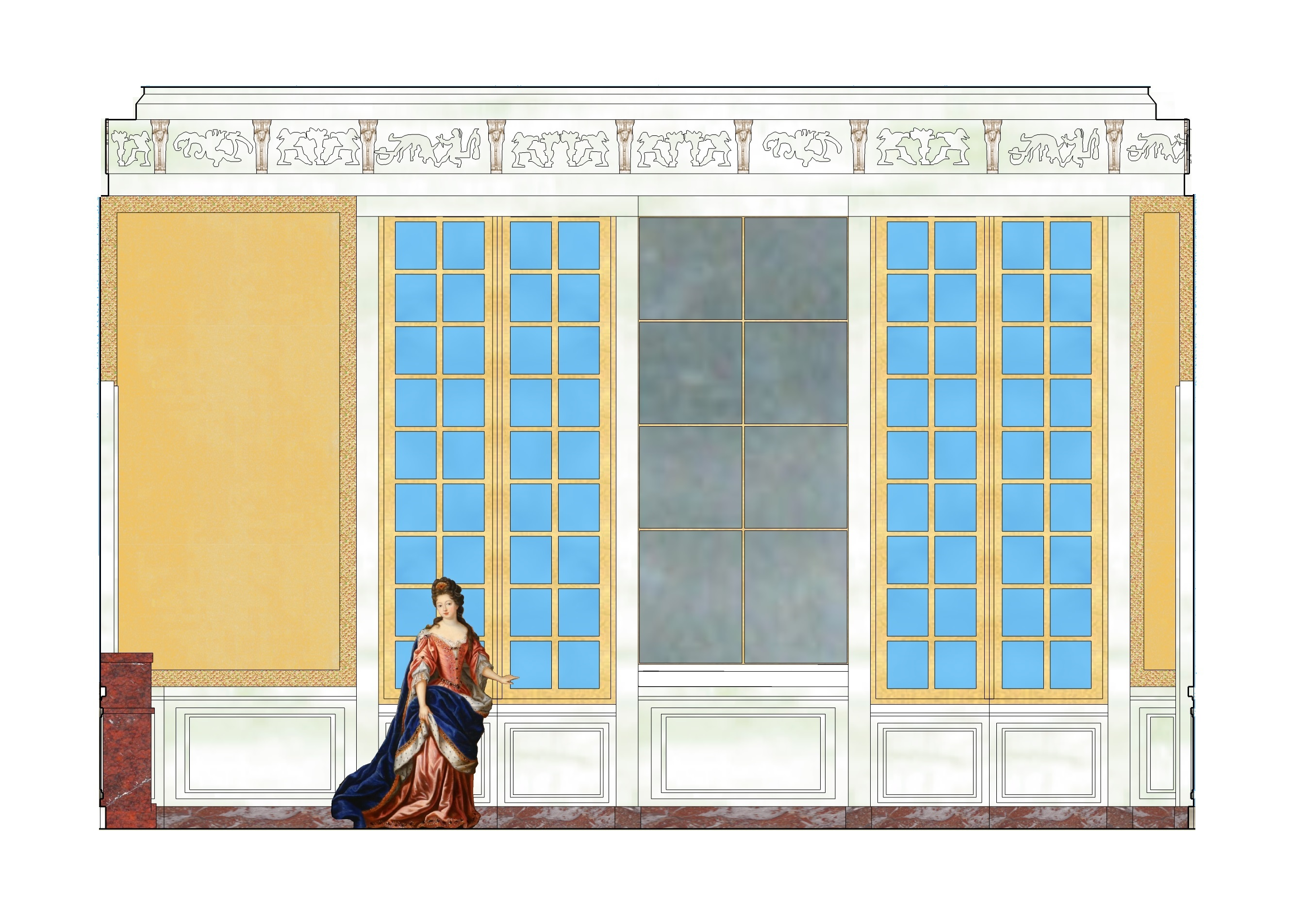
Restitution de la paroi sud de la chambre des jeux à Meudon, vers 1700.
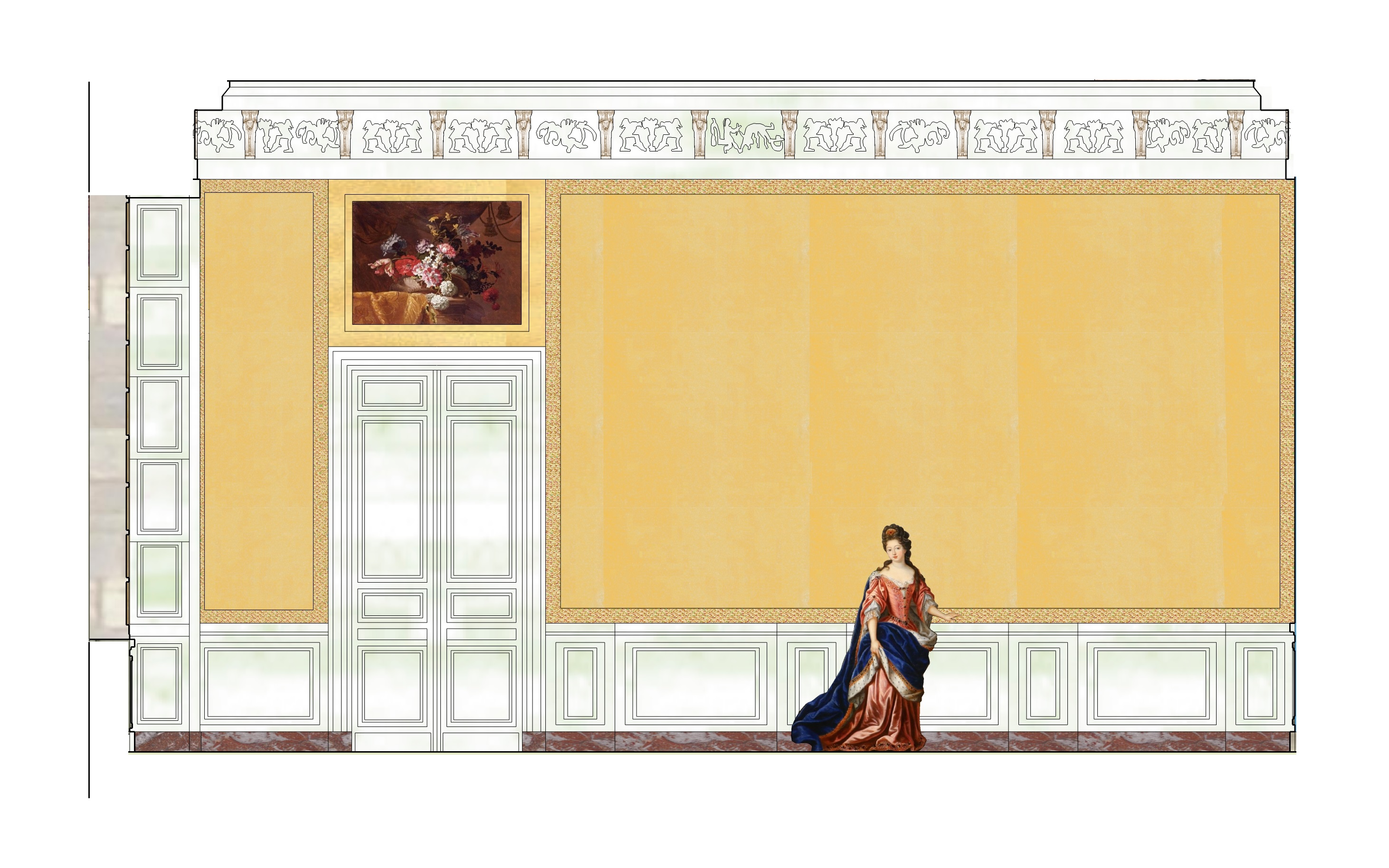
Restitution de la paroi ouest de la chambre des jeux à Meudon, vers 1700.
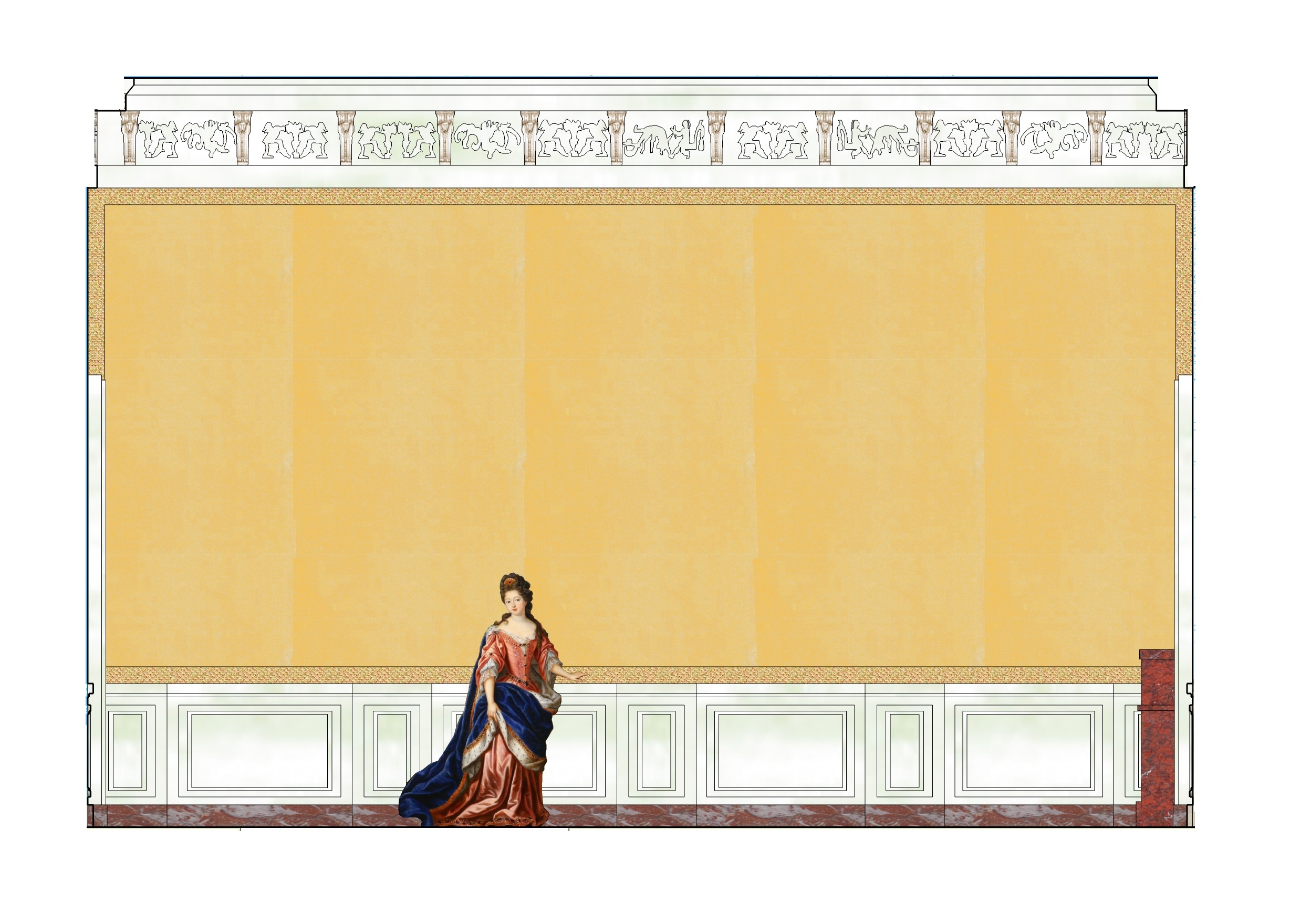
Restitution de la paroi nord de la chambre des jeux à Meudon, vers 1700 (fenêtres bouchées).

##### Le salon du Petit Pont
Cette pièce d'angle constituait l'un des deux salons encadrant la galerie. Elle disposait d'un accès au « Petit Pont », qui menait directement vers la Grotte (puis Château Neuf) et les jardins hauts. Elle était boisée « en hauteur pour partie ». Des miroirs étaient disposés entre les deux fenêtres, et un grand trumeau au-dessus de la cheminée en marbre de brèche violette. Le buste en porphyre d'Alexandre de Macédoine y était placé.

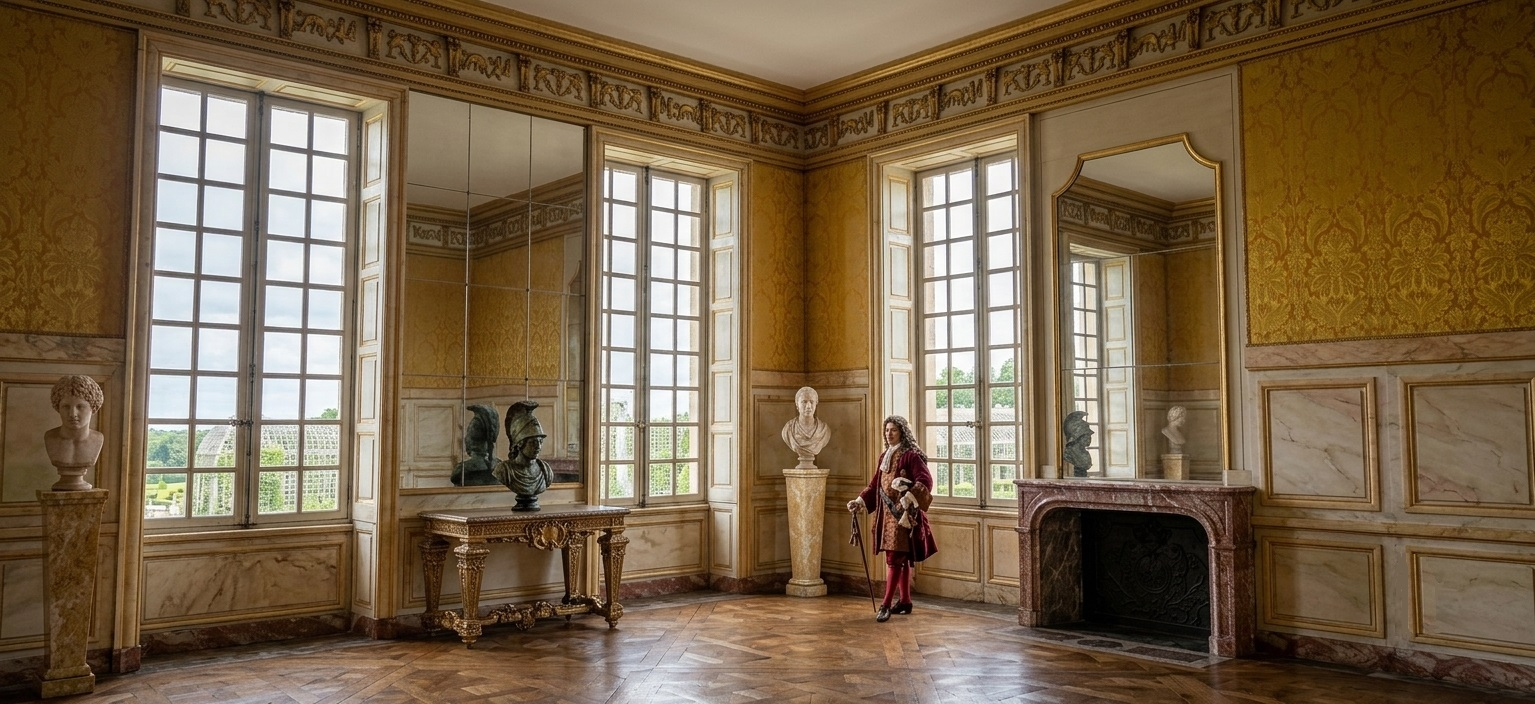
Restitution du Salon du Petit Pont, à Meudon, vers 1704
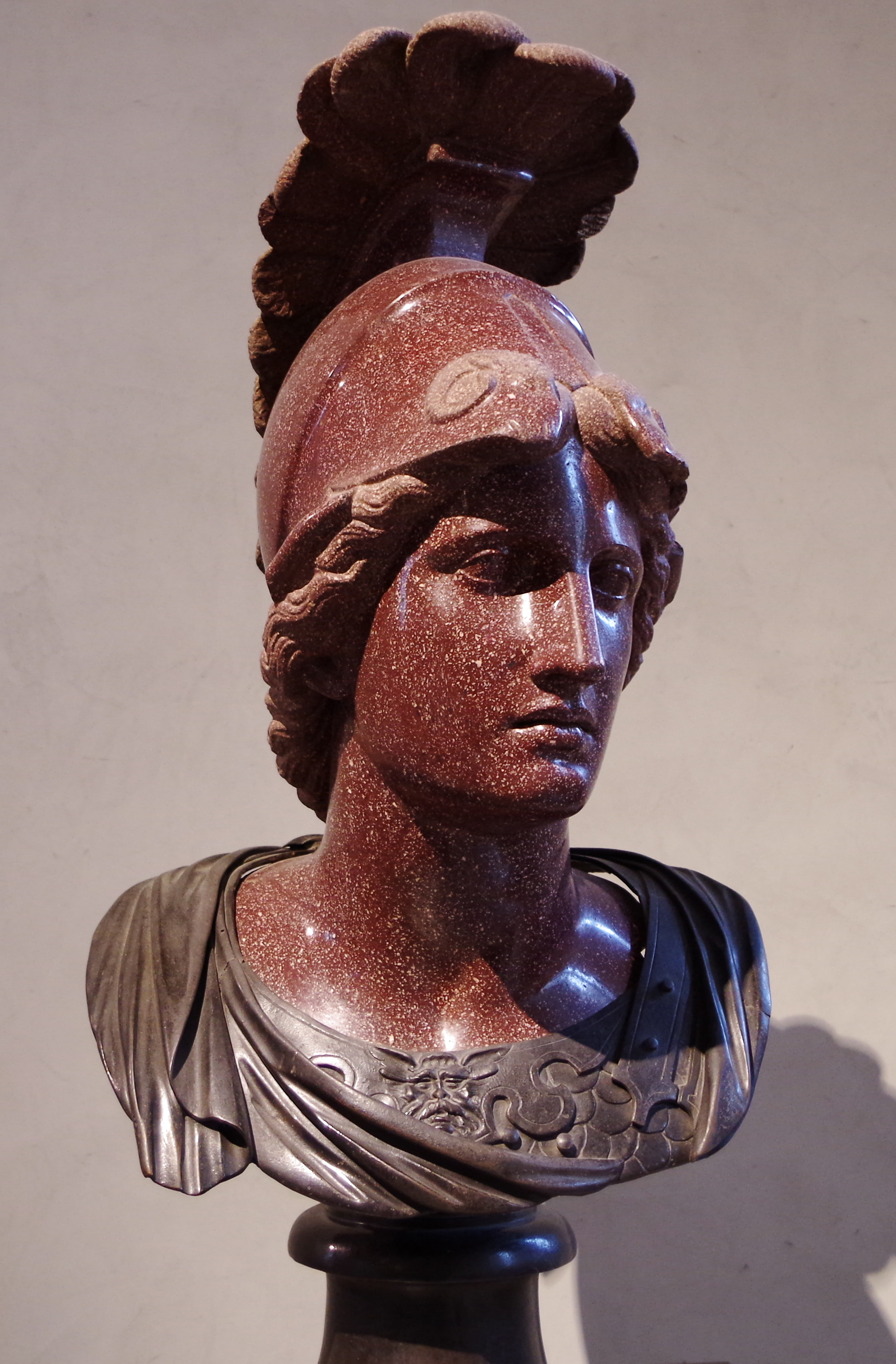
L'Alexandre Mazarin, musée du Louvre.

##### La galerie du château

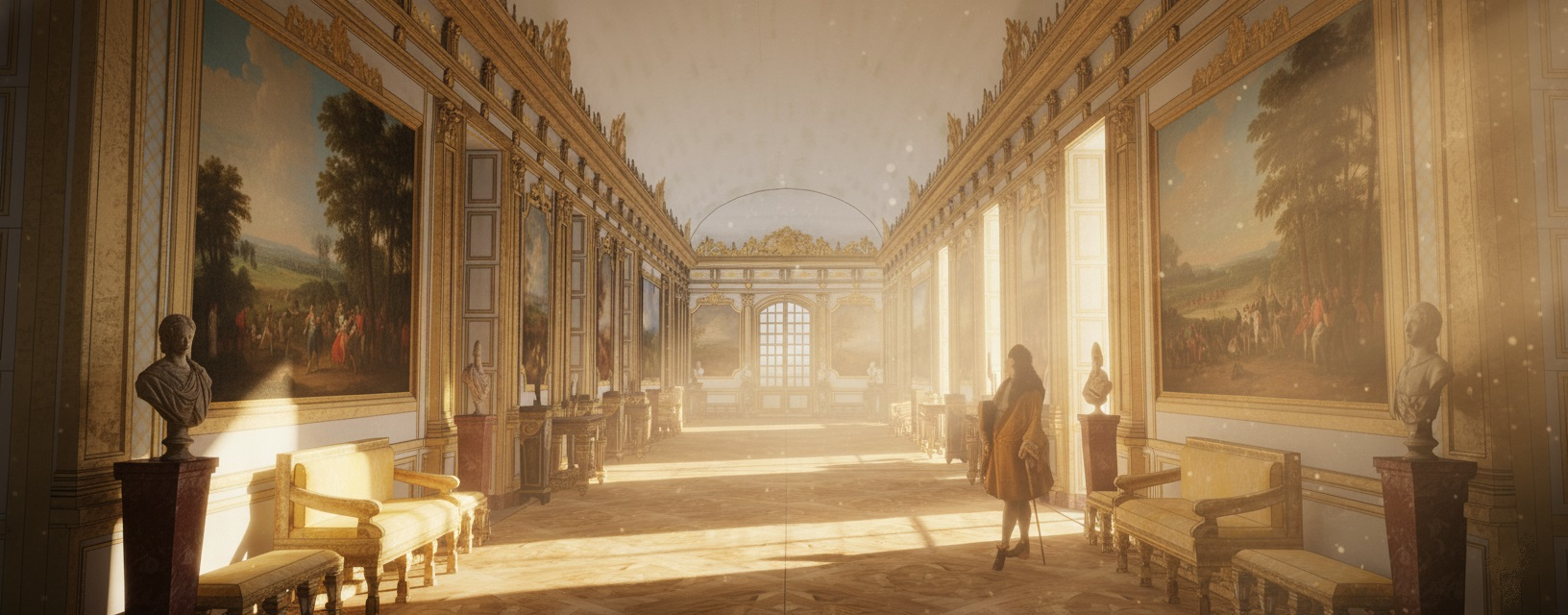
Restitution de la Galerie du château vieux de Meudon.

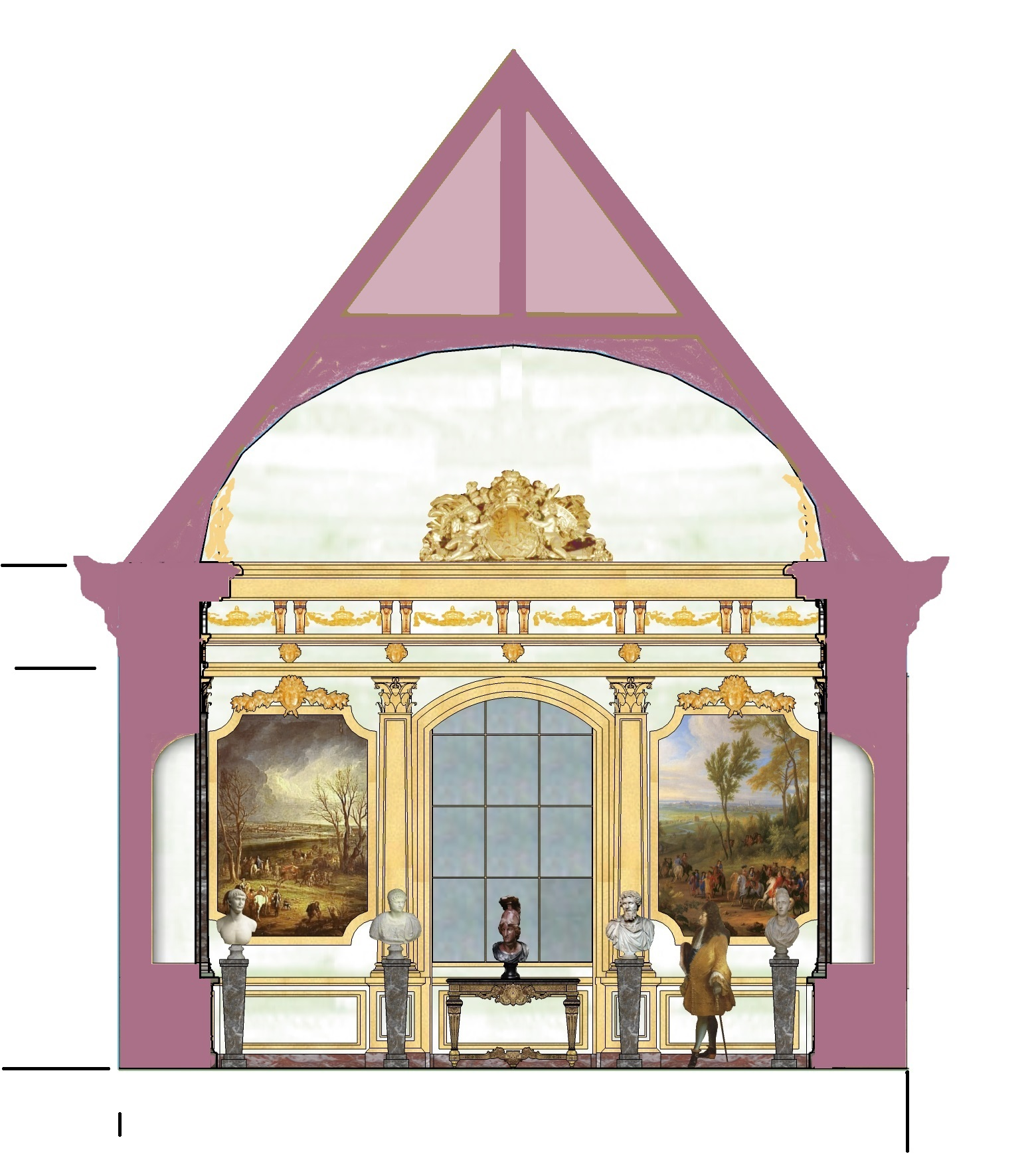
Restitution de la coupe de la Galerie du château vieux de Meudon, fin XVIIe.

La galerie de Meudon disposait d'une superficie de 300 m2, mesurant près de 40 mètres de long pour la pièce principale. Néanmoins, deux salons l'encadraient : le salon du Petit Pont, et, au Nord, le Salon des « Albane ».
C'est Louvois qui la fit décorer sur le modèle de la galerie des glaces de Versailles. C'était une réplique plus petite, mais le décor était tout aussi foisonnant, sculpté et doré.

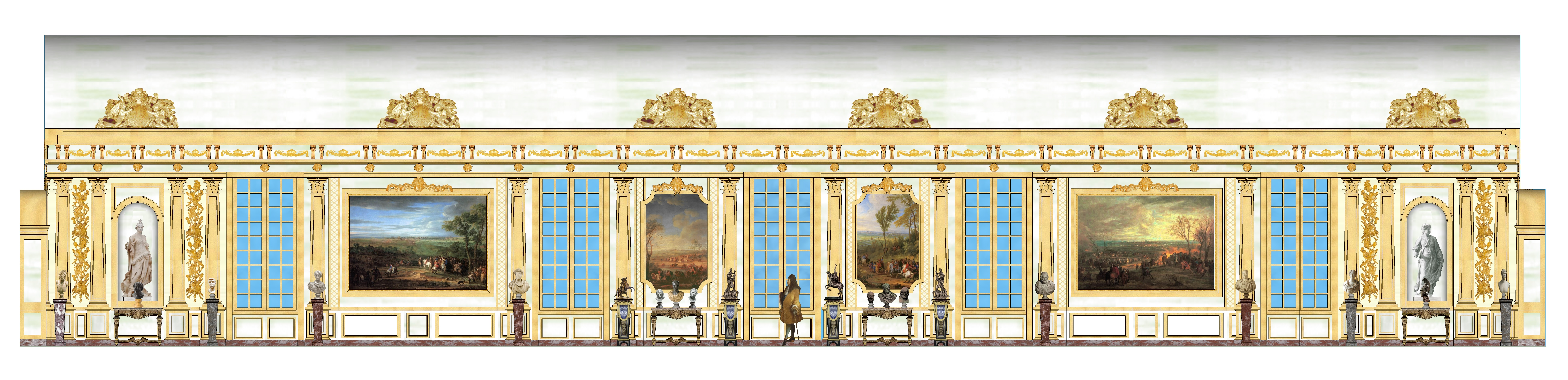
Restitution de la coupe de la Galerie du château vieux de Meudon, vers 1700.

Les toiles de Van der Meulen pour la galerie de Meudon
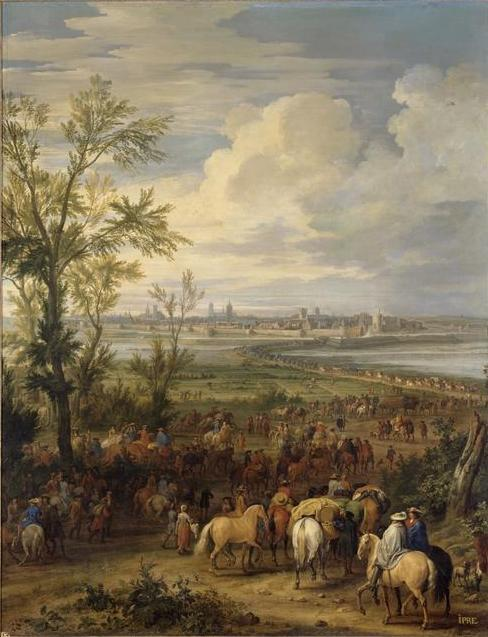
La prise d'Ypres.
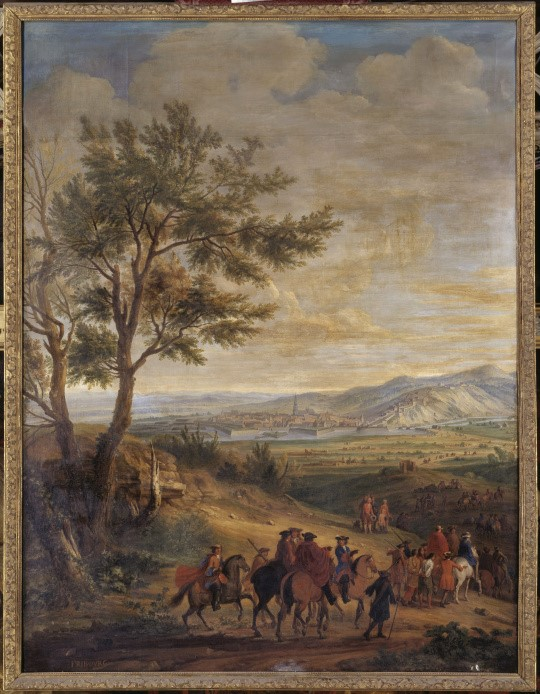
La prise de Fribourg.
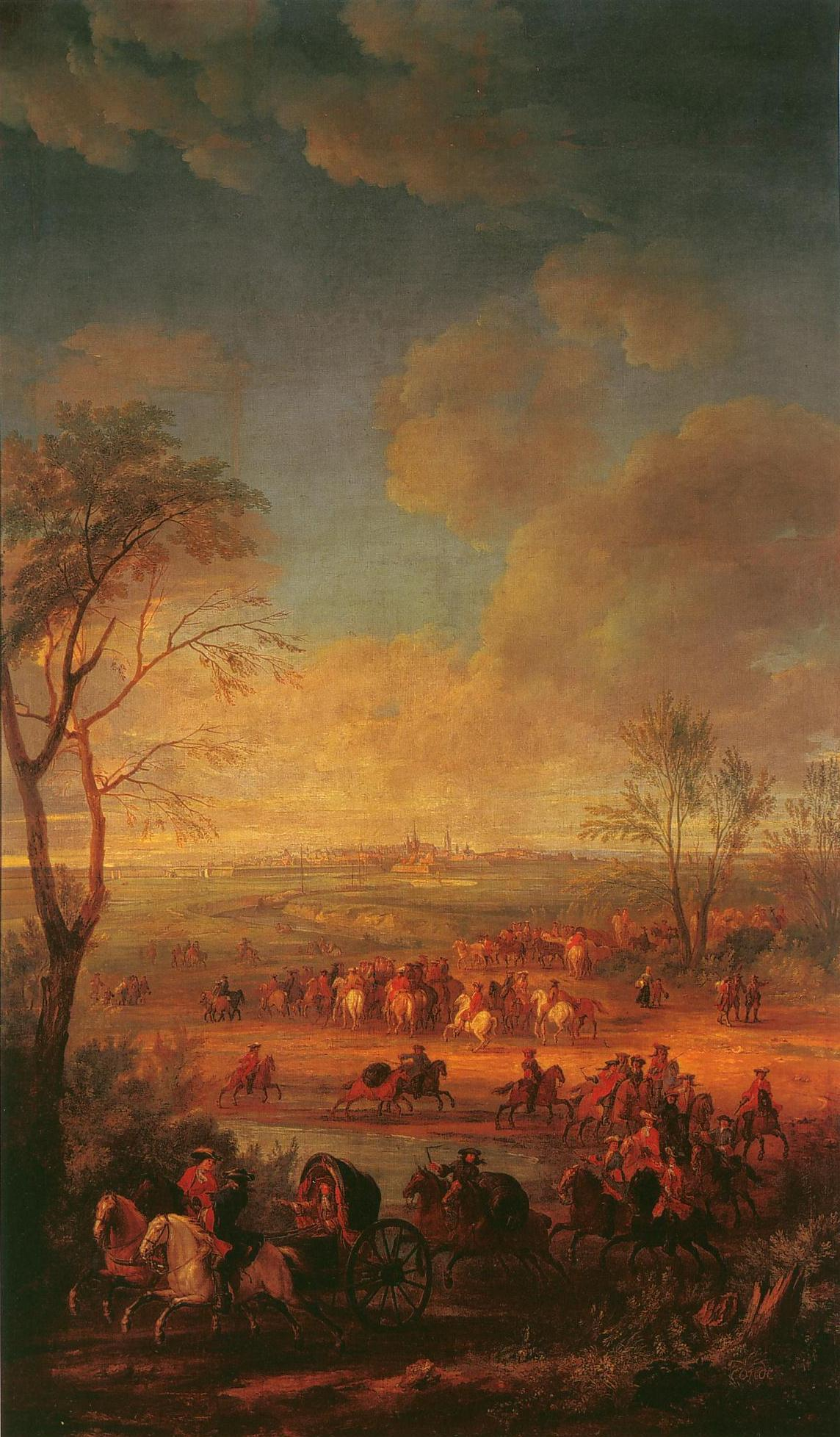
La prise de Condé.
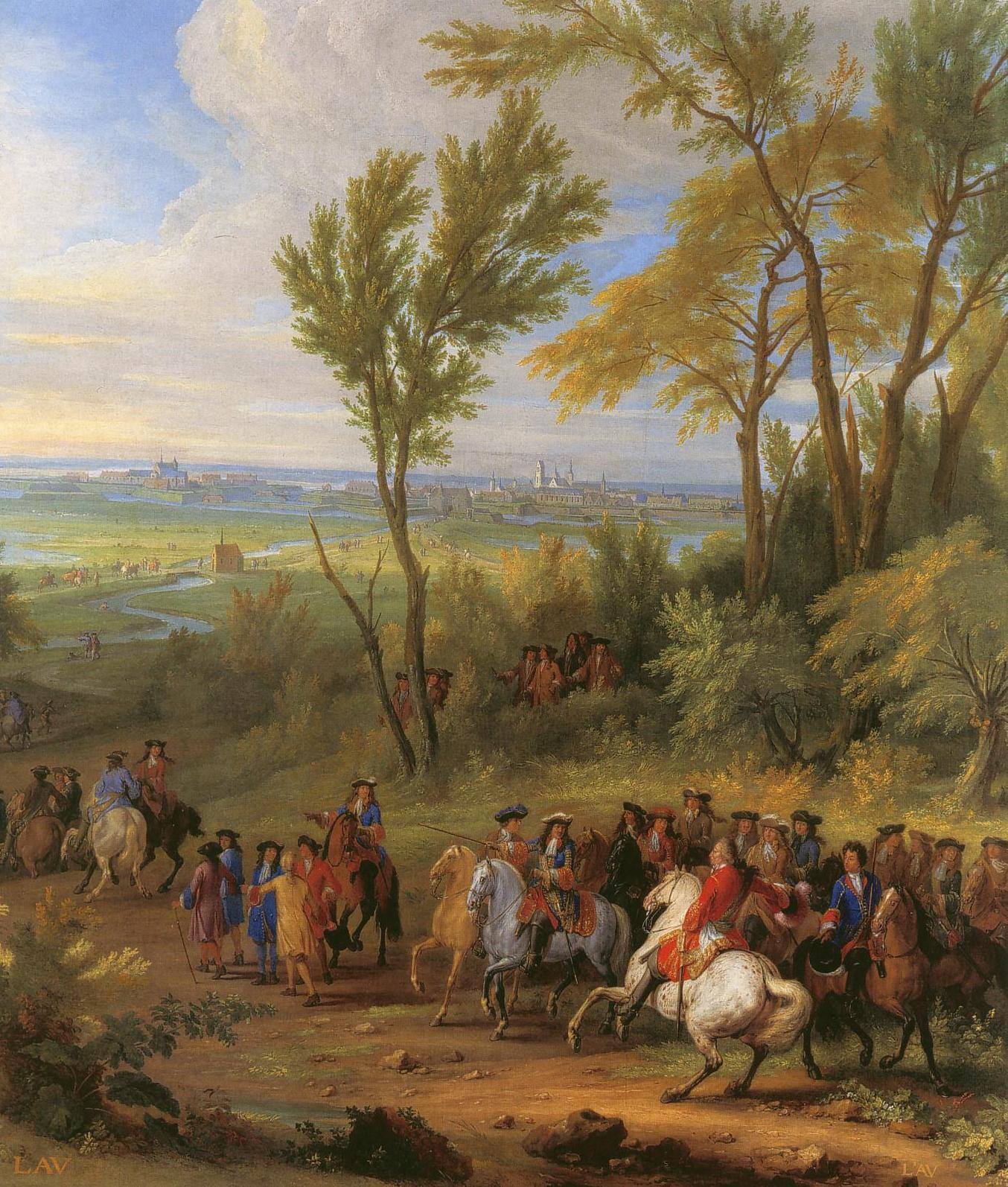
La prise de Lau.

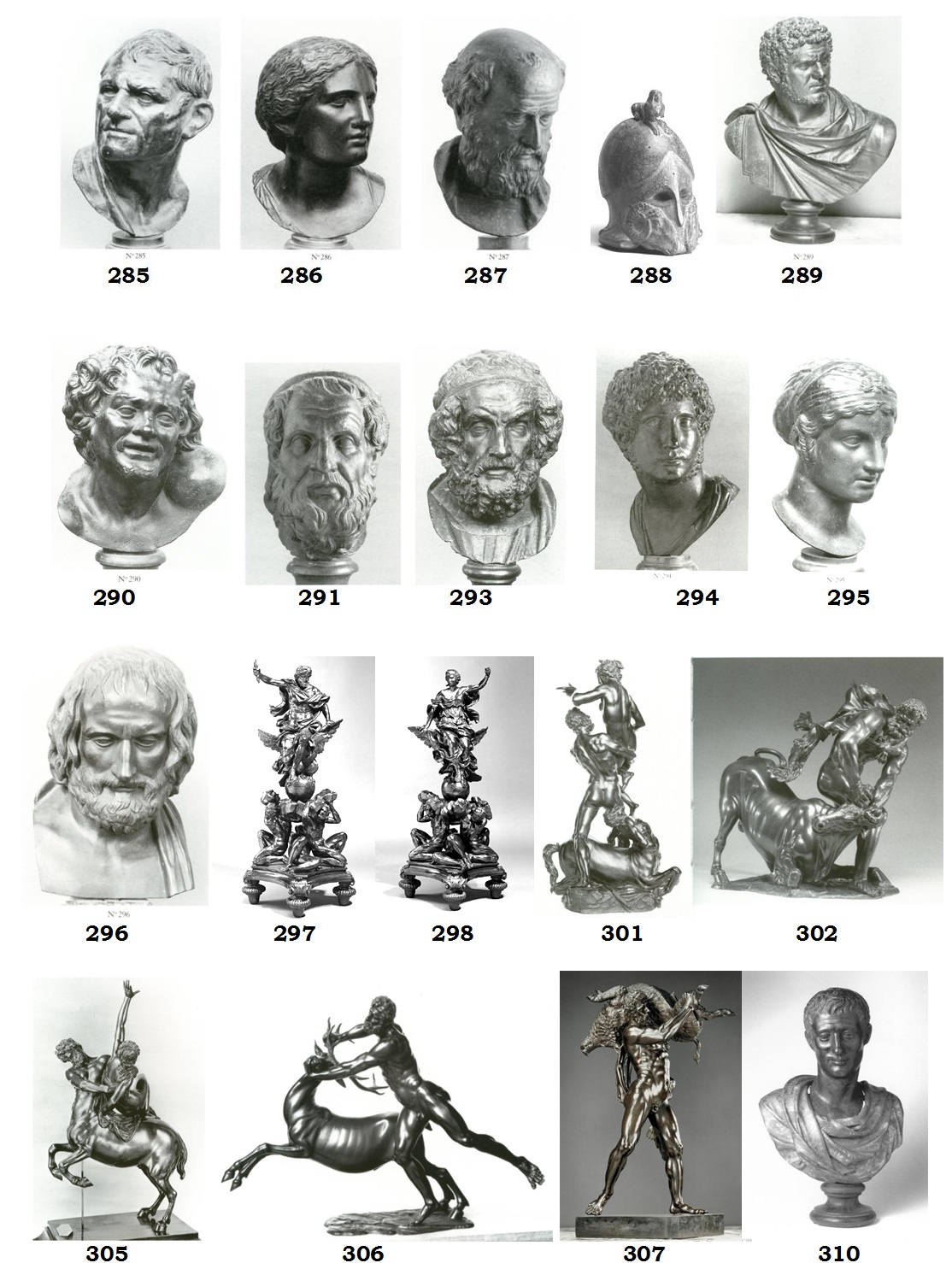
Les bronzes de la Couronne placés dans la Galerie de Meudon au XVIIIe siècle, avec leur numéro d'inventaire.

Les 4 statues placées dans les niches de la galerie sous Monseigneur
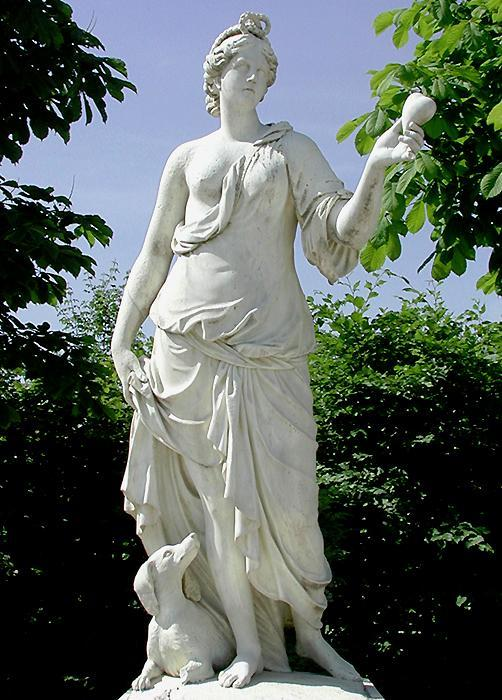
La Fidélité, d'après un dessin de Pierre Mignard, jardins de Versailles.
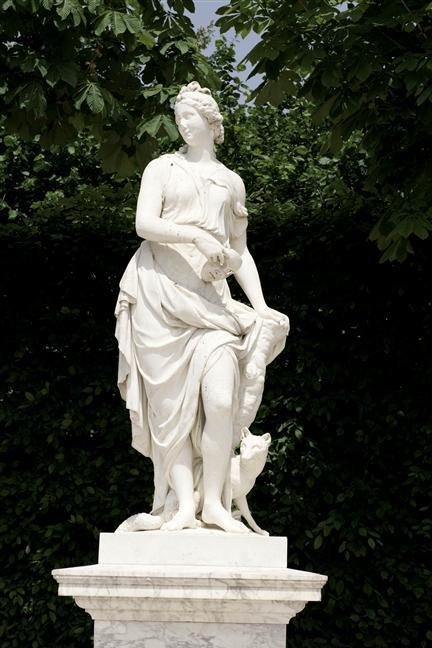
La Fourberie, d'après un dessin de Pierre Mignard, jardins de Versailles.
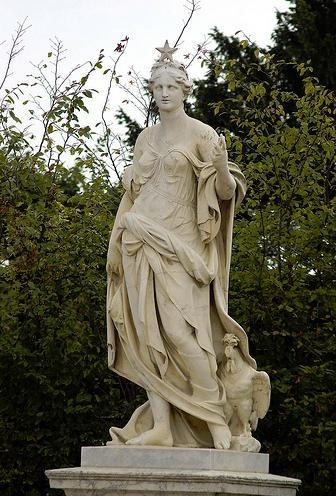
L'Aurore, ou le point du jour, de Gaspard Marsy, d'après un dessin de Charles Le Brun. Jardins de Versailles.
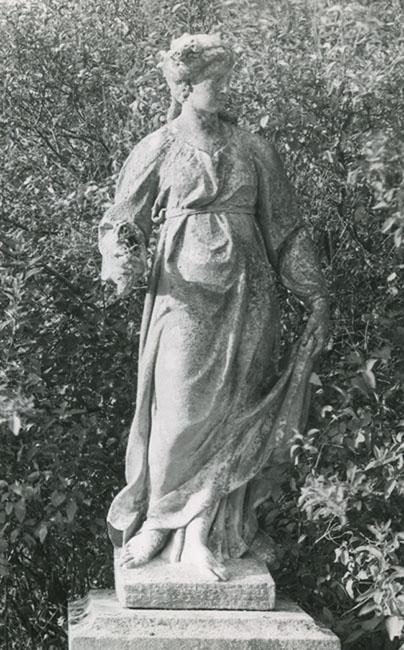
Flore, par Philippe Buyster (1595-1688).

Sculptures et mobilier placés dans la galerie de Meudon
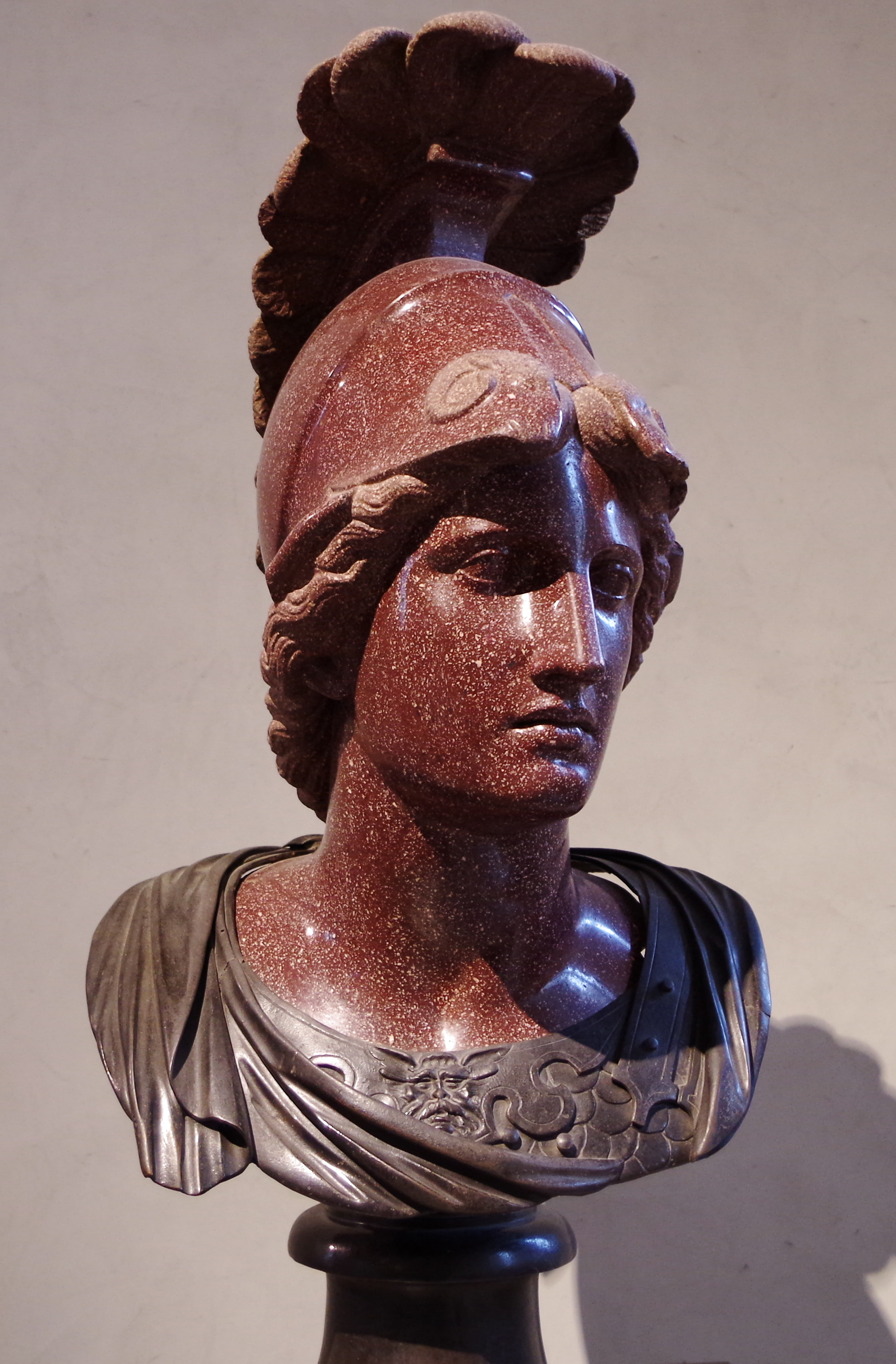
L'Alexandre Mazarin. Musée du Louvre.
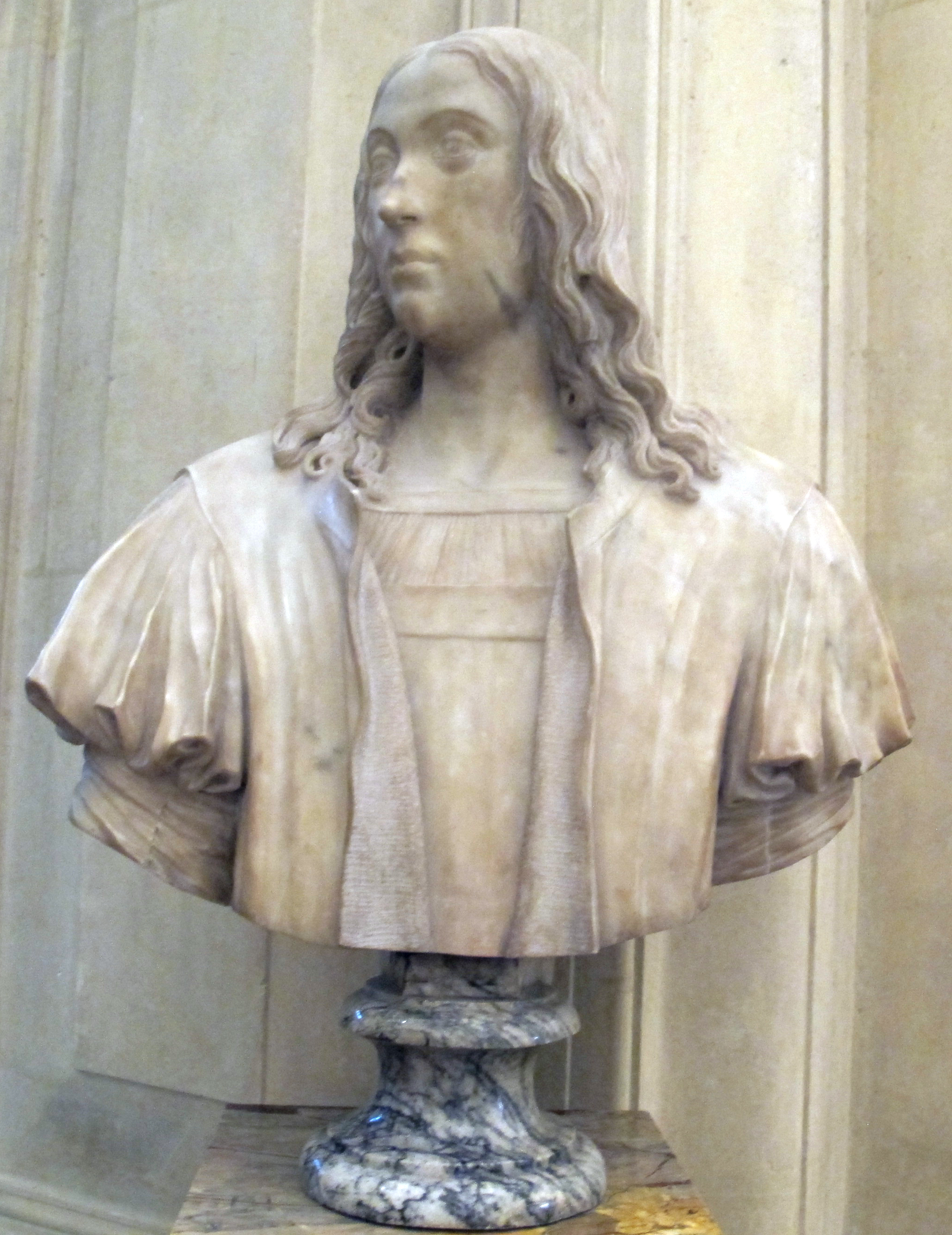
Buste de Raphaël, par Alessandro Rondoni.
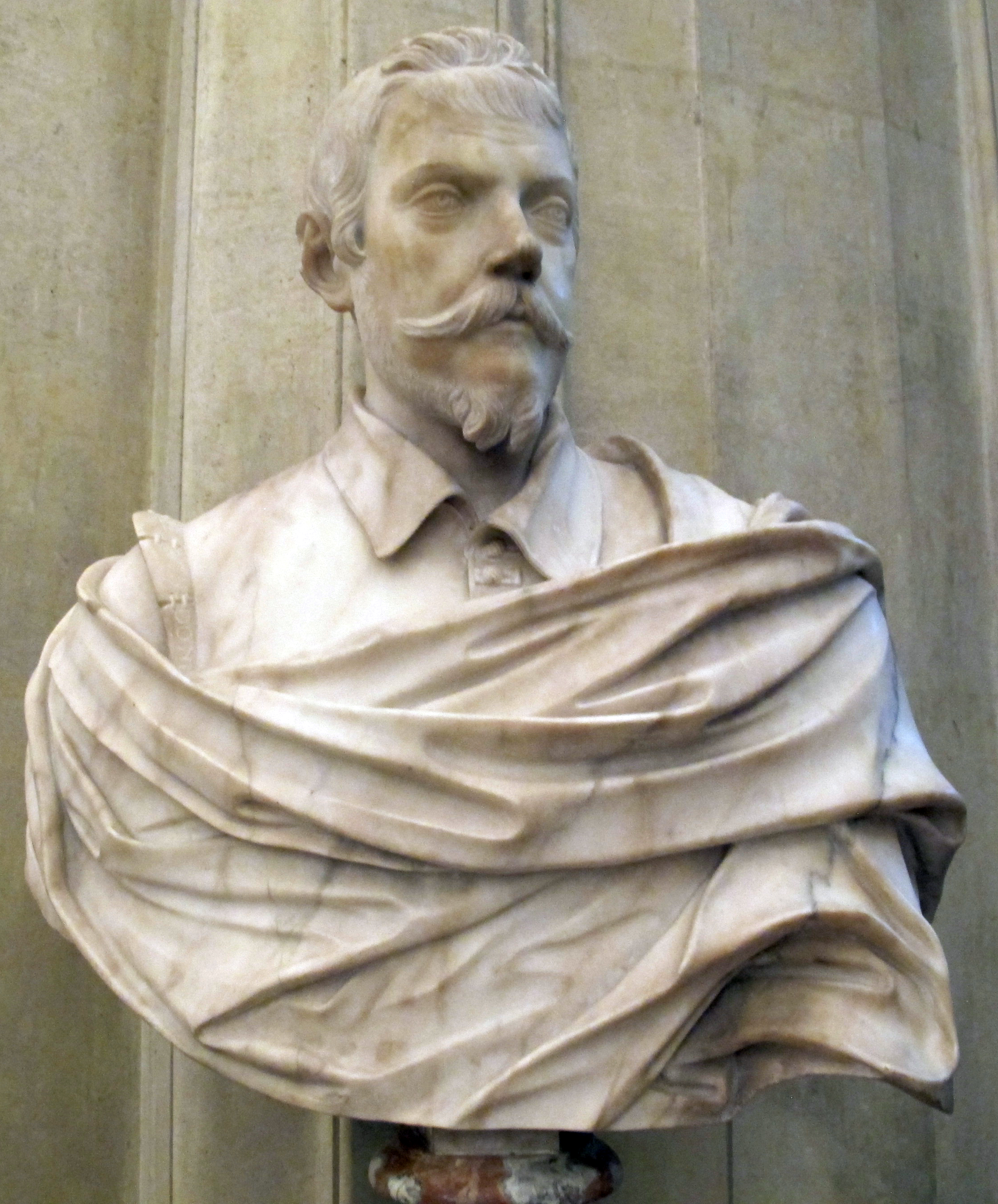
Buste d'Annibal Carrache, par Alessandro Rondoni.
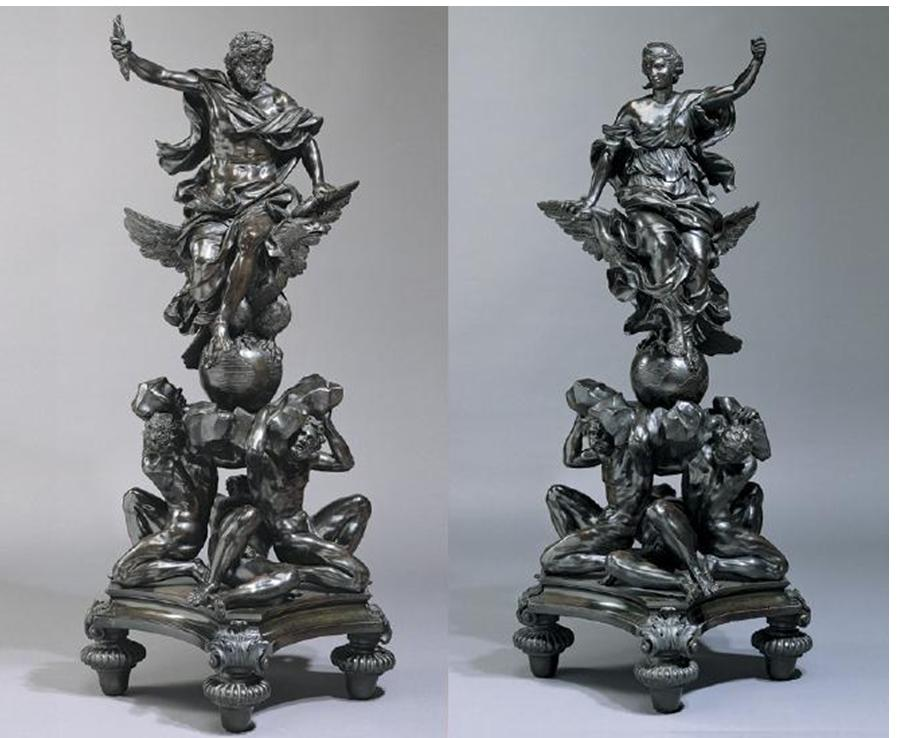
Jupiter et Junon, bronzes de l'Algarde. Wallace collection, Londres.
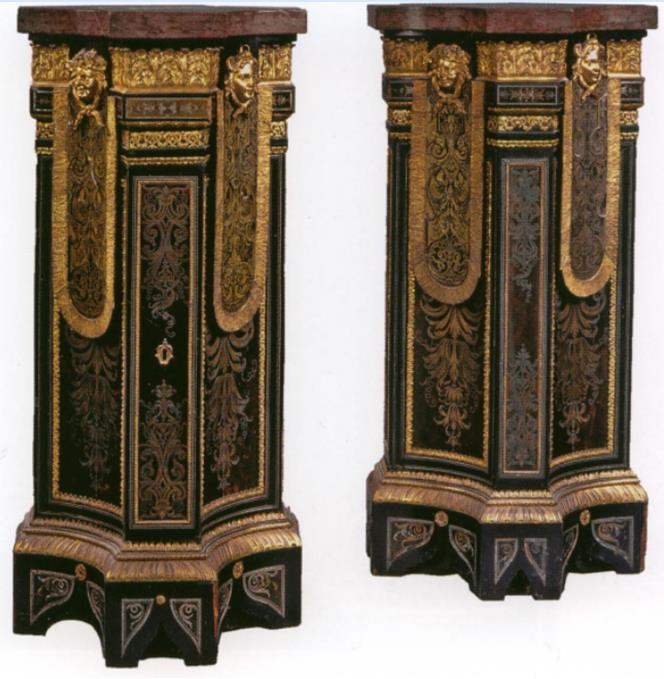
Piédestaux octogones placés dans la galerie. Abbaye de Chaalis.

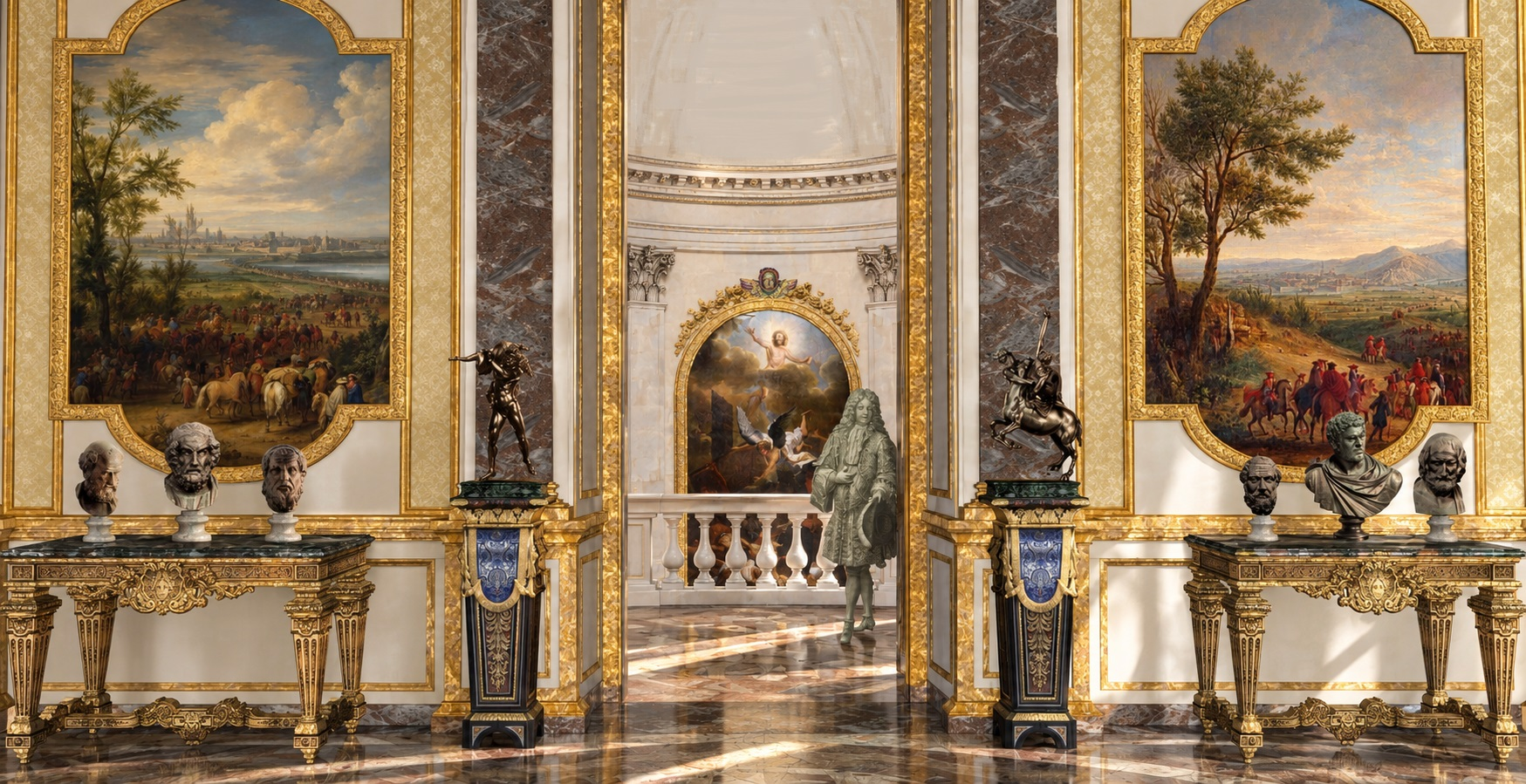
Essai de restitution de la vue sur la chapelle depuis le milieu de la galerie, vers 1710. [https://www.youtube.com/watch?v=cyFnR6AW6p8 (Voir aussi le clip vidéo 3D de la pièce)

##### Le salon du milieu de la Galerie (Louvois)
Au milieu de la galerie se trouvait une avancée vers la terrasse de Beauvais, où Louvois poursuivit le décor de la galerie avec des marbres, sculptures et miroirs. Quatre panneaux de miroirs créaient des reflets à l'infini, à l'imitation du décor des salons de la guerre et de la Paix à Versailles.
La pièce, sans doute à peine achevée à la mort de Louvois en 1691, sera détruite vers 1701, seulement dix ans plus tard, pour édifier la chapelle de Meudon (futur tribune de la chapelle).

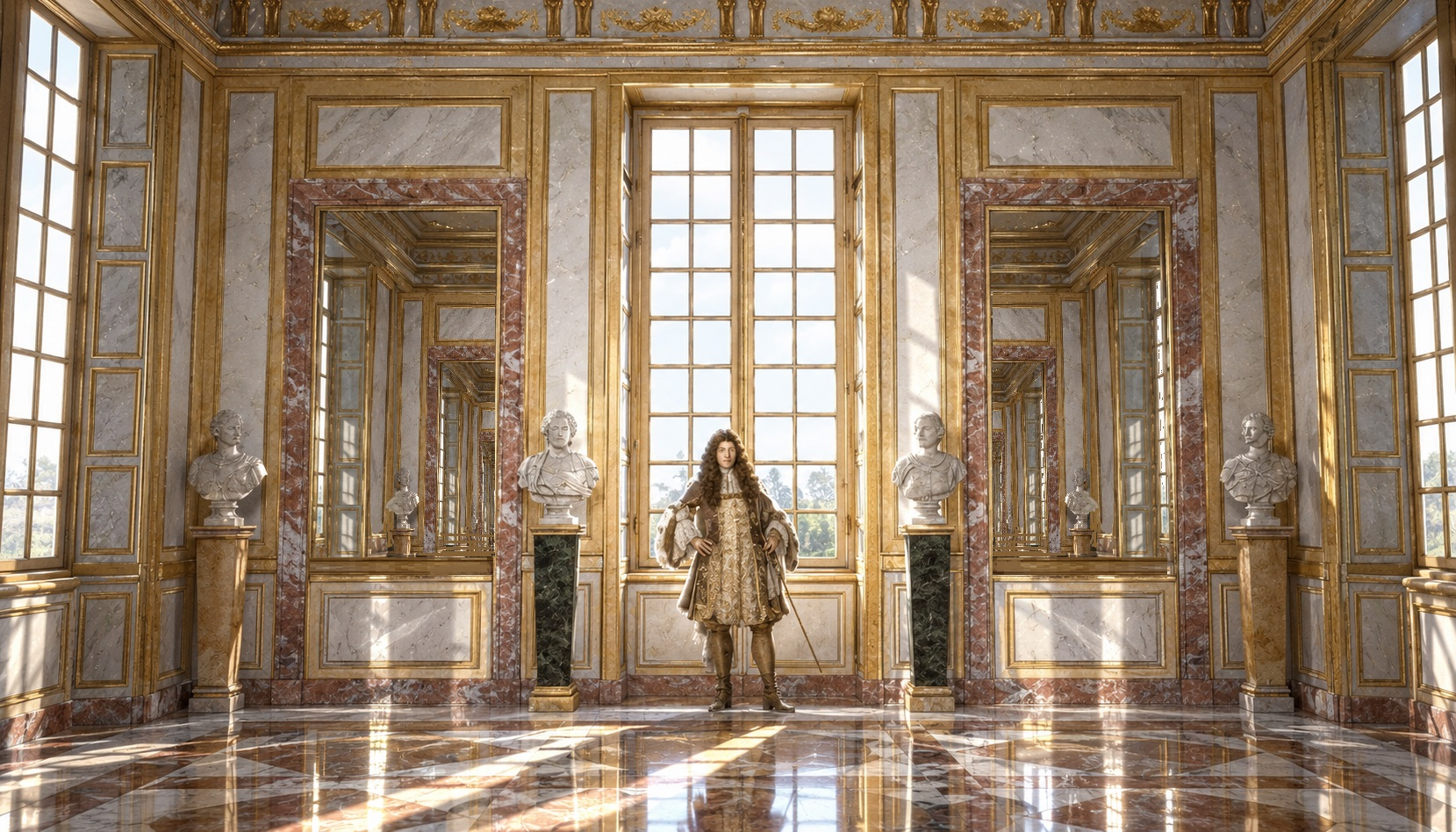
Restitution  du Cabinet ou salon du milieu de la Galerie de Meudon, vers 1690-1700.
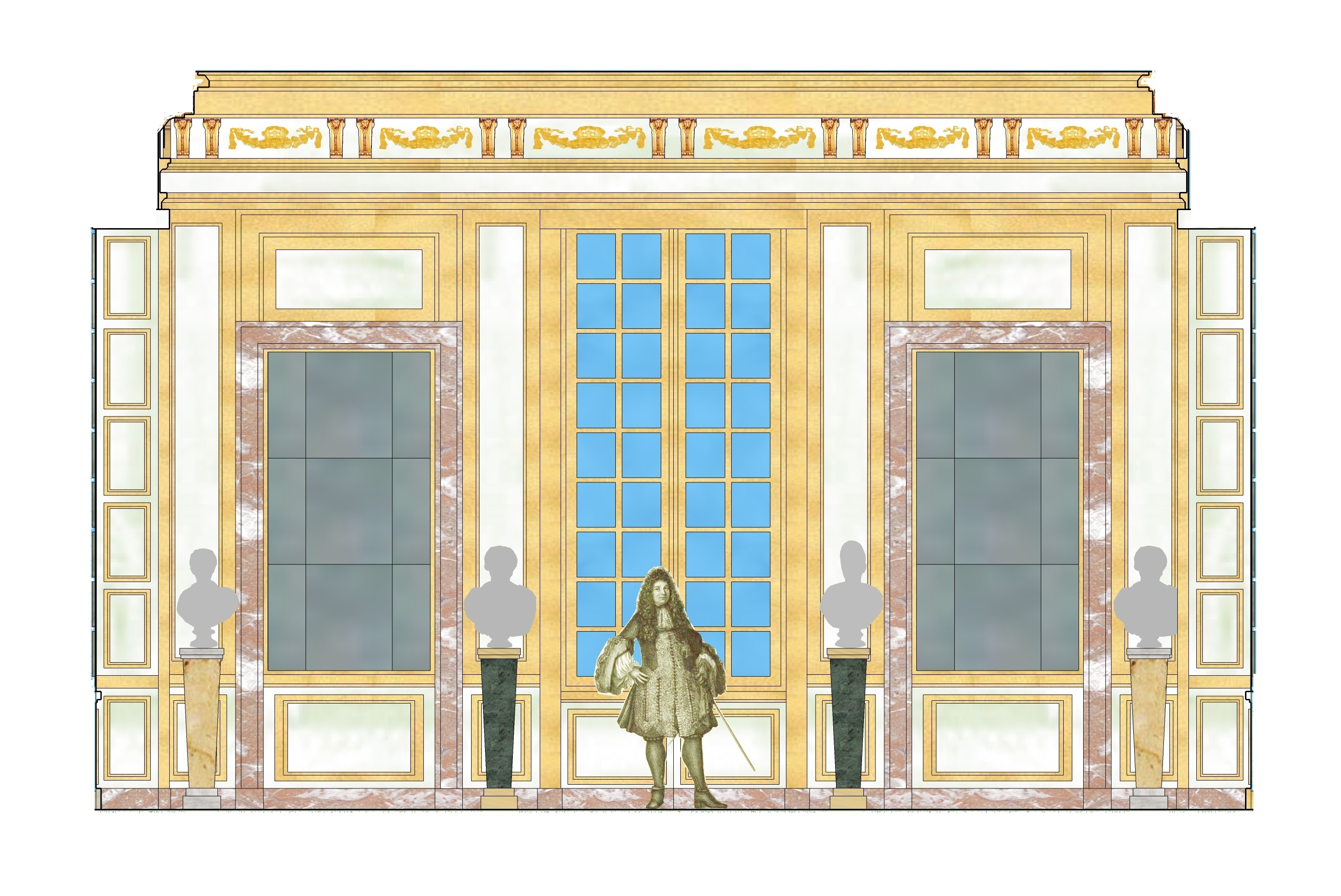
Restitution de la paroi ouest du Cabinet du milieu de la Galerie de Meudon, vers 1690-1700.
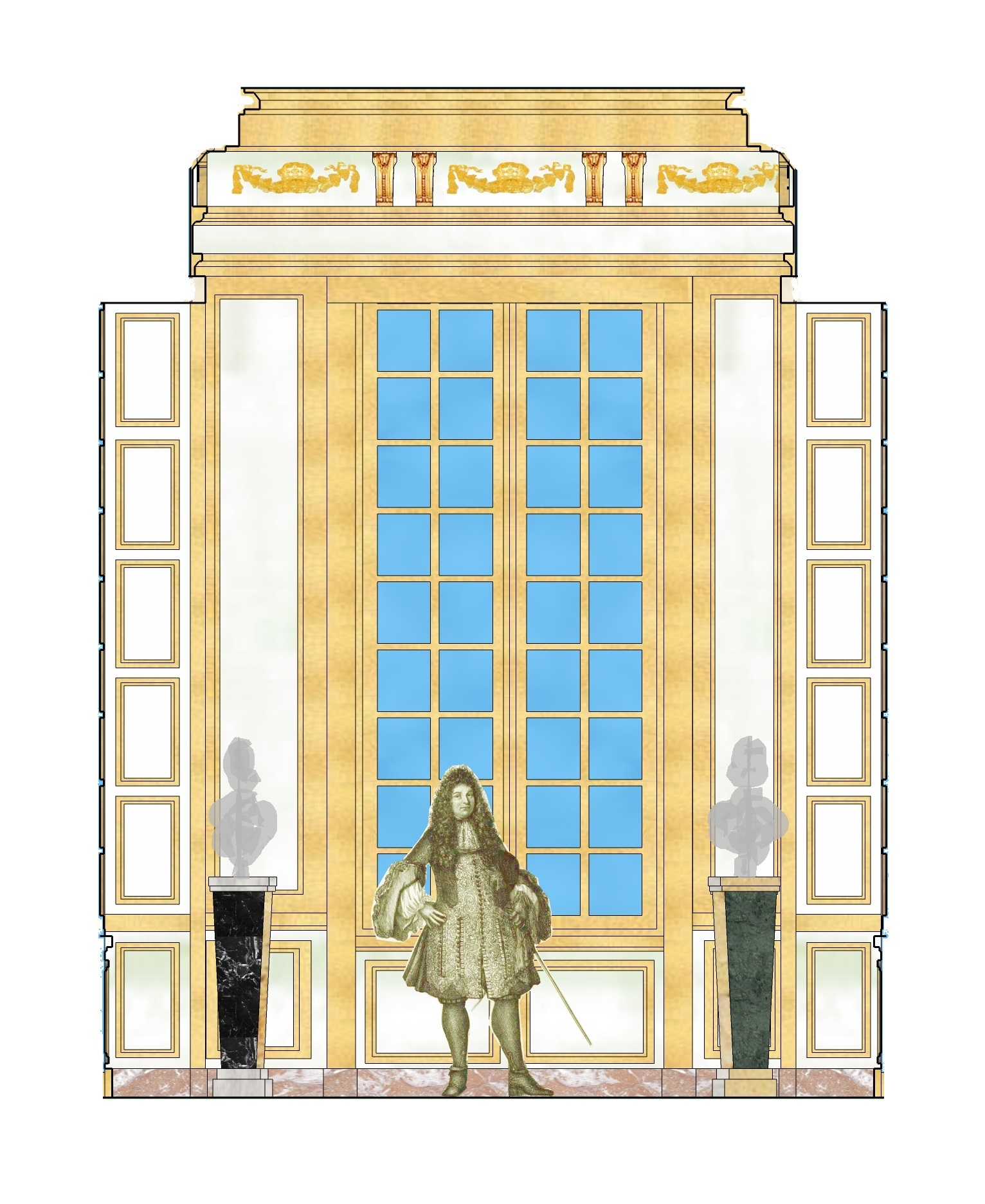
Restitution de la paroi sud.
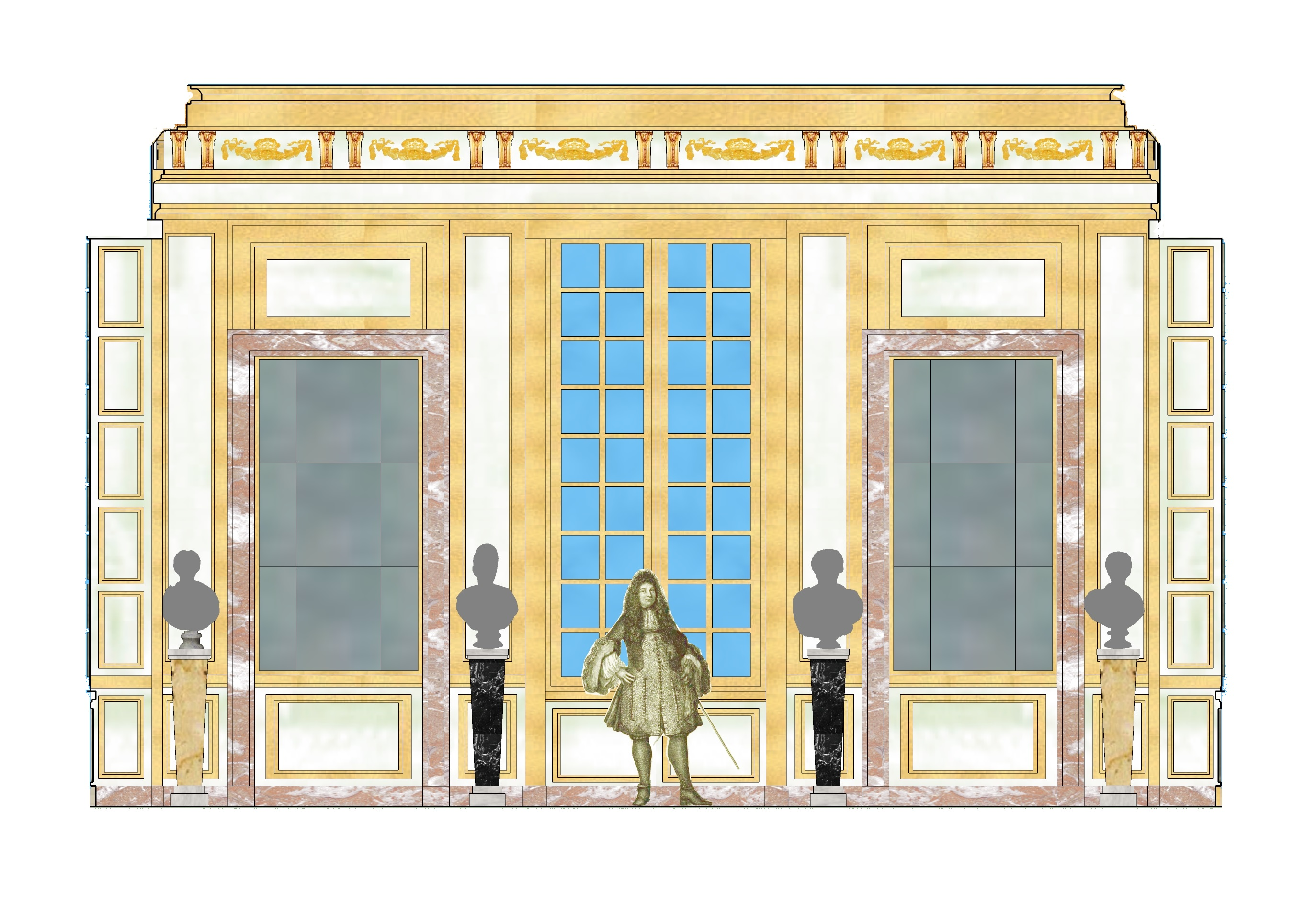
Restitution de la paroi est du Cabinet du milieu de la Galerie de Meudon, vers 1690-1700.

##### Le salon dit des Albane
Cette pièce termine la Galerie, et elle est le pendant du Salon du petit-pont, en symétrie. Le nom du Salon vient du peintre l'Albane, car plusieurs toiles de format ovales avaient été placées dans les angles. Il s'agissait de copies réinterprétées d'après l'œuvre du maître. L'architecture de la pièce, avec ses niches ornées de miroirs, et son plafond à coupole, s'inspire directement du Cabinet des médailles de Louis XIV à Versailles.
Le dauphin va y placer les grands bronzes de l'Algarde, Jupiter et Junon.

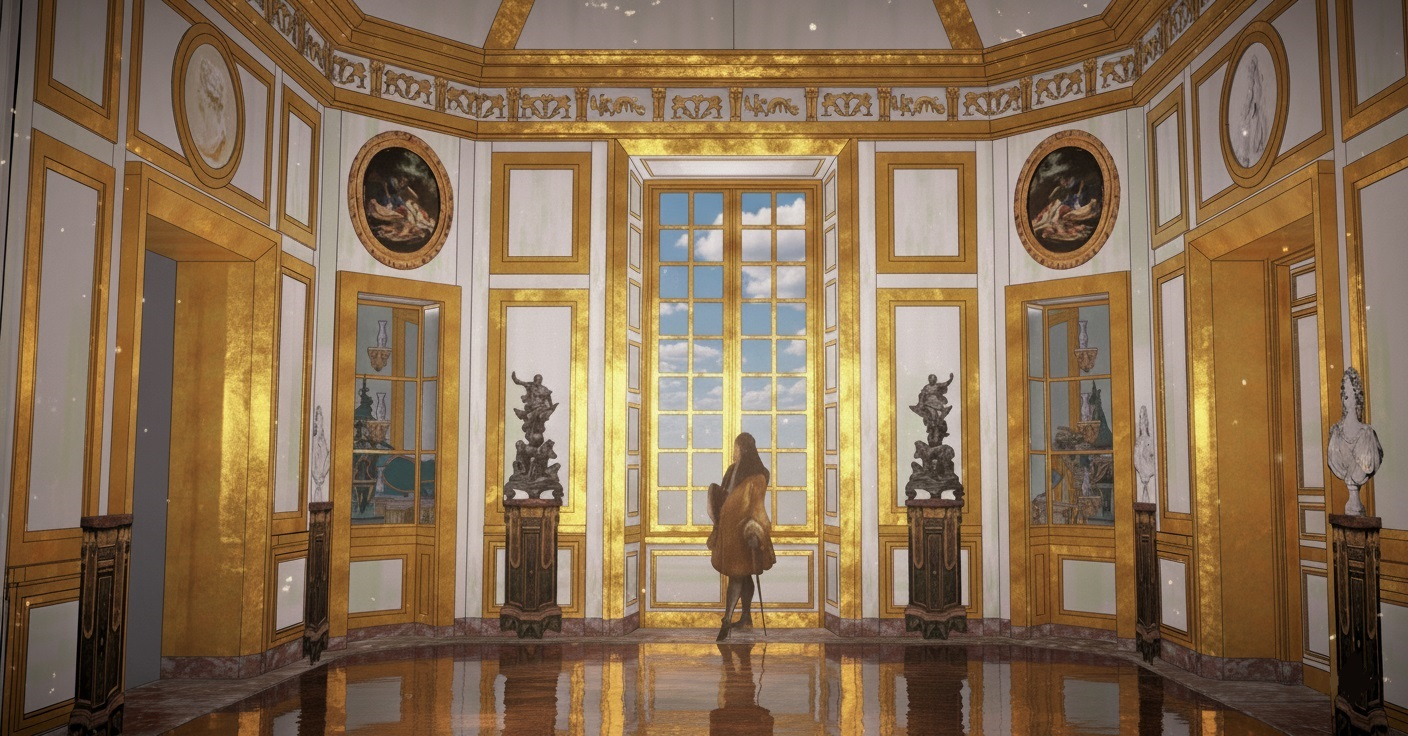
Schéma de restitution du Salon des Albane, au château vieux de Meudon.
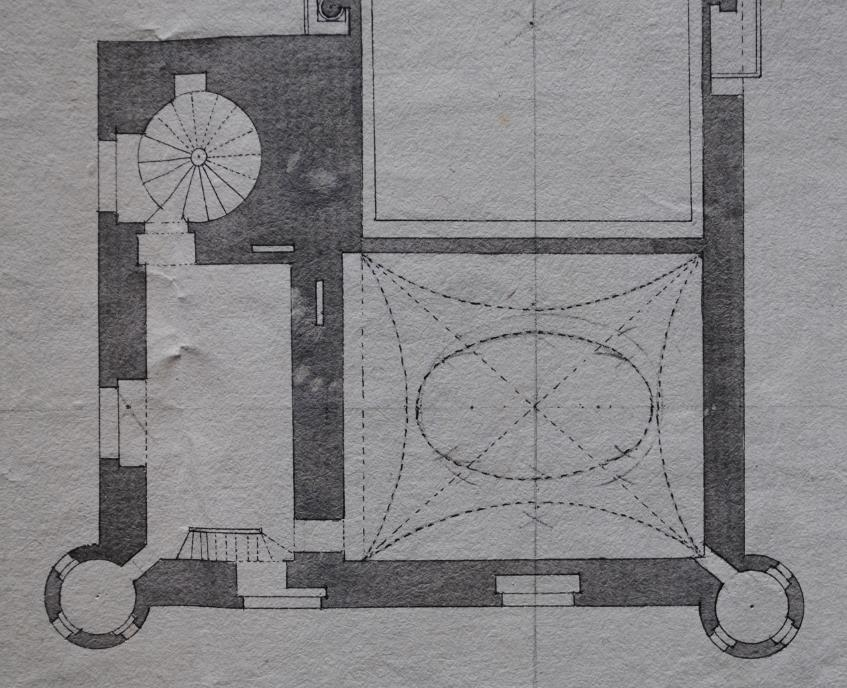
Tracé de la coupole du Salon des Albane (AN, O1 Meudon).

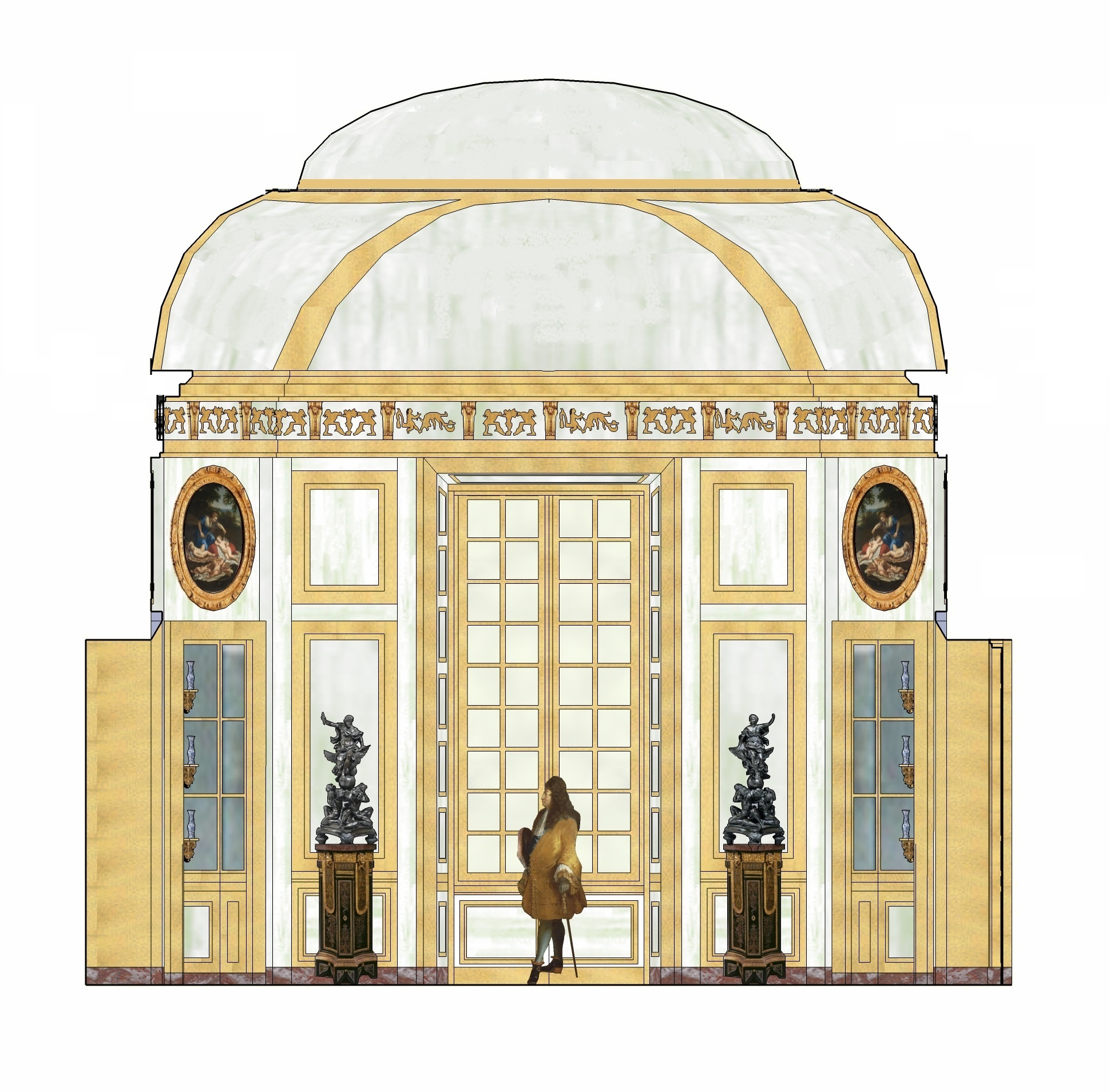
Restitution de la coupe du Salon des Albane de Meudon, paroi nord.
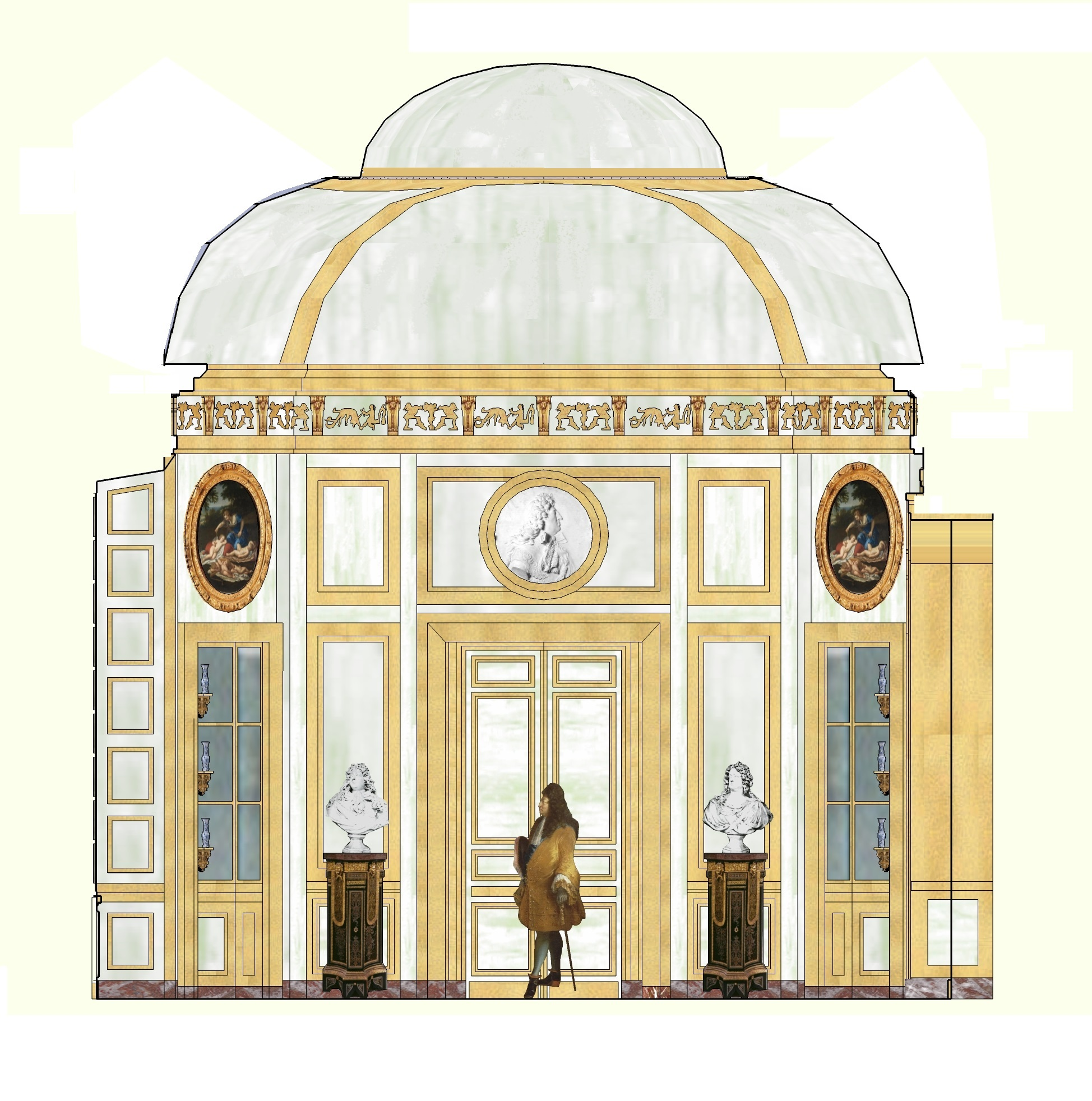
Restitution de la coupe du Salon des Albane de Meudon, paroi est.
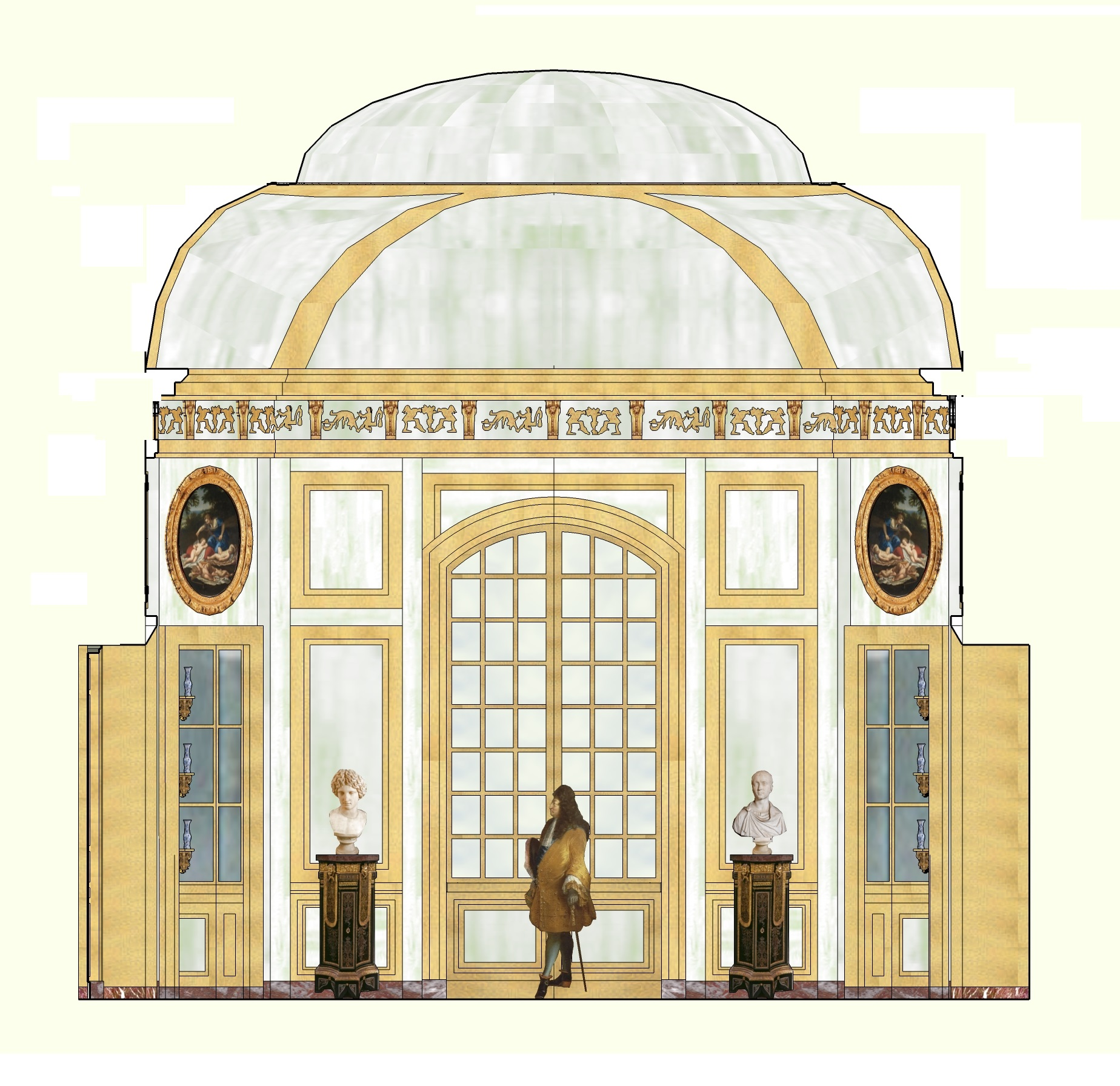
Restitution de la coupe du Salon des Albane de Meudon, paroi sud.

##### L'appartement dit de Louis XIV
L'appartement de Louis XIV se composait d'une antichambre, de la chambre du roi, d'une petite pièce de passage, permettant de rejoindre les arrières, ainsi que d'un « Cabinet des glaces du Roi », qui disposait d'un balcon permettant d'admirer la vue sur Paris.

###### L'antichambre de Louis XIV, servant pour le Conseil
Cette pièce sans boiseries bénéficiait de trois fenêtres du côté du parterre et de deux portes-fenêtres du côté de la cour permettant de rejoindre le balcon. La cheminée était « de marbre vert campan, avec un dessus de glace en trois morceaux, le premier de 59 pouces de largeur sur 42 pouces de hauteur, le second de pareille largeur sur 40 pouces, le troisième de forme ceintrée de pareille largeur sur 26 pouces de hauteur ».

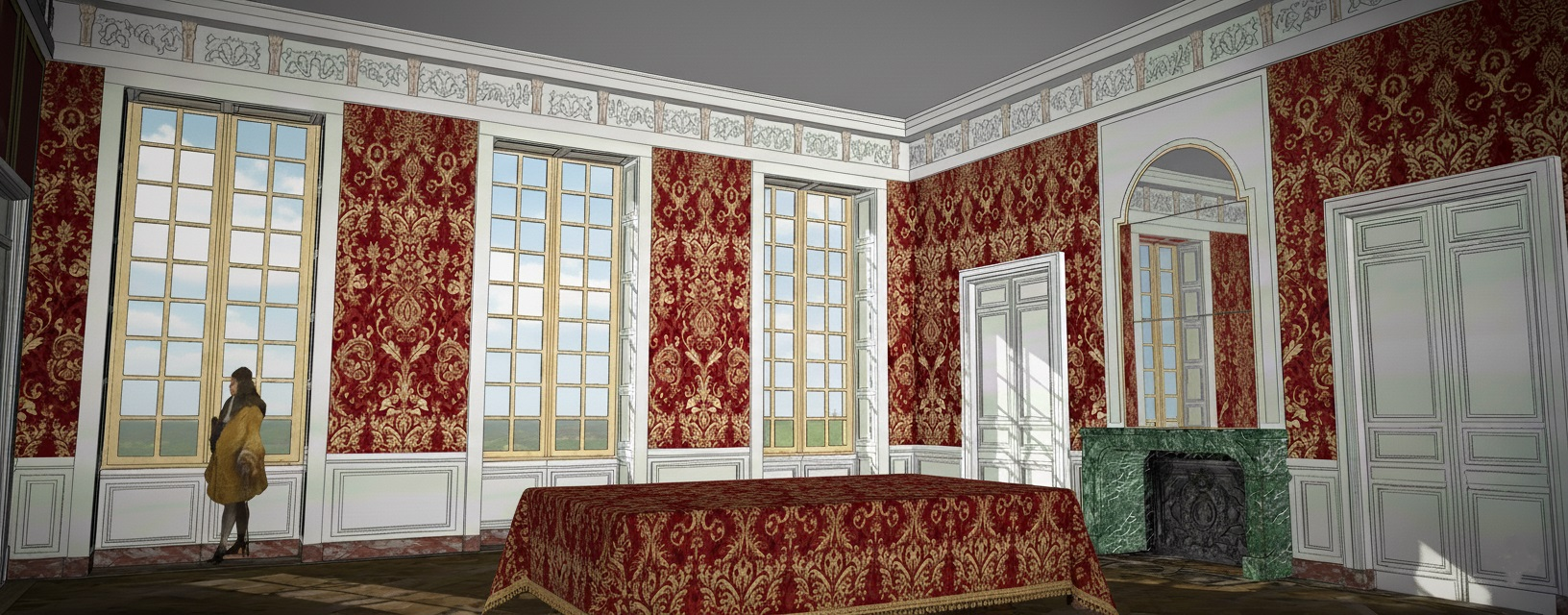
Essai de restitution de l'antichambre de Louis XIV au premier étage du château-vieux de Meudon, servant de salle du Conseil. Vers 1696-1711.

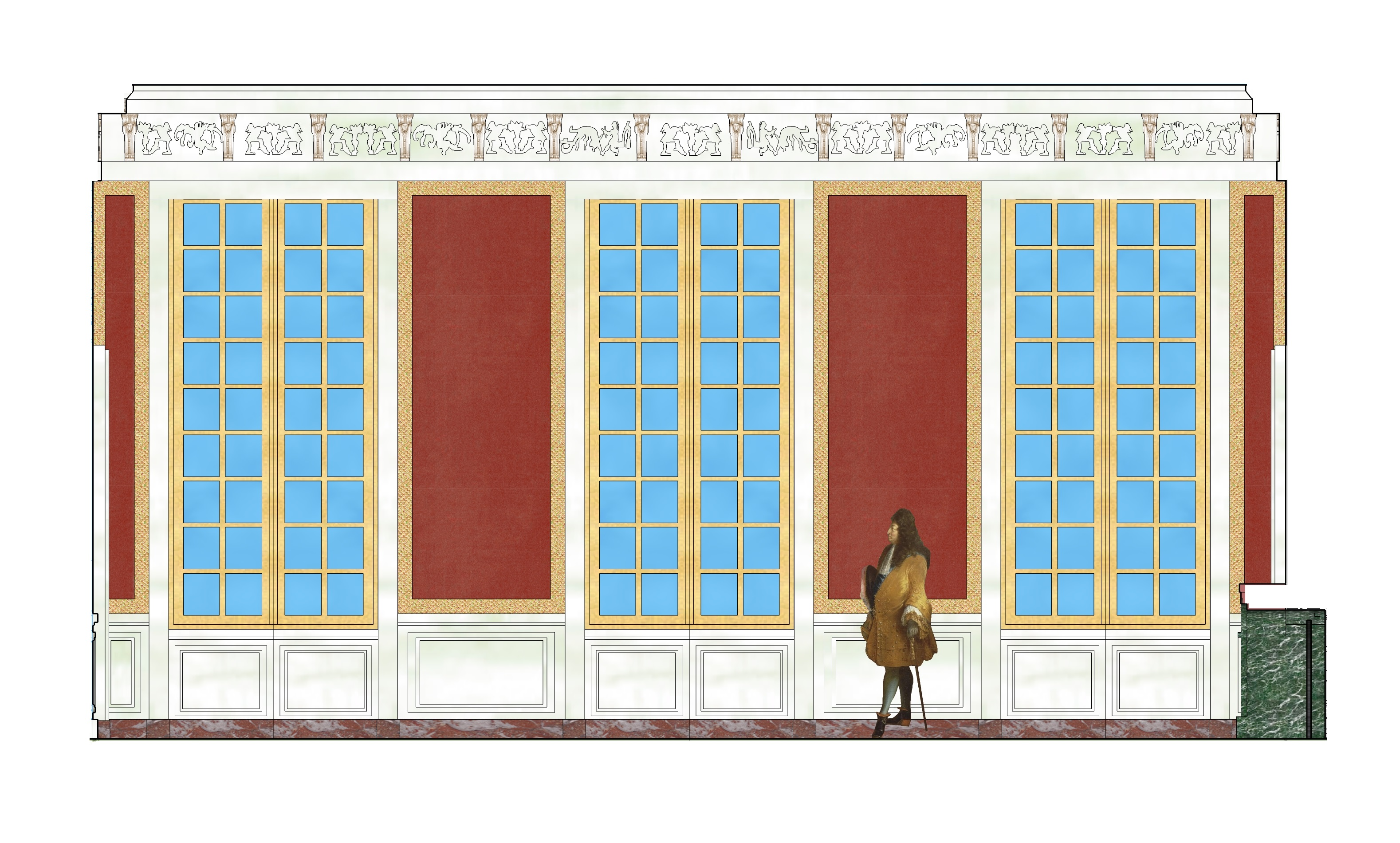
Restitution de la paroi sud de l'antichambre de Louis XIV à Meudon, vers 1700.
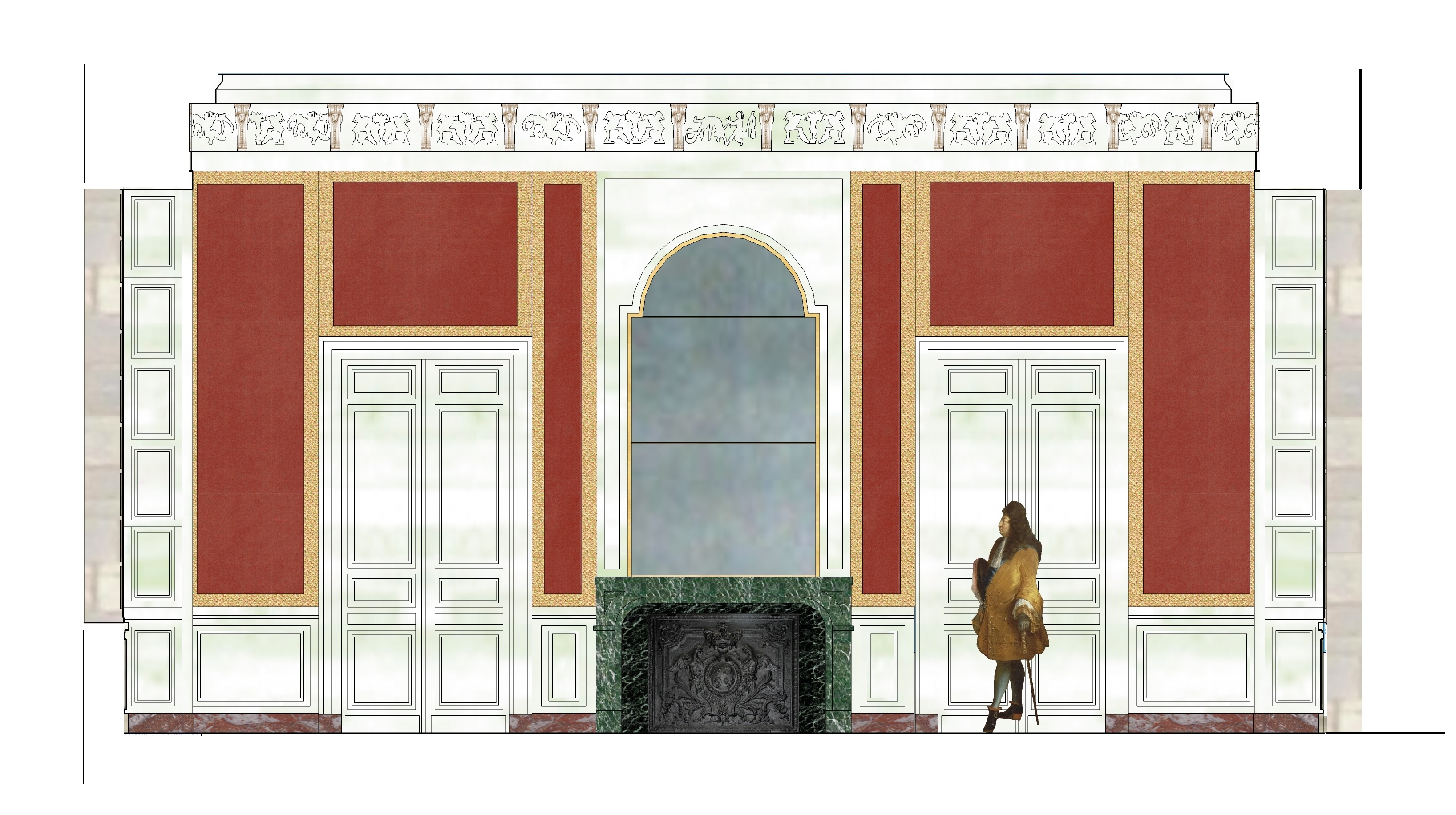
Restitution de la paroi ouest de l'antichambre de Louis XIV à Meudon, vers 1700.
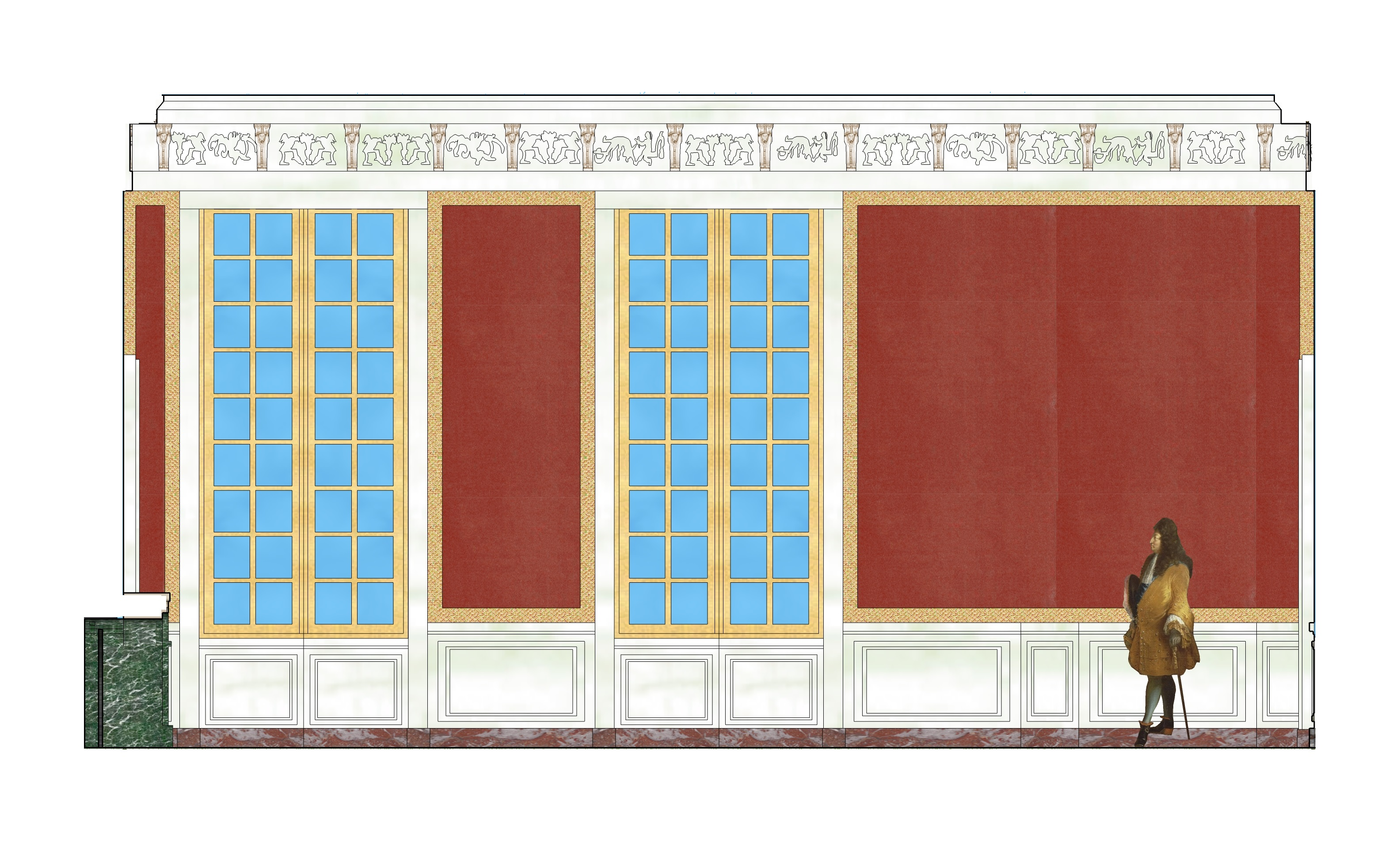
Restitution de la paroi nord de l'antichambre de Louis XIV à Meudon, vers 1700.
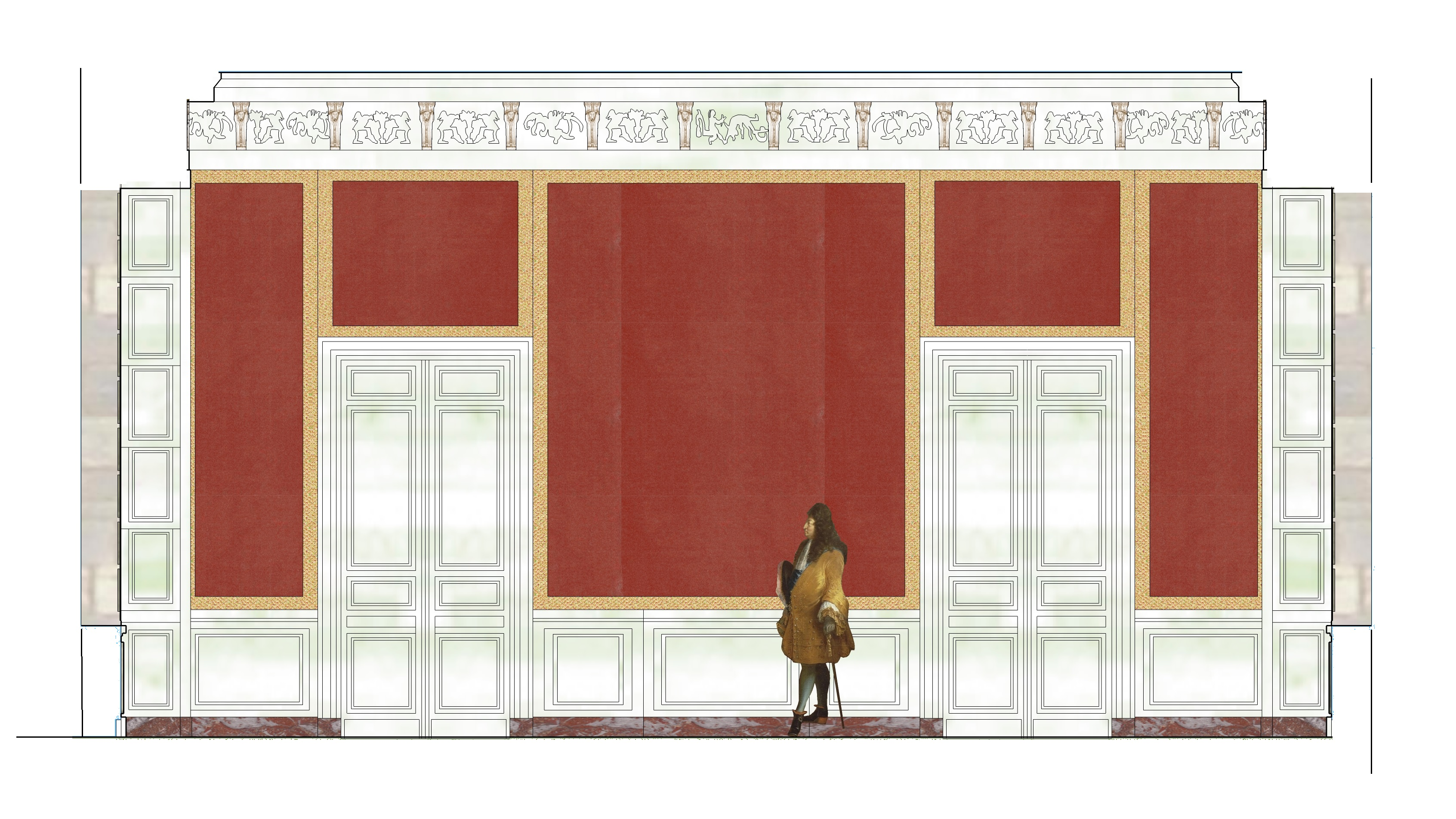
Restitution de la paroi est de l'antichambre de Louis XIV à Meudon, vers 1700.

###### La chambre de Louis XIV à Meudon

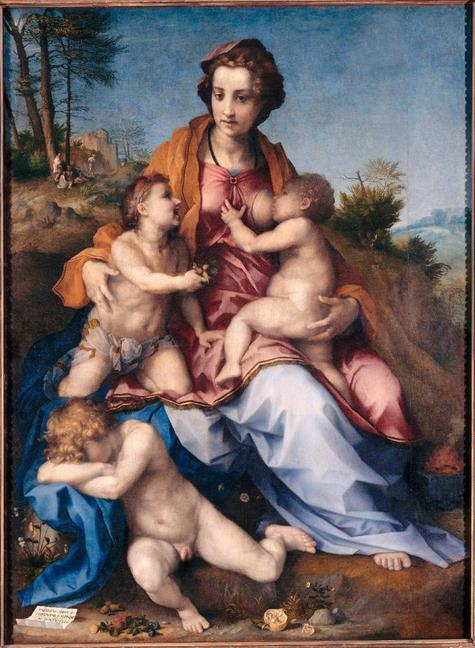
La Charité, d'Andrea del Sarto, Musée du Louvre. Placée dans la chambre du Roi à Meudon.

Au-dessus de la cheminée de la chambre du roi fut placé l'original de la Charité, d'Andrea del Sarto, puis une copie de cette toile. Cette œuvre peut être interprétée comme une allégorie de la transmission du pouvoir royal.
La placer dans la chambre du roi dans le château de son fils le Grand Dauphin signifiait beaucoup.

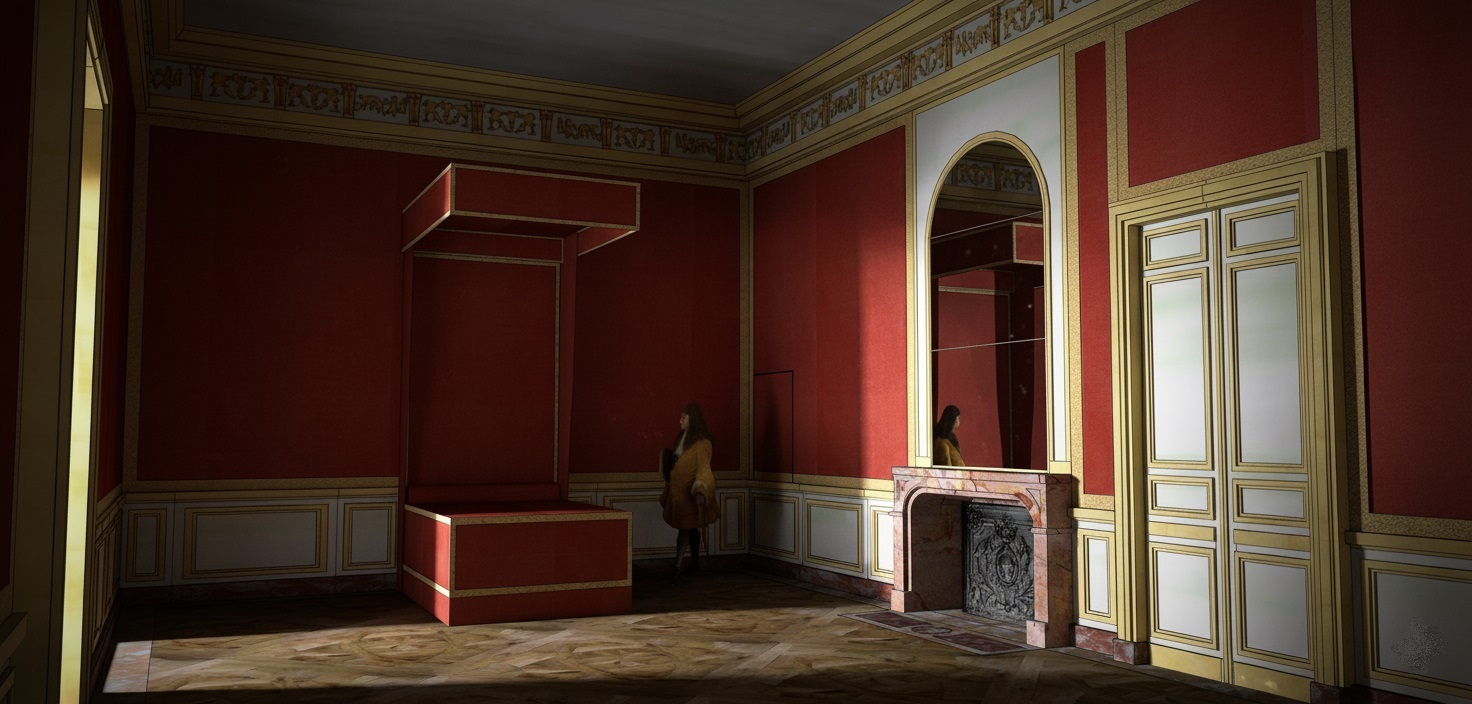
Restitution de la chambre de Louis XIV à Meudon, vers 1710.
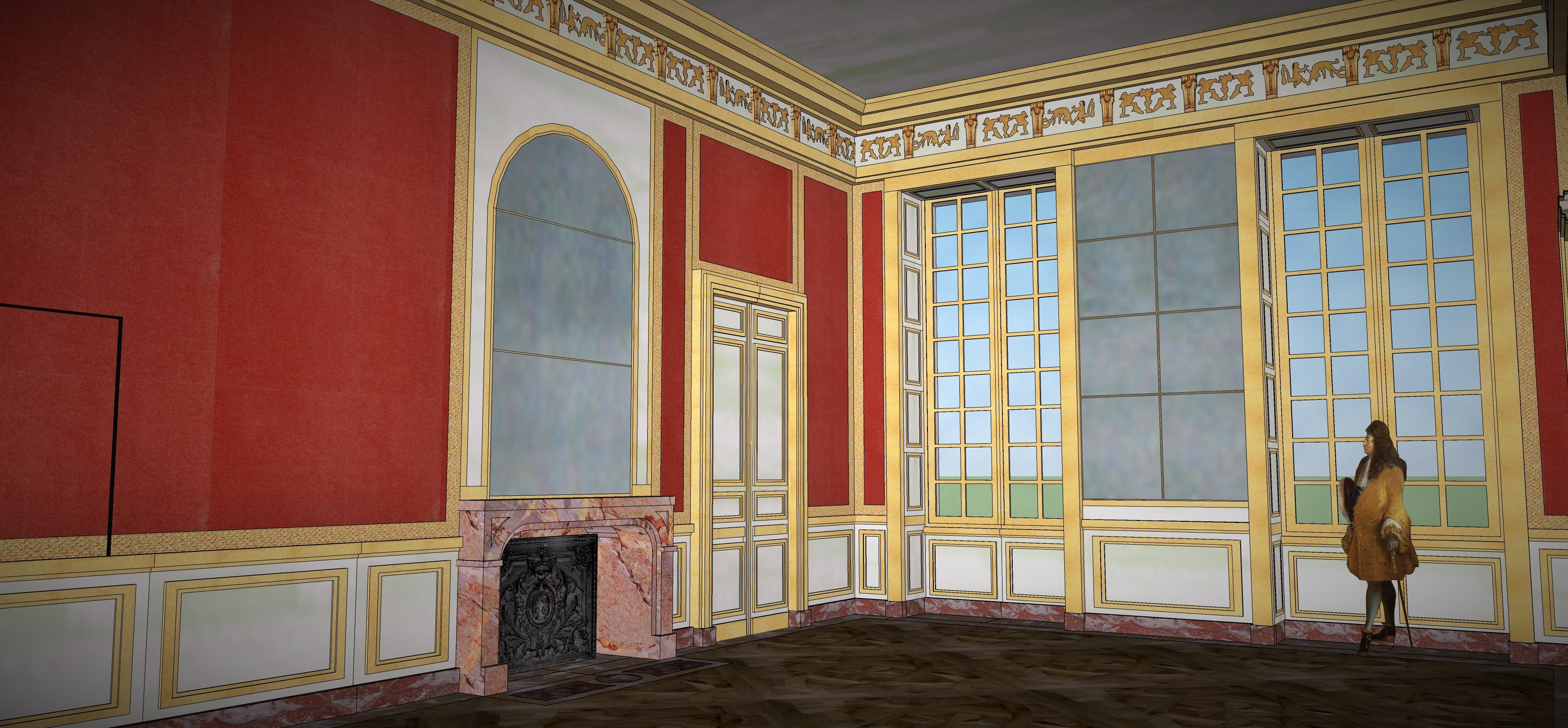
Restitution de la chambre de Louis XIV à Meudon, vers 1710.

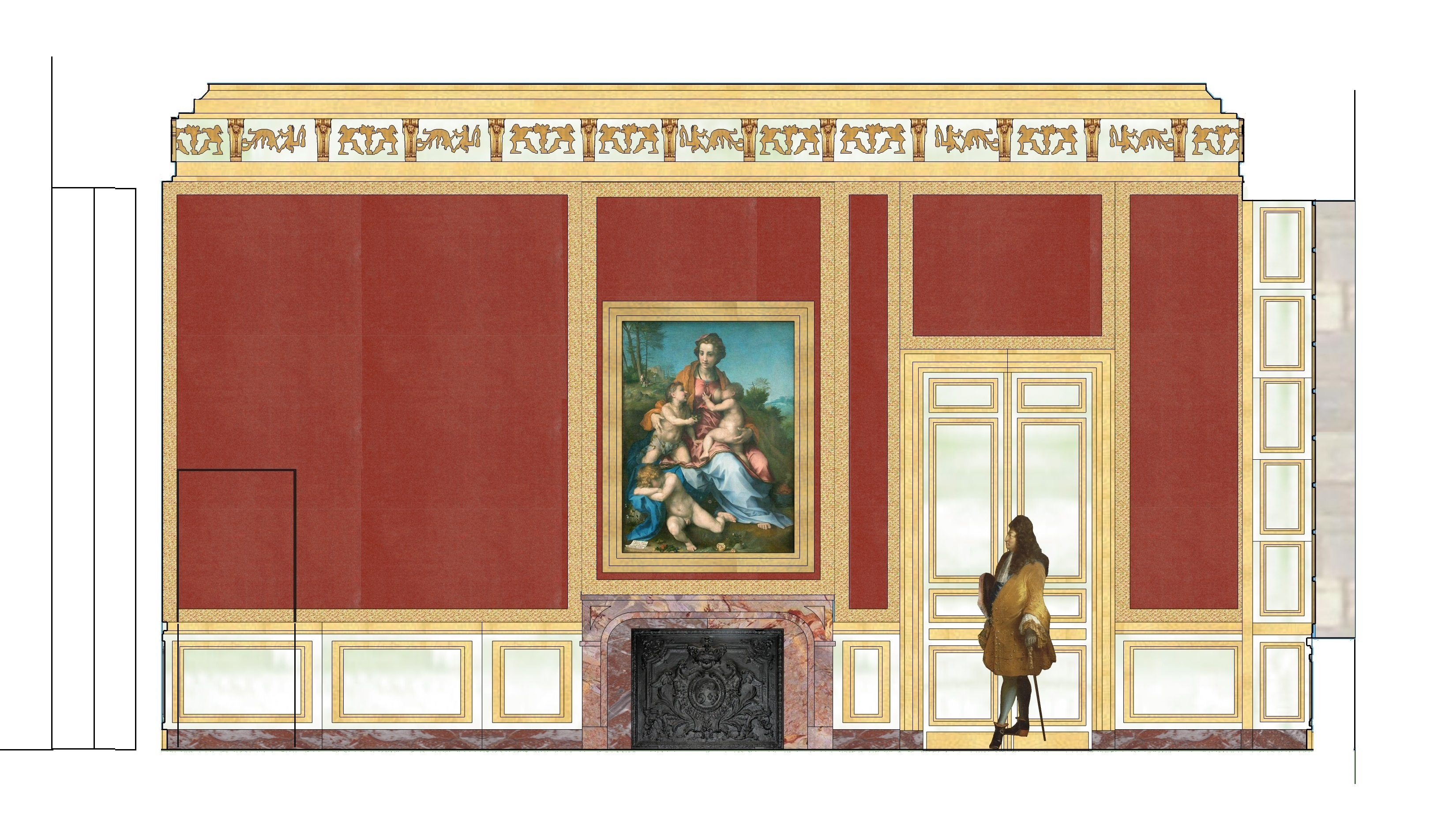
Coupe de la paroi est de la chambre de Louis XIV à Meudon, vers 1700, avec la Charité d'Andrea del Sarto.
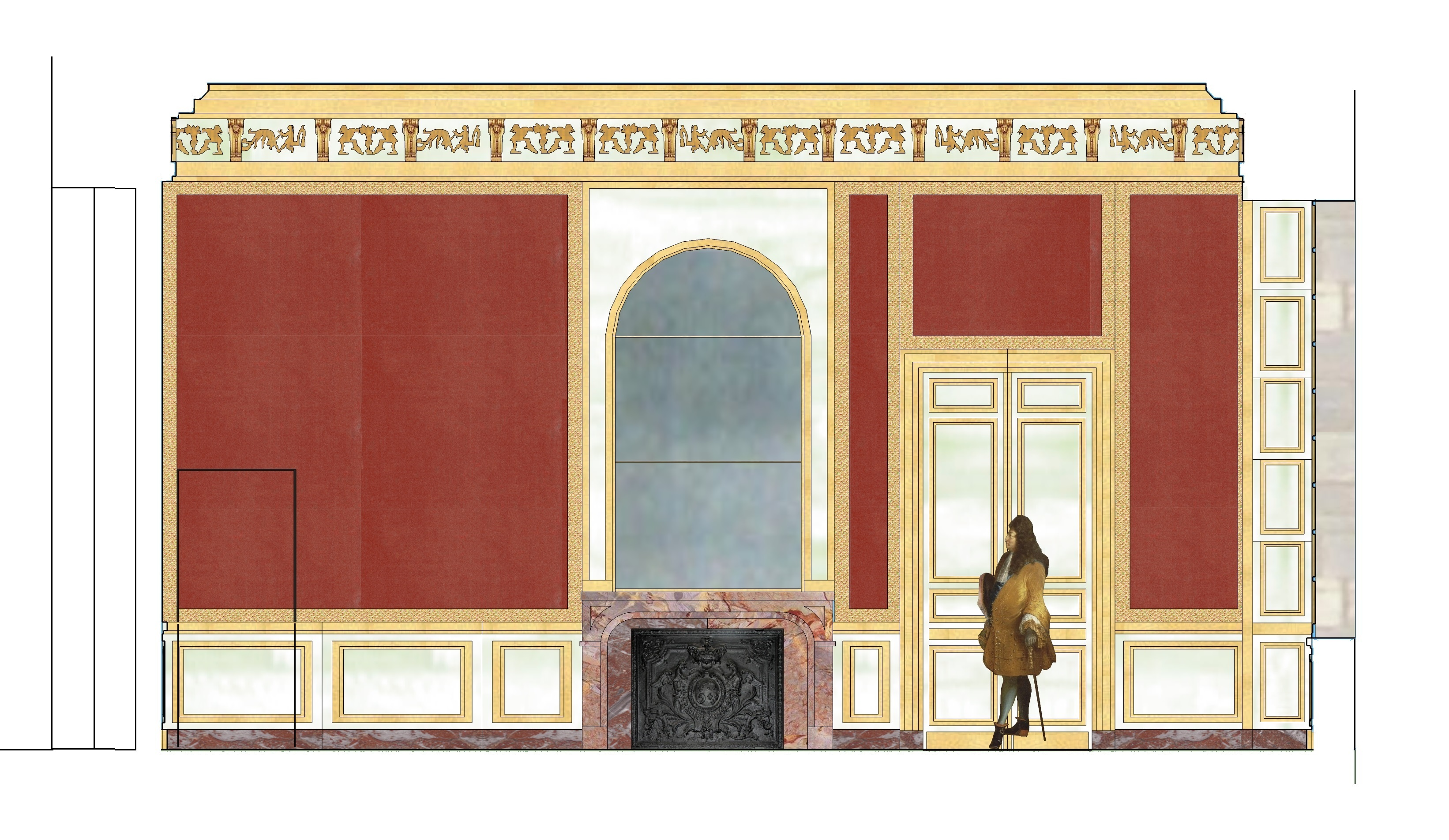
Coupe de la paroi est de la chambre de Louis XIV à Meudon, avec le miroir ajouté ensuite, XVIIIe siècle.
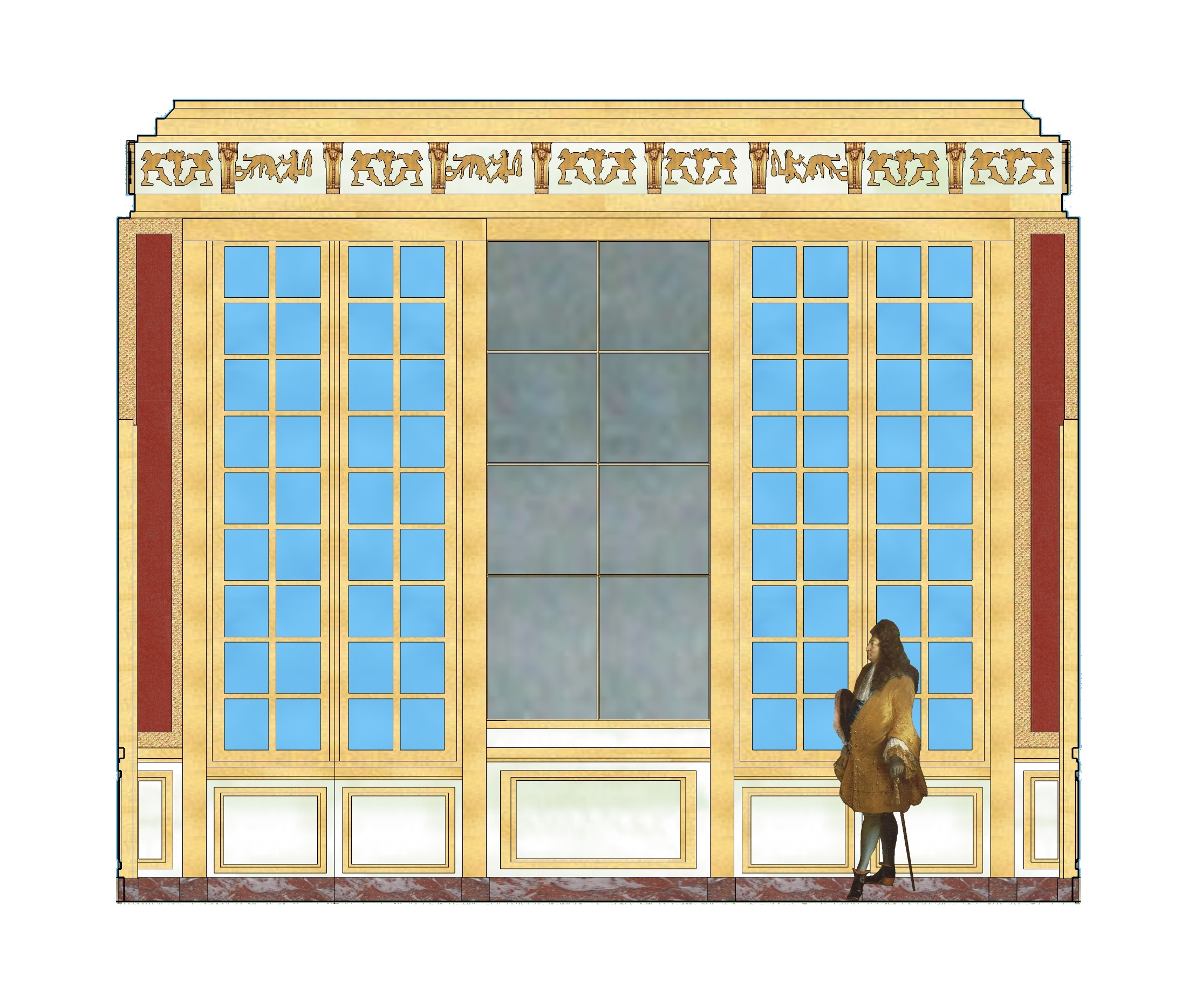
Coupe de la paroi sud de la chambre de Louis XIV à Meudon, vers 1700.
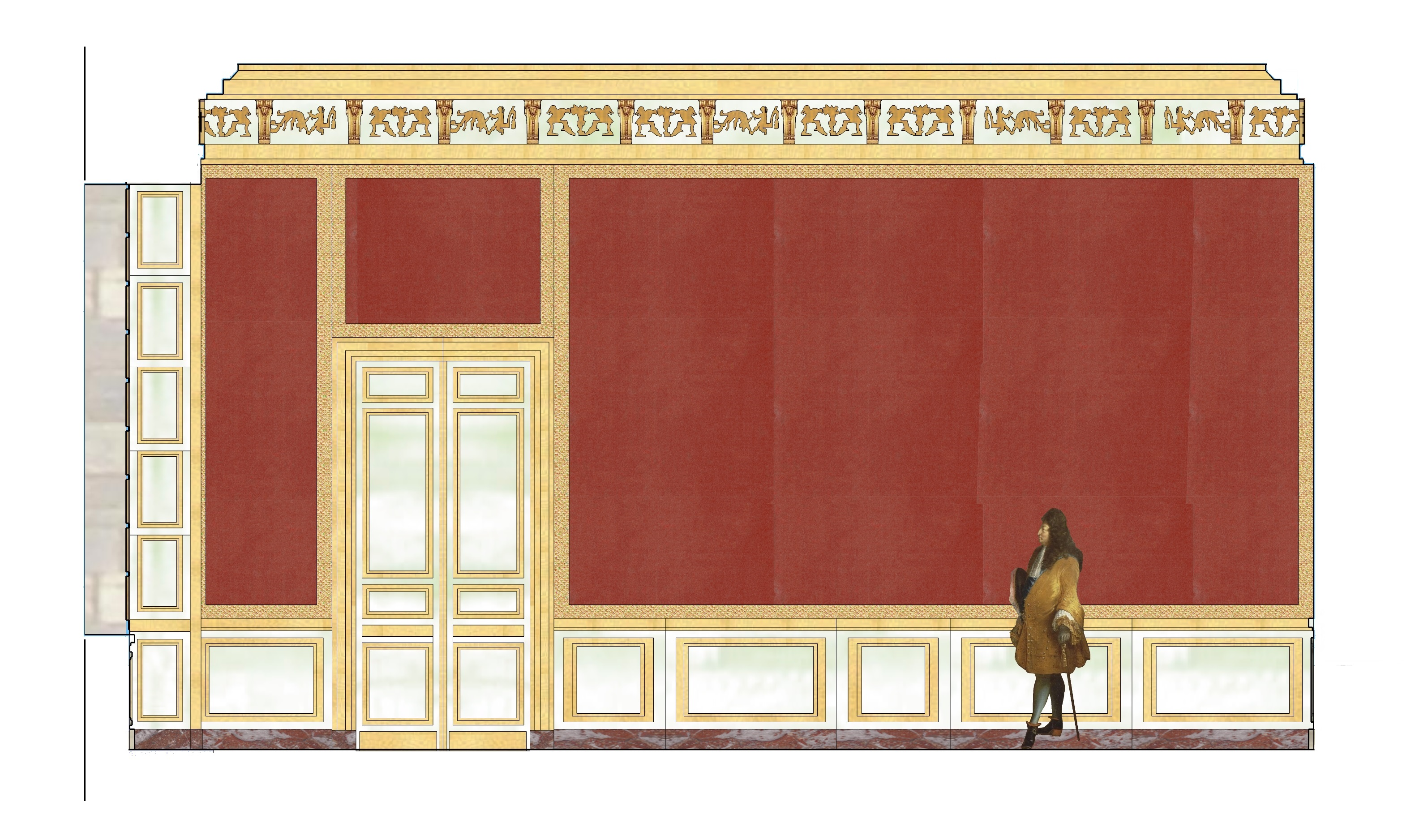
Coupe de la paroi ouest de la chambre de Louis XIV à Meudon, vers 1700.
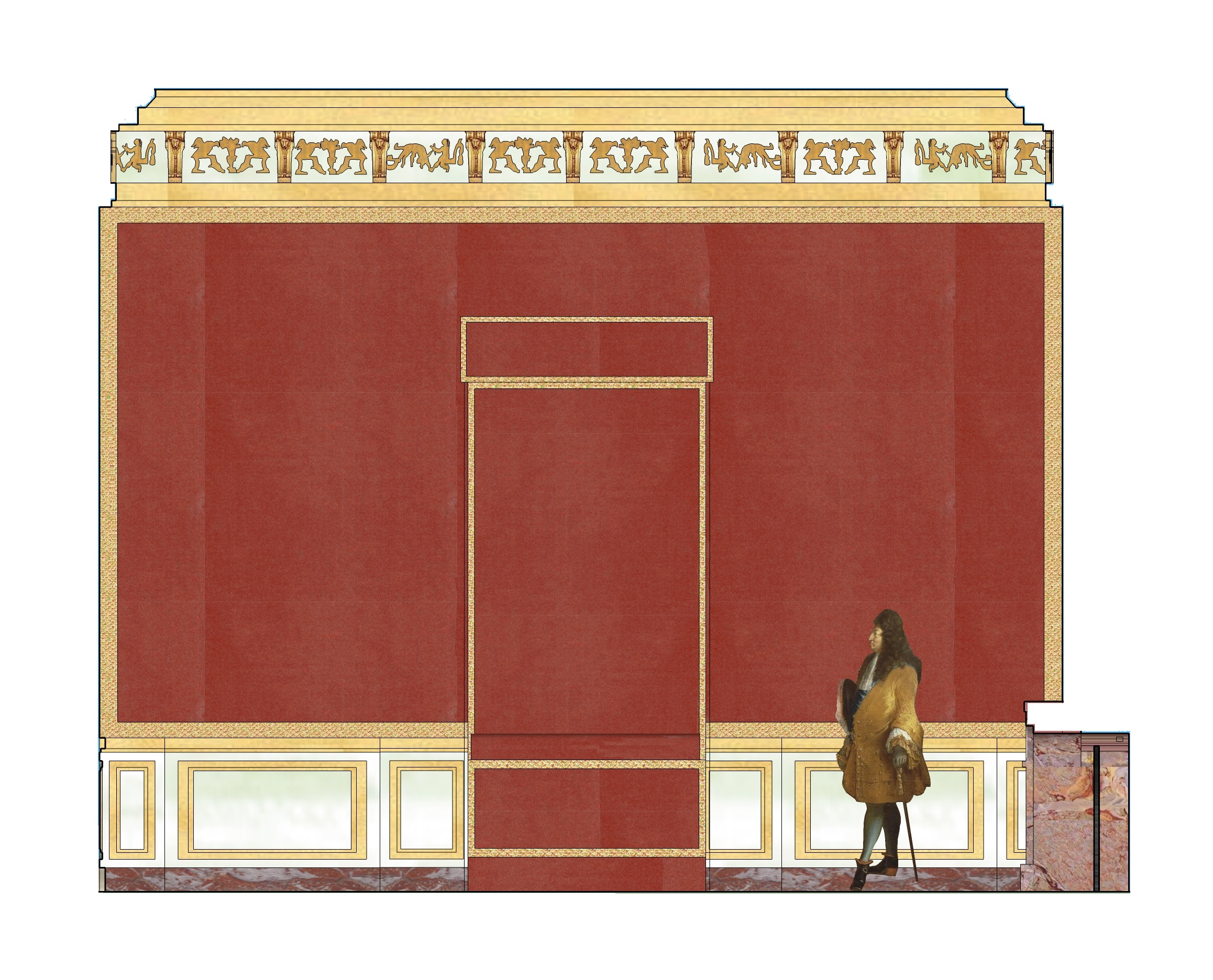
Coupe de la paroi nord de la chambre de Louis XIV à Meudon, vers 1700.

###### Le cabinet des glaces du roi
Le Cabinet des glaces du roi est la dernière pièce de l'appartement de Louis XIV à Meudon. Un balcon offre une superbe vue sur Paris. Les reflets se multipliaient à l'infini dans cette pièce d'angle fort lumineuse, où les glaces ont été choisie pour être « particulièrement belles, étant exposées à la lumière ». La pièce communiquait avec l'antichambre de Mme de Maintenon.

Le Cabinet des Glaces du Roi, état de 1697 à 1793. Archives nationales, O1 1768 A 1 et 2.
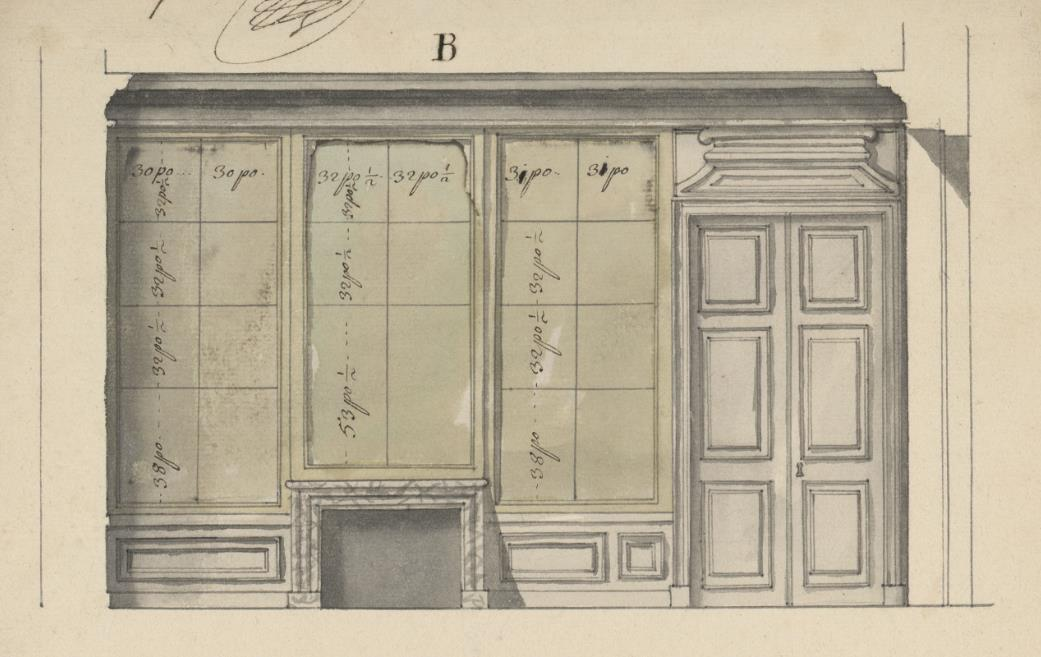
Elévation de la paroi Nord.
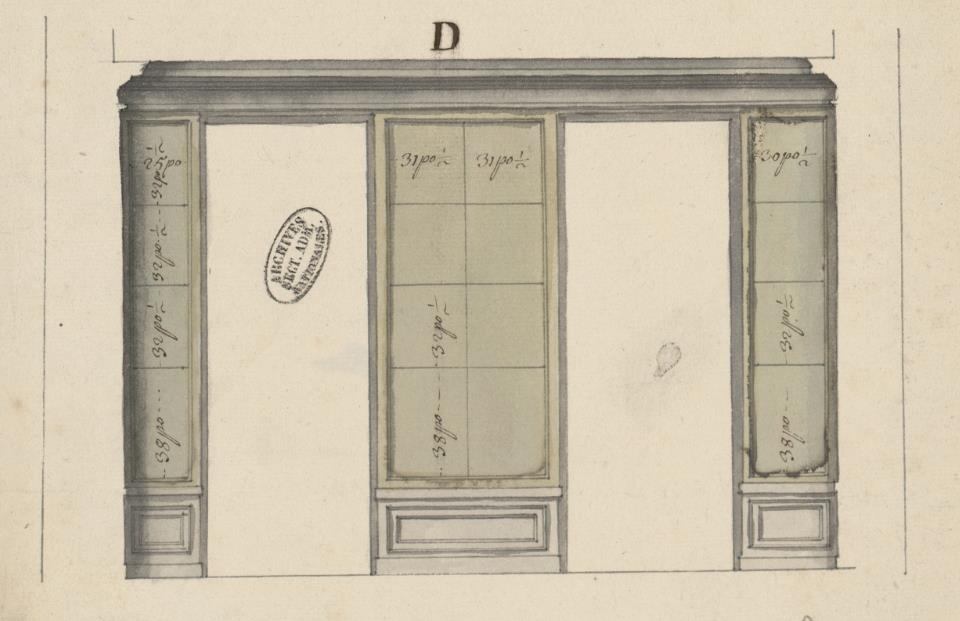
Elévation de la paroi Est.
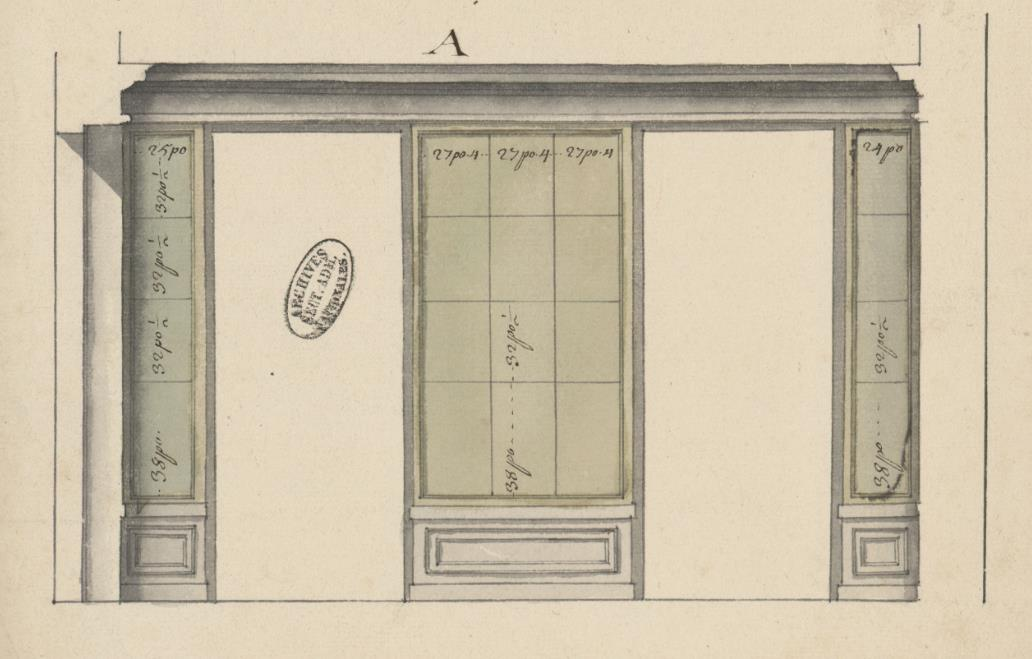
Elévation de la paroi Sud.
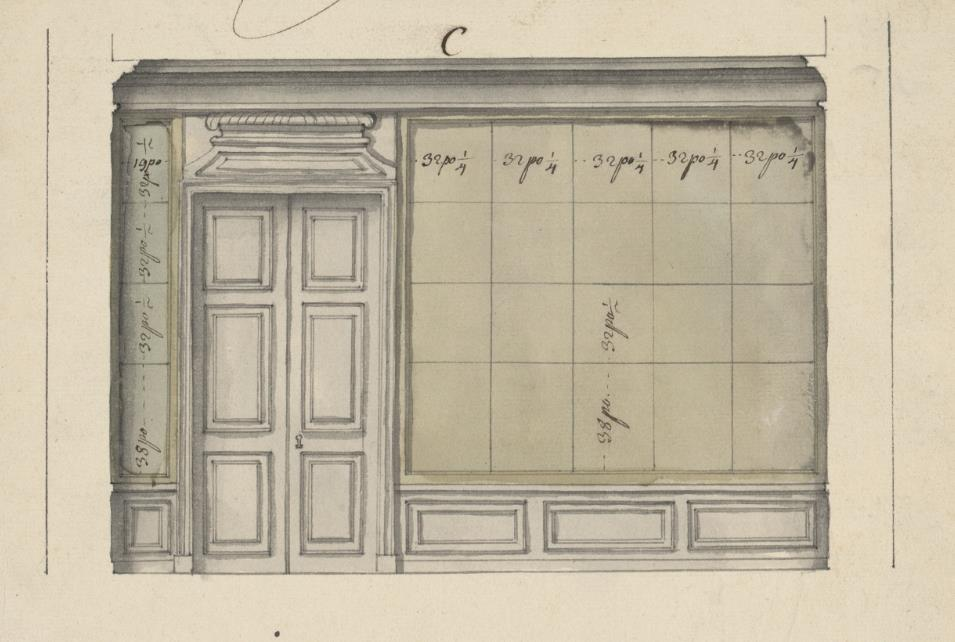
Elévation de la paroi Ouest.

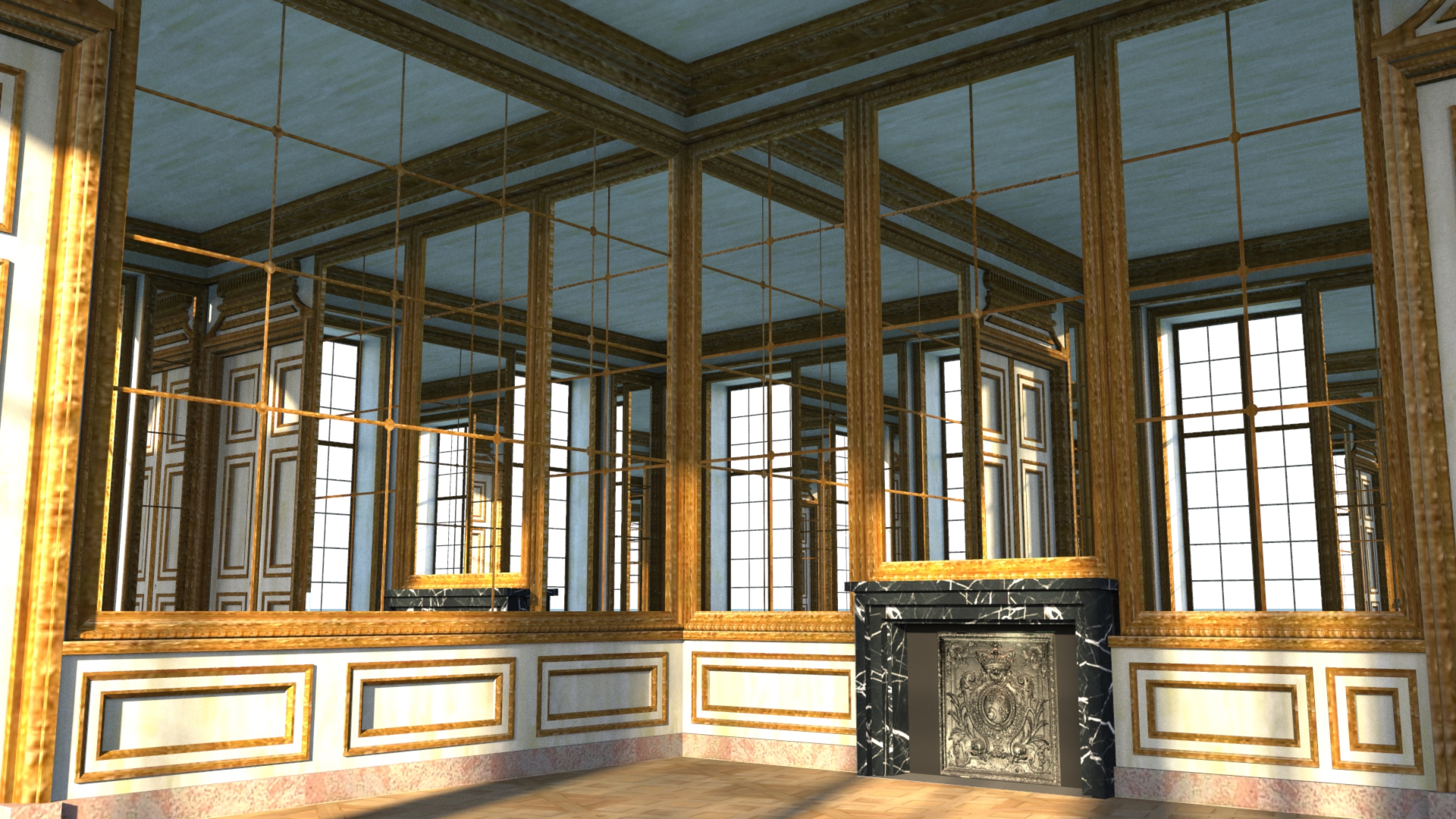
Restitution 3D du Cabinet des glaces de Louis XIV, Franck Devedjian & Hervé Grégoire, janvier 2013.
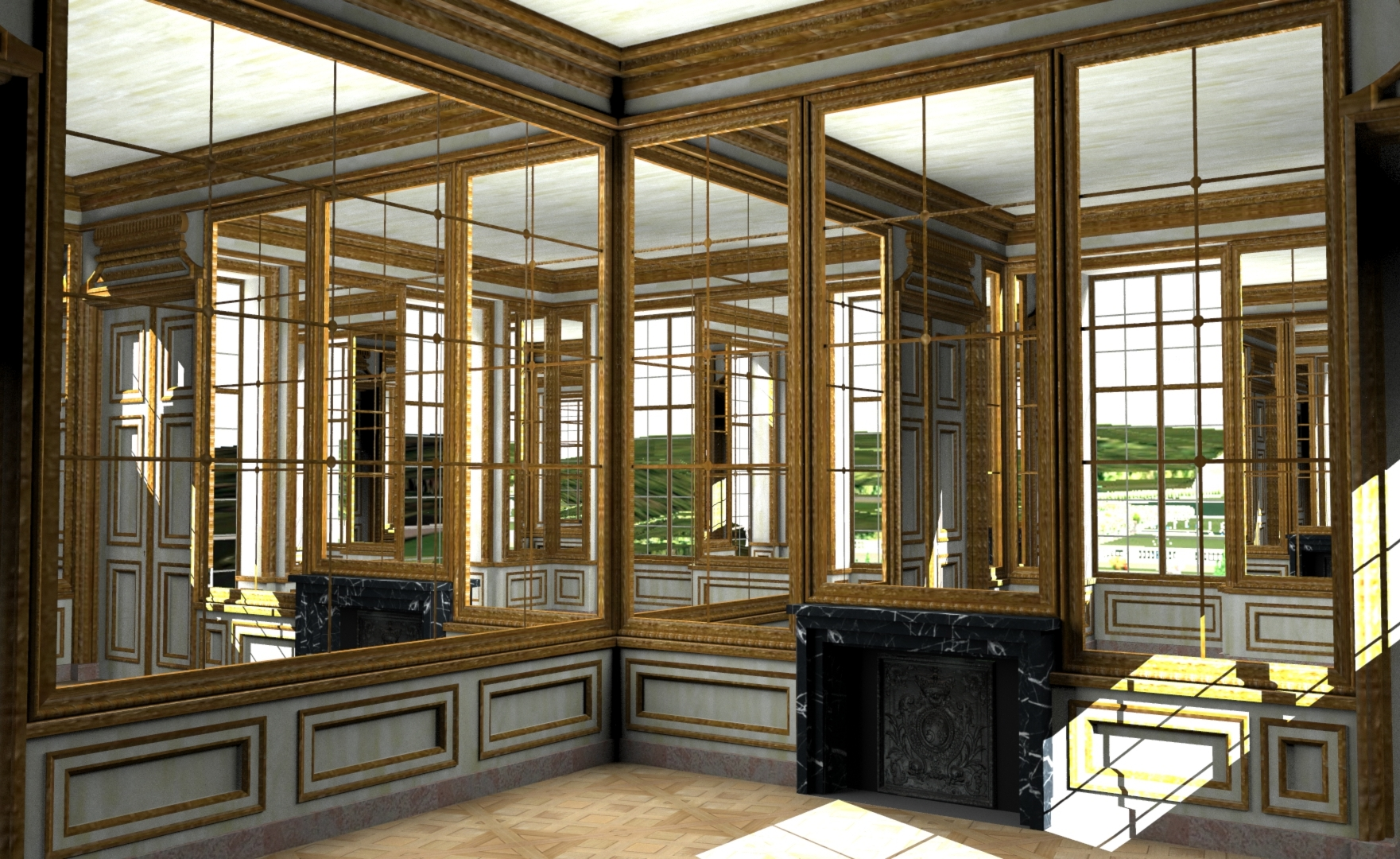
Essai de restitution du Cabinet des Glaces du Roi avec la vue reflétée du jardin.

##### L'appartement dit deMmede Maintenon
À la même époque, l'appartement de Madame de Maintenon qui suivait, se composait d'une antichambre, d'une chambre, ainsi que d'un cabinet, situé au centre de l'aile Est du château, bénéficiant d'un balcon ayant la vue sur Paris.

###### L'antichambre deMmede Maintenon
La pièce n'était boisée qu'à hauteur d'appui. Une cheminée de marbre blanc antique était surmonté d'un panneau de glaces, cintré en hauteur. On accédait à cette pièce depuis la terrasse de la cour intérieure du château.

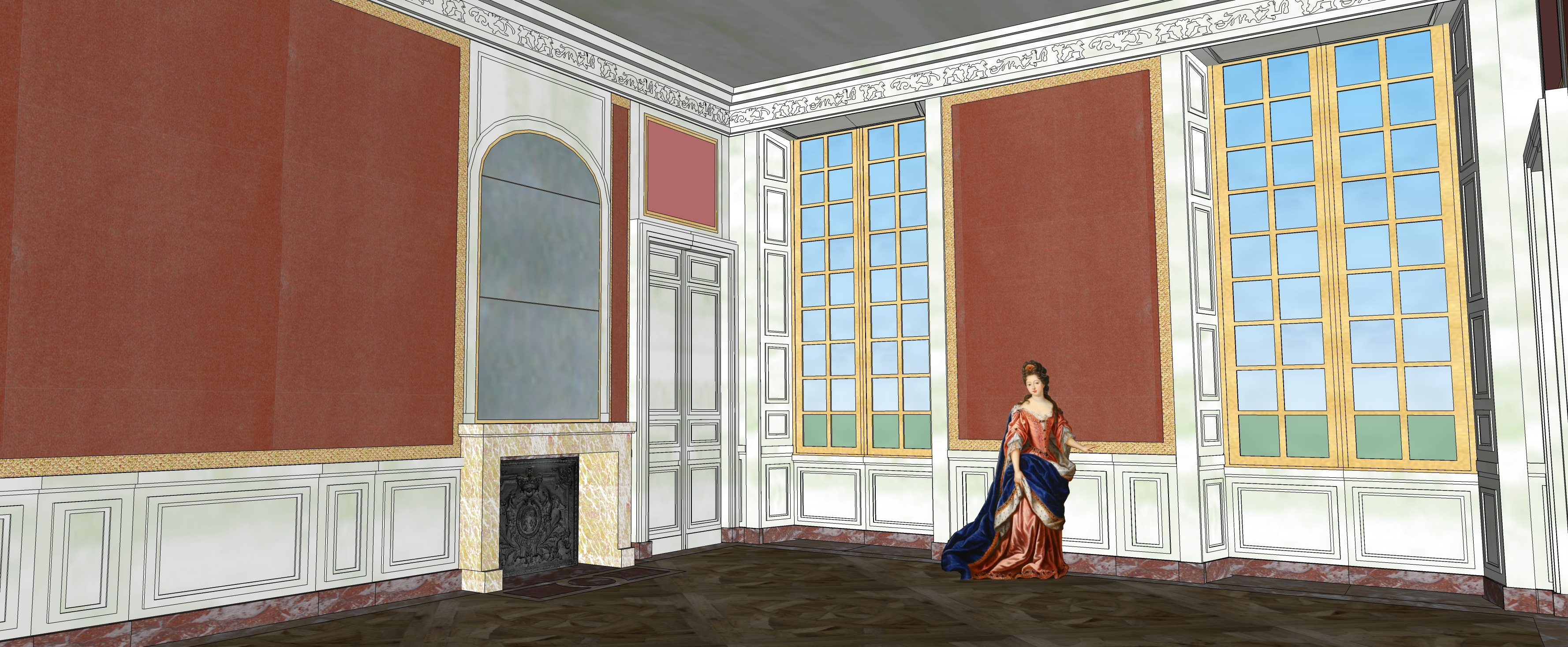
Essai de restitution de l'antichambre de Mme de Maintenon, vers 1700.

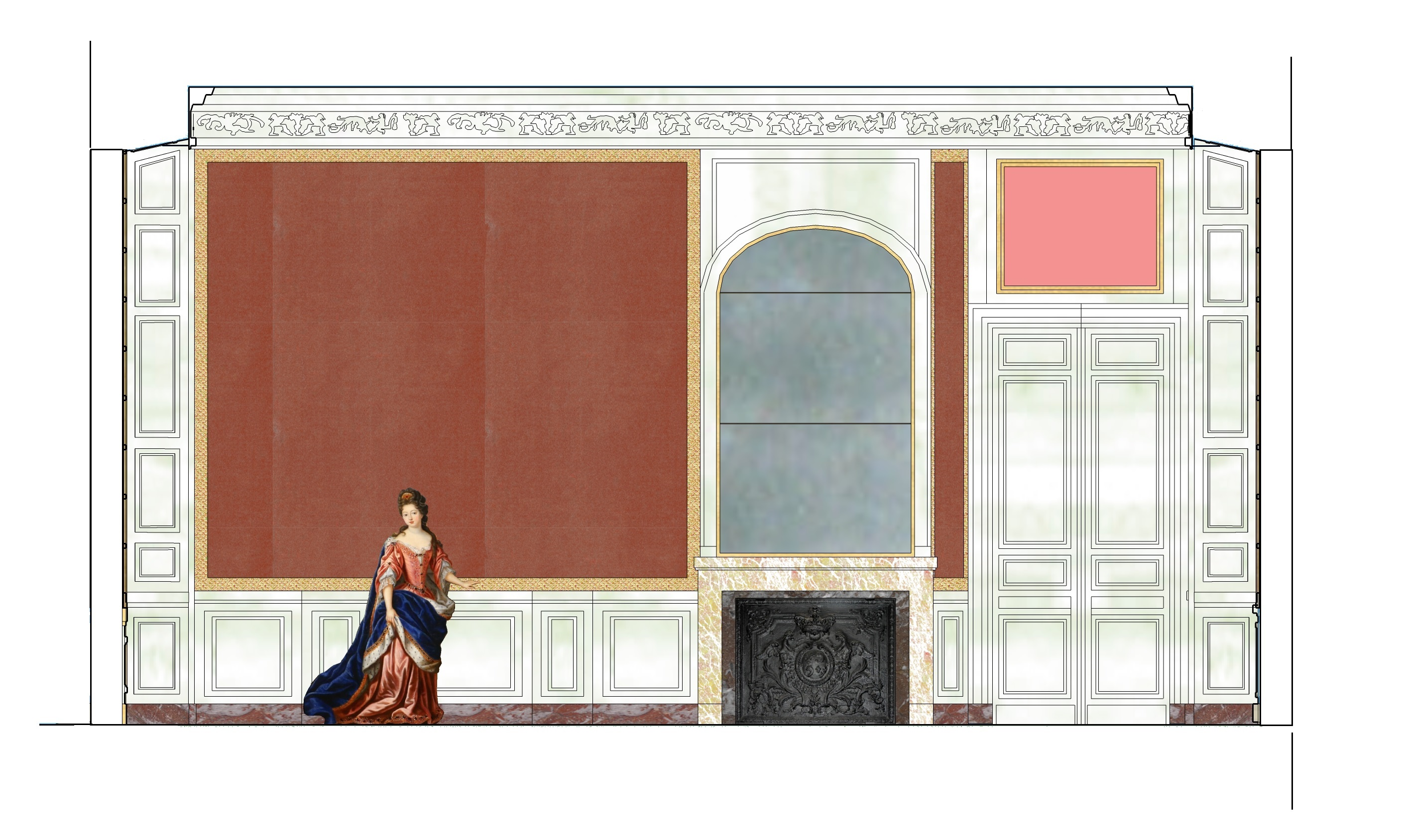
Restitution de la paroi nord de l'antichambre de Mme de Maintenon, vers 1700.
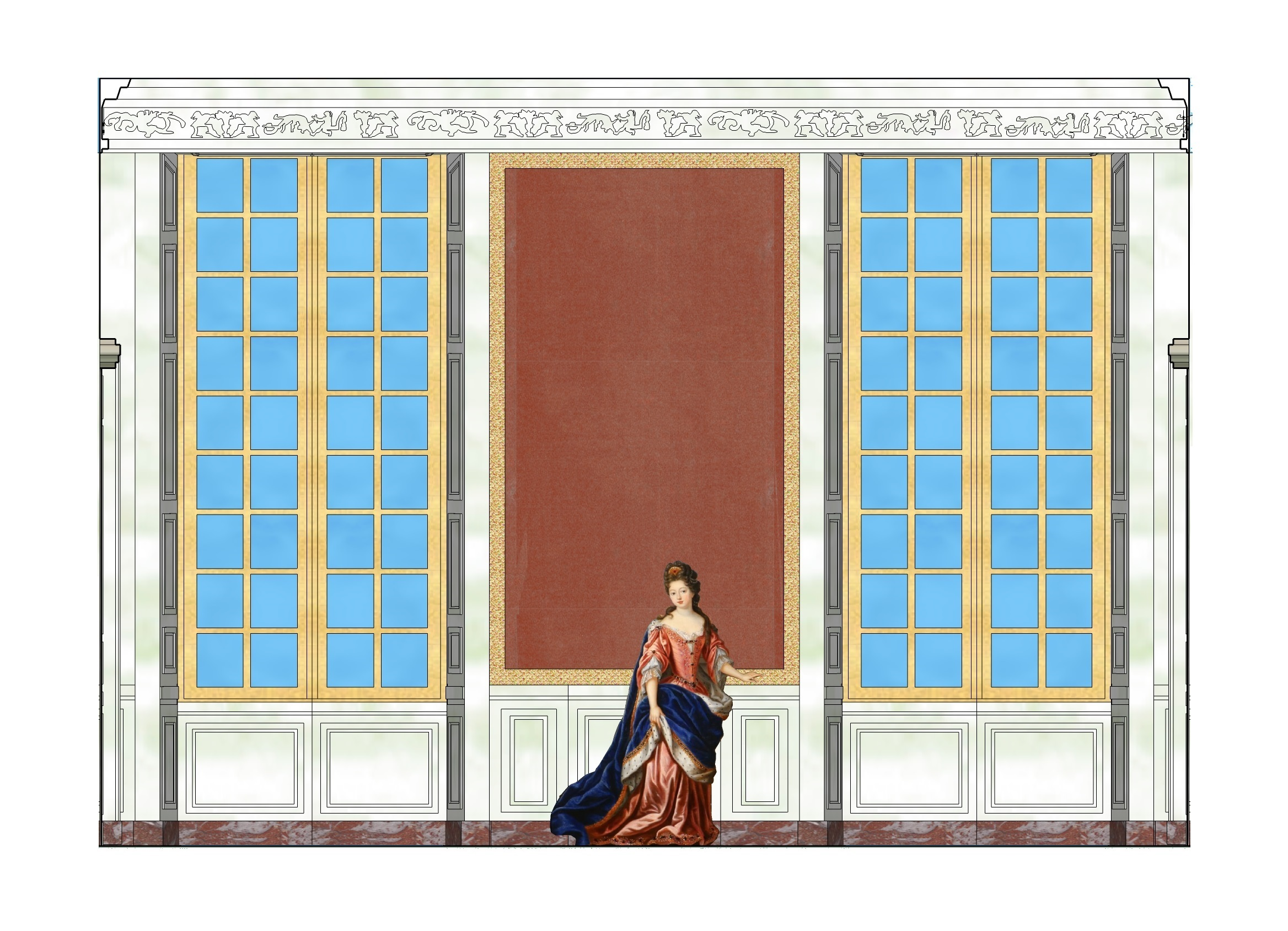
Restitution de la paroi est de l'antichambre de Mme de Maintenon, vers 1700.
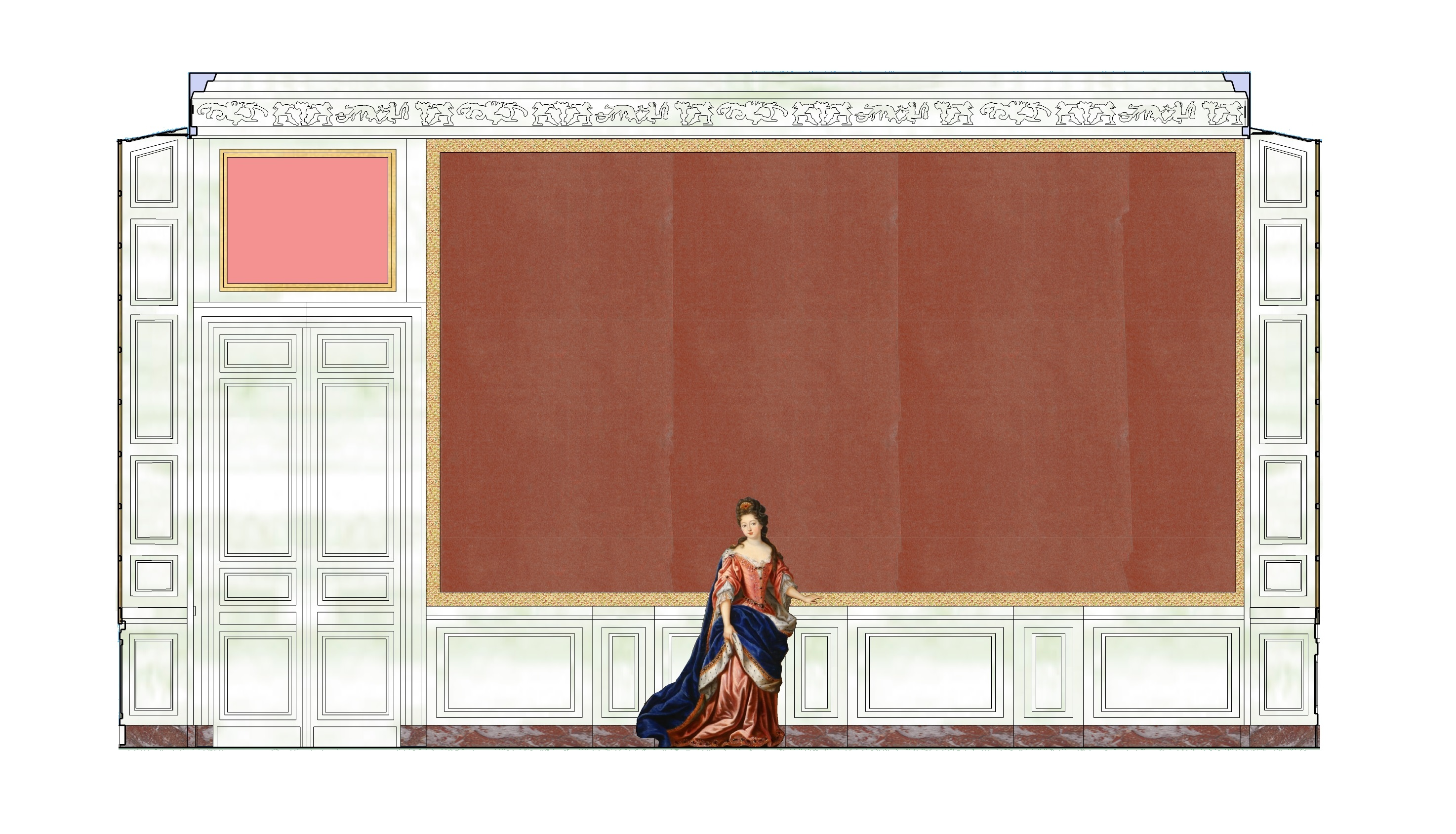
Restitution de la paroi sud de l'antichambre de Mme de Maintenon, vers 1700.
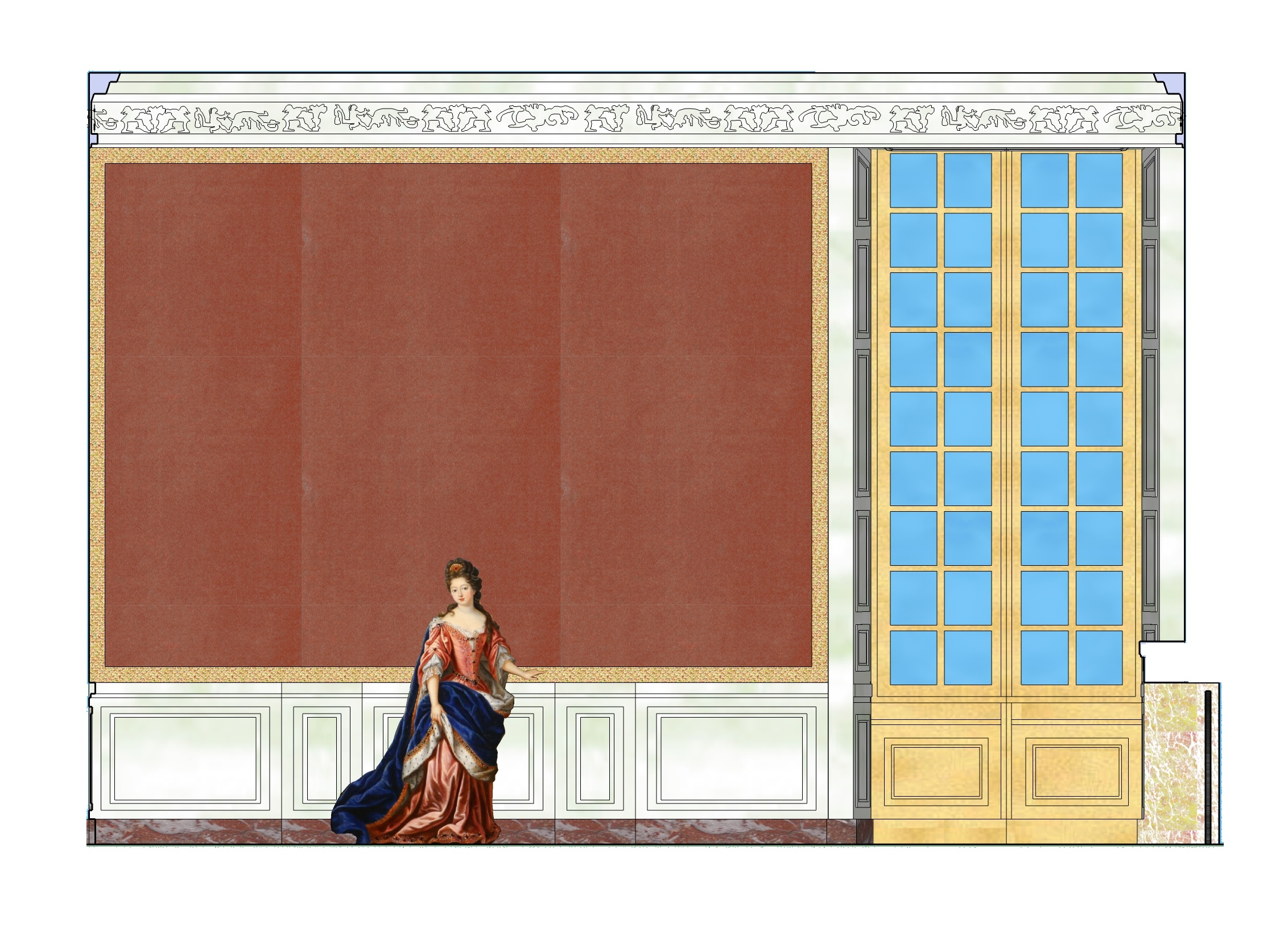
Restitution de la paroi ouest de l'antichambre de Mme de Maintenon, vers 1700.

###### La chambre deMmede Maintenon
La pièce n'était boisée qu'à hauteur d'appui. La cheminée était de marbre griotte d'Italie (couleur cerise).
Au-dessus des portes étaient placés deux tableaux de fleurs de format carré.

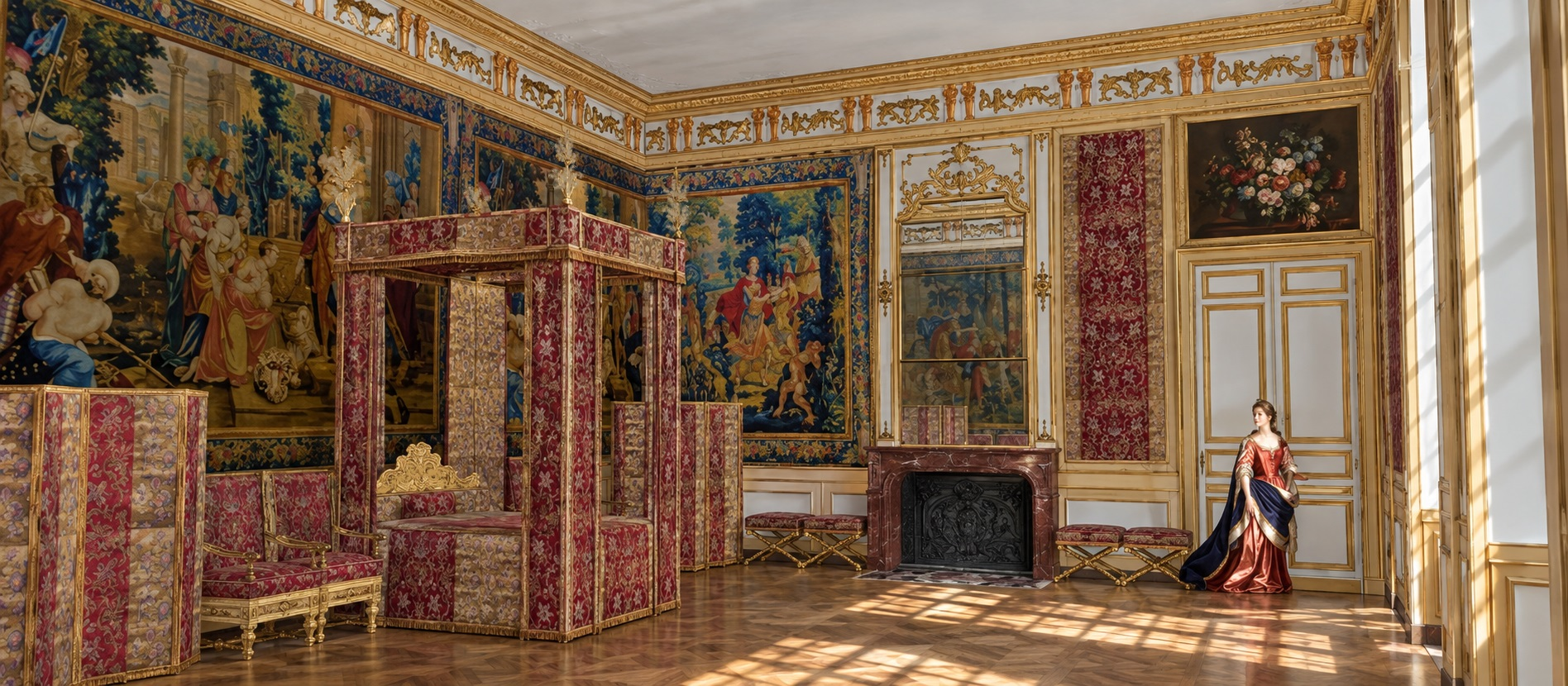
Essai de restitution de la chambre de Mme de Maintenon, vers 1700-1711.

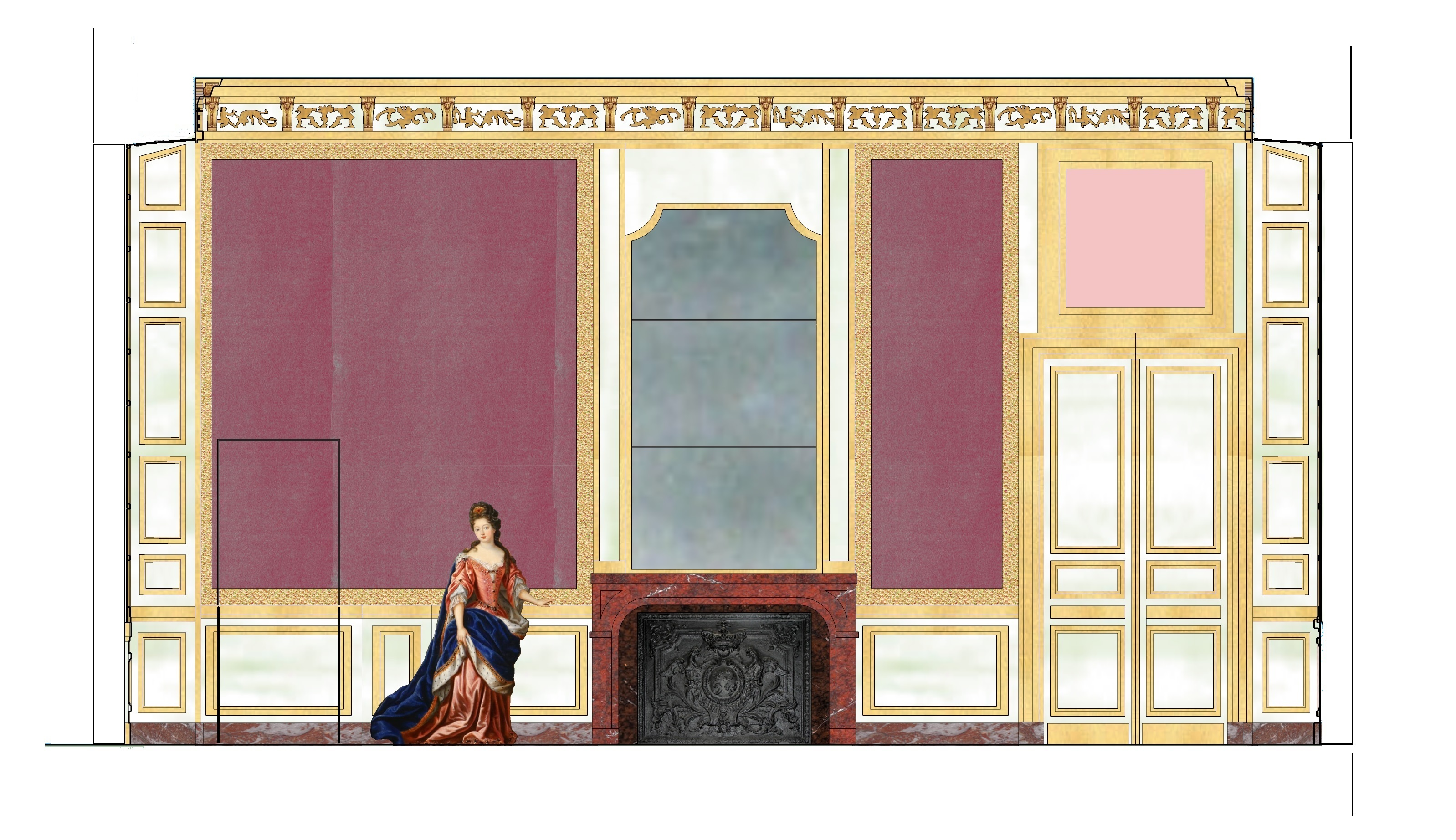
Restitution de la paroi nord de la chambre de Mme de Maintenon à Meudon, vers 1702.
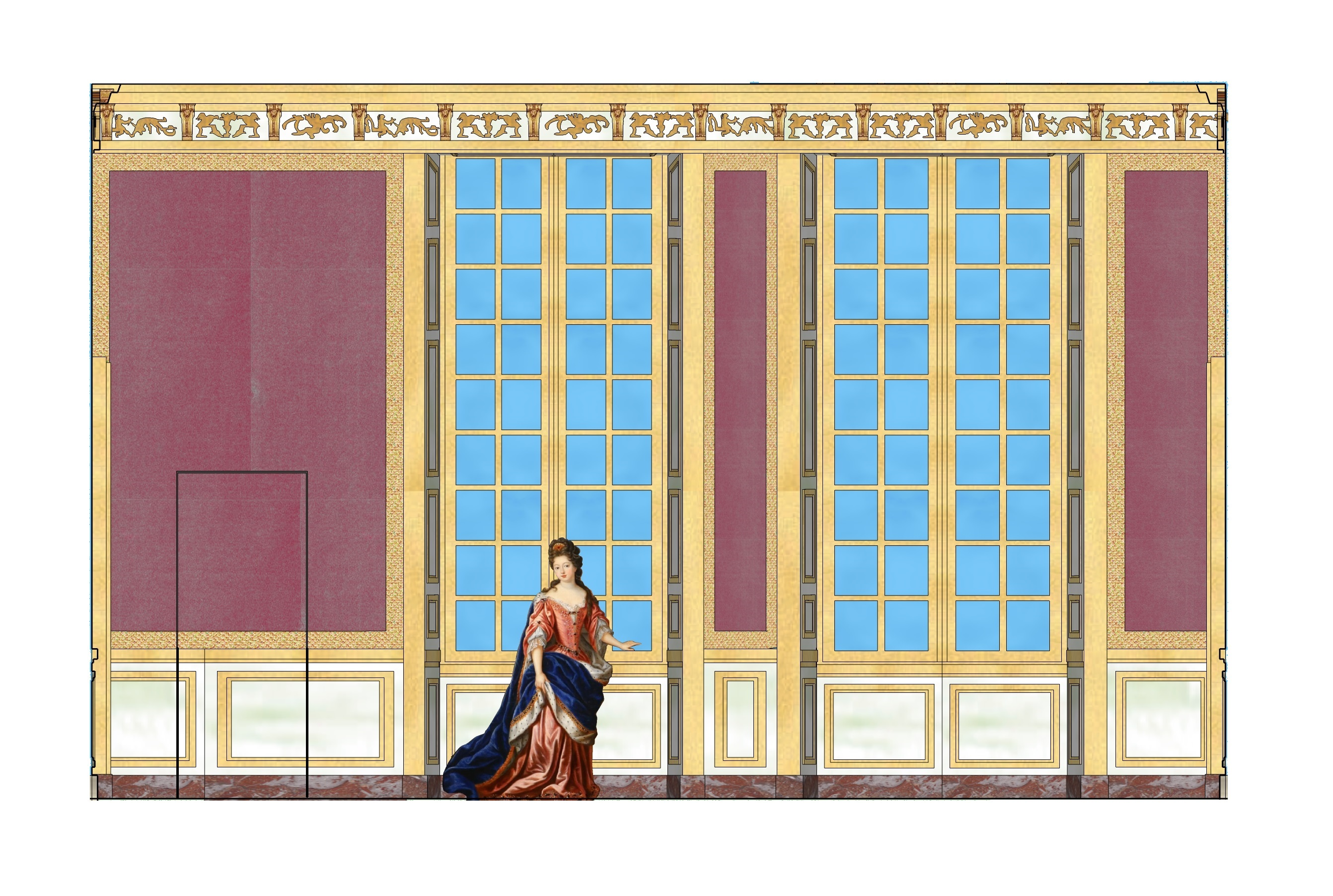
Restitution de la paroi est de la chambre de Mme de Maintenon à Meudon, vers 1702.
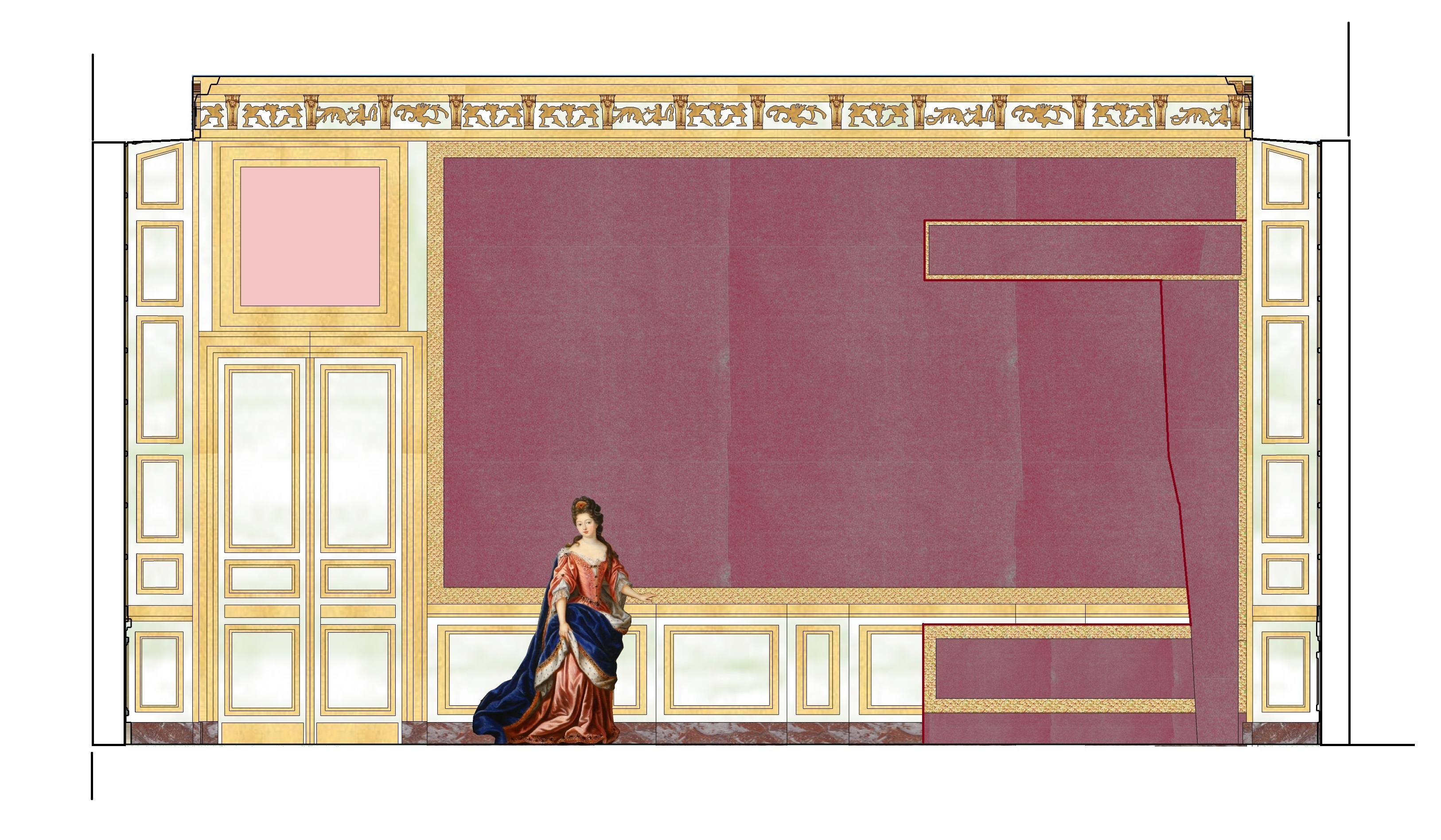
Restitution de la paroi sud de la chambre de Mme de Maintenon à Meudon, vers 1702.
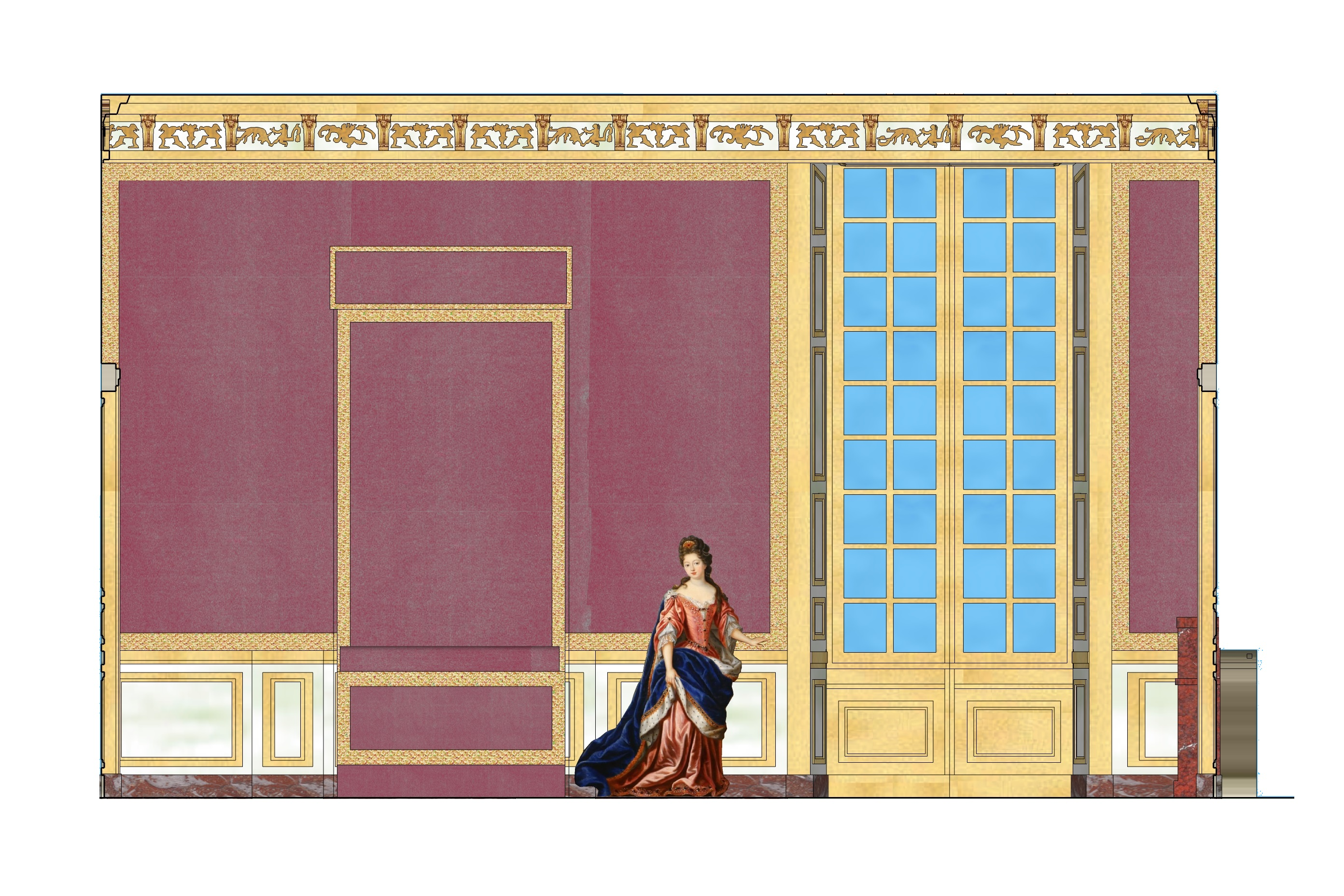
Restitution de la paroi ouest de la chambre de Mme de Maintenon à Meudon, vers 1702.

###### Le Cabinet deMmede Maintenon
Dans le cabinet de Mme de Maintenon, on trouvait en dessus de porte notamment un tableau de Louis de Boullogne, ayant pour sujet David et Abigail. Le Cabinet était boisé sur toute la hauteur, orné de 35 porcelaines de Siam et autres dans le pourtour. Un balcon offrait la vue la plus spectaculaire sur Paris.

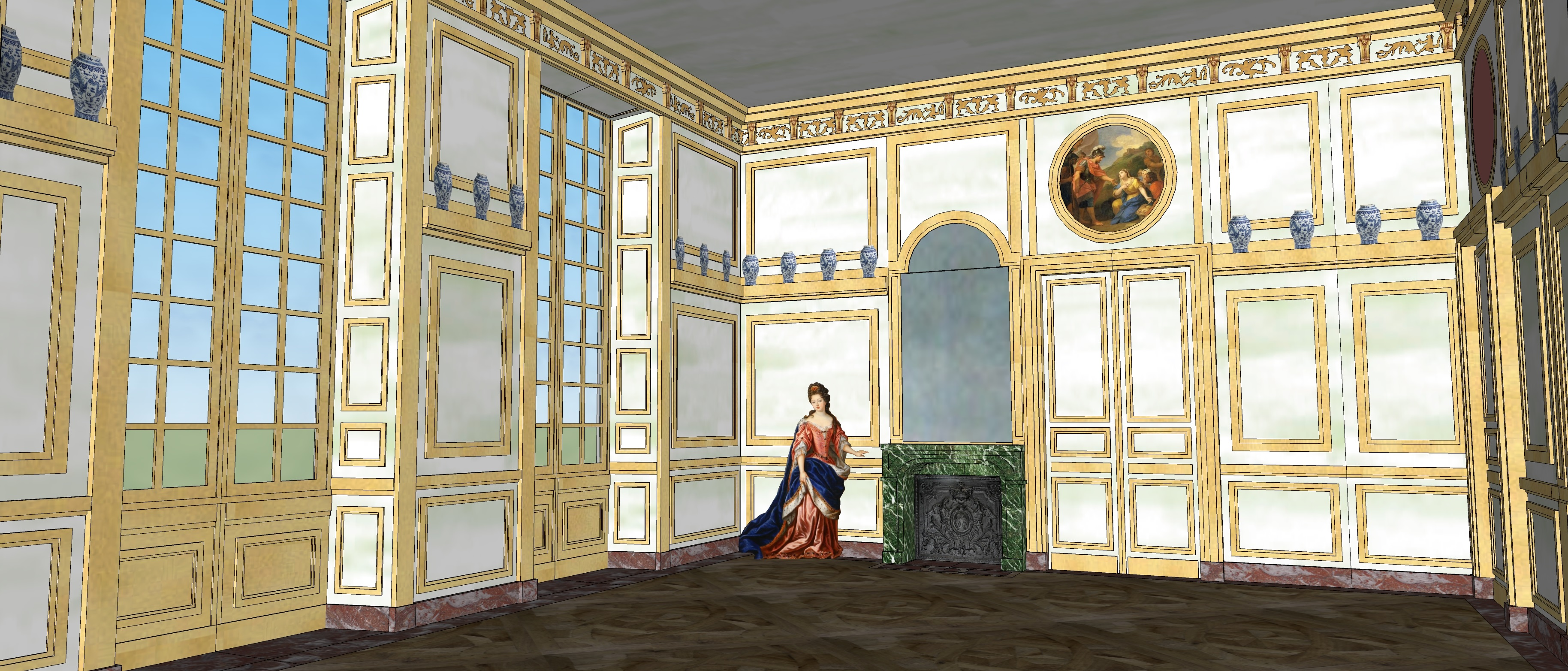
Essai de restitution du Cabinet de Mme de Maintenon à Meudon, vers 1702.
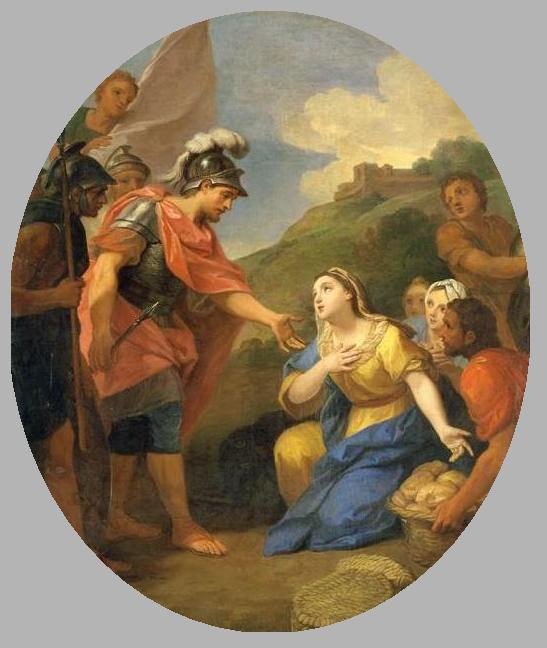
David et Abigail, par Louis de Boullogne, musée du Louvre, inv. 8548.

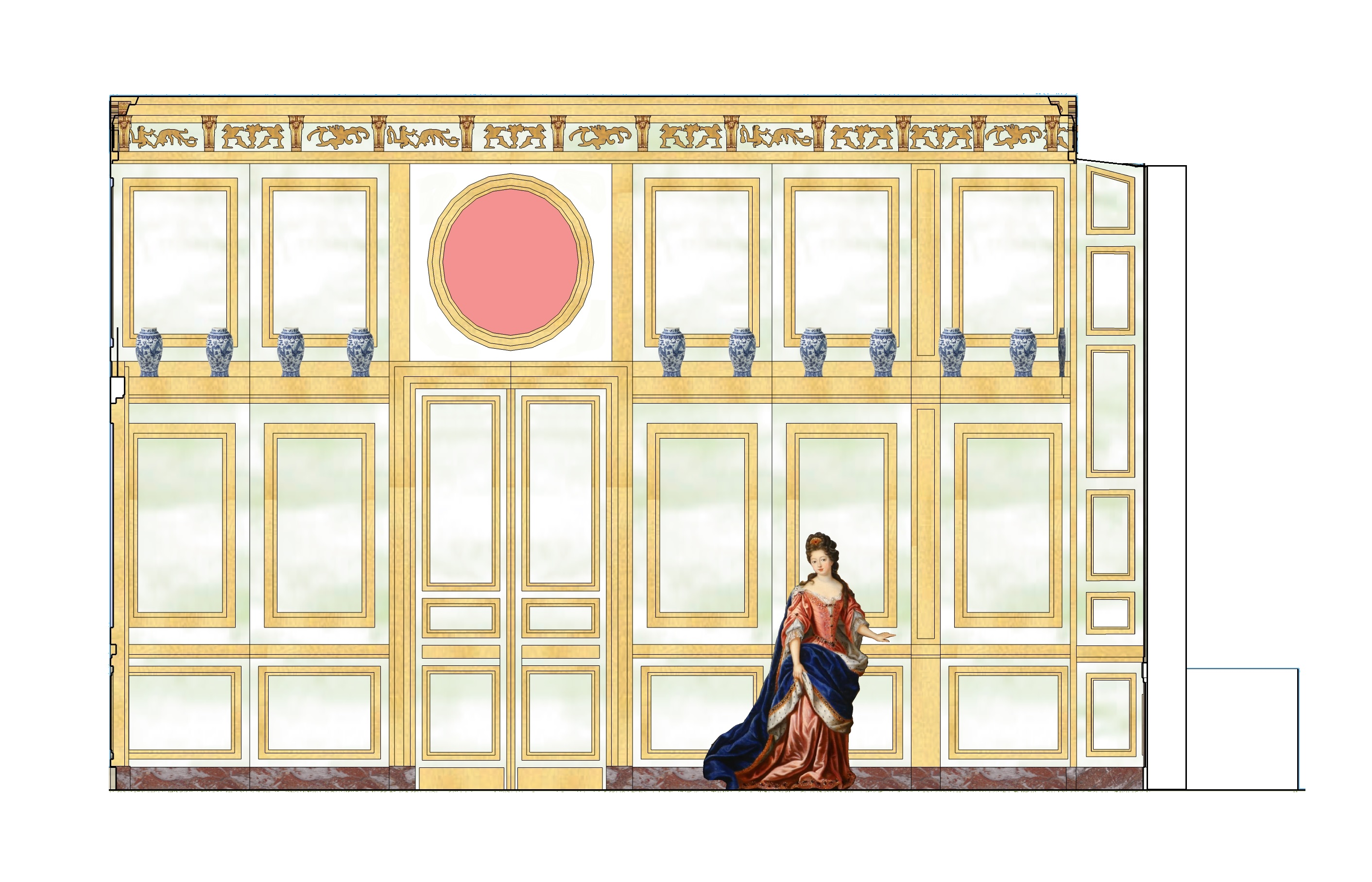
Essai de restitution de la paroi nord du Cabinet de Mme de Maintenon à Meudon, 1702.
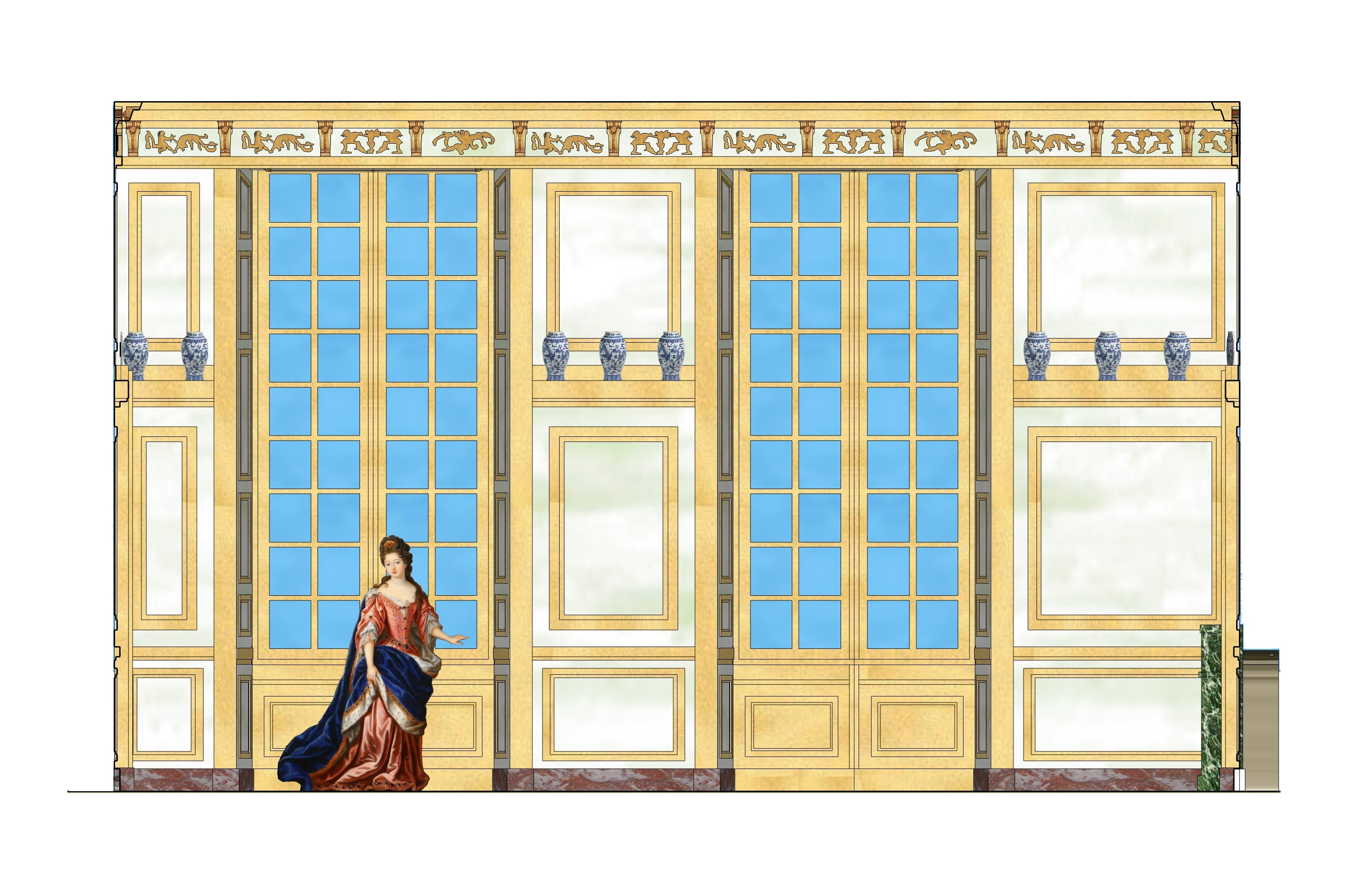
Essai de restitution de la paroi est du Cabinet de Mme de Maintenon à Meudon, 1702.
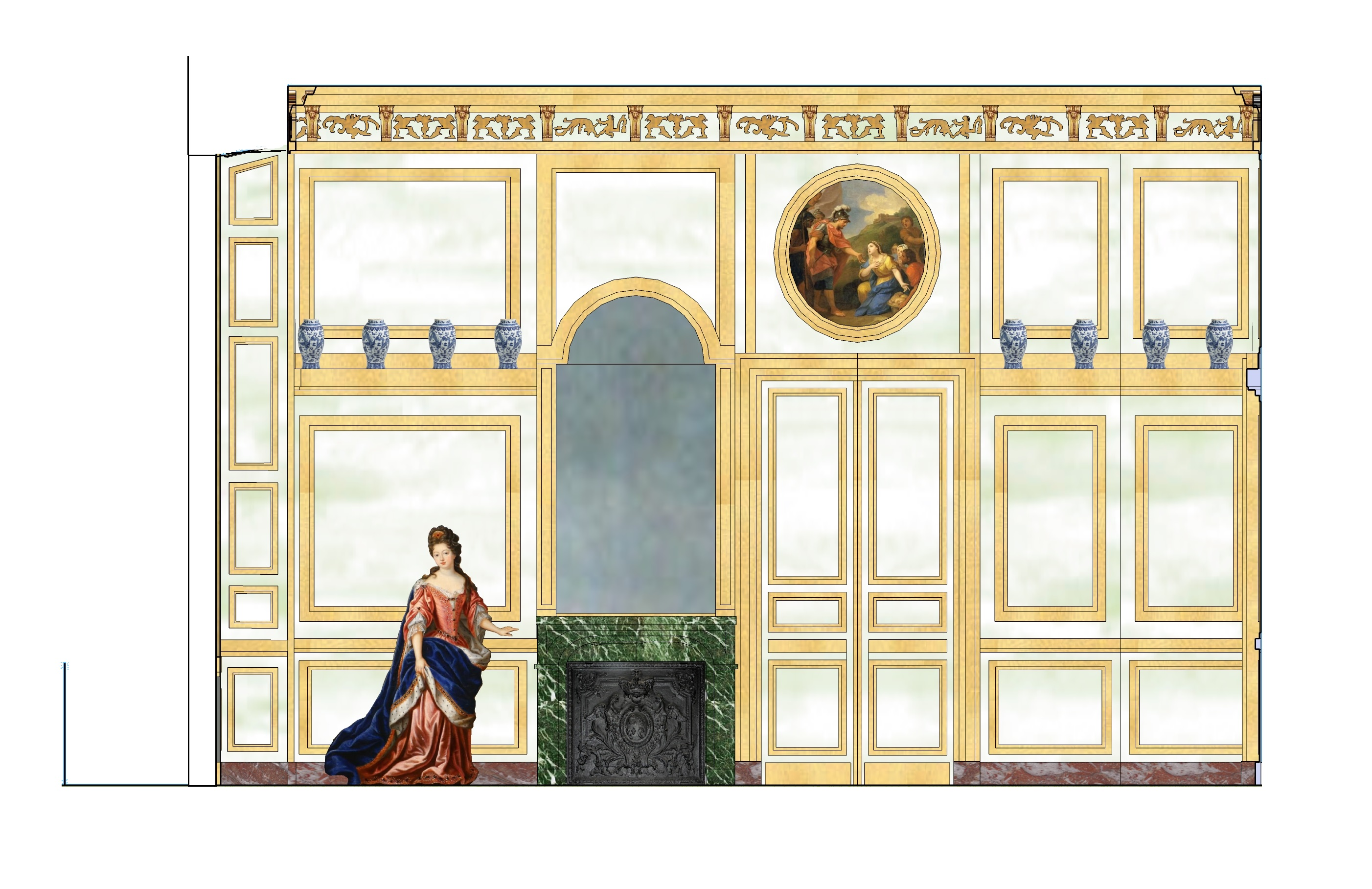
Essai de restitution de la paroi sud du Cabinet de Mme de Maintenon à Meudon, 1702.
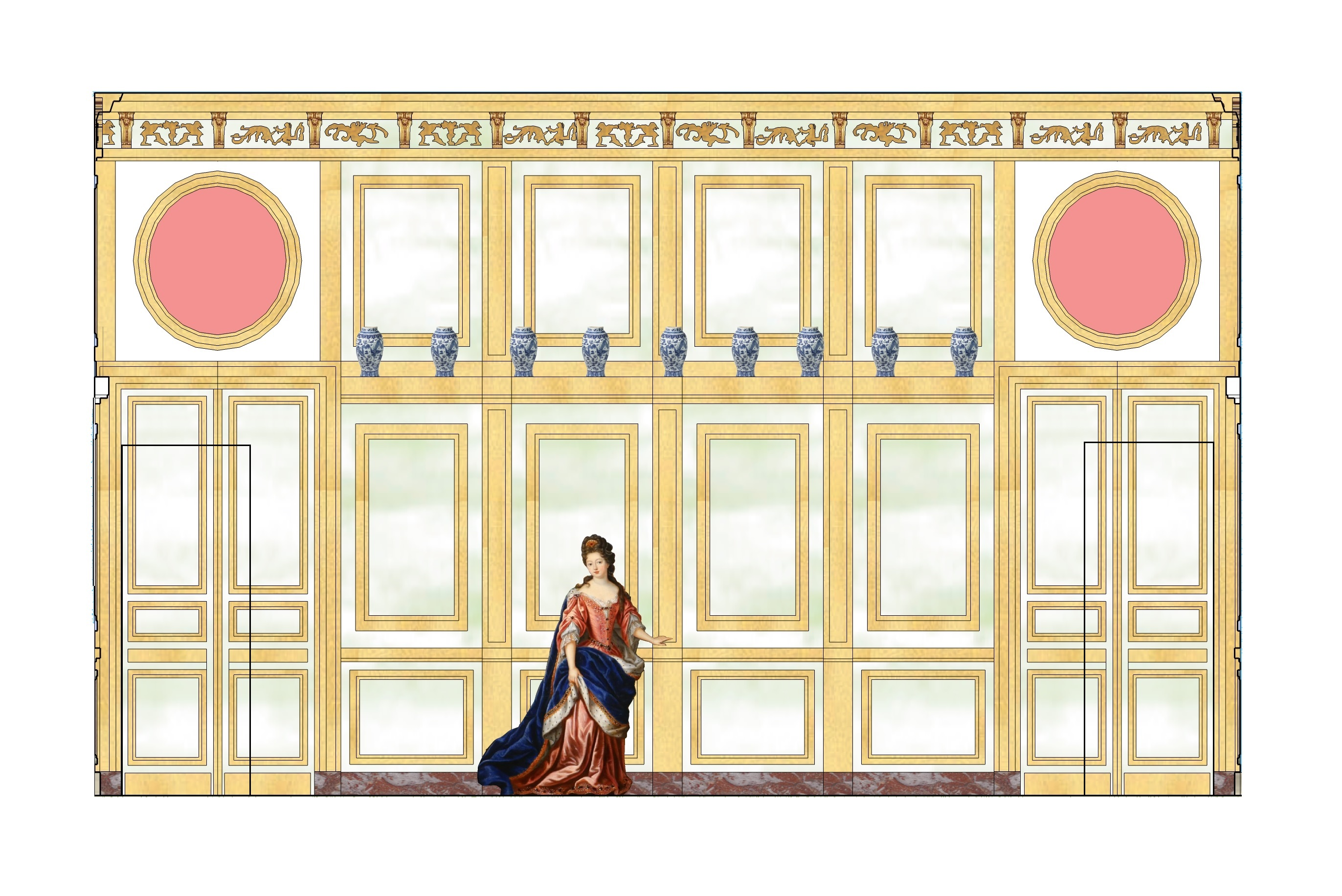
Essai de restitution de la paroi ouest du Cabinet de Mme de Maintenon à Meudon, 1702.

##### L'appartement dit de la princesse de Conti
Il s'agit de l'appartement de la demi-sœur du grand dauphin.

###### L'antichambre de la princesse de Conti

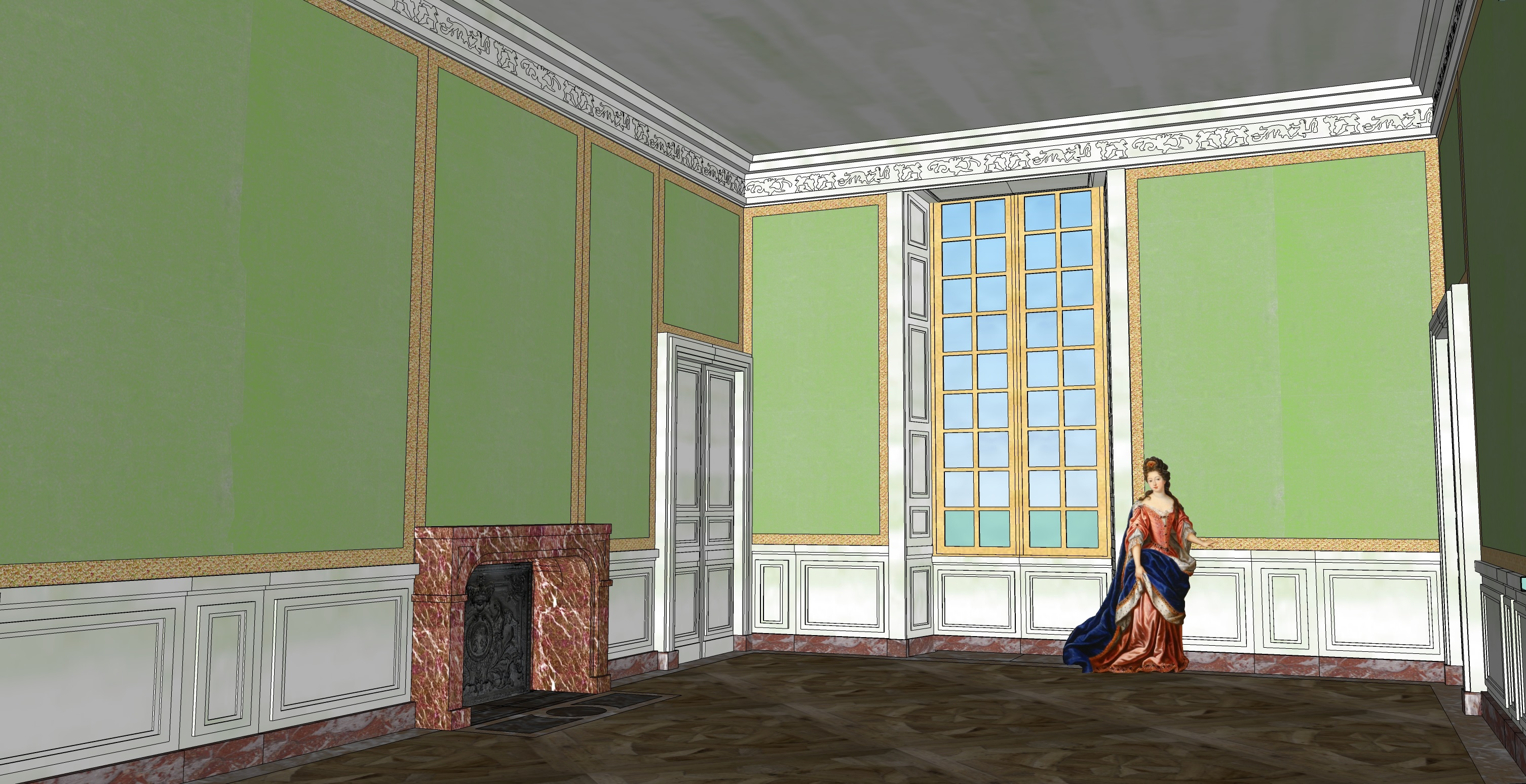
Restitution de l'antichambre de la princesse de Conti à Meudon, vers 1702.

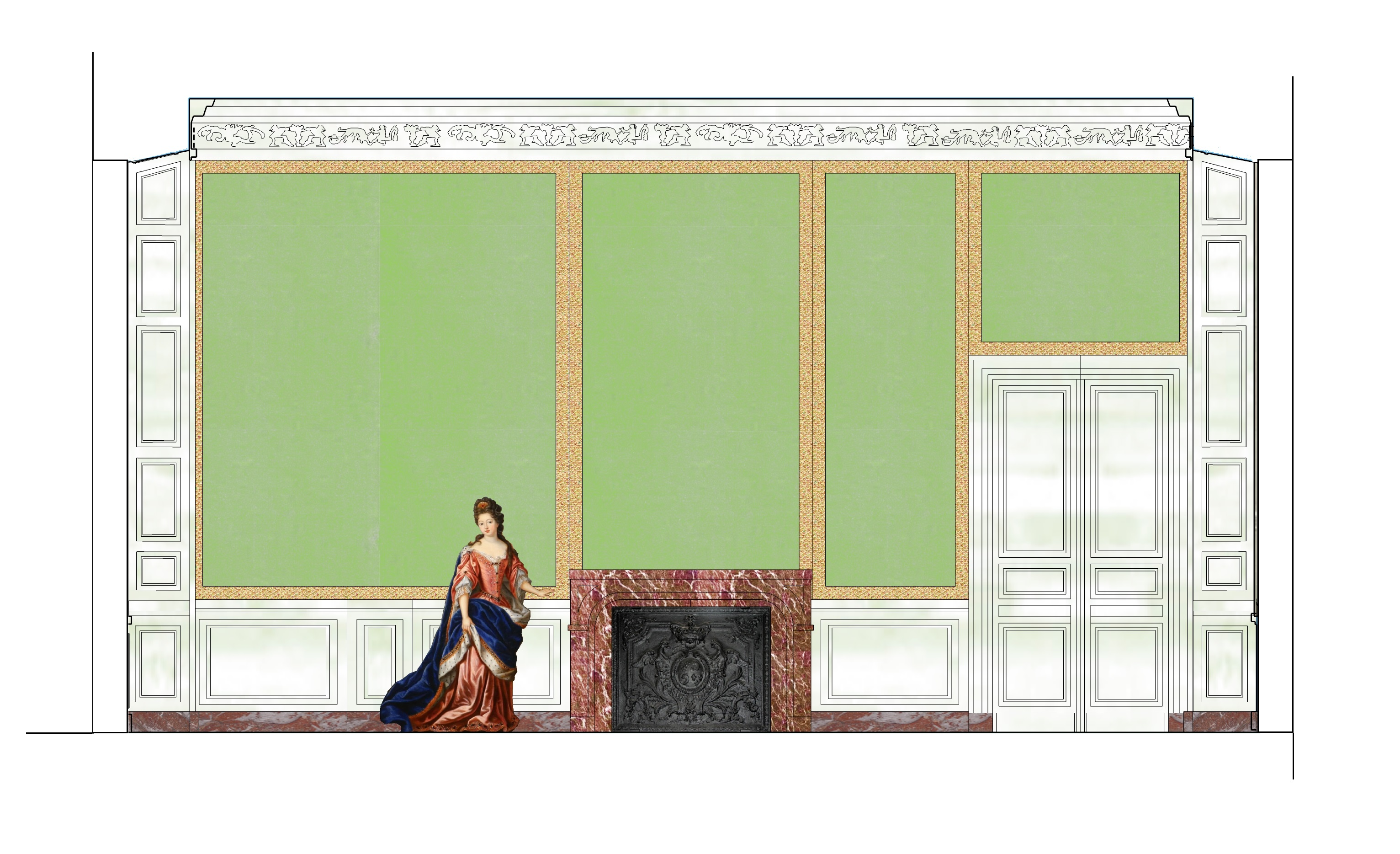
Restitution de la paroi nord de l'antichambre de la princesse de Conti à Meudon, vers 1702.
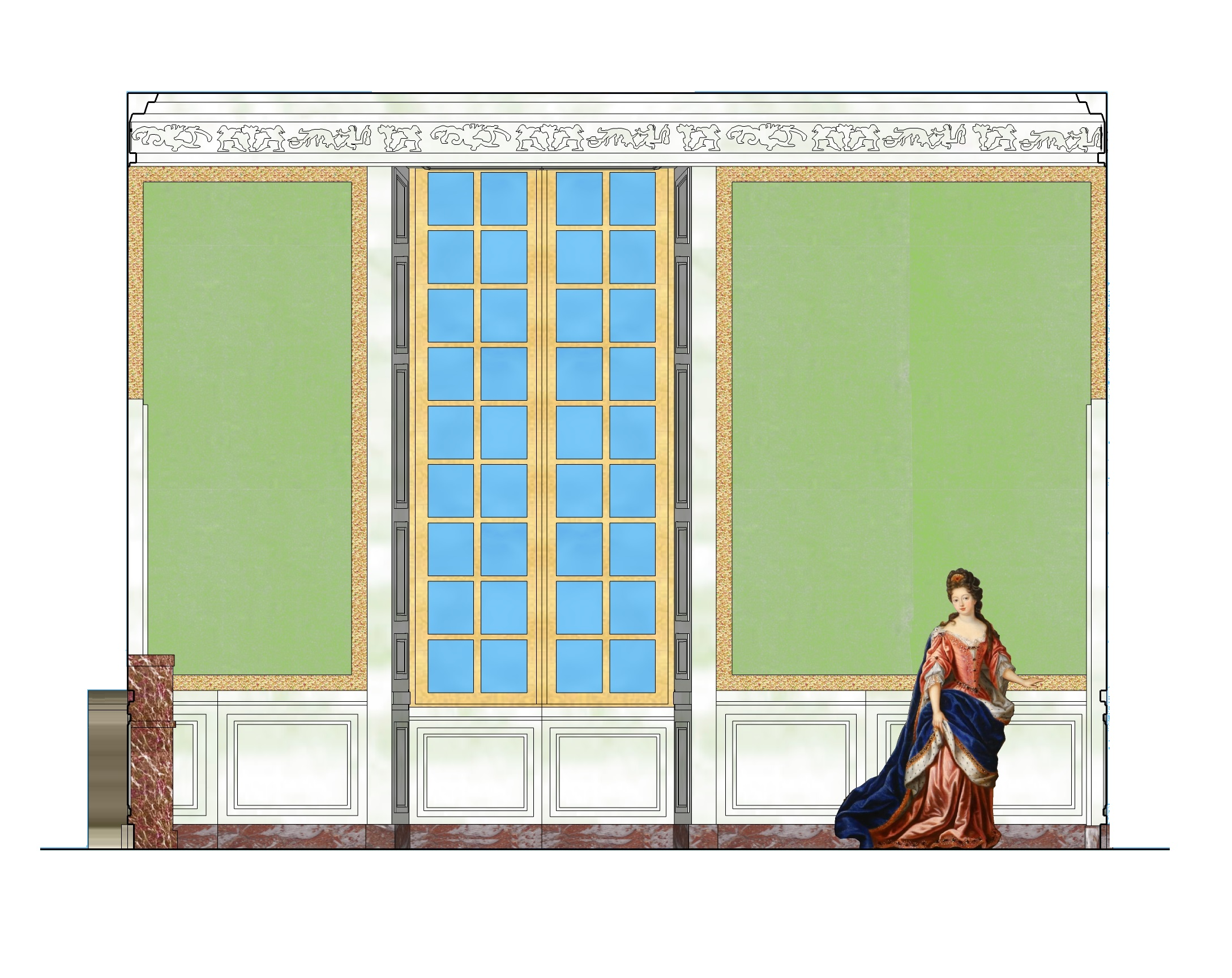
Restitution de la paroi est de l'antichambre de la princesse de Conti à Meudon, vers 1702.
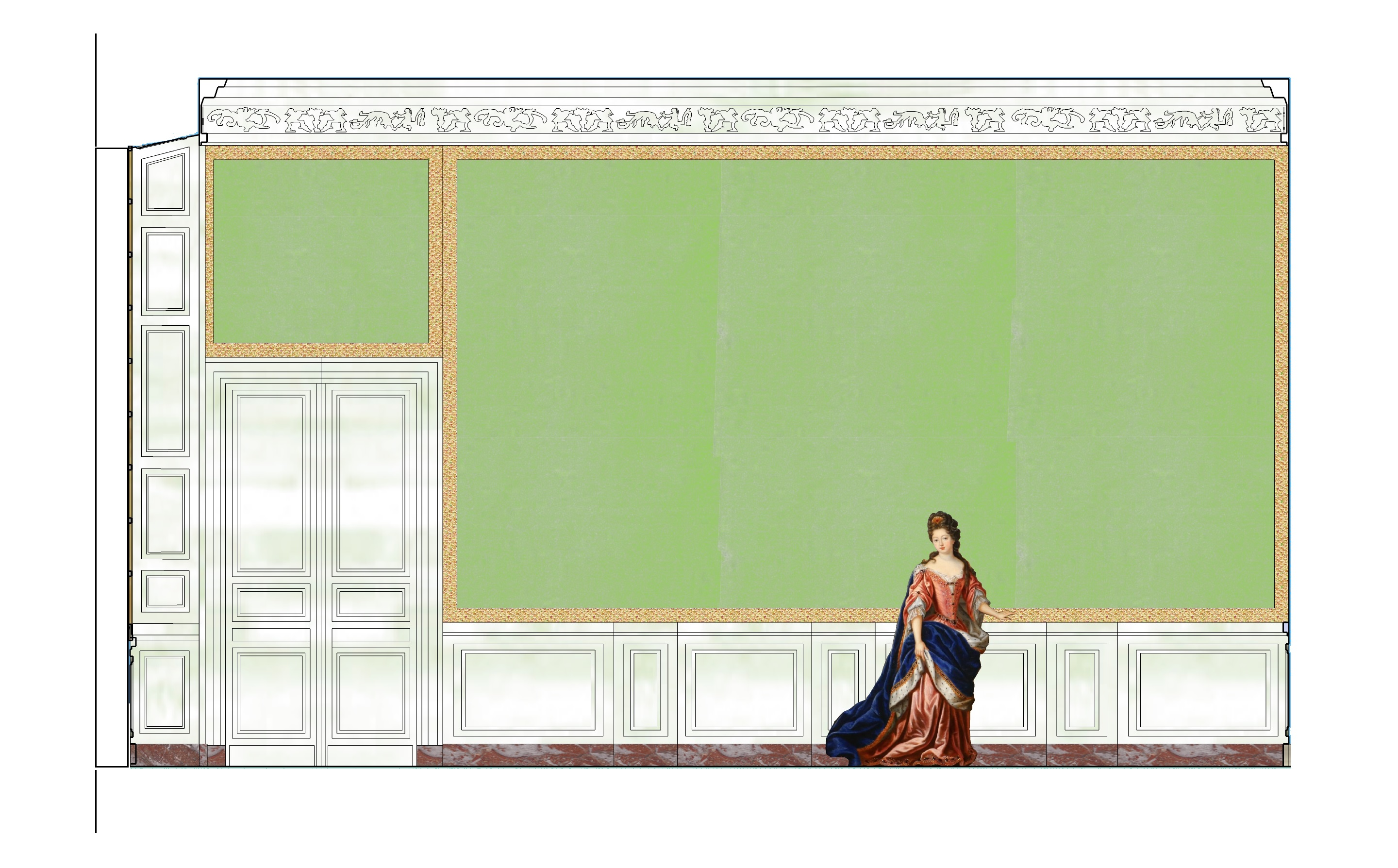
Restitution de la paroi sud de l'antichambre de la princesse de Conti à Meudon, vers 1702.
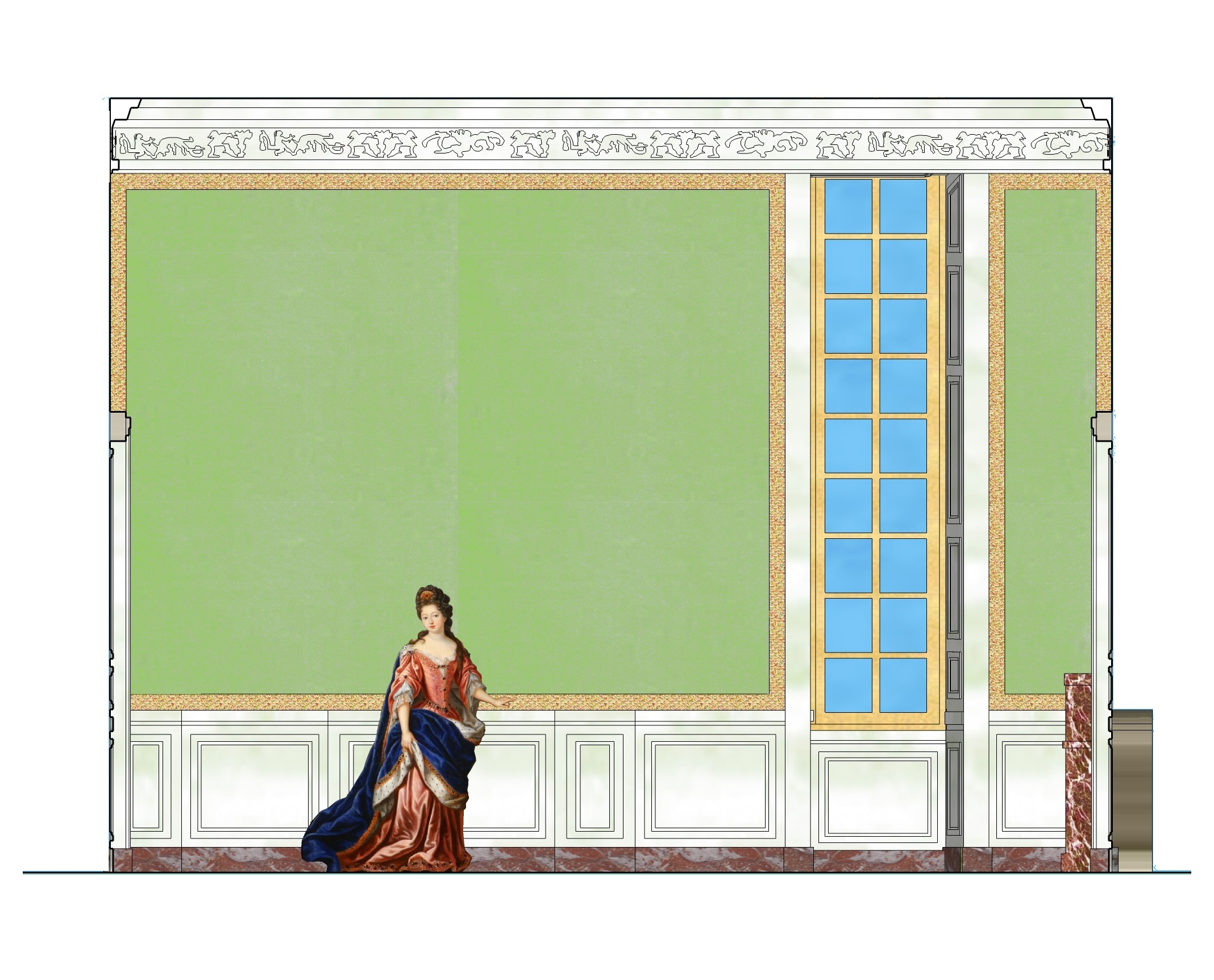
Restitution de la paroi ouest de l'antichambre de la princesse de Conti à Meudon, vers 1702.

###### La chambre de la princesse de Conti
Dans la chambre de la princesse se trouvaient, en dessus de porte, deux tableaux d'Antoine Coypel, Psyché découvrant l'Amour endormi, et Psyché abandonnée par l'Amour.

Les toiles de la chambre de la princesse de Conti, par Antoine Coypel, 1701
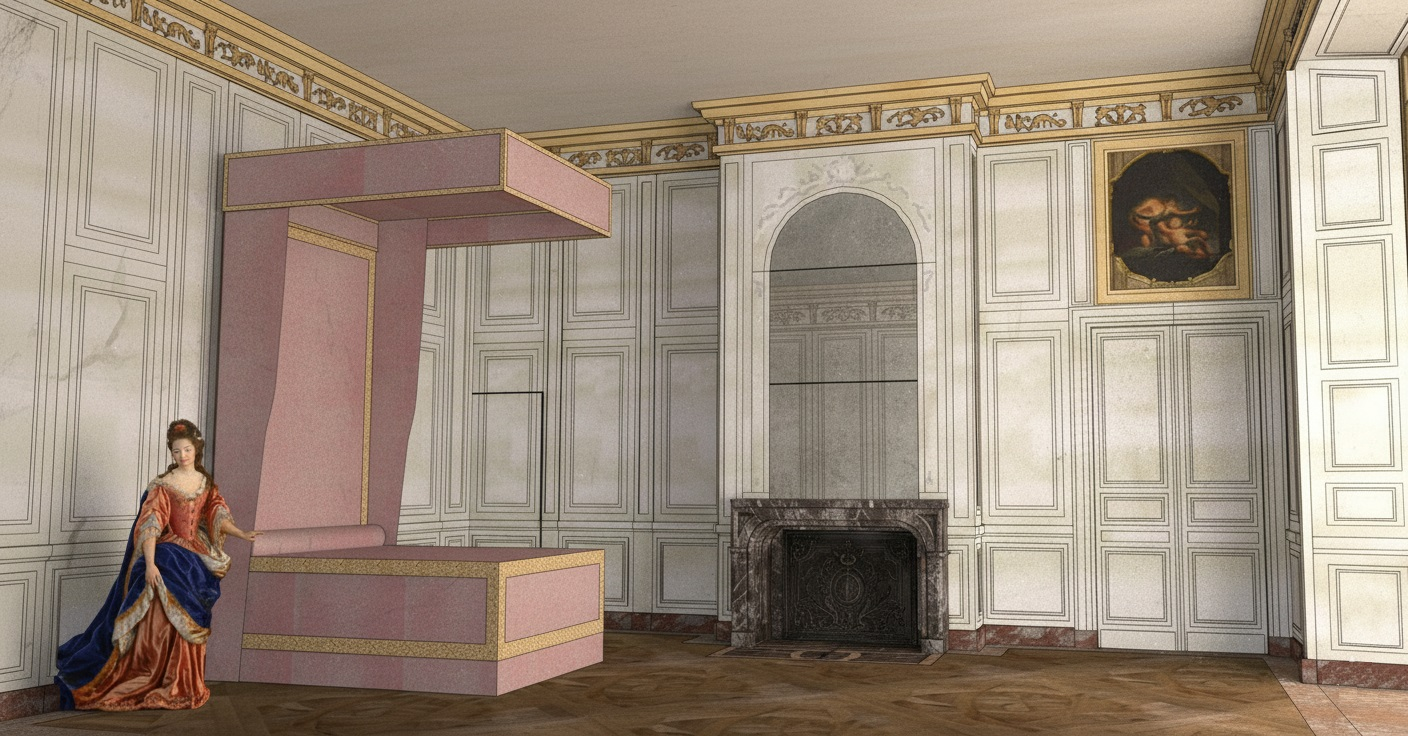
Restitution de la chambre de la princesse de Conti à Meudon, vers 1702.
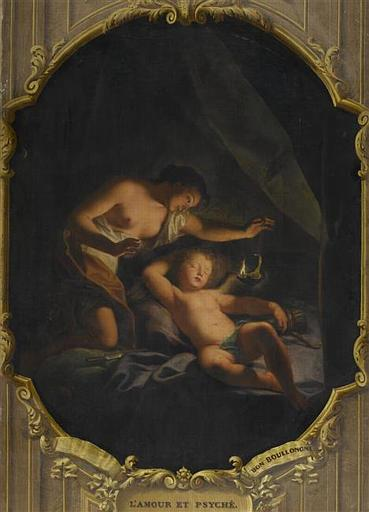
Psyché découvrant l'Amour endormi, Antoine Coypel, 1701.
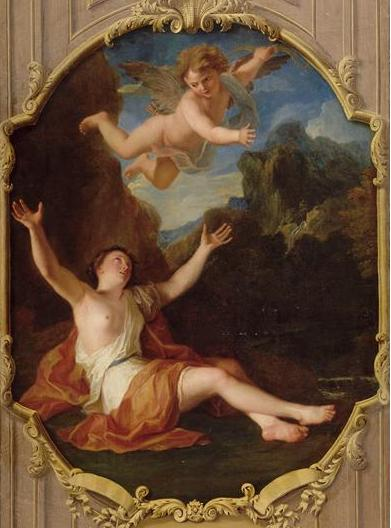
Psyché abandonnée par l'Amour, Antoine Coypel, 1701.

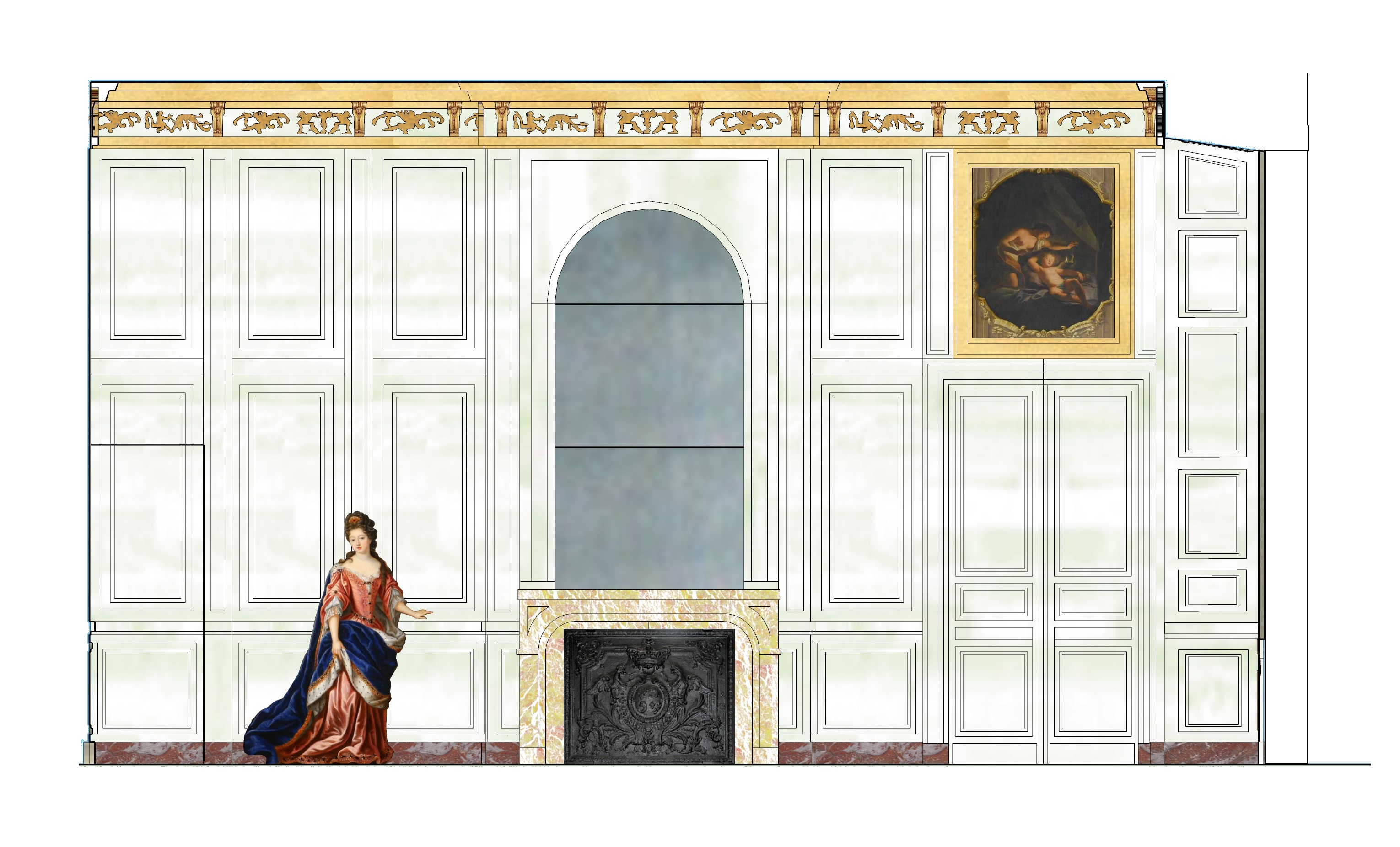
Restitution de la paroi nord de la chambre de la princesse de Conti à Meudon, vers 1702.
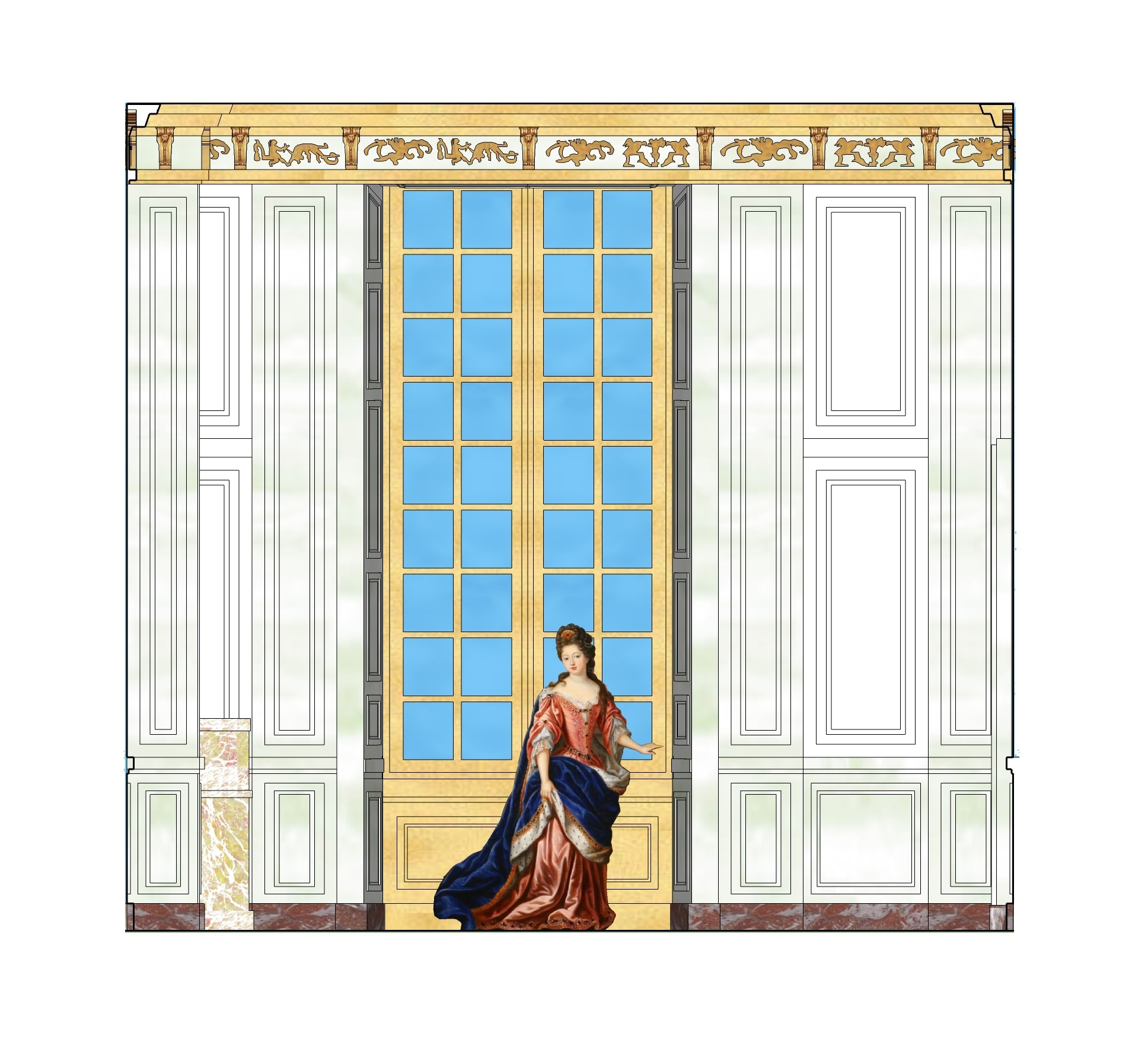
Restitution de la paroi est de la chambre de la princesse de Conti à Meudon, vers 1702.
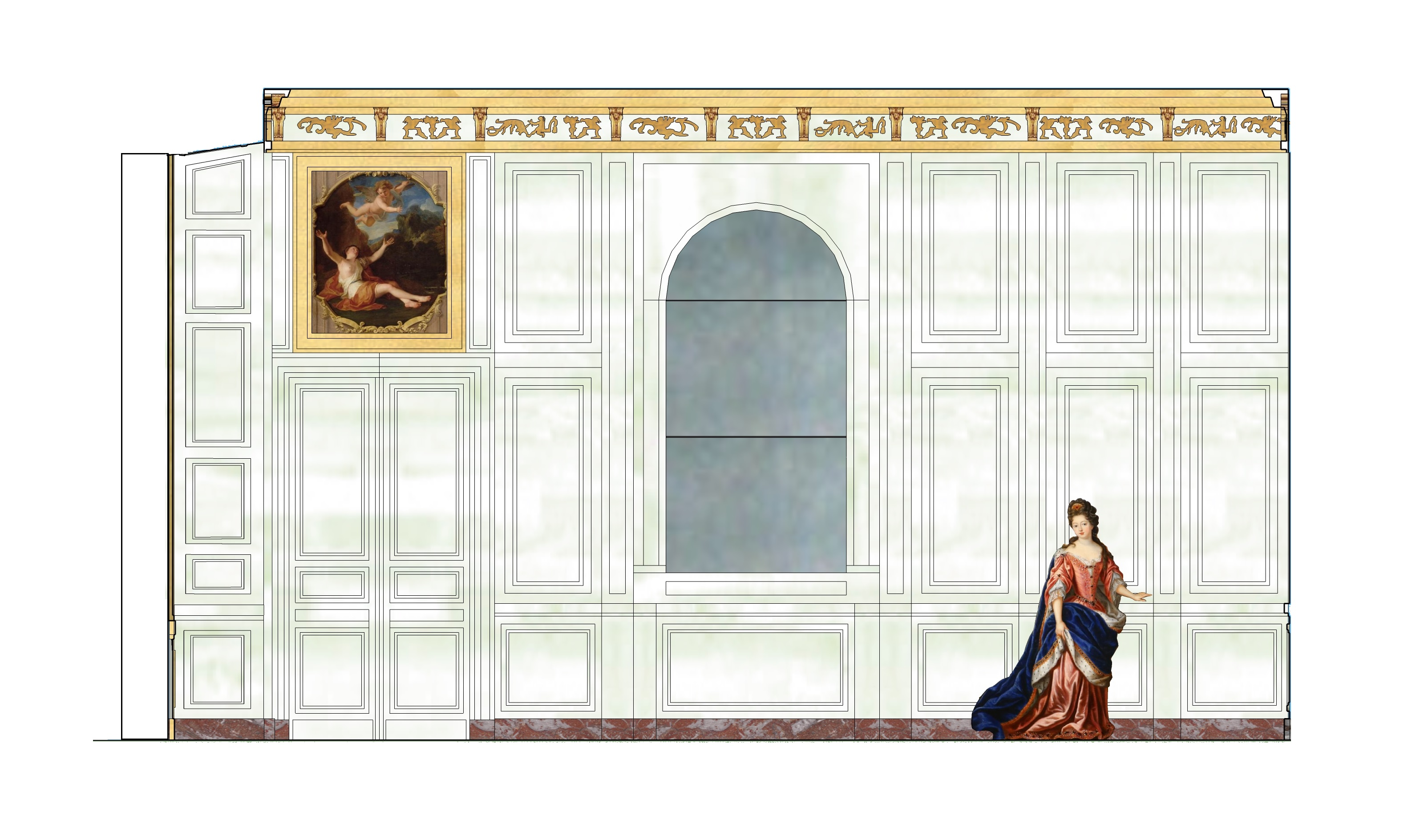
Restitution de la paroi sud de la chambre de la princesse de Conti à Meudon, vers 1702.
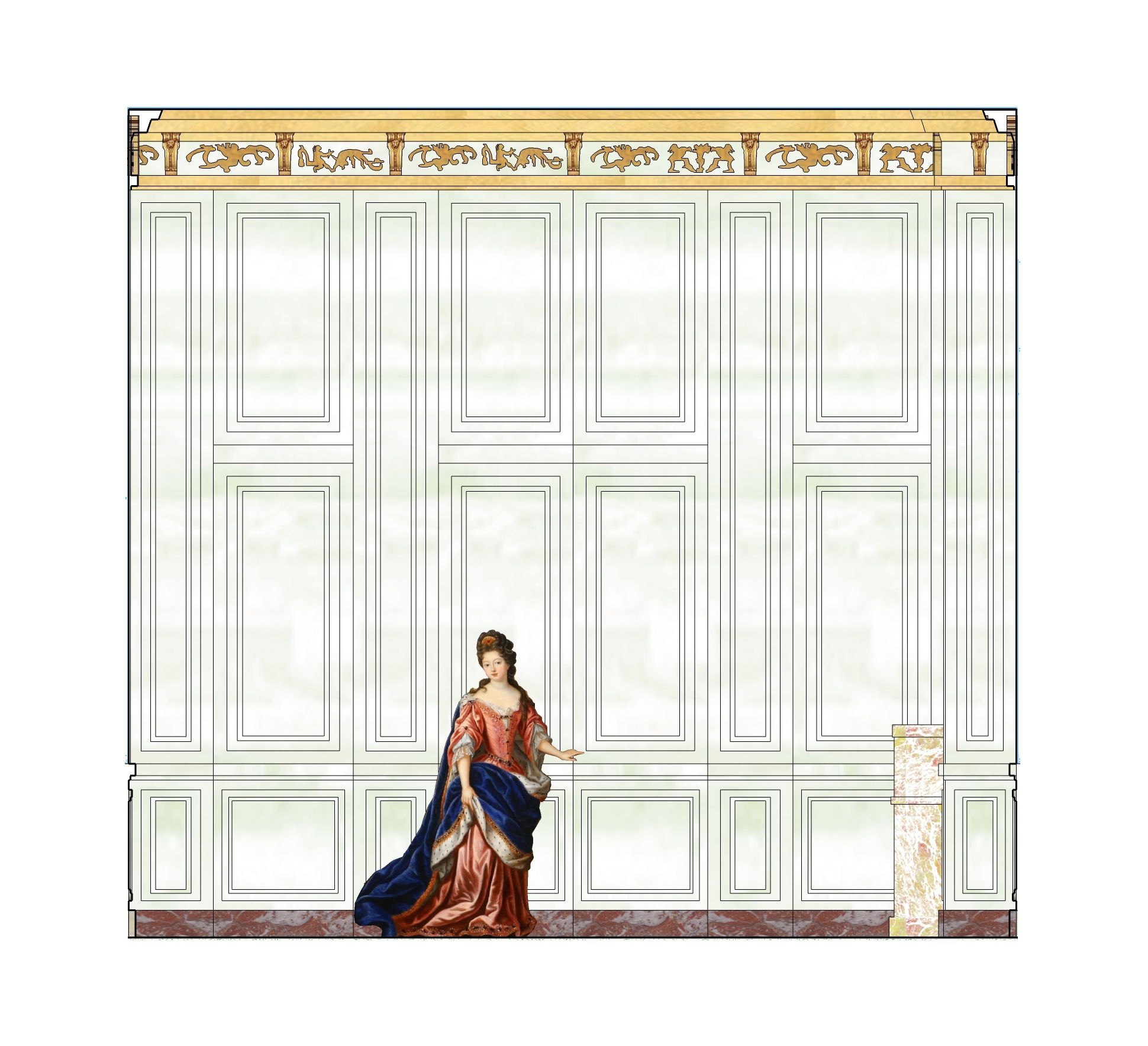
Restitution de la paroi ouest de la chambre de la princesse de Conti à Meudon, vers 1702.

###### Le cabinet des miroirs de Louvois
À la suite, l'appartement de la princesse de Conti suivait et se terminait par un autre « Cabinet des miroirs ». C'est Louvois qui créa cette pièce luxueuse. Toutes les parois des murs étaient recouvertes de miroirs, et la vue sur le paysage, la Seine et Paris devait se refléter à l'infini. On pouvait sortir sur les terrasses pour admirer la vue.
Dans cette pièce, le dauphin fit peindre une nouvelle toile intitulée Vénus aux forges de Lemnos, par Antoine Coypel, pour faire plaisir à sa demi-sœur, la princesse de Conti, placée en 1701.

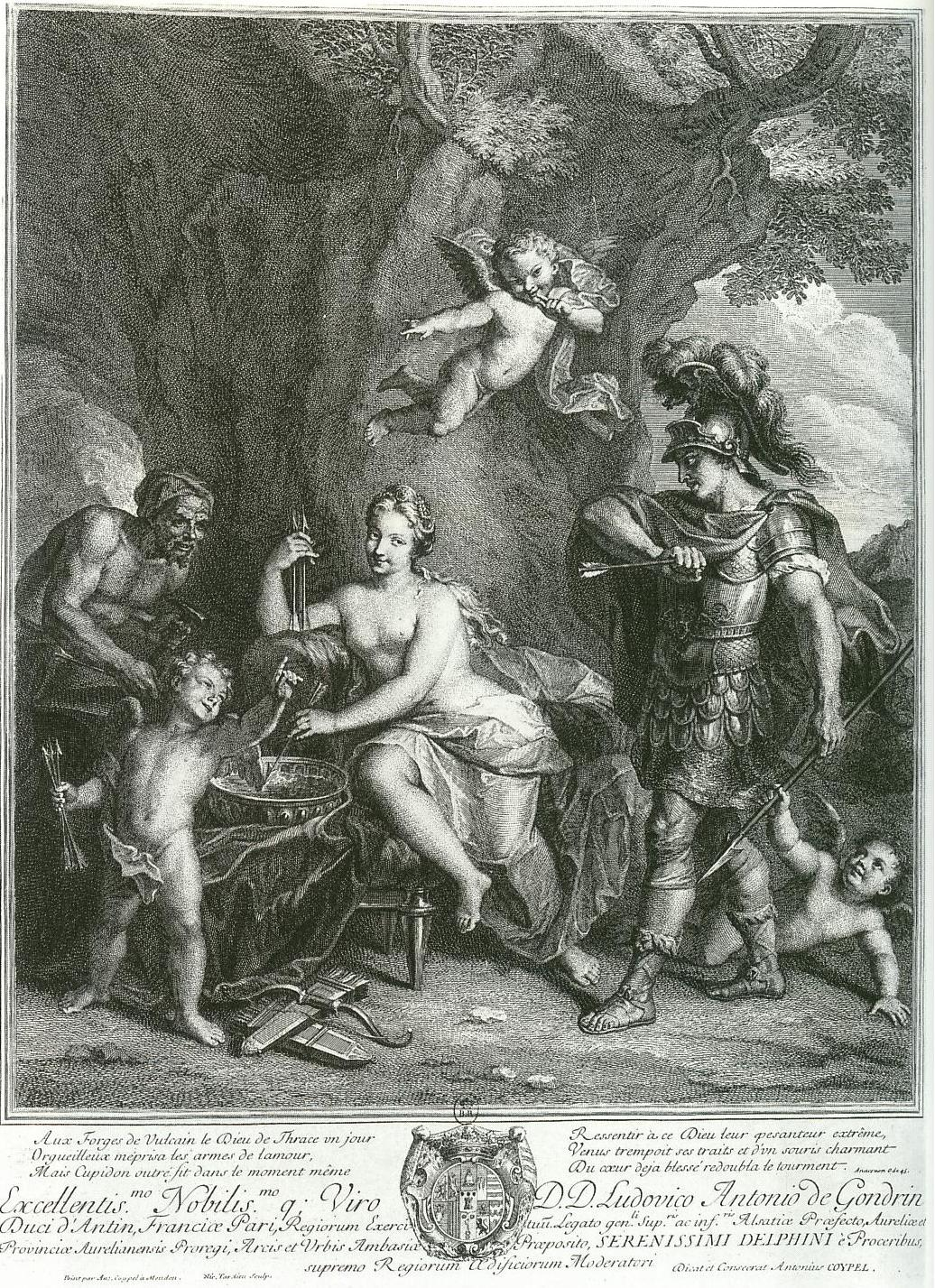
Vénus aux forges de Lemnos, Antoine Coypel. 1701.
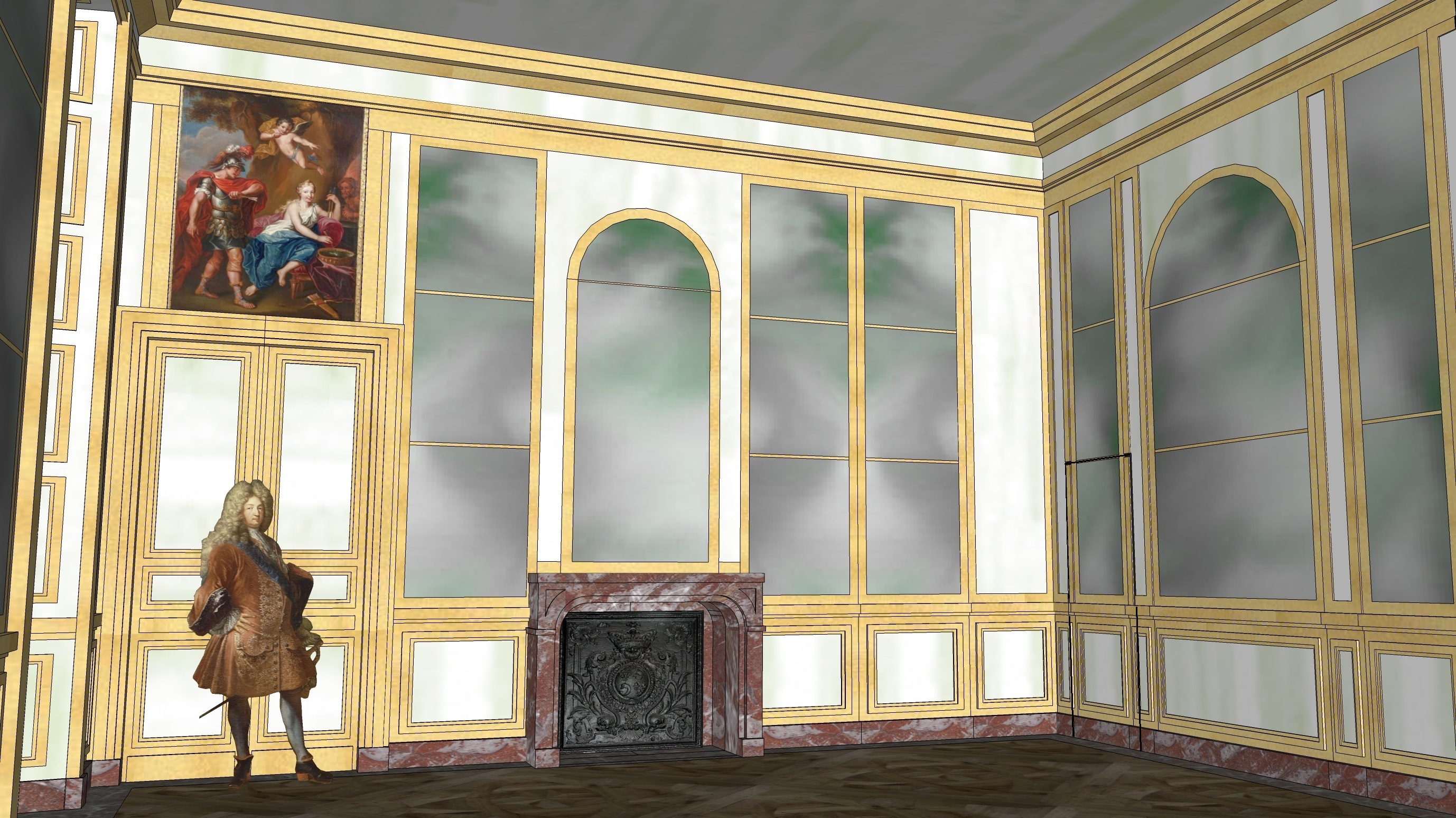
Restitution du Cabinet des miroirs de Meudon (premier étage), vers 1702.
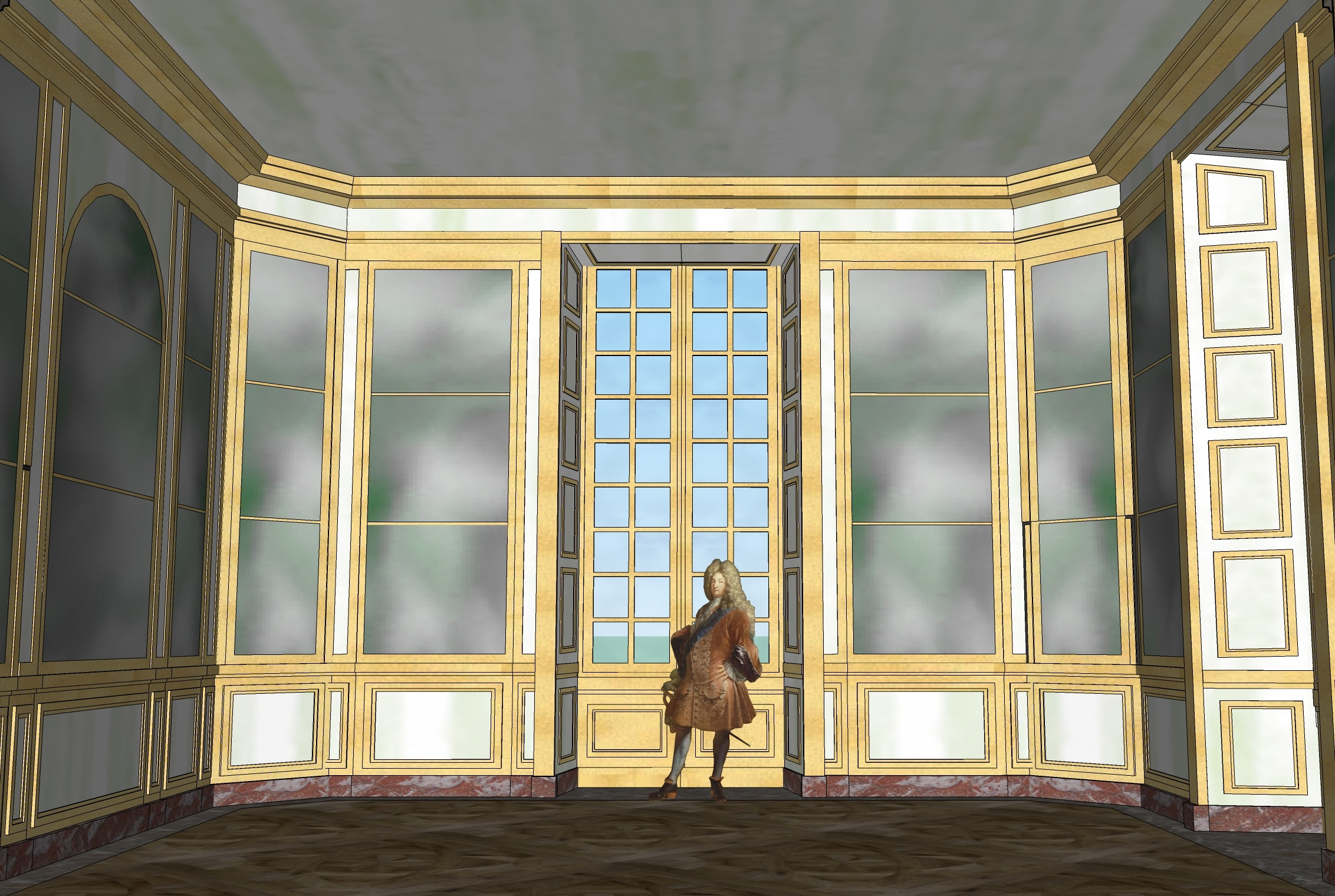
Restitution du Cabinet des miroirs de Meudon (premier étage), vers 1702.
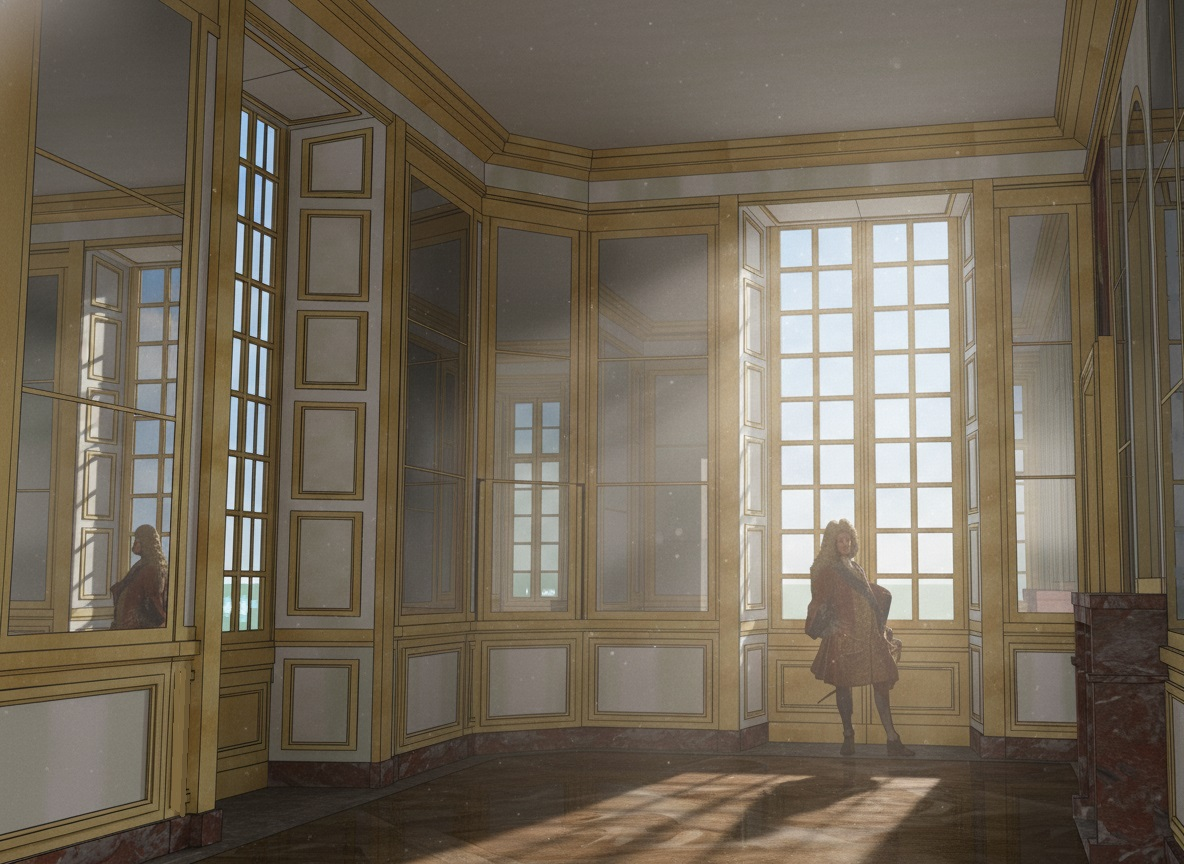
Restitution du Cabinet des miroirs de Meudon (premier étage), vers 1702.

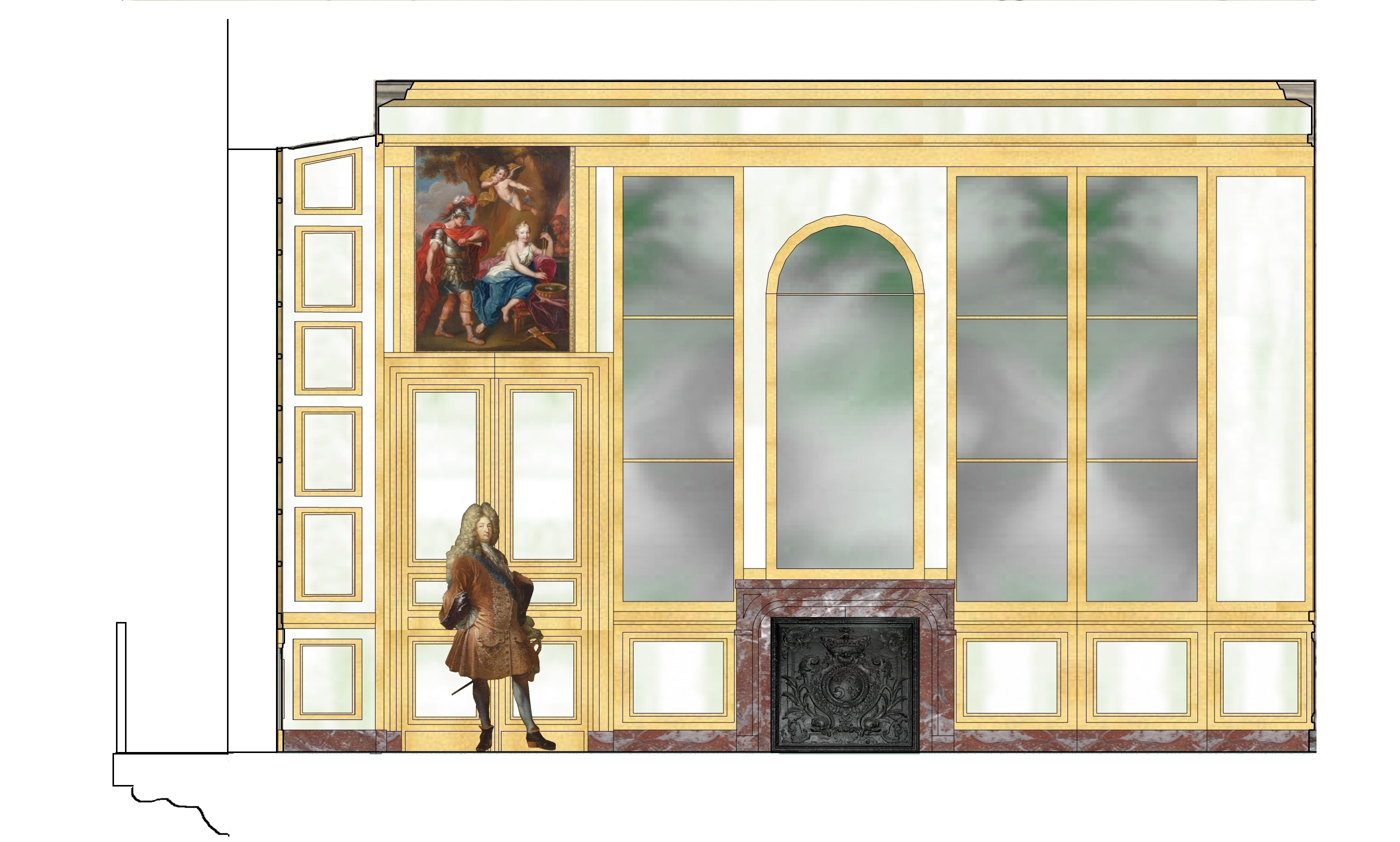
Restitution de la paroi sud du cabinet des miroirs, vers 1702.
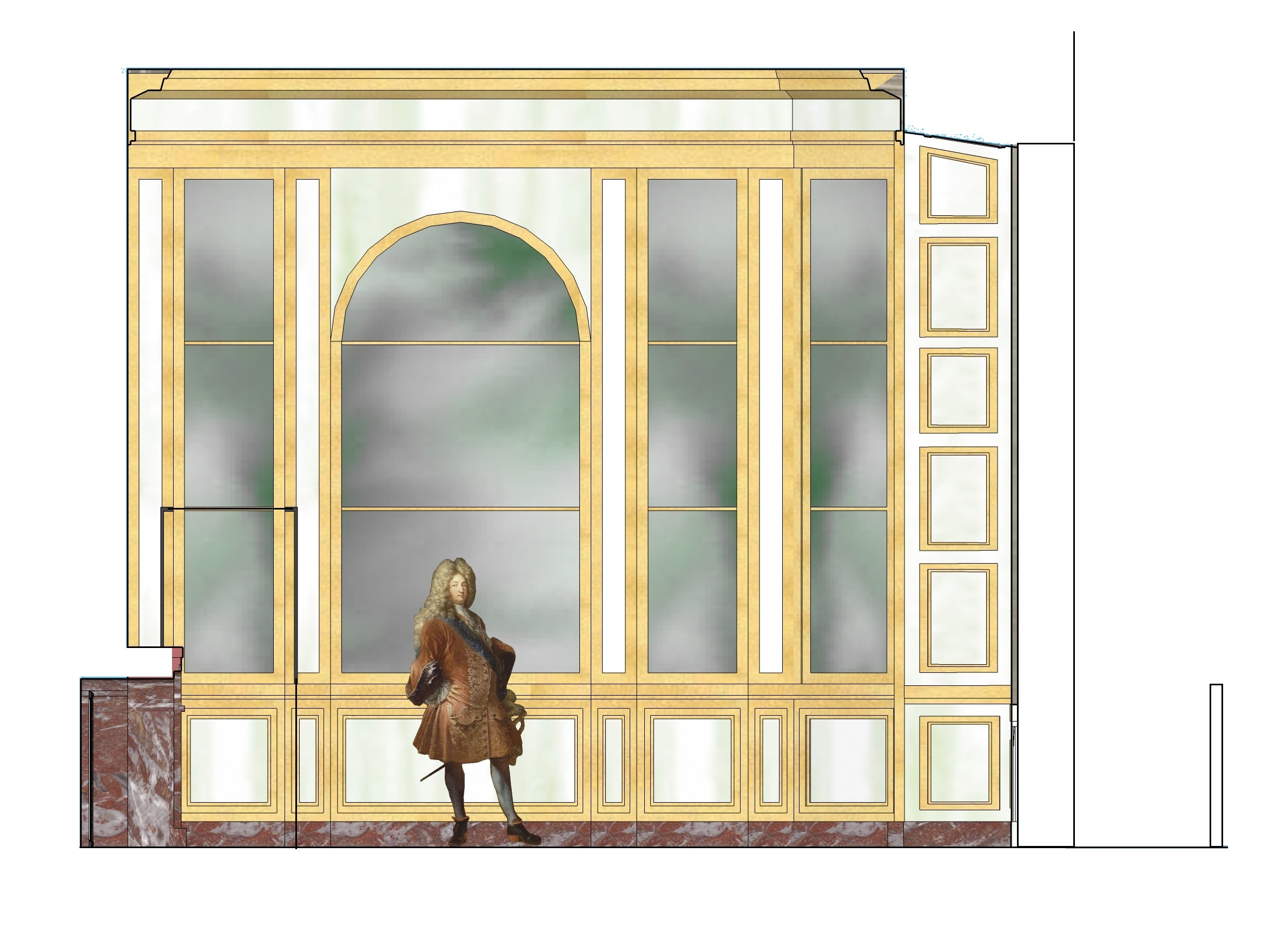
Restitution de la paroi ouest du cabinet des miroirs, vers 1702.
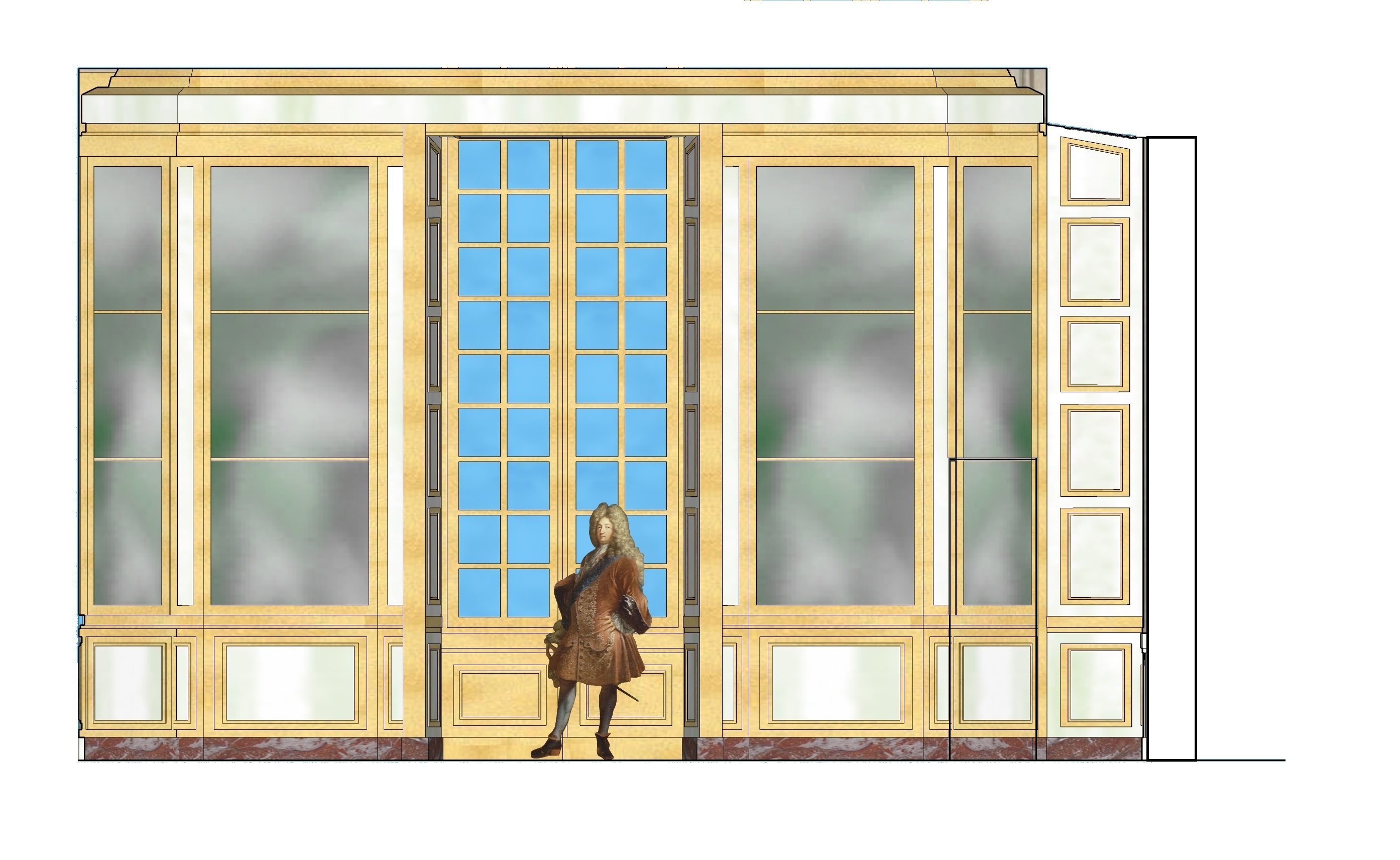
Restitution de la paroi nord du cabinet des miroirs, vers 1702.
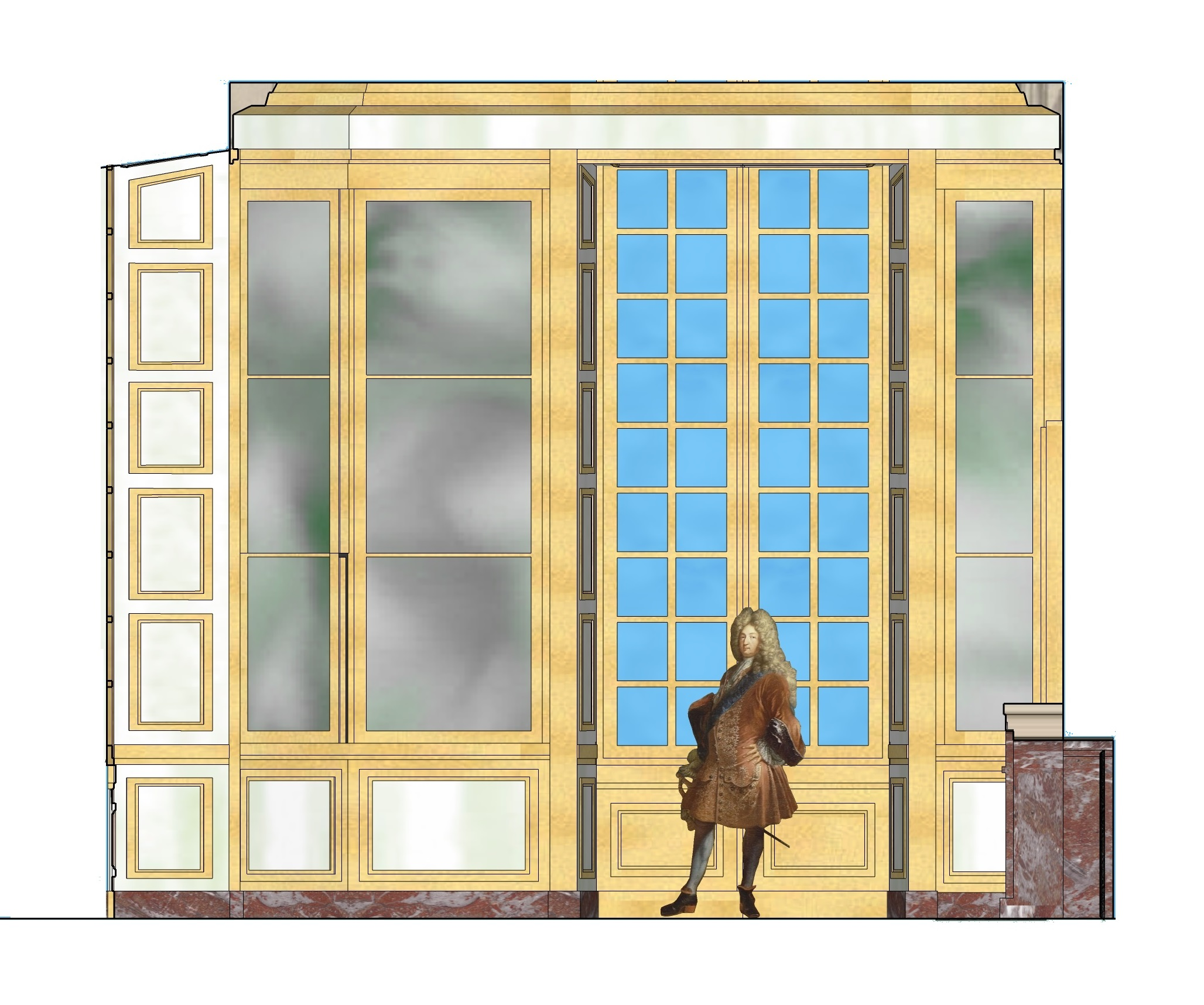
Restitution de la paroi est du cabinet des miroirs, vers 1702.

### La Chapelle

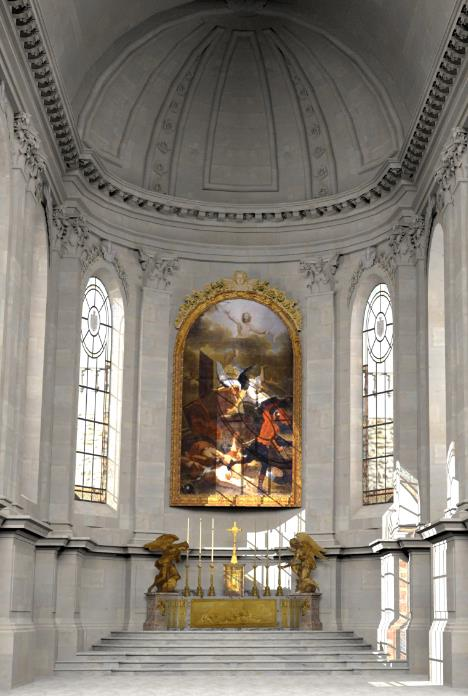
Restitution 3D de l'intérieur de la chapelle de Meudon. Franck Devedjian & Hervé Grégoire, 2014.

La chapelle a été achevée fin 1702, sur les plans de Jules Hardouin-Mansart. Cette construction, voulue par Monseigneur, a été visée par Louis XIV. Cette chapelle est formée sur le même modèle que la chapelle royale de Versailles. Toutefois, la chapelle de Meudon sera achevée une dizaine d'années avant celle de Versailles. Comme cette dernière, la nef est voutée en berceau et se termine par un cul-de-four au-dessus du sanctuaire. Au-dessus du maître-autel l'on voit une grande peinture d'Antoine Coypel, haute de quatre mètres quatre-vingt-cinq sur trois de large, qui figure la Résurrection. Charles de La Fosse prendra en modèle cette composition pour entreprendre la peinture du cul de four de la chapelle royale de Versailles. Un autre tableau de Coypel, l'Annonciation, complète le décor.
Les armes sculptées au-dessus de la tribune sont des armes royales sur le dessin projetant la chapelle, mais seront finalement réalisées suivant le modèle d'armes delphinales. Le théoricien de l'architecture, Jacques-François Blondel, la cite en exemple, avec les chapelles des châteaux de Sceaux et de Clagny, comme des « modèles parfaits ».
Elle sera détruite entre 1805 et 1808.

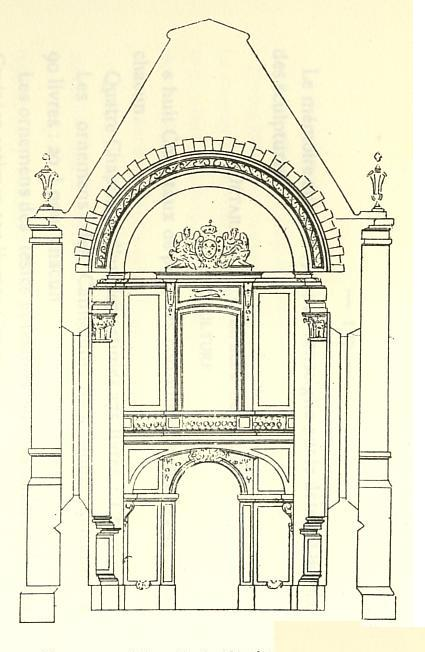
Coupe de la tribune de la chapelle du château de Meudon, 1701.
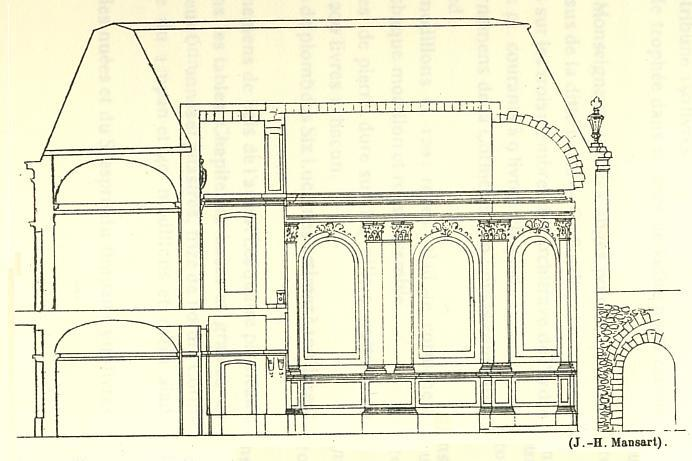
Projet non définitif de coupe de la chapelle de Meudon. Dessin de Jules Hardouin-Mansart, 1701. AN.
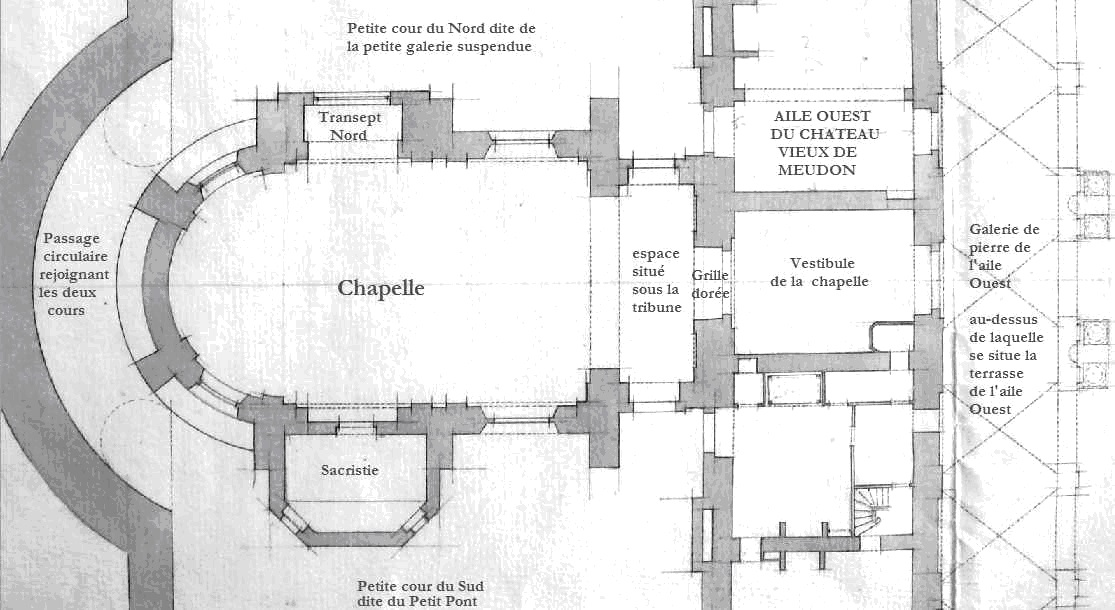
Plan définitif de la chapelle de Meudon, vers 1775-1780. AN.
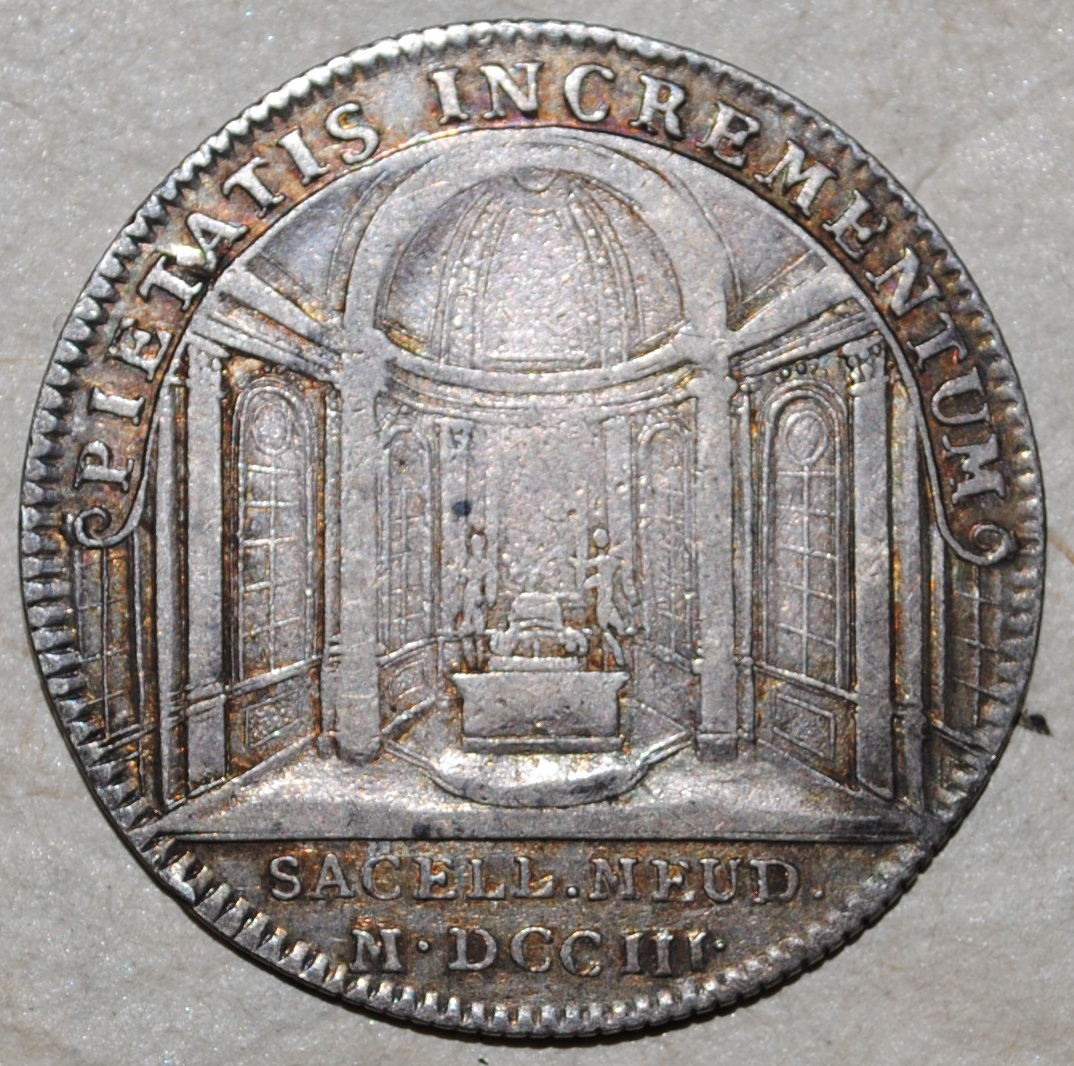
Jeton représentant l'intérieur de la chapelle du château de Meudon, vue depuis la tribune, 1703. Collection particulière.
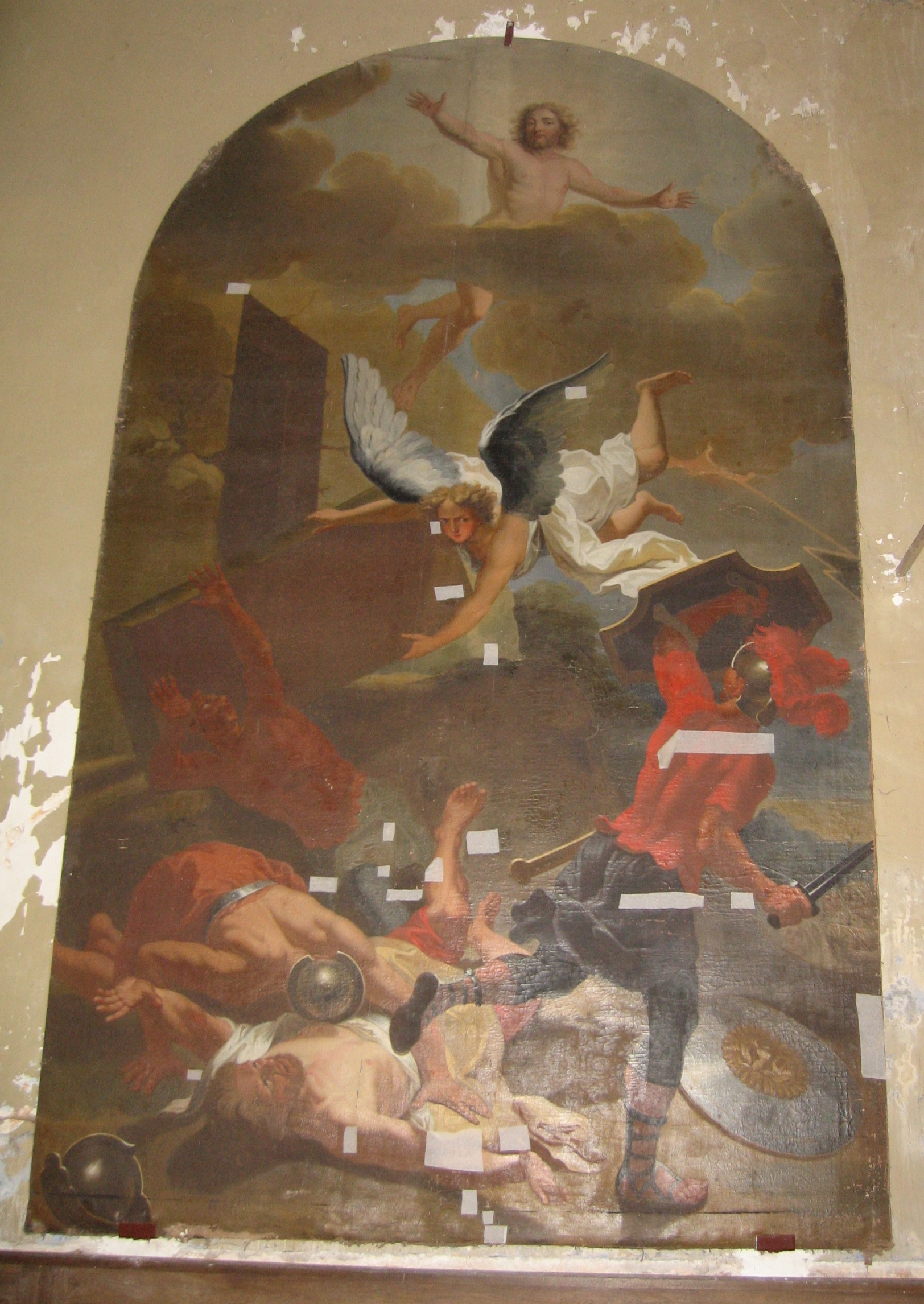
Copie de la Résurrection d'Antoine Coypel, chapelle de Vernon.
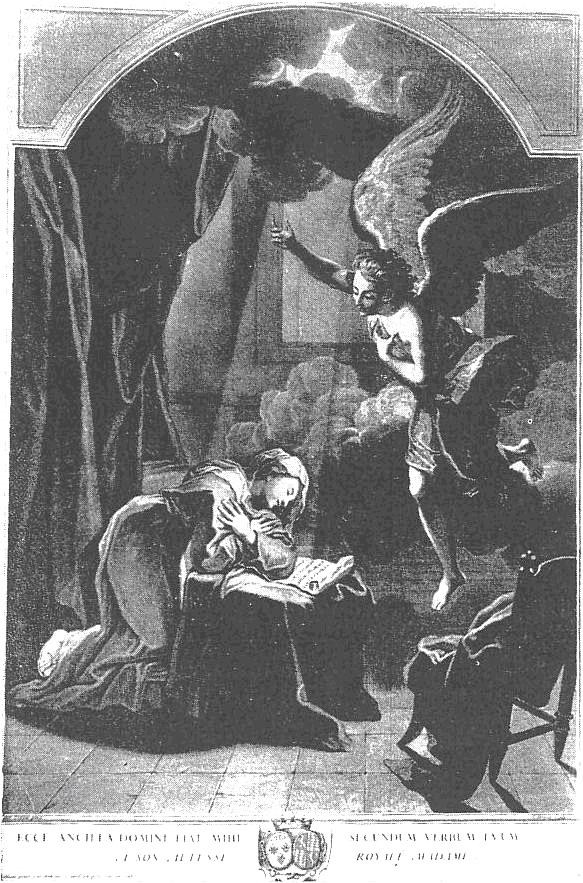
L'Annonciation, d'Antoine Coypel. Estampe de Drevet.

### L'Aile des Marronniers

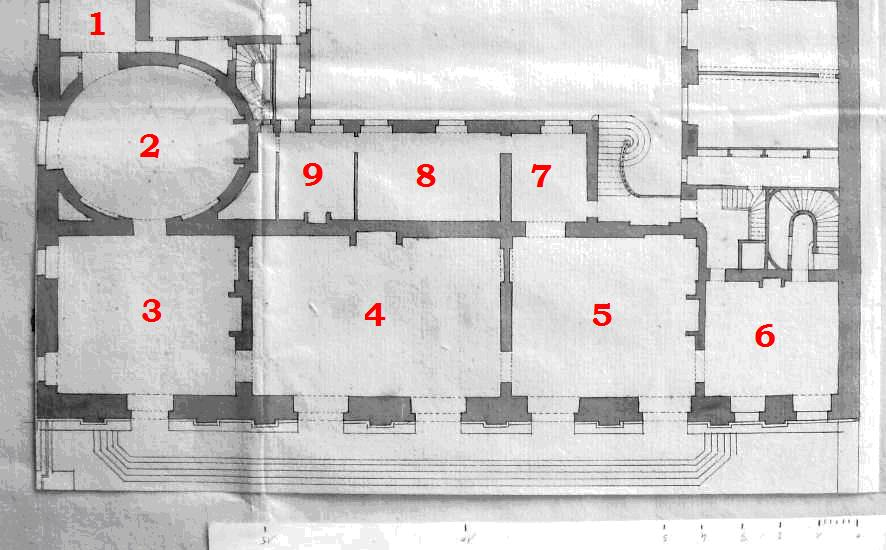
Plan de l'appartement des marronniers, vers 1703 (ADY). Légende : 1. galerie de communication ; 2.Grand Cabinet Ovale ; 3.Grand Cabinet d'angle ; 4.Grand Salon ; 5.Salle à manger ; 6. Cabinet du buffet ; 7. Antichambre du Petit Appartement Frais ; 8. Chambre ; 9.Cabinet.

L'ancienne « Cour des Offices », ou « Basse Cour », sera transformée par Monseigneur, afin de créer des pièces d'apparat luxueuses. L'ensemble de l'annexe prendra alors le nom d'« Aile des Marronniers ». Les grandes pièces de réception s'étendent sur toute la largeur de la Terrasse des Marronniers. Un petit appartement luxueux, le « Petit Appartement Frais », est également aménagé derrière ces grandes pièces, sans doute pour que le Dauphin puisse y recevoir ses maîtresses.
Cet appartement des marronniers était particulièrement apprécié durant l'été et les fortes chaleurs. Ses fenêtres étant situées plein nord, la fraîcheur y était mieux conservée qu'ailleurs dans tout le reste du château.

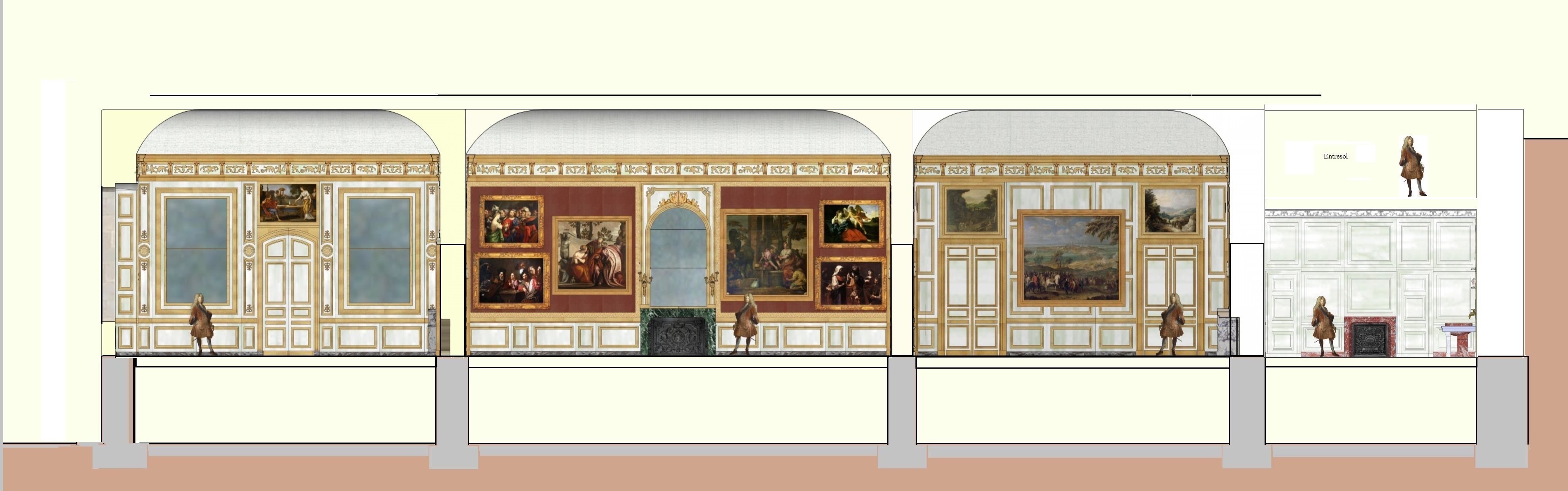
Restitution de la coupe de l'appartement des marronniers à Meudon, XVIIIe siècle.

On y trouvait successivement :

#### La petite galerie suspendue

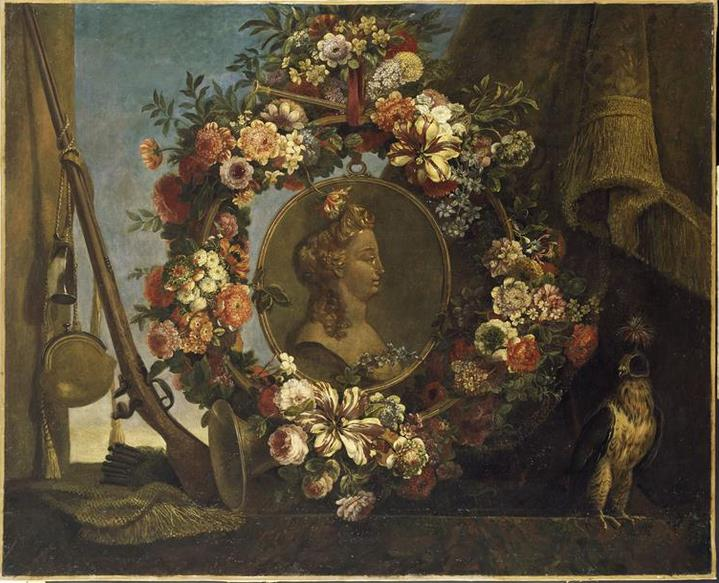
Nature morte avec le profil de Diane, château de Versailles, par Blin de Fontenay. Toile placée dans la petite galerie suspendue de Meudon.

Cette galerie est liée à la galerie de communication qui suit, de manière perpendiculaire. Un grand buffet peint par Fontenay achève la perspective de la petite galerie suspendue.

#### La «galerie de communication»

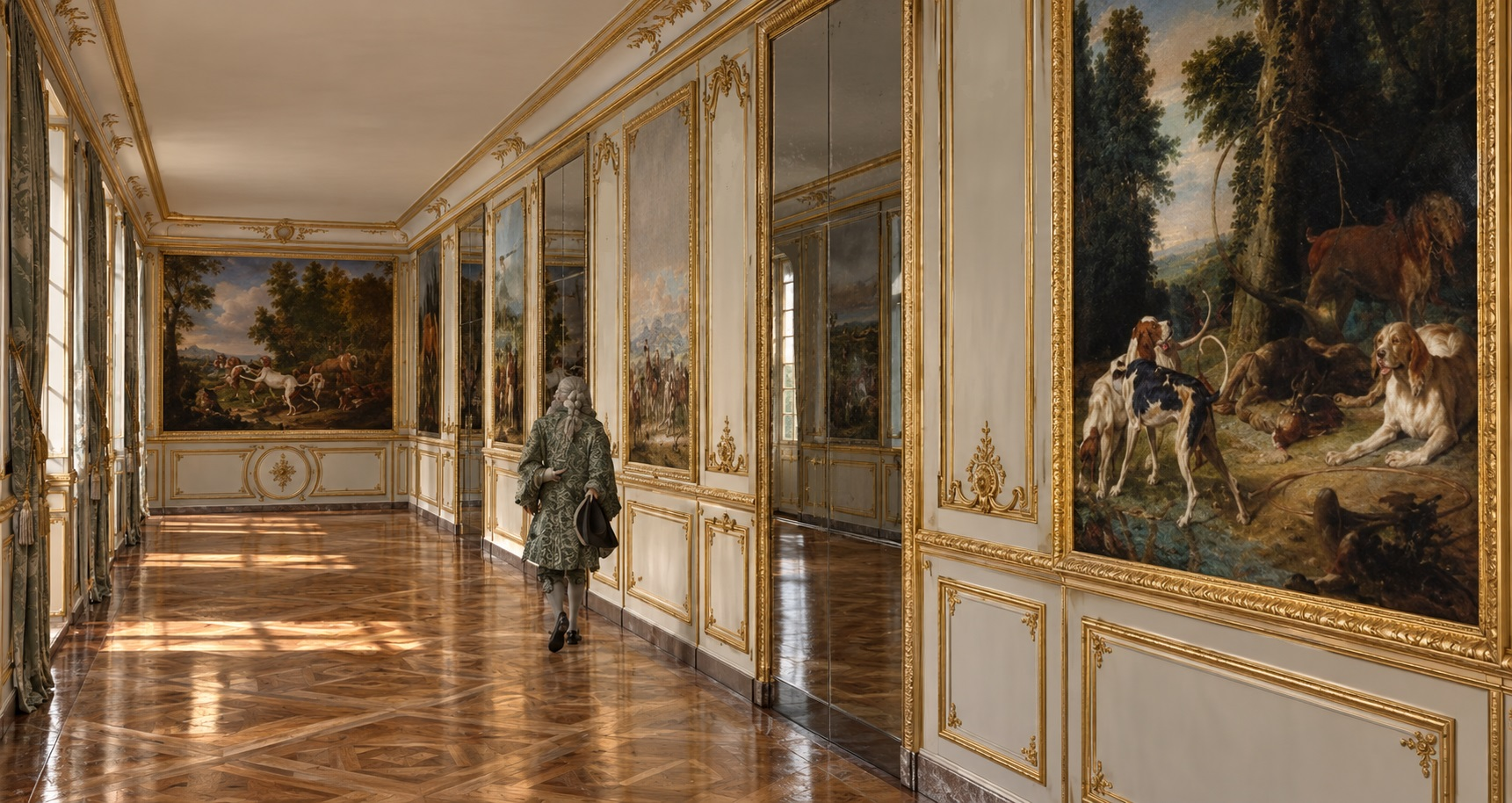
Essai de restitution de la galerie de communication, aile des marronniers du château de Meudon, état vers 1703-1711.

Cette pièce est décorée de grandes toiles de François Desportes, réalisées pour l'occasion, et qui feront le succès du peintre.

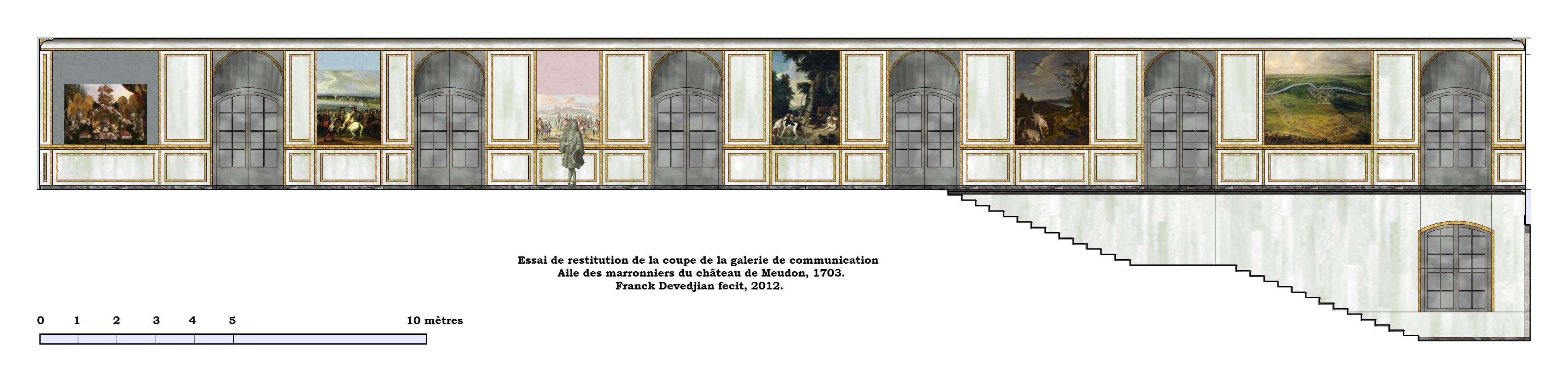
Essai de restitution de la galerie de communication de l'aile des marronniers, état vers 1703. Restitution de Franck Devedjian, 2012.

Toiles commandées à François Desportes pour la galerie de communication, 1703.
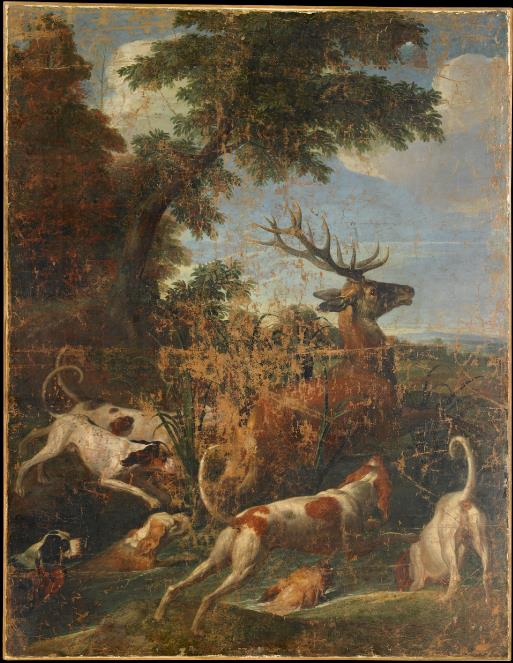
Un cerf poursuivi par des chiens, François Desportes, 1703.
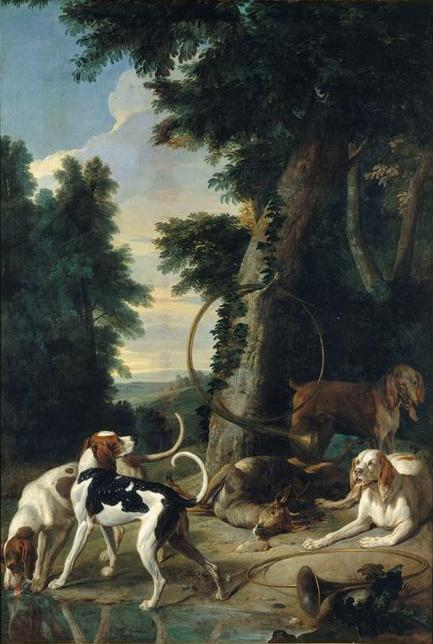
La mort d'un chevreuil, François Desportes, 1703.
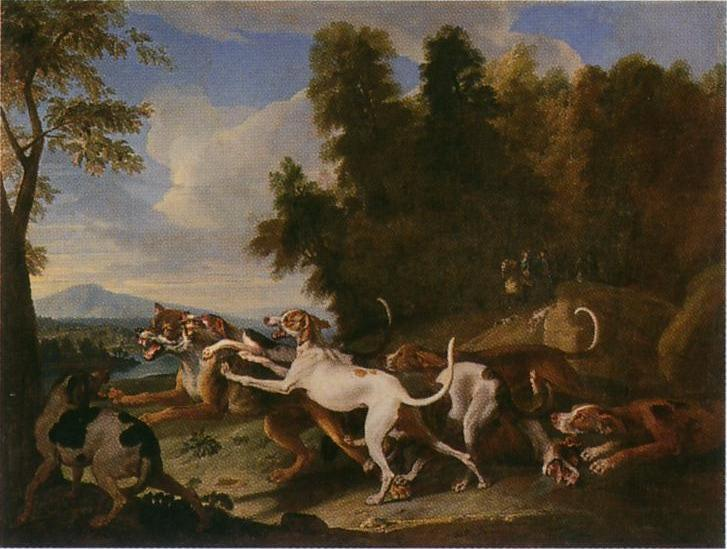
La meute de Monseigneur, 1703, Musée de Gien.
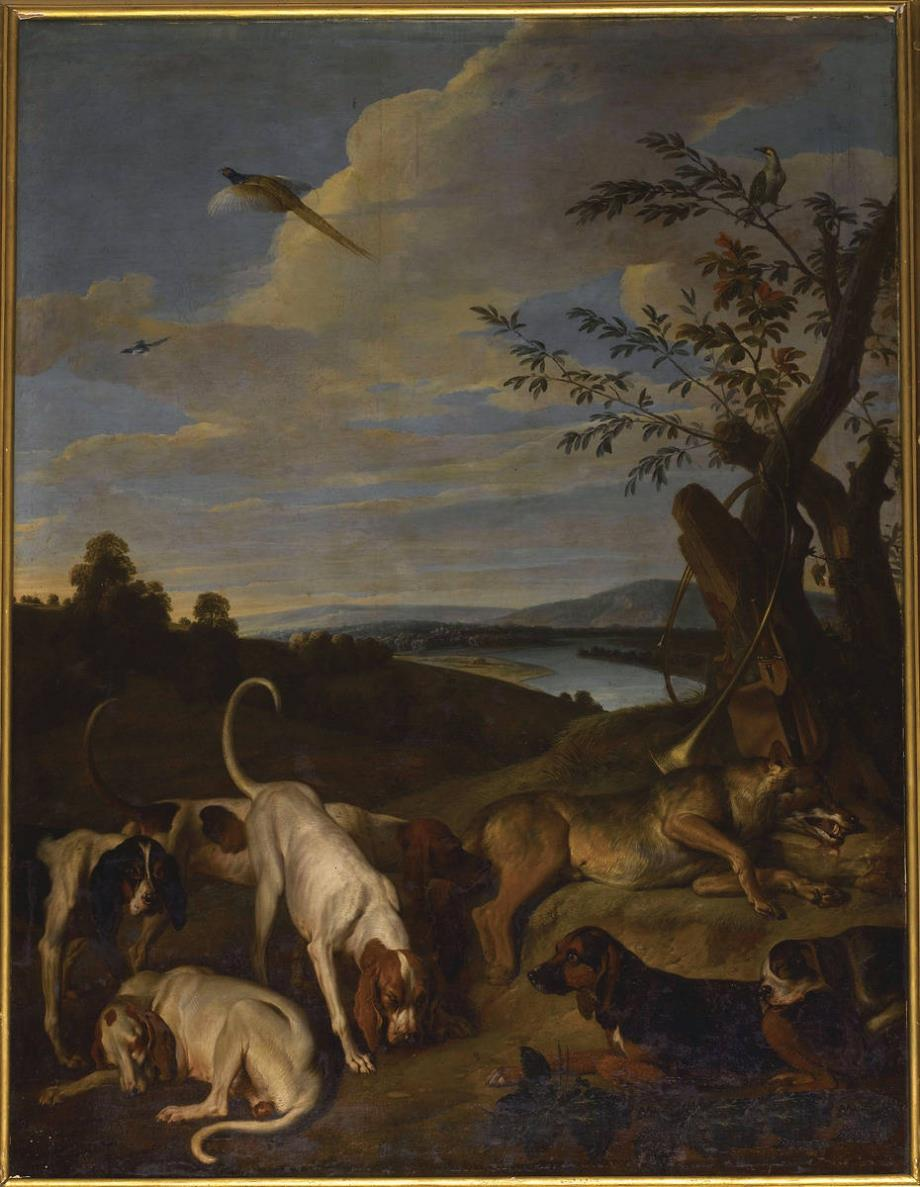
La mort du loup, François Desportes, 1703.
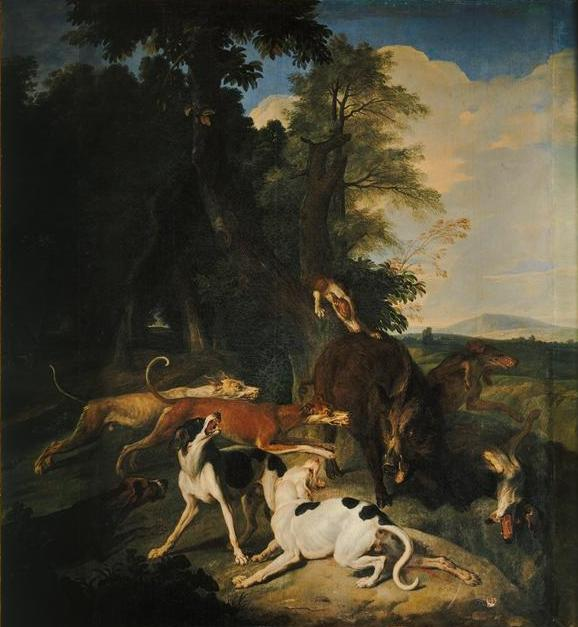
Un sanglier chassé par 8 chiens, François Desportes. 1703.

#### Le «grand cabinet ovale»
Il s'intitule aussi le « Salon doré », où fut placé le Triomphe de Bacchus, de Bon Boullogne. Le tableau a disparu mais un dessin préparatoire, conservé à l'Albertina (Vienne), et attribué à son frère Louis, nous permet de comprendre à quoi pouvait ressembler la composition de cette œuvre.

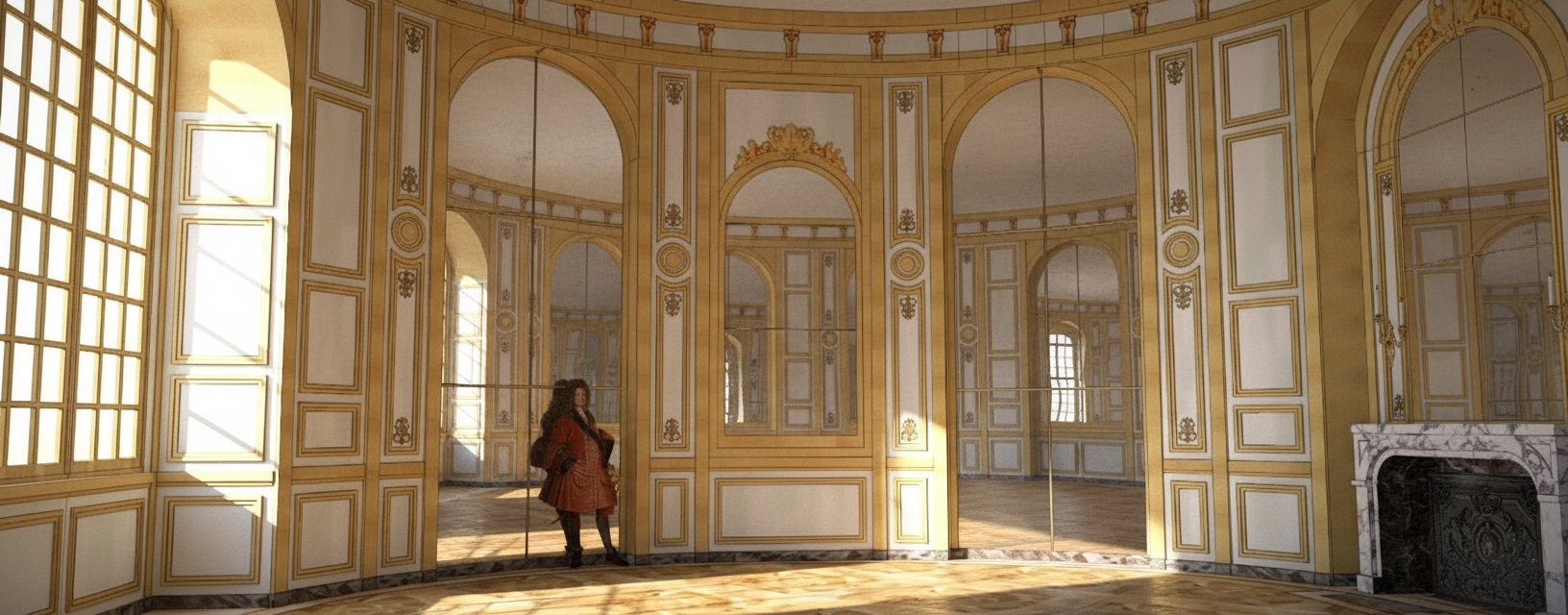
Restitution du Grand Cabinet Ovale de Meudon, vers 1705.
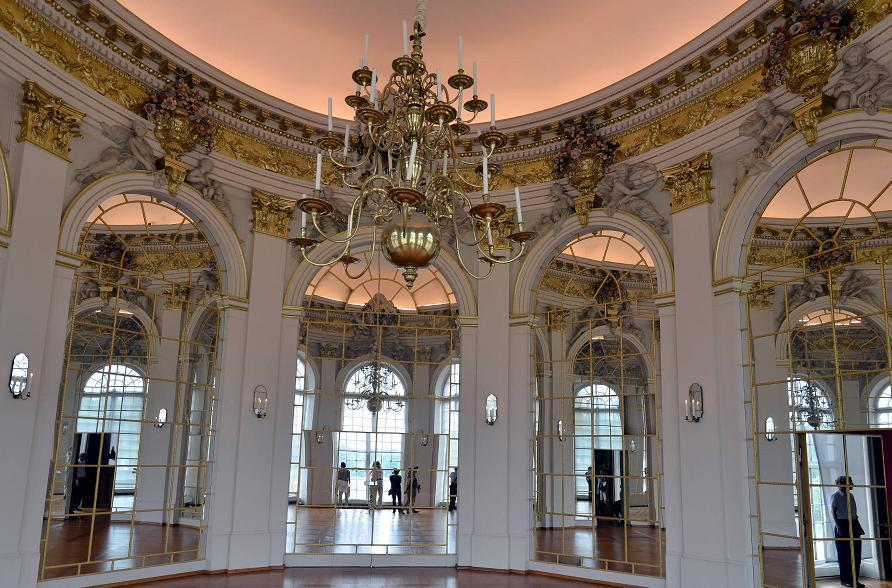
Salon des miroirs du château de Charlottenburg, Allemagne. Cette pièce est contemporaine du Grand Cabinet Ovale, et similaire dans son plan, son volume, ainsi que dans l'emploi systématique des miroirs.
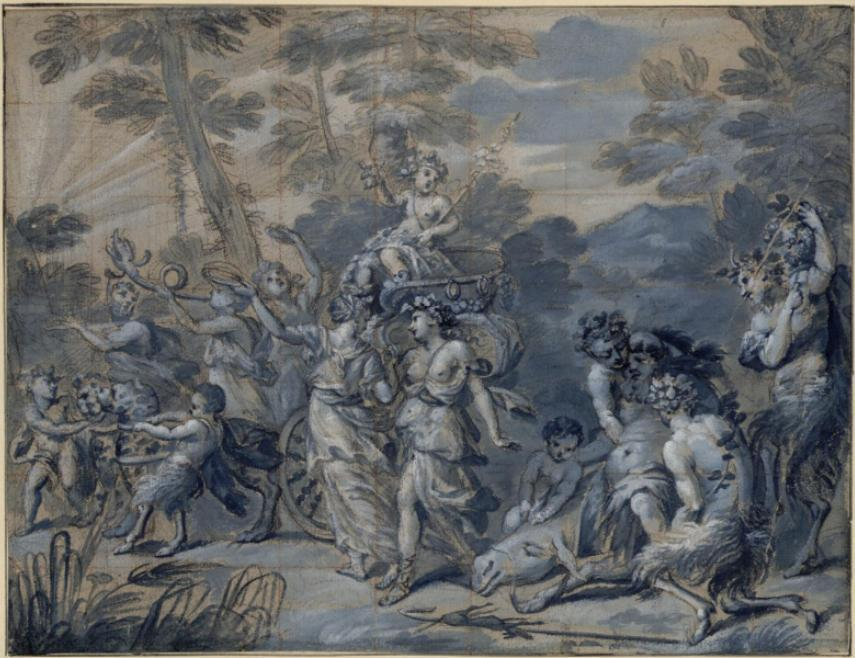
Dessin préparatoire pour le Triomphe de Bacchus, attribué à Louis de Boullogne. Albertina, Vienne (Autriche).

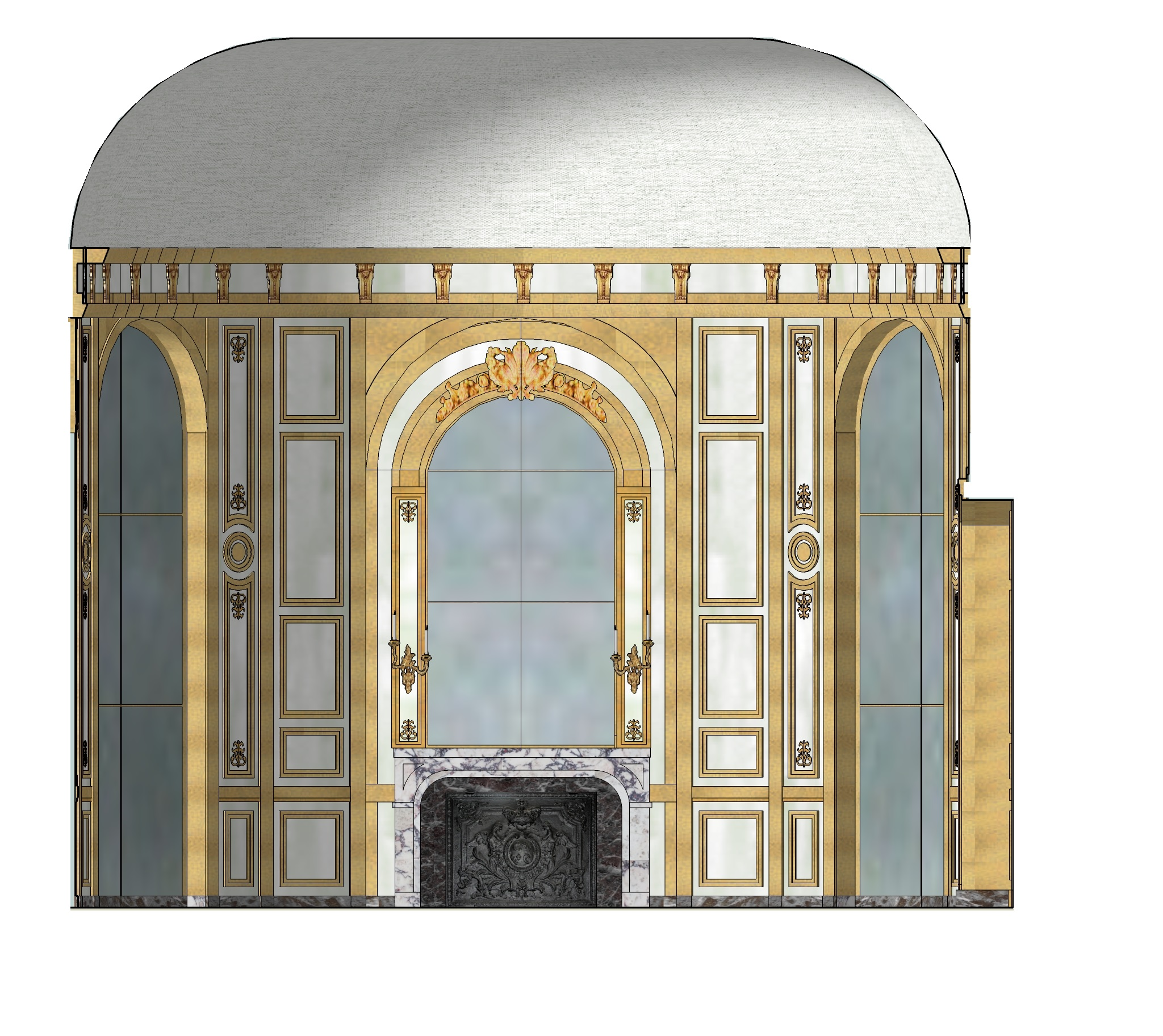
Restitution de la coupe de la paroi ouest du Grand Cabinet Ovale de Meudon, vers 1705.
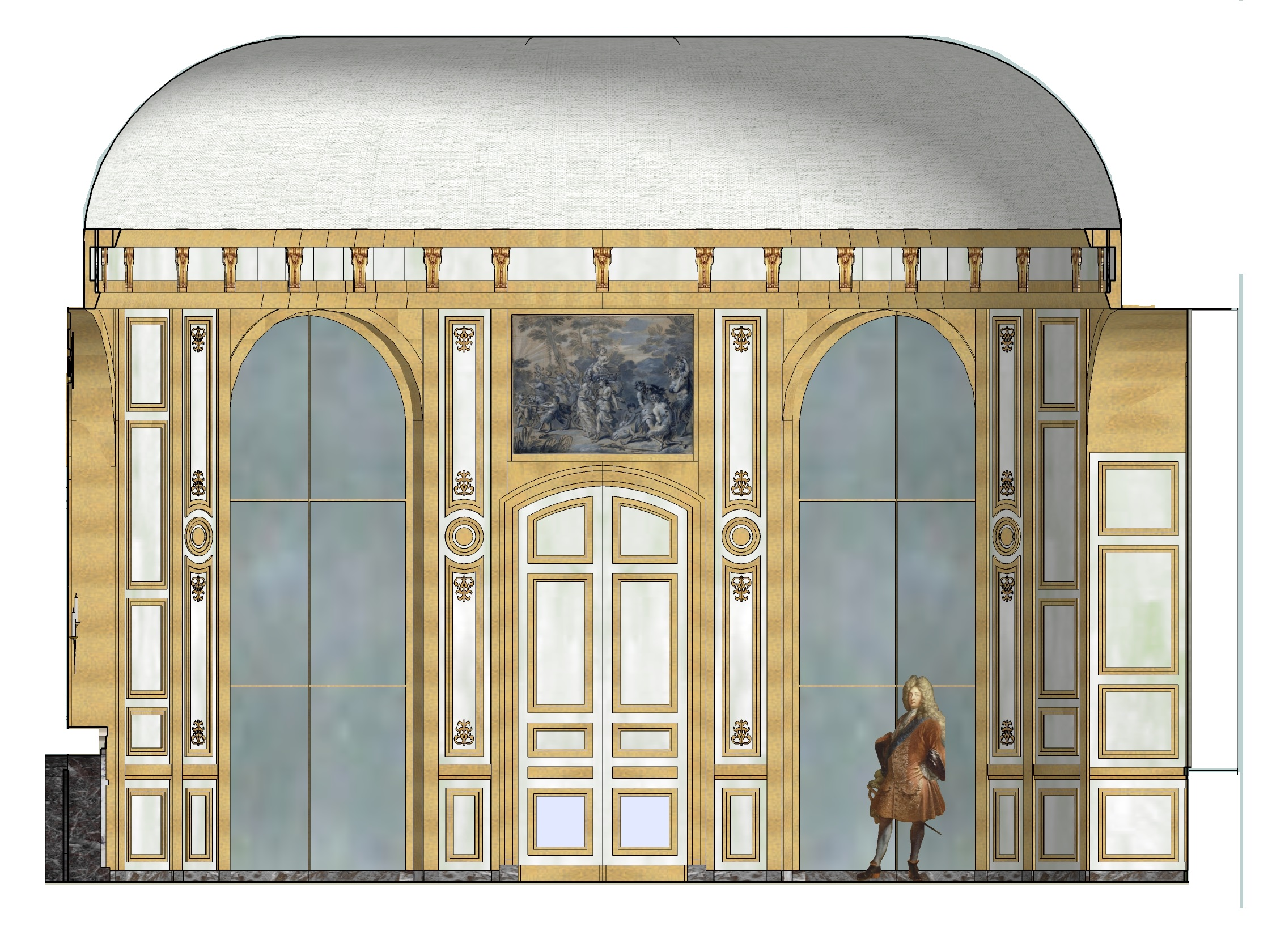
Restitution de la coupe de la paroi nord du Grand Cabinet Ovale de Meudon, vers 1705.
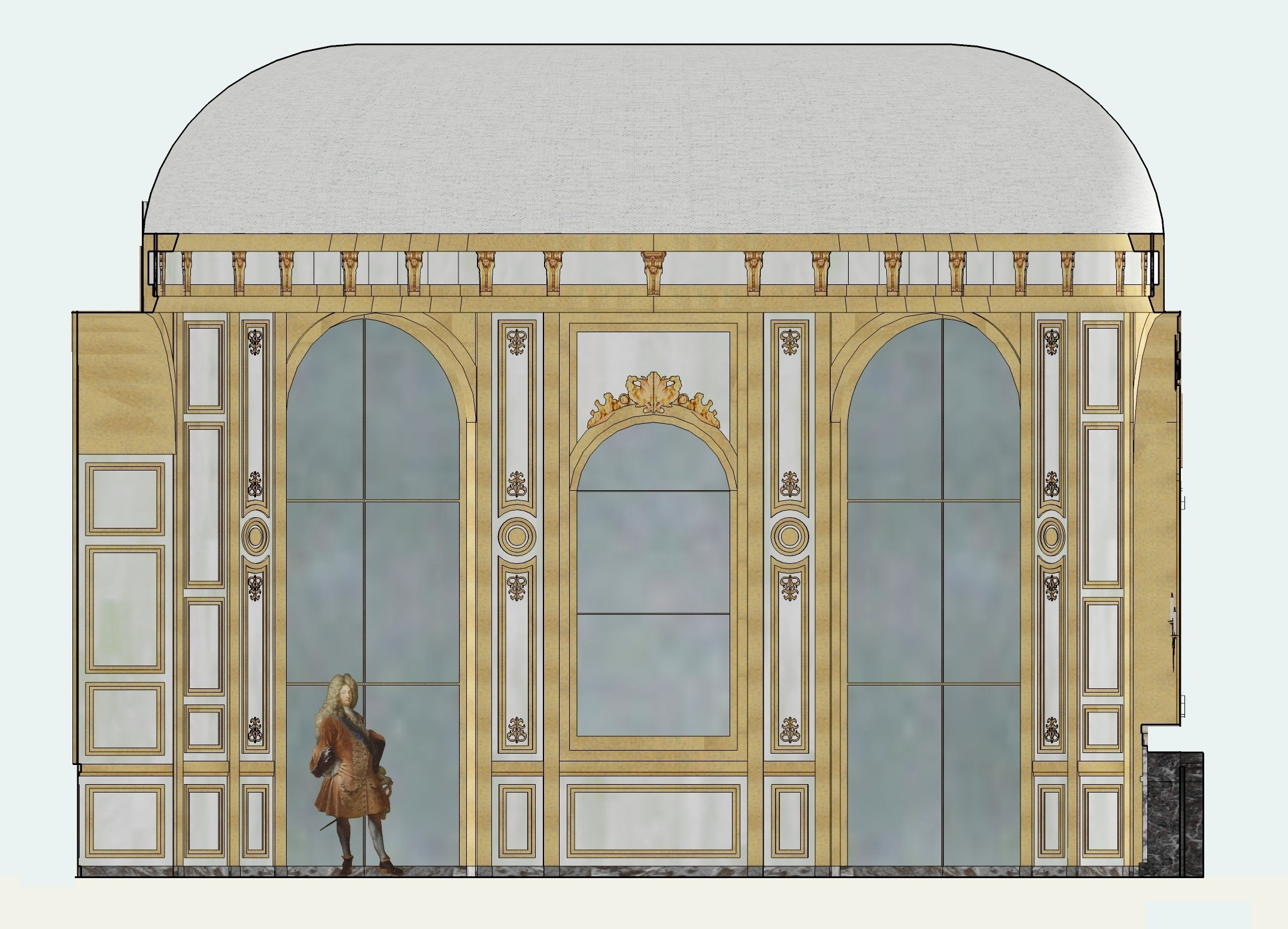
Restitution de la coupe de la paroi sud du Grand Cabinet Ovale de Meudon, vers 1705.

#### Le grand cabinet d'angle
Le dauphin fit placer dans cette pièce des toiles prestigieuses, dont le Renaud et Armide du Dominiquin, ou bien encore un Moïse sauvé des eaux de Nicolas Poussin. Ces toiles proviennent des collections royales.
De grands miroirs furent ensuite ajoutés sur les parois, de manière symétrique, ainsi décrits dans l'inventaire de 1775.

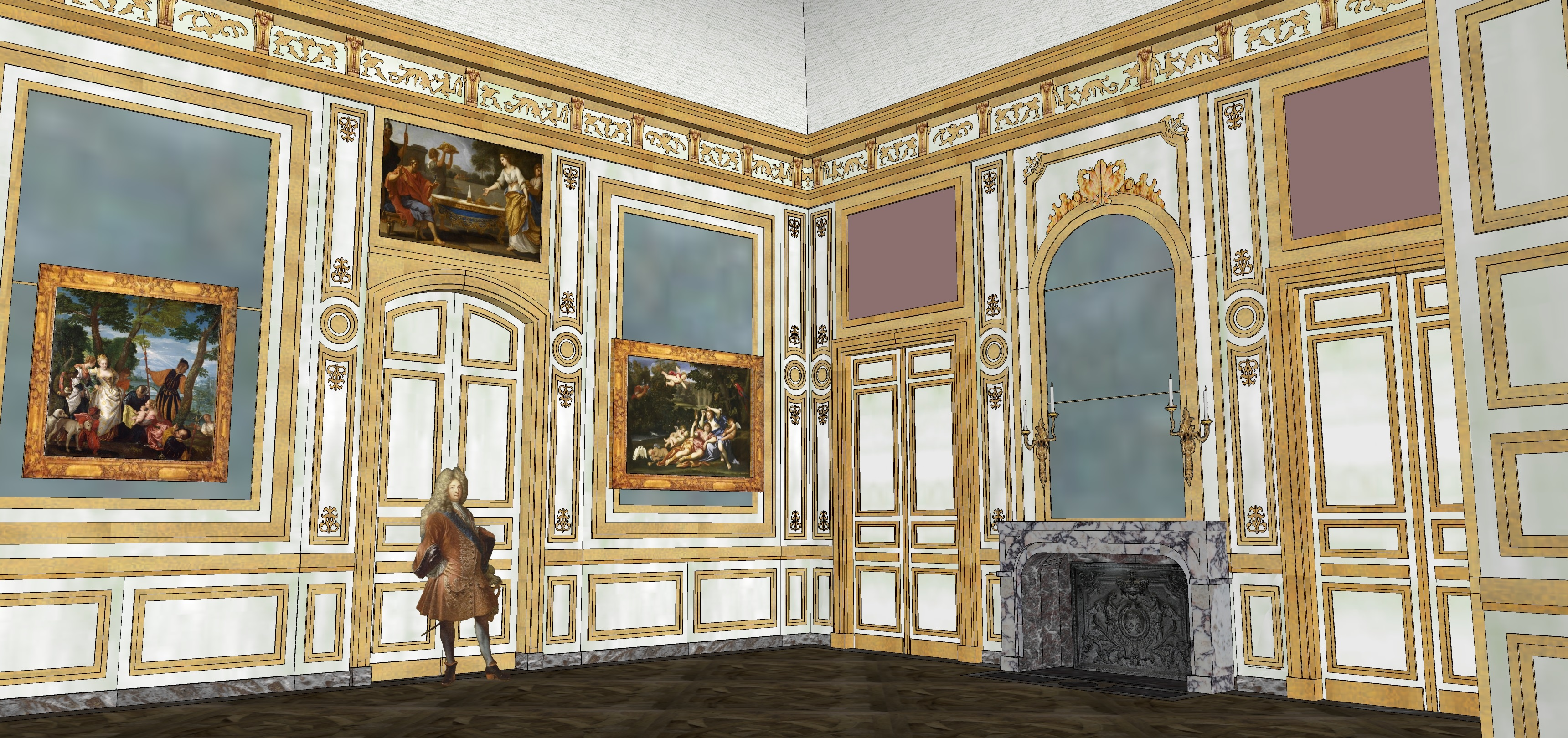
Essai de restitution du Grand Cabinet de l'aile des marronniers, avec les toiles en place vers 1705.
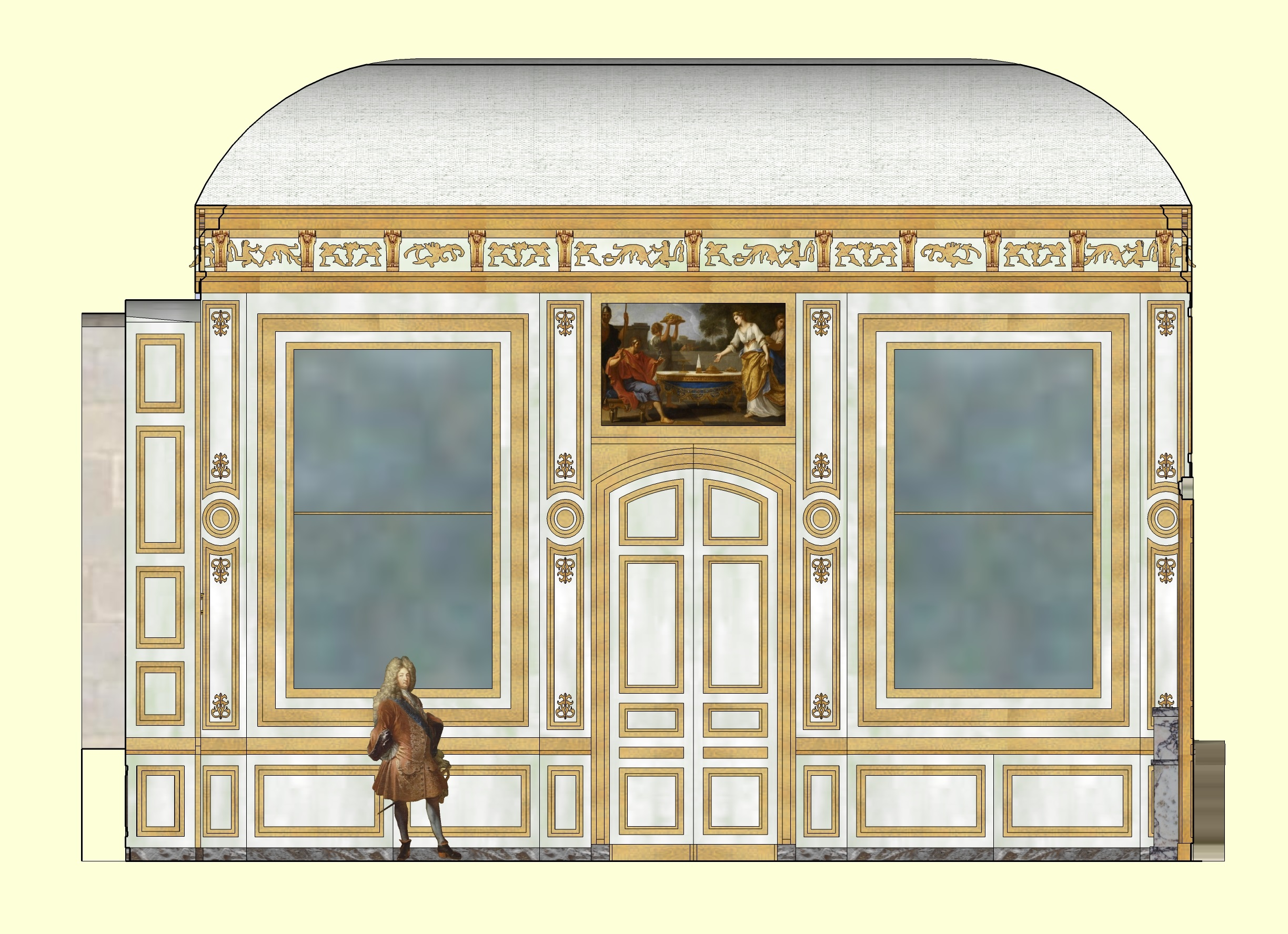
Restitution de la paroi Sud du Grand Cabinet de Meudon, XVIIIe siècle.
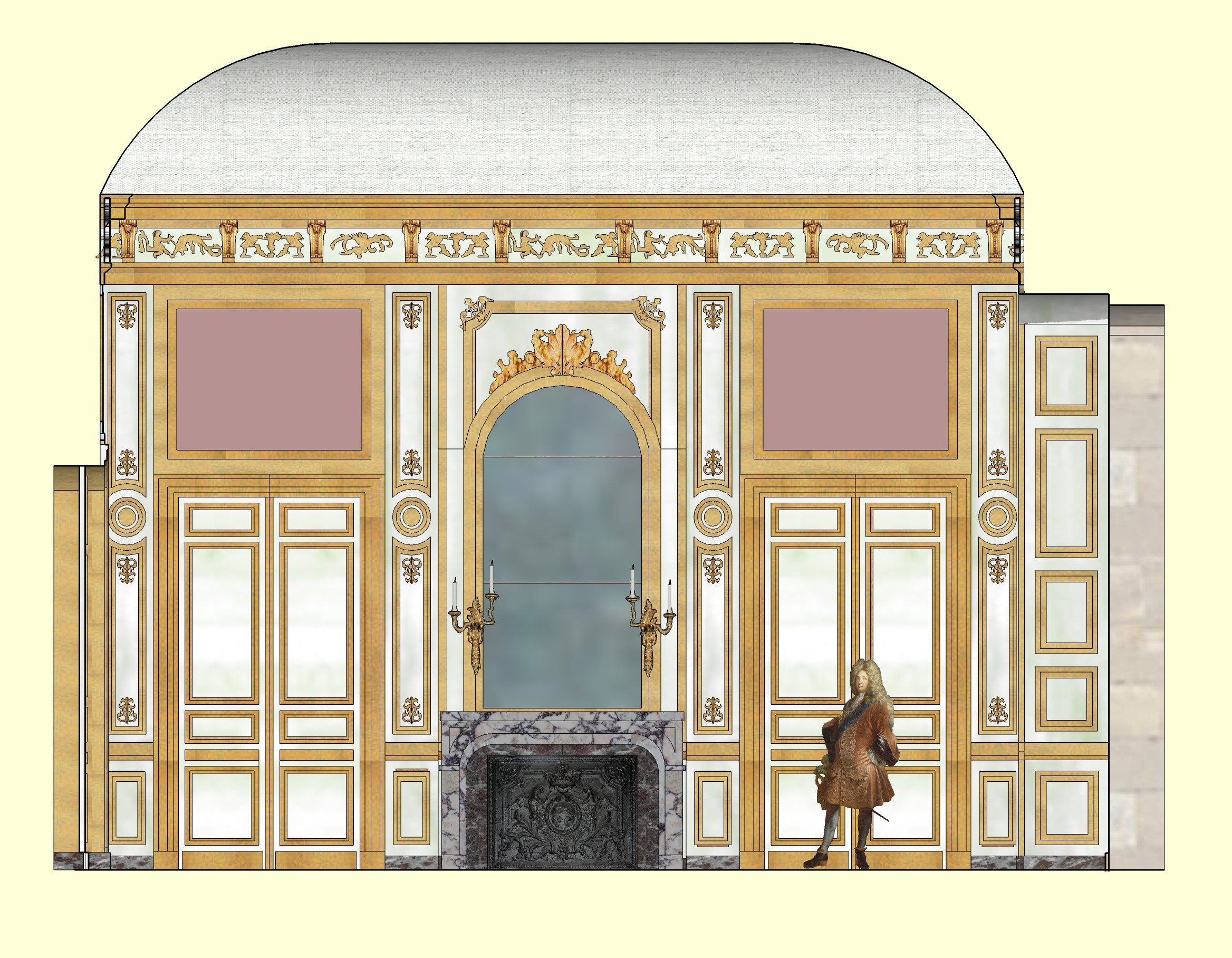
Restitution de la paroi Ouest du Grand Cabinet de Meudon, XVIIIe siècle.
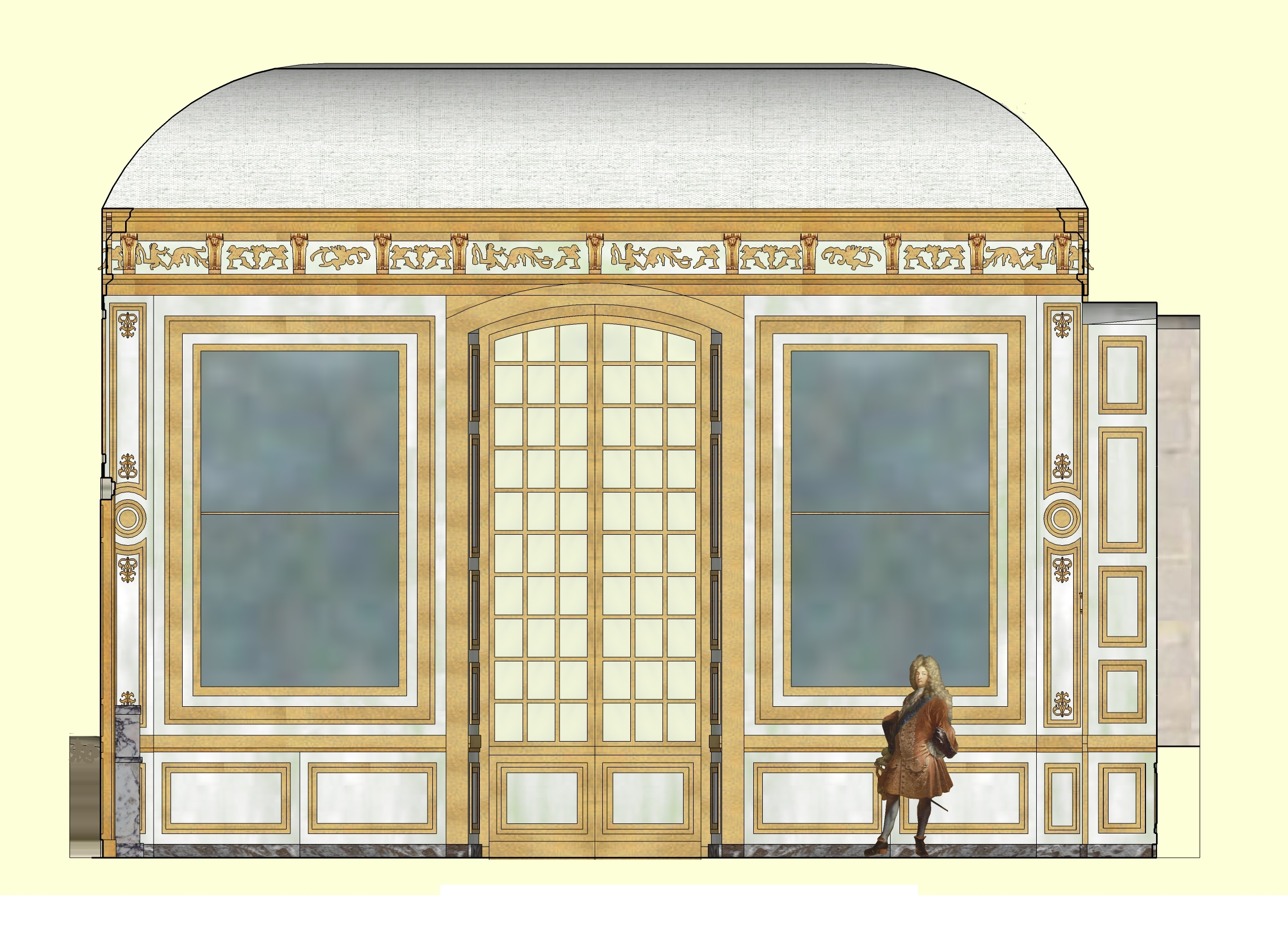
Restitution de la paroi nord du Grand Cabinet de Meudon, XVIIIe siècle.
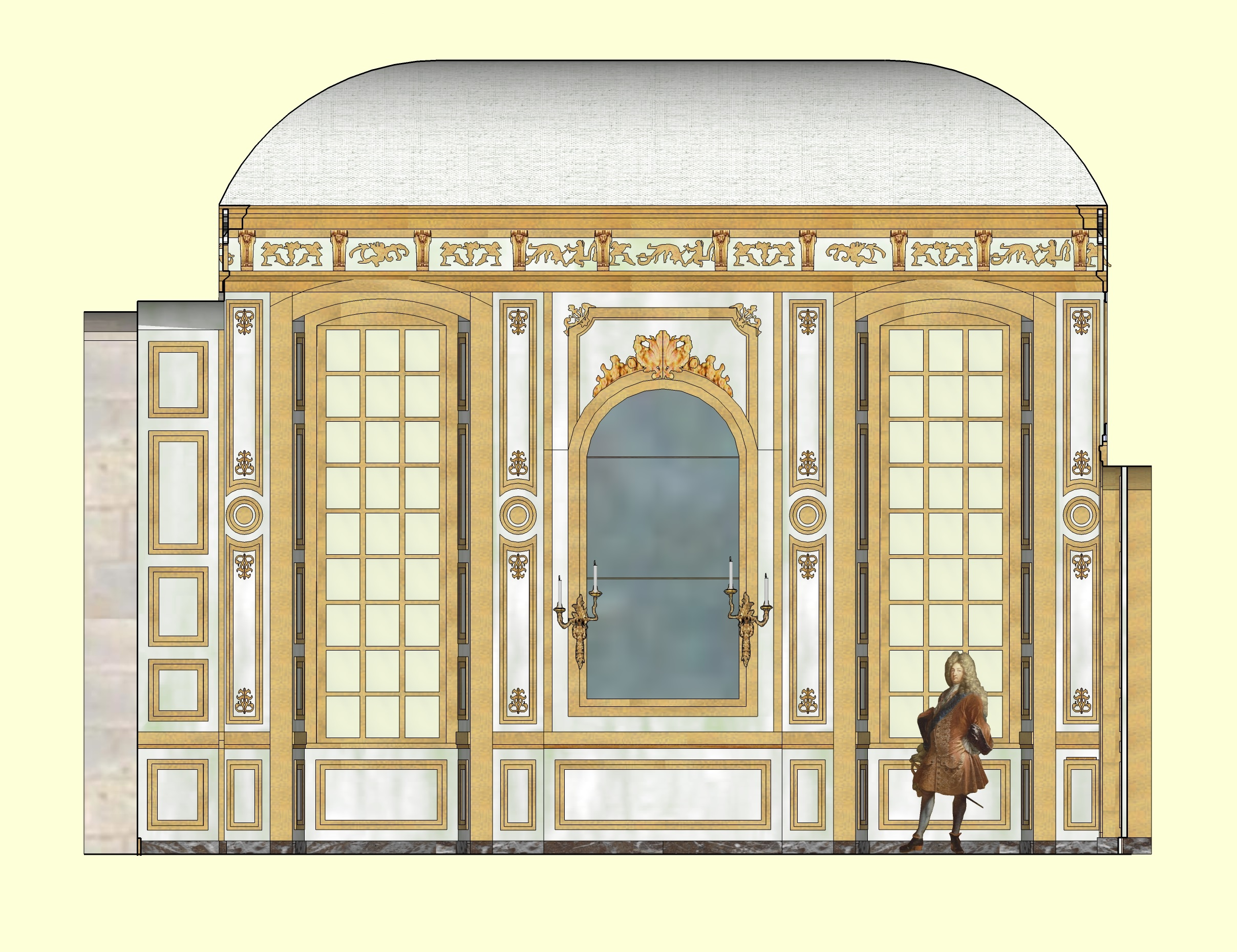
Restitution de la paroi est du Grand Cabinet de Meudon, XVIIIe siècle.

#### Le grand salon
C'était la pièce principale de l'appartement des marronniers, d'une superficie de 100 m2. Le dauphin y fit placer d'autres tableaux des collections royales, dont deux de Véronèse.

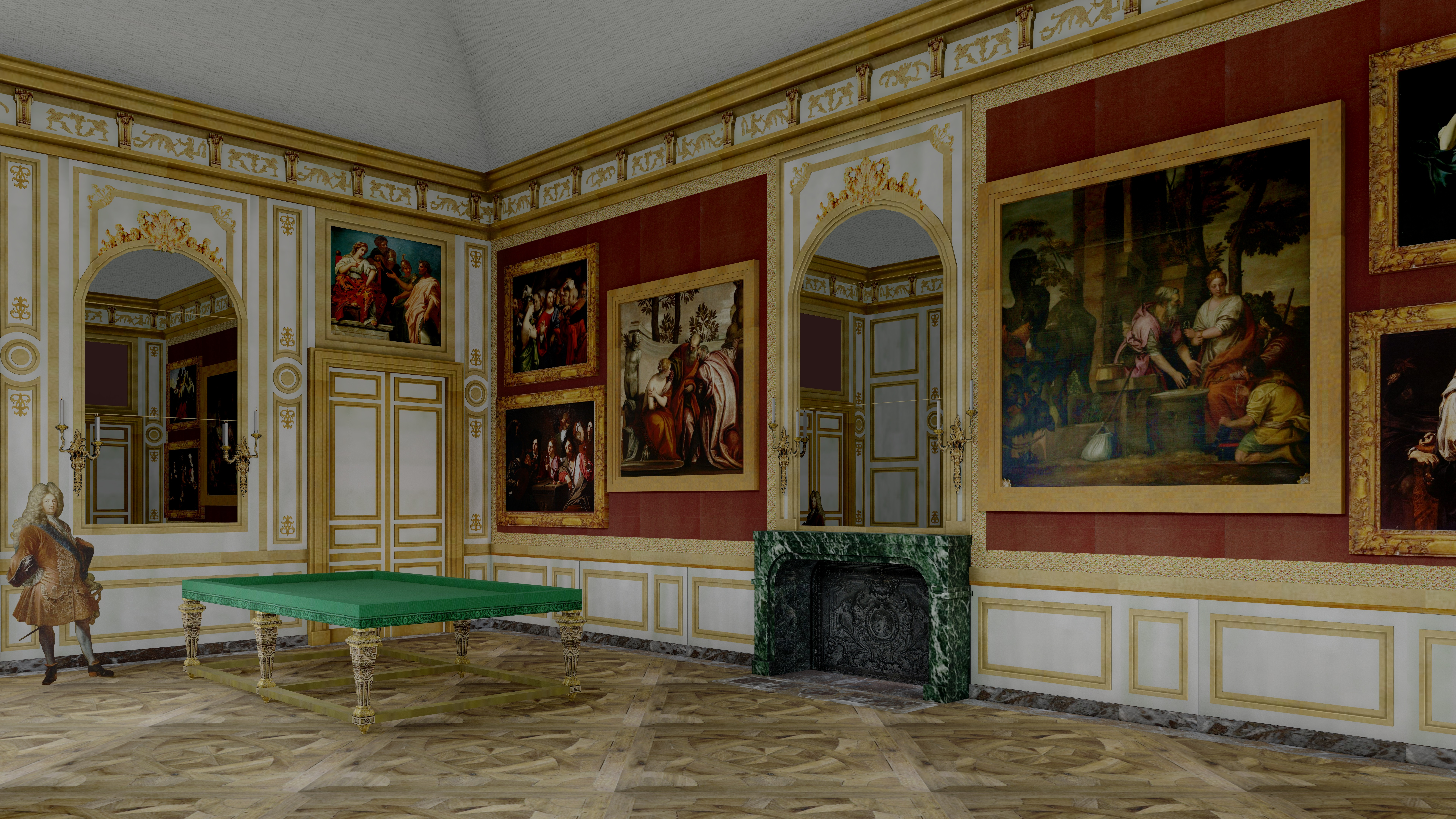
Essai de restitution du grand salon de l'aile des marronniers, vers 1705. Avec les tableaux placés par Monseigneur.
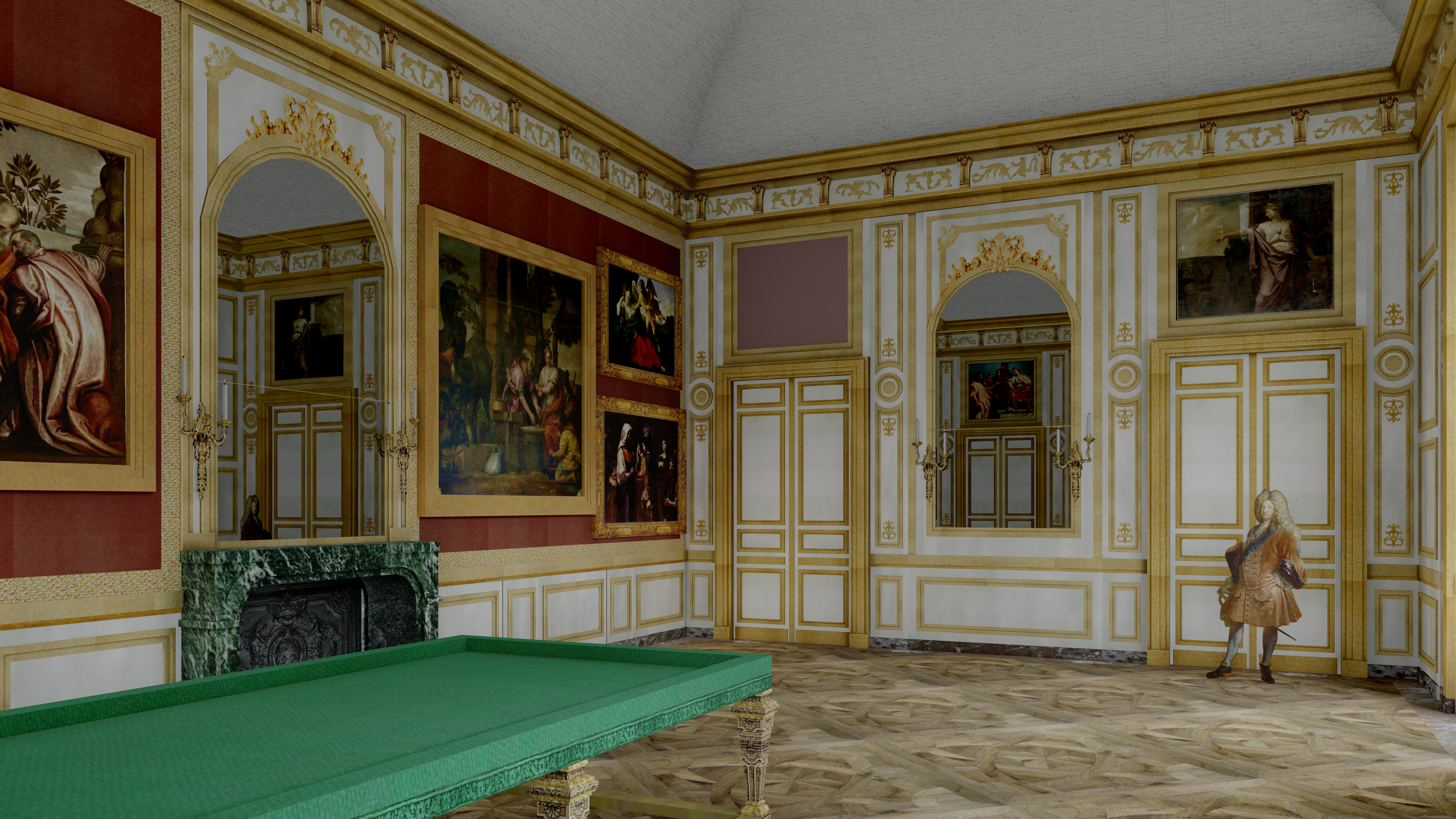
Vue du grand salon des marronniers de Meudon, vers 1705.
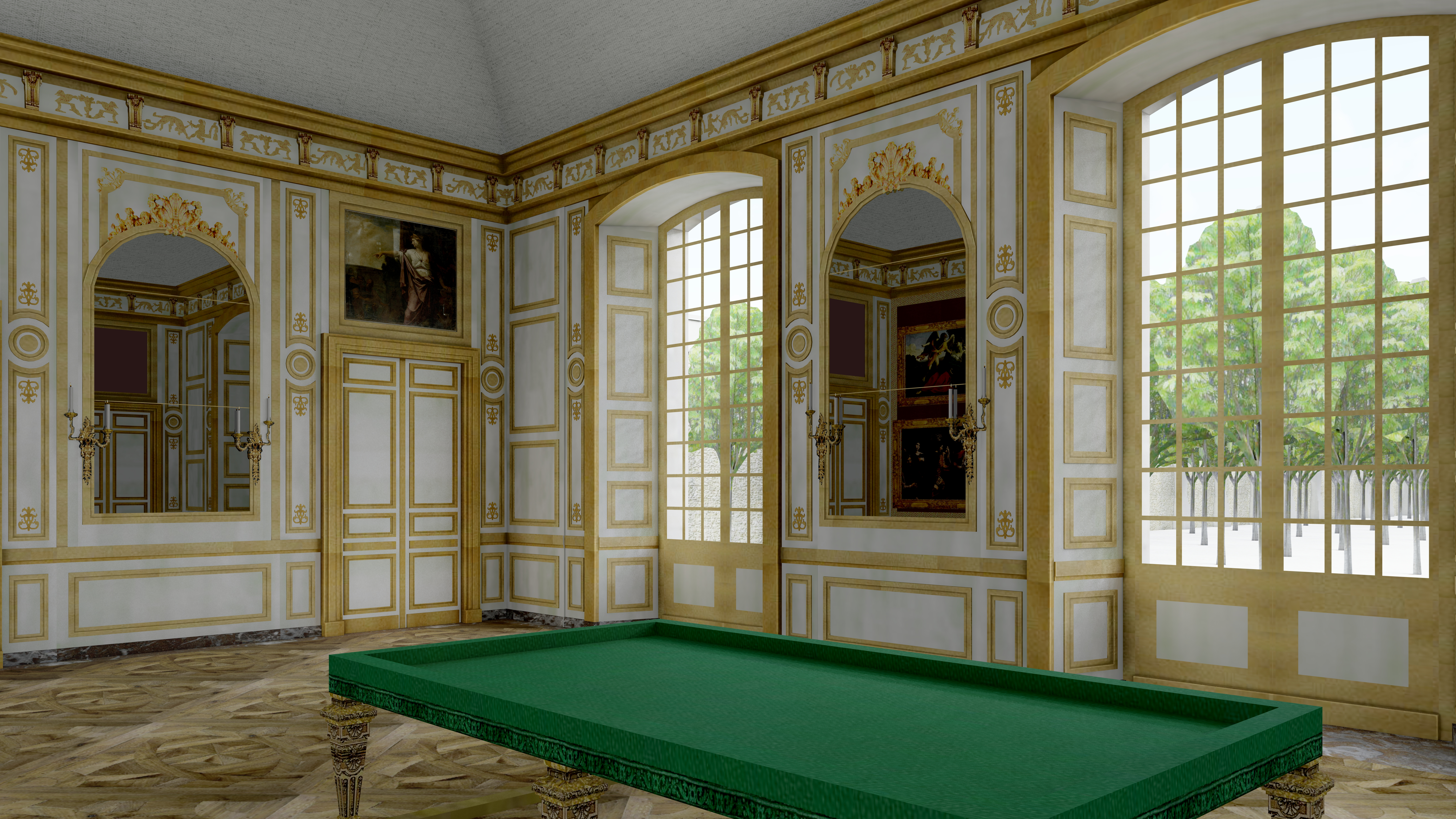
Restitution 3D du Grand Salon de Meudon en regardant les allées de marronniers, XVIIIe siècle.

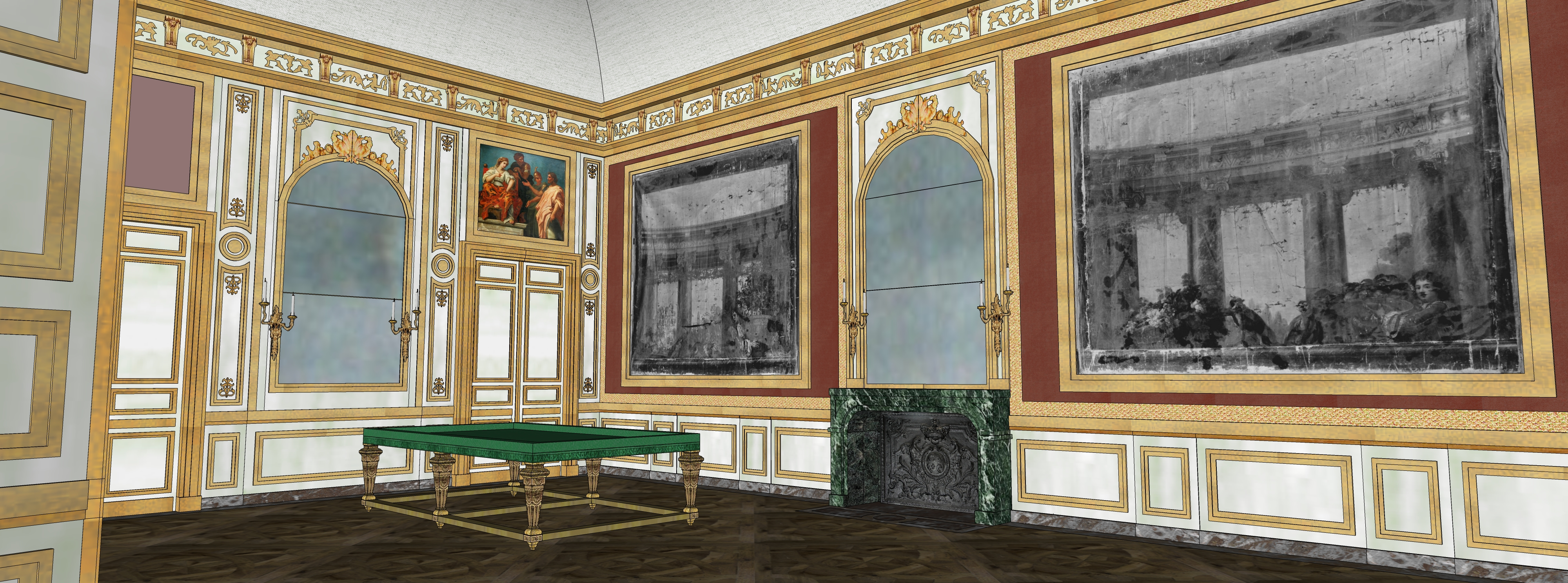
Restitution du Grand Salon de l'aile des marronniers du château de Meudon, état en 1733, avec les deux grands tableaux d'architecture (Louvre).

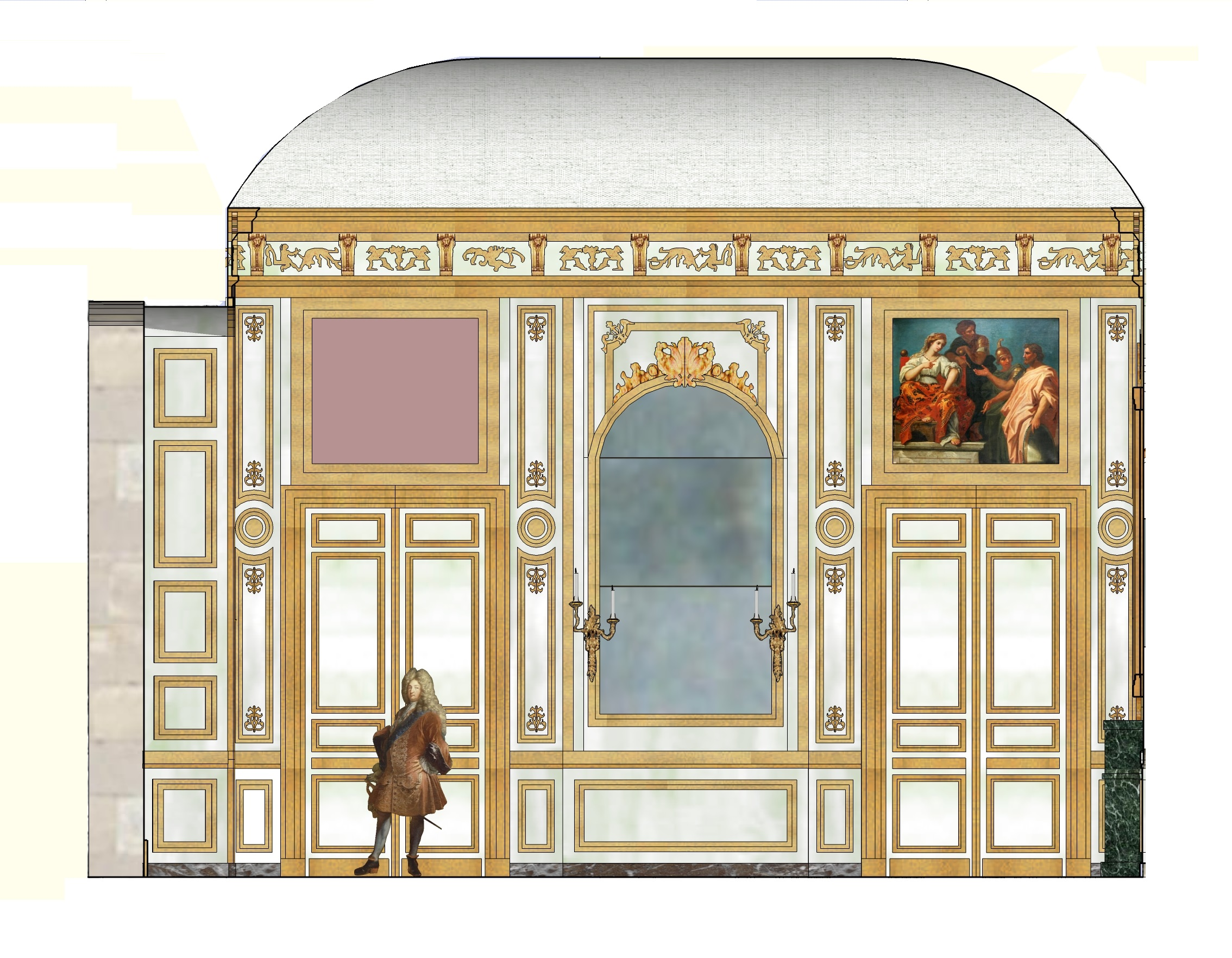
Essai de restitution de la coupe de la paroi Est du grand salon des marronniers, vers 1705.
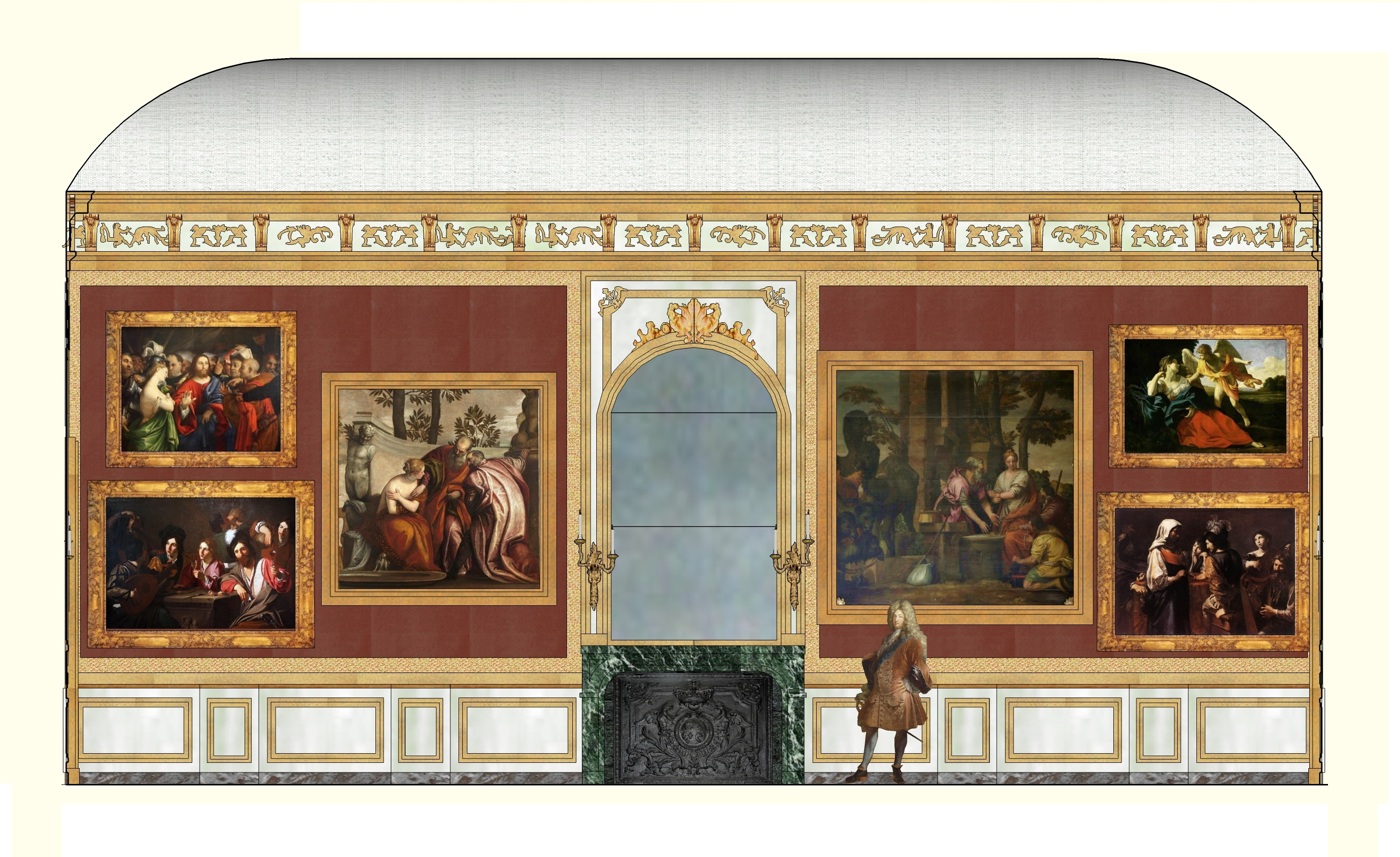
Essai de restitution de la coupe de la paroi Sud du grand salon des marronniers, vers 1705. Avec les toiles placées par Monseigneur le dauphin.
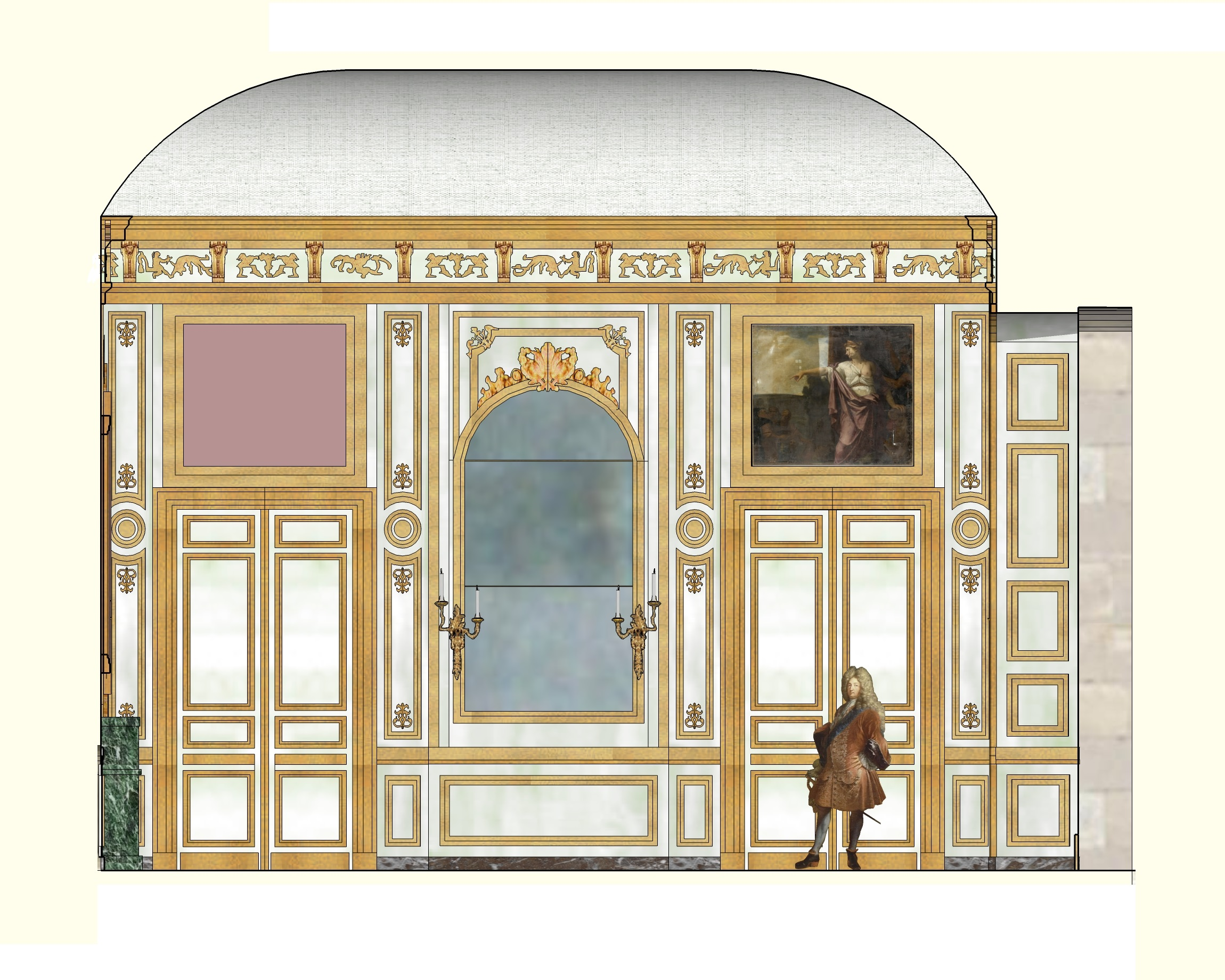
Restitution de la paroi ouest du Grand Salon des marronniers, XVIIIe siècle.
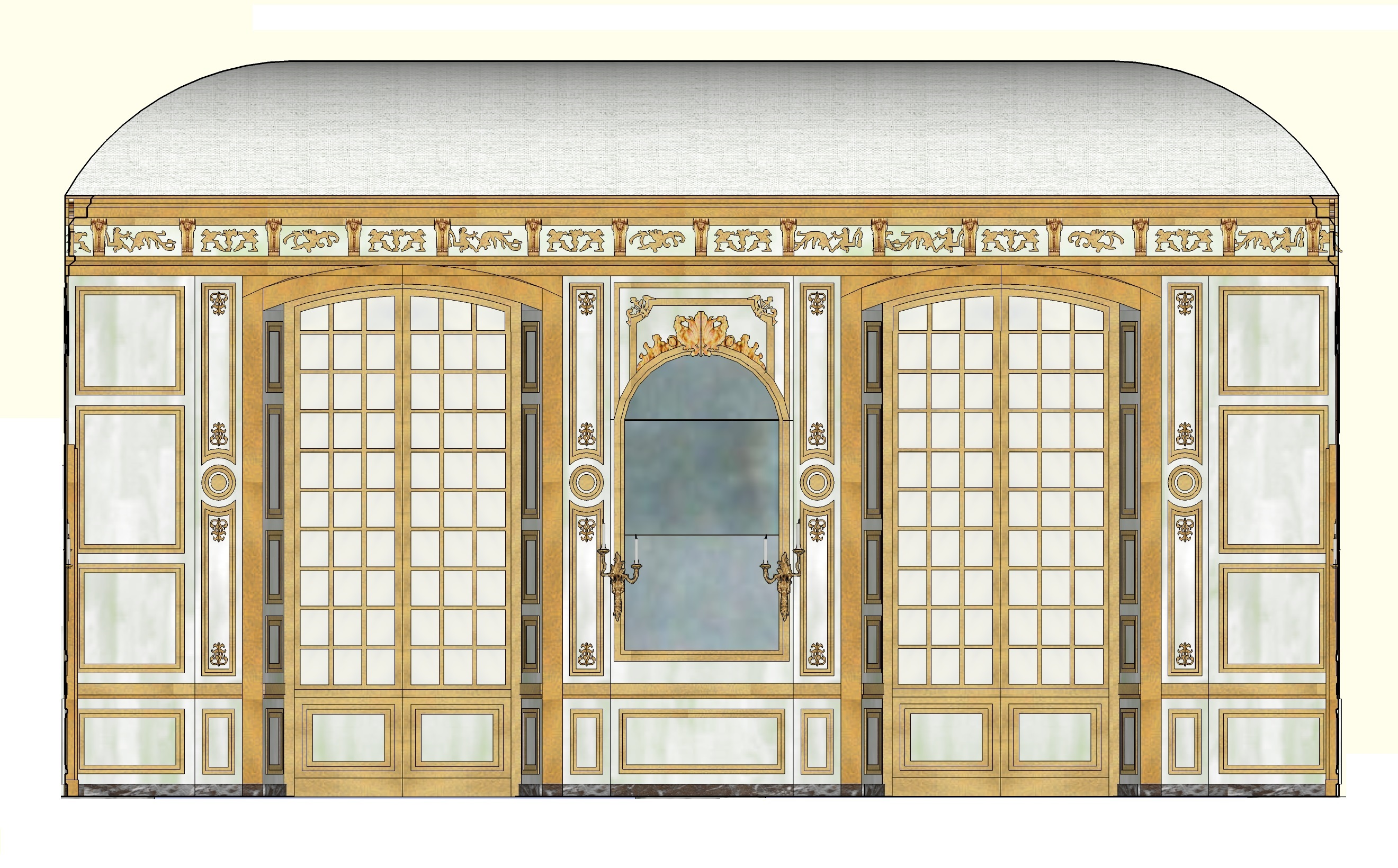
Essai de restitution de la coupe de la paroi Ouest du grand salon des marronniers, vers 1705.

Toiles de Nicolas Loir provenant de l'appartement de la reine à Versailles, remployées dans l'appartement des marronniers.
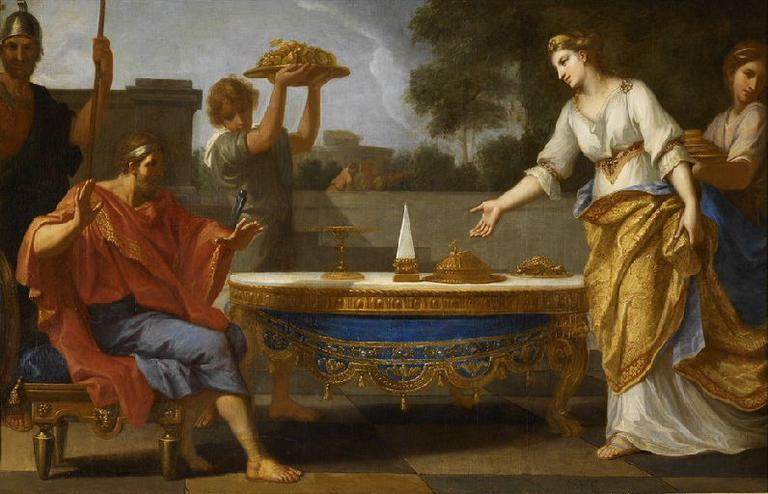
Pithopolis faisant servir des mets en or au roi Pithès, Nicolas Loir, anciennement Cléopâtre qui, dans un festin...., musée de Brou.
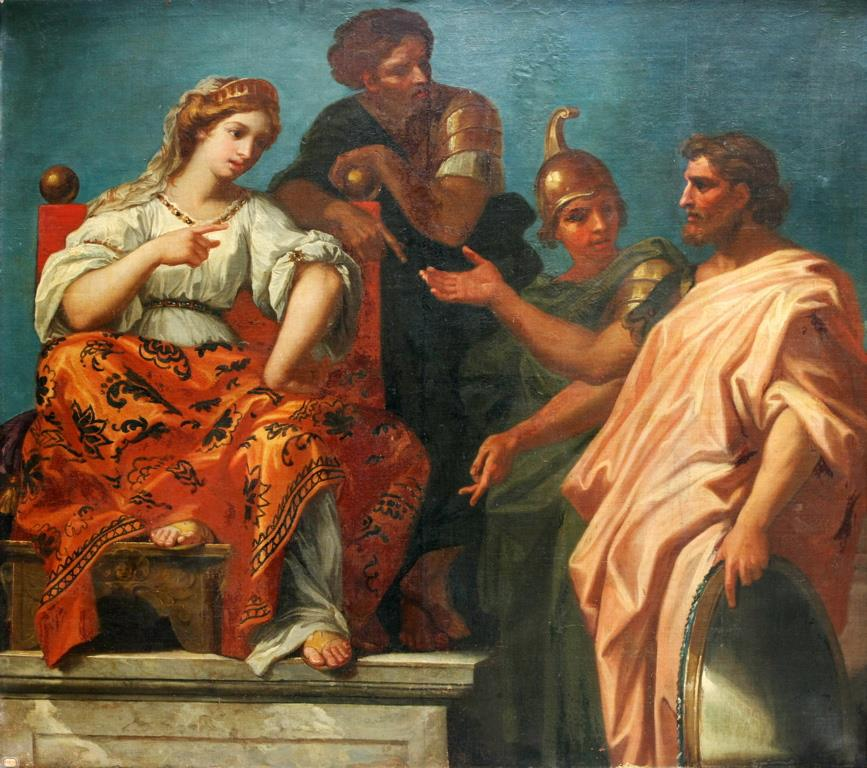
Reine donnant audience à un vieillard, par Nicolas Loir, dit La reine de Saba, musée Rigaud, Perpignan.
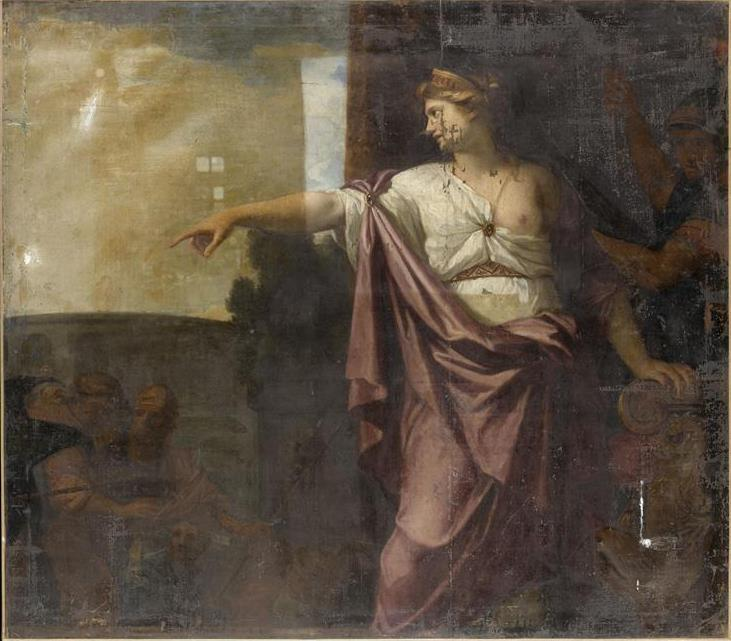
Reine s'adressant à des soldats, ou La reine de Saba appuyée sur son trône, Nicolas Loir, musée du Louvre, no 8715.

#### La salle à manger
C'est dans cette salle que Monseigneur invitait des personnalités à dîner chez lui à Meudon.
On pouvait y accéder directement depuis la terrasse des marronniers.
Le grand dîner pour le duc de Mantoue le 26 mai 1704 a eu lieu dans cette pièce, et non pas dans la salle à manger personnelle du Dauphin située au sein du château-vieux. Les tableaux en dessus-de-porte sont des remplois de paysages flamands.

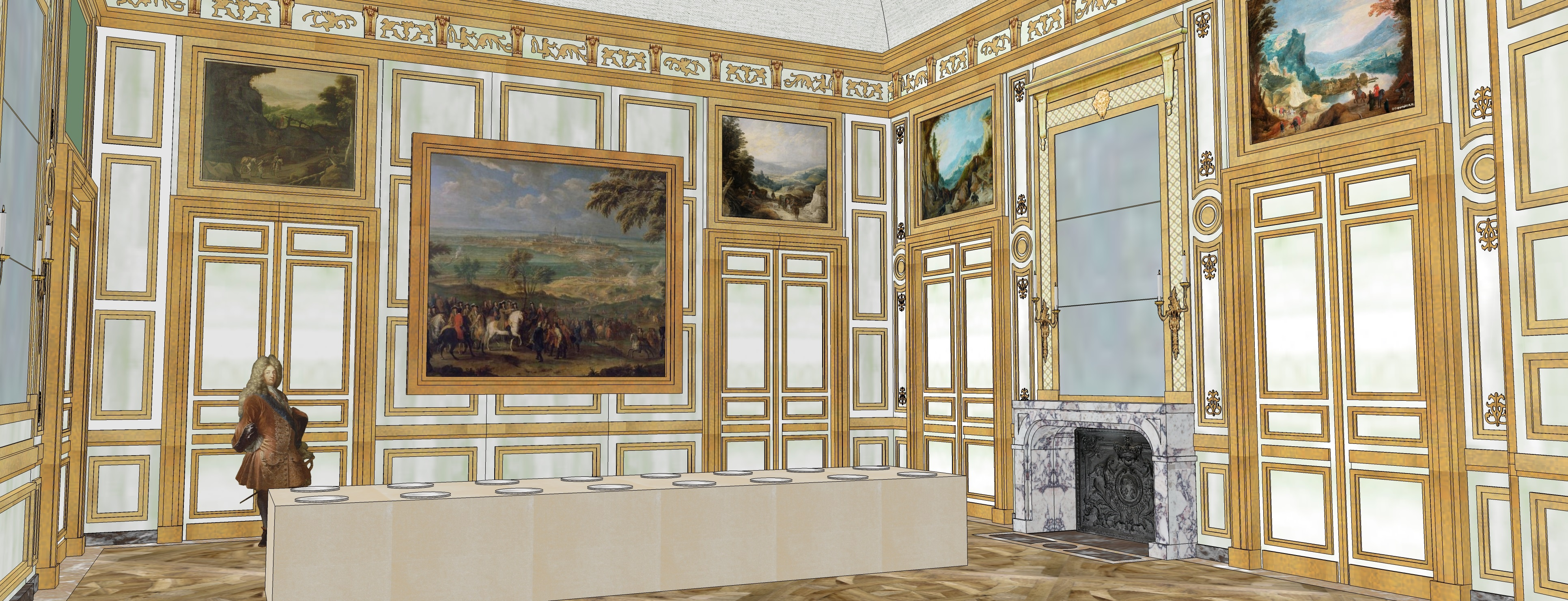
Restitution de la salle à manger de Meudon, aile des marronniers, XVIIIe, avec le dîner du 26 mai 1704, offert au duc de Mantoue.
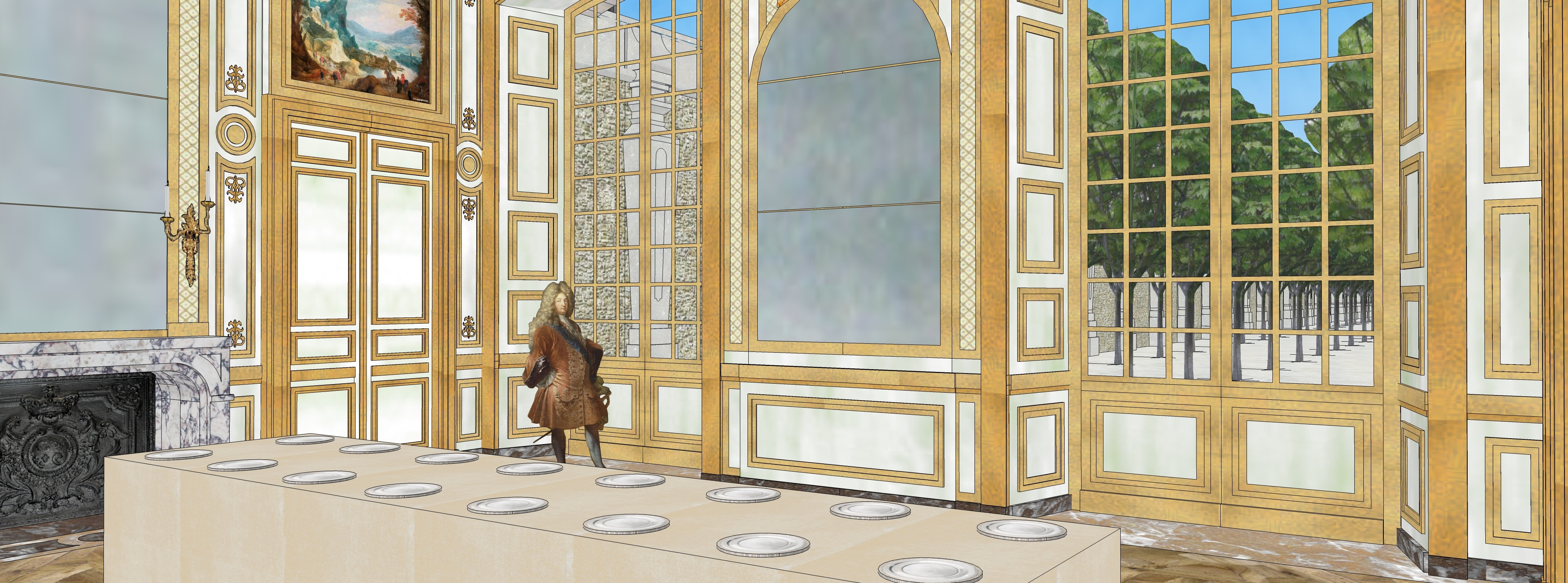
Vue de la salle à manger de Meudon, aile des marronniers, XVIIIe, avec la vision sur les allées d'arbres.

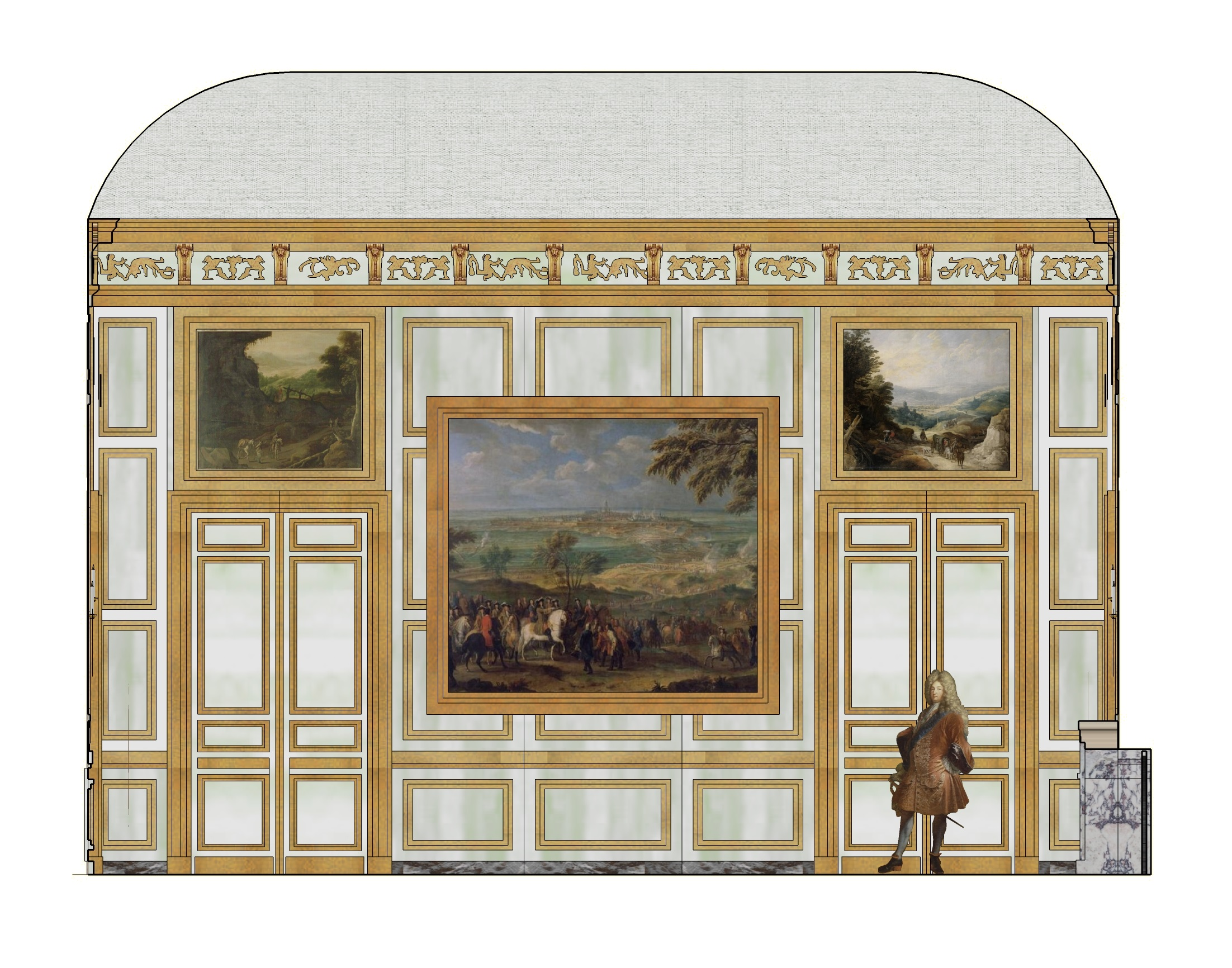
Essai de restitution de la paroi sud de la salle à manger de Meudon, aile des marronniers, XVIIIe.
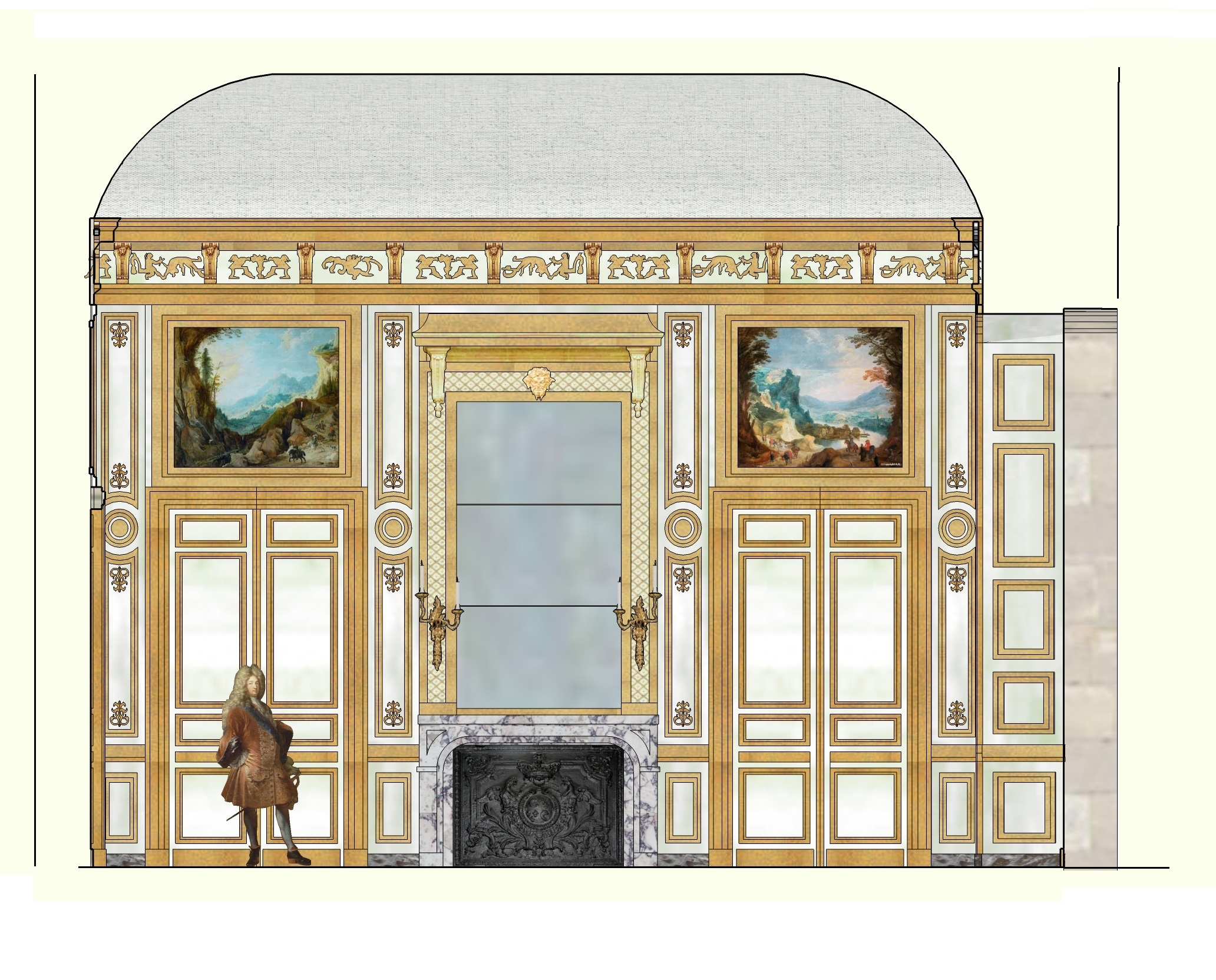
Essai de restitution de la paroi ouest de la salle à manger de Meudon, aile des marronniers, XVIIIe.
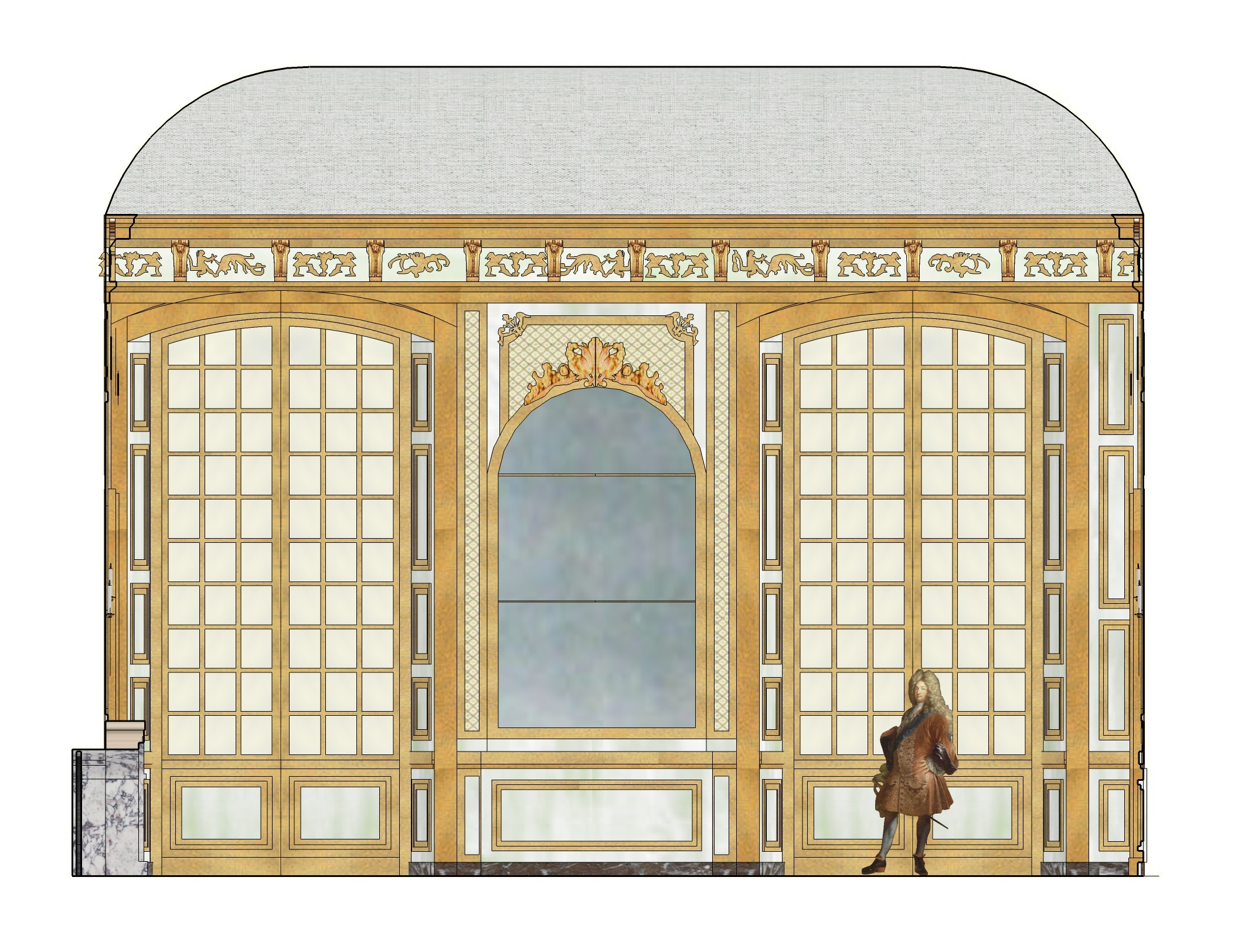
Essai de restitution de la paroi nord de la salle à manger de Meudon, aile des marronniers, XVIIIe.
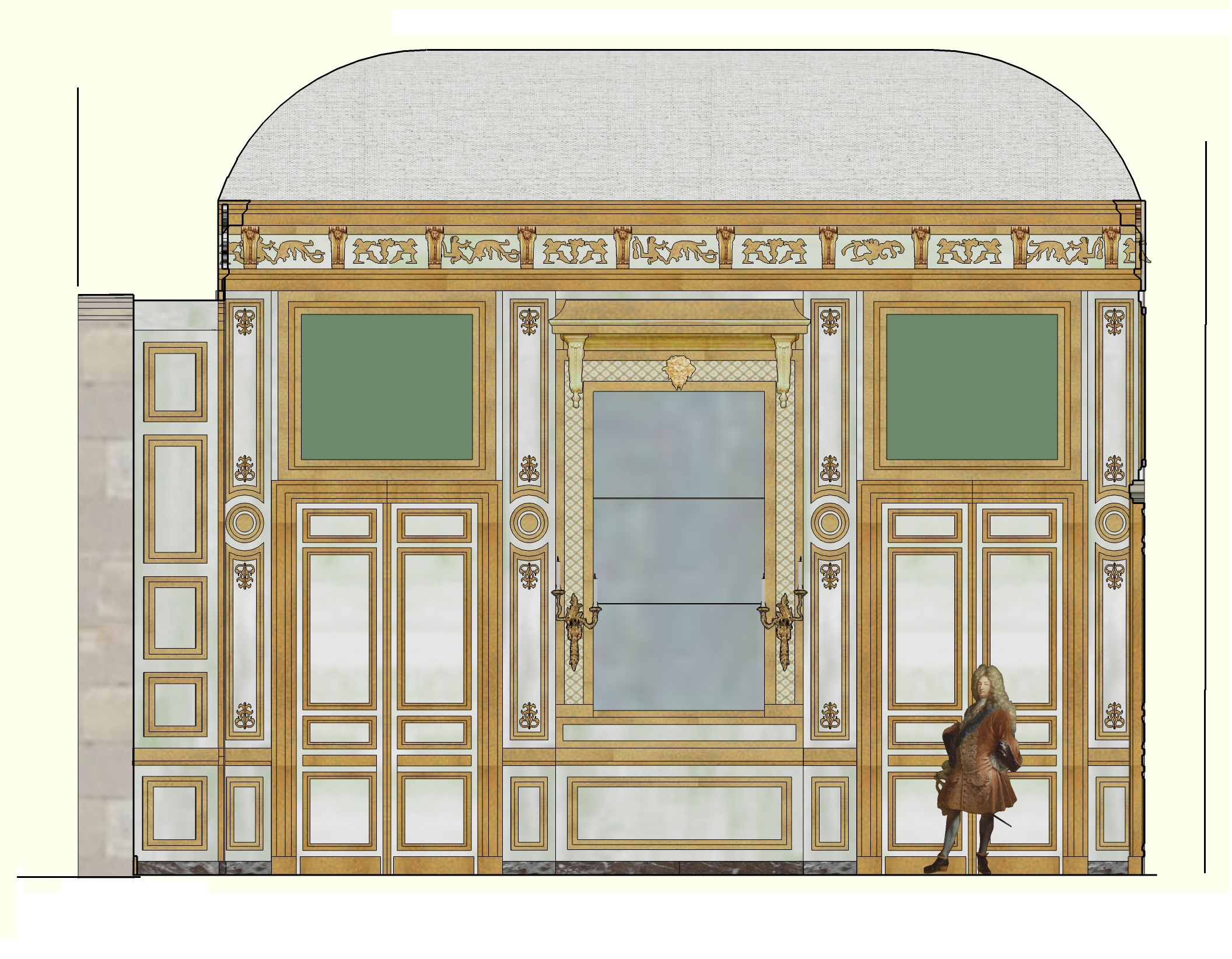
Essai de restitution de la paroi est de la salle à manger de Meudon, aile des marronniers, XVIIIe.

#### Le cabinet du buffet
Cette petite pièce disposait d'un buffet d'eau en marbre, avec deux cuvettes en marbre du Languedoc, d'où coulait des filets d'eau avec des robinets. Le buffet était en marbre et occupait toute la hauteur de la paroi ouest, ses ornements devant être semblables à ceux du buffet d'eau des jardins de Trianon à Versailles.

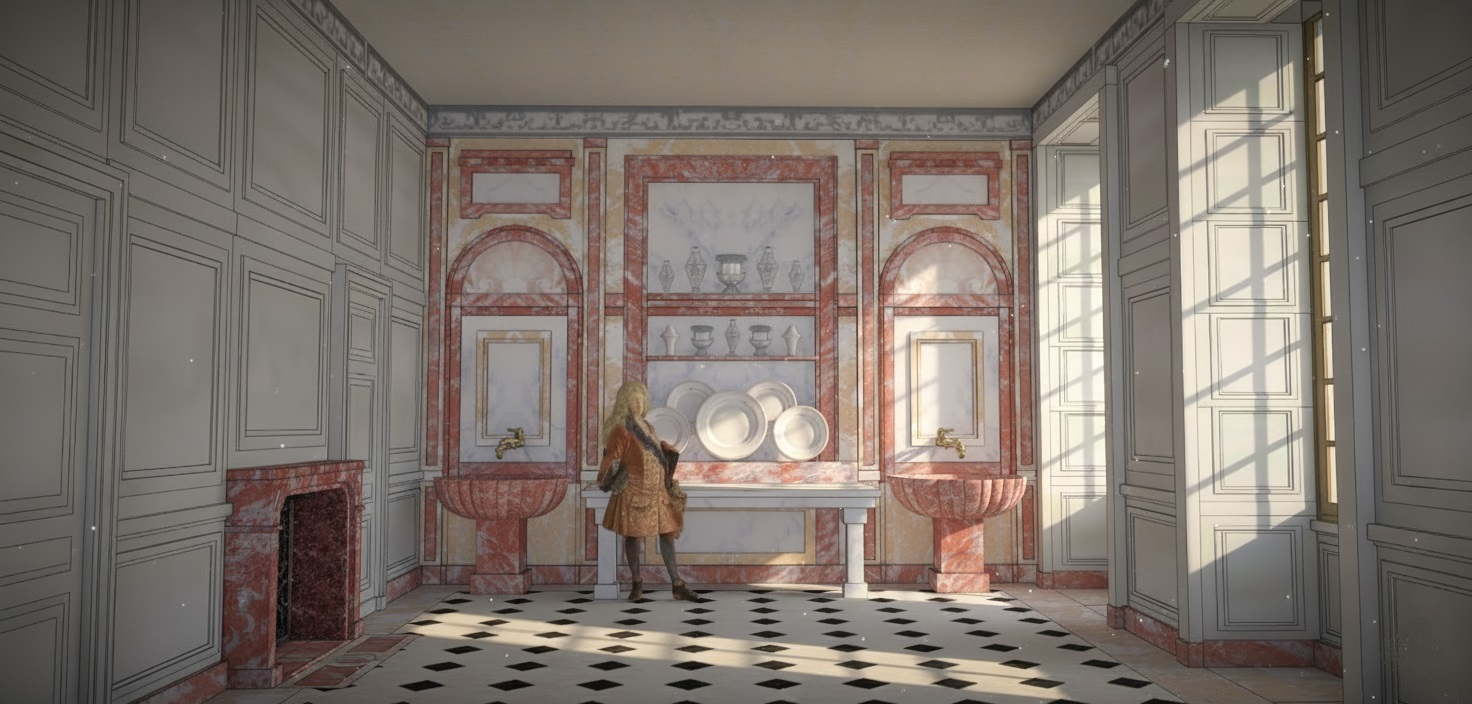
Restitution du Cabinet du Buffet de l'aile des marronniers de Meudon, vers 1705.
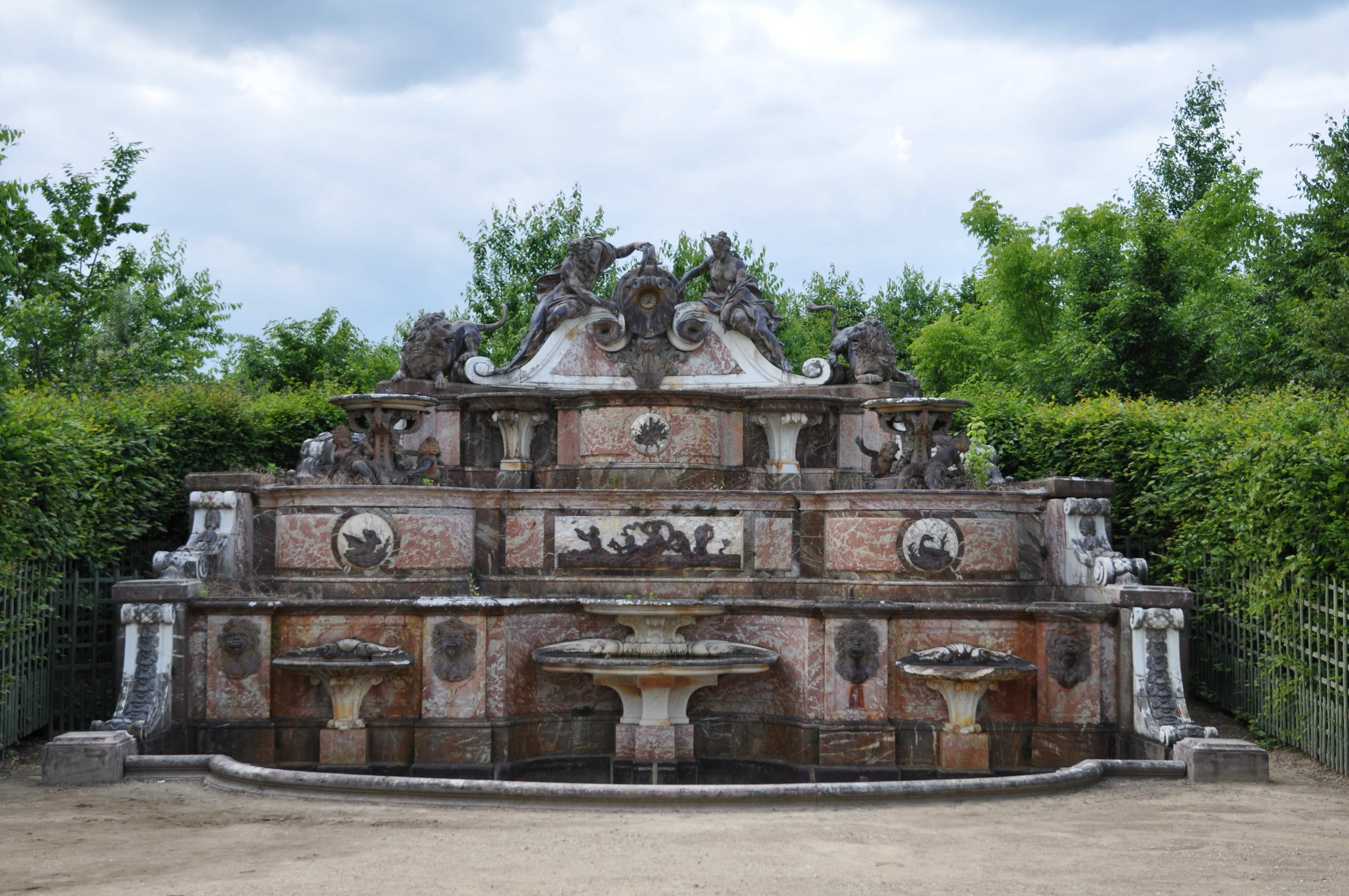
Le buffet d'eau des jardins de Trianon, à Versailles. Les ornements étaient similaires à Meudon.

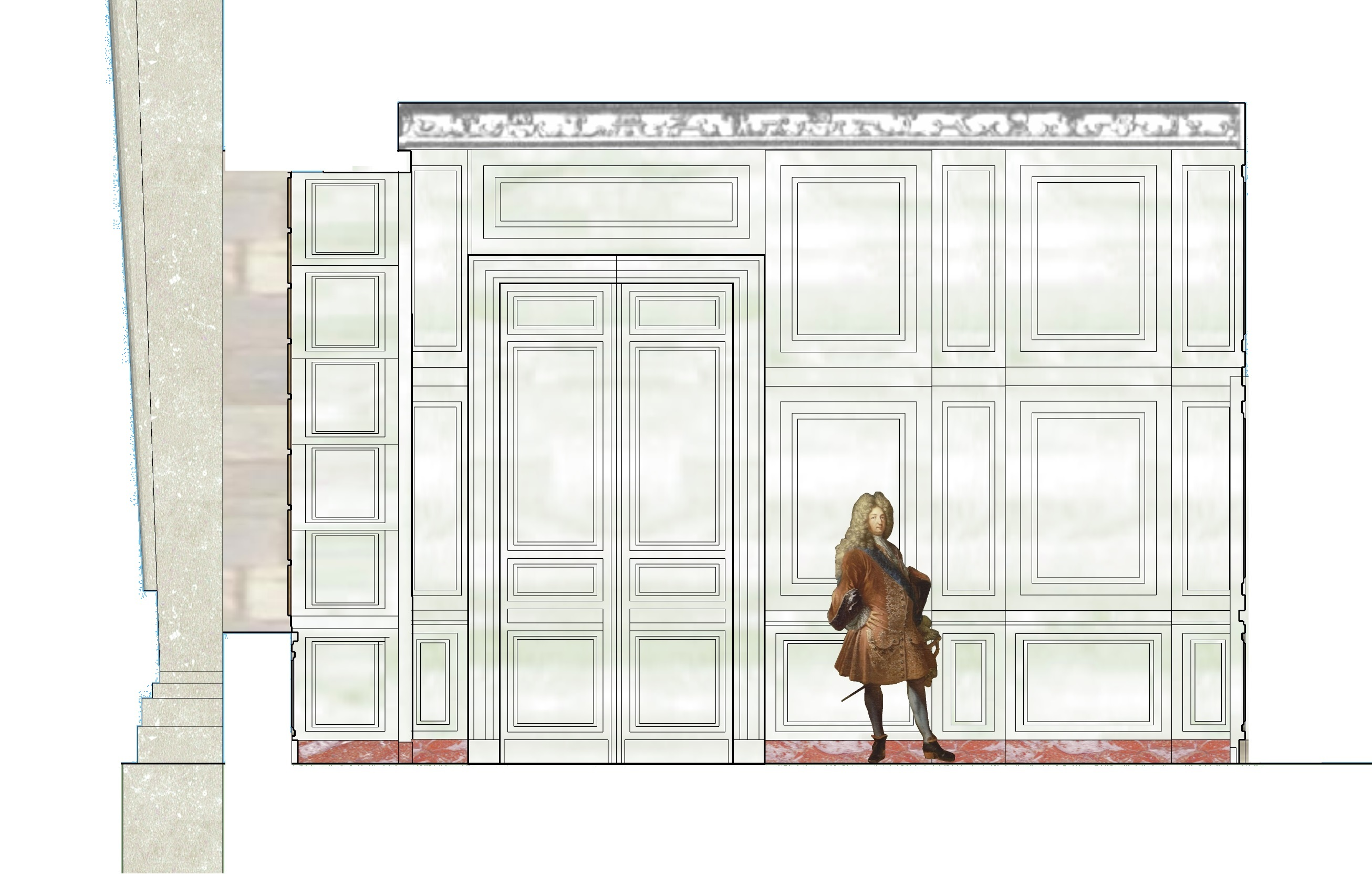
Coupe du Cabinet du Buffet de Meudon, paroi est, vers 1705.
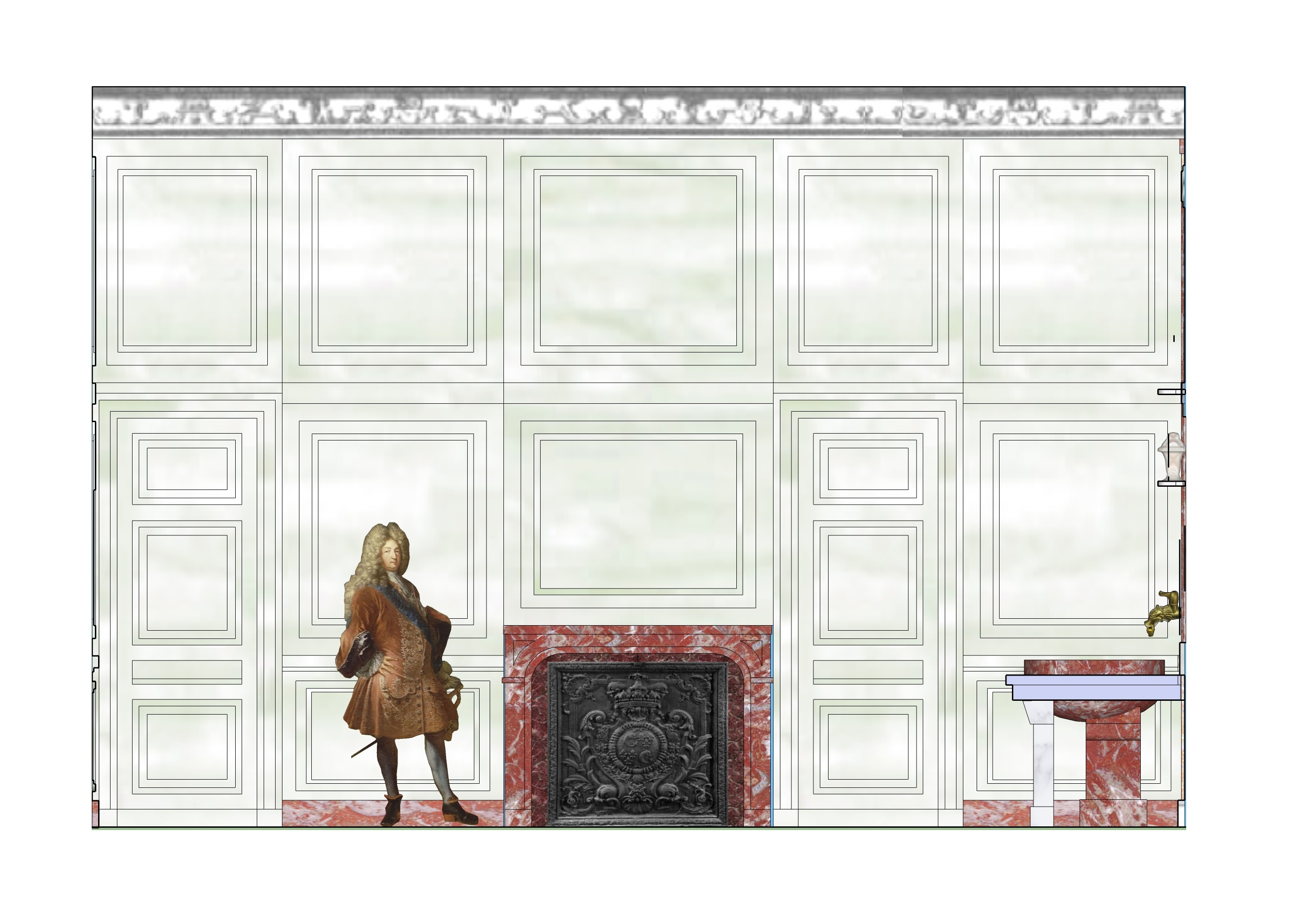
Coupe du Cabinet du Buffet de Meudon, paroi sud, vers 1705.
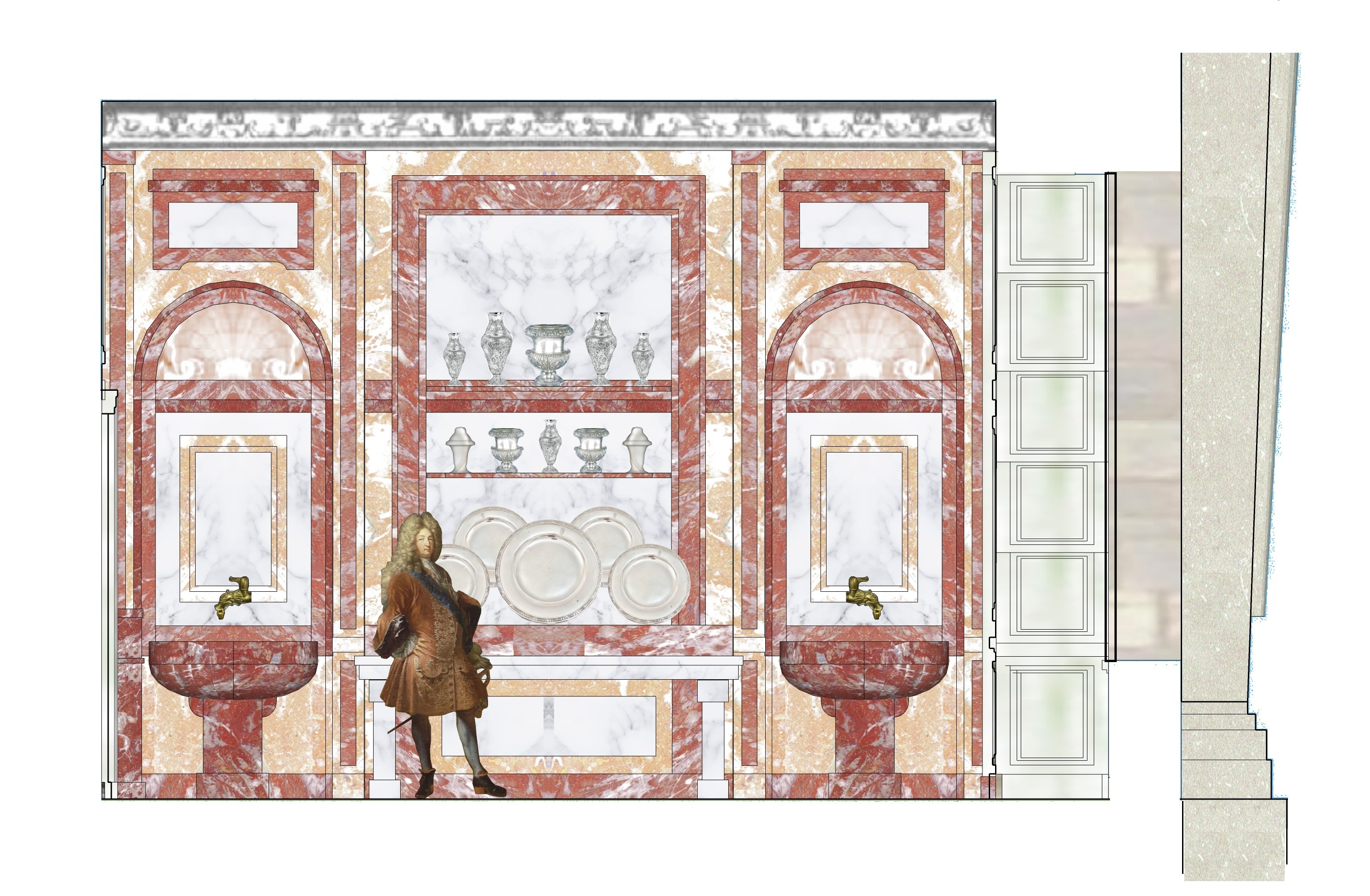
Coupe restituée du Cabinet du Buffet de l'aile des marronniers de Meudon, vers 1705.
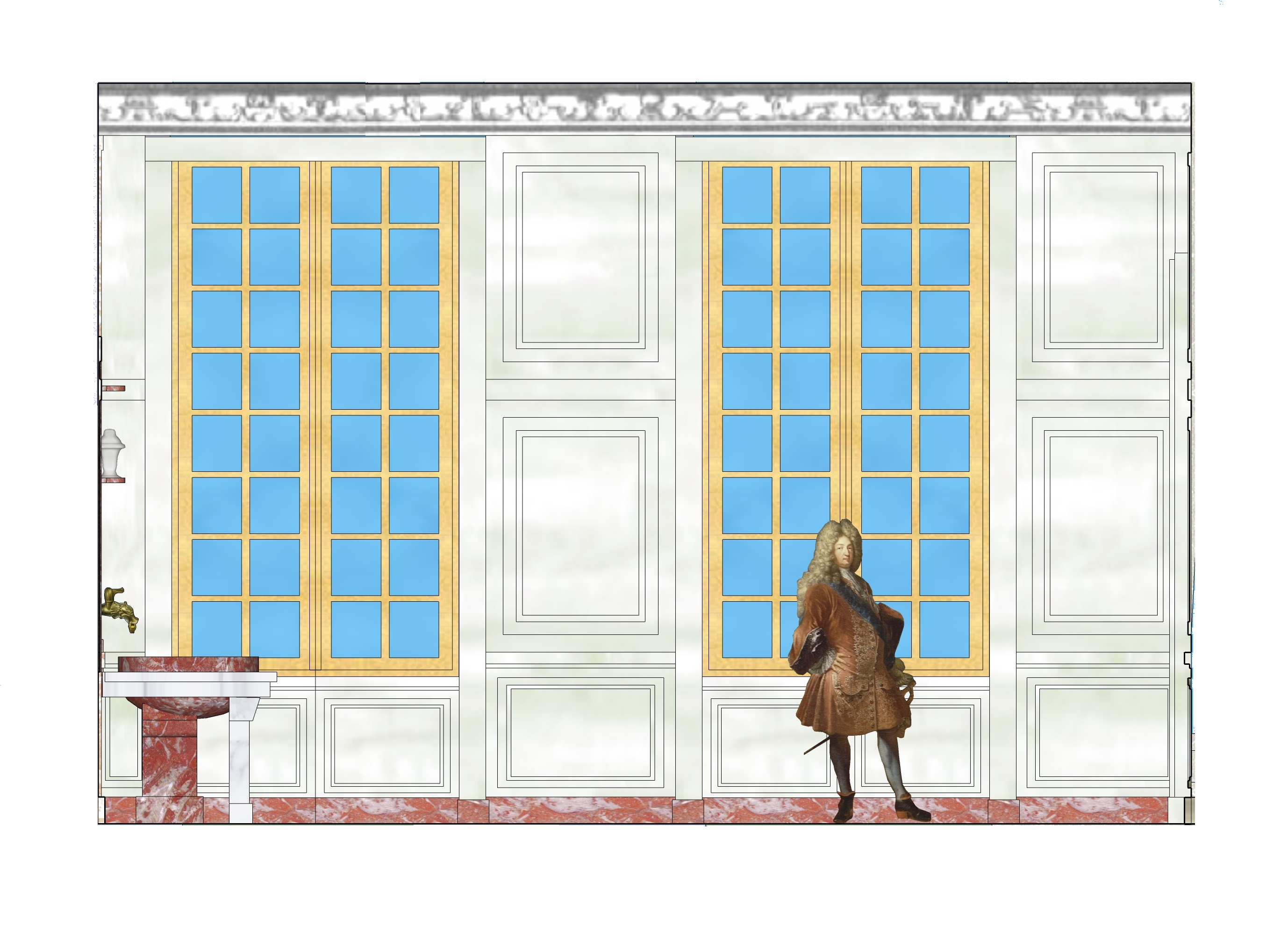
Coupe du Cabinet du Buffet de Meudon, paroi nord, vers 1705.

#### Le «Petit Appartement Frais»
Derrière ces grandes pièces de réception, le prince se fit aménager un « Petit Appartement Frais », qui se composait :
- d'une antichambre ;
- d'une chambre ;
- ainsi que d'un cabinet, égayé des miniatures peintes par Jean Cotelle, représentant les jardins de Versailles ;

Ces trois pièces étaient toutes boisées à la Capucine, et ornées de dessus de porte de Fontenay.

##### L'antichambre
Cette pièce luxueuse communique avec la grande salle à manger des marronniers et avec l'escalier qui donne sur la cour intérieure.
Des tableaux de fleurs de Fontenay étaient placés en dessus-de-porte, de format carré. Boisée à la Capucine, la pièce était égayée de deux grands miroirs placés l'un en face de l'autre, ce qui créait une galerie d'illusion à l'infini.
La paroi nord avec la grande porte permettait de rejoindre la salle à manger.

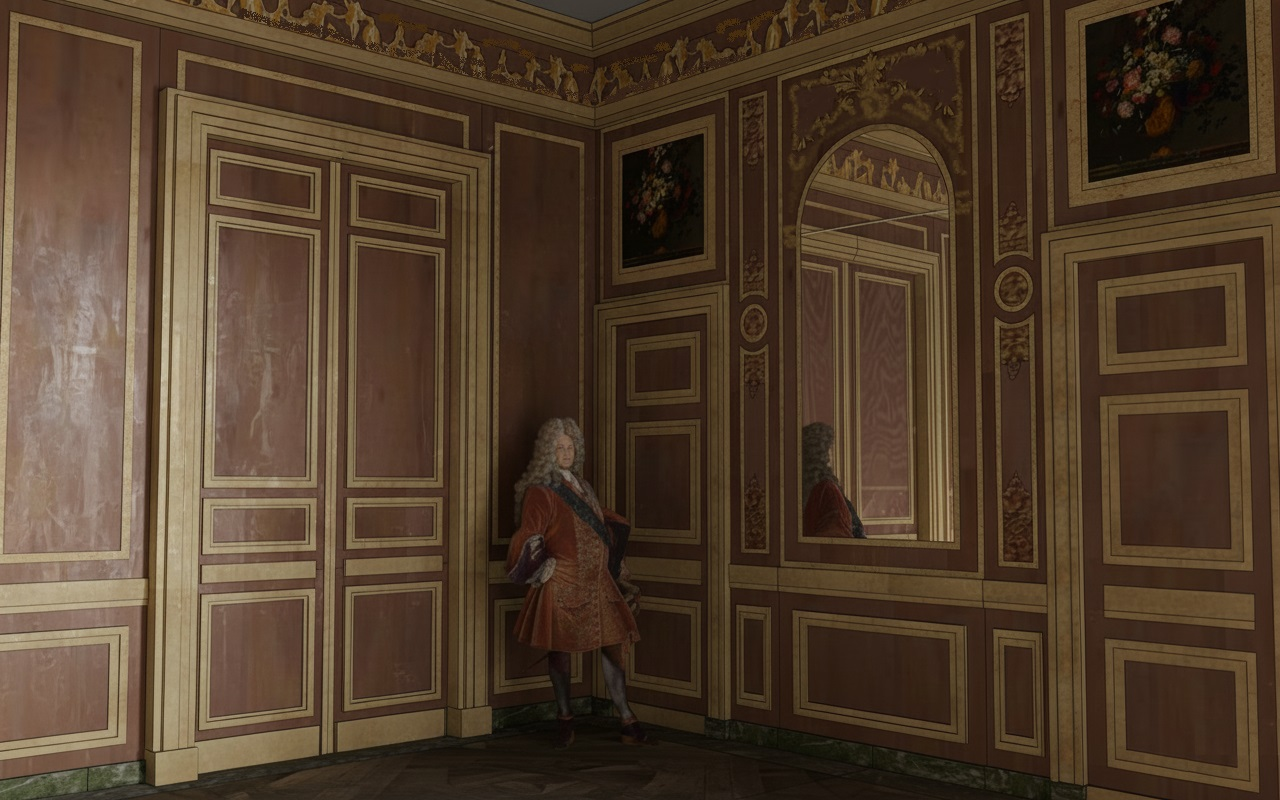
Restitution de l'antichambre de l'appartement frais de Meudon, vers 1704.

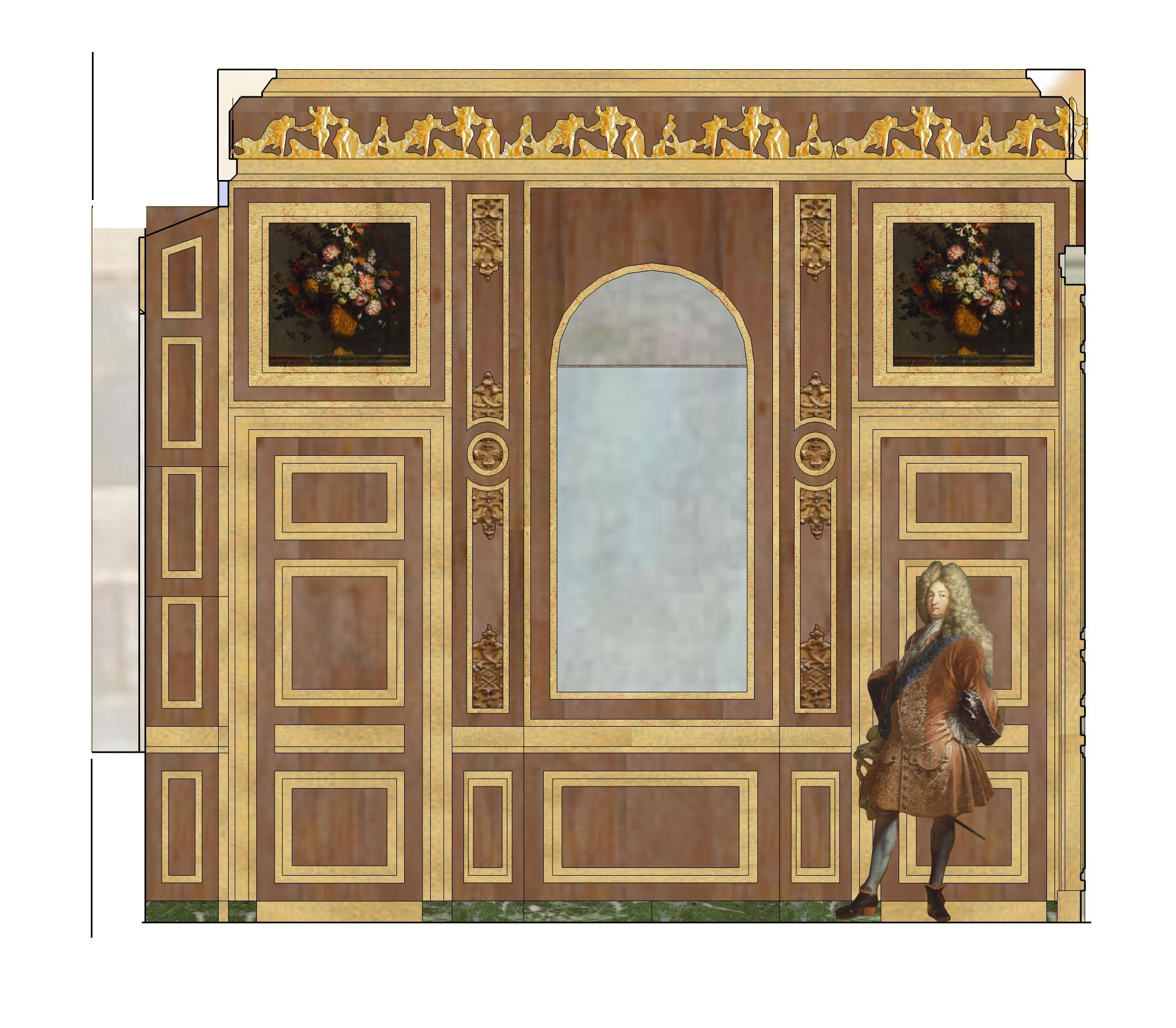
Restitution de la paroi ouest de l'antichambre de l'appartement frais de Meudon, vers 1704.
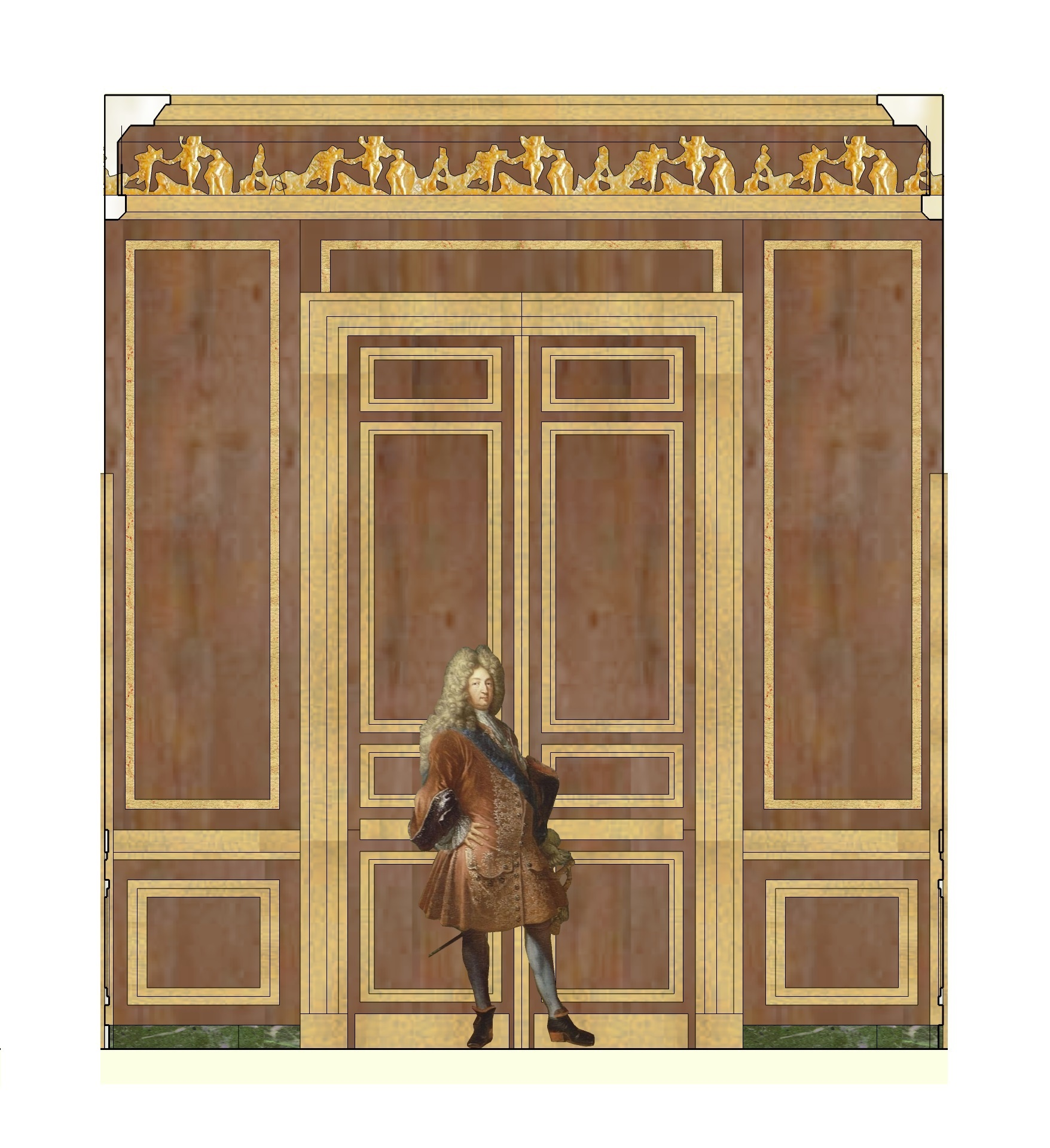
Restitution de la paroi nord de l'antichambre de l'appartement frais de Meudon, vers 1704.
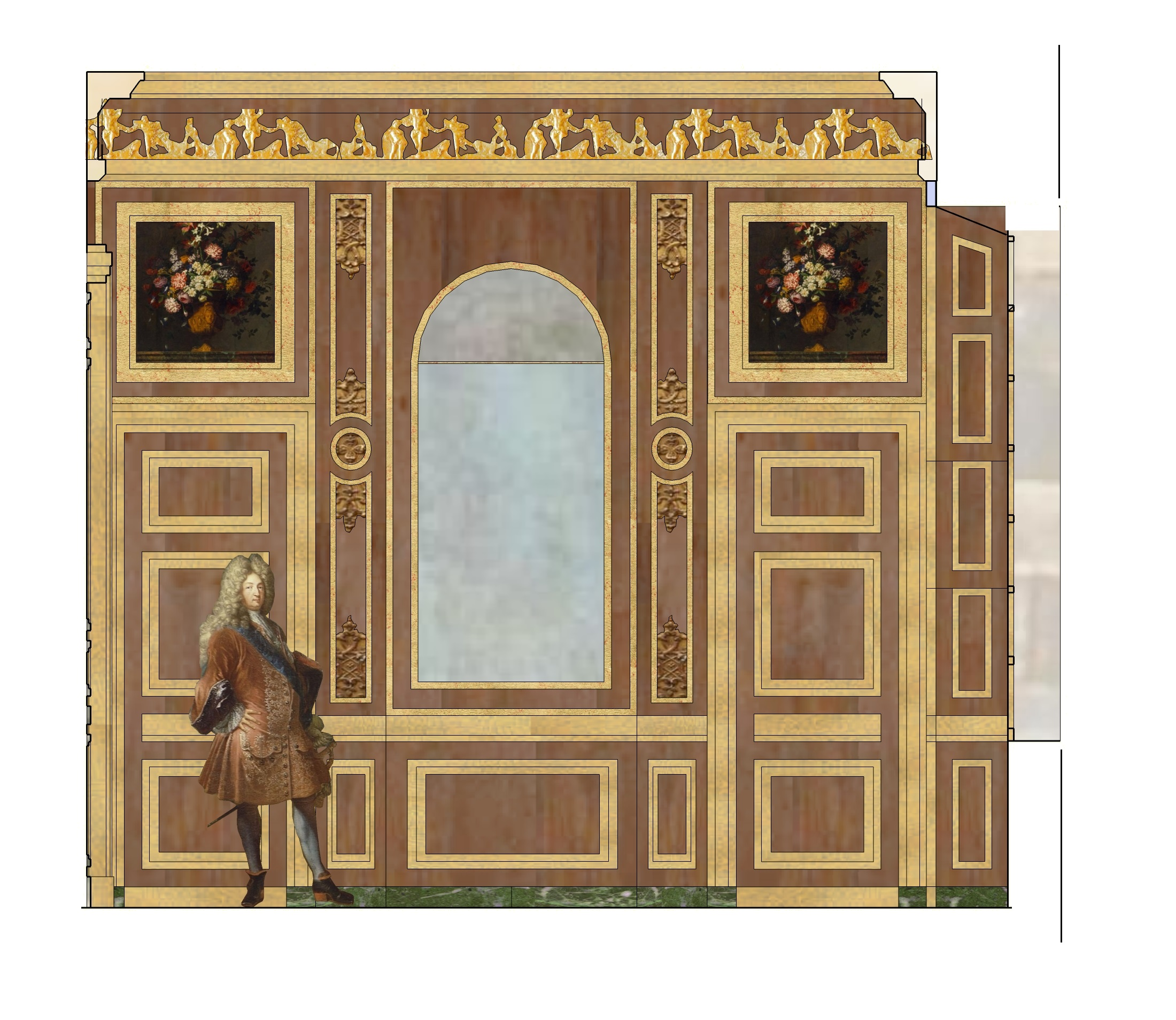
Restitution de la paroi est de l'antichambre de l'appartement frais de Meudon, vers 1704.
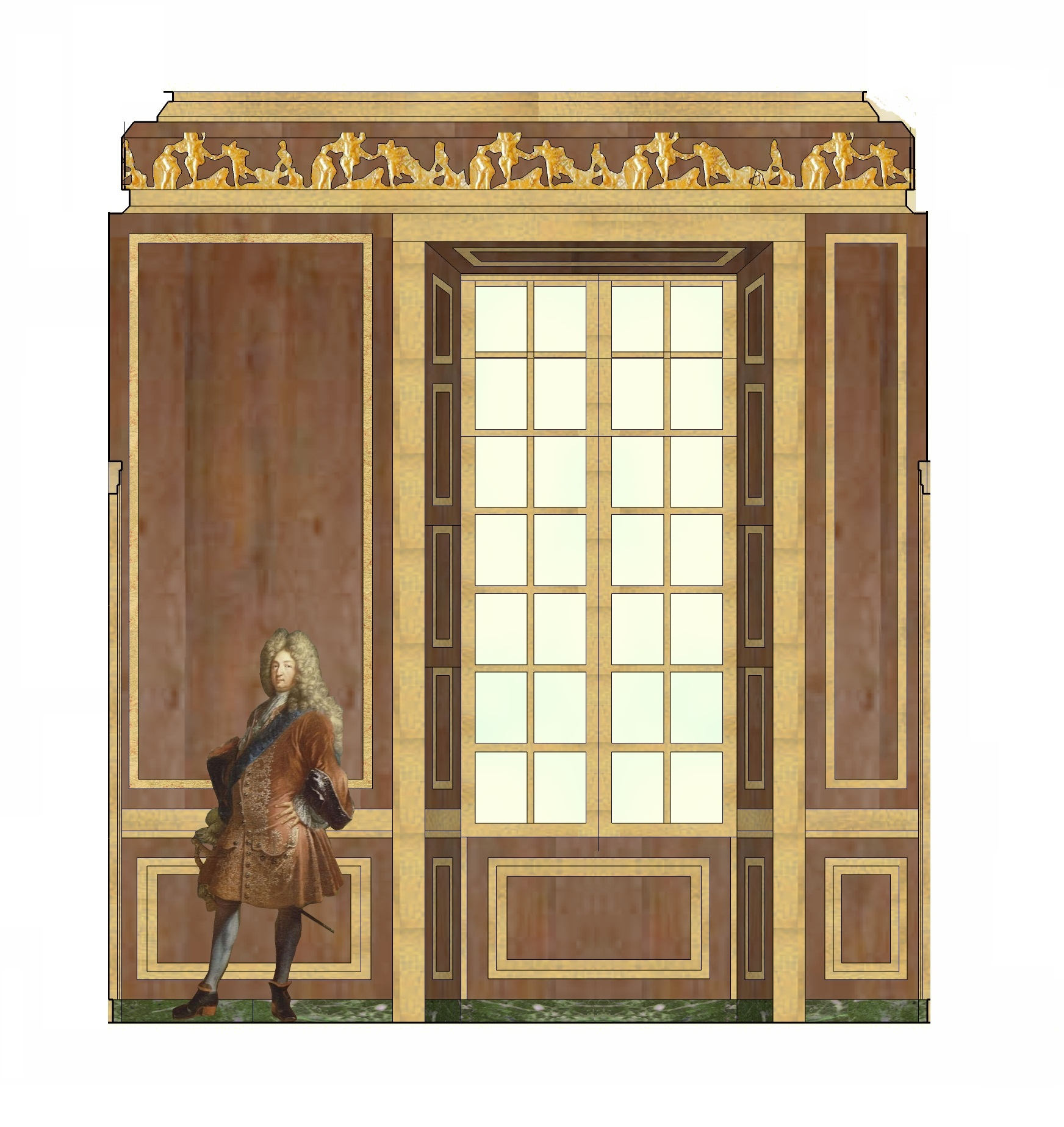
Restitution de la paroi sud de l'antichambre de l'appartement frais de Meudon, vers 1704.

##### La chambre
Il s'agit certainement d'une petite chambre discrète pour que le Grand Dauphin puisse y rejoindre ses maîtresses qui arrivent en carrosse dans la cour intérieure de l'aile des marronniers. Ses conquêtes féminines, souvent des filles de l'Opéra, n'ont plus qu'à emprunter le petit escalier de la cour intérieure pour arriver dans l'appartement rempli de fleurs peintes, et s'abandonner aux plaisirs.

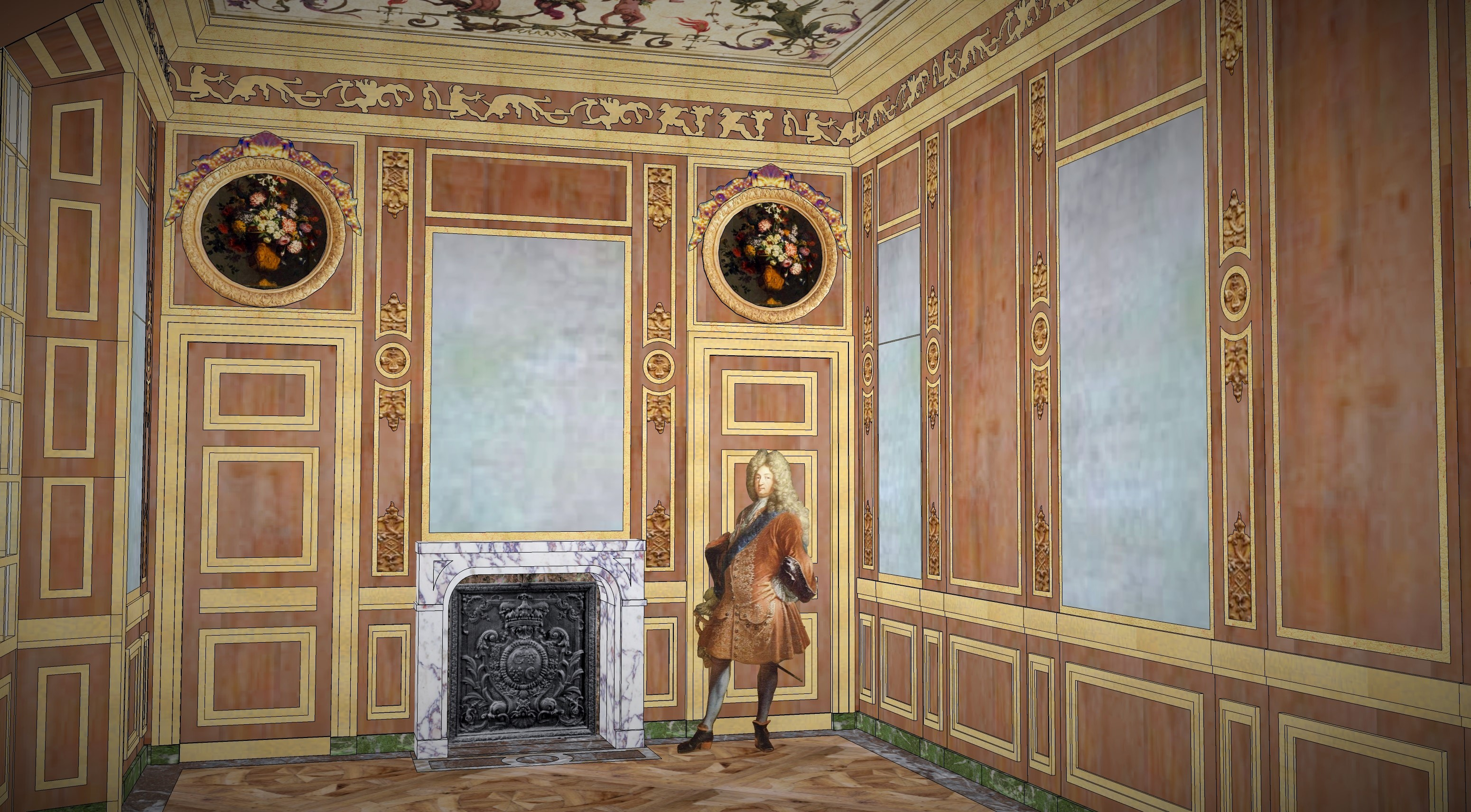
Restitution de la chambre du petit appartement frais, vers 1704.
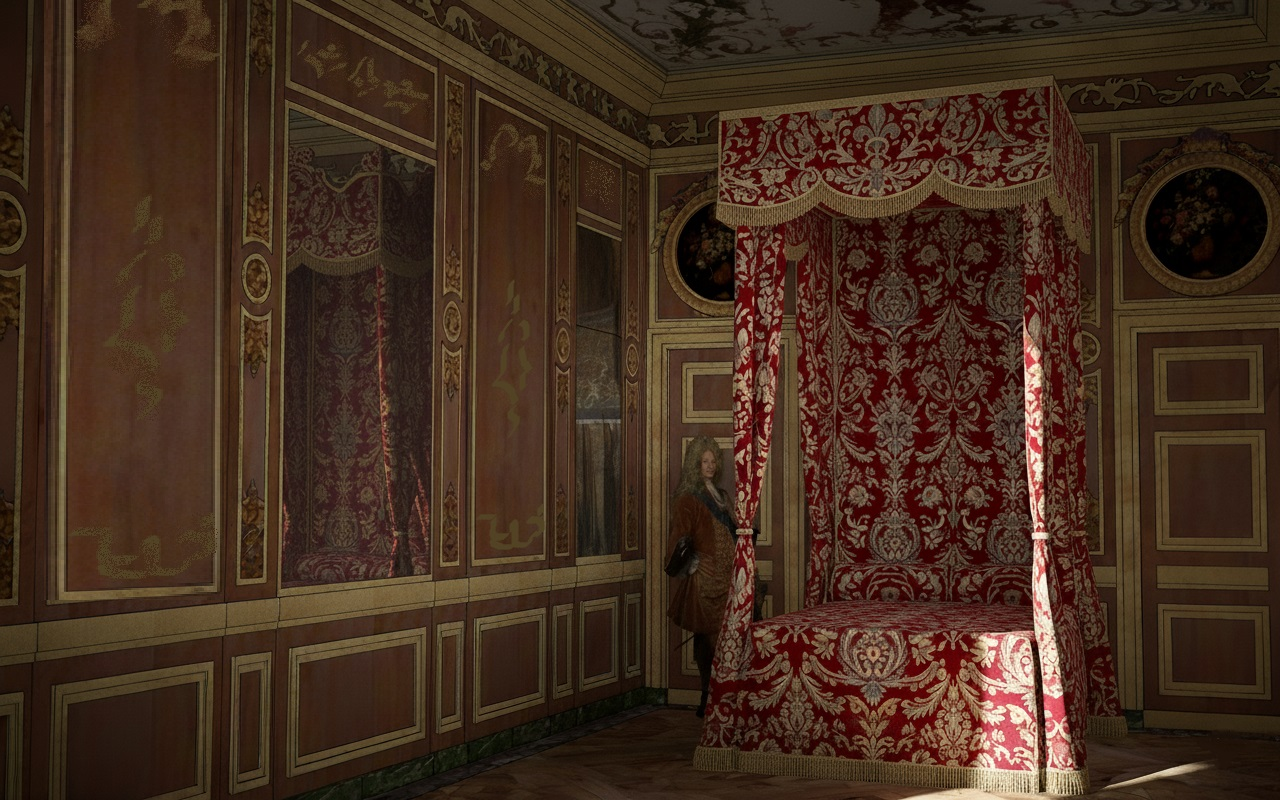
Restitution de la chambre du petit appartement frais, vers 1704.

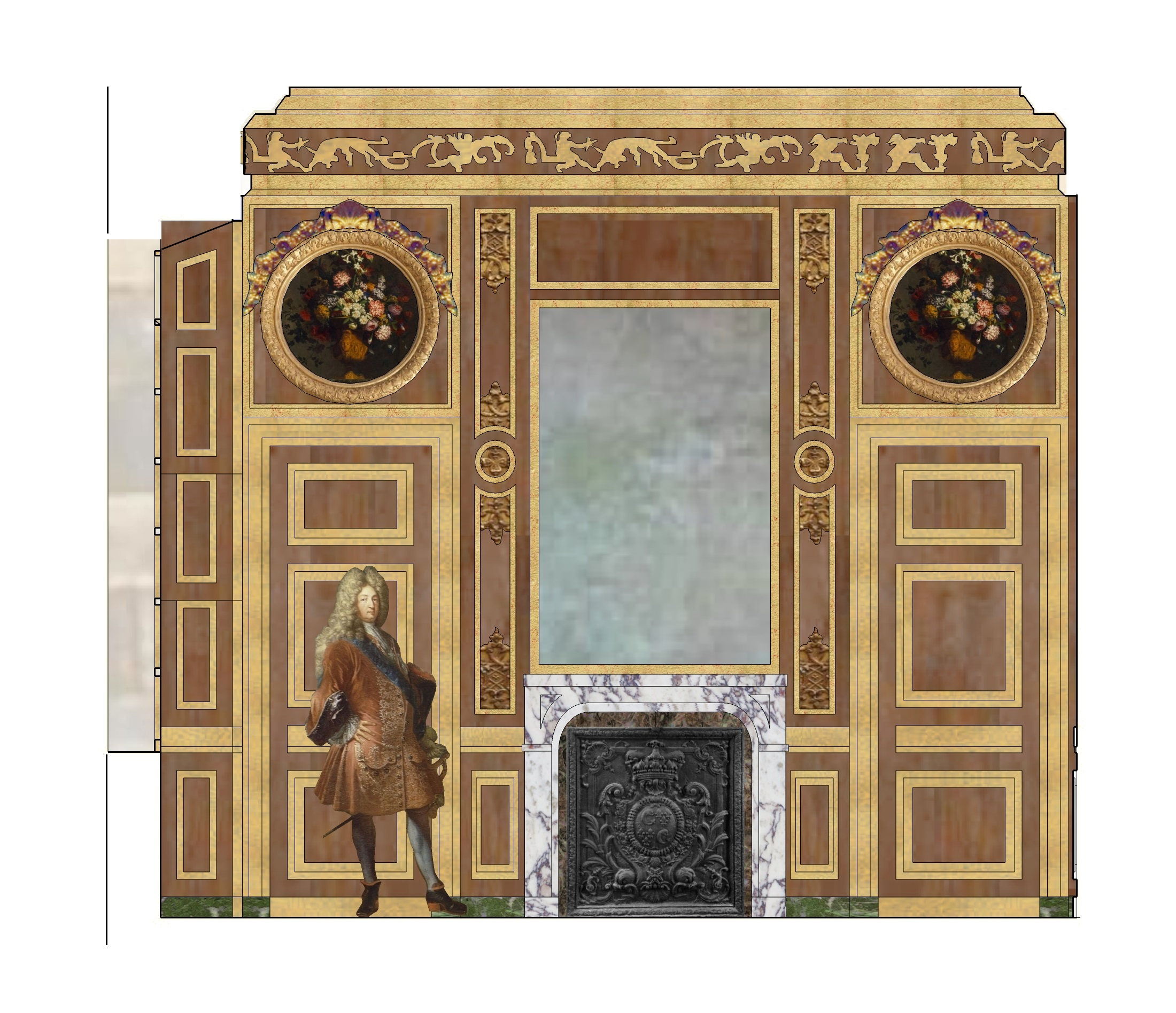
Restitution de la paroi ouest de la chambre du petit appartement frais, vers 1704.
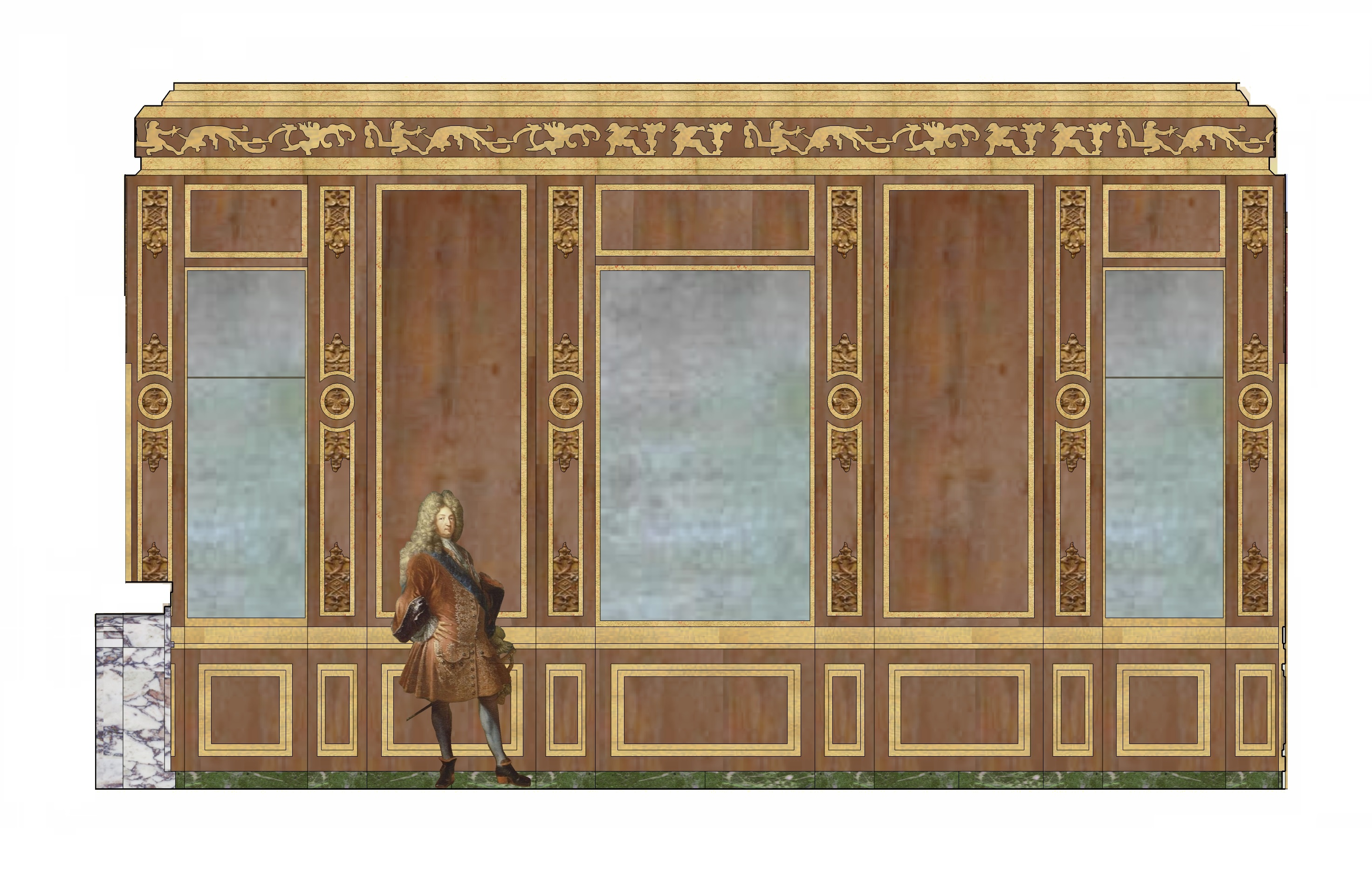
Restitution de la paroi nord de la chambre du petit appartement frais, vers 1704.
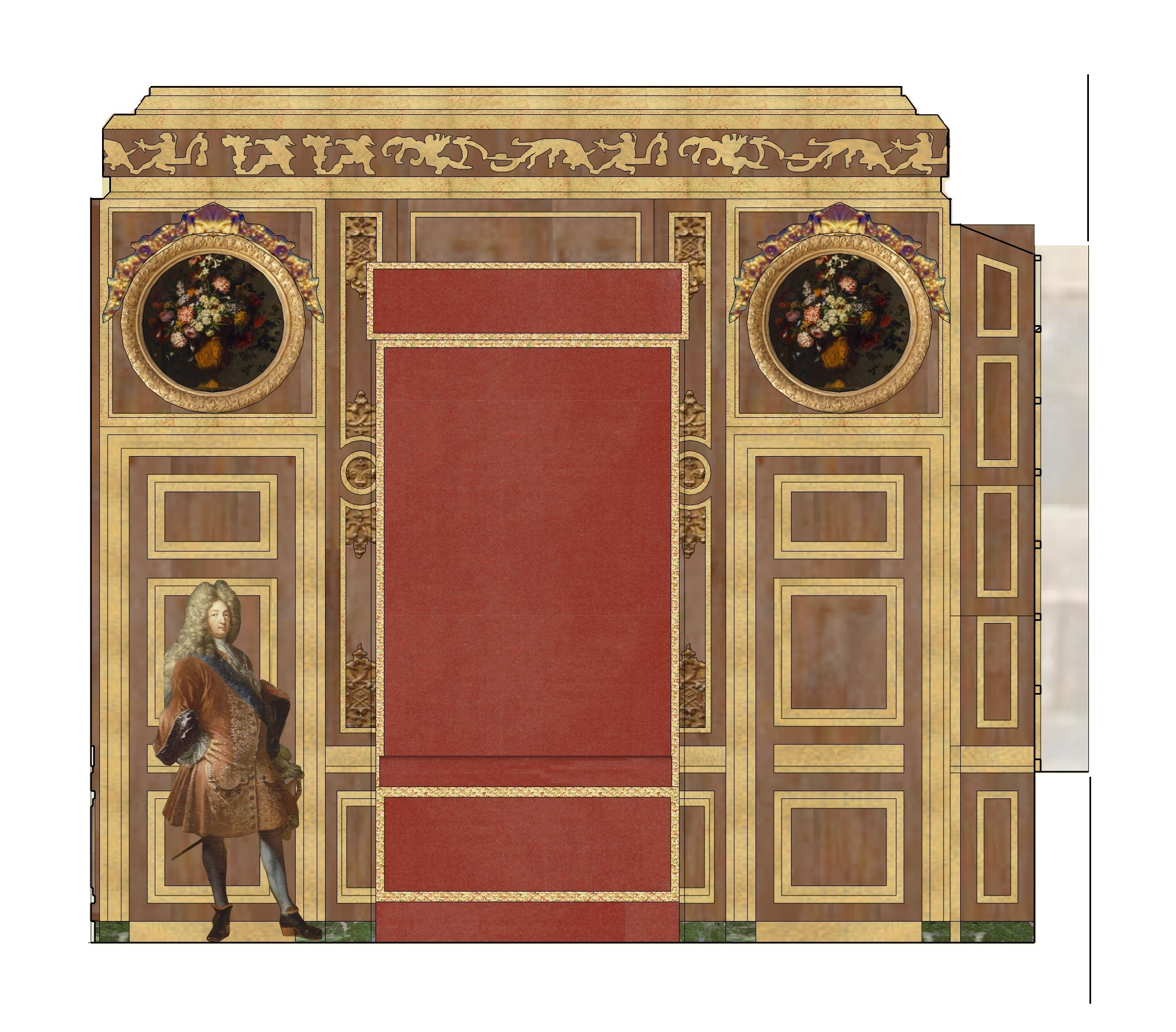
Restitution de la paroi est de la chambre du petit appartement frais, vers 1704.
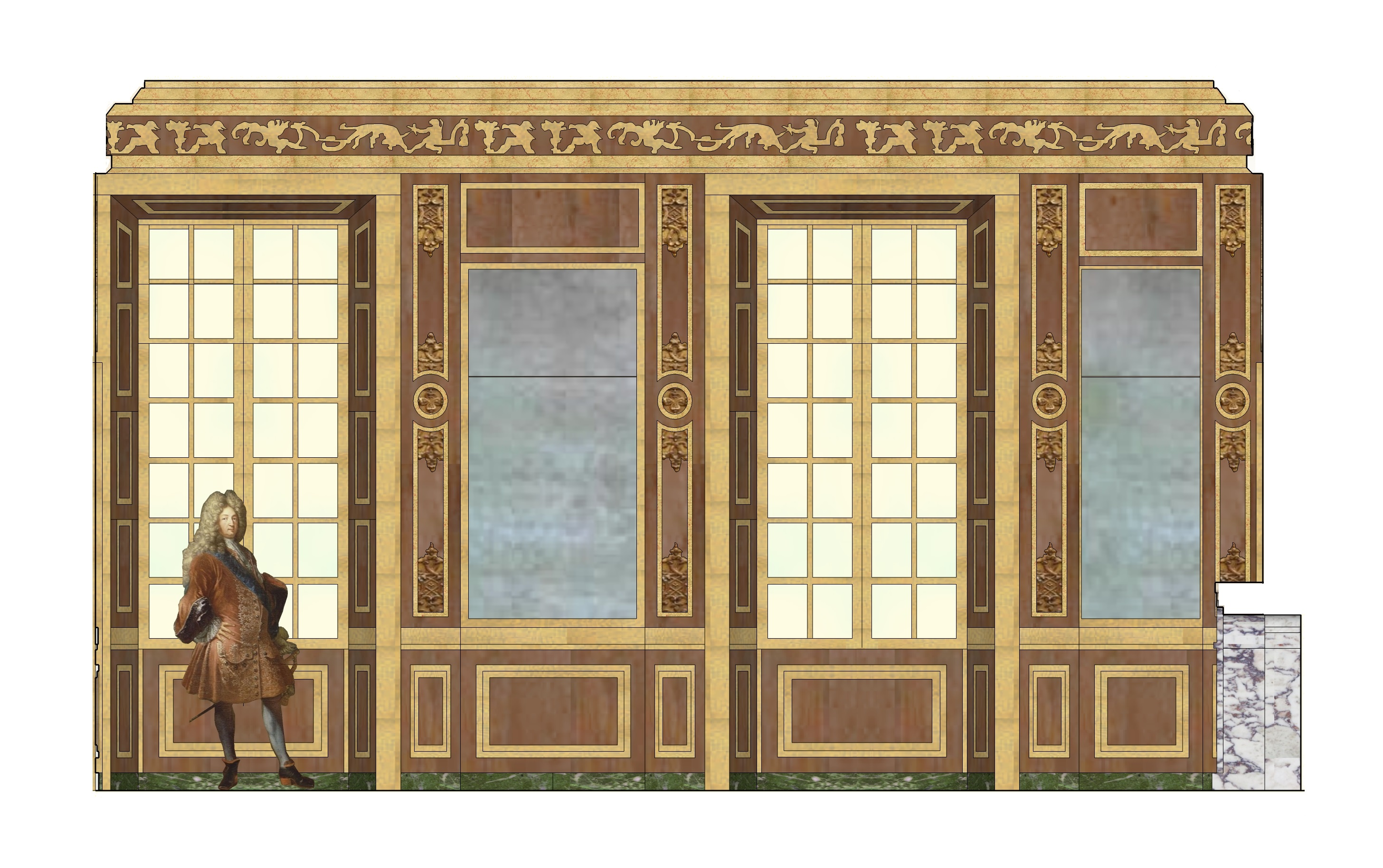
Restitution de la paroi sud de la chambre du petit appartement frais, vers 1704.

##### Le Cabinet avec les miniatures de Cotelle
Quand le dauphin a supprimé le cabinet du rez-de-chaussée du château vieux pour créer sa salle des gardes, il devait remployer les miniatures de Versailles peintes à la gouache par Jean II Cotelle. Il les plaça dans ce cabinet du Petit appartement frais, avec un décor boisé à la Capucine comme les deux pièces précédentes.

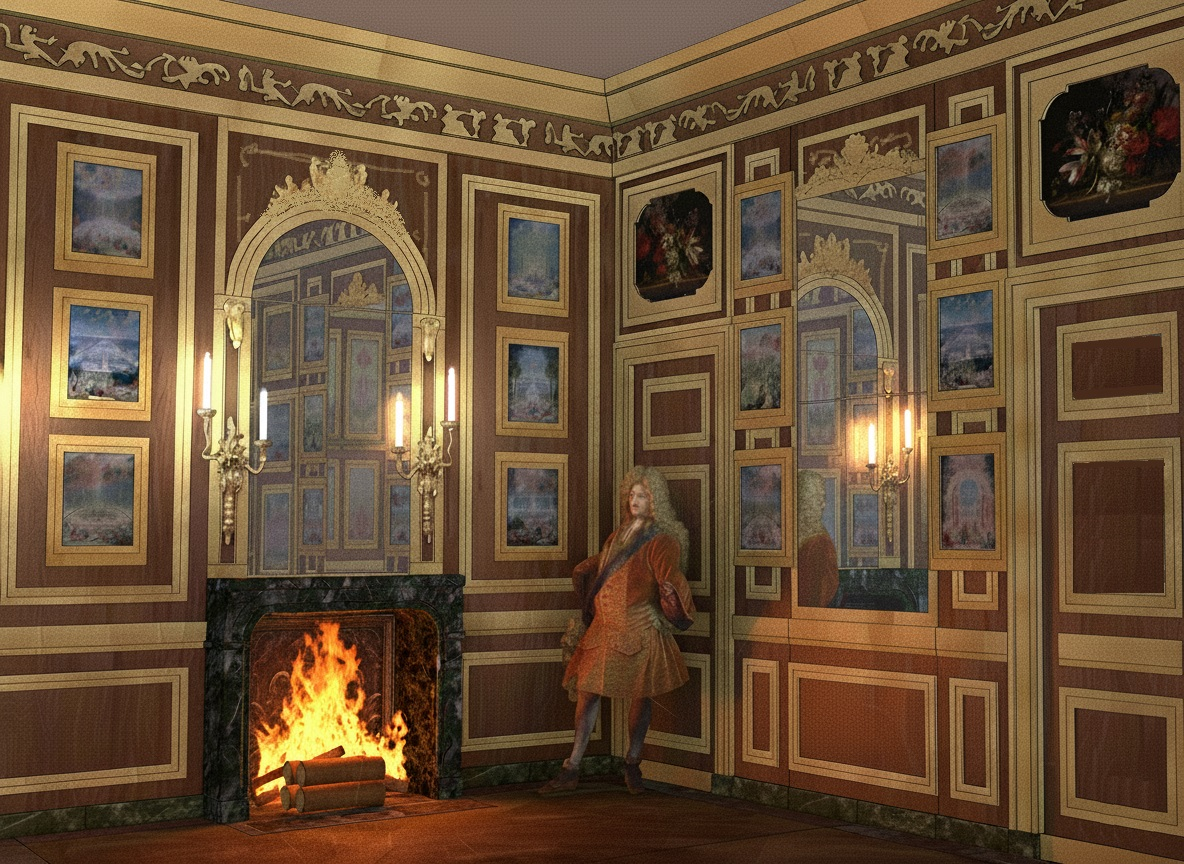
Essai de restitution du cabinet du « Petit appartement frais », vers 1703-1711.

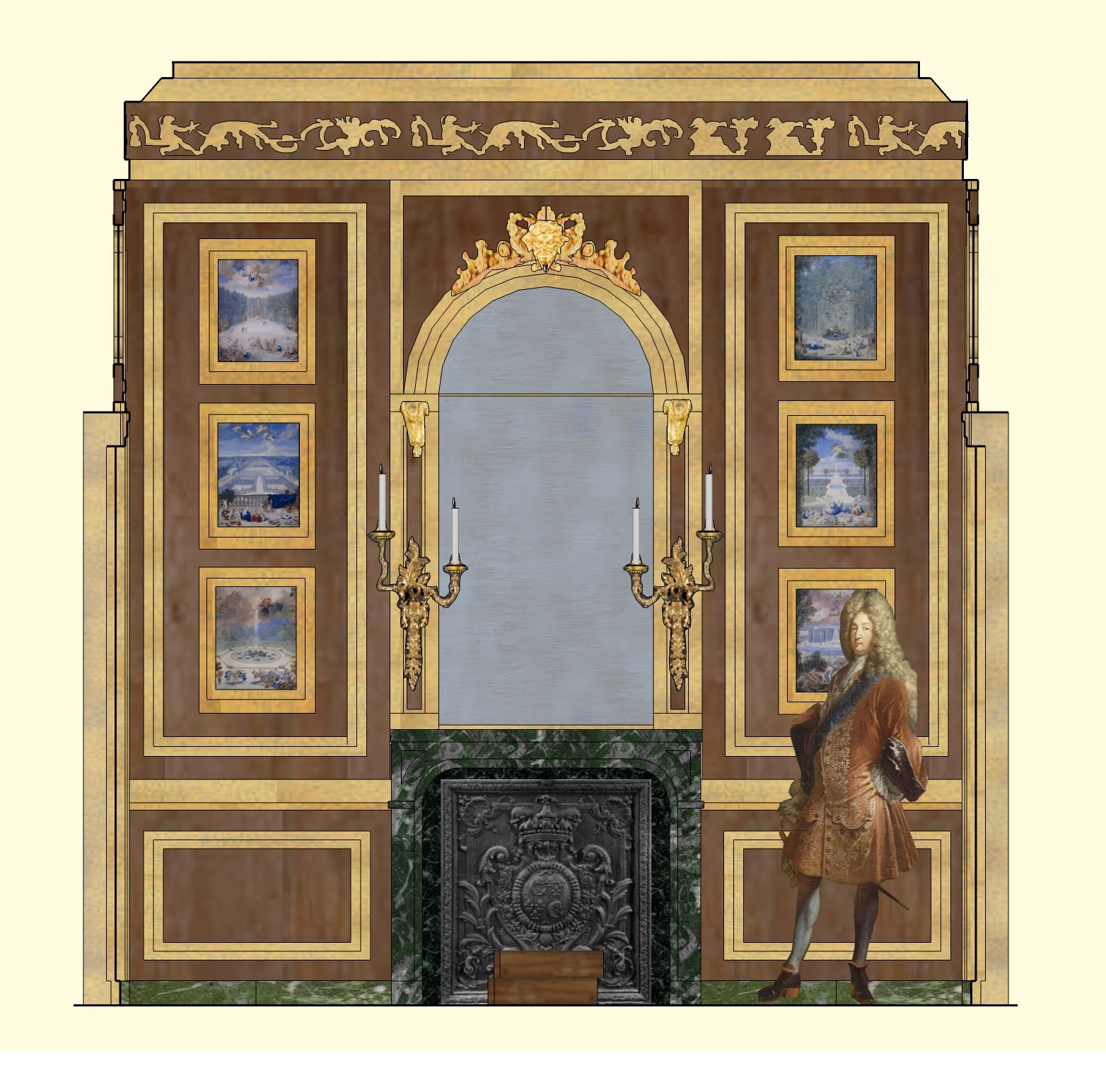
Restitution de la paroi nord du Cabinet du Petit Appartement frais, XVIIIe siècle.
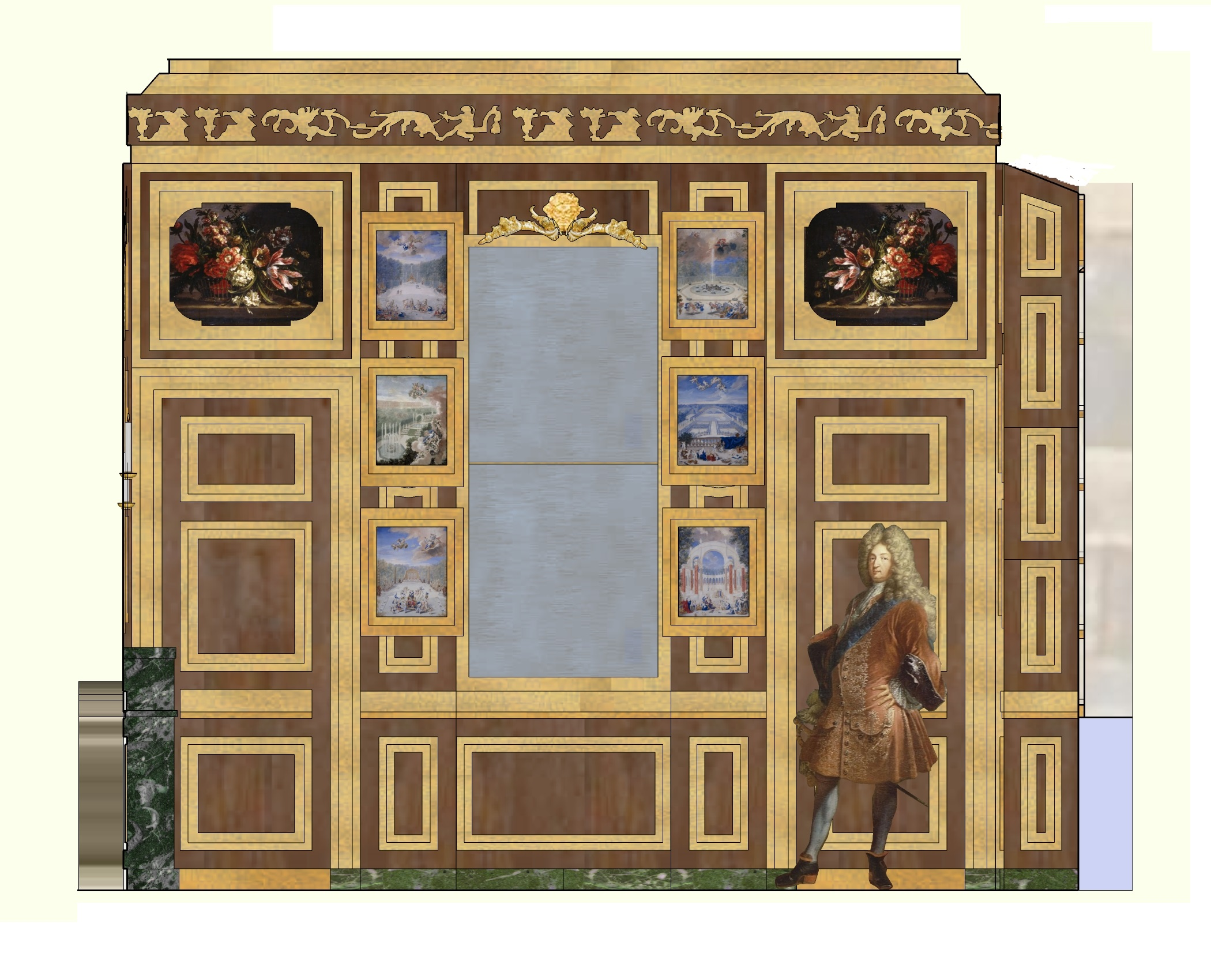
Restitution de la paroi est du Cabinet du Petit Appartement frais, XVIIIe siècle.
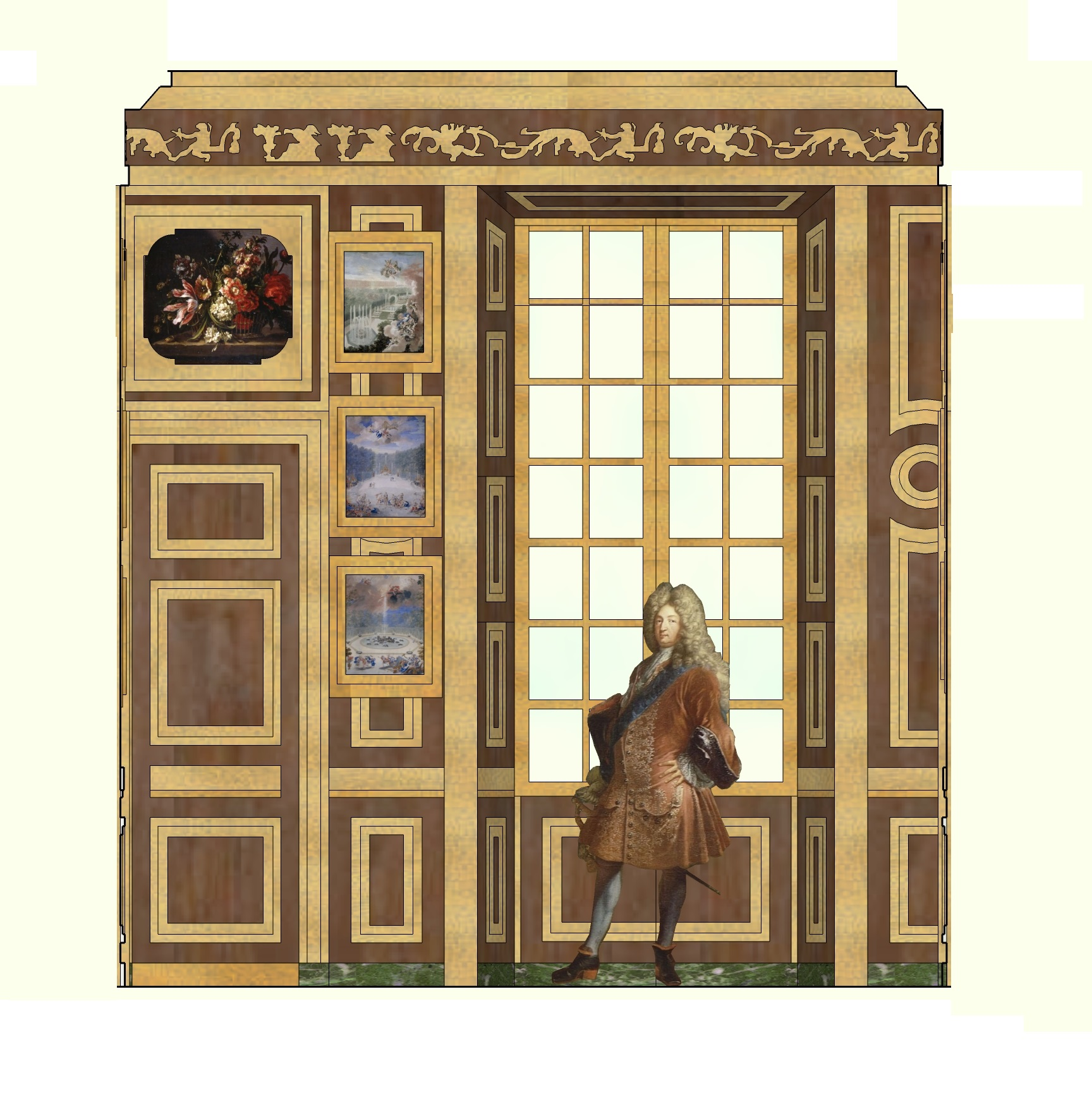
Restitution de la paroi sud du Cabinet du Petit Appartement frais, XVIIIe siècle.
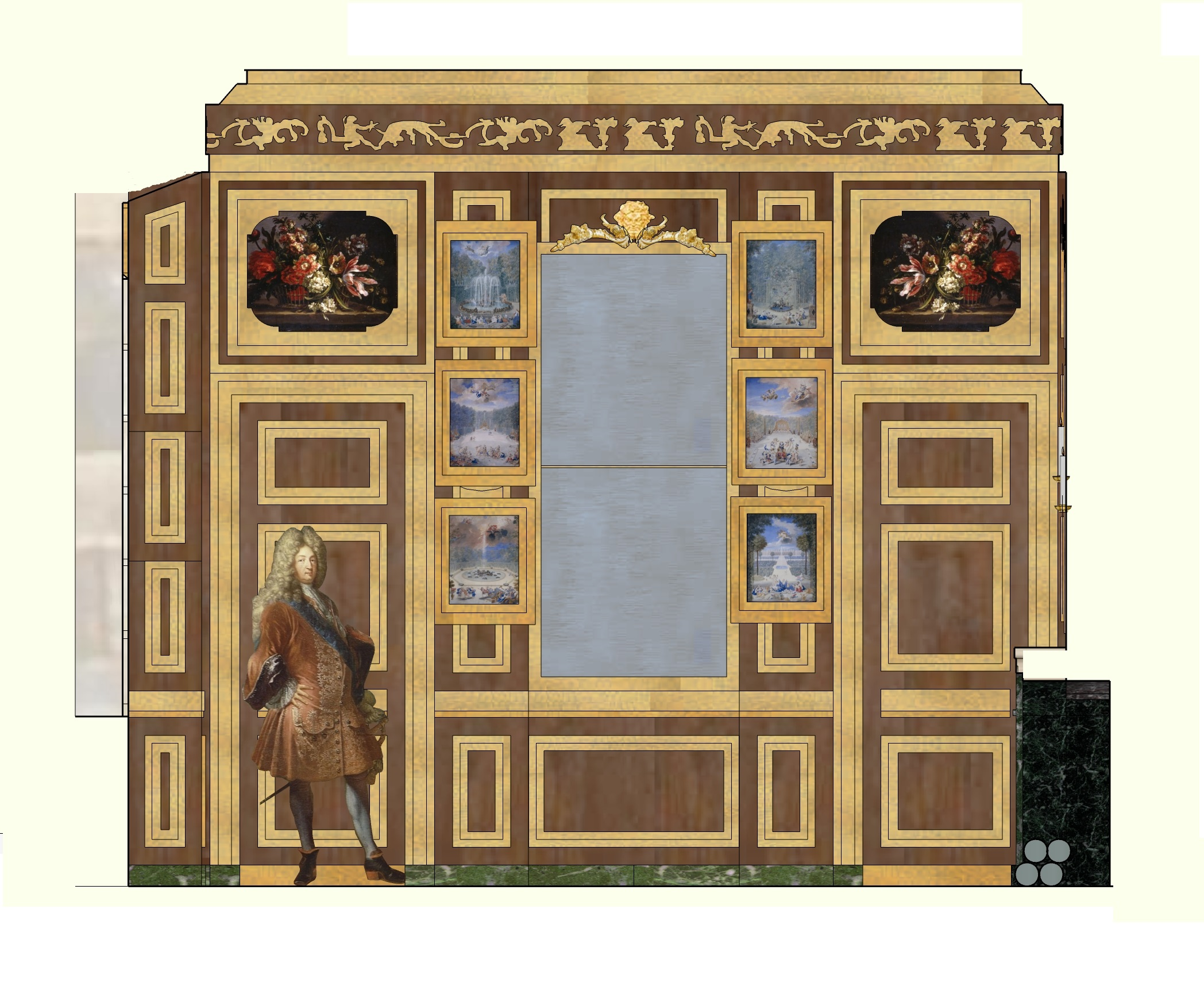
Restitution de la paroi ouest du Cabinet du Petit Appartement frais, XVIIIe siècle.

Quelques miniatures des jardins de Versailles, peintes à la gouache par Jean II Cotelle, et placées à Meudon, dans le cabinet du Petit appartement frais.
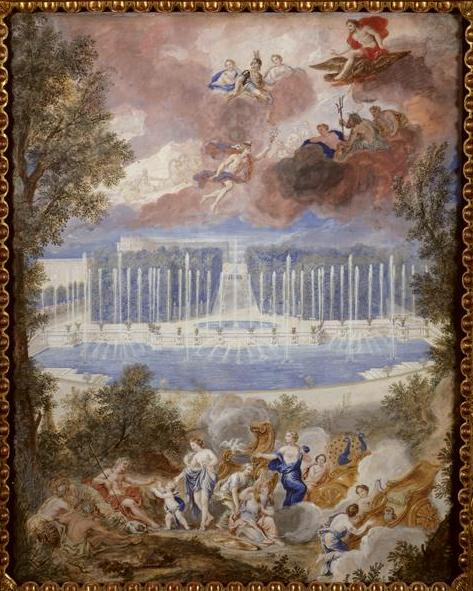
Le bassin de Neptune, Jean II Cotelle.
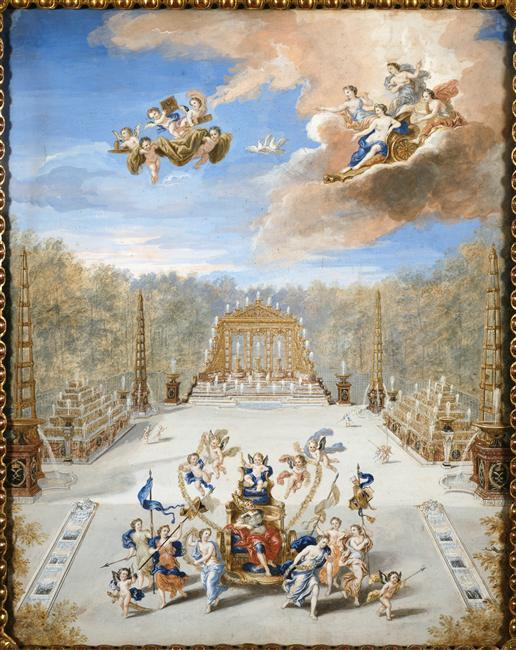
L'arc de triomphe, Jean II Cotelle.
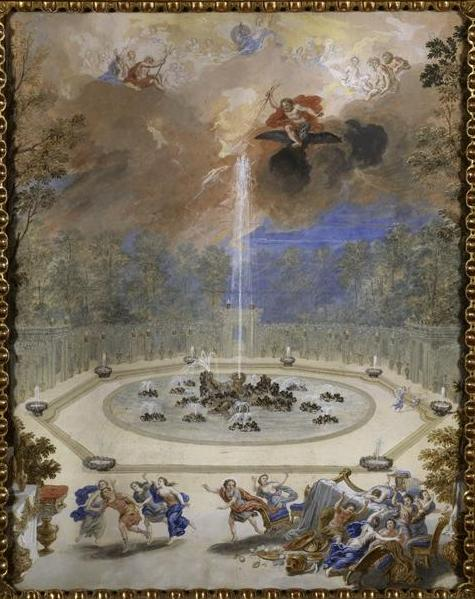
L'Encelade, Jean II Cotelle.
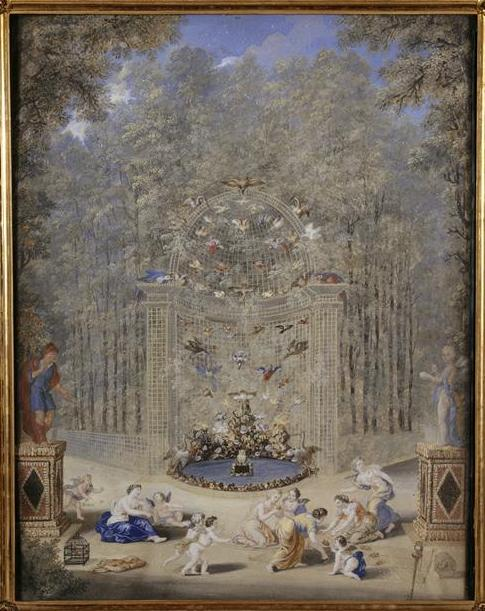
L'entrée du labyrinthe, Jean II Cotelle.
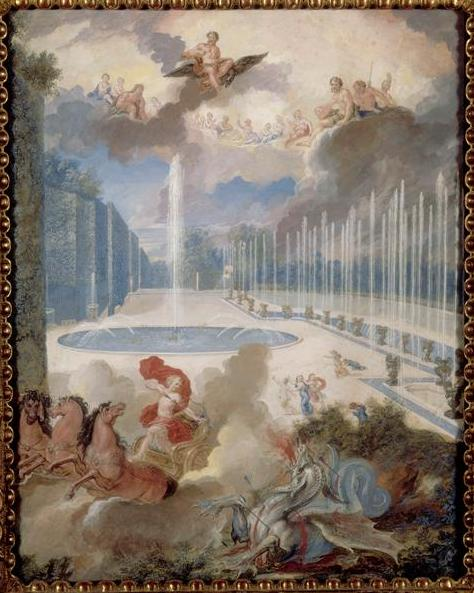
La fontaine du dragon, Jean II Cotelle.
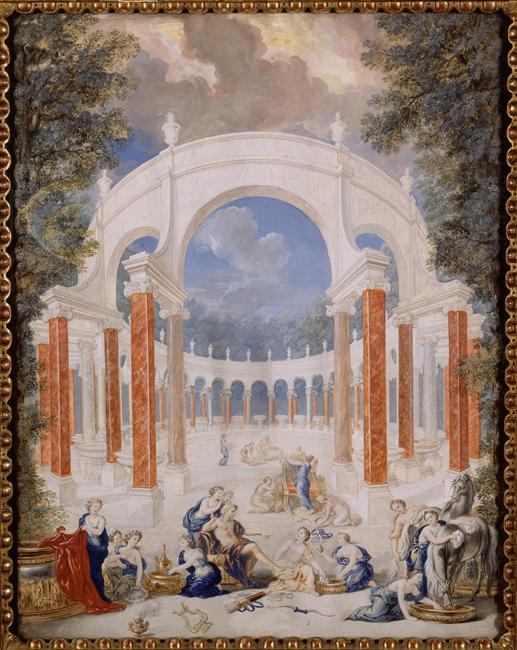
La colonnade, Jean II Cotelle.
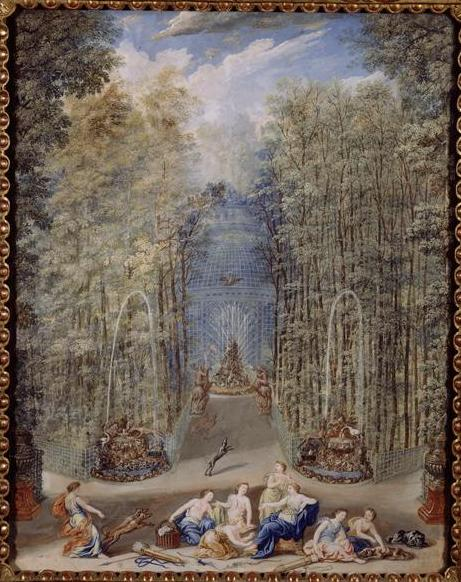
L'intérieur du labyrinthe, Jean II Cotelle.
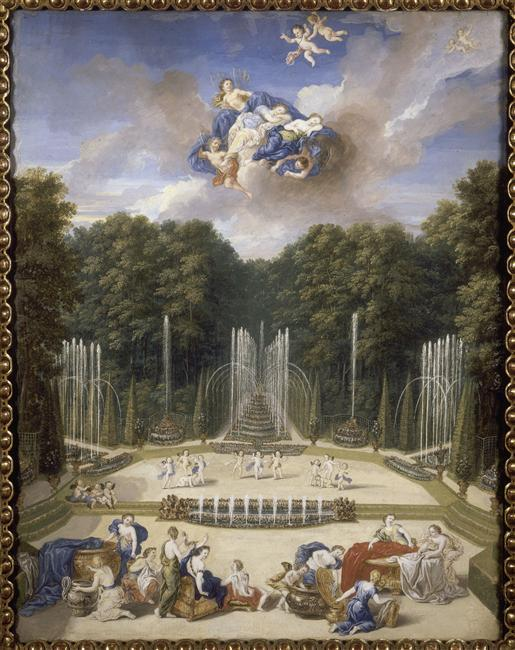
Le théâtre d'eau, Jean II Cotelle.

### La Grotte de Meudon

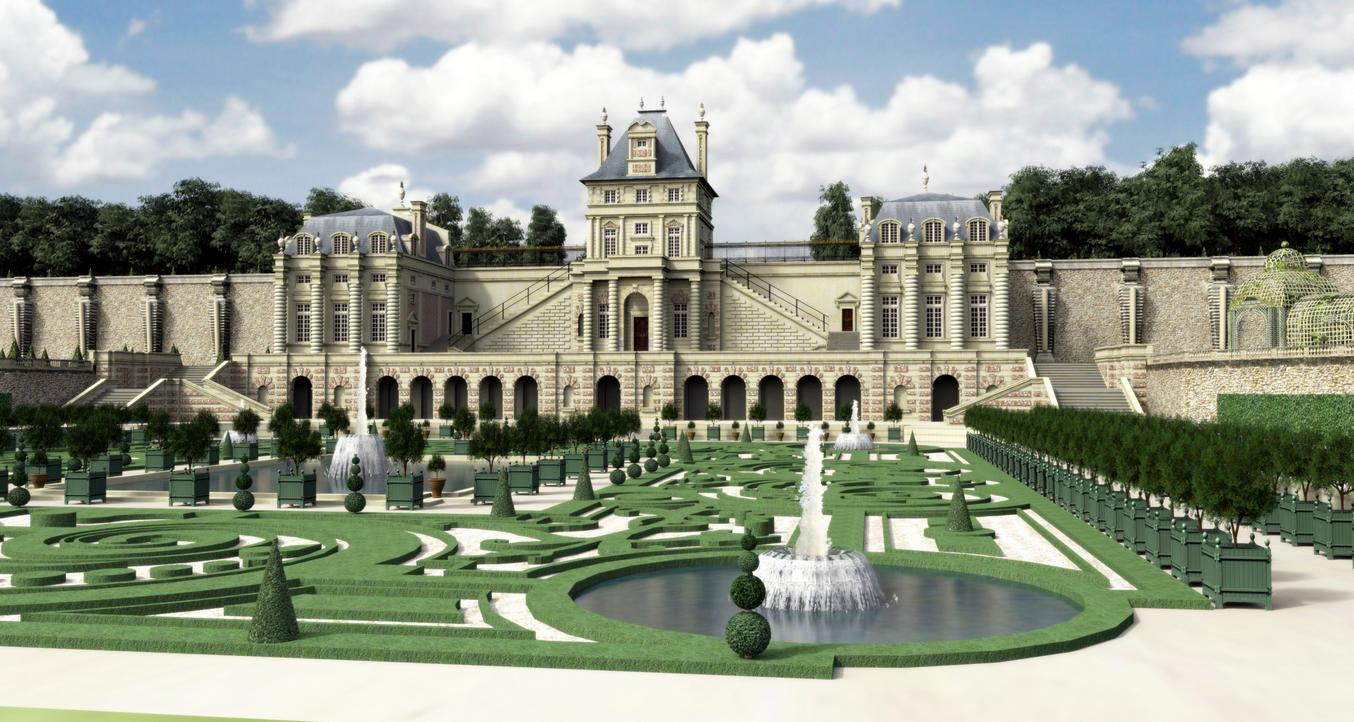
Restitution 3D de la Grotte de Meudon, état vers 1690-1700. Franck Devedjian et Hervé Grégoire, 2013.

La grotte de Meudon est la sœur jumelle de cette « Maison du Théâtre » commencée pour Henri II, en 1556, par De l'Orme et continuée dès 1559 par le Primatice, joli belvédère qui, à la suite d'agrandissements vers la fin du siècle, deviendra le Château-Neuf de Saint-Germain-en-Laye.
« Le Primatice peignit pour le cardinal de Lorraine pour son Château de Meudon une grotte composée de plusieurs pièces entre autres de celle du pavillon où il y avait quantité de figures peintes à fresque dans le plafond ; on a détruit cette grotte en bâtissant le nouveau Château du temps de Monseigneur le Dauphin ayeul du Roy. »
Vasari parle de la Grotte quand il aborde Le Primatice, qui en est l'architecte et, en quelque sorte, le chef-décorateur. On possède aussi une description intéressante, d'un voyageur du milieu du XVIIe siècle, conservée dans les manuscrits du fonds Saint-Germain, no 944, tel que le donnent les Lettres écrites de la Vendée :

« A deux lieues de Paris est Meudon, où se voit dans le bois une admirable et merveilleuse grote, enrichie d'appuis et d'amortissemens de pierre taillée à jour, de petites tourelles tournées et massonnées à cul de lampe, pavée d'un pavé de porphire bastard, moucheté de taches blanches, rouges, vertes, grises et de cent couleurs différentes, nétoyée par des esgouts faits à gargouilles et à muffles de lyon. Il y a des colonnes, figures et statues de marbre, des peintures grotesques, compartimens et images d'or et d'azur, et autres coulleurs. Le frontispice est à grandes colonnes cannelées et rudentées, garnies de leurs bases, chapiteaux, architraves, frises, corniches et moulures de bonne grâce et juste proportion : le vase et taillour soutenu sur les testes des vertus, approchantes à la moyenne proportion des colosses, enrichies de feuilles d'acanthe et de branche-ursine pour soutenir la pleinte du bastiment, très-bien conduit et achevé ; mais les troubles y ont fait d'irréparables ruines, et surtout aux tuyaux qui ont été rompus. »

Elle sera détruite en 1705, pour édifier le Château-Neuf au même emplacement.

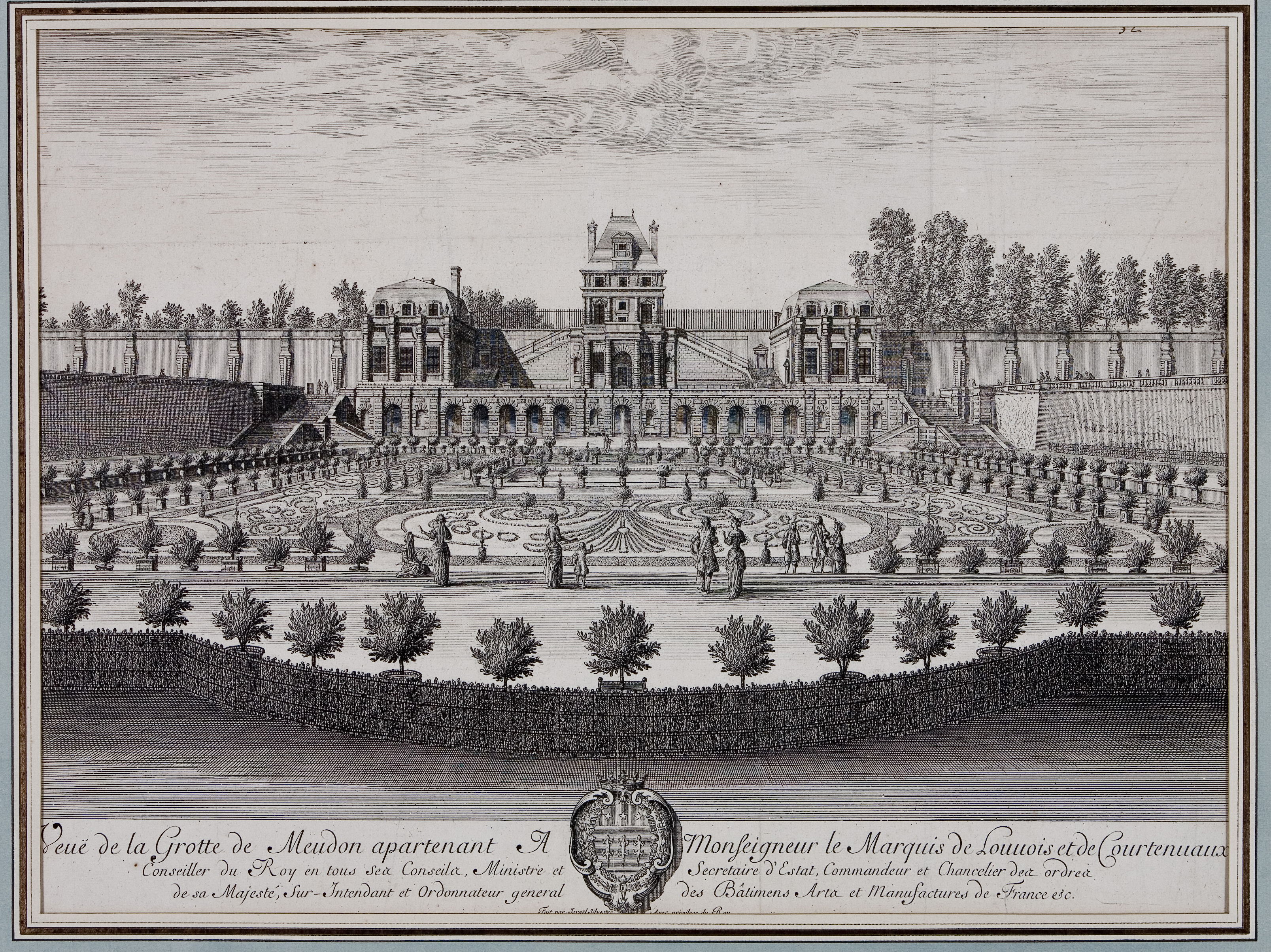
La Grotte de Meudon et son parterre, Israël Silvestre, vers 1685.
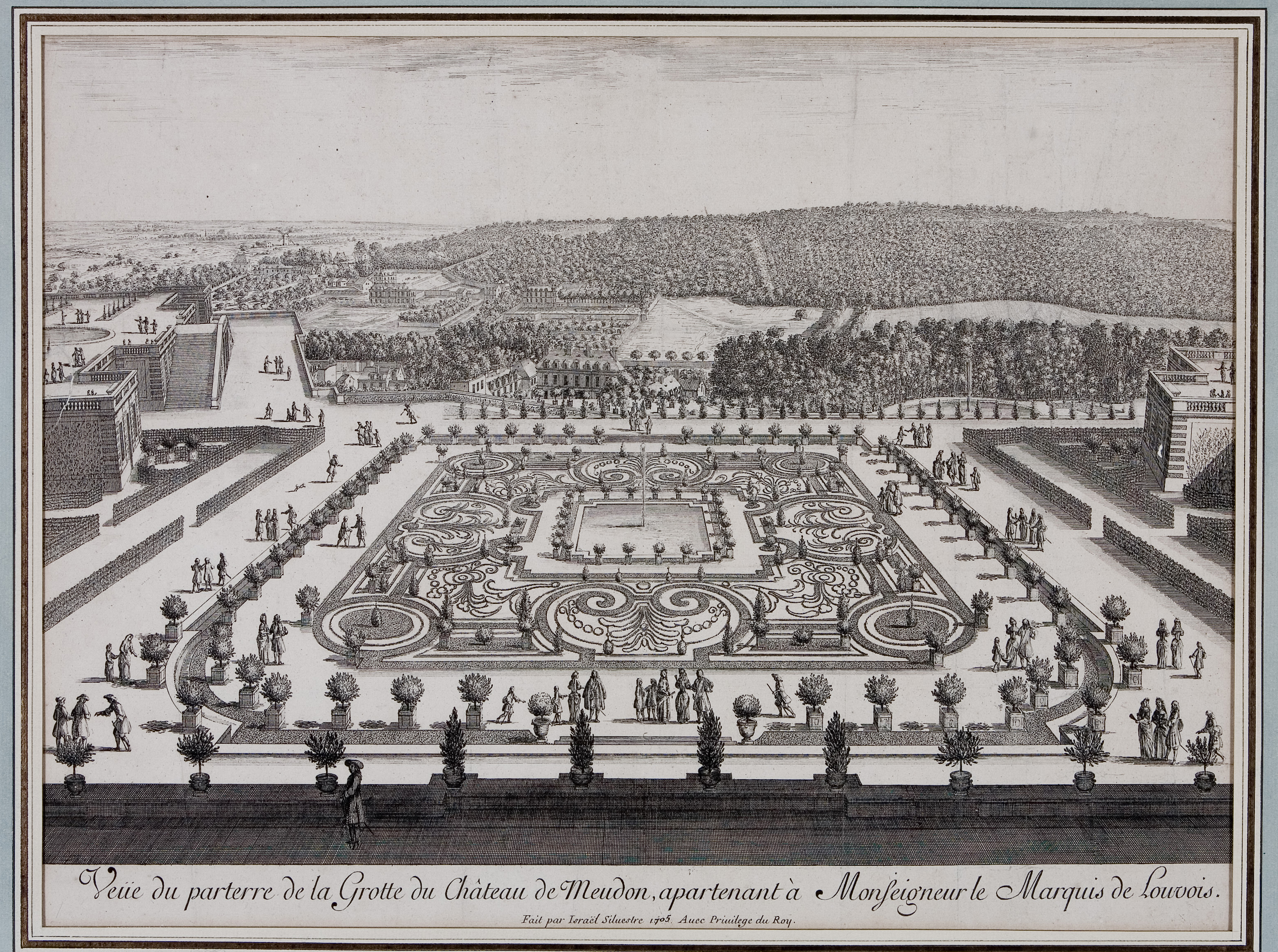
Le parterre de la Grotte de Meudon, vu depuis le salon central. Israël Silvestre, vers 1685.
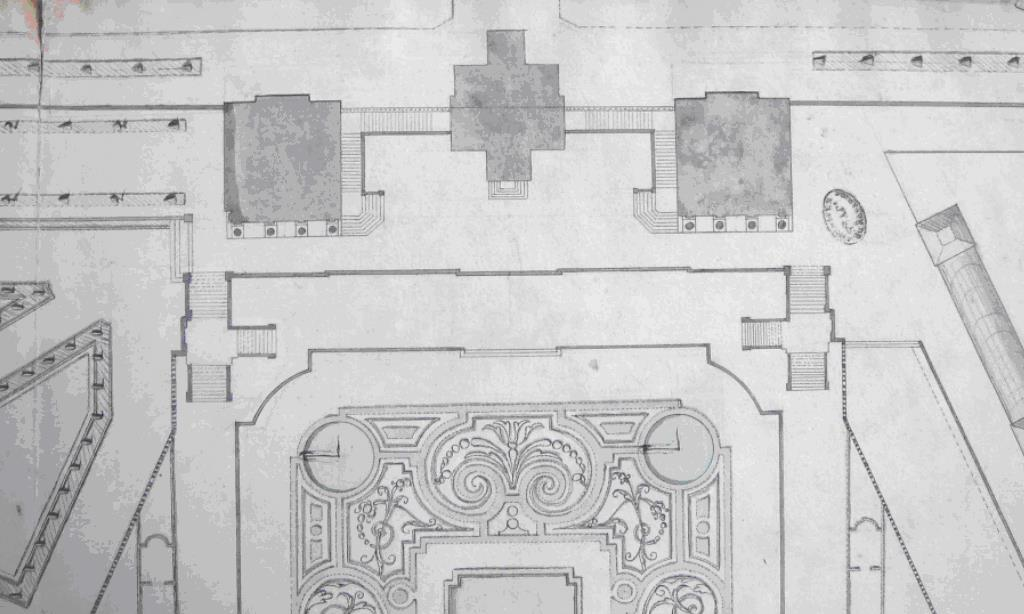
Plan de la Grotte de Meudon et de ses abords, fin du XVIIe siècle, Archives nationales.
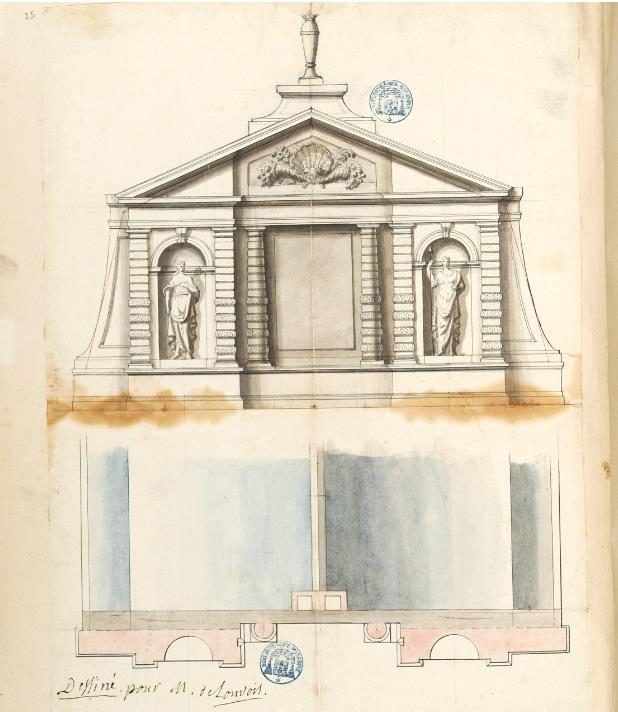
Projet de décor pour la Grotte, vers 1685. Non réalisé. Jules Hardouin-Mansart.
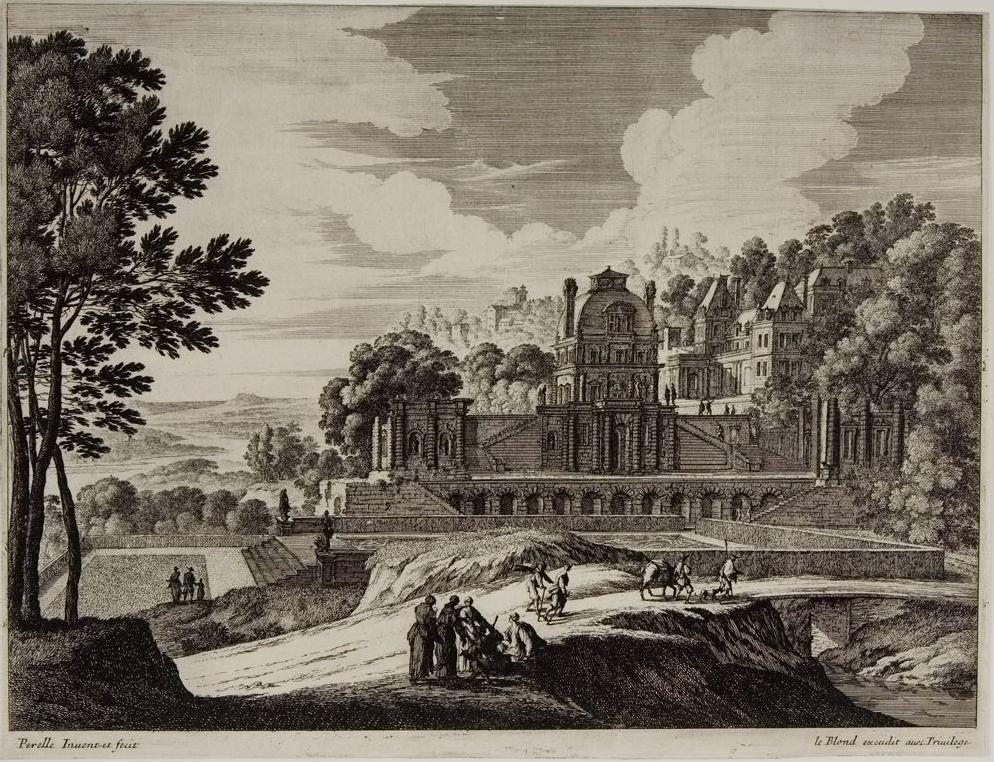
La Grotte de Meudon dans un paysage imaginaire, Harvard Art Museum, 34.1991. (la toiture du pavillon central est fictive)

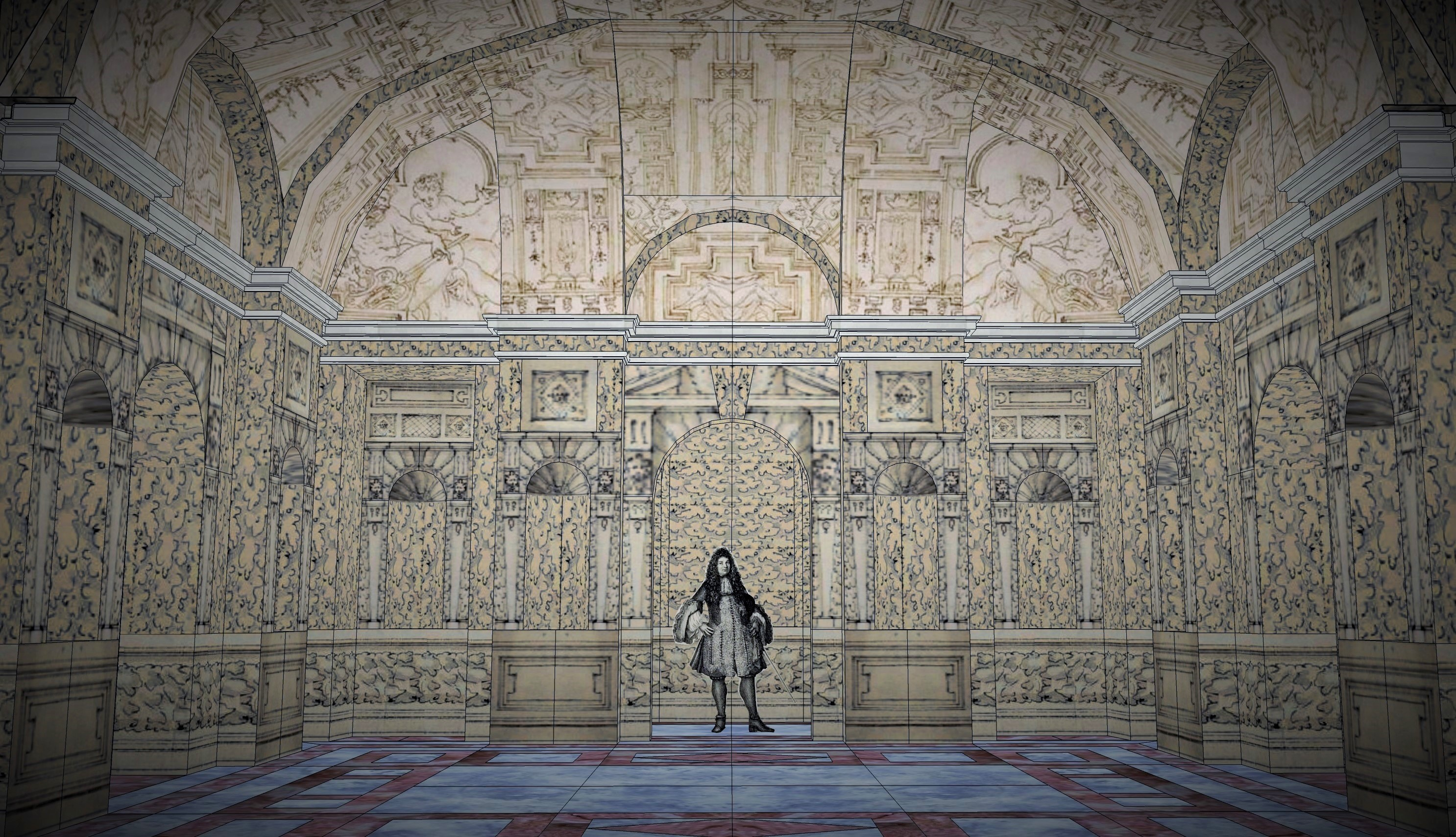
Schéma de l'intérieur de la Grotte de Meudon en y entrant.
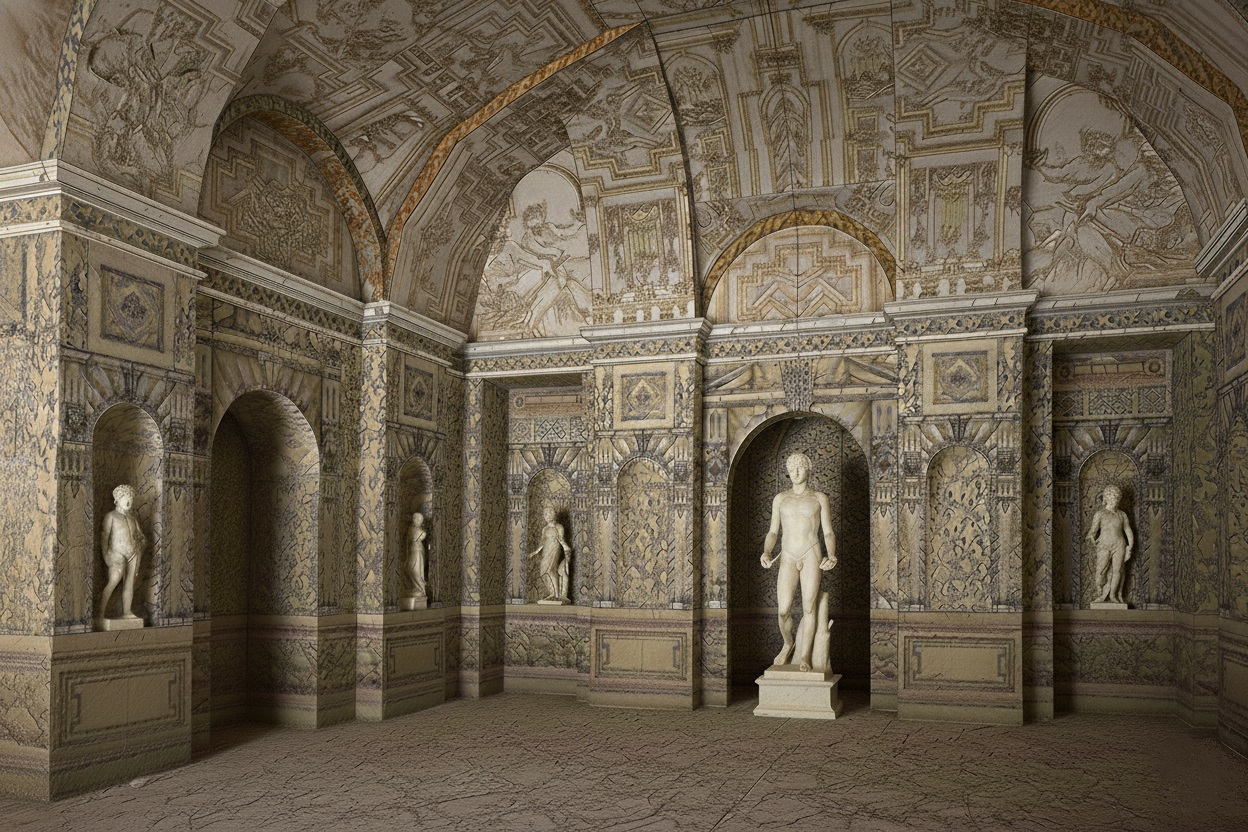
Schéma de l'intérieur de la Grotte de Meudon.
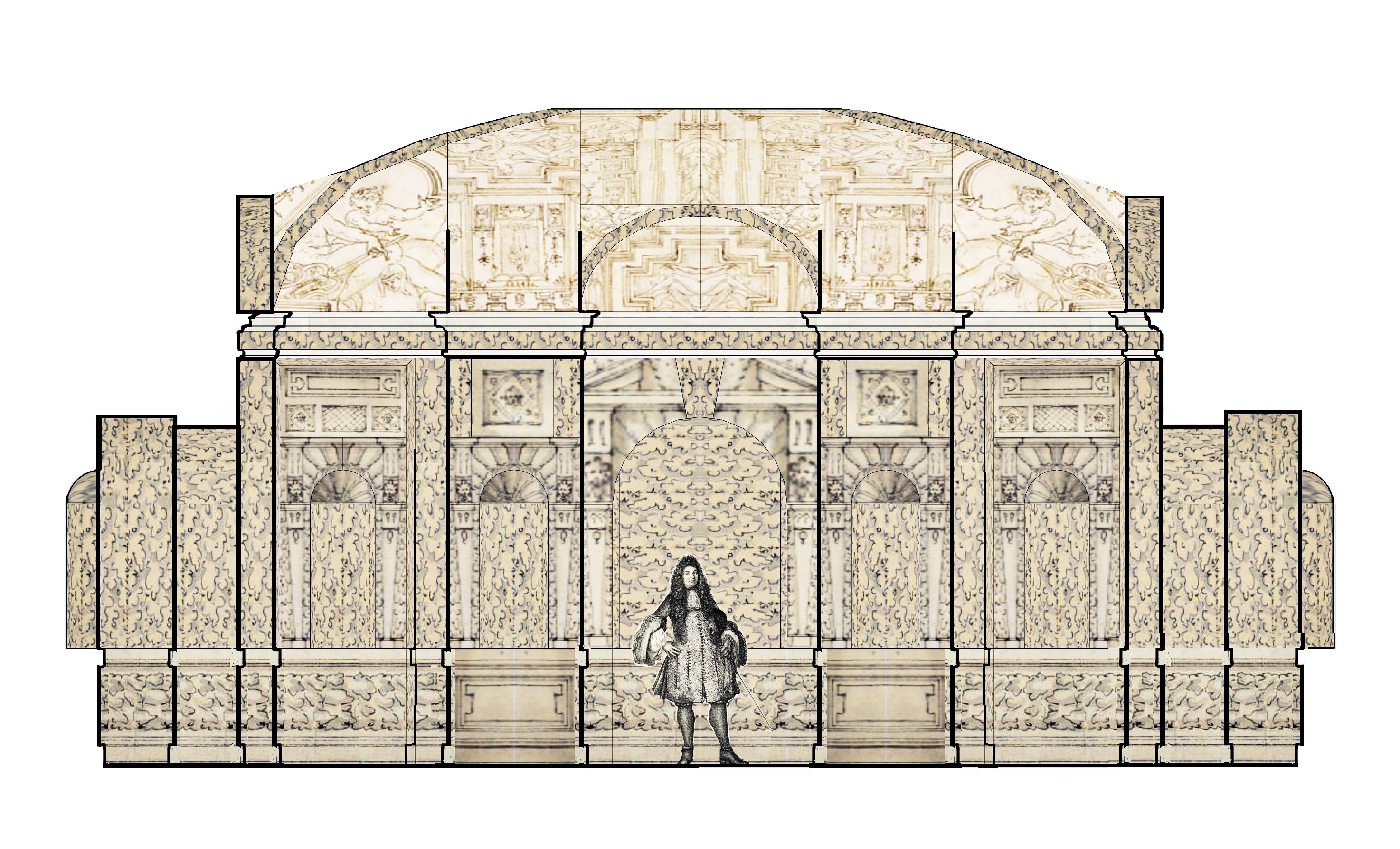
Restitution de la coupe de l'intérieur de la Grotte de Meudon.
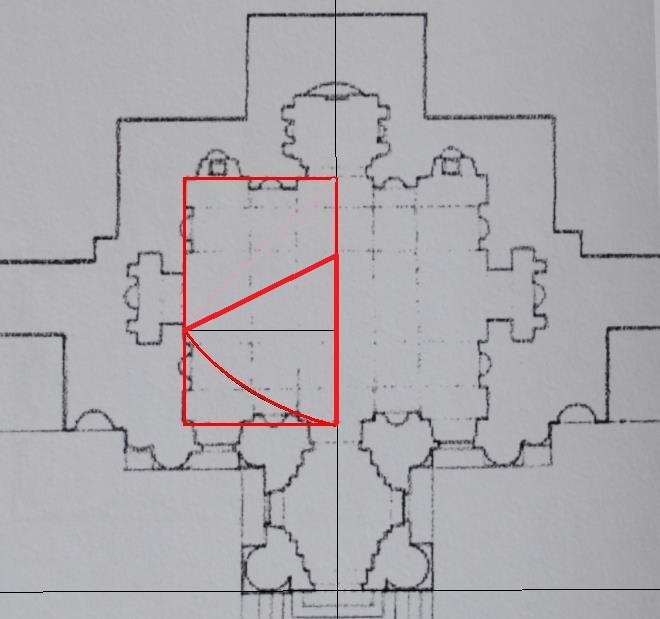
Schéma du plan de la Grotte avec le nombre d'or mis en évidence.

### Le Château Neuf

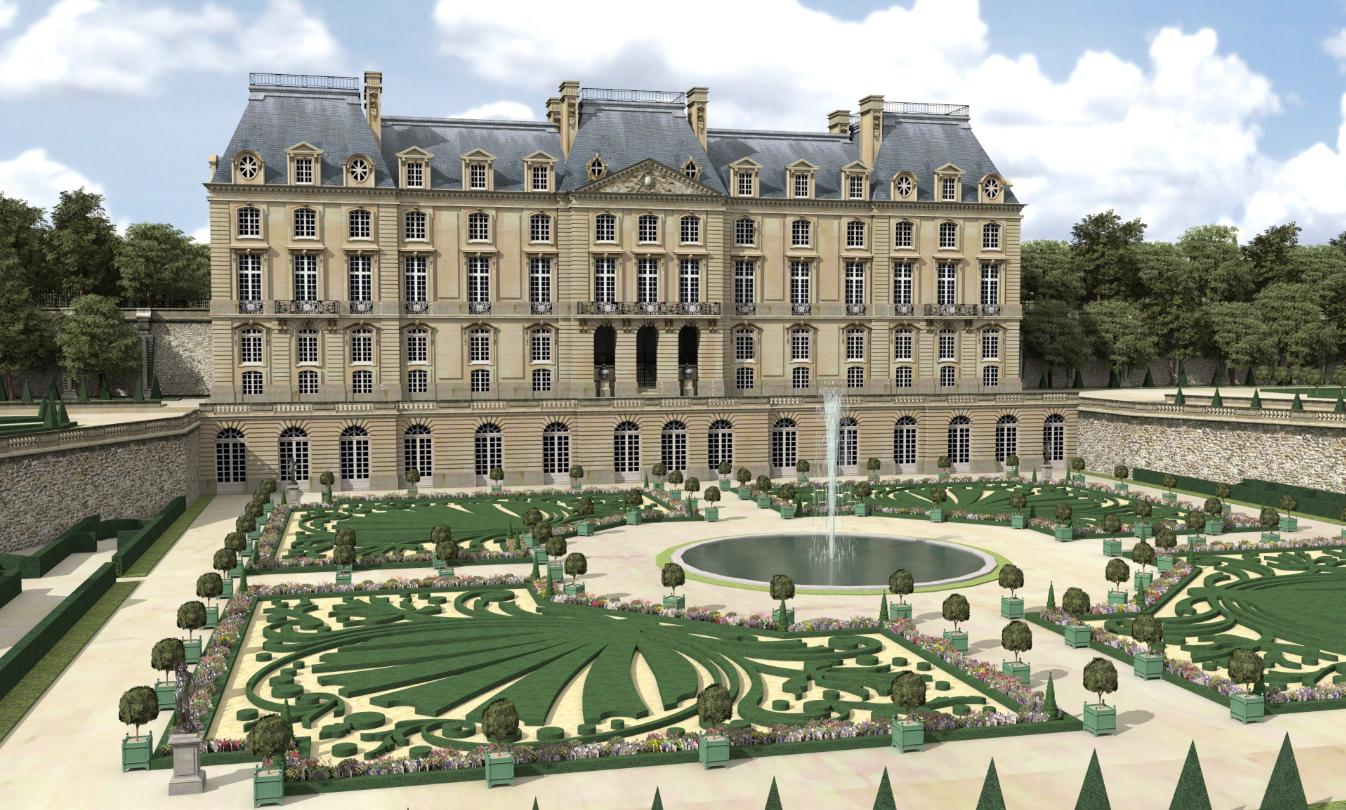
Restitution 3D du château-neuf de Meudon à son apogée, vers 1709. Franck Devedjian et Hervé Grégoire, 2013.

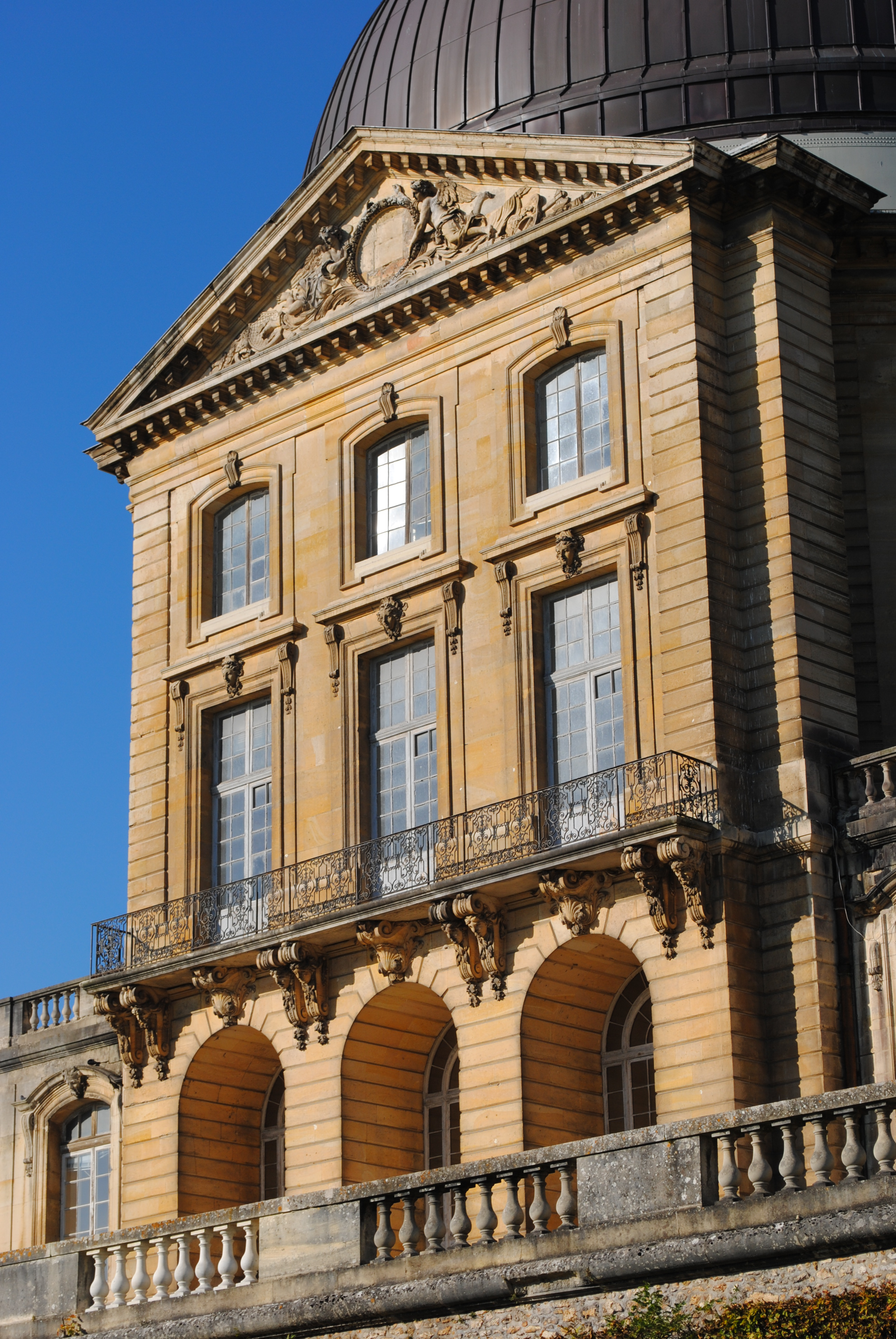
Façade conservée du Château-Neuf de Meudon, 2013.

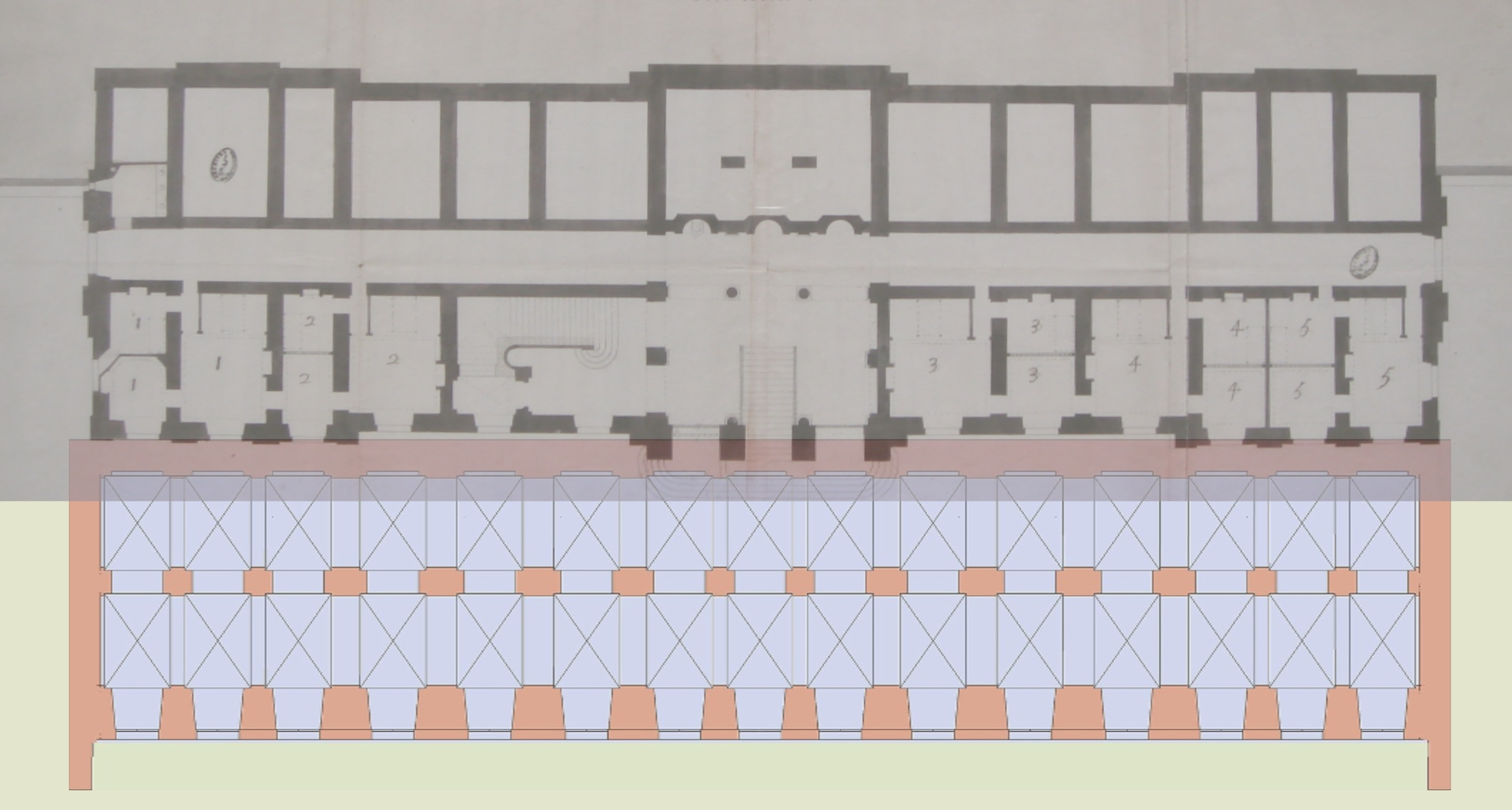
Superposition des plans au sol du château neuf de Meudon, avec l'Orangerie.

C'est à l'architecte Jules Hardouin-Mansart que l'on doit les plans du Château-Neuf. Dangeau précise au 21 mai 1706, qu'étant à Marly, « le roi travailla le matin avec Mansart, qui lui montra les plans des bâtiments que S. M. veut faire à Meudon à l'endroit où est la grotte ». Monseigneur a souhaité ce bâtiment pour loger les courtisans qu'il recevait à Meudon, et le roi a visé les dessins réalisés pour Monseigneur. Il est élevé sur l'emplacement même de la Grotte, démolie préalablement en 1705.
Un long couloir central dessert l'ensemble des logements : il n'est pas original pour l'époque. Ce qui l'est bien plus, c'est la systématisation du logement type du courtisan, puisque l'ensemble du Château-Neuf peut être comparé à une sorte d'« hôtel » dans le sens contemporain que l'on donne à ce mot.
Après presque deux cents ans d'existence, un incendie le ravage, le 31 janvier 1871. Les ruines sont livrées aux intempéries, sans doute un peu pillées, jusqu'en 1879 où une loi concrétise le choix du site de Meudon comme observatoire. Un projet de réaménagement des ruines est alors établi par l'architecte Constant Moyaux, sauvant de la destruction ce qui restait du château, en particulier les deux étages inférieurs moins affectés par le feu.

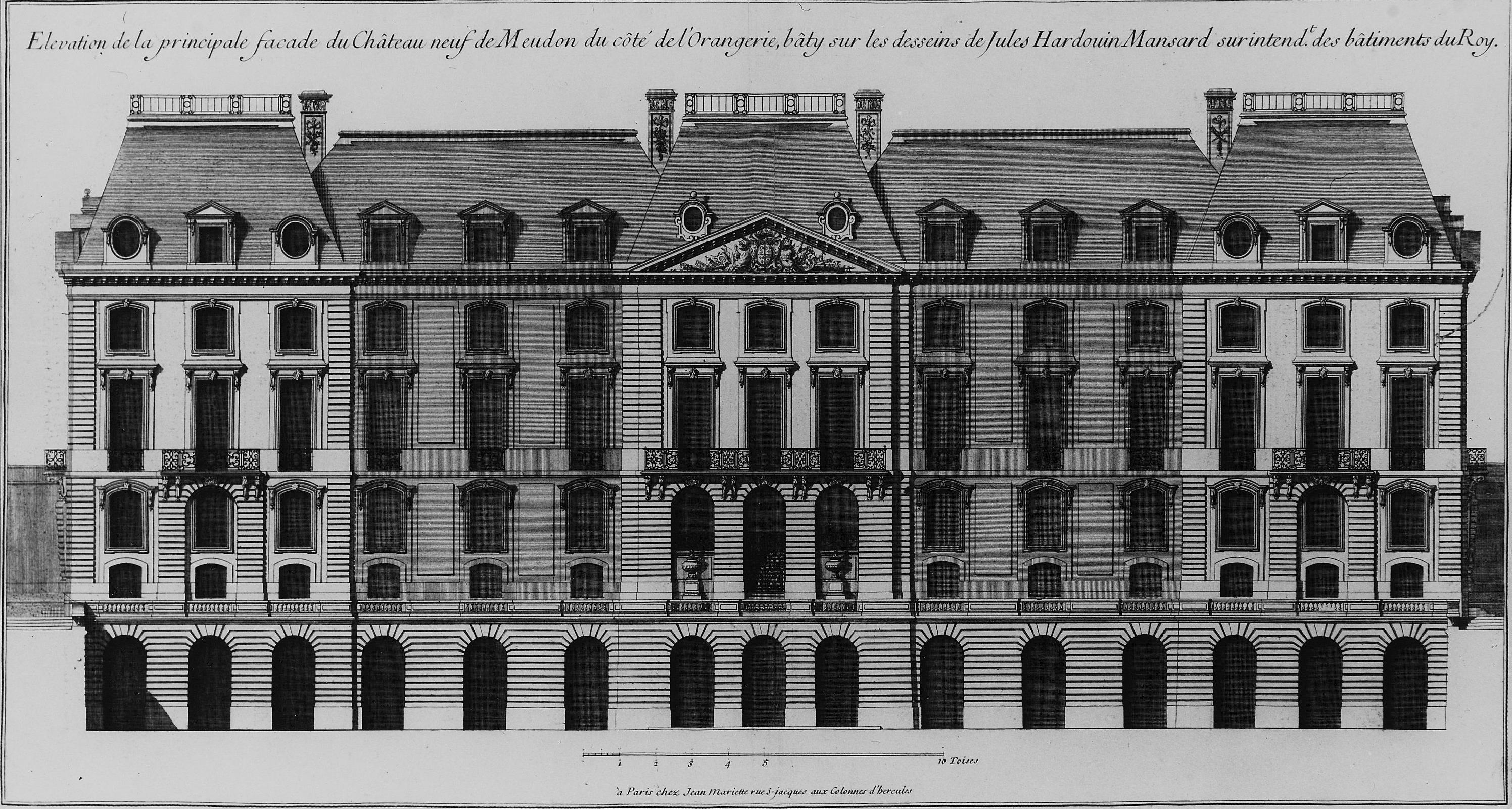
Élévation du Château-Neuf du côté du parterre. Mariette, vers 1715.
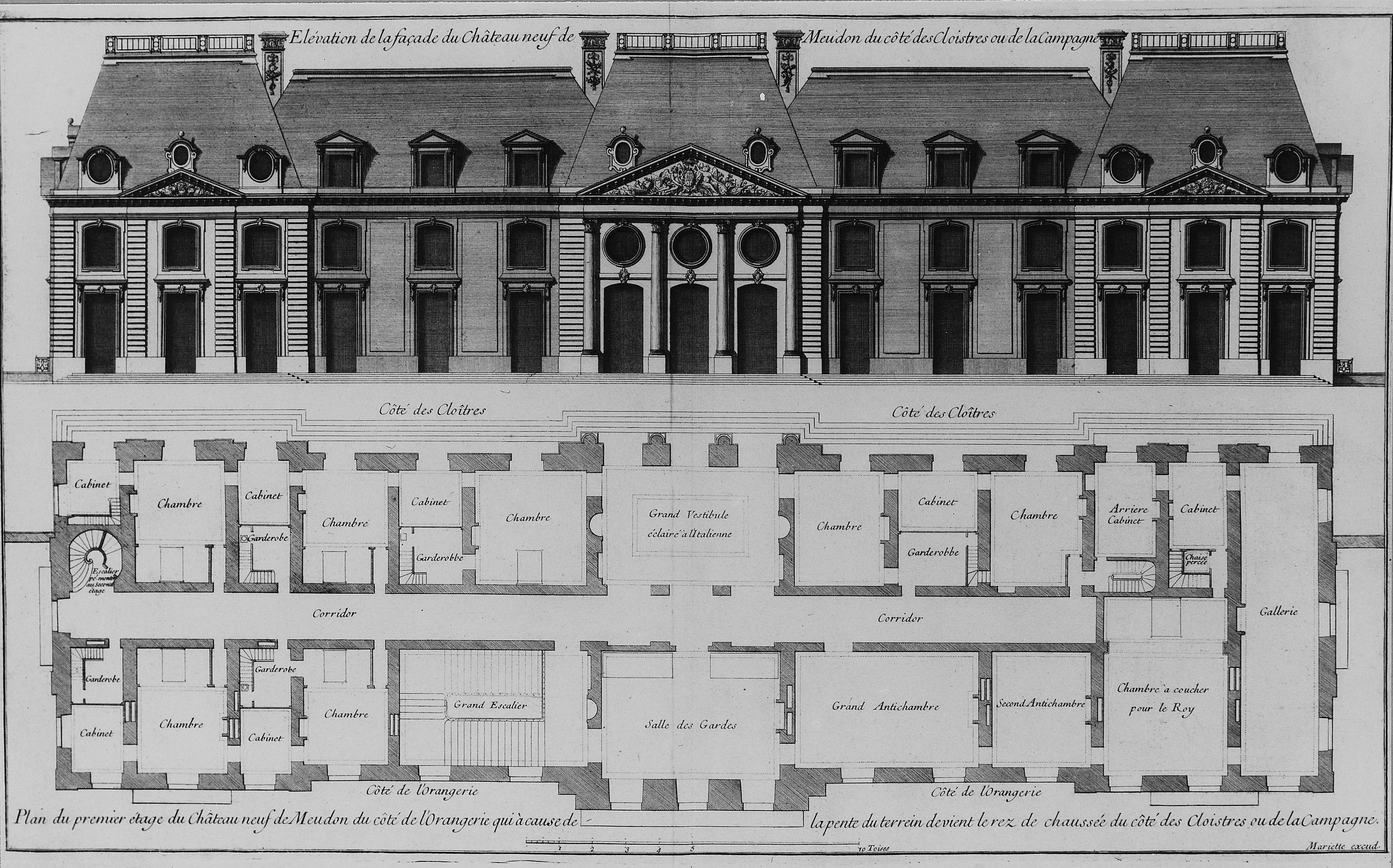
Elévation et plan du niveau 3 du Château-Neuf (le « Bel étage »), par Mariette, vers 1715.
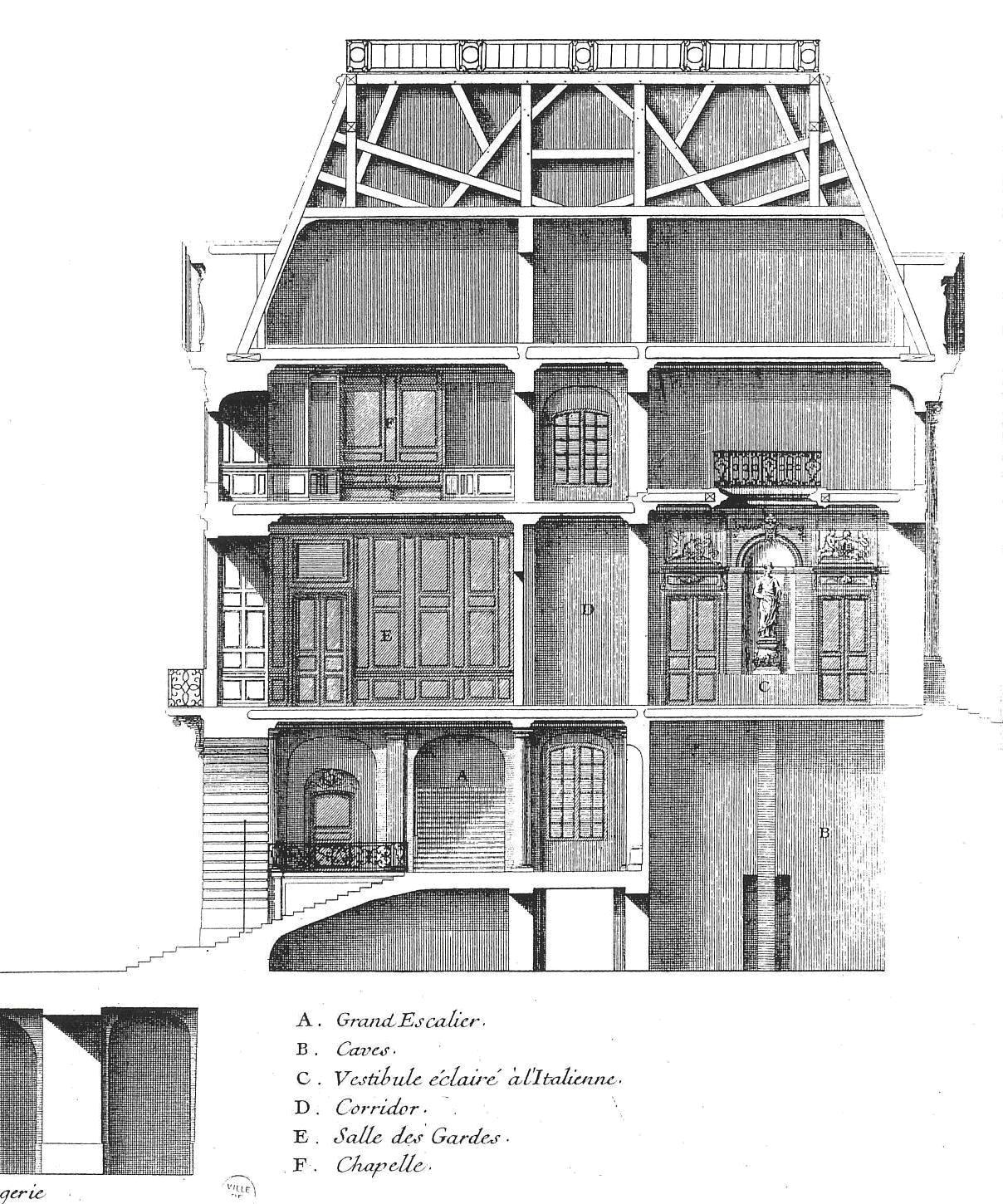
Coupe du Château-Neuf de Meudon, vers 1720. Mariette.
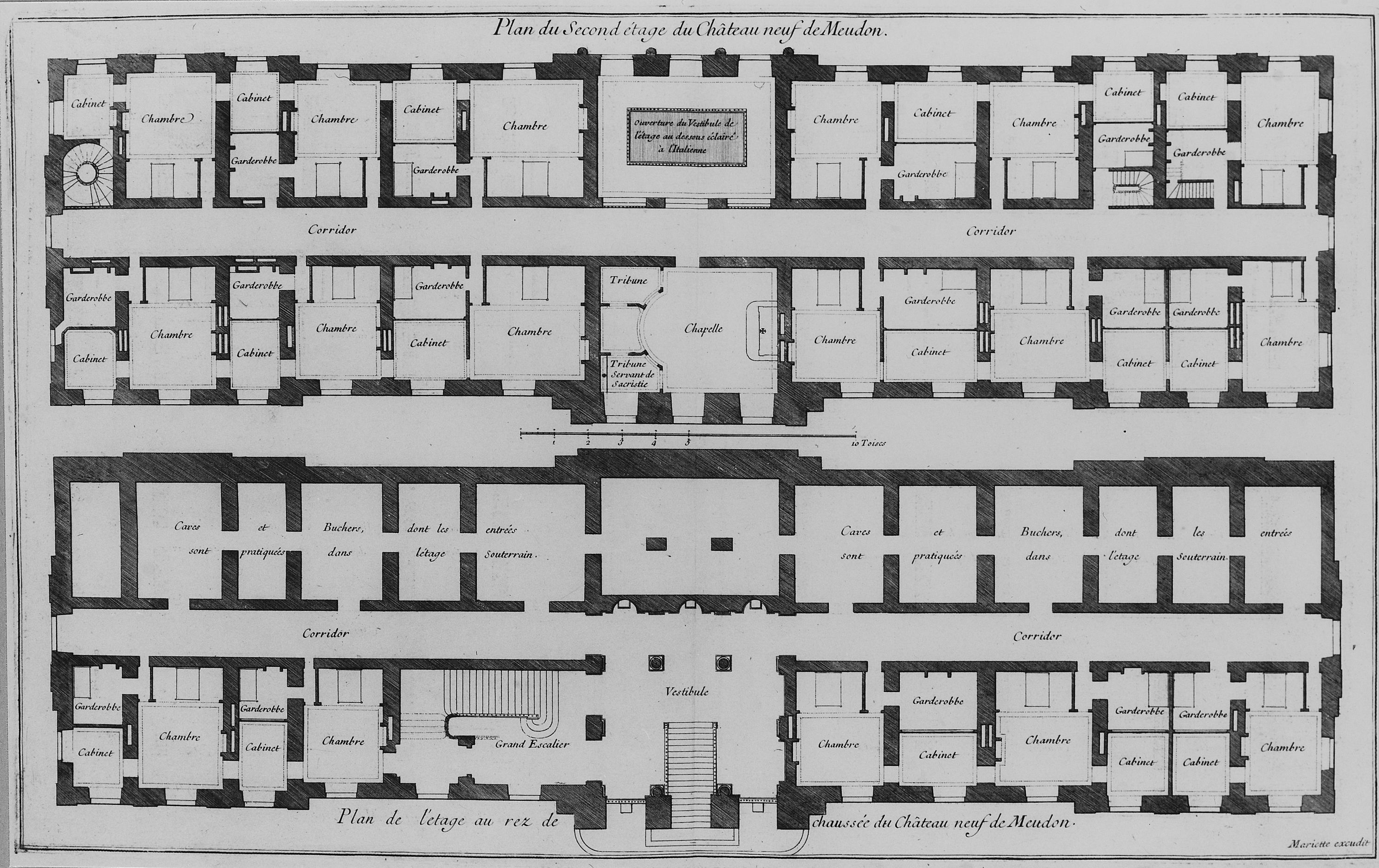
Plan des niveaux 2 et 4 du Château-Neuf de Meudon. Mariette, vers 1715.
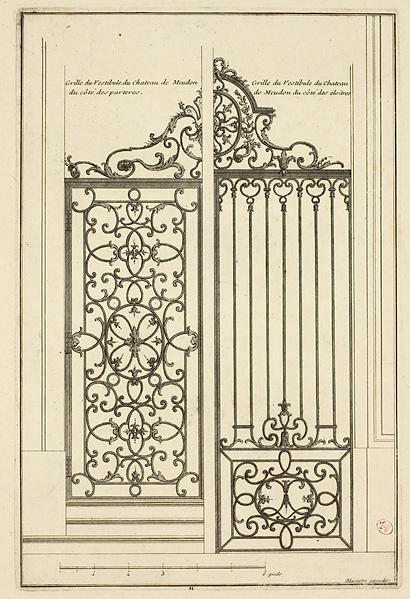
Grilles du Château-Neuf de Meudon. Mariette, A.F.
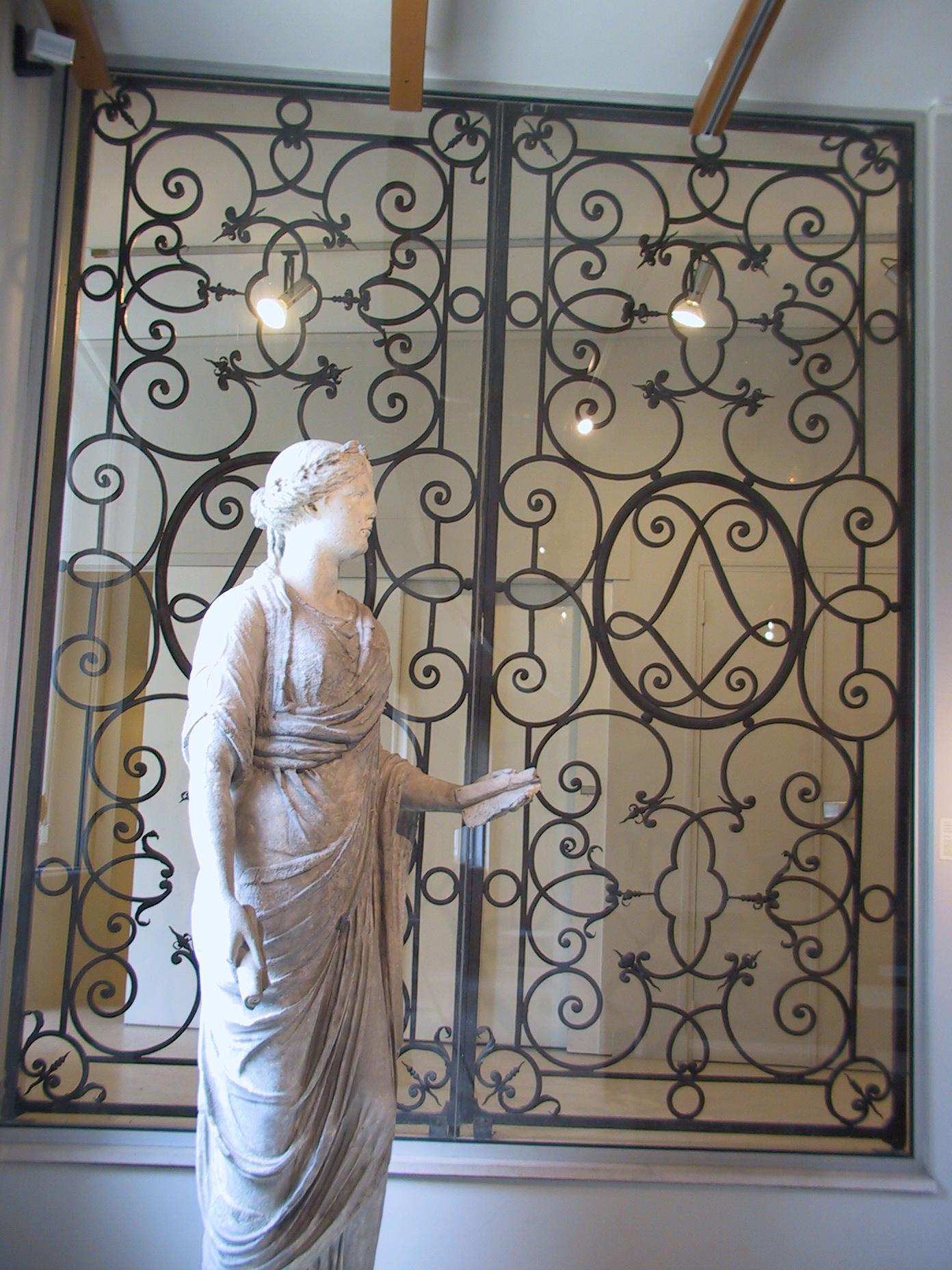
La grille basse du Château-Neuf, vers 1708. Musée-promenade de Marly-le-Roi.
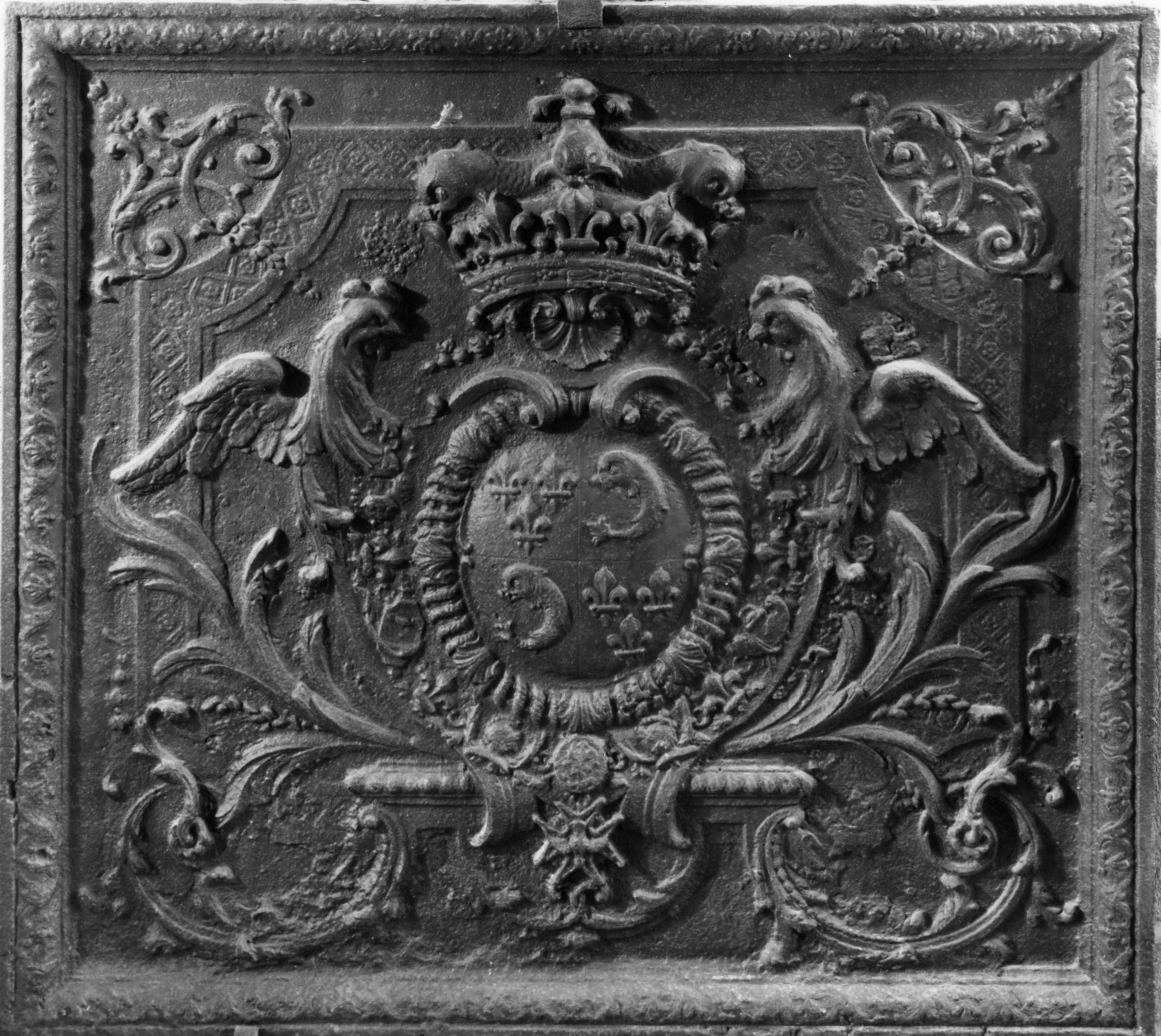
Taque foyère aux armes du dauphin, Château-Neuf, vers 1708. Musée d'art et d'histoire de Meudon.
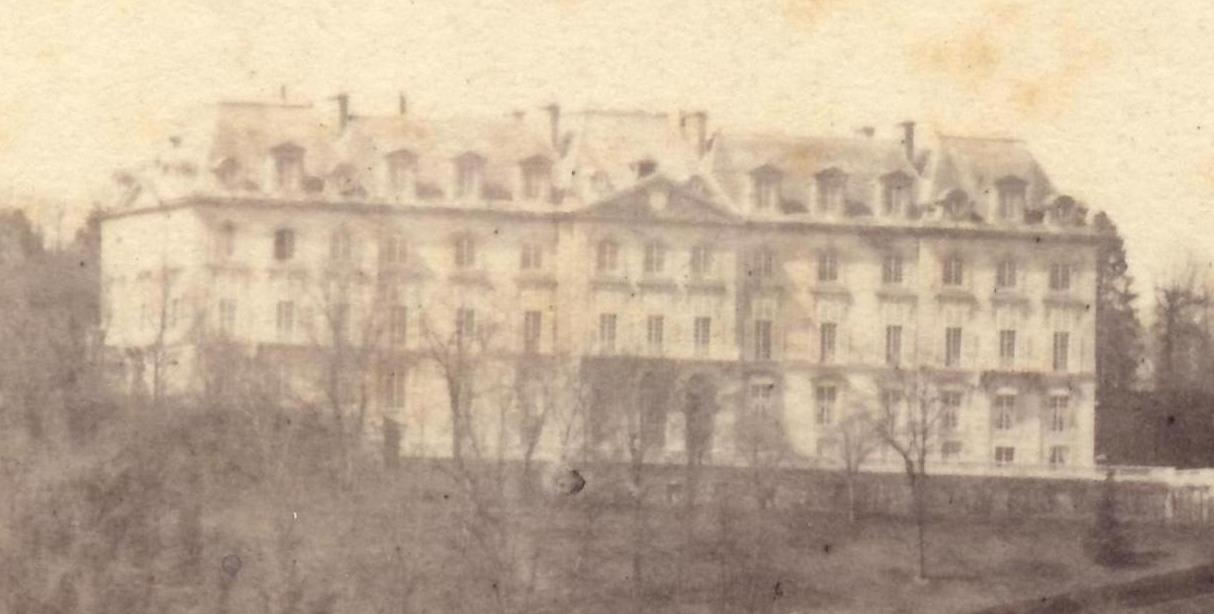
Photographie du Château-Neuf, vers 1860.

#### Le vestibule supérieur

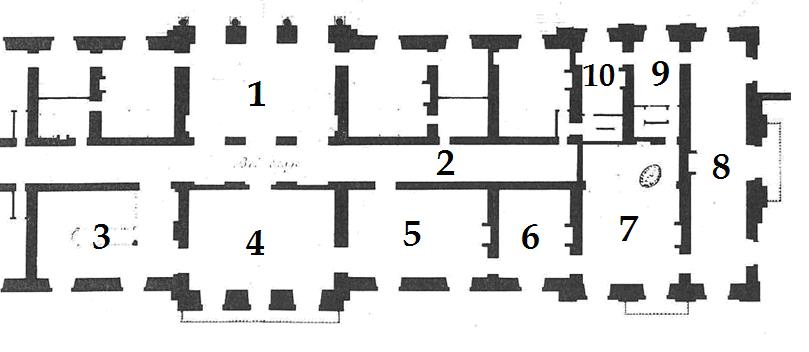
Distribution du Château-Neuf en 1709. Légende : 1. Vestibule supérieur 2.Corridor 3.Grand Escalier 4.Salle des Gardes 5.Première antichambre 6.Seconde Antichambre 7.Chambre de parade de Monseigneur 8. Galerie 9.Cabinet 10.Arrière-Cabinet.

On accédait au château par le vestibule supérieur, du côté de la forêt. Celui-ci était à l'italienne, percé par une ouverture, qui permettait d'en dégager l'espace. Les dessus-de-porte étaient sculptés d'enfants, représentant les quatre Saisons, dont la représentation nous est conservée par des photographies de modèles en plâtre, moulés sur les originaux (Vente Sardou).

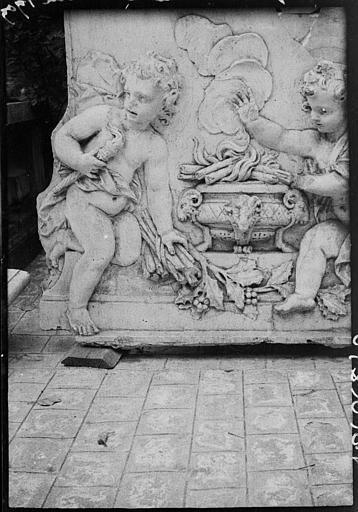
L'Hiver, Vestibule Supérieur, 1708.
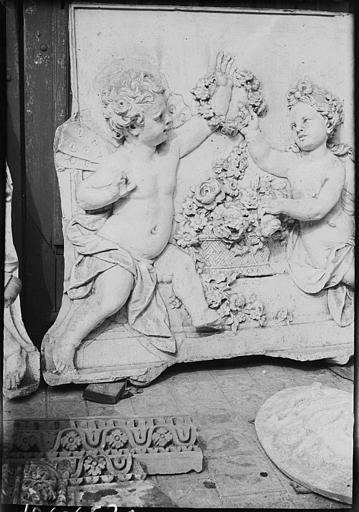
Le Printemps, Vestibule Supérieur, 1708.
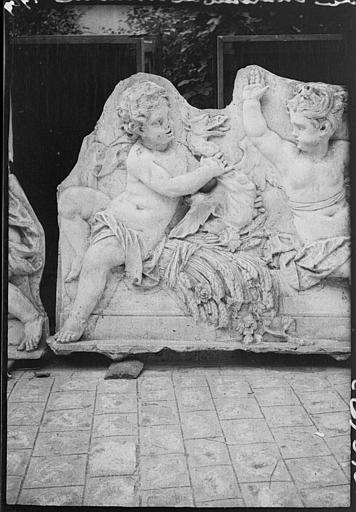
L'Eté, Vestibule Supérieur, 1708.
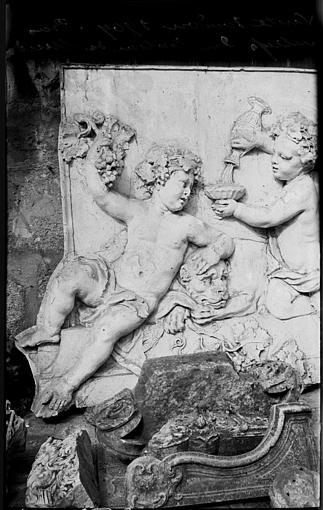
L'automne, Vestibule Supérieur, 1708.

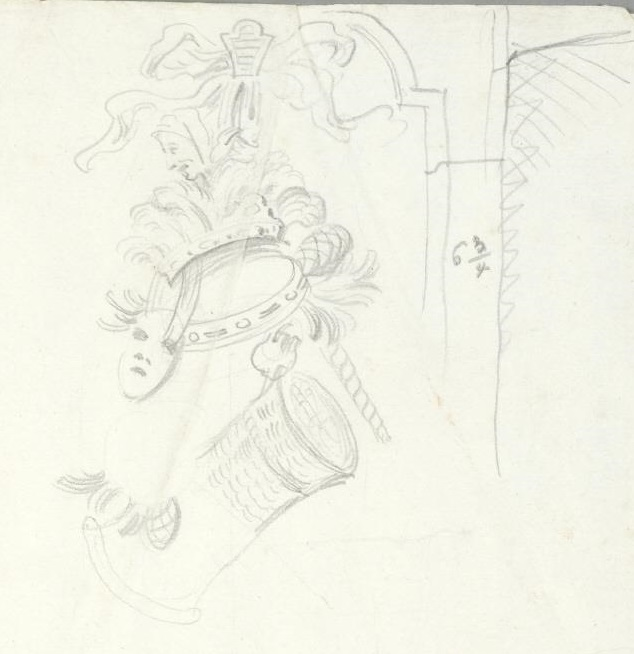
Décor du Vestibule Supérieur. Stockholm, NMH CC 1078.
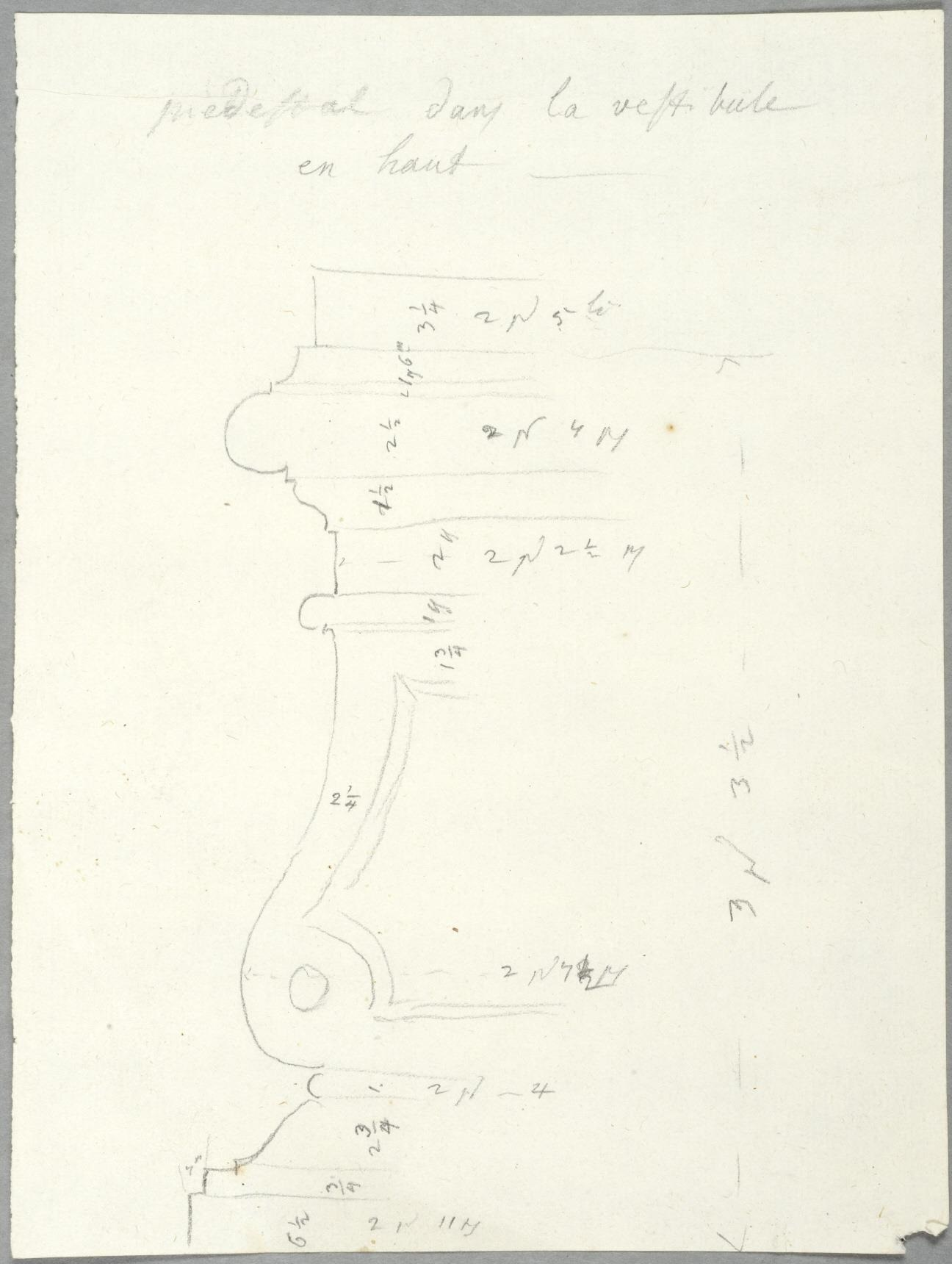
Piédestal du Vestibule. Stockholm, NMH CC 1073.
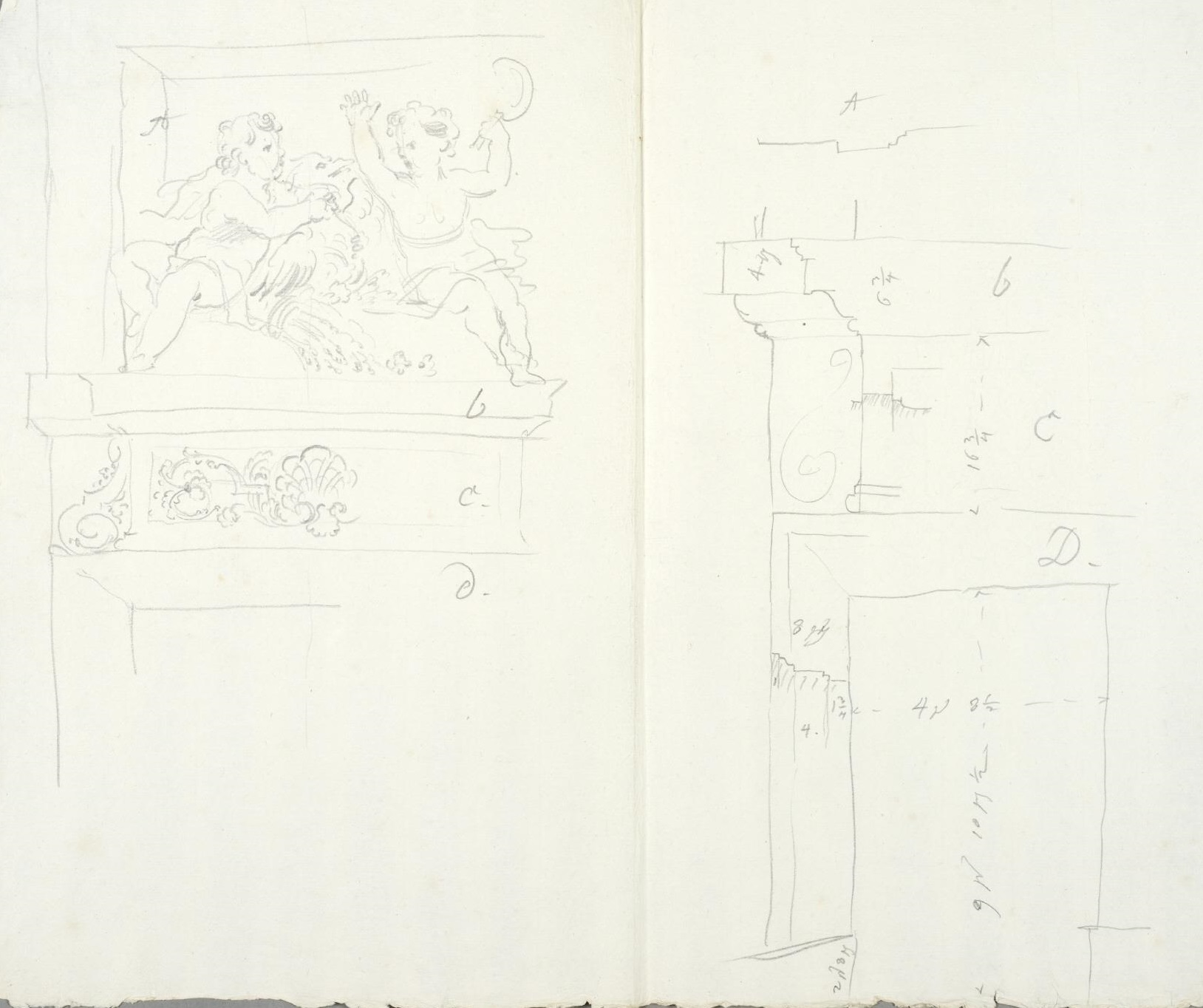
Décors du Vestibule Supérieur. Stockholm, NMH CC 1074.
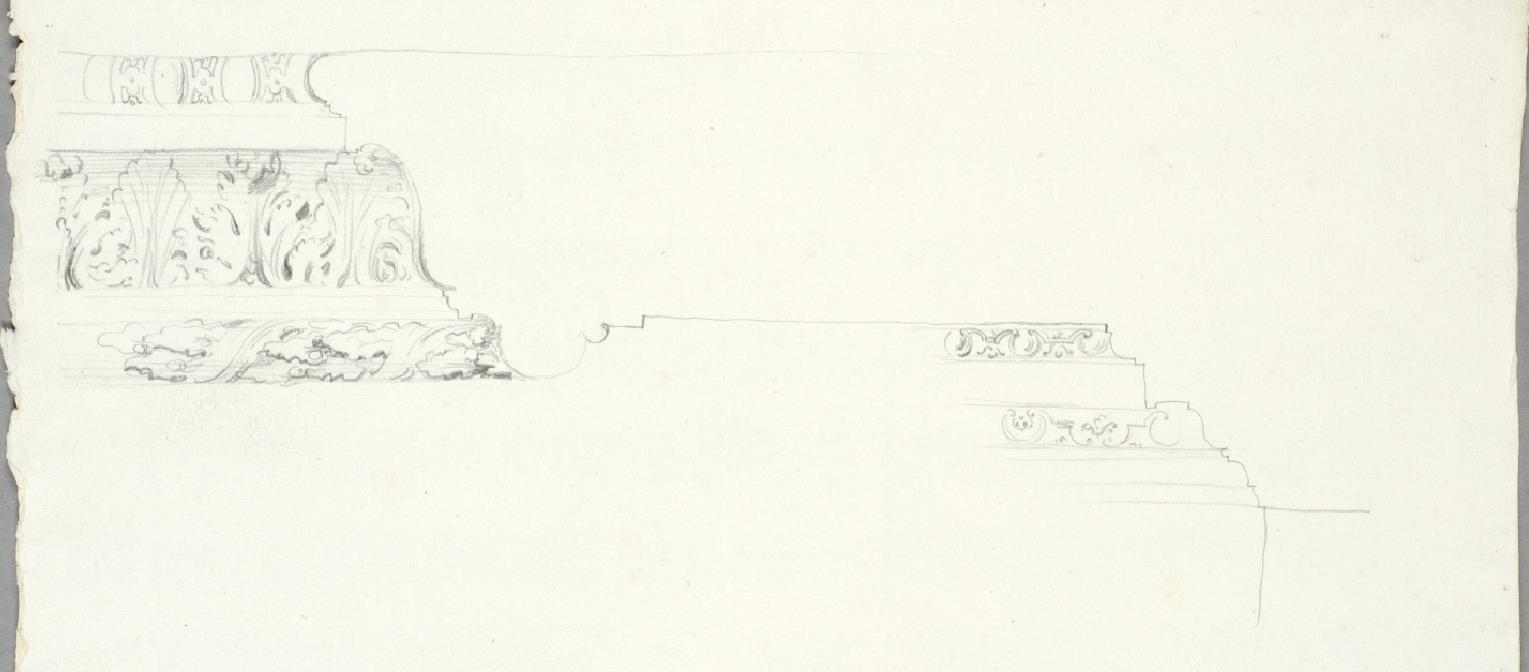
Détail de la corniche du Vestibule Supérieur, Nationalmuseum de Stockholm, NMH CC 1074.

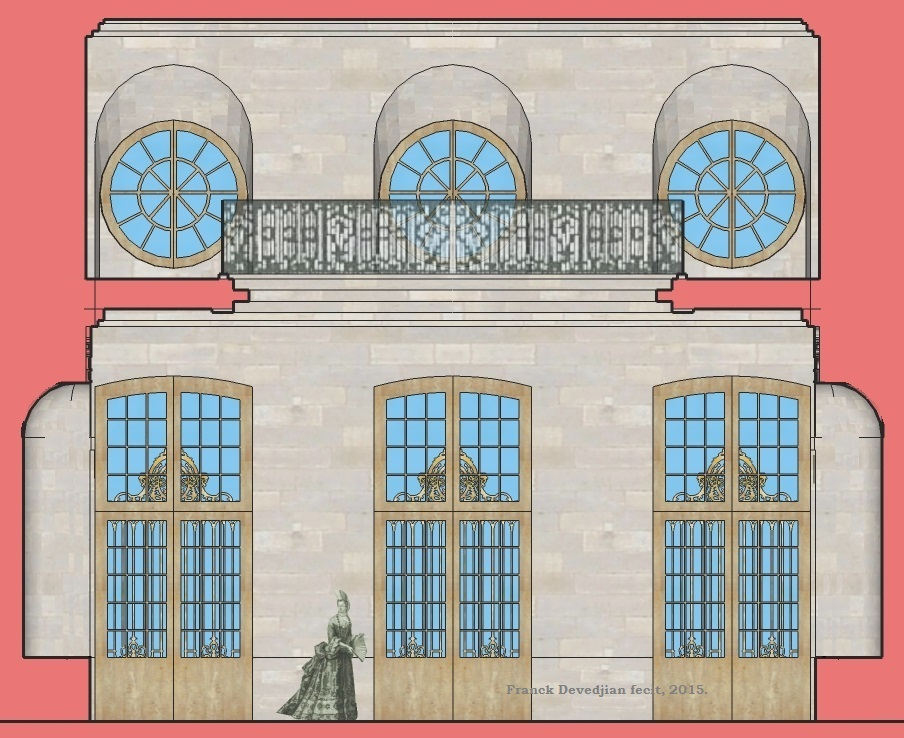
Essai de coupe du Vestibule Supérieur, qui fait fonction de salon à l'italienne.
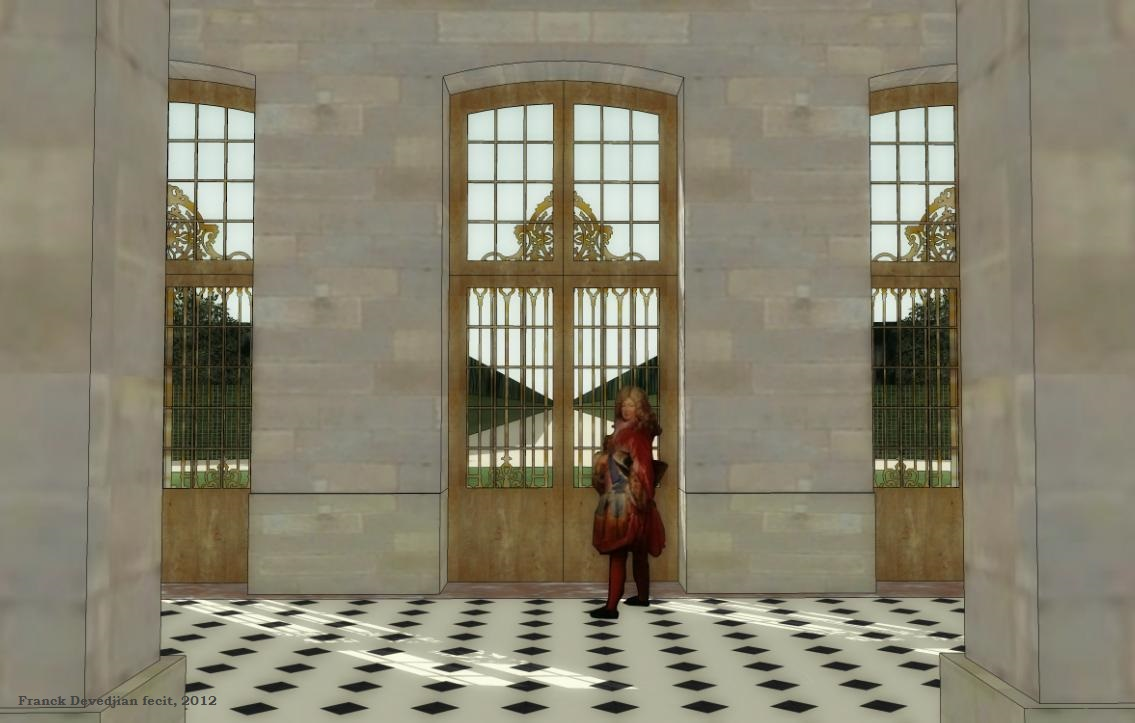
Essai de restitution du point de vue depuis le Vestibule Supérieur.
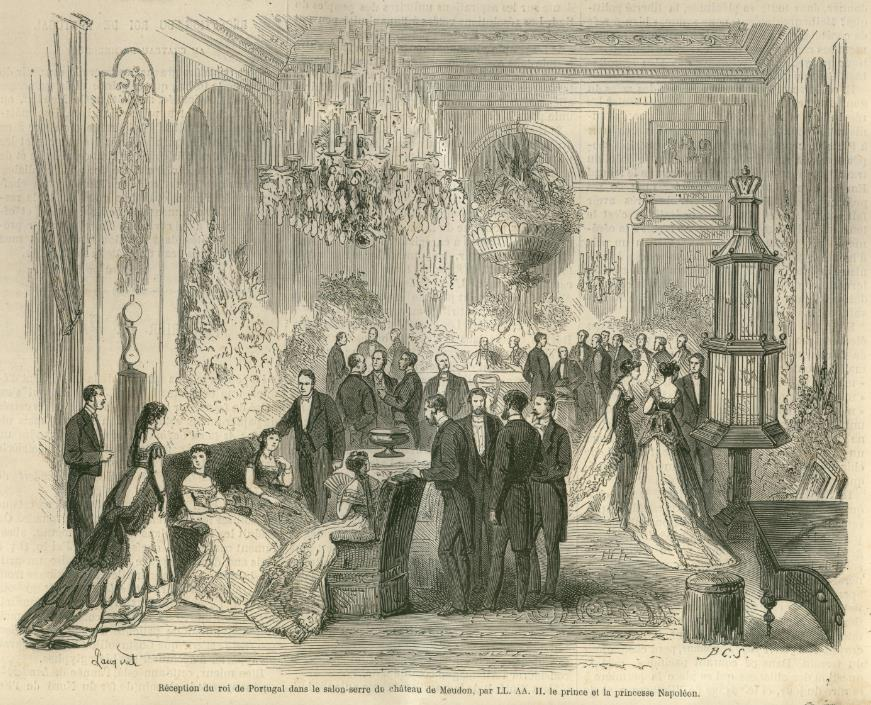
Réception du roi de Portugal par le Prince Napoléon, Vestibule Supérieur, 1867.

#### La salle des gardes

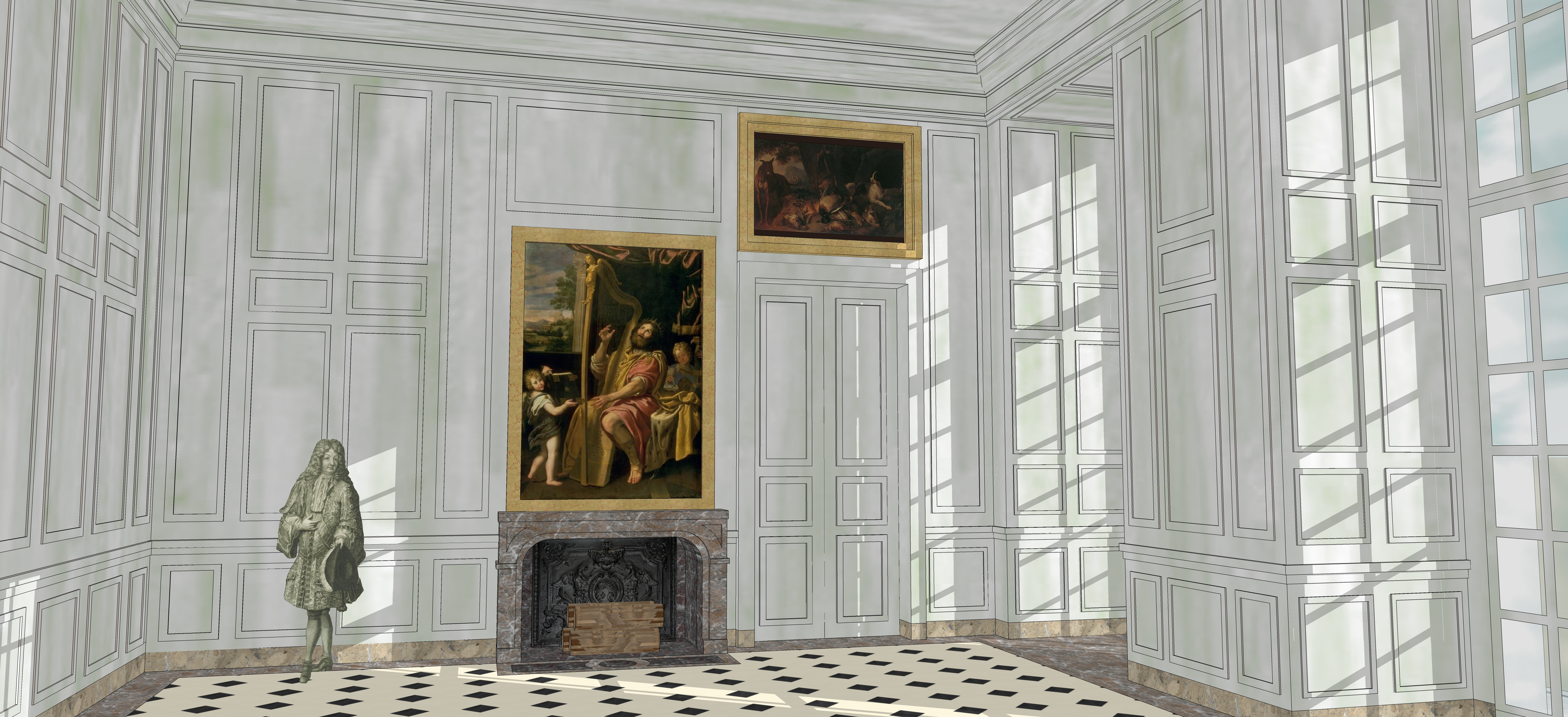
Essai de restitution de la salle des gardes du château-neuf de Meudon, état vers 1709, lors de sa création.

Cette pièce centrale avait vue sur les parterres par trois fenêtres rectangulaires (baies conservées). À sa création, elle est revêtue de boiseries moulurées. Sur la cheminée était une copie par Houasse du David du Dominiquin, Louis XIV chérissant particulièrement cette peinture. Deux peintures commandées à Desportes surmontaient les sorties latérales : 1. « un chien couchant, et un lévrier, sur le devant dans le milieu du gibier répandus a terre canards perdrix bécasses et lièvre, dans le milieu une gibecière a un arbre » ; 2. un « lièvre qui est attache a un arbre par la patte gauche sur la gauche un chien couchant au pied duquel est quatre perdrix et un faisan, sur le devant de tableau un fusil et son fourniment ».

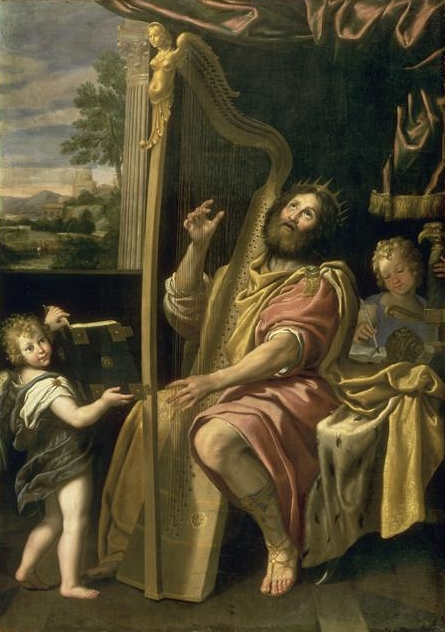
Le David, du Dominiquin, copie placée au-dessus de la cheminée.
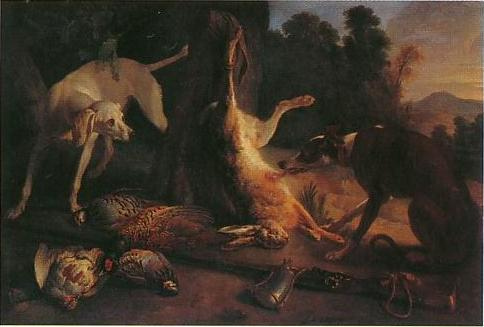
Un chien couchant, et un lévrier, François Desportes. 1709.
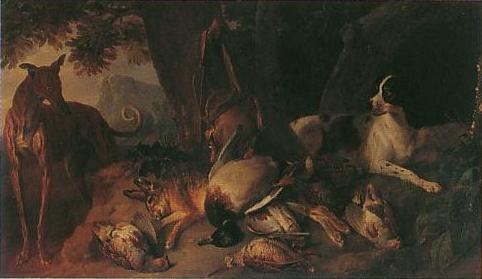
Un lièvre qui est attaché a un arbre, François Desportes, 1709.

#### La première antichambre

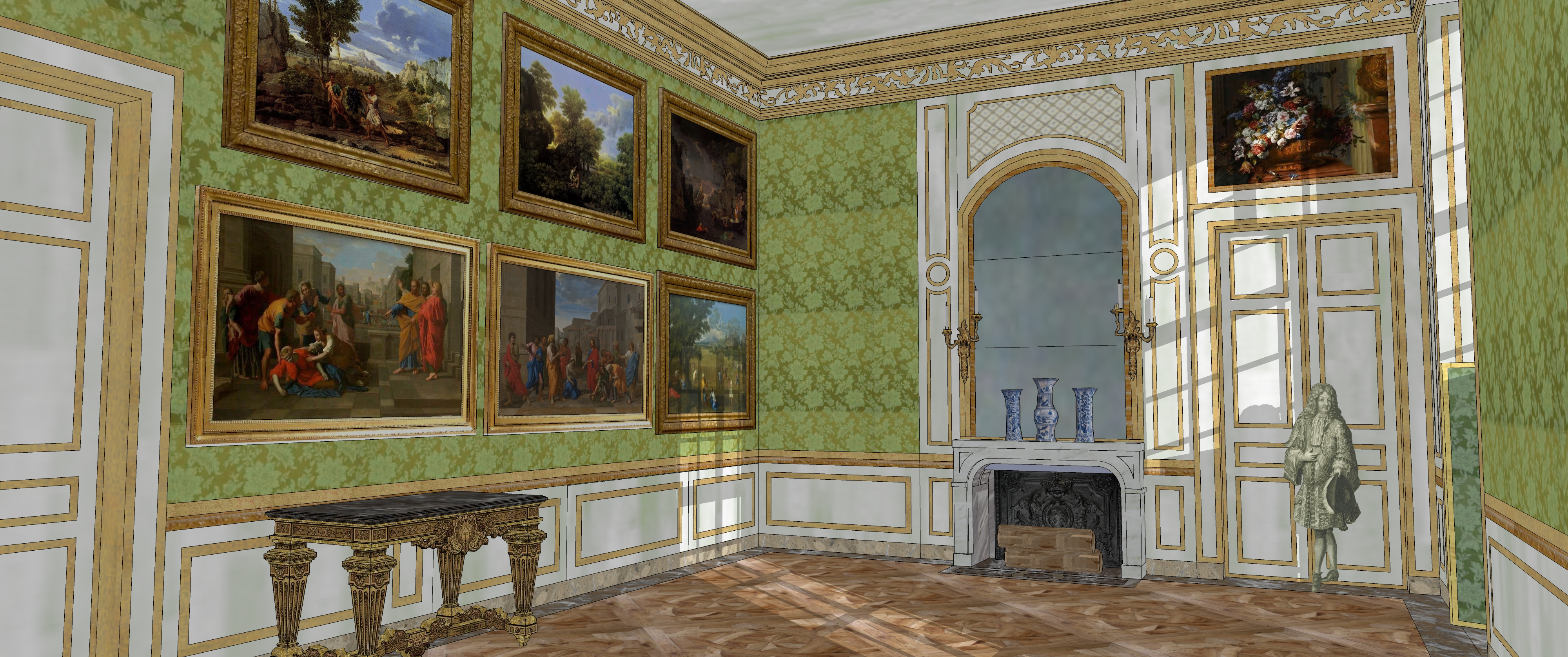
Essai de restitution de la première antichambre de Monseigneur au Château-Neuf, vers 1709-1711. Le Grand Dauphin avait placé au sein du château-neuf de nombreuses toiles de Nicolas Poussin, dont les Saisons conservées au Louvre.

En 1775, la pièce est décrite de la manière suivante :

« Antichambre ou salle à manger en suitte. Pièce éclairée de deux croisées au Levant, lambris d’apui, corniche sculté. Cheminée de marbre blanc véné (…) Deux tableaux au-dessus des portes, peints sur toille, de chacun 4 pieds 7 pouces de largeur sur 3 pieds 3 pouces et demi de hauteur. L’un représente un vase d’or, posé sur un piedestal de marbre, avec une guirlande qui tombe en festons, et des fruits. Sur le piedestal sont des limons, des grenades et des raisins, rideau cramoisi et fond de ciel, l’autre représente un vaze de bronze dorée, entourée d’une guirlande de fleurs posée sur une pleinte de marbre vert, à côté est un vase d’argent renversé avec une figure de femme cisellée qui forme l’ance. Ces deux tableaux sont de Fontenay ». Le milieu de la pièce est orné d' « une table de mastique fond noir a fleurs et oiseaux au naturel. »

#### La seconde antichambre

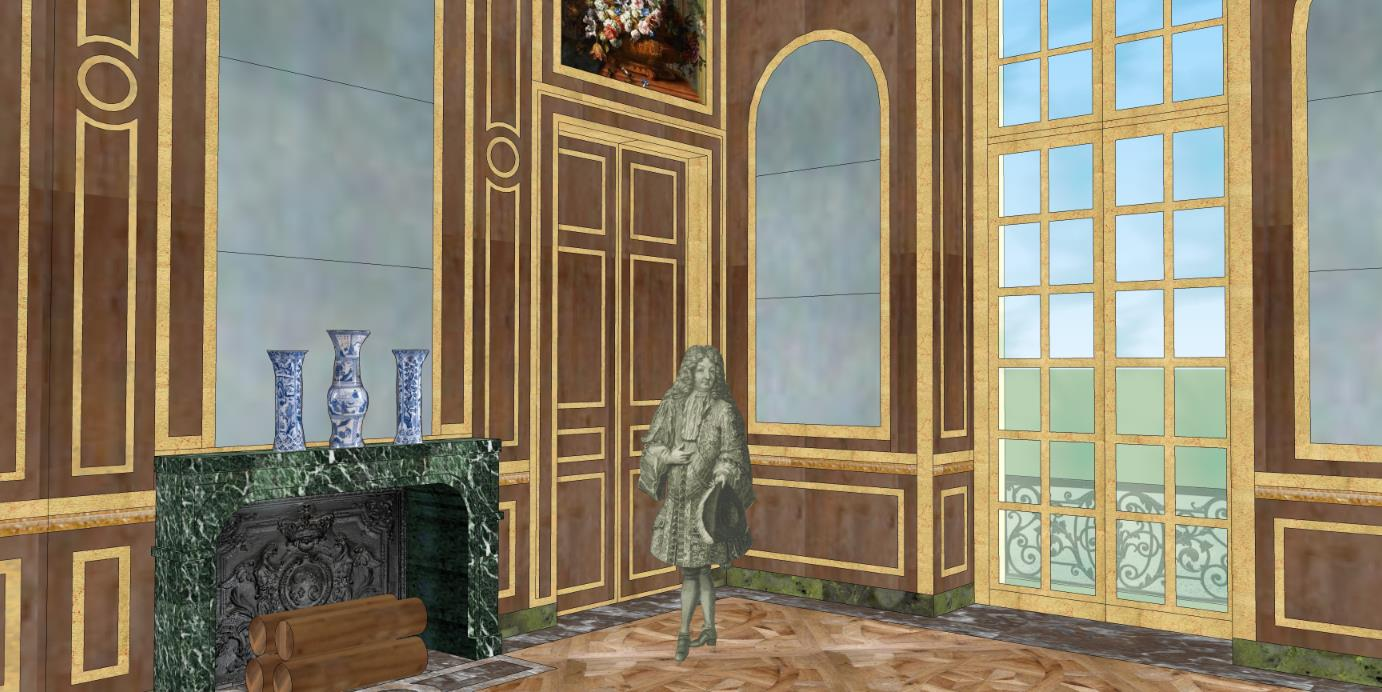
Essai de restitution de la deuxième antichambre du château-neuf de Meudon, vers 1709-1711. La pièce était boisée à la Capucine et dorée.

À l’achèvement du Château-Neuf en 1709, on avait disposé deux tableaux de fleurs commandés à Fontenay, comme pour toutes les autres pièces de l’appartement, ce qui uniformisait le décor, à savoir :

« Un vase d’or avec deux anses, entouré d’une guirlande de fruits, posé sur une table de porphire qui est garnie de raisins ; sur la droite, un panier remply de raisins d’Italie, concombre, grenade et fleurs ; sur la gauche, un rideau cramoisy, derrière lequel sont plusieurs bassins d’or, dont l’un est entouré d’une guirlande de fleurs ; ayant de hauteur 3 pieds 2 pouces sur 4 pieds 8 pouces de large. »

« Une pyramide de fruits posée sur une table de marbre sur laquelle est un melon entamé à côté d’une grenade ; sur la droite, sur la même table, un oranger dans un vase de porcelaine ; sur la même table, à gauche, un grand vase d’or entouré d’une guirlande de fleurs, au pied duquel est un autre vase d’argent renversé, un plat d’or dont un coin est caché par un rideau violet ; de mêmes dimensions que le précédent. »

L’inventaire de 1775 précise qu’il s’agit d’une :

« pièce éclairée d’une croisée au Levant, lambrissée de hauteur, scultée, dorée et verni sur bois, corniche en plâtre scultée et dorée idem. La cheminée de vert-campan. (…) Deux tableaux au-dessus des portes, peints sur toille, de chacun de largeur sur de hauteur. Le premier représente Apollon et Daphné, ce dieu poursuit cette nymphe qui se réfugie dans les bras du fleuve Pénée son père. Le second représente le triomphe d’Acis et de Galathée. Le premier de ces tableaux est d’Antoine Coypel, le second est de Corneille (l’aîné). »

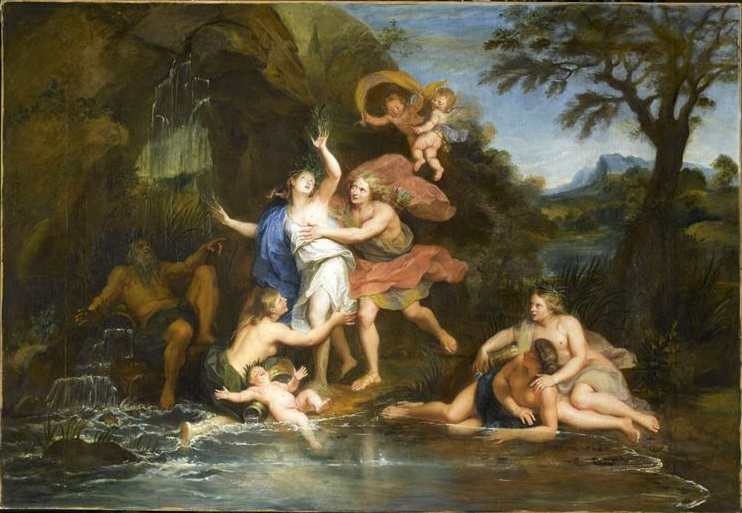
Apollon et Daphné, Antoine Coypel. Musée de Versailles.
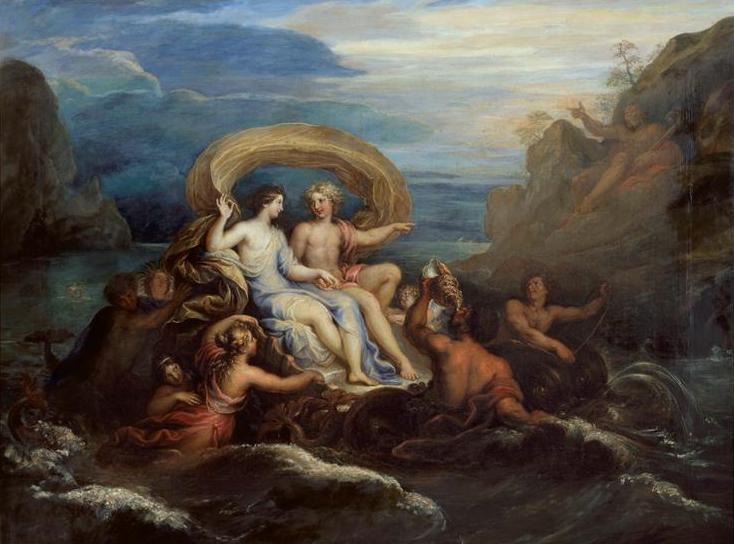
Acis et Galatée, Michel Corneille, Musée de Versailles.

#### La chambre de parade de Monseigneur

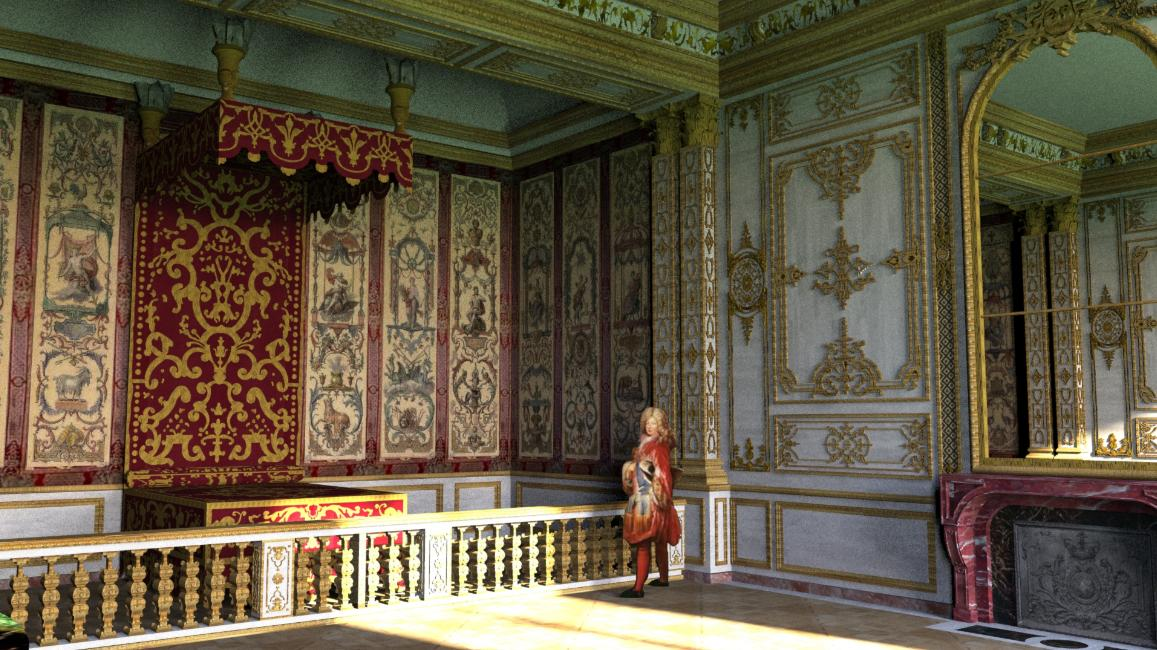
Restitution 3D de la chambre de parade de Monseigneur au château-neuf de Meudon, état vers 1710-1711. Franck Devedjian et Hervé Grégoire, 2014.

L’inventaire de 1775 indique pour la chambre de parade le décor suivant :

« Pièce éclairée de deux croisées au Levant, lambris scultés, vernis et dorés sur bois, corniche scultée et dorée, grande alcôve soutenue sur des corps de pilastre d’architecture. Cheminée de marbre griotte d’Italie (…) Deux tableaux au-dessus des portes, peints sur toille, de chacun de 4 pieds 9 pouces de largeur sur 3 pieds 3 pouces de hauteur, l’un représente un vase d’or rempli de différentes fleurs, posé sur une corniche de marbre, dans le fond sont deux colonnes entourées de guirlandes de fleurs, l’autre représente un vase d’or à anse rempli de différentes fleurs, pôsé sur une pleinte de pierre, auprès un autre vase d’albâtre et de l’autre côté un bout de draperie qui tombe sur le bord de la pleinte. Ces deux tableaux sont de Fontenay. »

« [en marge] Dans cette chambre est sous les trumeaux de glaces deux tables de marbre de vert campan de long soutenues sur des pieds en consolle dorées et scultés. »

À l'origine, l'alcôve est décorée des 12 mois grotesques de Claude Audran III, provenant des Gobelins, qui en conserve toujours 9 sur les 12 initiaux. L'inventaire du mobilier de la Couronne en fait la description suivante :

« Une tenture, en trois pièces, de tapisserie de basse lisse, laine et soir, rehaussée d’or et d’argent, fabrique de Paris, manufacture des Gobelins, dessein d’Audran, représentant, sur douze bandes couleur de jonquille, les divinitez qui président aux douze mois de l’année, sous des portiques grotesques de différentes formes, accompagnés des attributs de chaque divinité, grotesques, rainceaux et ornemens, avec le signe du mois ; les bandes jonquilles séparées par d’autres bandes plus étroites, à fond pourpre, chargées de mosaïques et des chiffres de Monseigneur le Dauphin, le tout d’argent ; les bordures haut et bas pareilles aux bandes étroites, avec coquilles et dauphins aussy d’argent ; la tenture contenant 9 aunes 1/8 de cours sur 3 aunes ¼ de haut, faite exprès pour la chambre de Monseigneur, dans son appartement du château neuf à Meudon. »

Voici la liste des dieux rattachés aux mois grotesques :
« Janvier sous la protection de Junon » ;
« Février sous la protection de Neptune » ;
« Mars sous la protection du dieu Mars et de Minerve »
« Avril sous la protection de Vénus » ;
« May sous la protection d’Apollon » ;
« Juin sous la protection de Mercure » ;
« Juillet sous la protection de Jupiter » ;
« Aoust sous la protection de Cérès » ;
« Septembre sous la protection de Vulcain » ;
« Octobre sous la protection de Minerve et de Mars »;
« Novembre sous la protection de Diane » ;
« Décembre sous la protection de Vesta ».

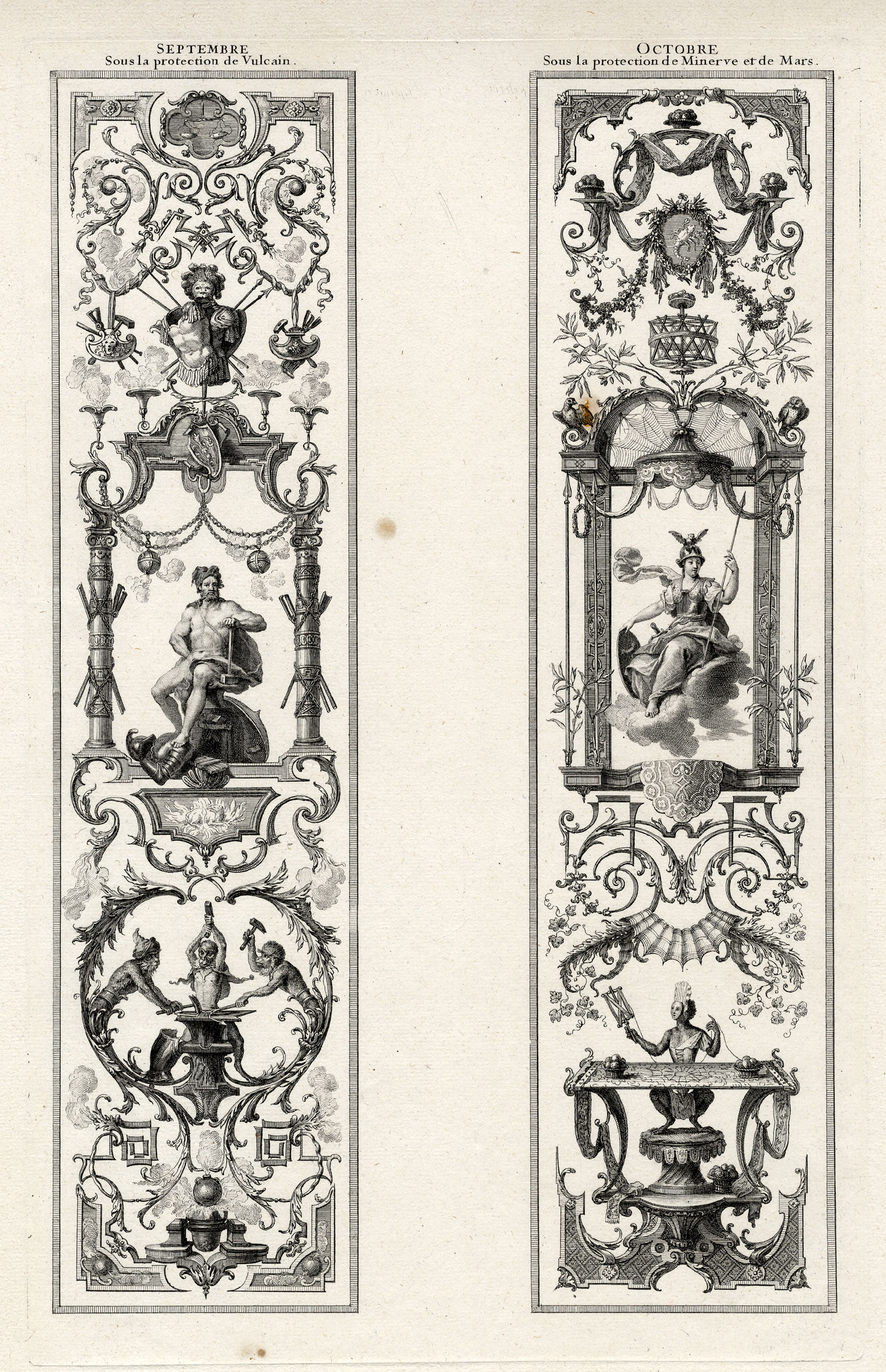
Les mois de septembre et d'octobre, Claude Audran III. Chambre de parade.

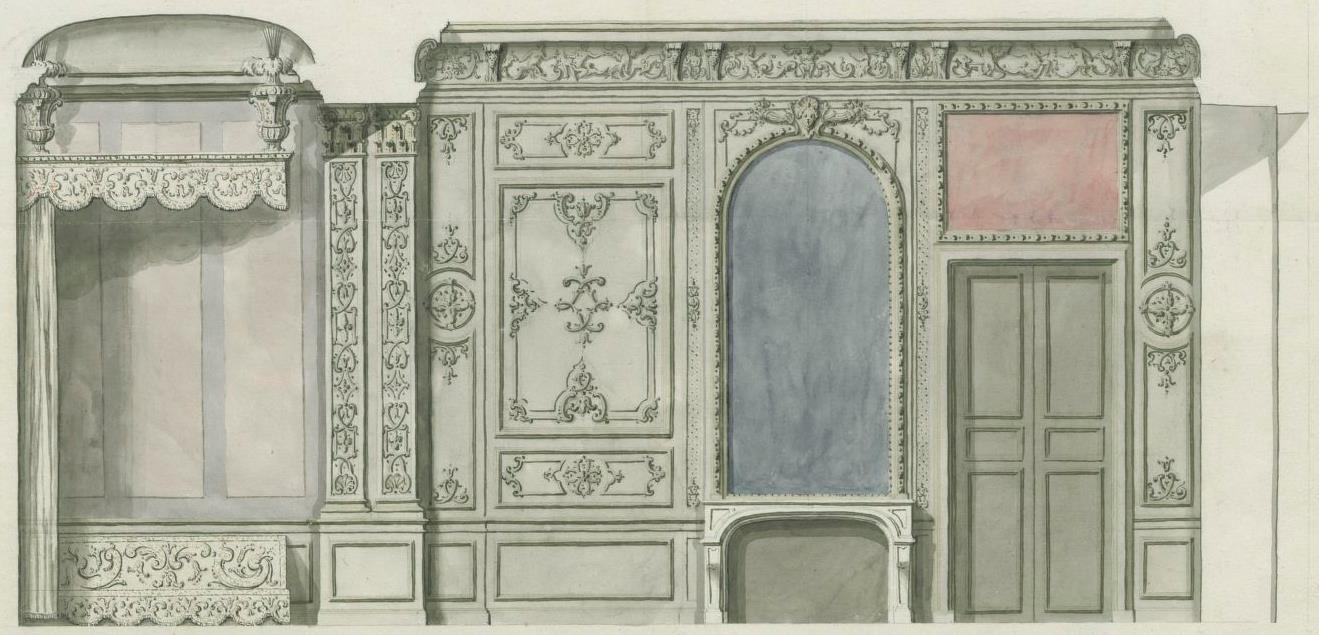
Coupe de la chambre de parade au Château-Neuf de Meudon, vers 1709.
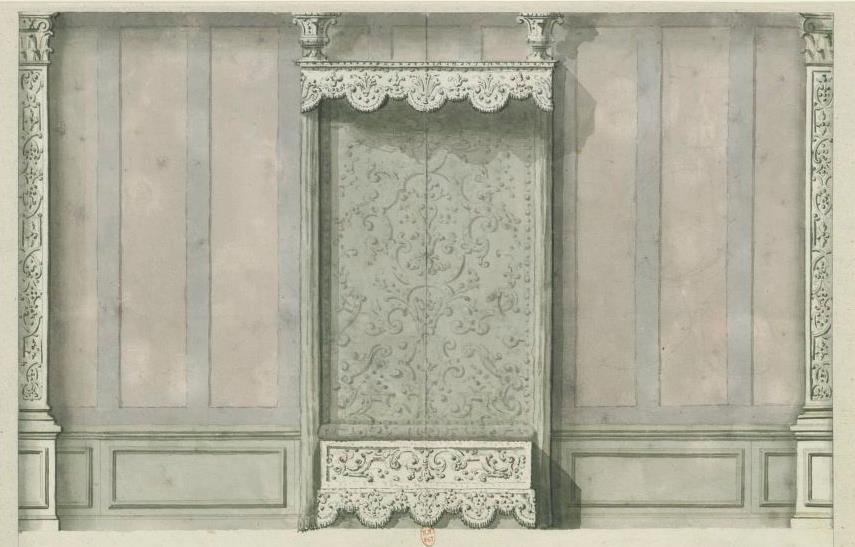
Elévation du fond de la chambre de parade, vers 1708, avec le lit.
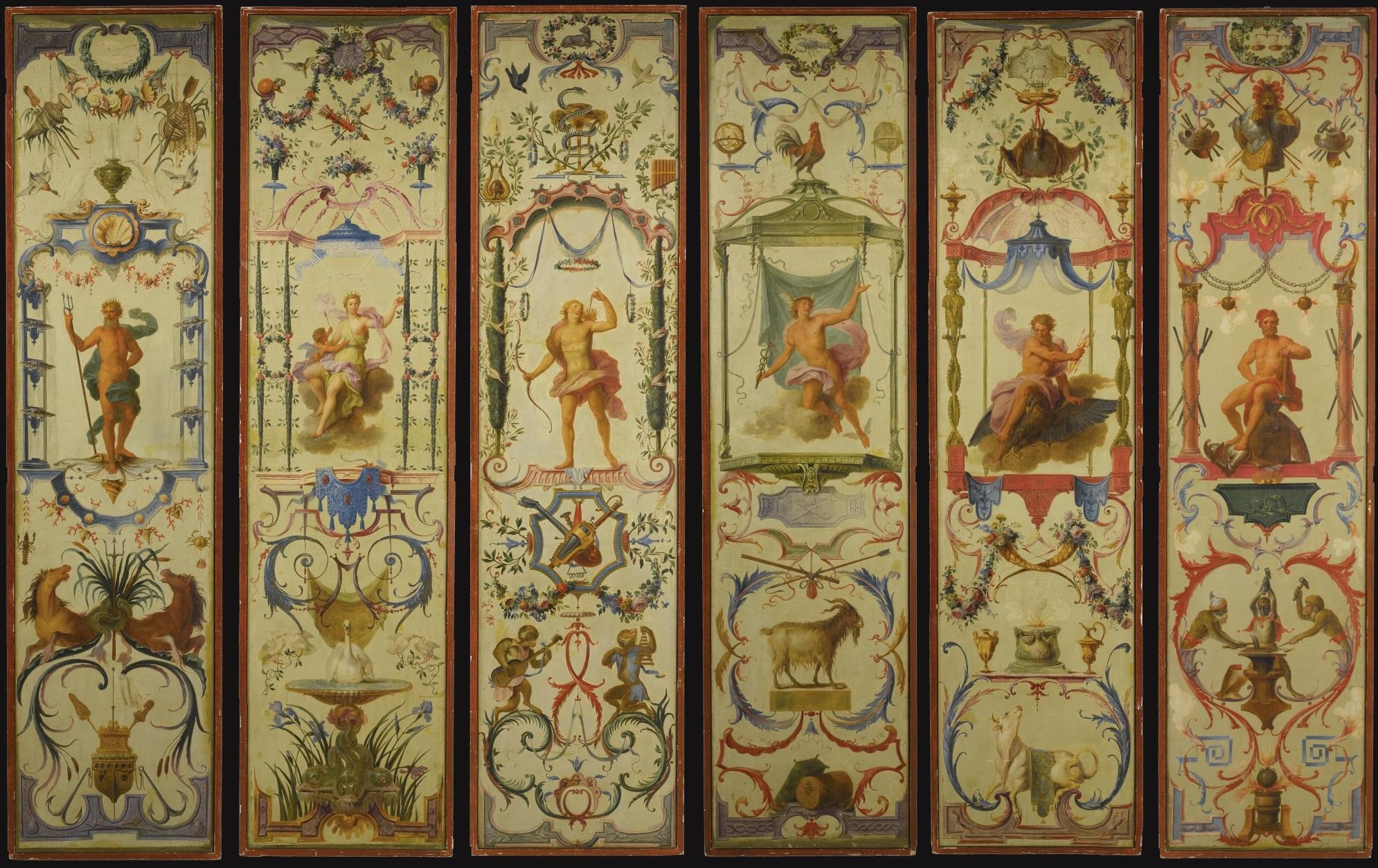
Six des douze mois grotesques, de Claude Audran III, copie des panneaux pour la tenture réalisée pour Meudon. Sotheby's, 18 novembre 2010, New-York, lot 235.
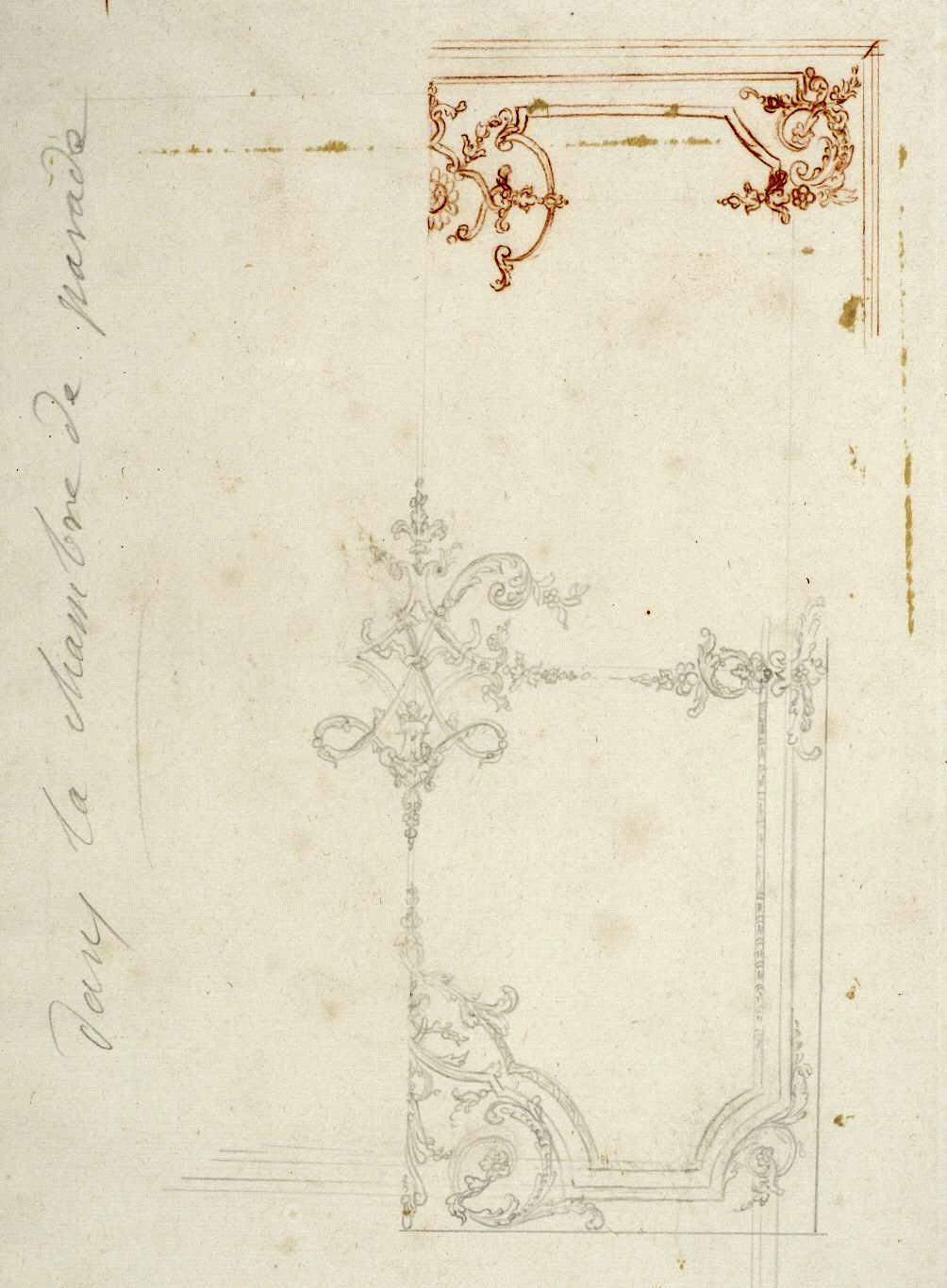
Dessin de la boiserie de la chambre. Nationalmuseum, Stockholm,NMH CC 2300.
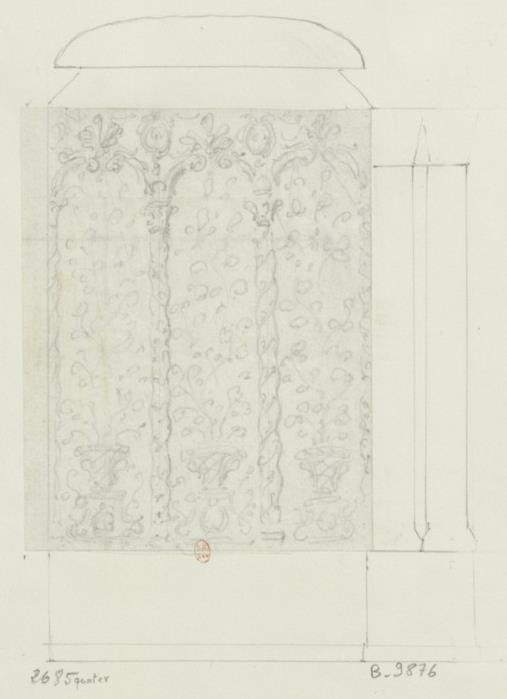
Projet (ultérieur ?) de décor pour l'alcôve (non Versailles), BNF.

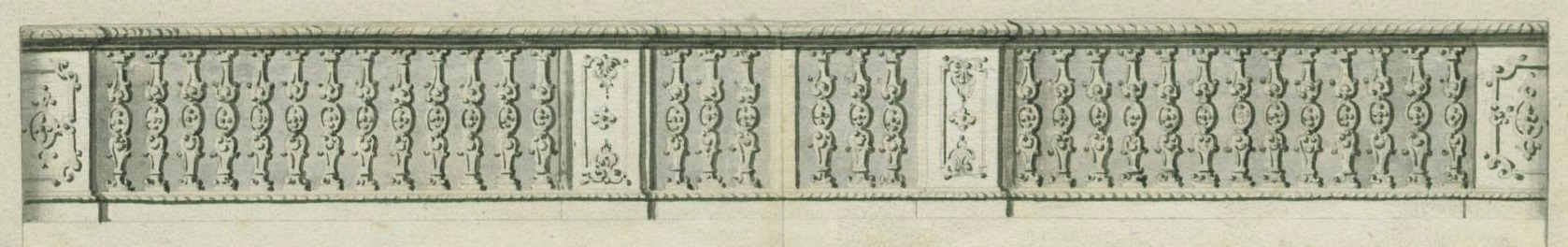
Balustrade en bois doré de la chambre de parade, vers 1708.

#### La galerie

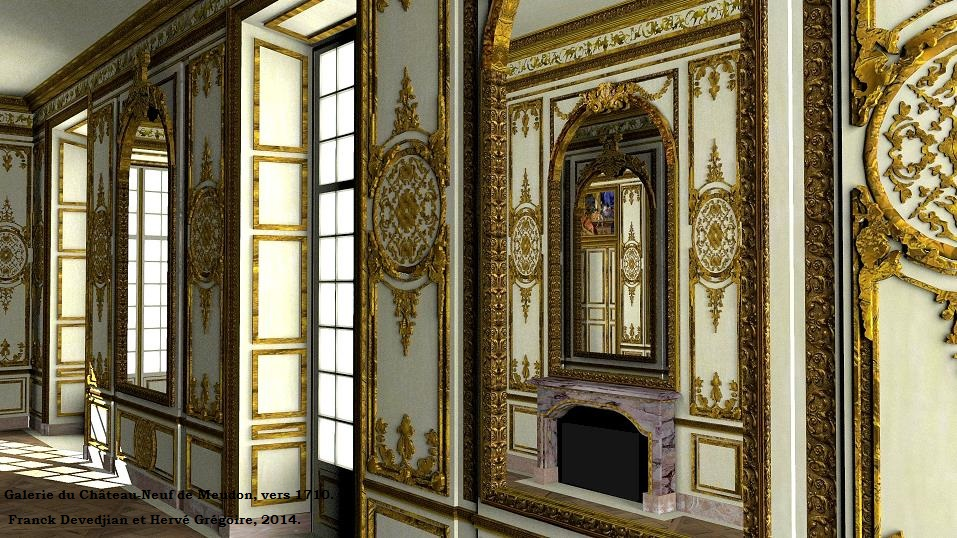
Restitution 3D de l'intérieur de la galerie du Château-Neuf de Meudon, avec le jeu visuel des reflets des miroirs. Franck Devedjian & Hervé Grégoire, 2014.

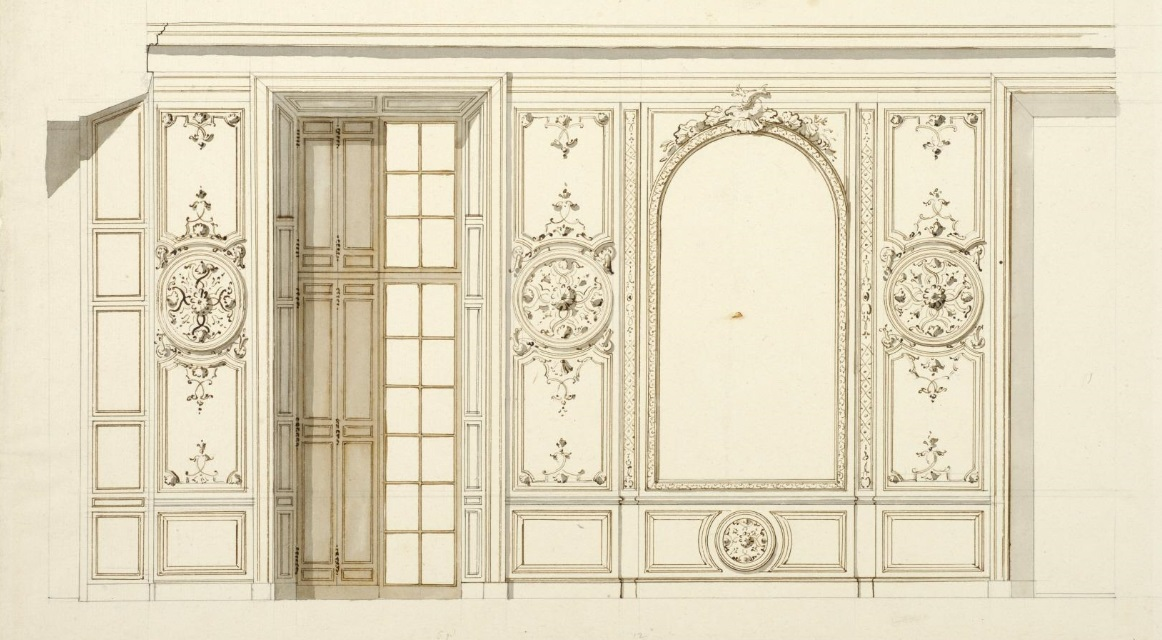
Coupe de la moitié de la galerie de Monseigneur au Château-Neuf de Meudon, état vers 1709. Nationalmuseum de Stockholm.
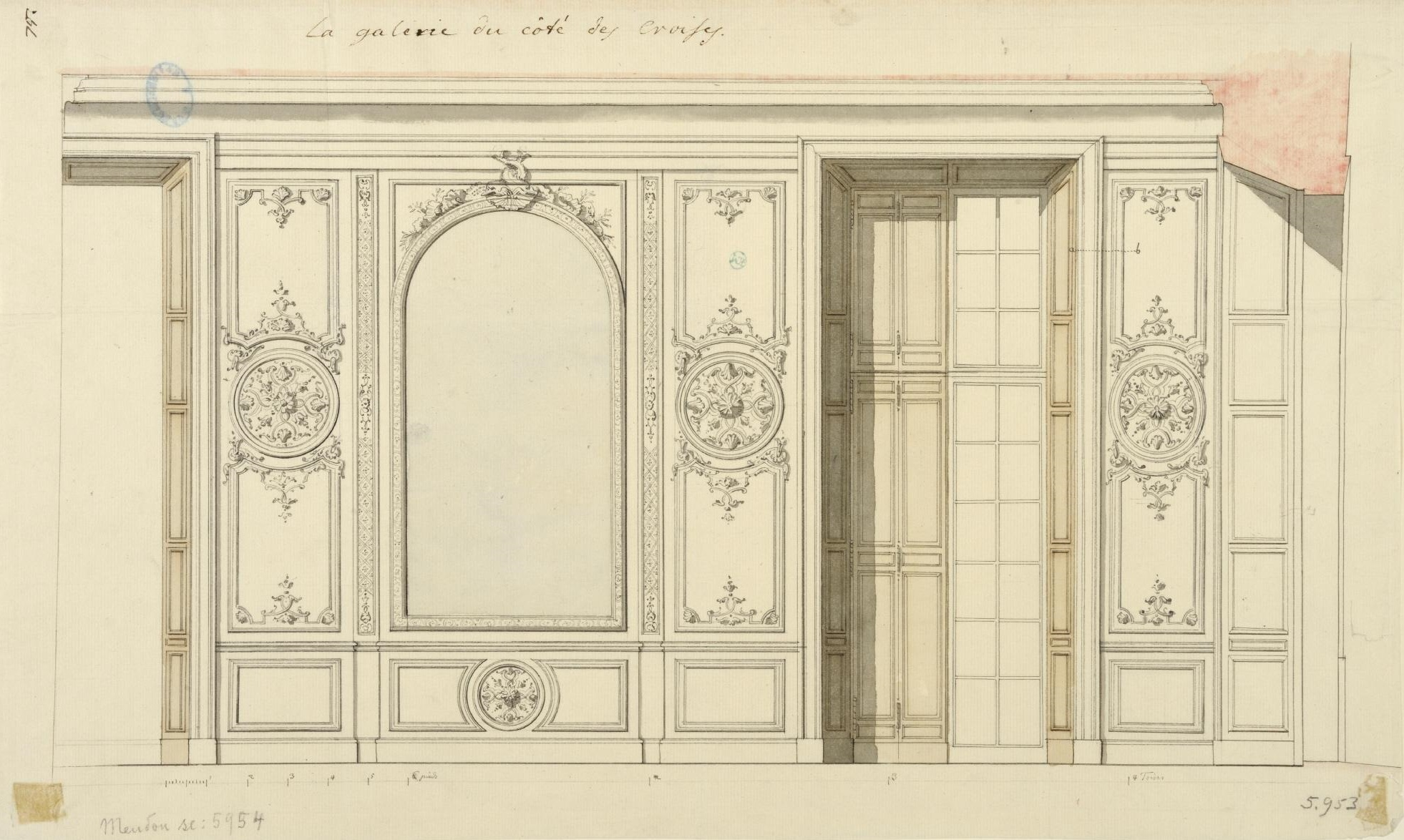
Coupe de la moitié de la galerie. Stockholm, NMH THC 5953.
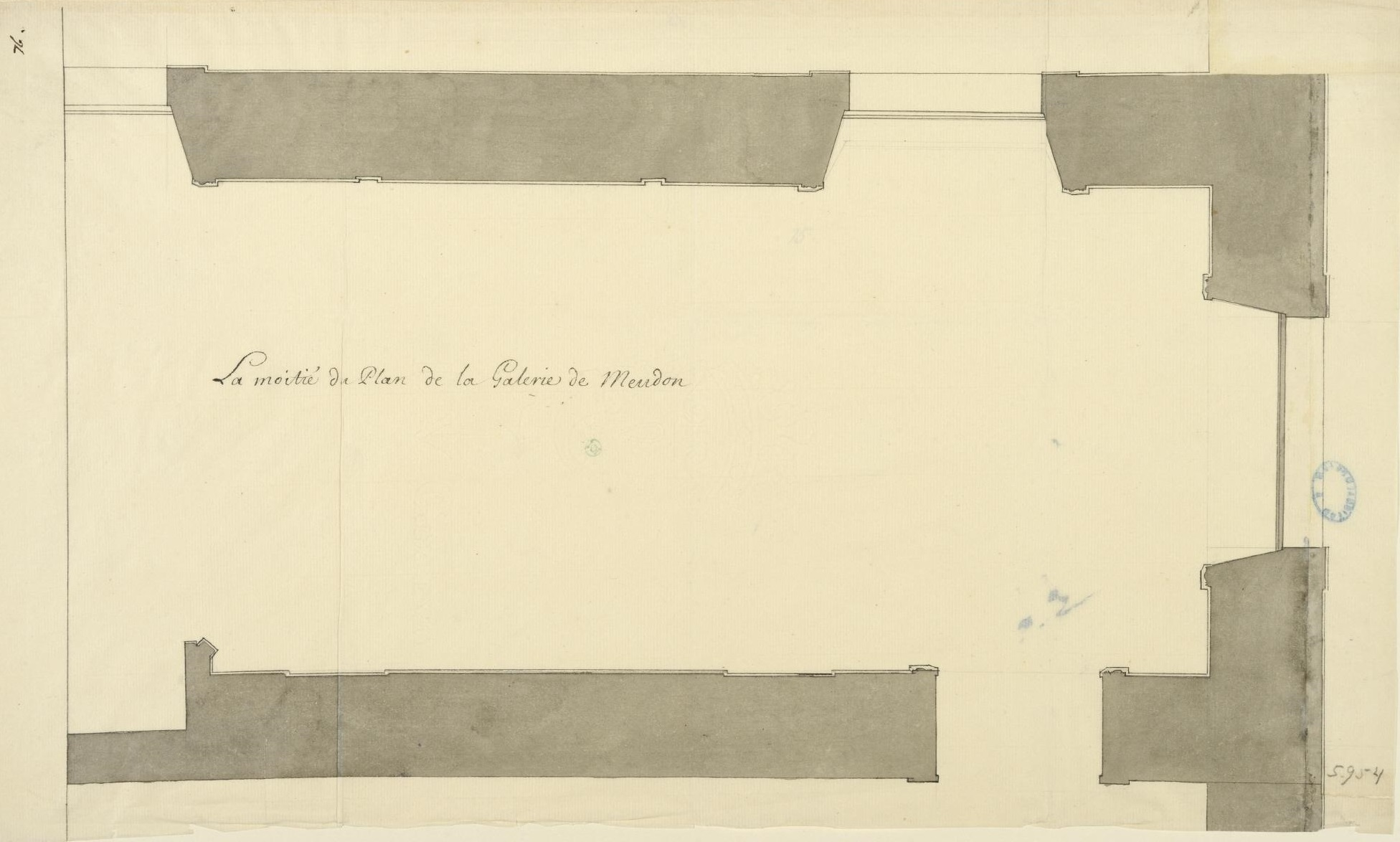
Plan de la moitié de la galerie, Stockholm, NMH THC 5954.
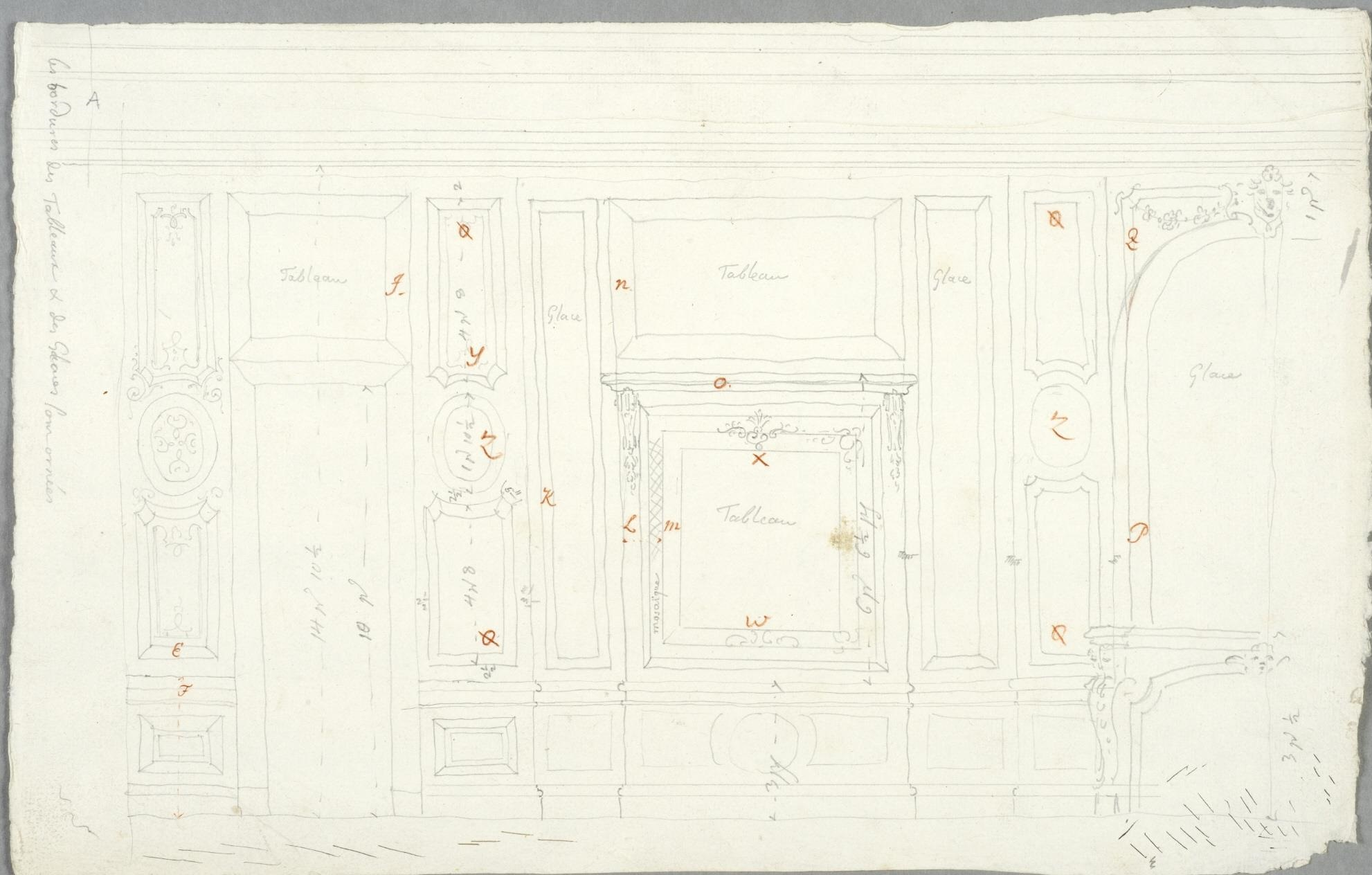
Schéma de l'élévation de la galerie, Stockholm NMH CC 2855.
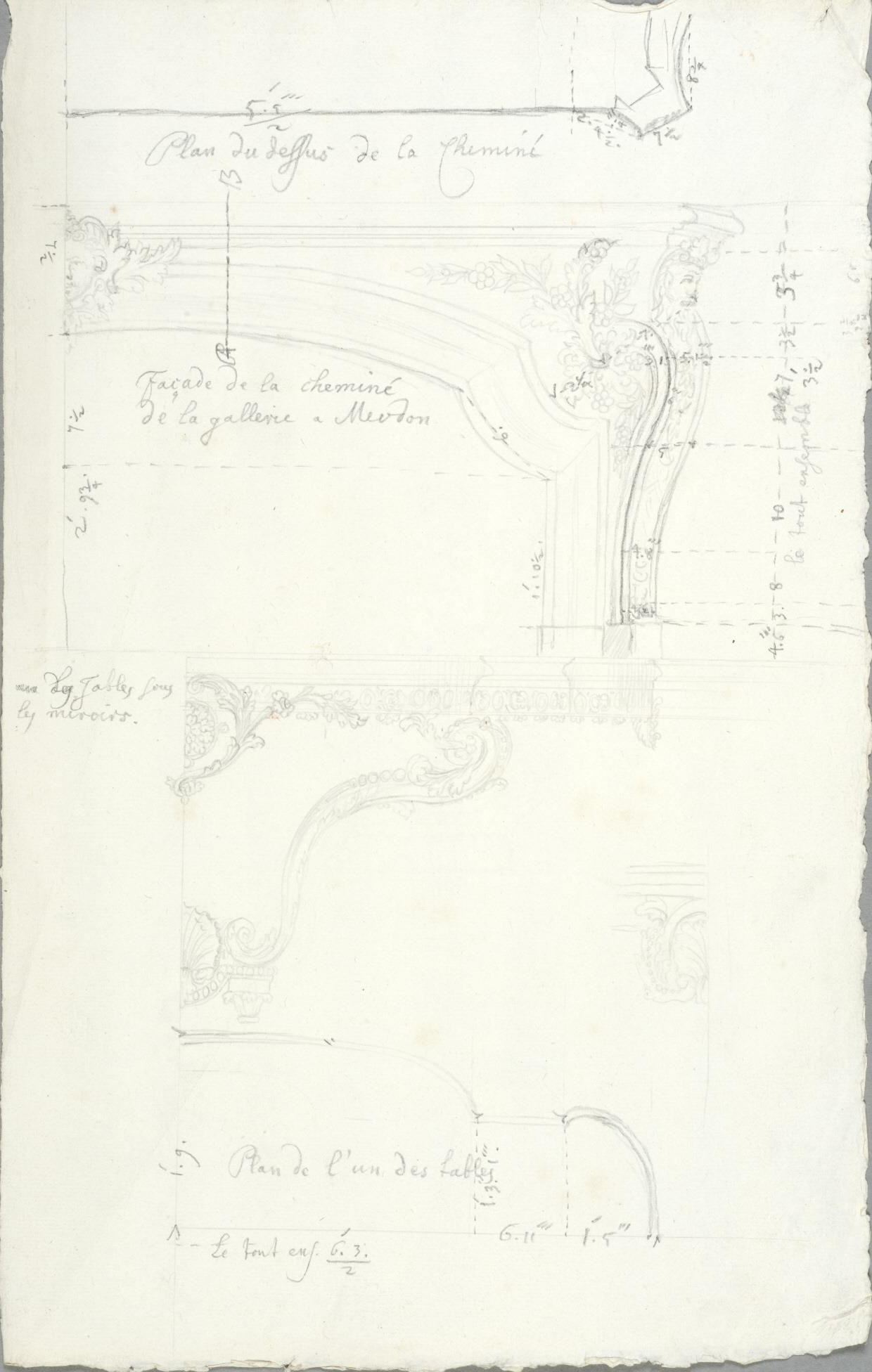
Détails de la cheminée et des consoles NMH CC 1105.

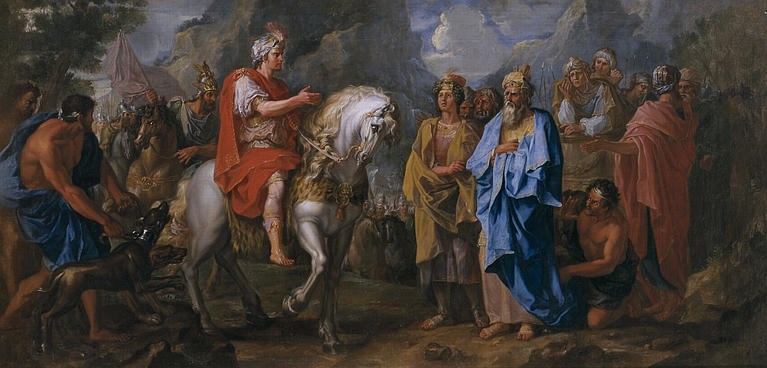
Cyrus interrogeant le roi d'Arménie, Noël Coypel. Musée de Grenoble.
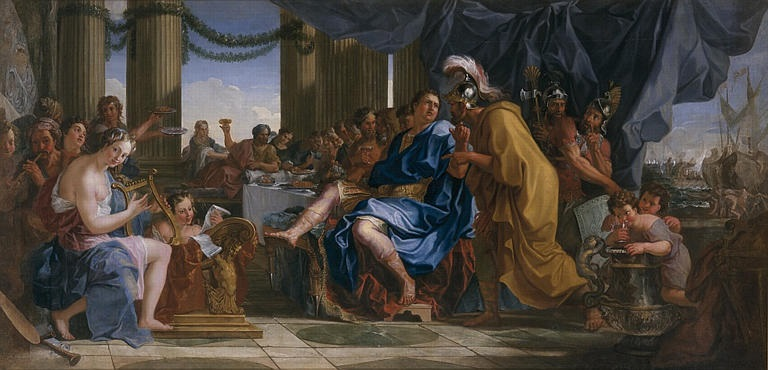
Néron au milieu d'un festin ordonnant la mort d'Agrippine, Noël Coypel. Musée de Grenoble.
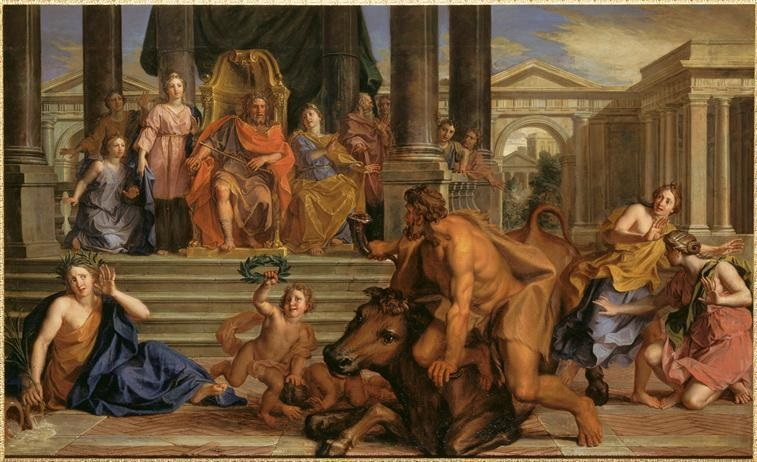
Hercule et Archélaos, Noël Coypel. Musée de Versailles.
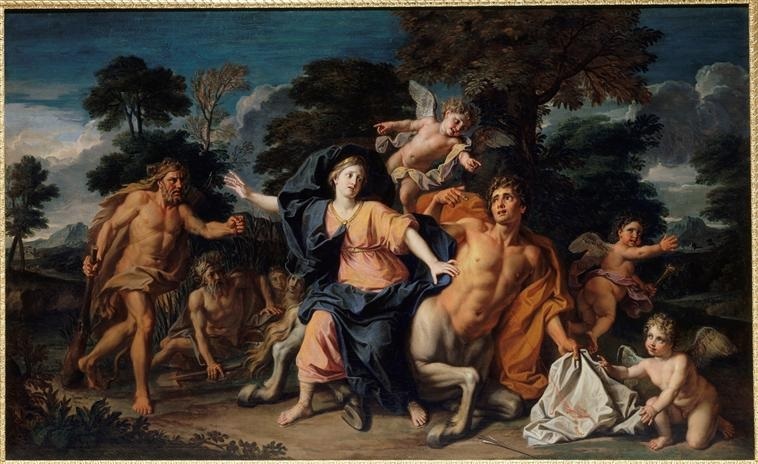
Hercule et Déjanire, Noël Coypel. Musée de Versailles.

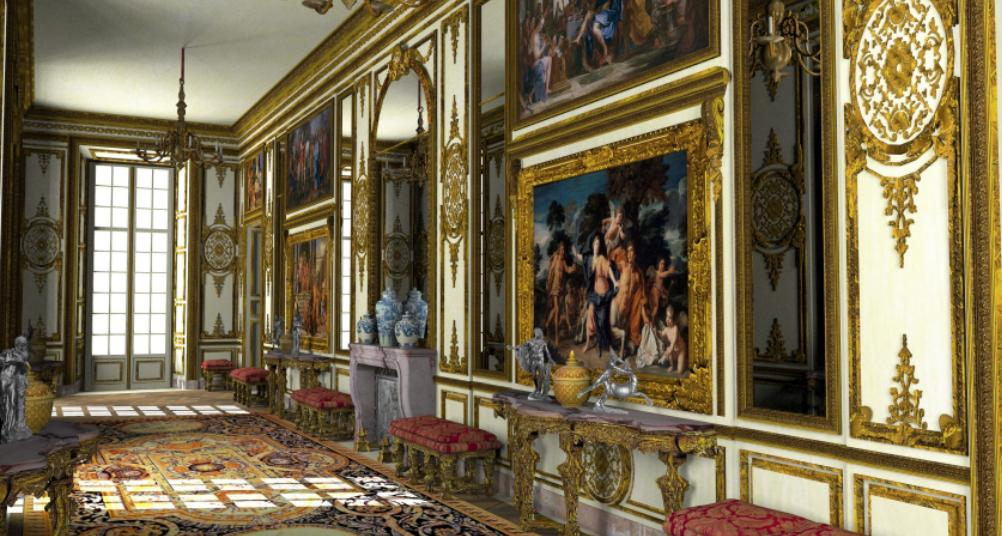
Restitution 3D de la galerie du château-neuf de Meudon, état vers 1709, lors de sa création. Franck Devedjian et Hervé Grégoire, 2014.

### L'Hôtel Courtin, "Petit château"
L'hôtel Courtin, situé au bout du village, juste en contrebas du parterre de l'Orangerie, constituait une maison dépendante du château de Meudon. L'hôtel de Guénégaud fut acquis par Louvois pour y loger Honoré Courtin, ami intime du ministre. Quand le Dauphin fit l'acquisition de Meudon en 1695, l'hôtel Courtin fut intégré au domaine, pour augmenter les logements disponibles.

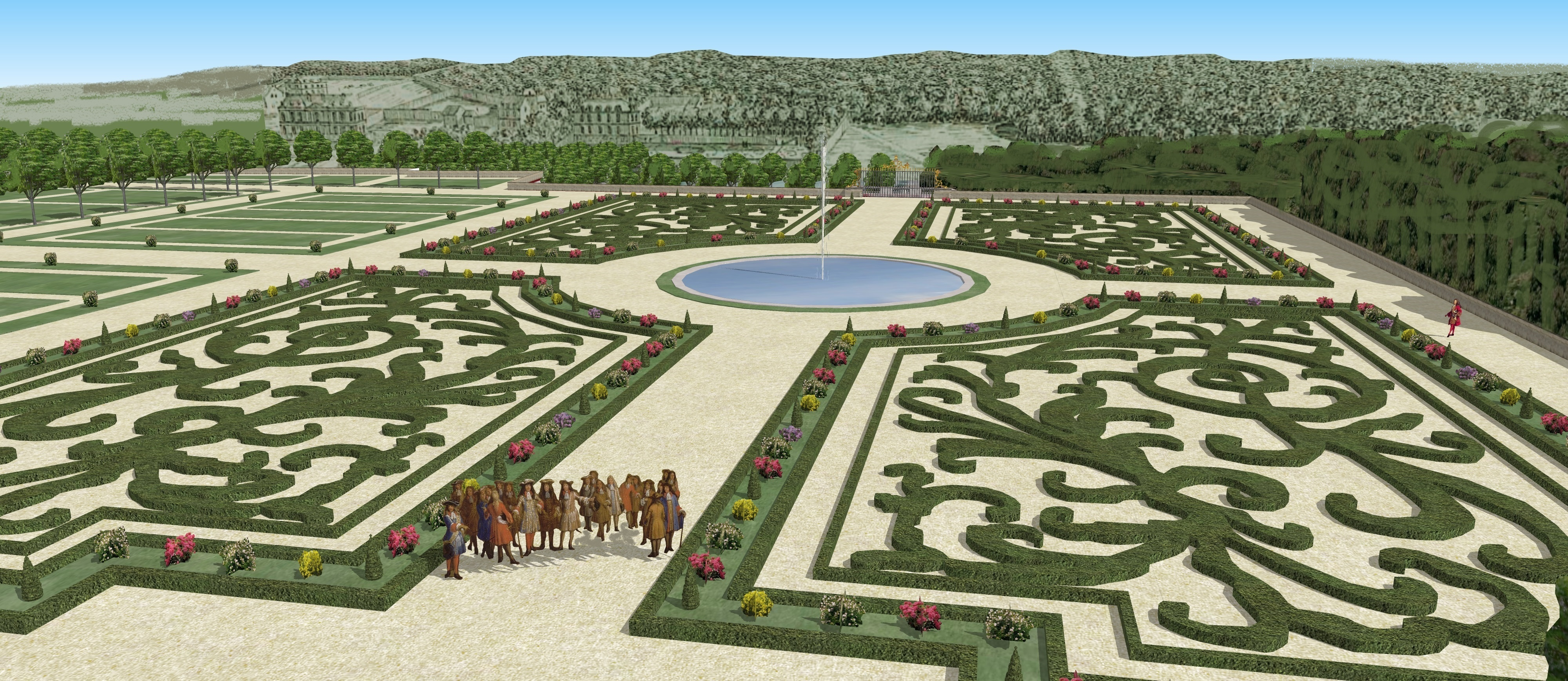
Restitution de la vue sur le parterre de l'Hôtel Courtin, jardins bas de Meudon, fin XVIIe.
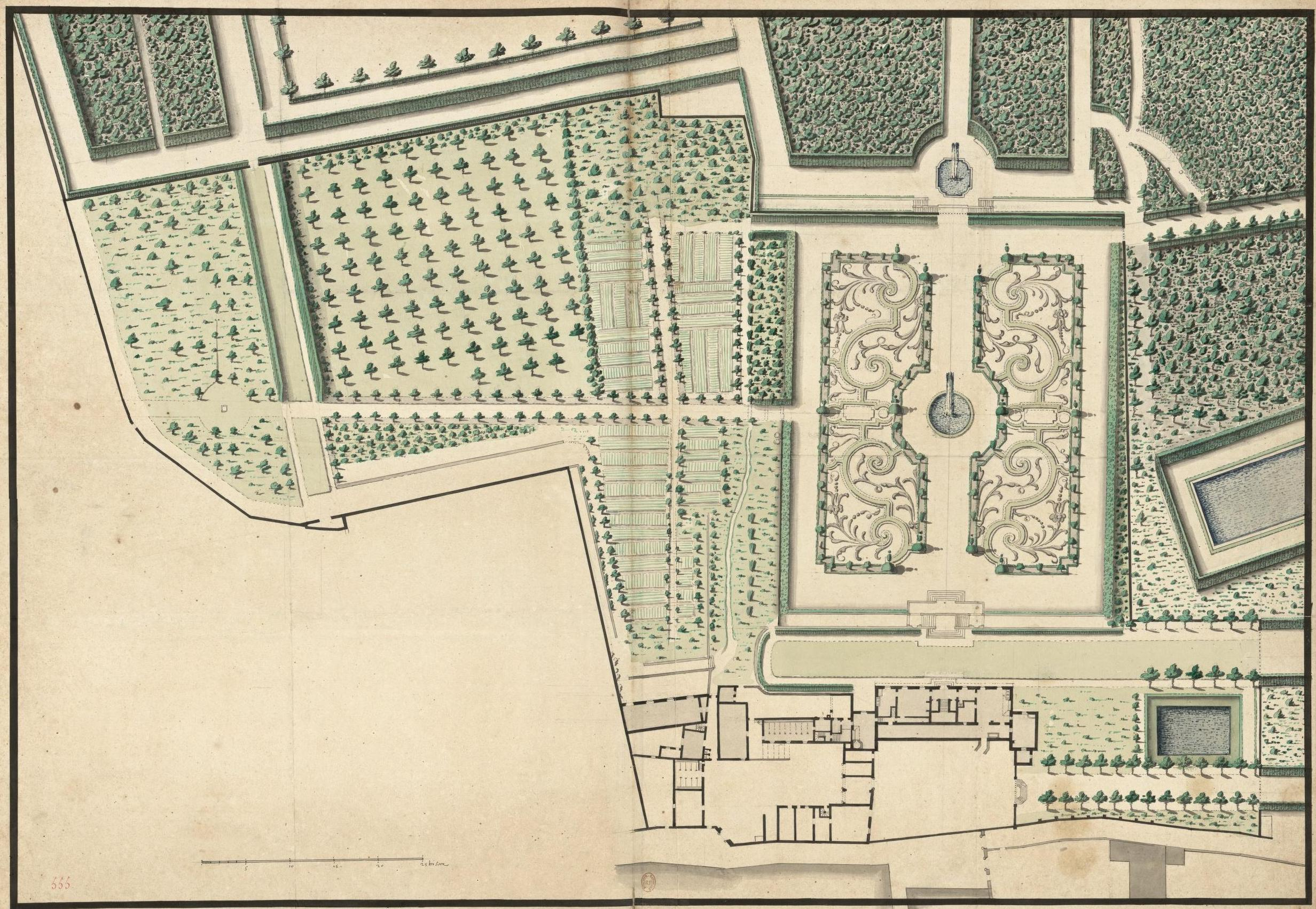
Projet de modification du parterre de l'Hôtel Courtin, jardins bas de Meudon, vers 1710. BNF.

### Les Orangeries
Afin de protéger les orangers du froid durant l'hiver, ainsi que toutes les autres espèces d'arbustes, on construisit à Meudon deux orangeries principales, dont la plus importante est conservée, celle du Château-Vieux.

#### L'Orangerie du Château-Vieux
Traditionnellement, dans les châteaux français depuis le XVIe siècle, l'orangerie est tout à la fois un bâtiment utilitaire et un élément fort de la composition monumentale constituée ici par la terrasse, le Château-Vieux et la Loggia.
Elle détermine par ses dimensions l'ampleur de la grande perspective qui s'étend du château jusqu'au plateau de Villacoublay.
Adossée à l'extrémité sud de la terrasse, cette orangerie est probablement édifiée entre 1655 et 1659, par l'architecte Louis Le Vau, pour le propriétaire du domaine Abel Servien, surintendant des finances de Louis XIV.
Elle reprend le modèle de l'Orangerie du château de Châtillon-Coligny, dans le Loiret, appartenant à l'amiral de Coligny.
Ouverte vers le sud par huit hautes fenêtres de part et d'autre d'une entrée monumentale, l'orangerie est destinée à abriter les orangers du parc pendant la saison froide. Durant l'été, les orangers sont présentés sur son parterre autour d'un bassin rectangulaire, ainsi que sur les parterres du château et de la grotte.
L'orangerie est prolongée vers l'est par un bastion en appareil grossier.
Plusieurs fois rénové au XIXe siècle, puis laissé à l'abandon jusqu'en 1980, le parterre de l'orangerie a fait l'objet d'une restauration de 1980 à 1984, visant à lui redonner son aspect du XVIIe siècle.

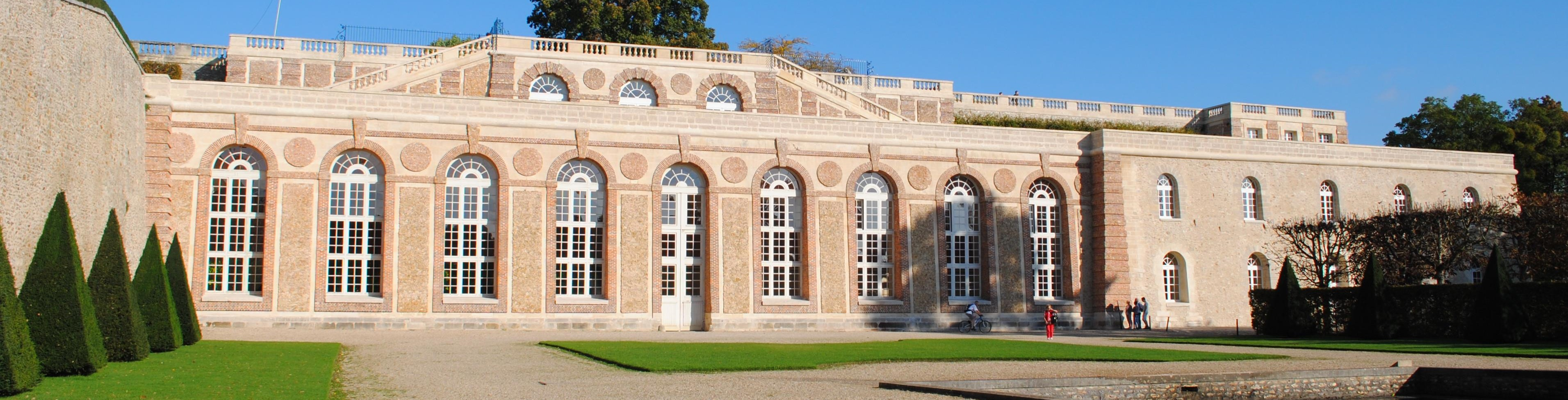
L'orangerie de Meudon, XVIIe siècle. Restaurée en 2012.
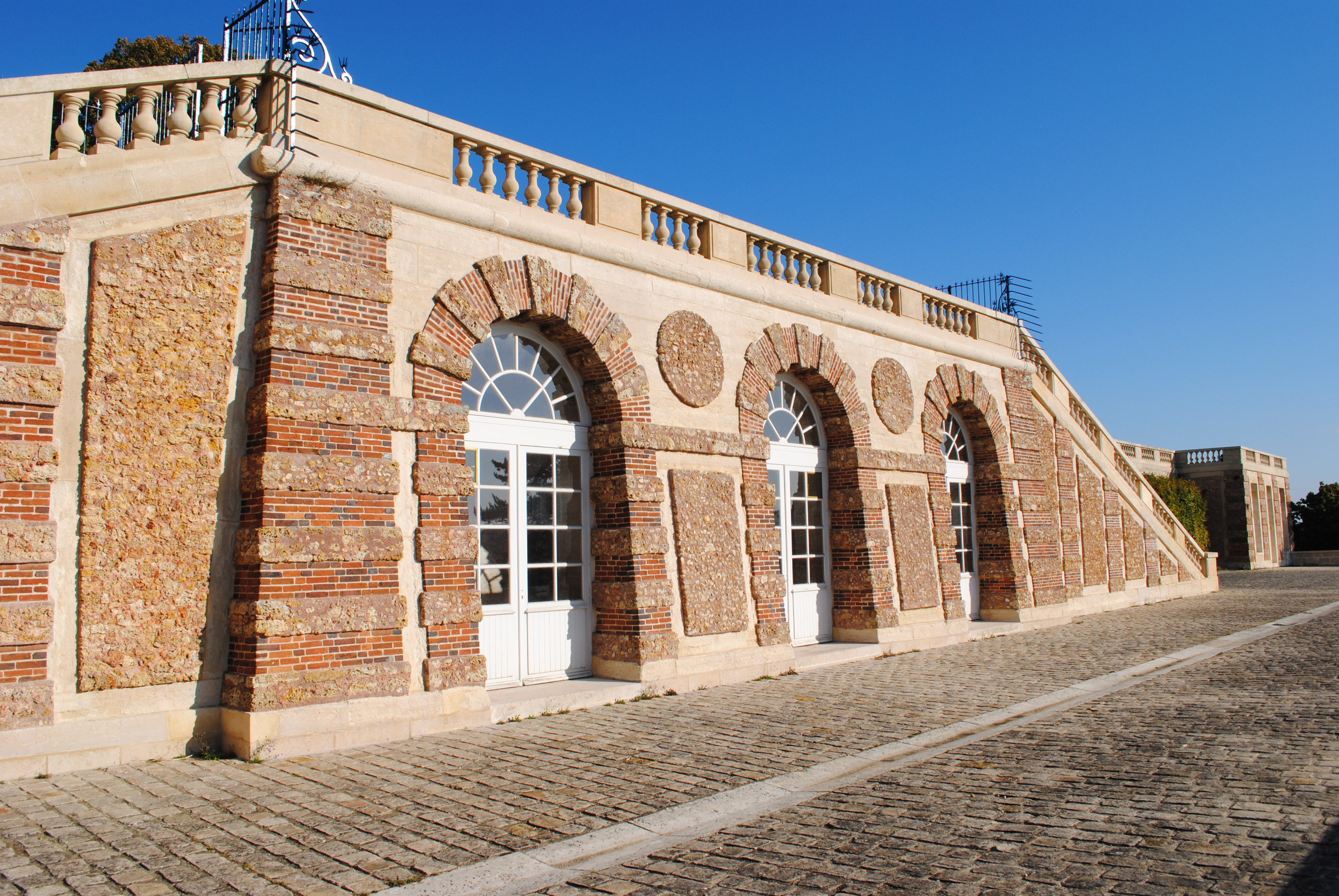
Le Nymphée situé au-dessus de l'orangerie.
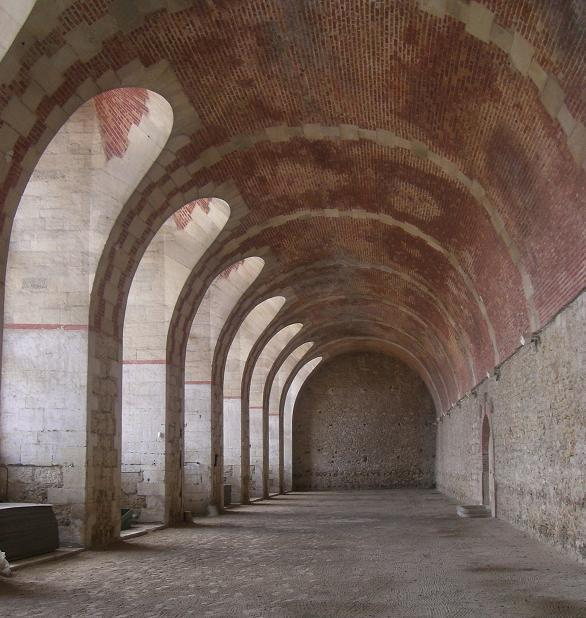
L'orangerie de Meudon avant sa restauration, 2010.
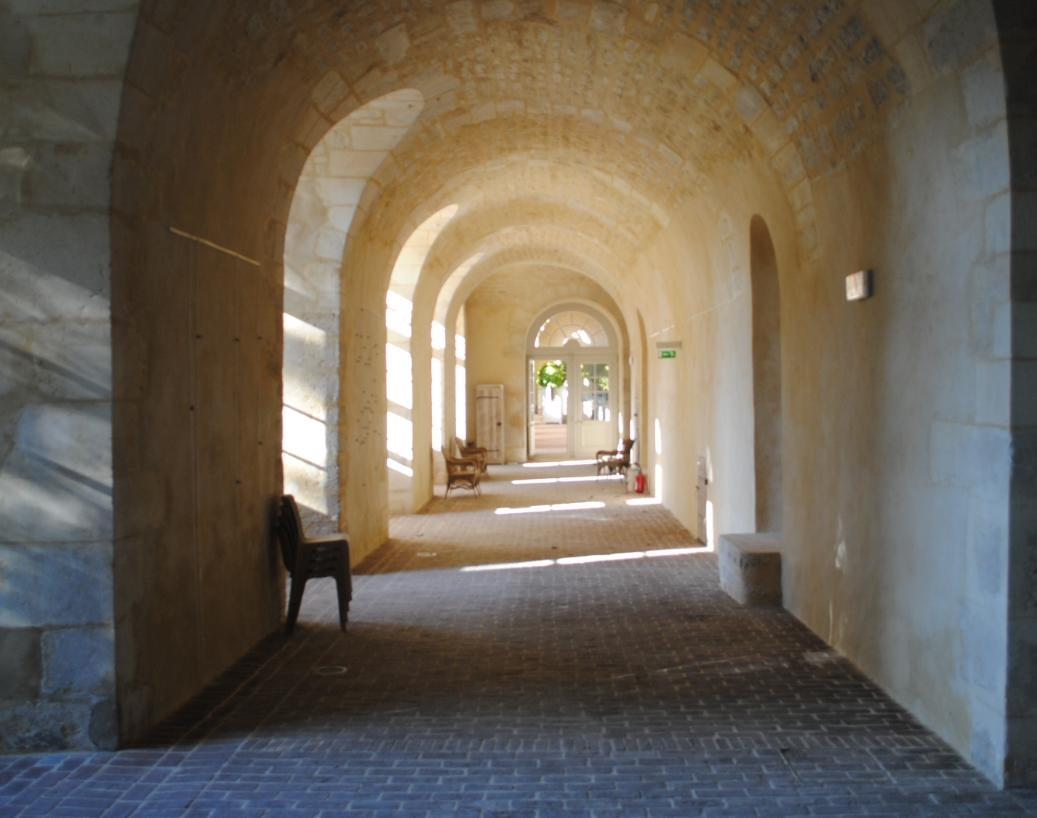
L'intérieur du bastion de l'orangerie, 2014.

#### L'Orangerie du Château-Neuf
Celle-ci a été construite en même temps que le Château-Neuf, entre 1706 et 1708. Elle fut démolie au cours du règne de Louis XVI.
Des fouilles archéologiques menées par Annick Heitzmann et son équipe en 2019 ont permis de mieux comprendre son aspect.
L'Orangerie était constituée d'une double galerie.

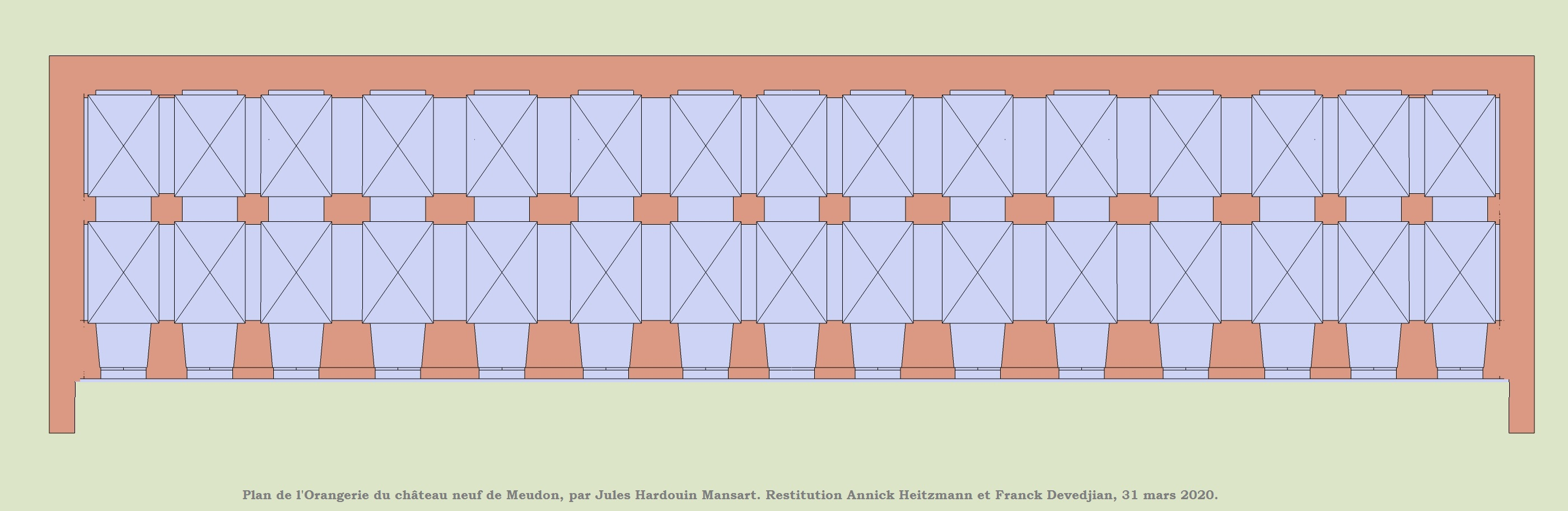
Restitution du plan de l'Orangerie du Château-Neuf.
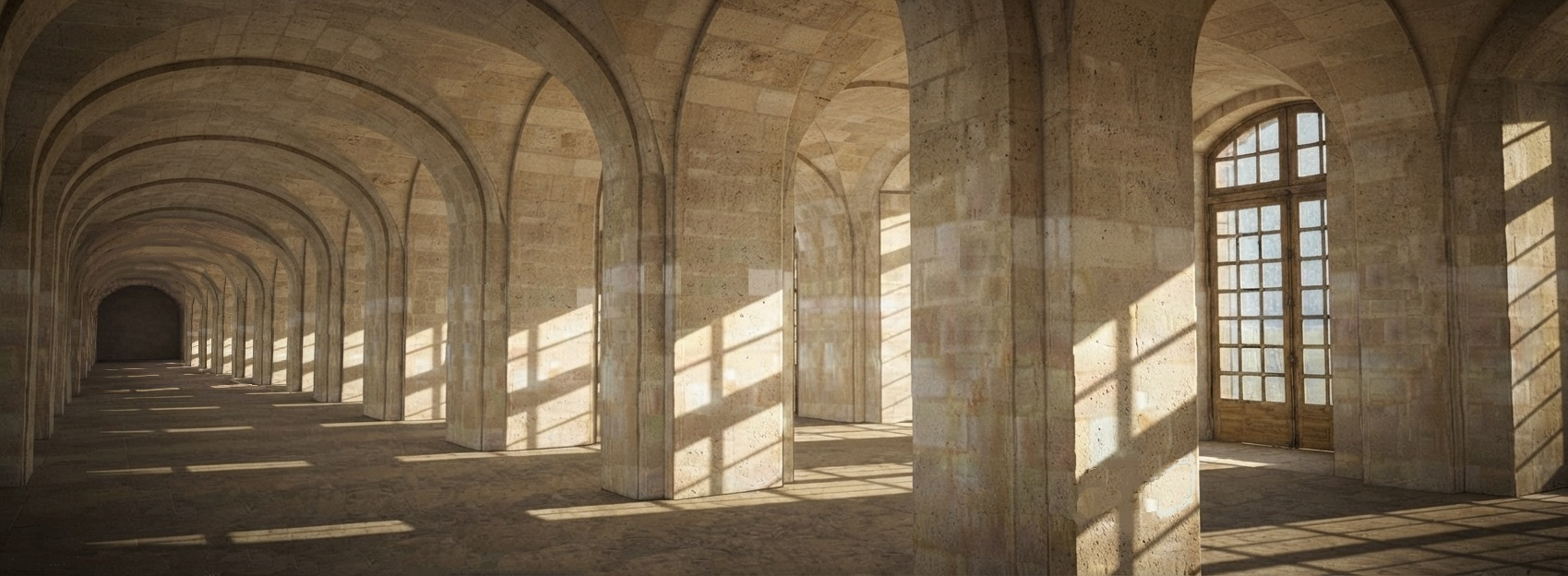
Schéma de restitution de l'intérieur de l'Orangerie du Château-Neuf.
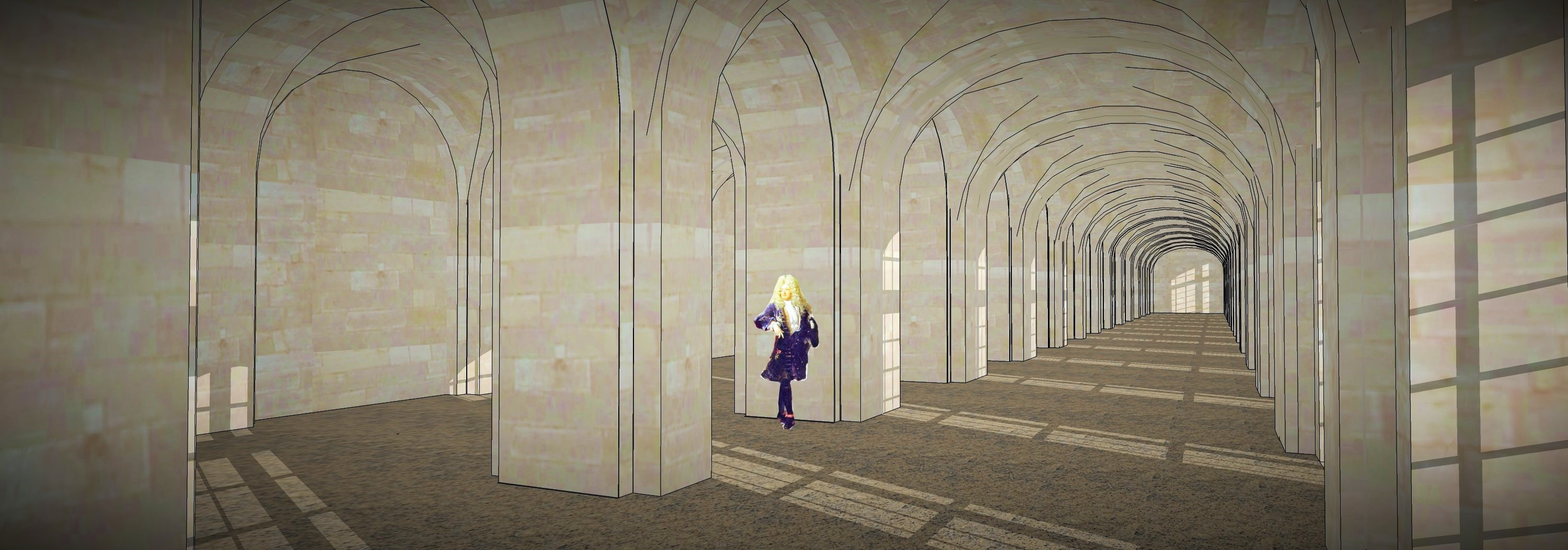
Vue de l'intérieur de l'Orangerie du château neuf de Meudon, vers 1710.
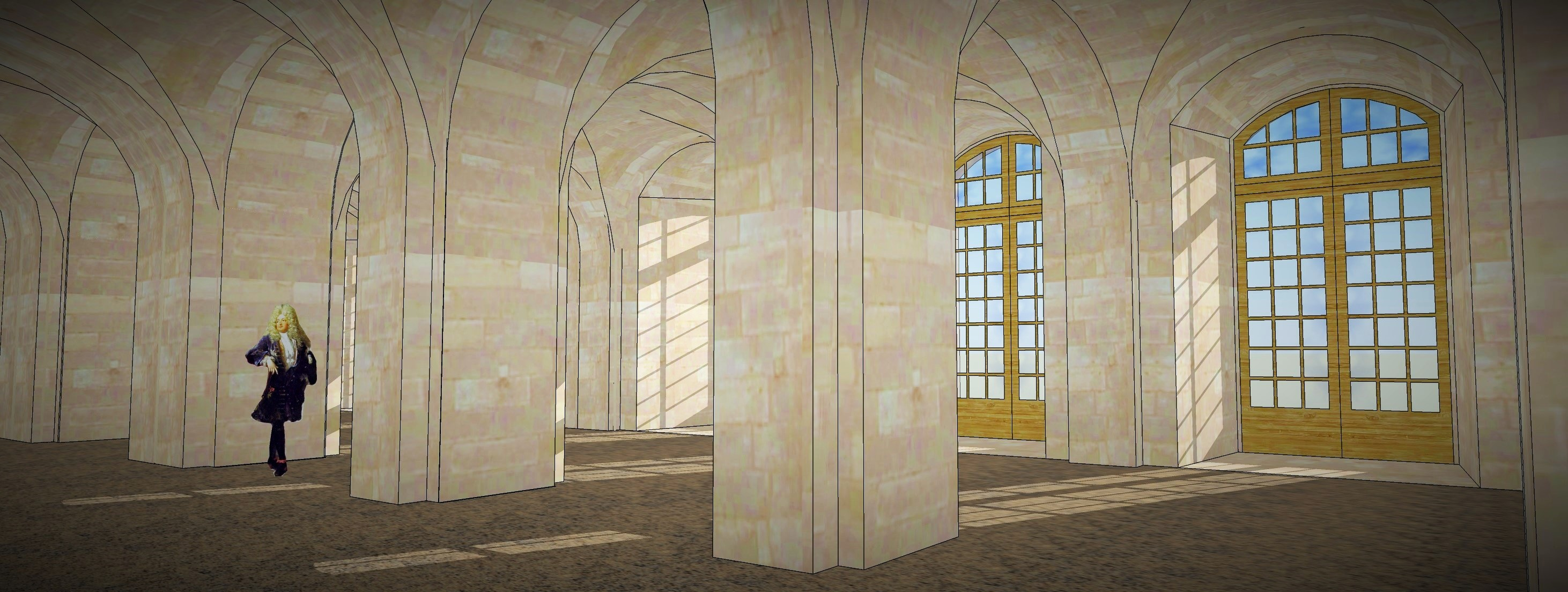
Vue de l'intérieur de l'Orangerie du château neuf de Meudon, vers 1710.
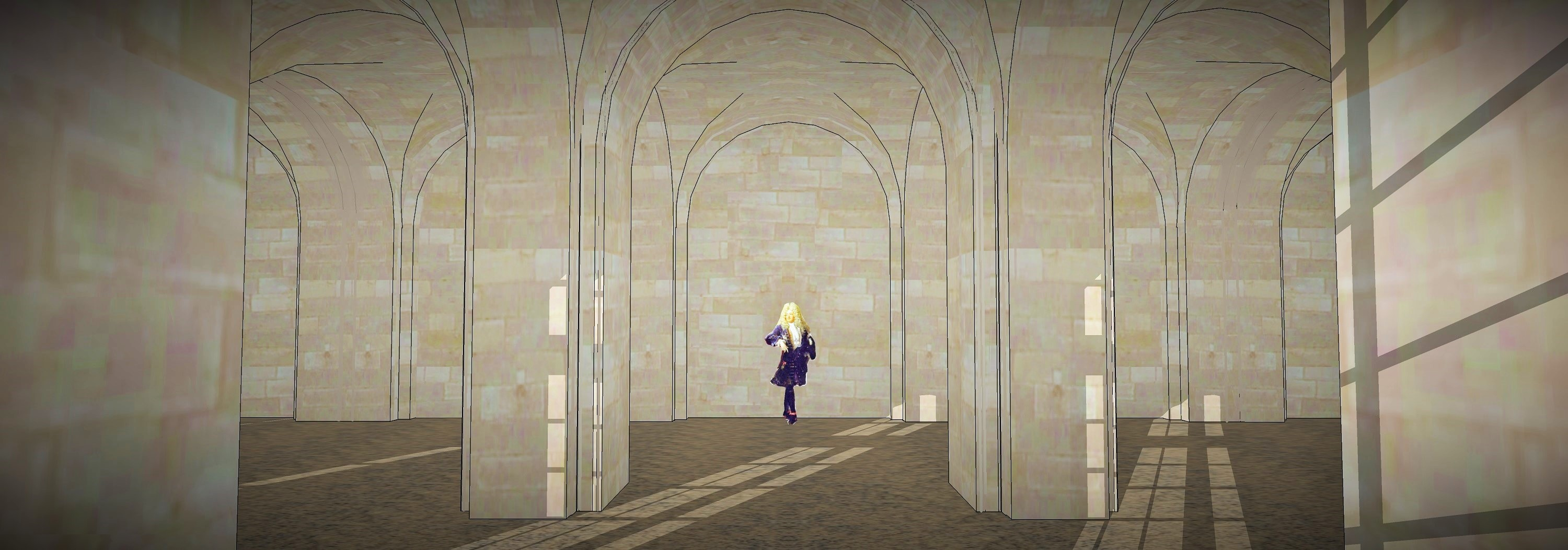
Vue de l'intérieur de l'Orangerie du château neuf de Meudon depuis l'entrée centrale, vers 1710.

#### La serre en contrebas de l'Orangerie du Château-Vieux
Un troisième bâtiment fut affecté à la conservation des arbustes durant l'hiver. La « serre » ou "Petite Orangerie" se situait immédiatement en contrebas du bastion de l'Orangerie du château-vieux de Meudon. Elle disposait d'une superficie intérieure d'environ 250 m² (dimensions intérieures : 5,5 m x 45 m). Il en reste encore le mur du fond, encaissé, ainsi qu'une partie d'une baie donnant plein sud. Le reste de ce bâtiment jouxte le fond du jardin du musée d'art et d'histoire de Meudon.

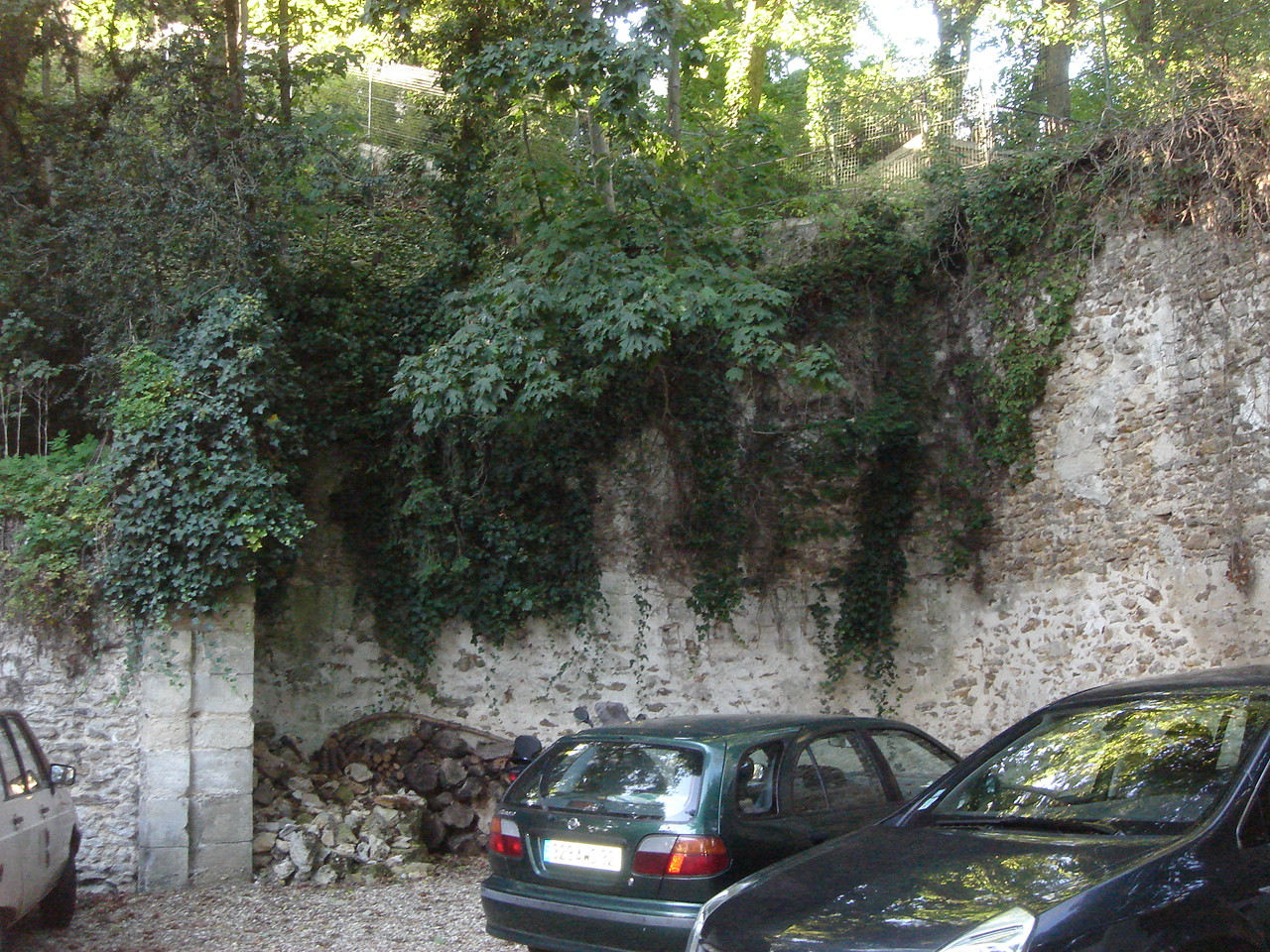
Photographie des ruines de la Petite Orangerie, en contrebas de l'Orangerie de Meudon.
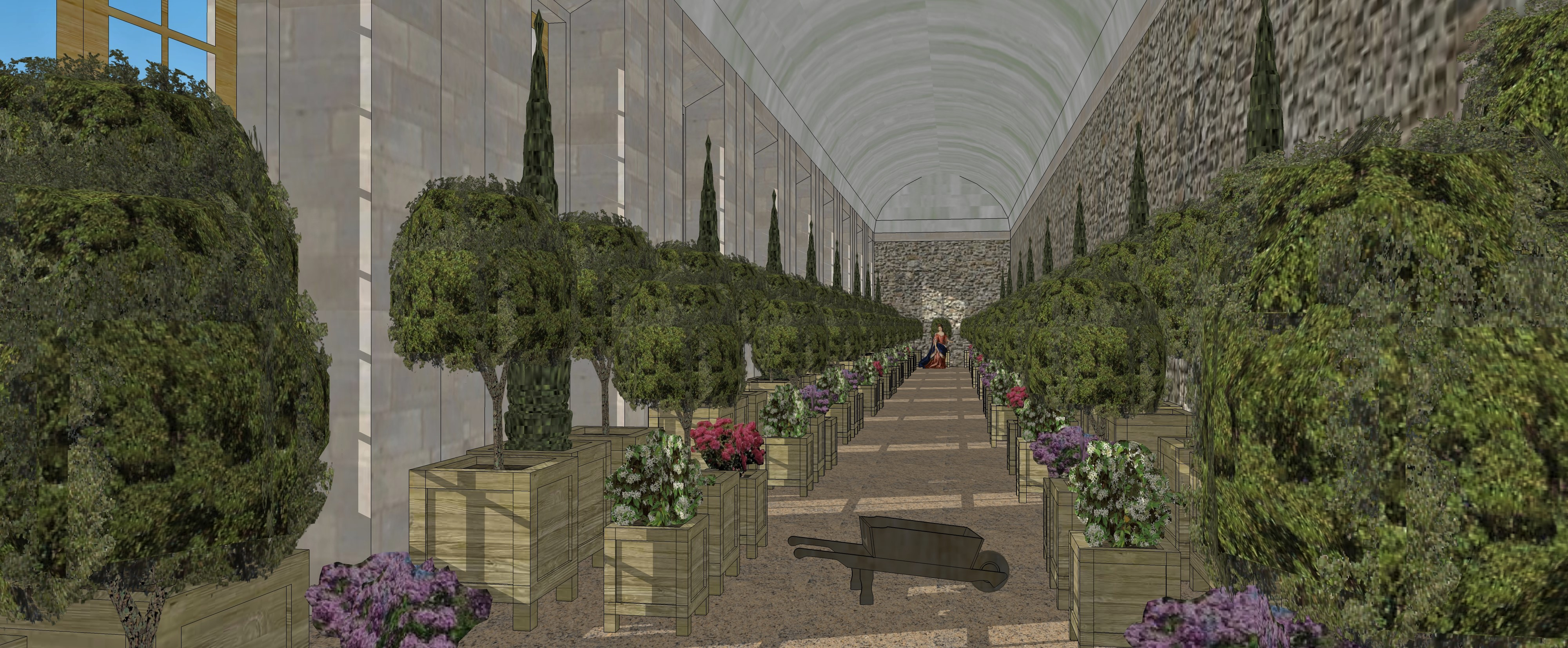
Schéma restituant la Petite Orangerie de Meudon (dite aussi la serre).

### Les Communs (écuries)

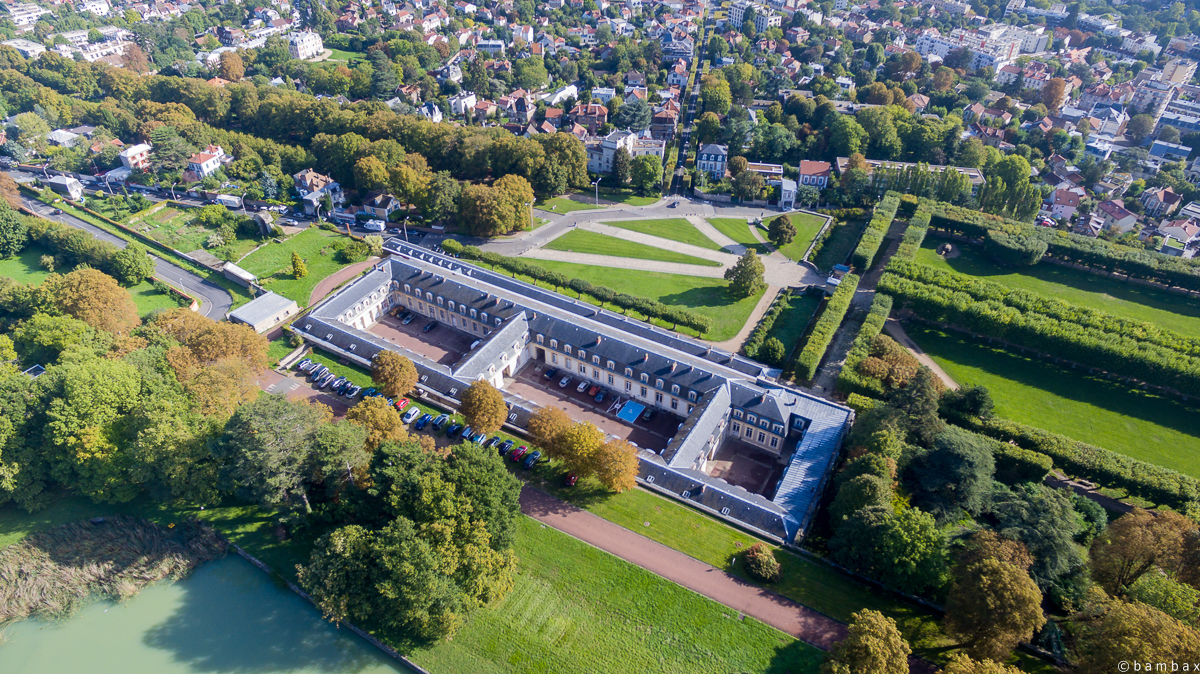
Vue aérienne des anciennes écuries de Meudon. Septembre 2015.

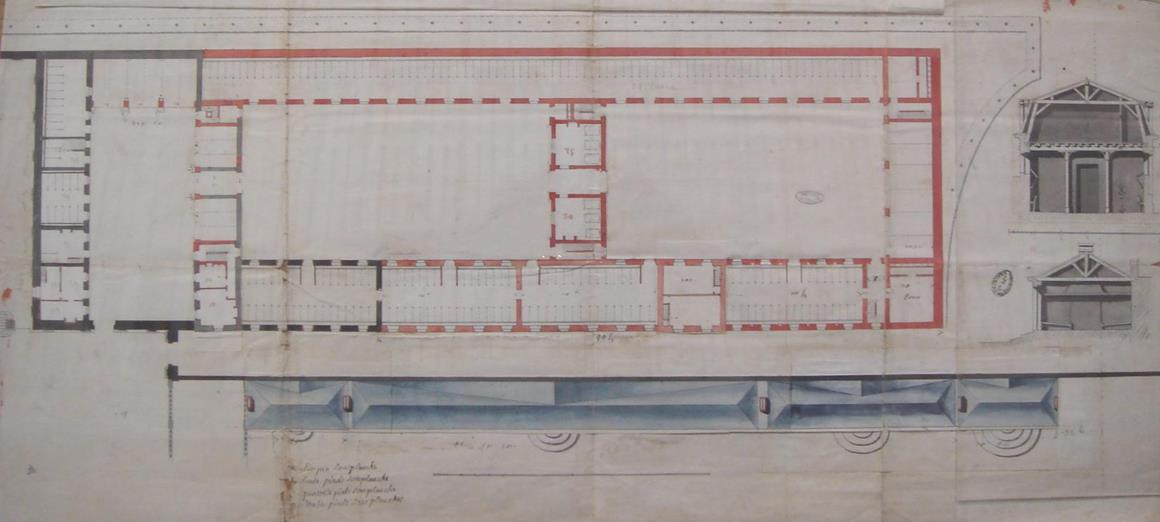
Plan des agrandissements du chenil, avec création des écuries, Jules Hardouin-Mansart, 1701.

Les nouveaux communs existent toujours de nos jours et sont parfaitement conservés. Ils sont situés à l'entrée du domaine, en haut de l'avenue d'accès au château.
Ils ont été construits par l'agrandissement d'un premier bâtiment, le chenil de Louvois.
Les trois cours intérieures communiquent toutes par un passage central dégagé pour les chevaux. Les écuries ne possèdent qu'un seul étage, mansardé, ceci afin de ne pas boucher la vue sur Paris depuis l'Étang de Bel Air situé plus haut. Des logements en abondance pour le personnel du château garnissent cet étage.
L'ensemble des stalles a été réinstallé au XIXe siècle. Certaines subsistent encore.
De nos jours, la totalité de ces bâtiments est toujours affectée à l'Observatoire de Paris, ce qui en interdit l'accès à tous les visiteurs.
L'ensemble des communs dispose d'une superficie totale de 5 000 m2 (2 500 m2 pour chacun des deux niveaux).
À cela, il faut ajouter également la superficie du corps de garde attenant, de 850 m2.

### Les Jardins

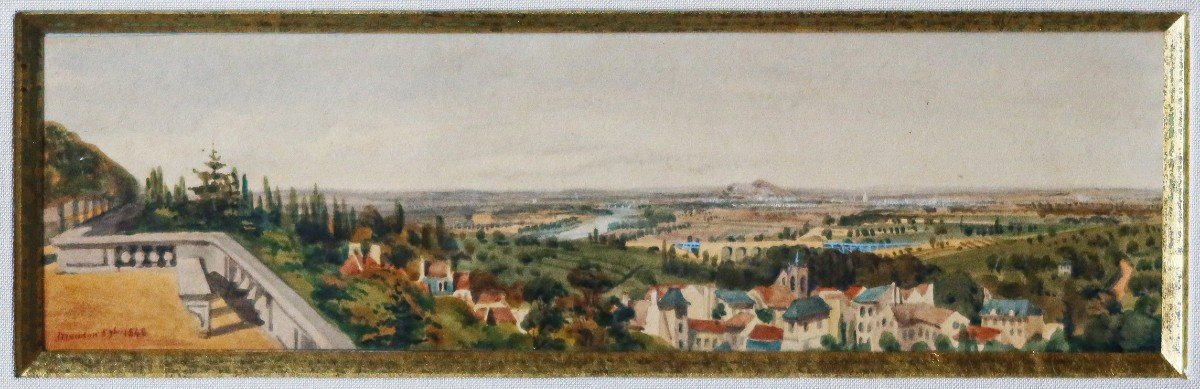
Aquarelle panoramique depuis la terrasse du château de Meudon, 1842.

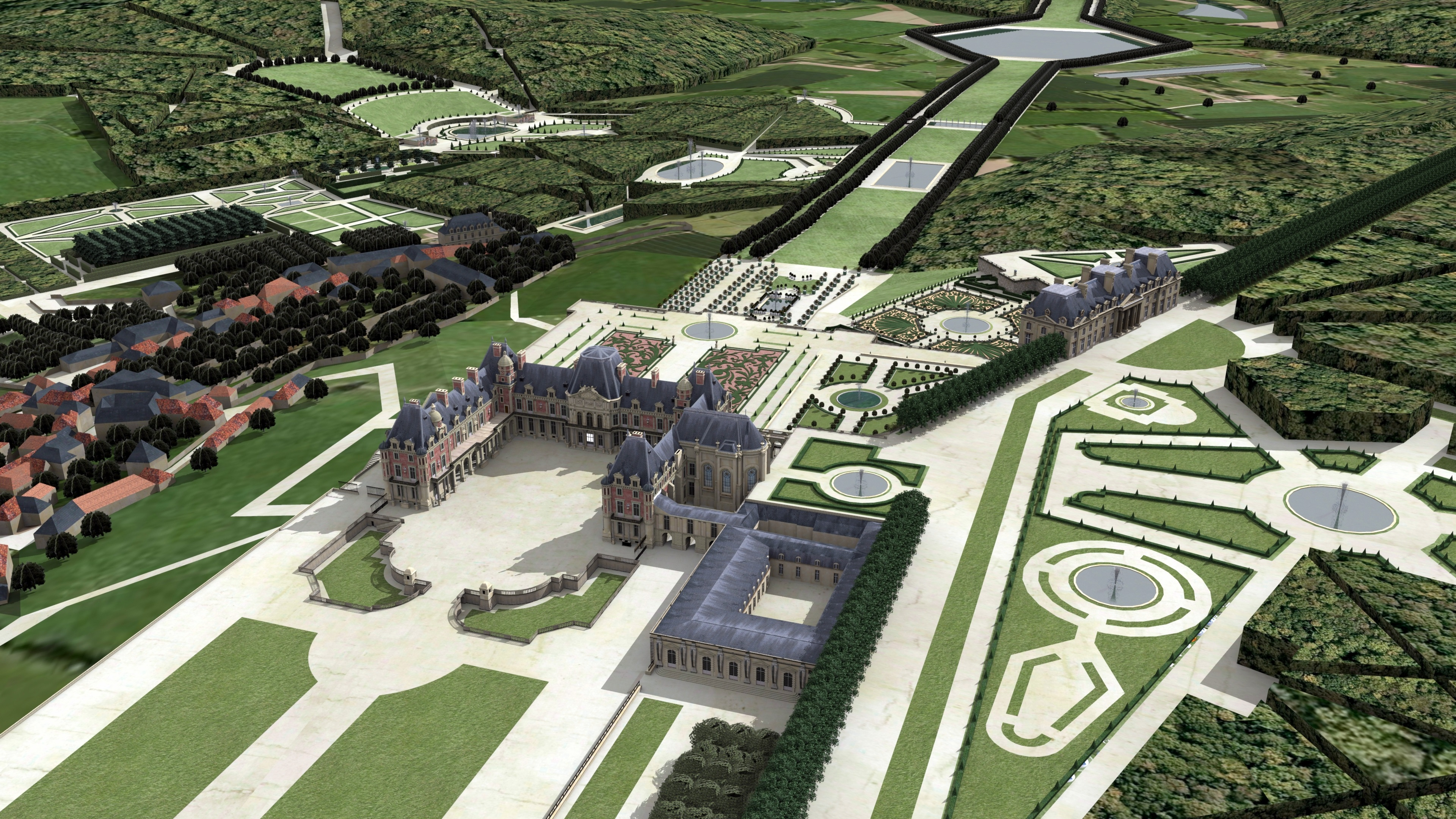
Restitution 3D du domaine de Meudon, vers 1708. Franck Devedjian et Hervé Grégoire, 2012.

Les jardins de Meudon étaient d'une grande magnificence. Il existait des jardins hauts et des jardins bas, sans compter la Grande Perspective. La manière de montrer Meudon décrit l'itinéraire à suivre pour découvrir les points de vue de Meudon à la fin du règne de Louis XIV. Ils se classent dans la catégorie des « jardins de pente ».

#### La Grande Perspective

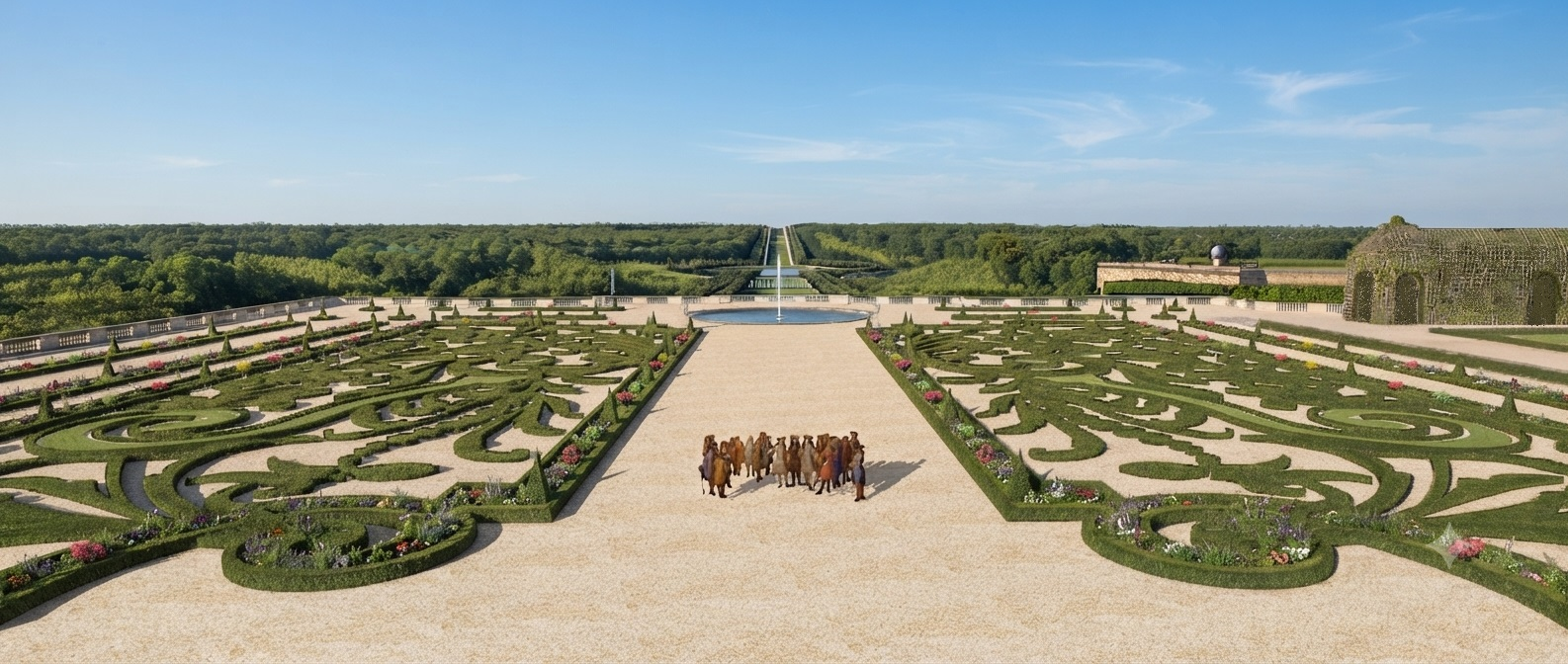
Restitution 3D de la vue depuis le balcon du premier étage du pavillon central du château-vieux de Meudon, vers 1690.

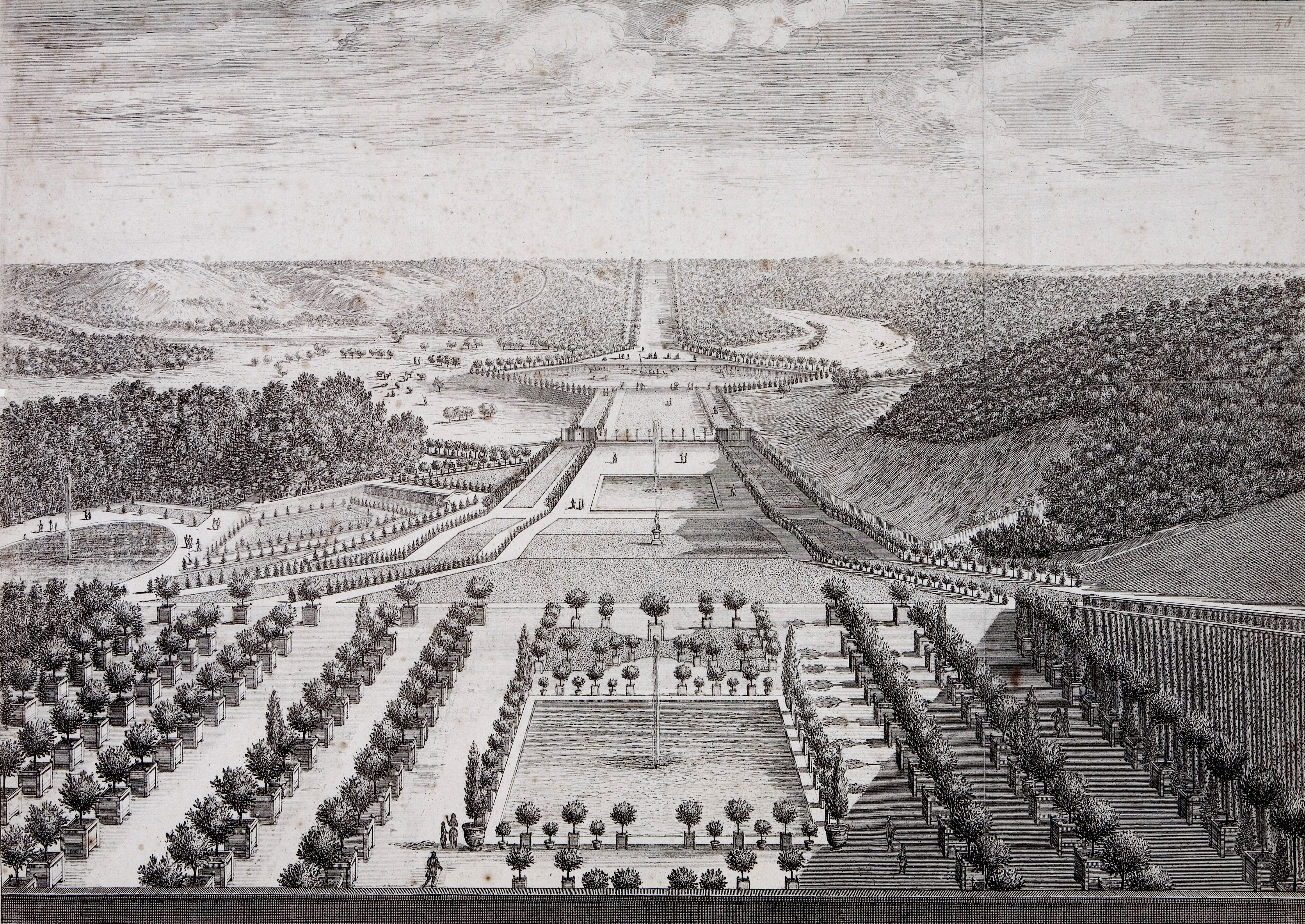
Estampe d'Israël Silvestre représentant la Grande Perspective de Meudon, vers 1685. Vue depuis le haut de l'Orangerie.

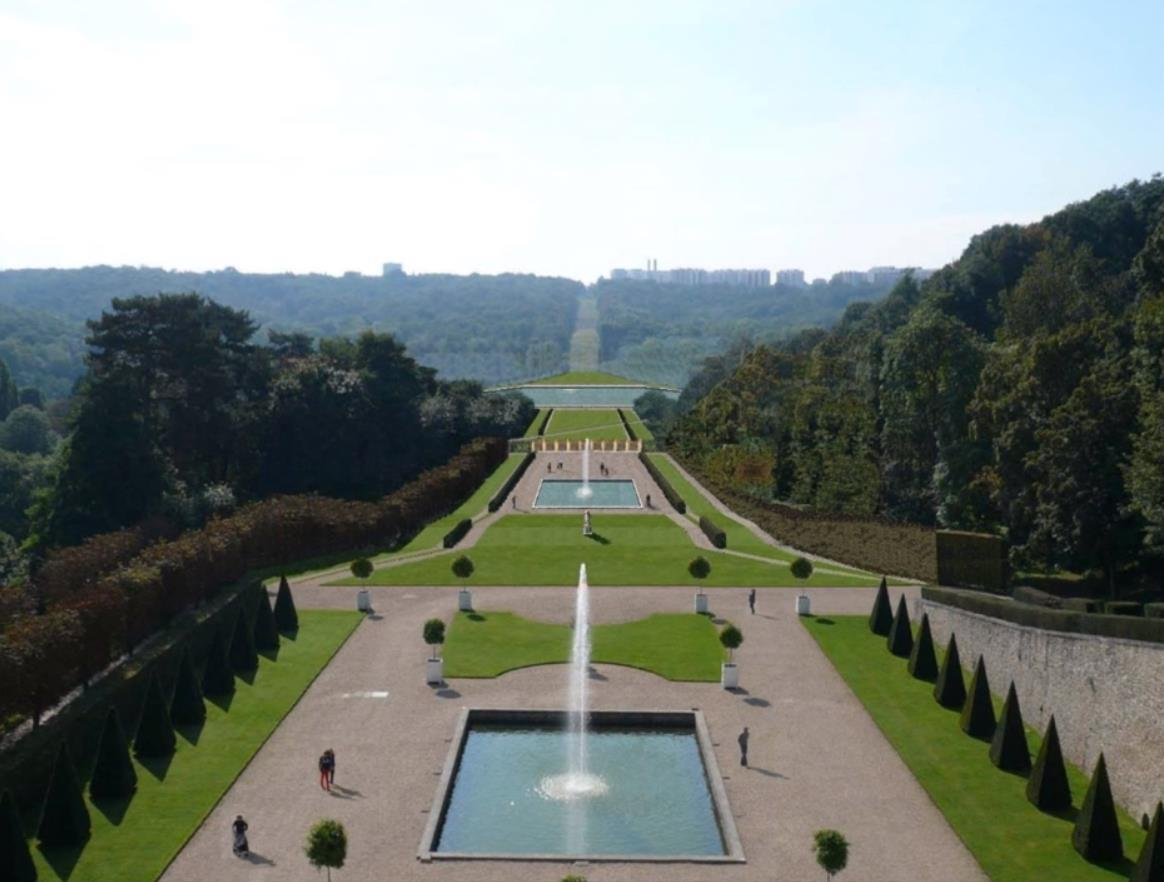
Restitution de la Grande Perspective de Meudon (photo-montage). par Gilles Fiant, 2017.

La Grande Perspective est l'axe monumental qui organise tout le domaine de Meudon. Il est parfaitement rectiligne sur une distance de 3,5 km, malgré la forte irrégularité de la topographie du terrain. Il s'est créé de part et d'autre du Château-Vieux, emplacement occupé dès l'origine.
À son apogée, au début du XVIIIe siècle, il se décomposait de la manière suivante (du Nord au Sud), au départ de la place du Maréchal-Leclerc :
- Avenue du Château (plantée de 4 rangées d'arbres)
- premiers fossés
- avant-cour (sur la droite, terrasse des marronniers)
- deuxièmes fossés (enfouis sous la terrasse)
- cour du Château-Vieux, dite cour royale
- le Château-Vieux (détruit, caves conservées)
- le parterre, dessiné par André Le Nôtre (détruit)
- l'Orangerie, de Louis Le Vau, avec un bassin circulaire
- le parterre de l'Orangerie, avec un bassin rectangulaire
- Pelouse, avec une statue en marbre blanc, non identifiée
- Le bassin dit du « Grand Carré » (détruit)
- Nouvelle pelouse, moins longue que la première
- la grille d'eau, avec 10 jets d'eau (détruite)
- Autre pelouse, plus longue
- l'étang de Chalais (sur la droite, le canal des carpes)
- le Tapis Vert
- le pavillon de Trivaux (sous Louis XVI) (détruit)
- l'axe se terminait par une allée tracée sur le plateau de Trivaux.

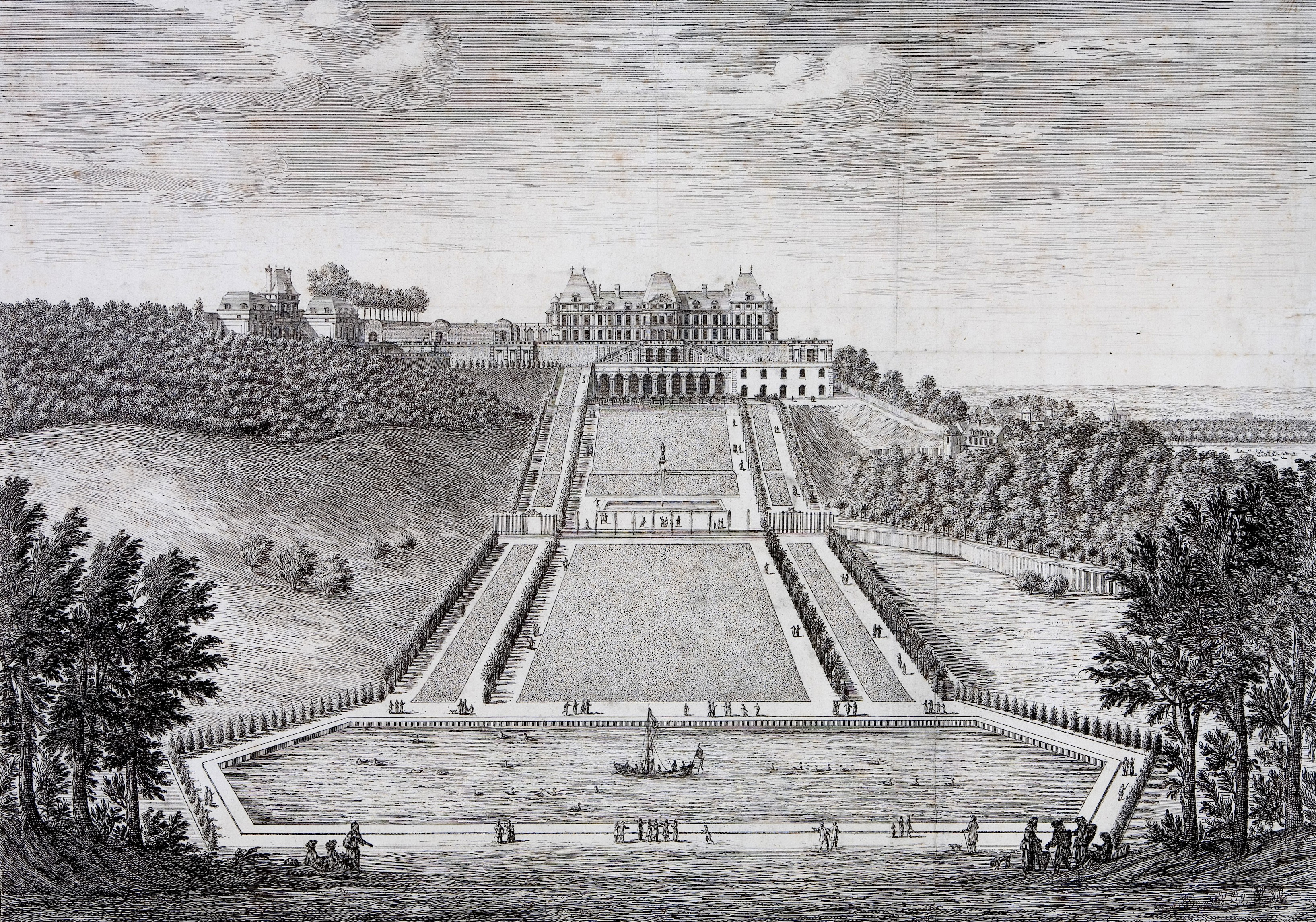
Estampe d'Israël Silvestre représentant la Grande Perspective de Meudon depuis le tapis vert. Vers 1685.
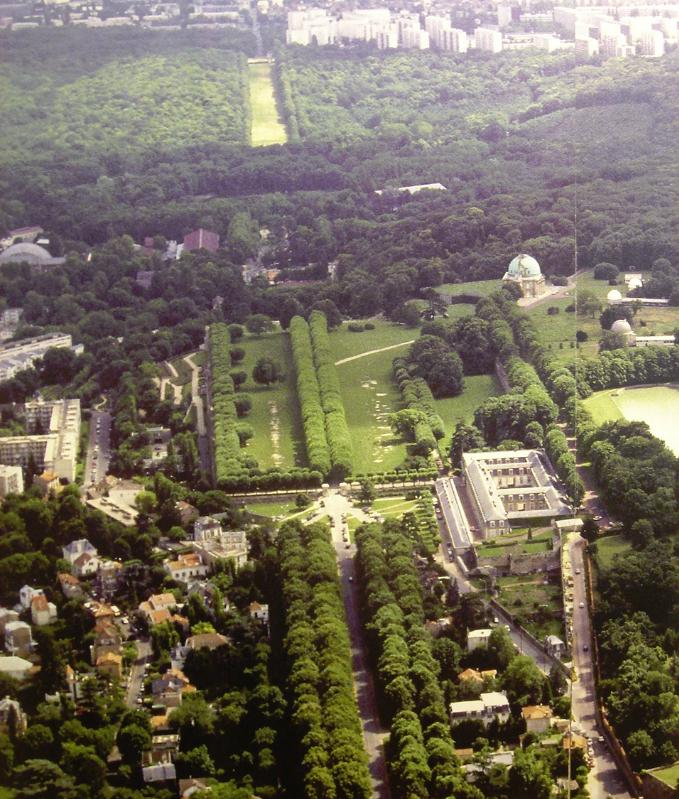
Vue aérienne de la Grande Perspective de Meudon.
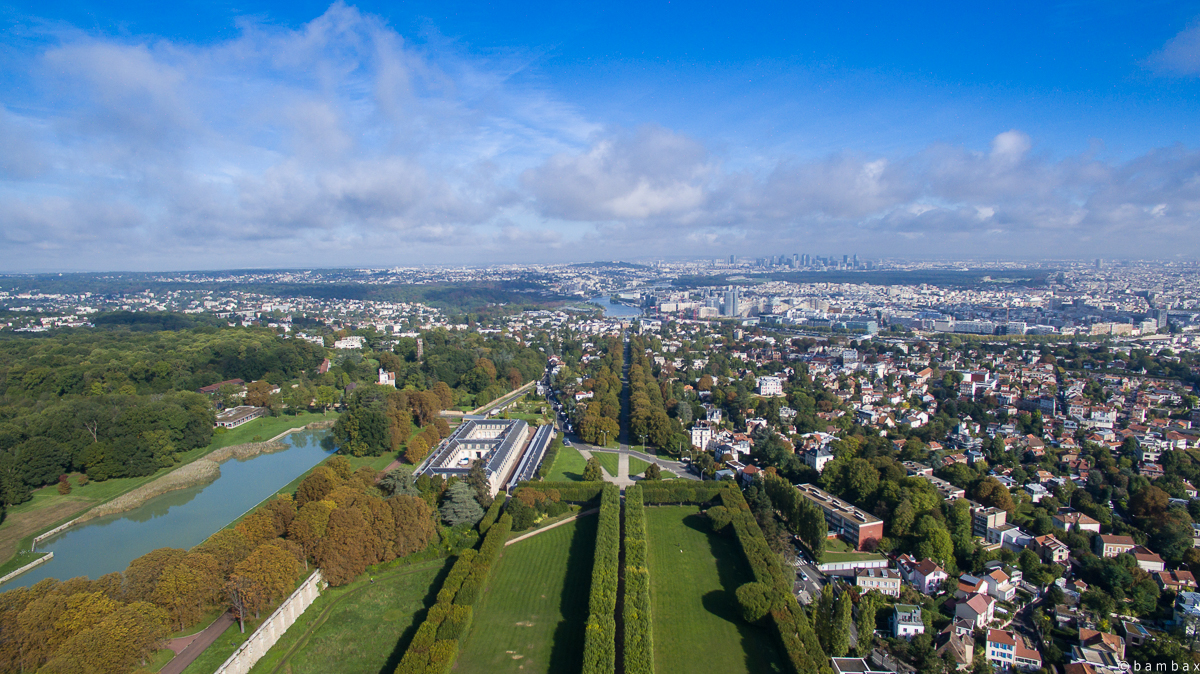
Vue aérienne par drône de l'avenue du château, en direction du nord.
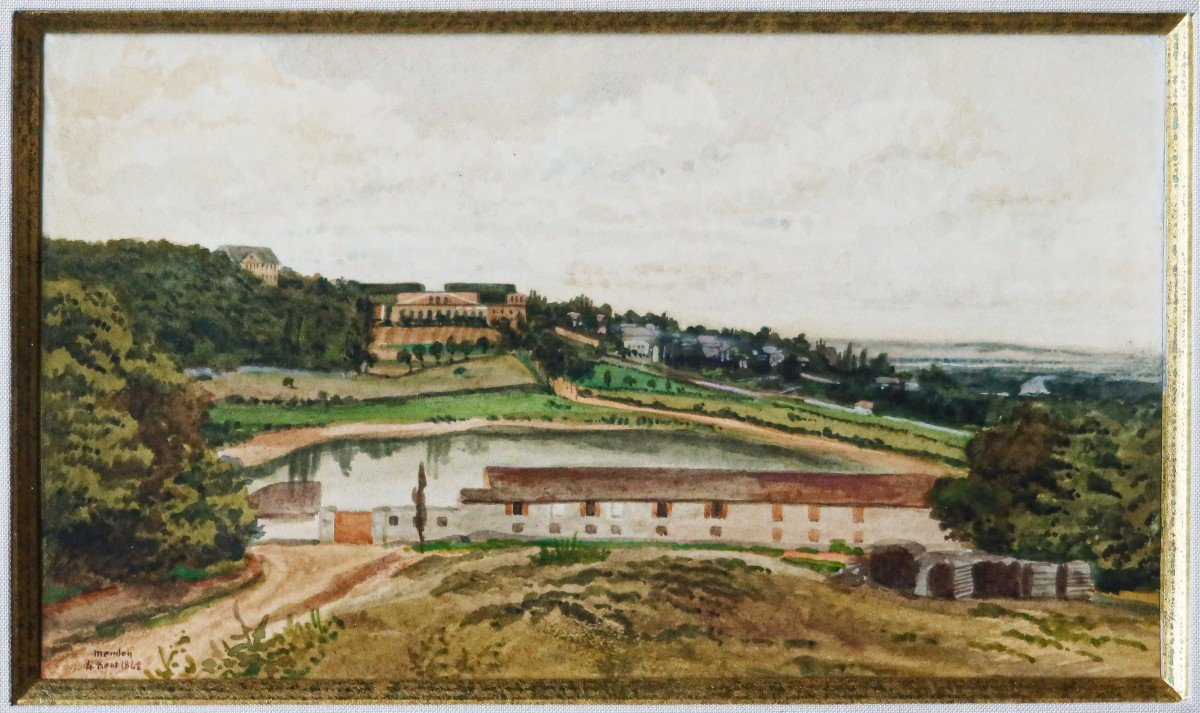
Aquarelle depuis le Tapis vert en regardant l'Orangerie du château de Meudon, 1842.

#### Les jardins bas
Ils ont été principalement développés par Louvois, et embellis ensuite par Monseigneur et Louis XIV. Leur dénivelé et les différents points de vue en faisait le charme, ainsi que la présence de nombreuses pièces d'eau et de milliers de topiaires.

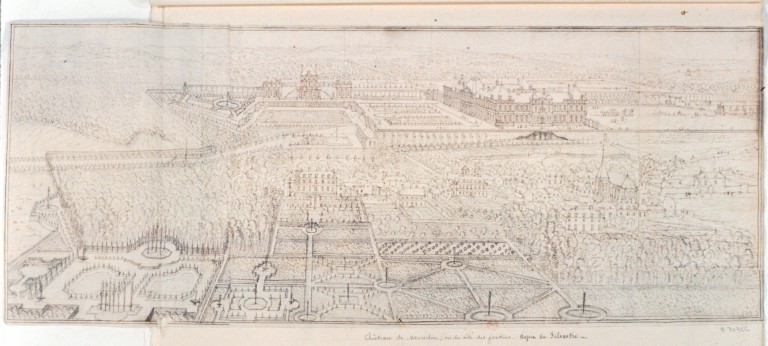
Les jardins bas de Meudon, par Pérelle au XVIIe siècle, BNF.
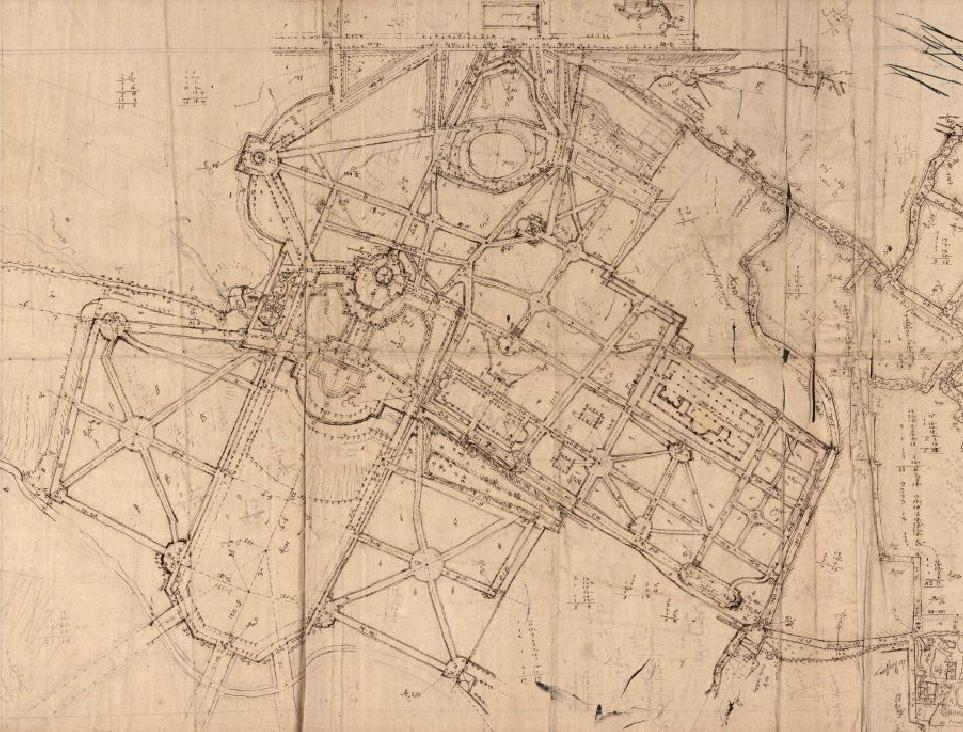
Détail des jardins bas sur le plan de brouillon des jardins de Meudon. ADY (78). Vers 1697.

##### Le parterre de l'Ovale

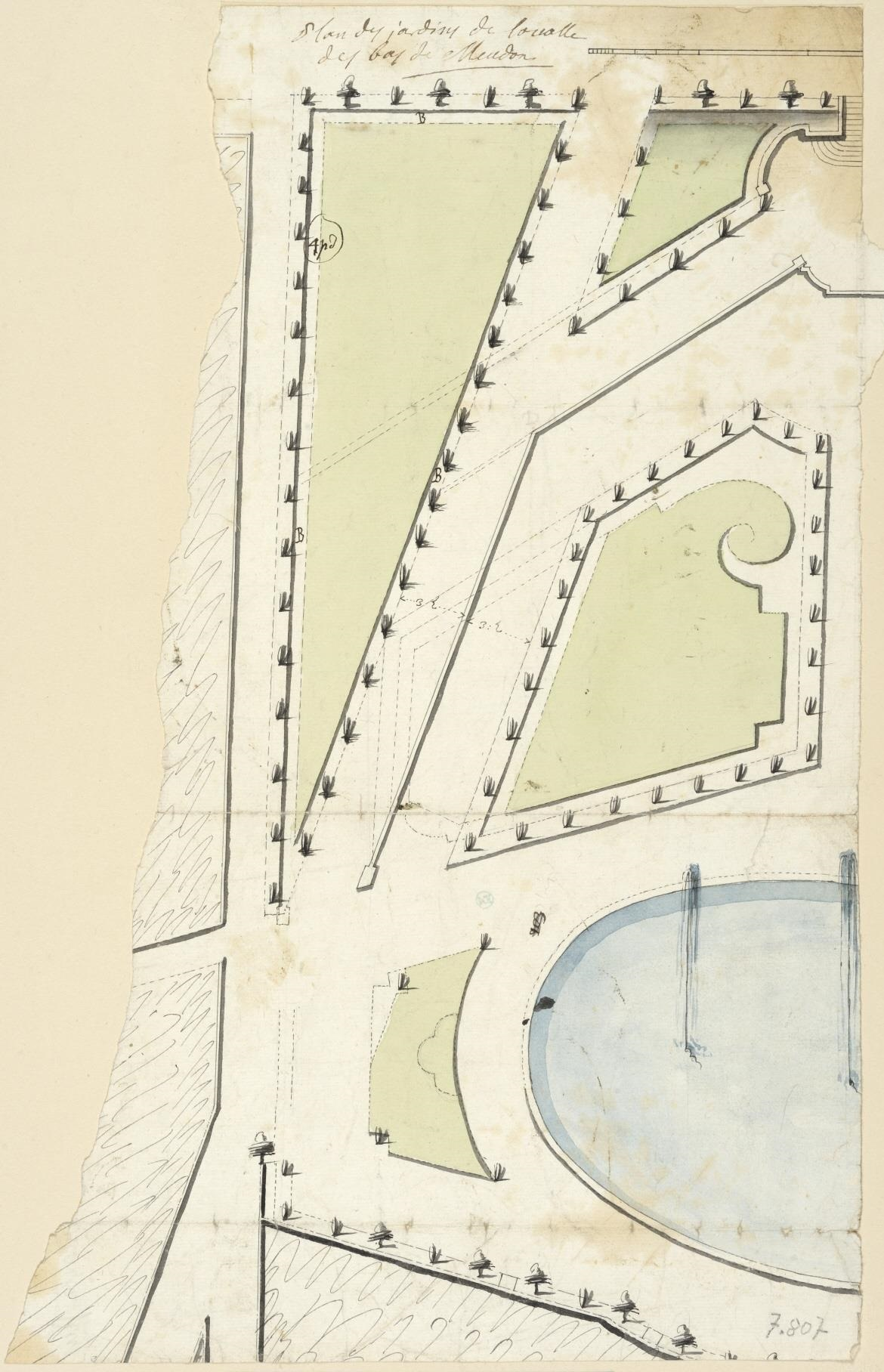
Dessin d'André Le Nôtre pour l'Ovale. Nationalmuseum de Stockholm, Suède
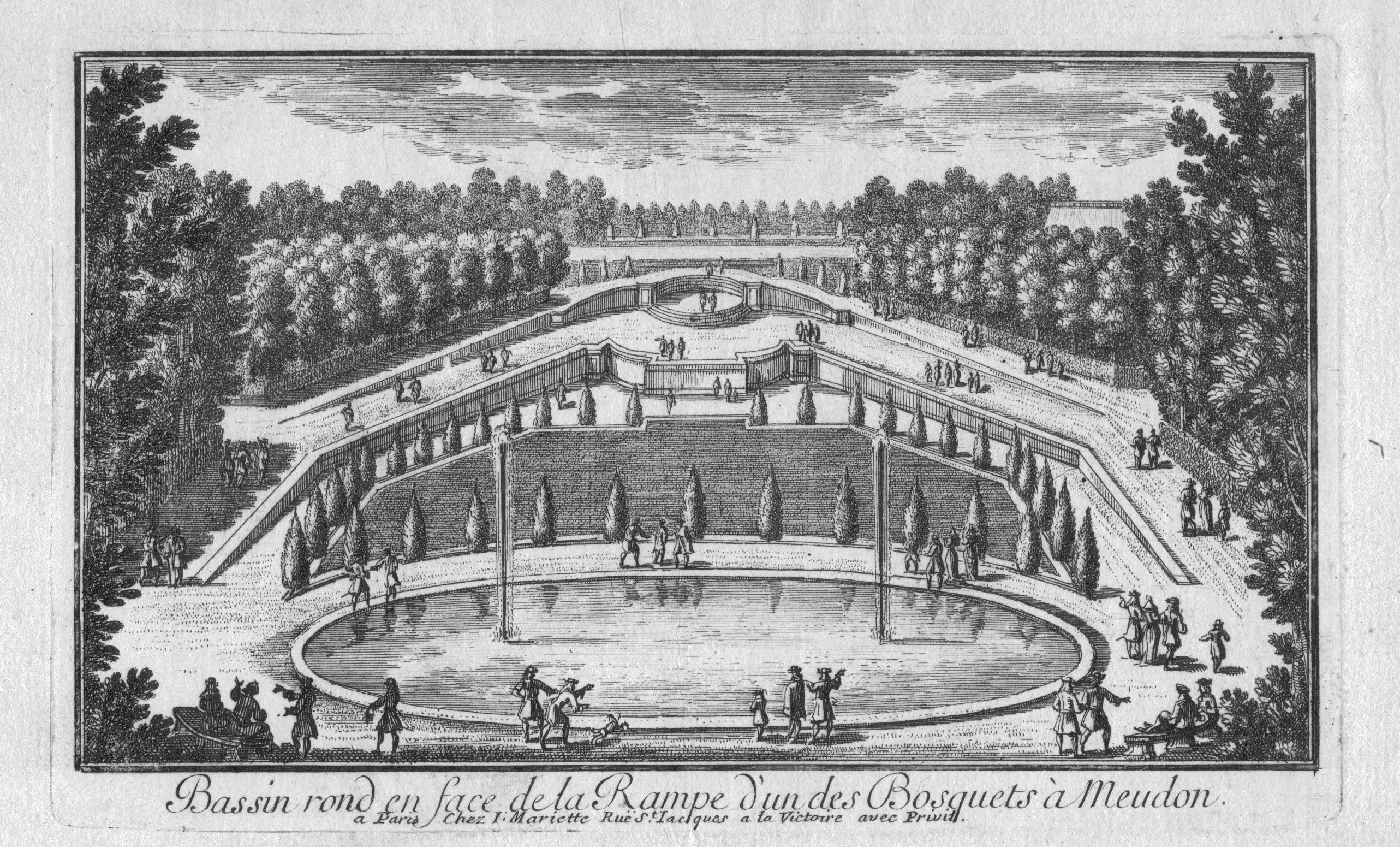
Le bassin de l'Ovale, jardins bas de Meudon. Vers 1690.
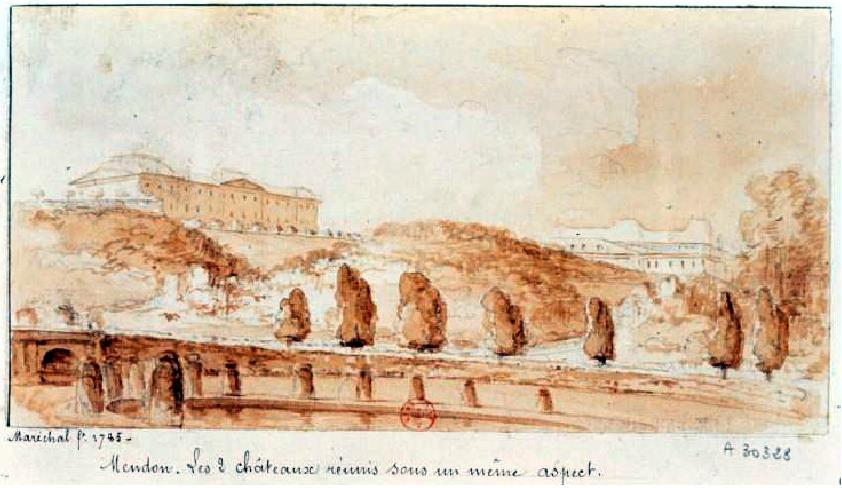
Meudon. Les 2 châteaux réunis sous un même aspect, dessin de Jean-Baptiste Maréchal, 1785. Vue prise depuis l'Ovale.

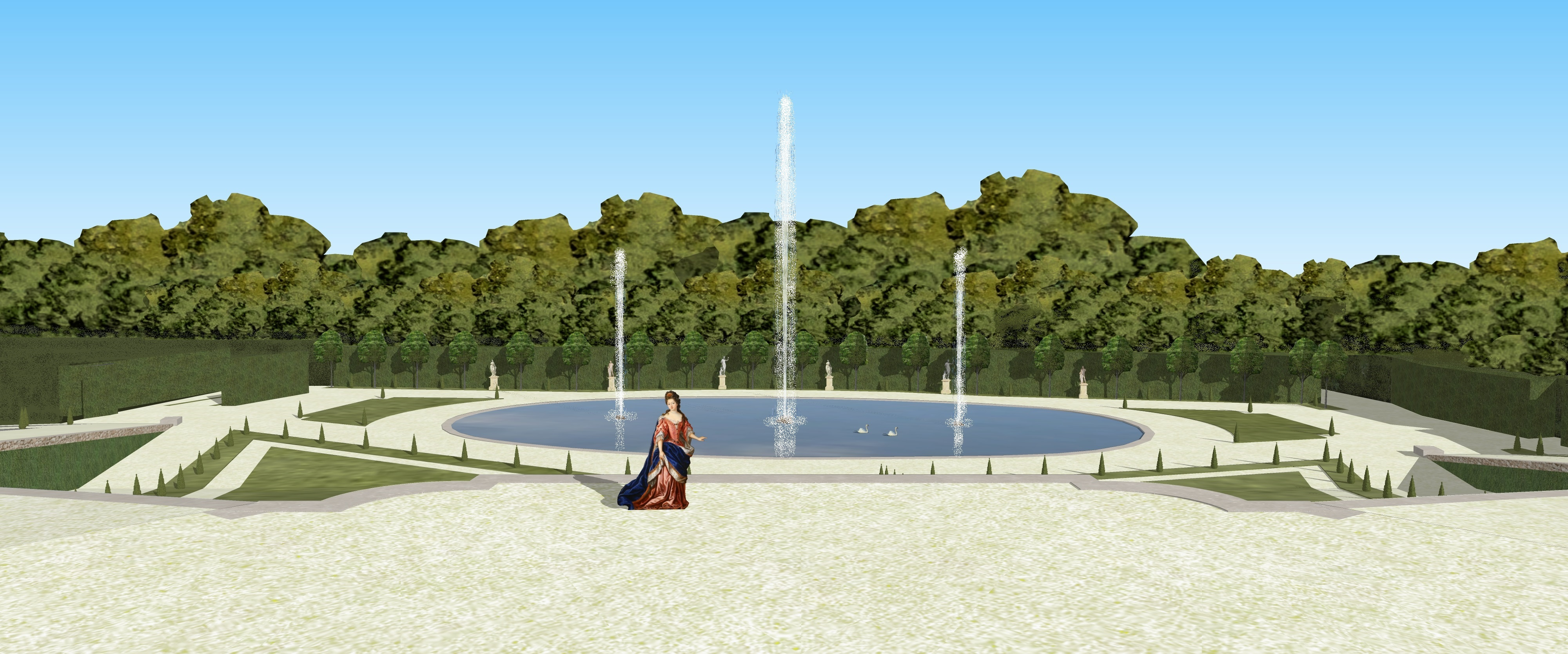
Restitution du parterre de l'Ovale, jardins bas de Meudon.
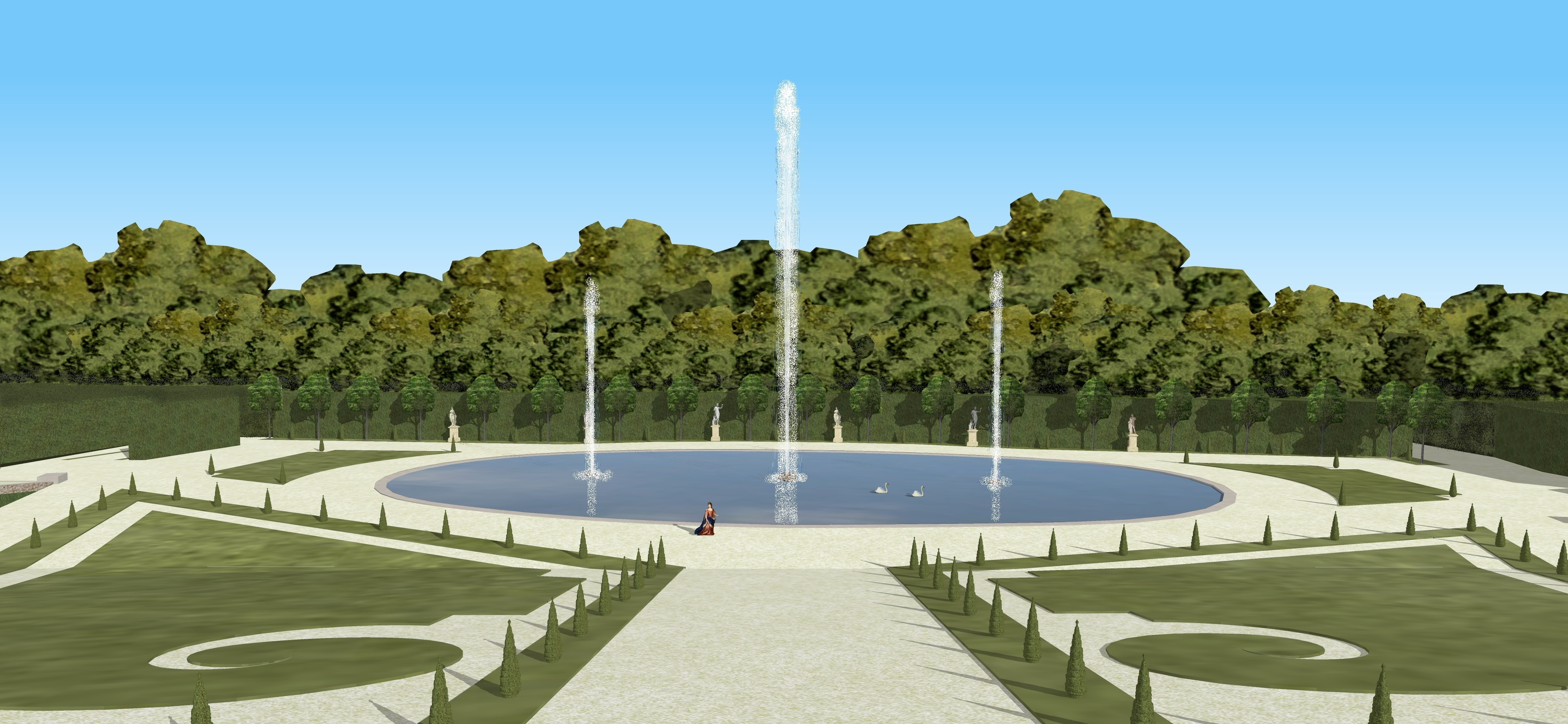
Schéma de la vue sur le parterre de l'Ovale, jardins bas de Meudon, fin XVIIe.

##### Le canal de l'ombre

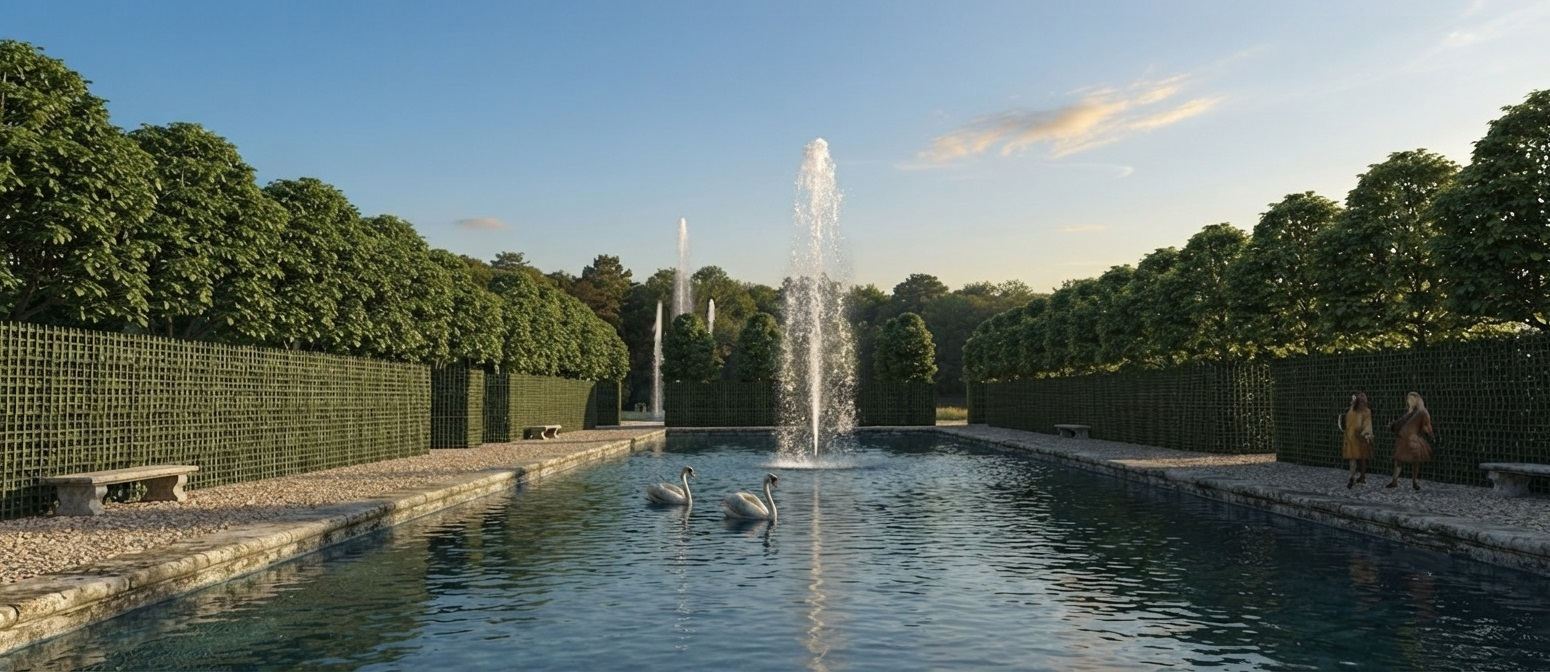
Schéma du canal de l'Ombre, près de l'Ovale, jardins bas de Meudon, vers 1700.

##### La demi-lune

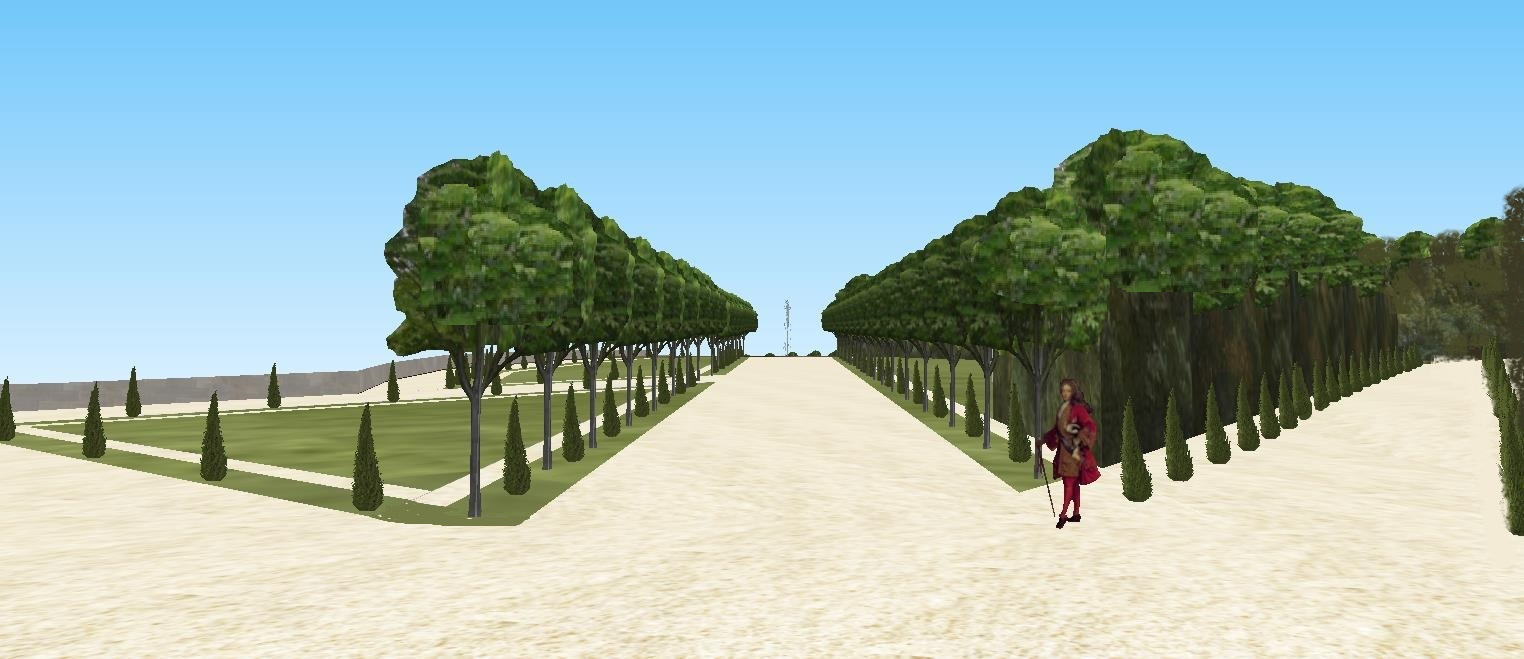
Schéma de l'allée qui monte à la Demi-Lune, jardins bas de Meudon, fin XVIIe.
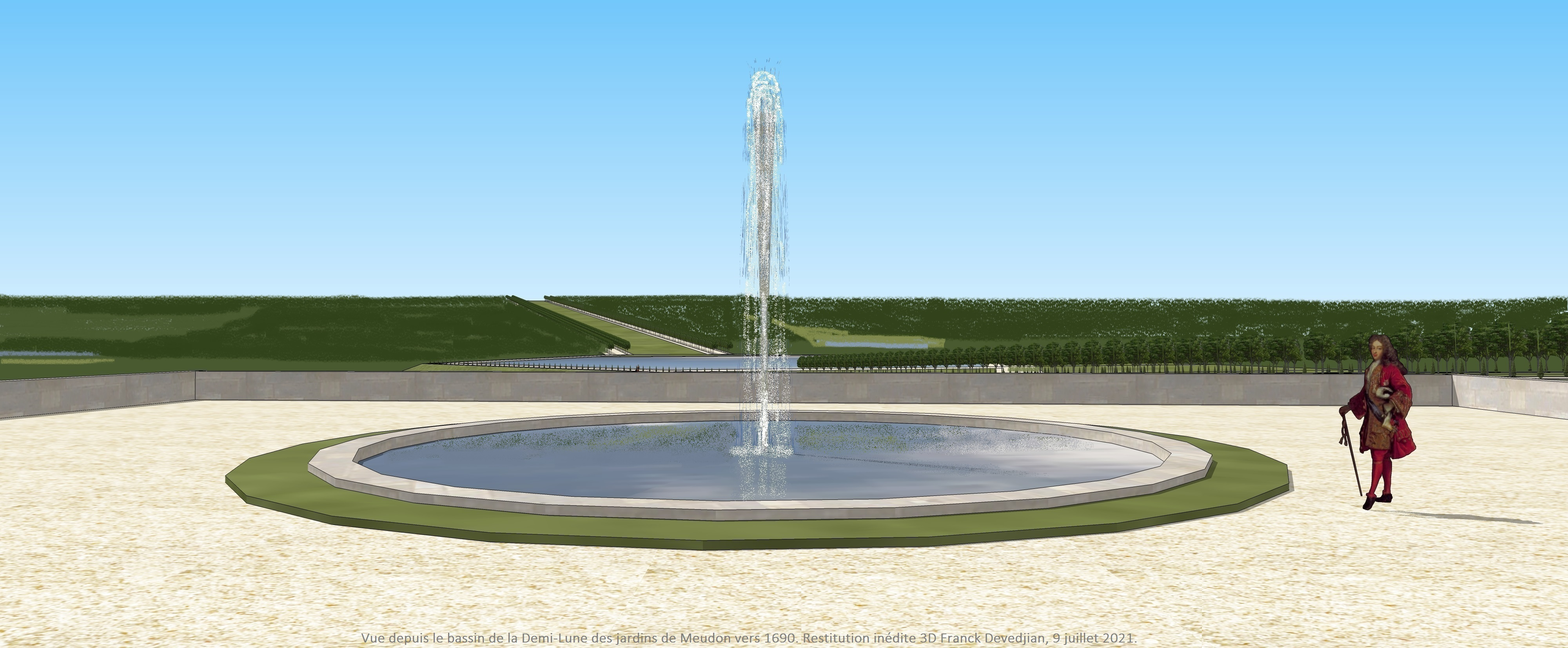
Restitution du point de vue depuis la Demi-Lune des jardins de Meudon, vers 1690.
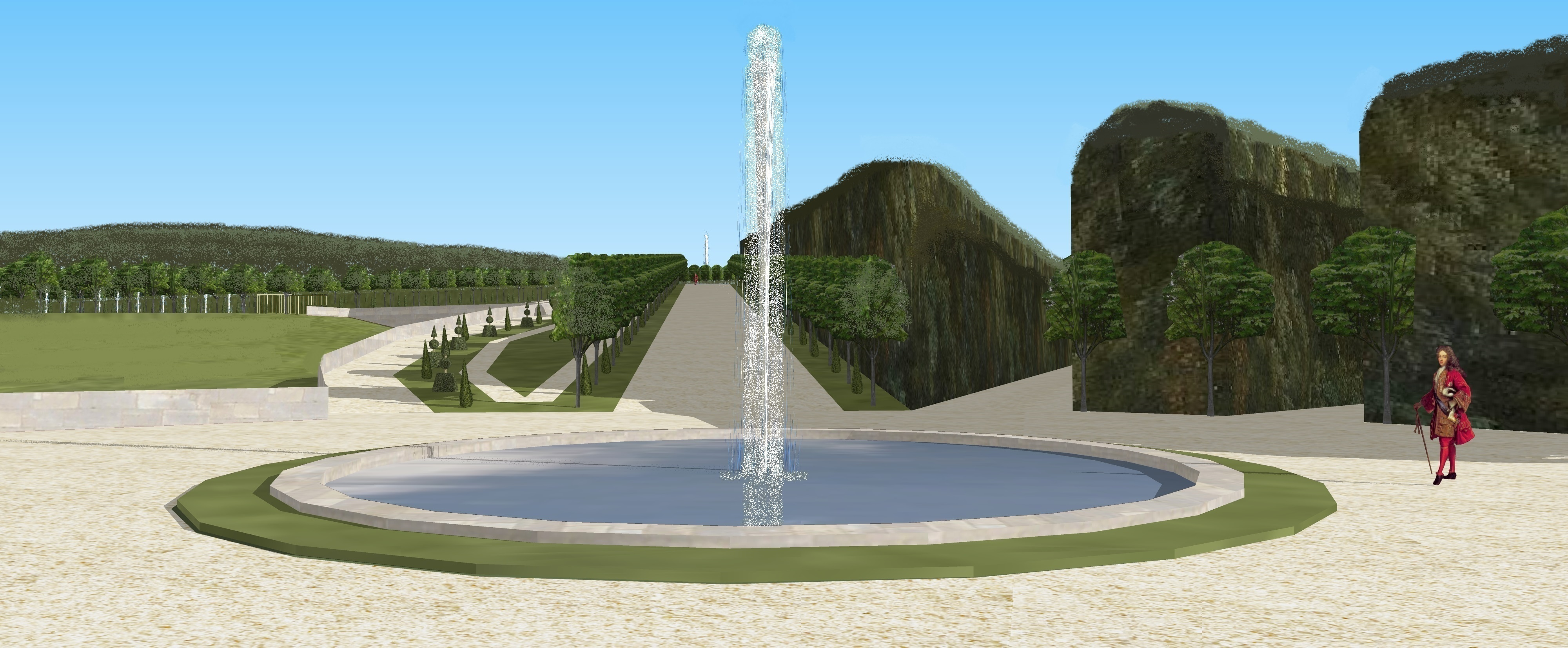
Restitution de la vision sur l'allée qui mène de la Demi-Lune au Grand Carré, jardins bas de Meudon, vers 1700.

##### Le bois de Guénégaud, avec son pavillon
On ne connaît pas le dessin du pavillon de Guénégaud. Une gravure représentant un pavillon légendé "de Meudon" n'a en réalité aucun rapport, il n'est pas dans le style vers 1700, mais plus tardif. La mention "Meudon" est indiquée pour mieux vendre la gravure à l'époque.

##### Le bassin de l'Octogone

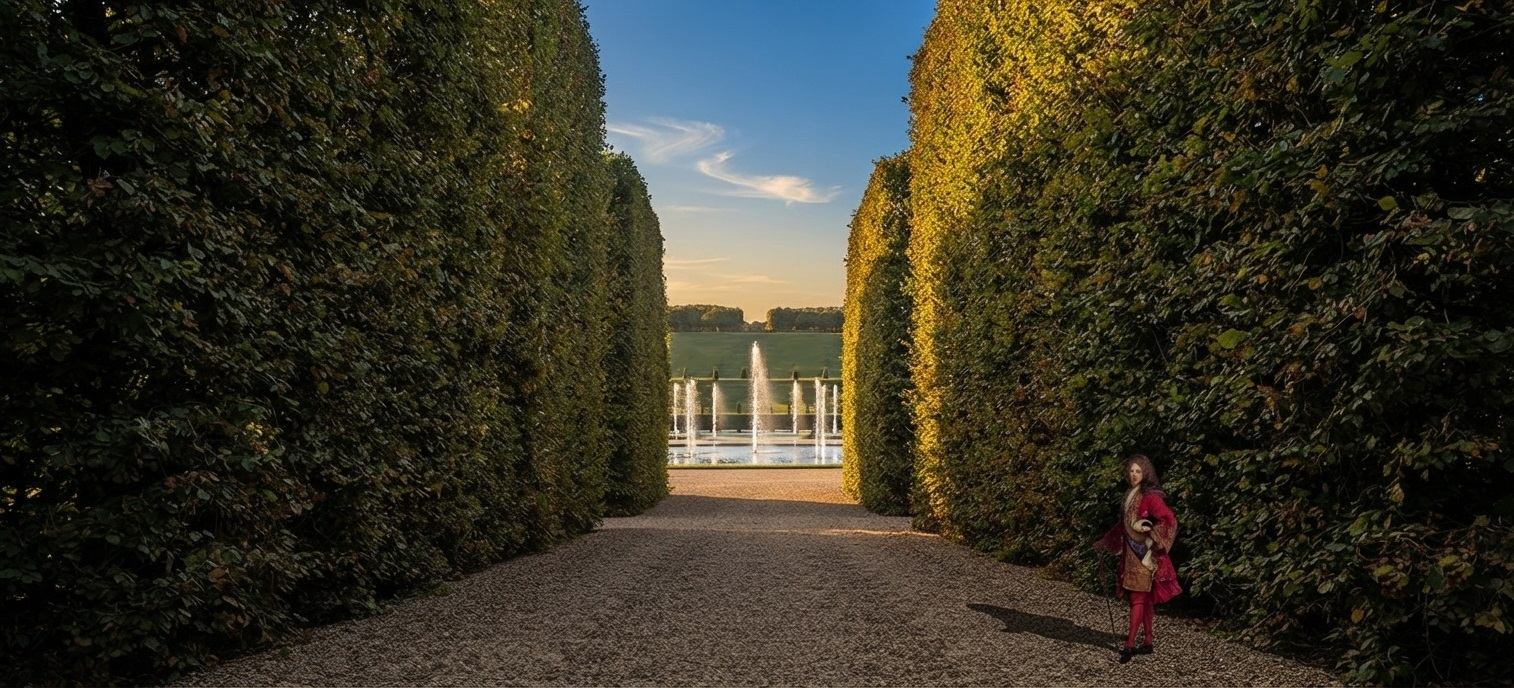
Restitution de la vue sur l'allée qui mène au bassin dit de l'Octogone, jardins bas de Meudon, fin XVIIe
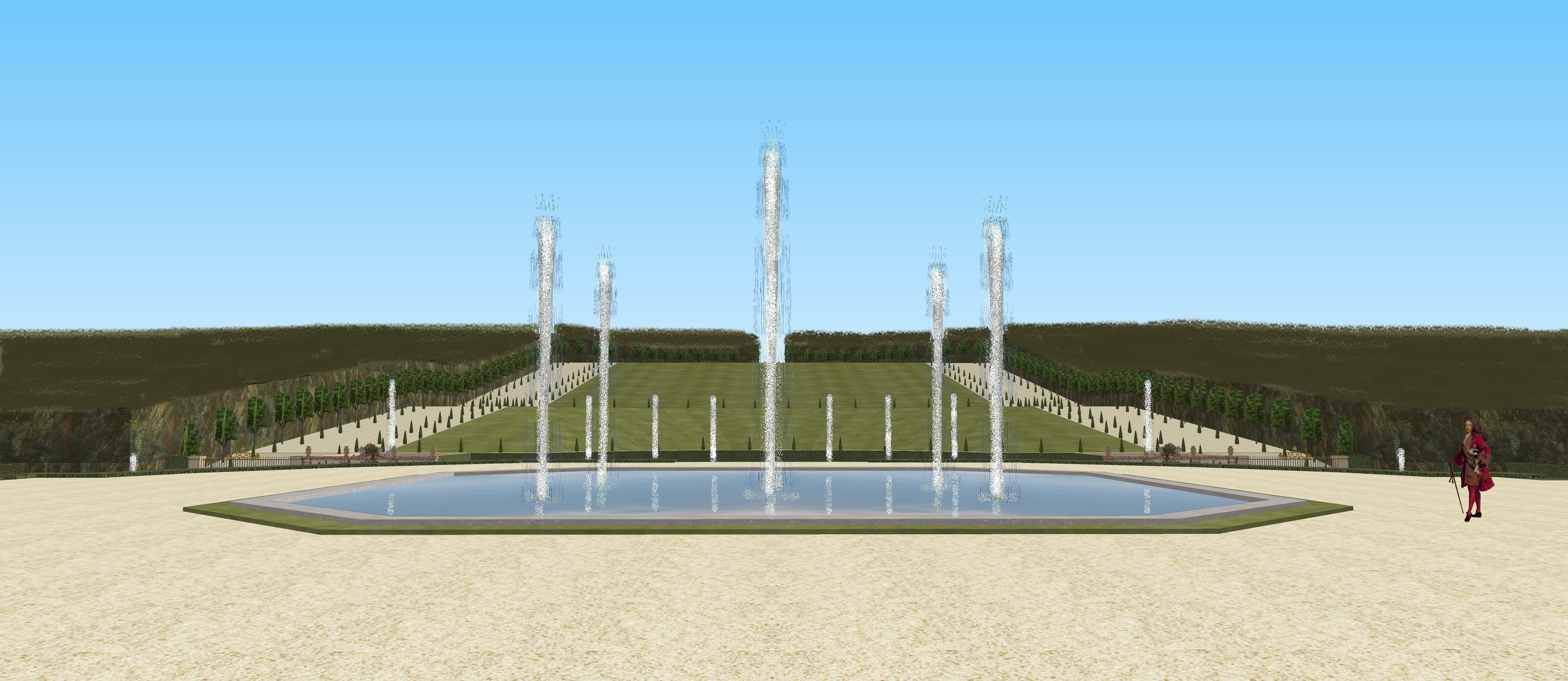
Restitution de la vue devant le bassin Octogone, jardins bas de Meudon, début XVIIIe.

##### La «pièce de M. Le Nostre», encadrée de deux cascades

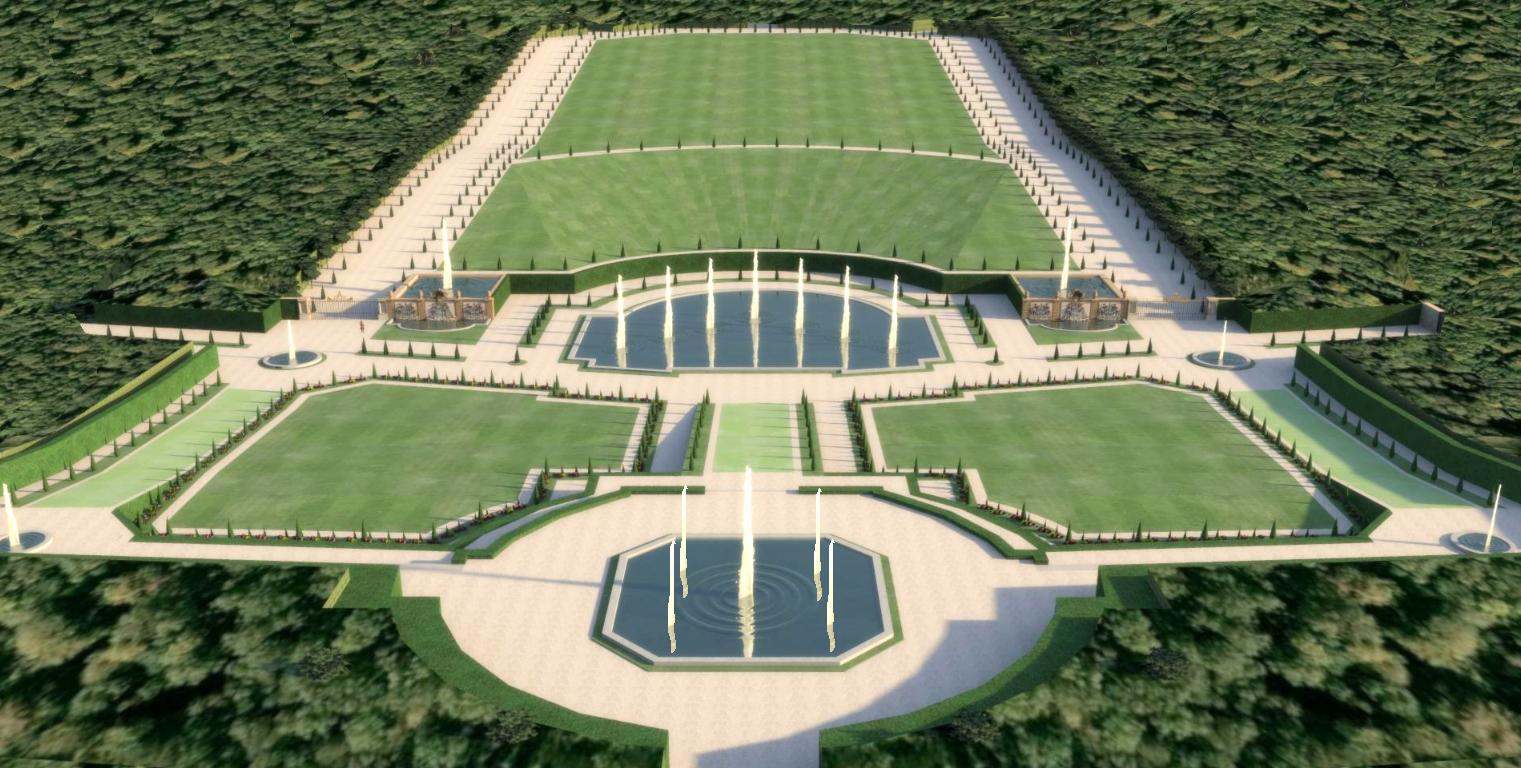
Restitution 3D des jardins bas, avec la « pièce de M. Le Nostre ». État vers 1700.
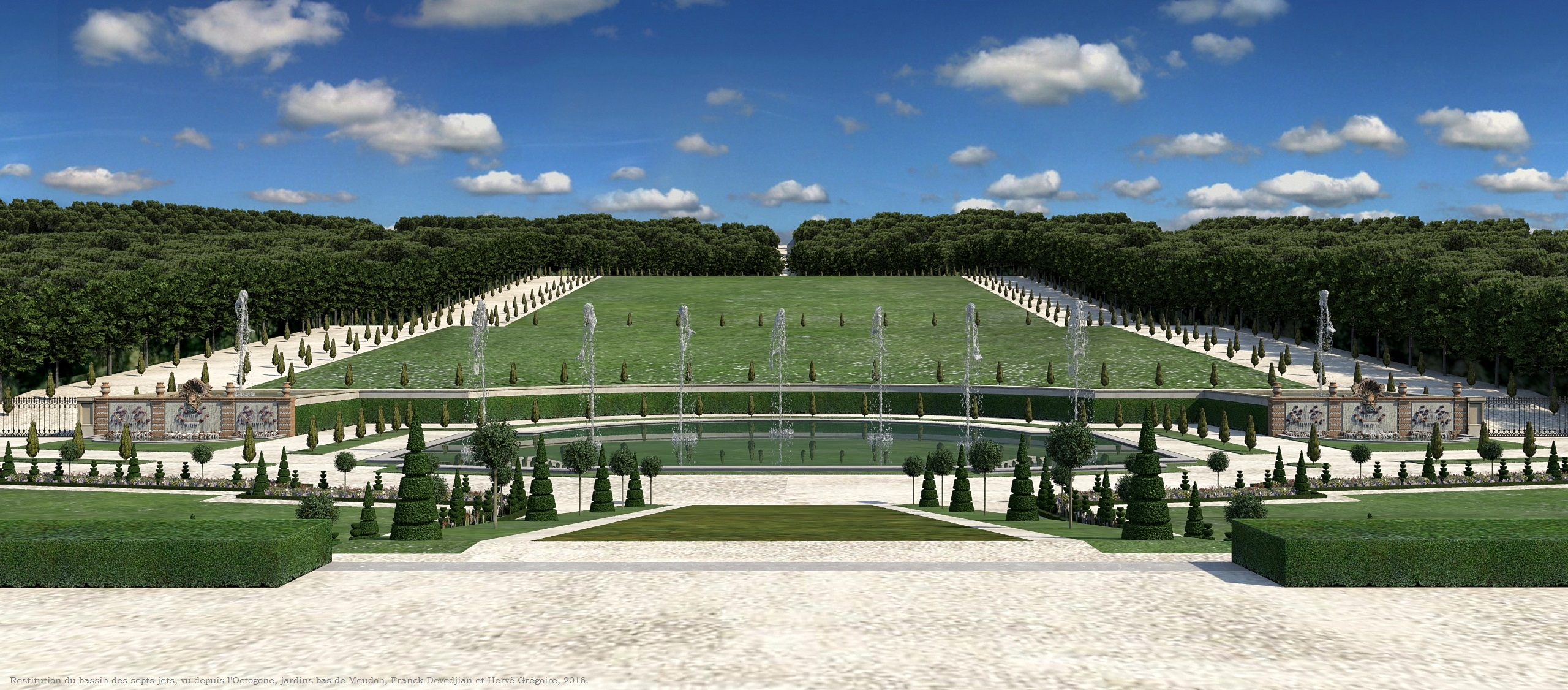
Restitution du point de vue sur le bassin des sept jets depuis l'Octogone, jardins bas de Meudon. Image 3D de Franck Devedjian et Hervé Grégoire, 2016.
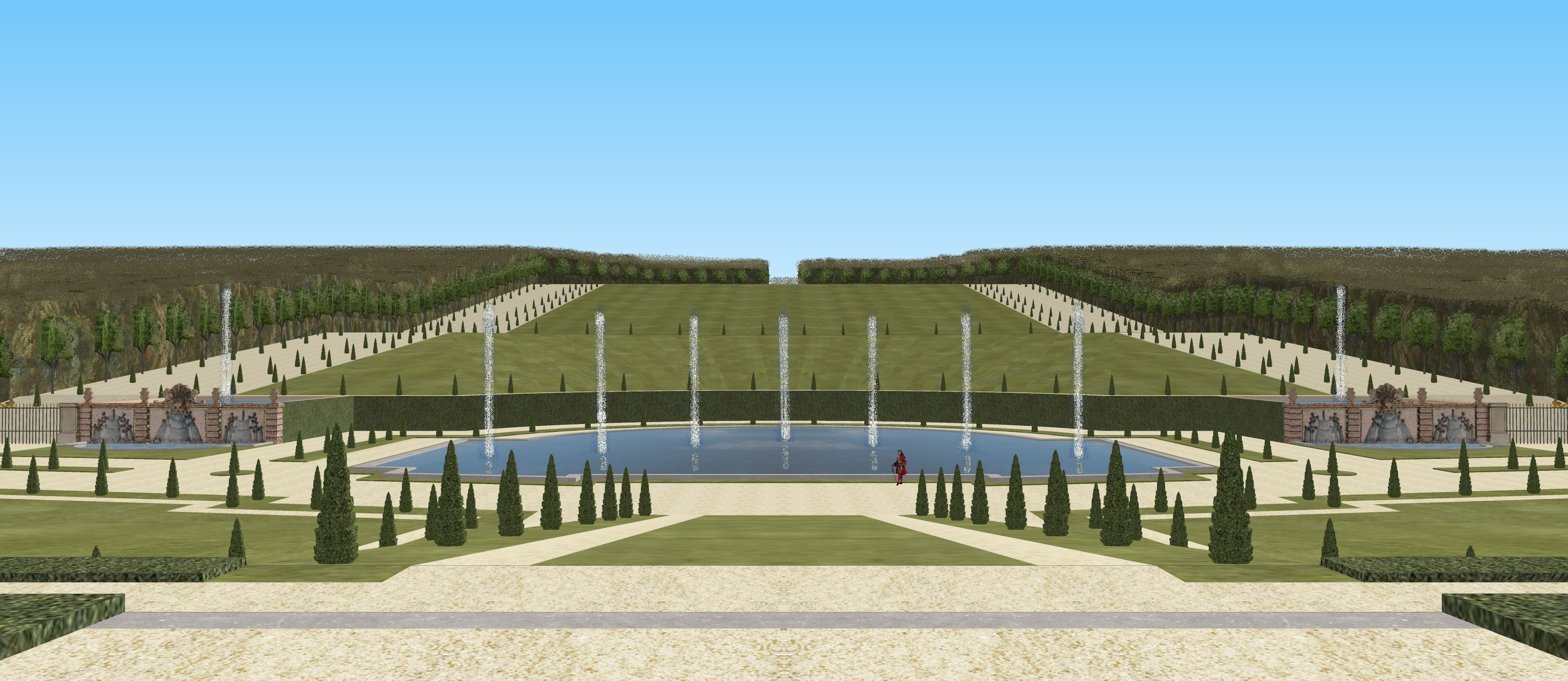
Restitution de la vue derrière le bassin Octogone, jardins bas de Meudon, début XVIIIe.
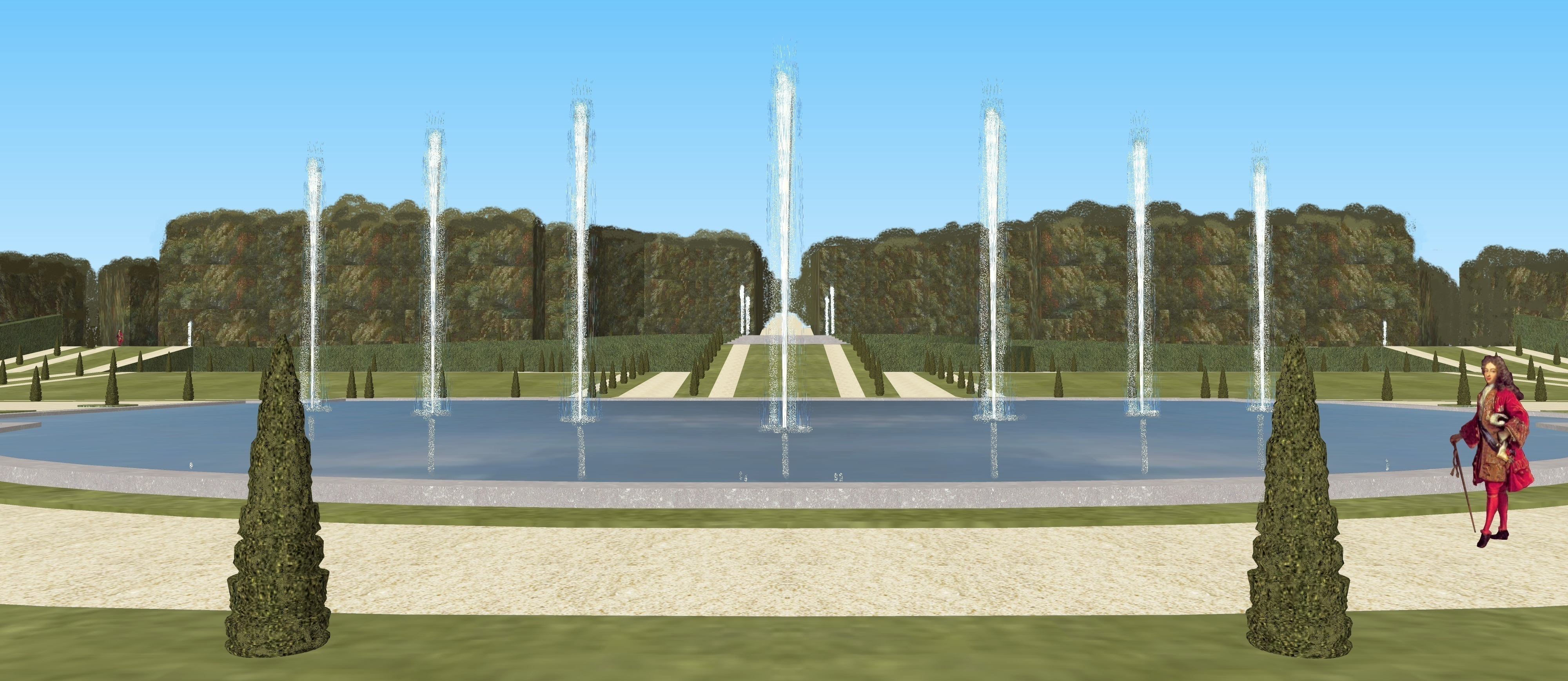
Restitution de la vue au bout du bassin des sept jets, jardins bas de Meudon, début XVIIIe.

##### Le vertugadin, en remontant

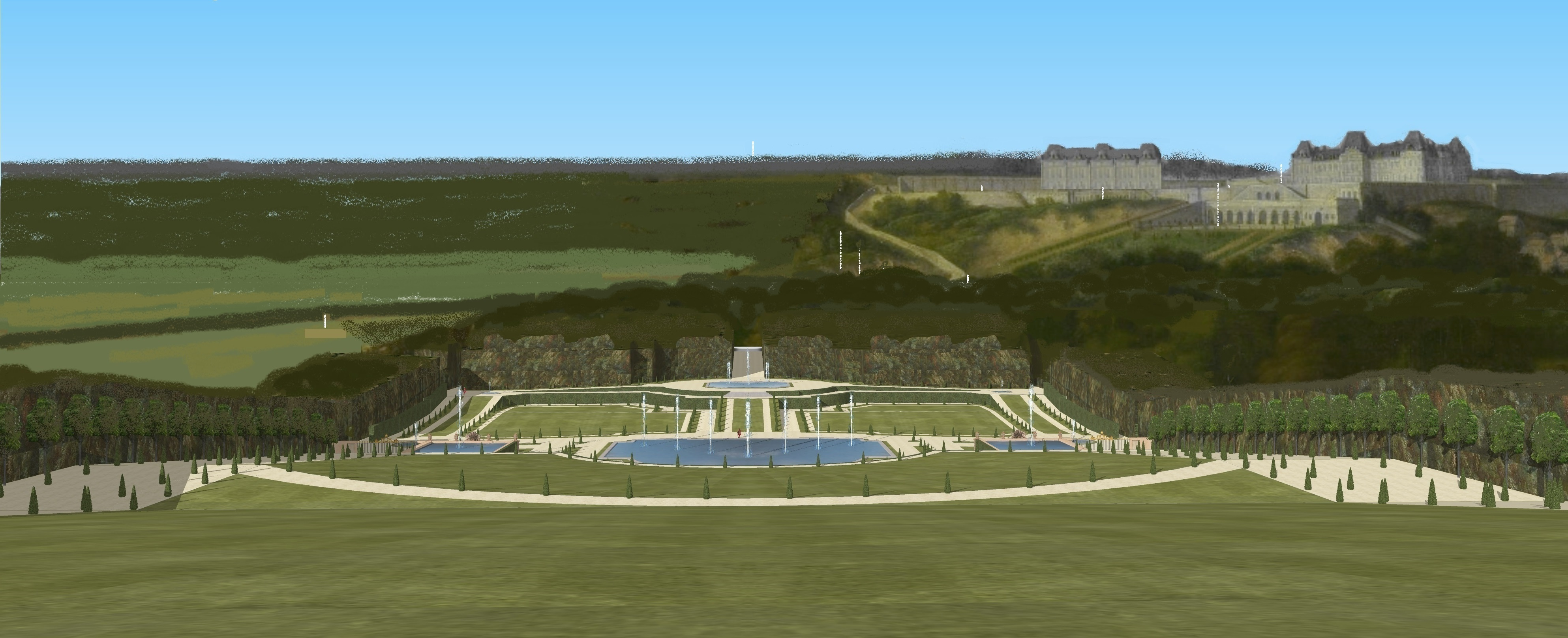
Restitution de la vue au bout du Vertugadin, jardins bas de Meudon, début XVIIIe.

##### Le bosquet de Cléopâtre

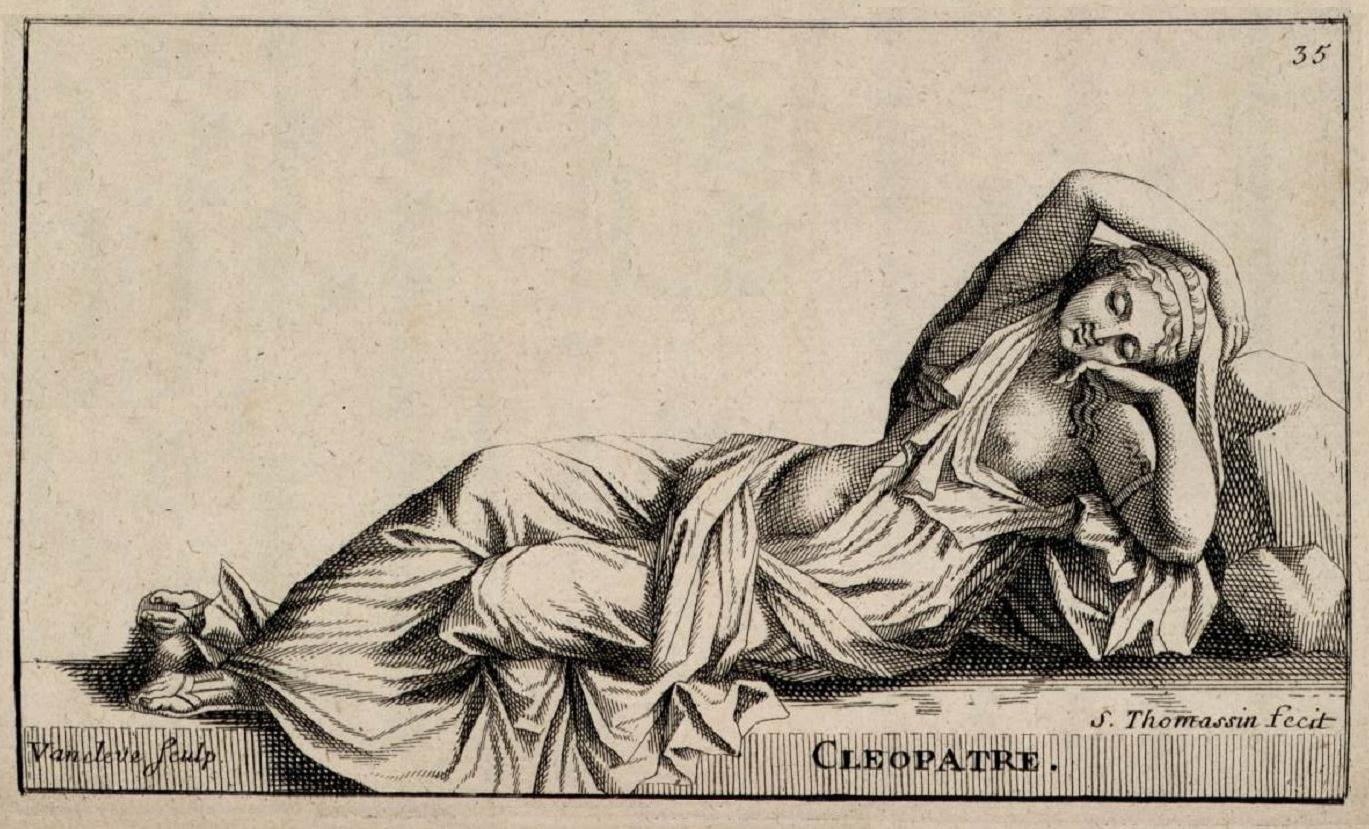
Ariane endormie, dite Cléopâtre, copie placée dans les jardins bas.

##### Le canal d'Arthelon

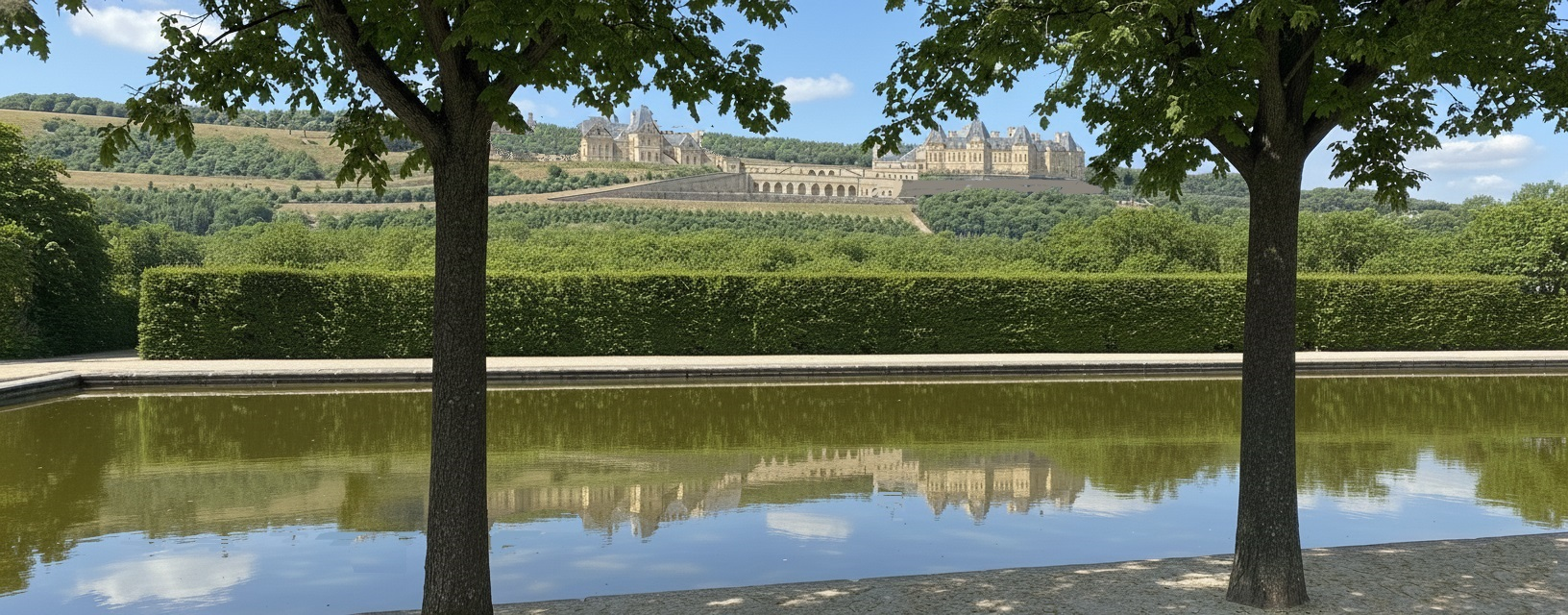
Schéma de la vue depuis l'allée située au-dessus du canal d'Arthelon, vers 1700.

##### La cascade d'Arthelon

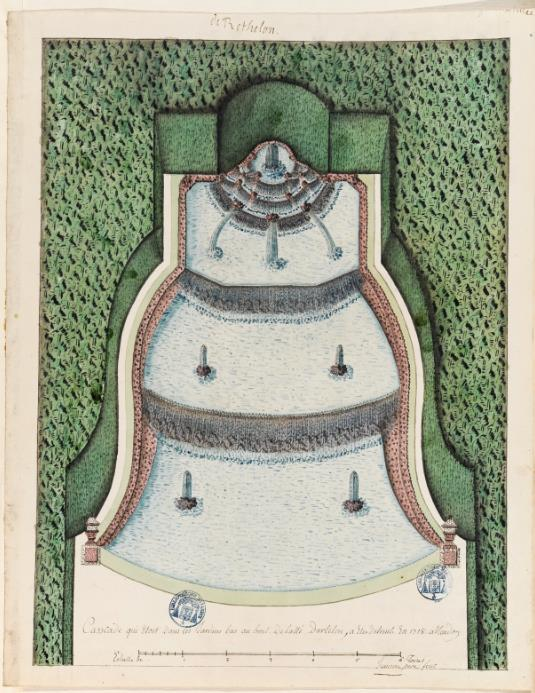
La cascade d'Arthelon, jardins bas de Meudon. Vers 1700.
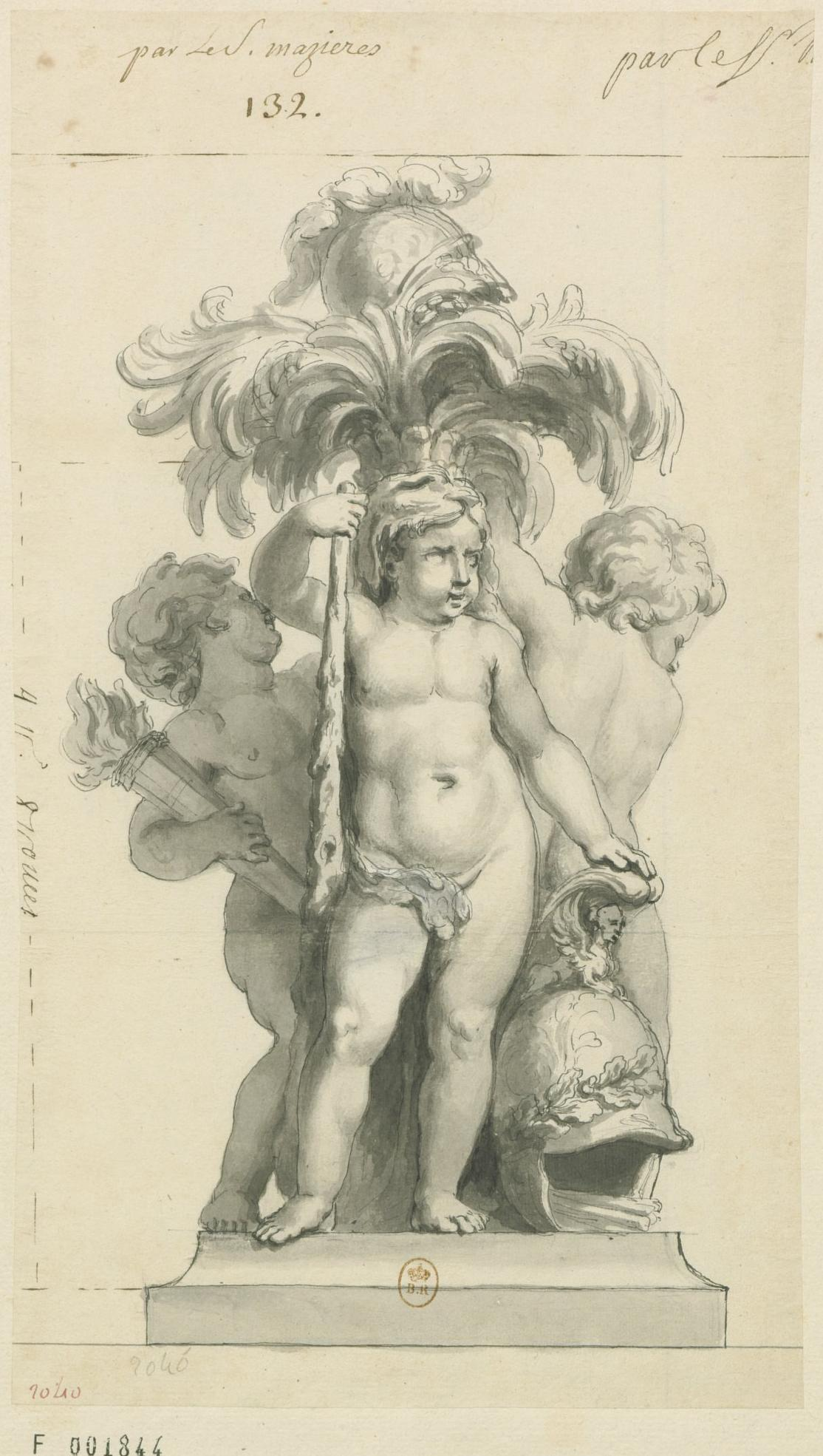
Sculptures pour la cascade d'Arthelon de Meudon, 1699 (BNF).
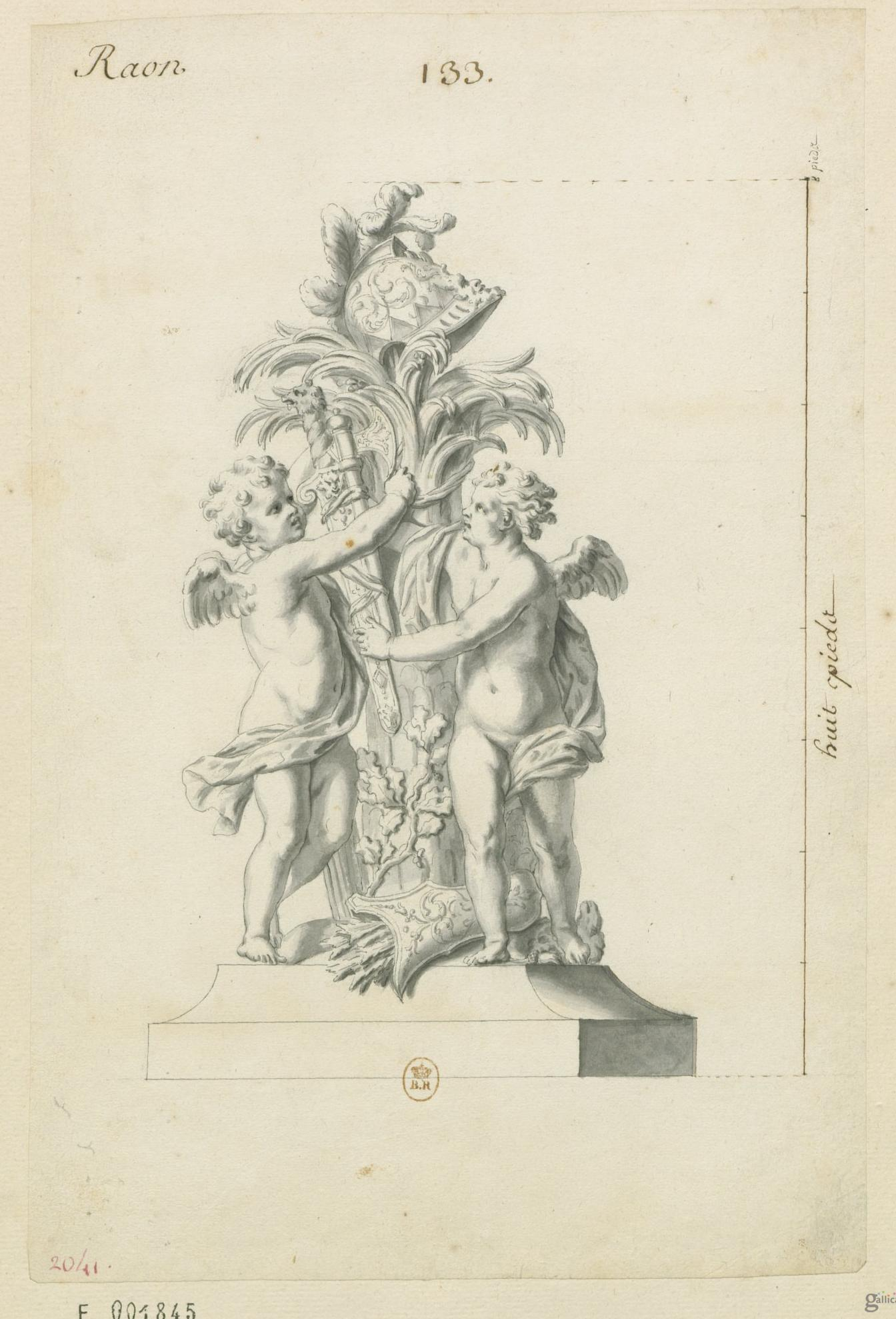
Sculptures (2) pour la cascade d'Arthelon de Meudon, 1699 (BNF).
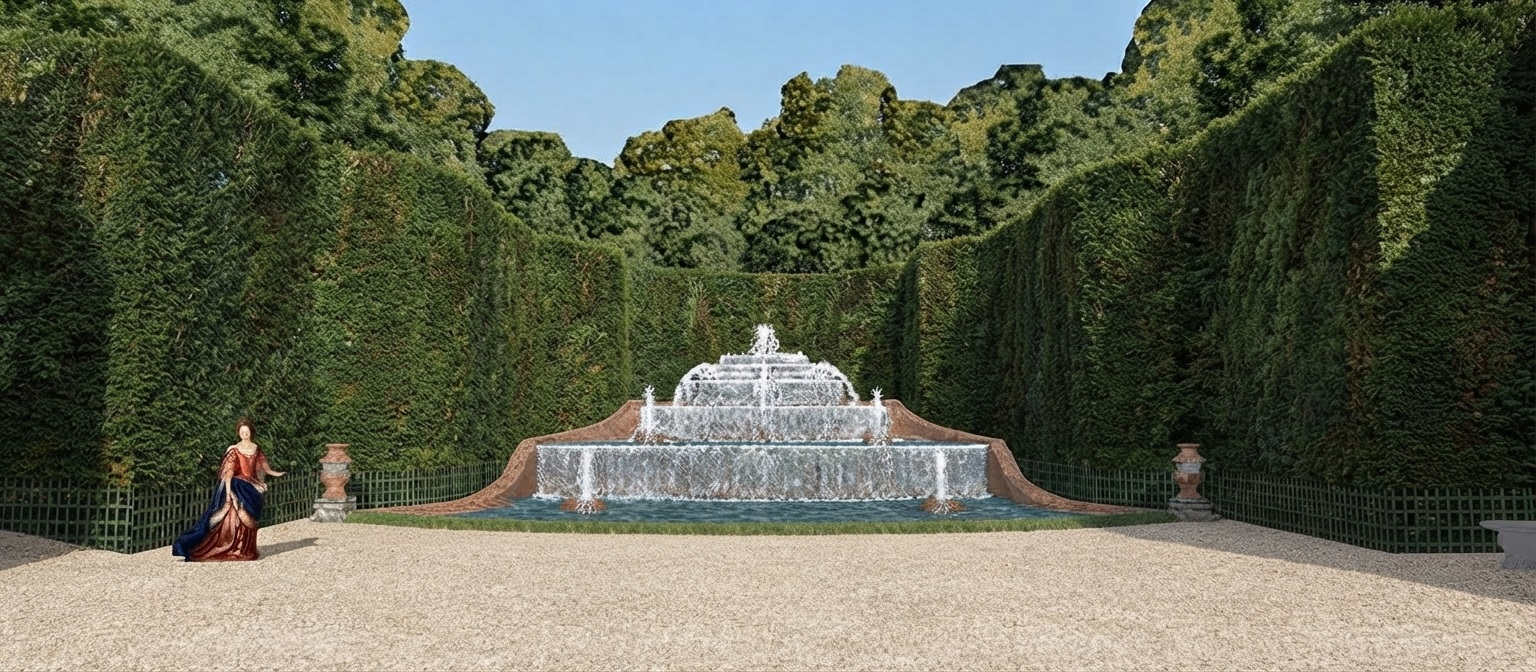
Cascade d'Arthelon, qui termine l'allée basse des jardins bas du château de Meudon, vers 1700.

##### Le bosquet des marronniers

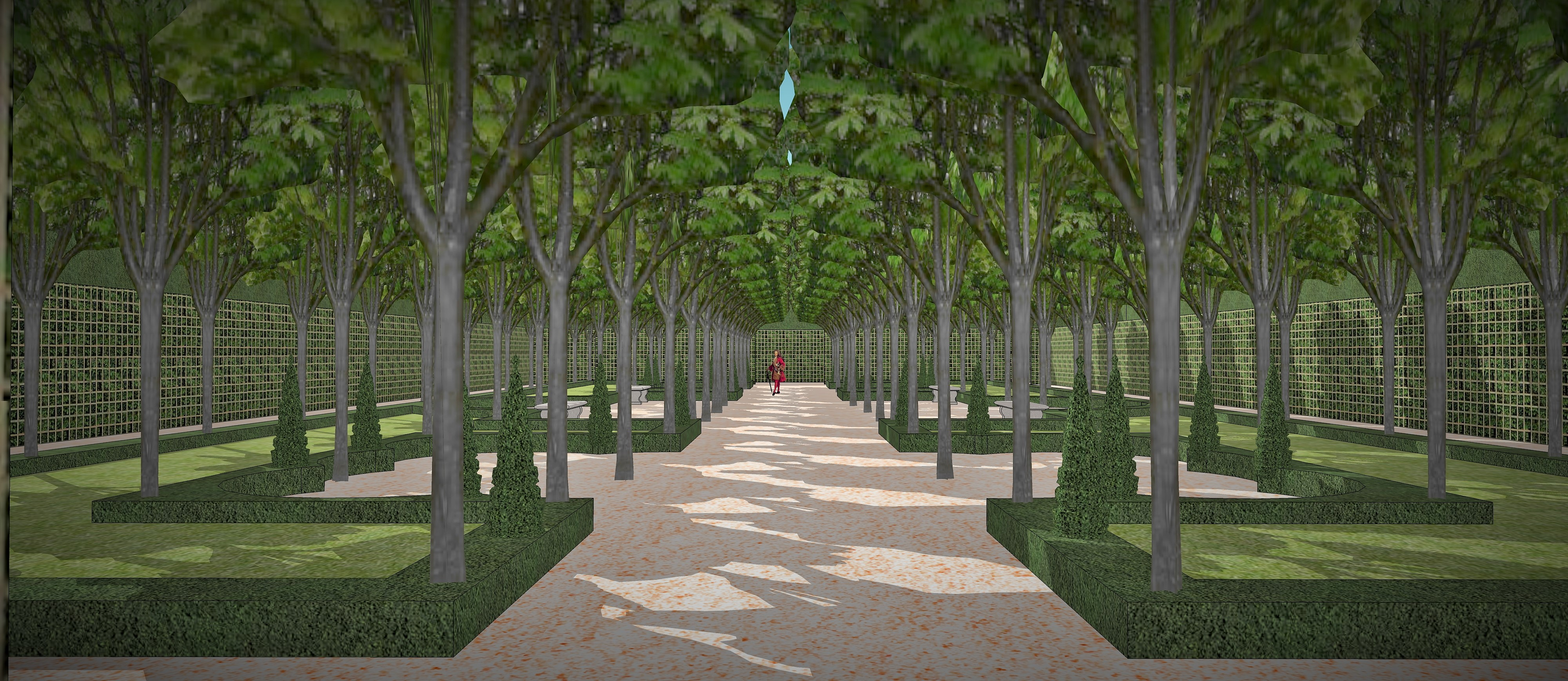
Vue de la salle des marronniers des jardins bas de Meudon

##### Le parterre de l'Hôtel Courtin

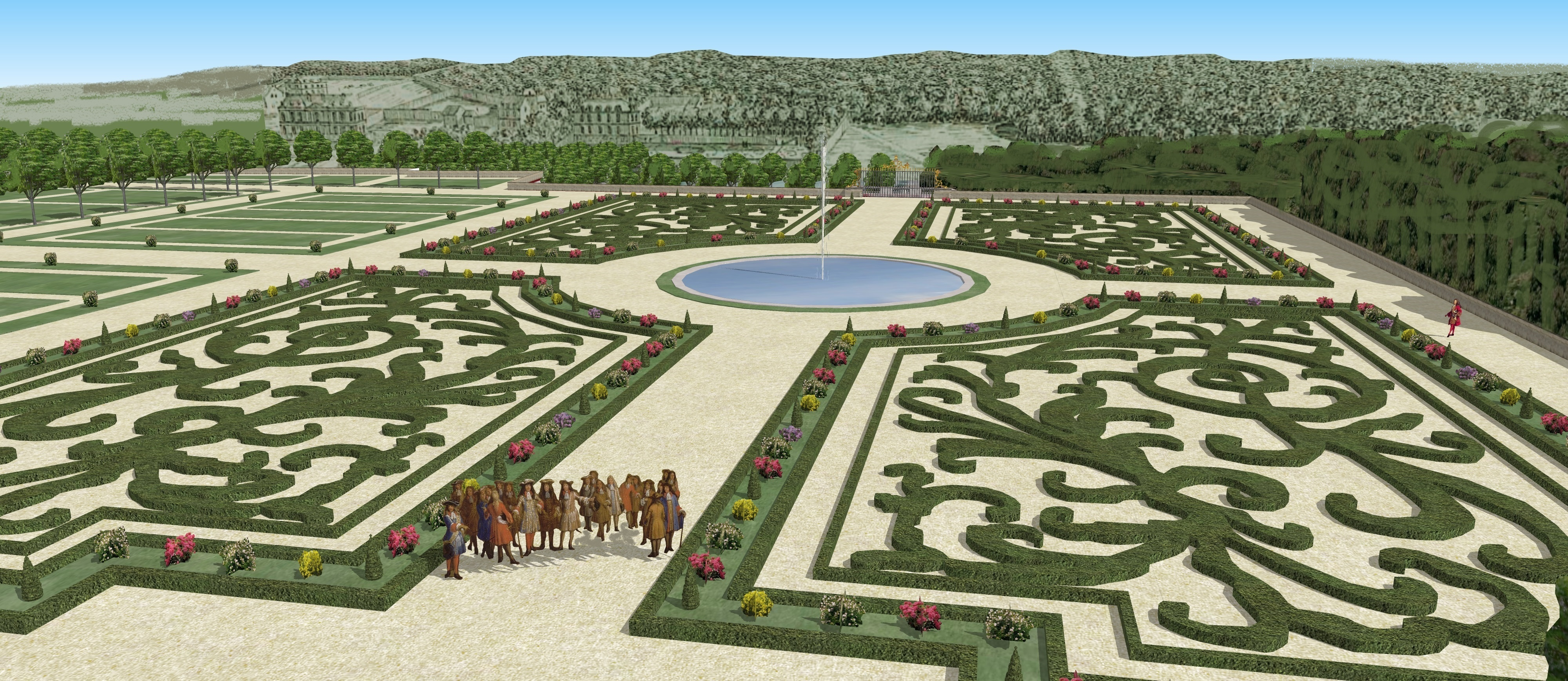
Restitution de la vue sur le parterre de l'Hôtel Courtin, jardins bas de Meudon, fin XVIIe.
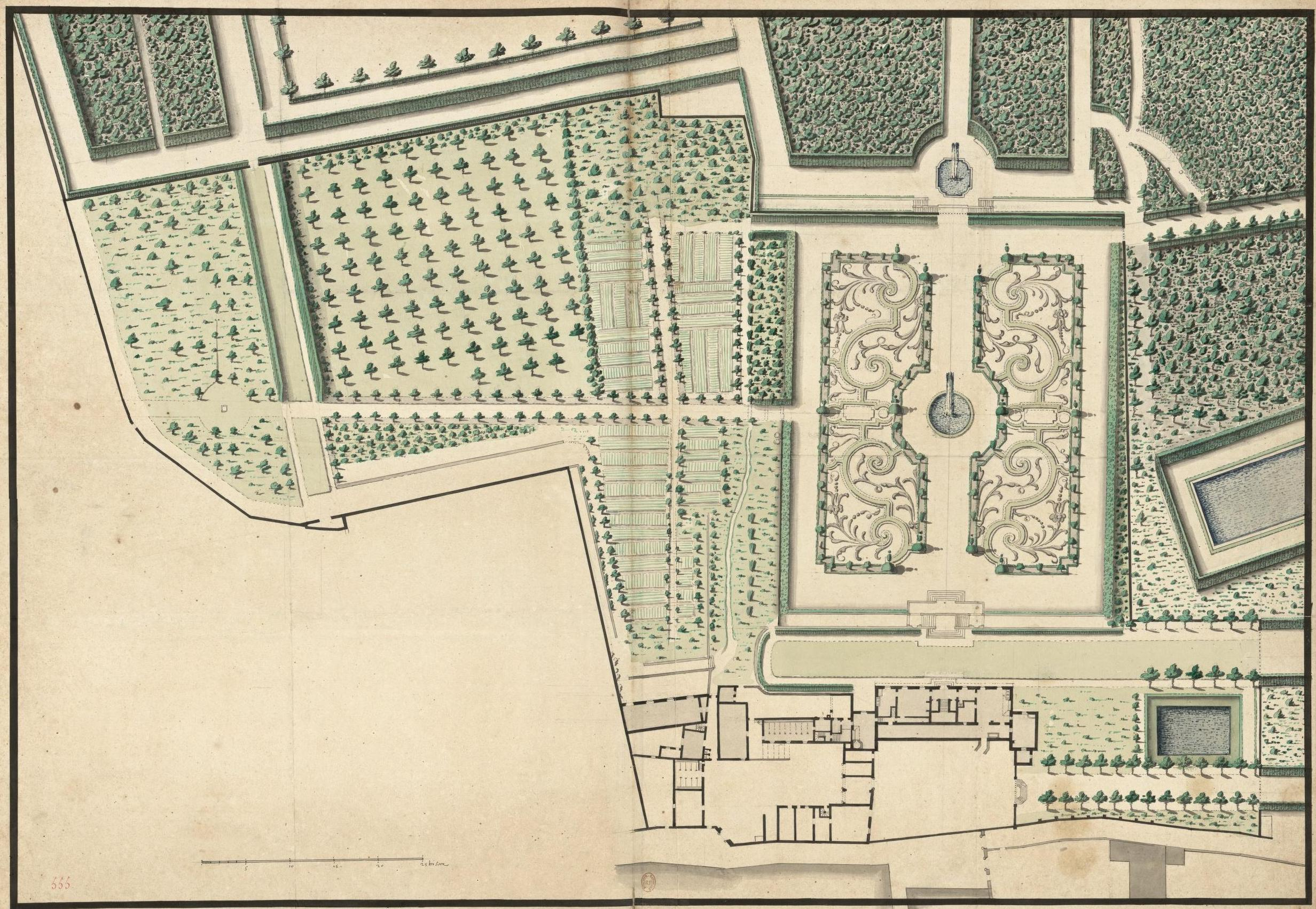
Projet de modification du parterre de l'Hôtel Courtin, jardins bas de Meudon, vers 1710. BNF.

#### Les jardins hauts

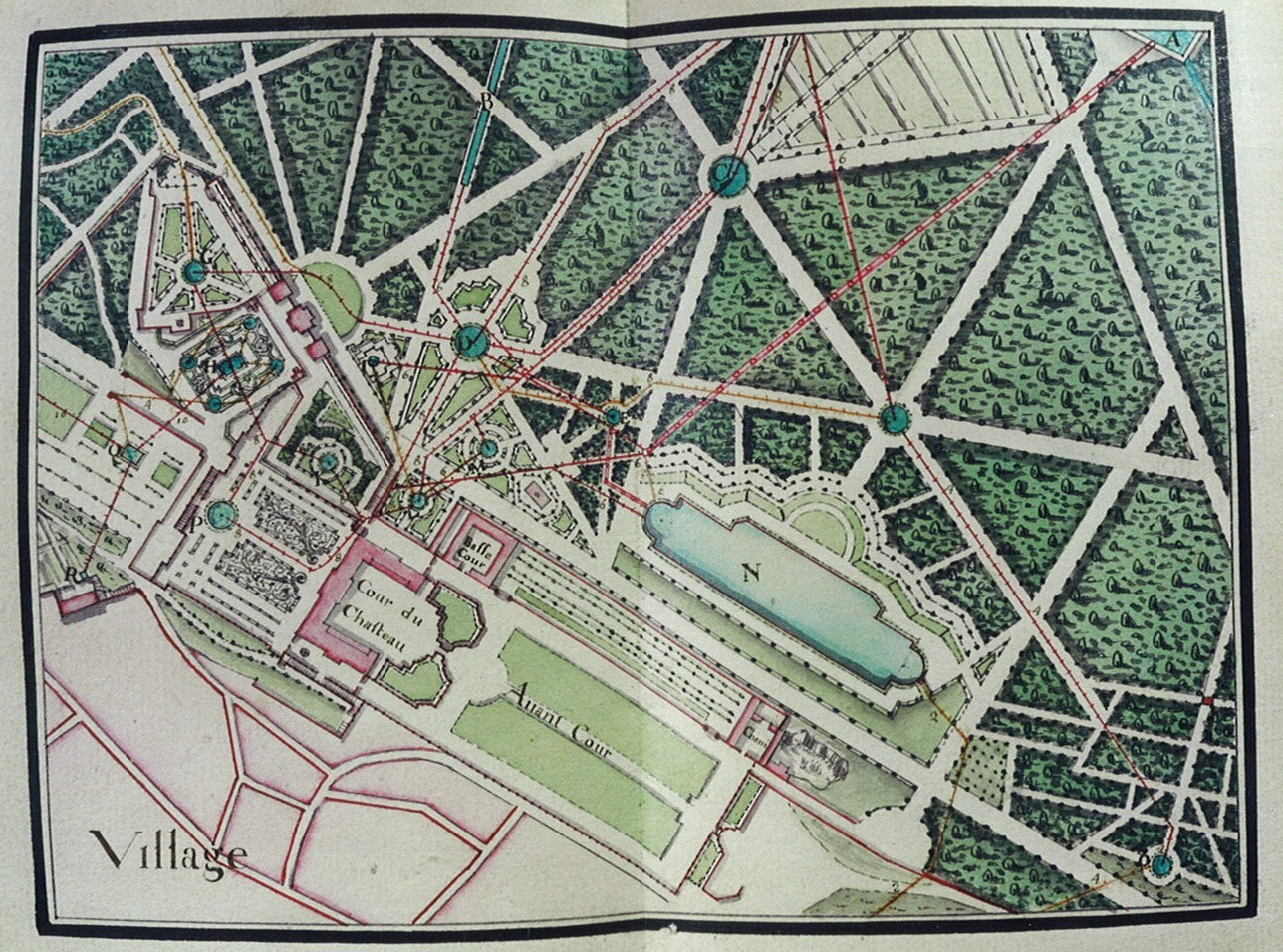
Traité des Eaux de Meudon, 1699, par Nyon. Les jardins hauts.

La superficie des jardins hauts est la plus importante, puisque près de trois fois plus grande que celle des jardins bas. L'emprise de ces jardins hauts est toujours conservée de nos jours, occupée principalement par l'Observatoire de Paris. L'ensemble constituait un réseau labyrinthique d'allées, agrémenté de nombreuses pièces d'eau. Contrairement aux jardins bas, ils étaient principalement plats, puisque organisés sur la colline de Meudon.

##### Le parterre de la Grotte (vers 1680-1708)

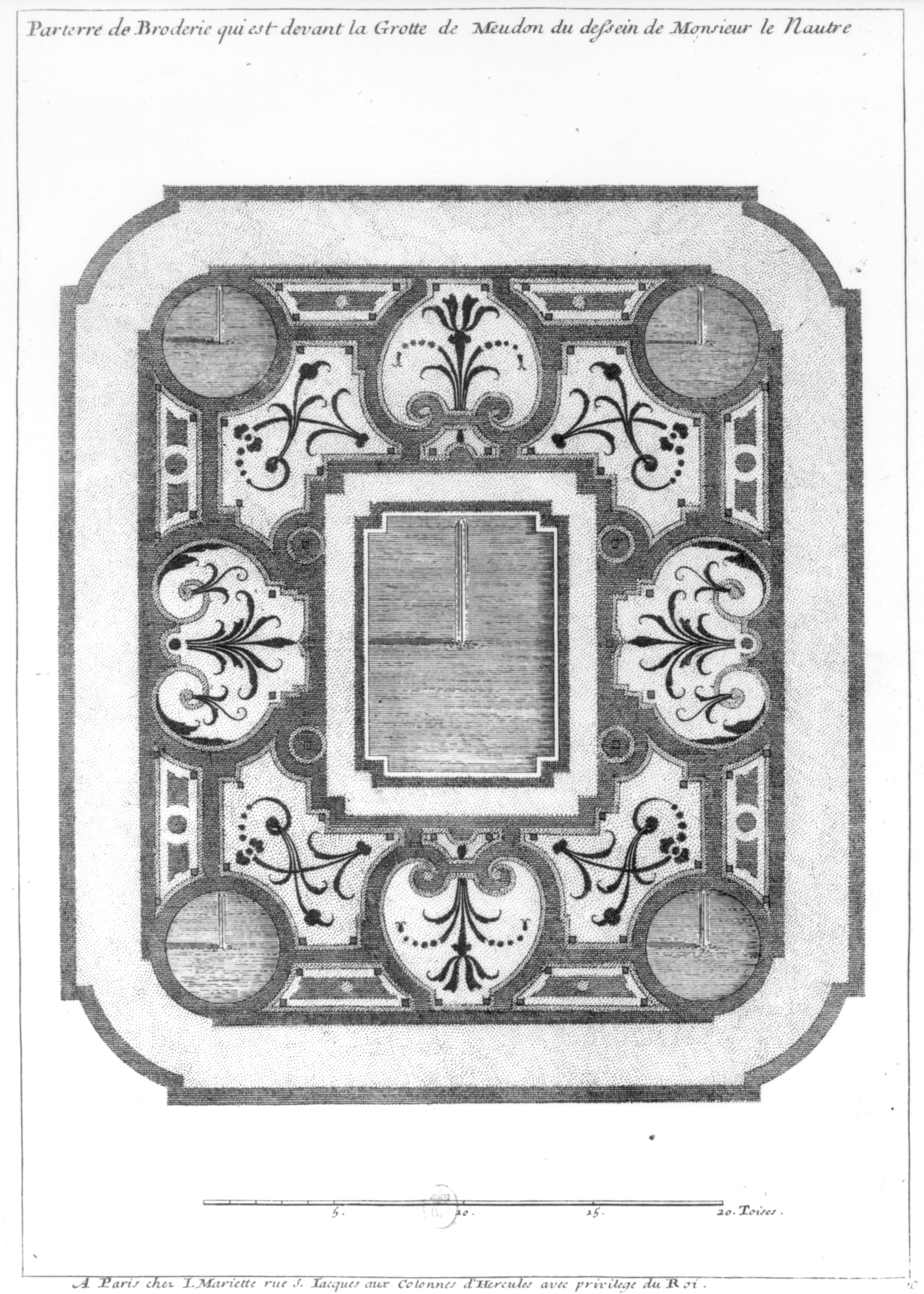
Le parterre de la Grotte, gravé par Mariette.
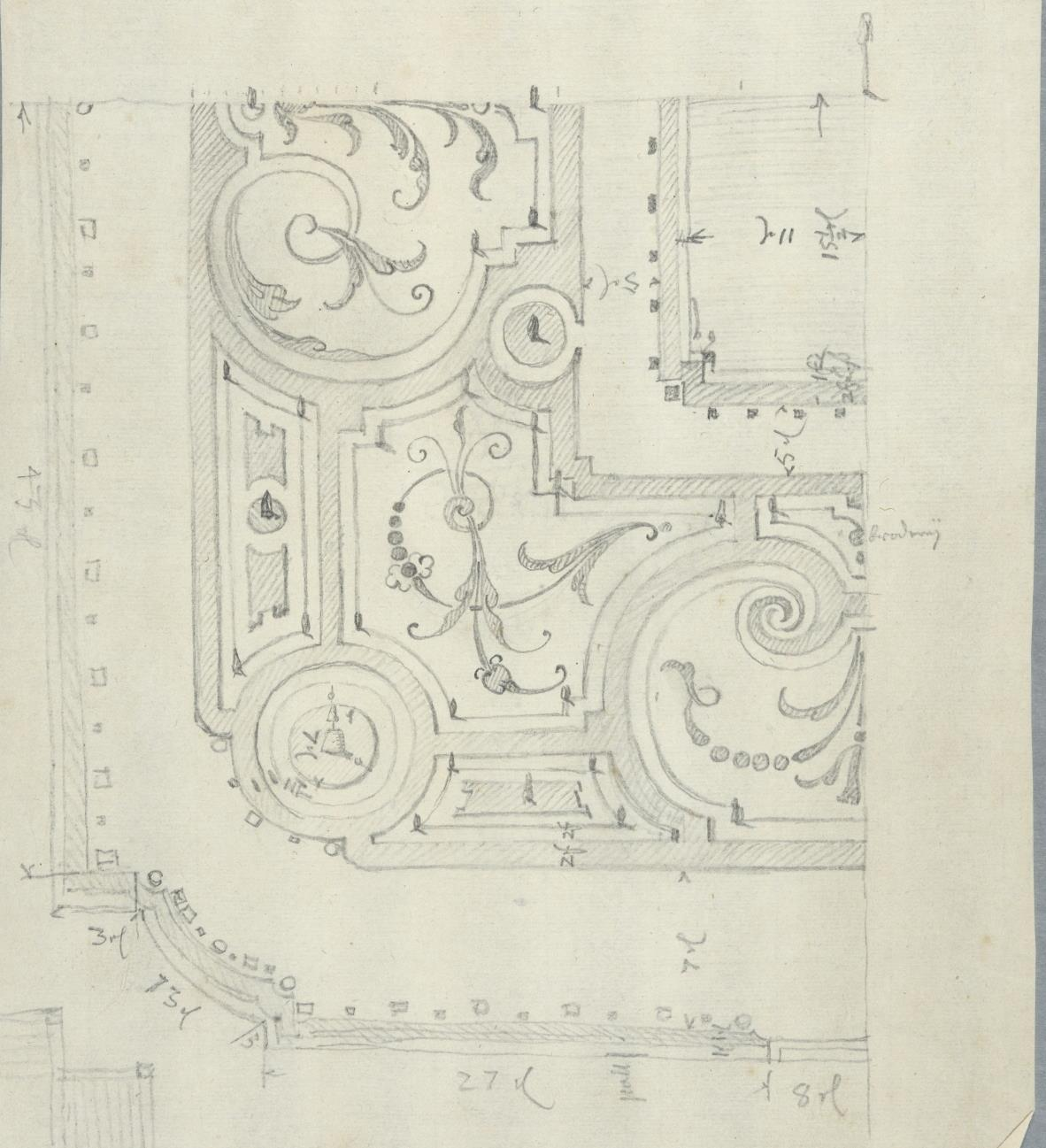
Le quart du parterre de la Grotte. Nationalmuseum de Stockholm. Parterre en l'état entre 1680 et 1708.

##### Le parterre du Globe

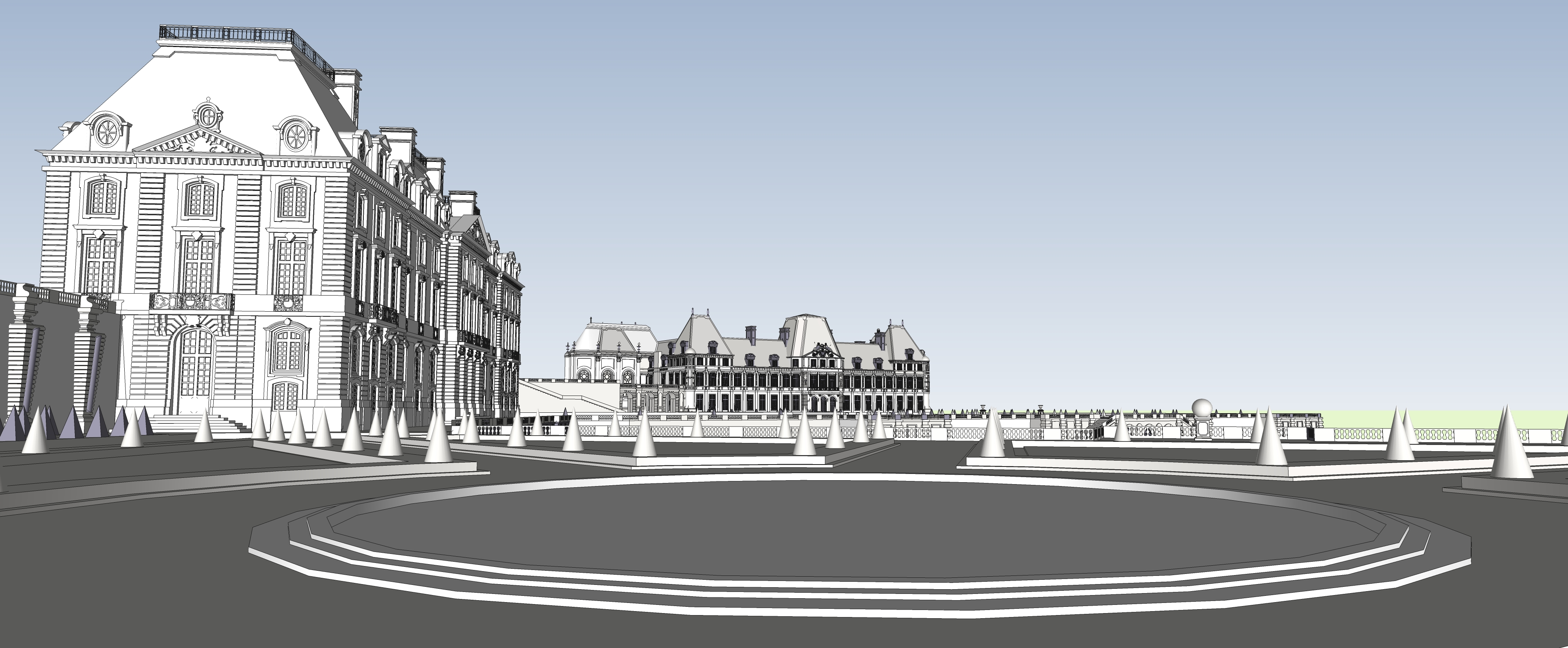
Schéma de la vue depuis le parterre du Globe, vers 1715.
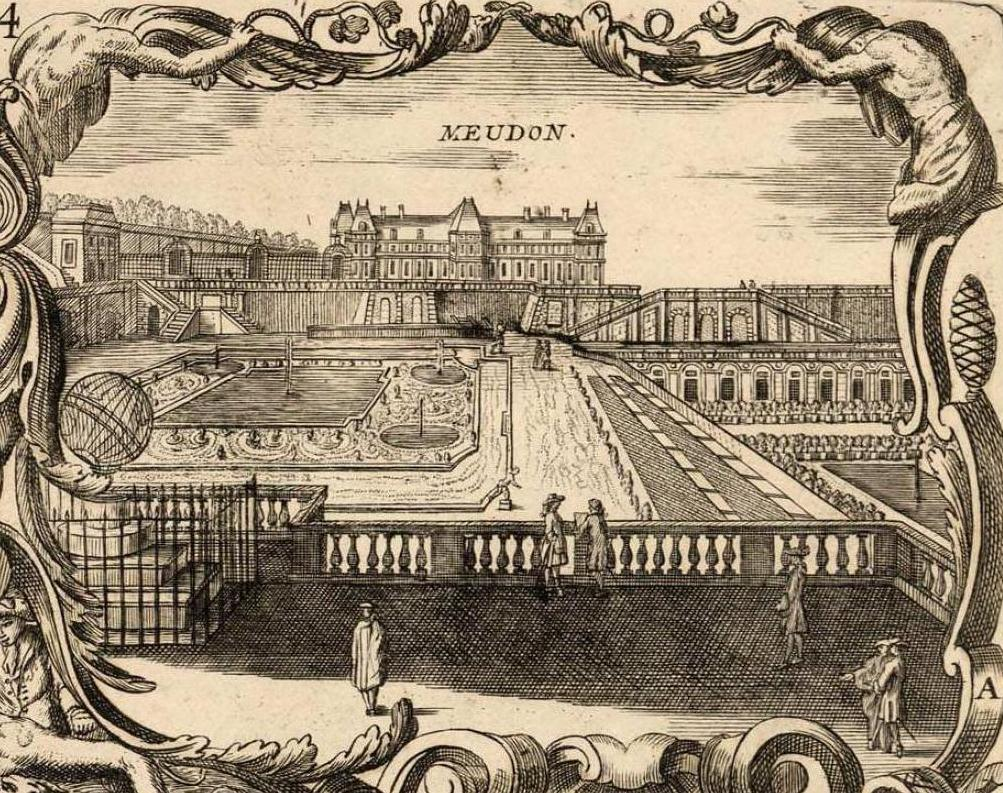
Vue gravée de Meudon vers 1700, avec le Globe de marbre sur la gauche.
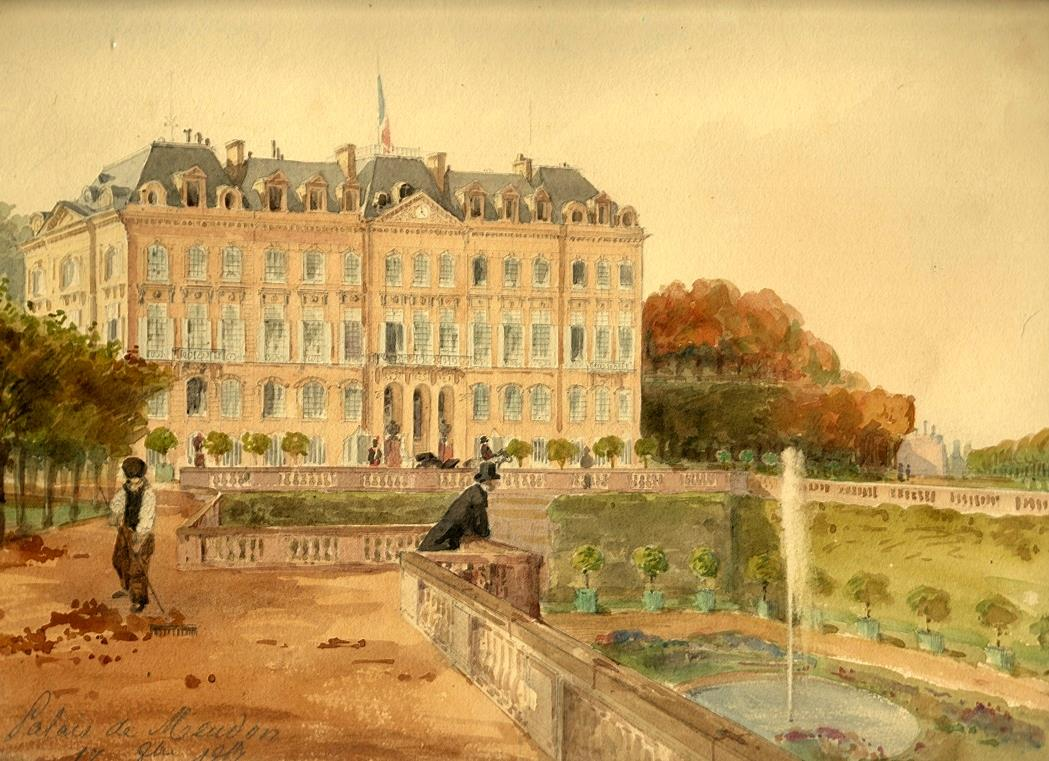
Vue du château-neuf de Meudon depuis le parterre du Globe, vers 1850.
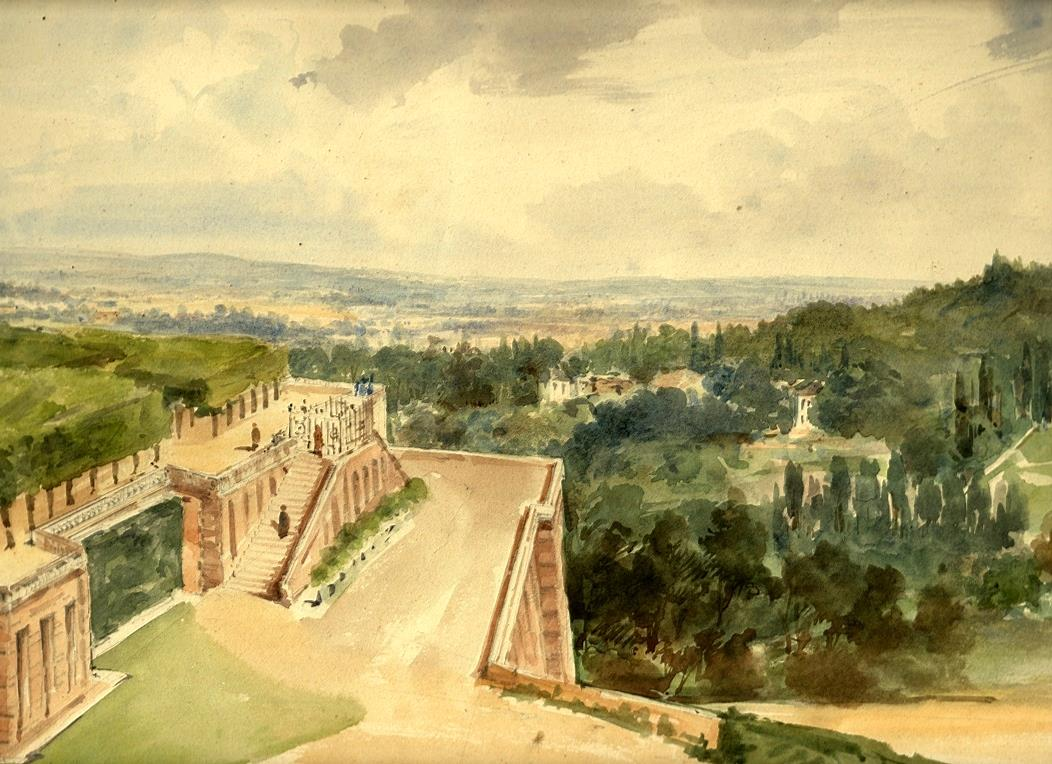
Vue depuis le château-neuf de Meudon, vers 1850.
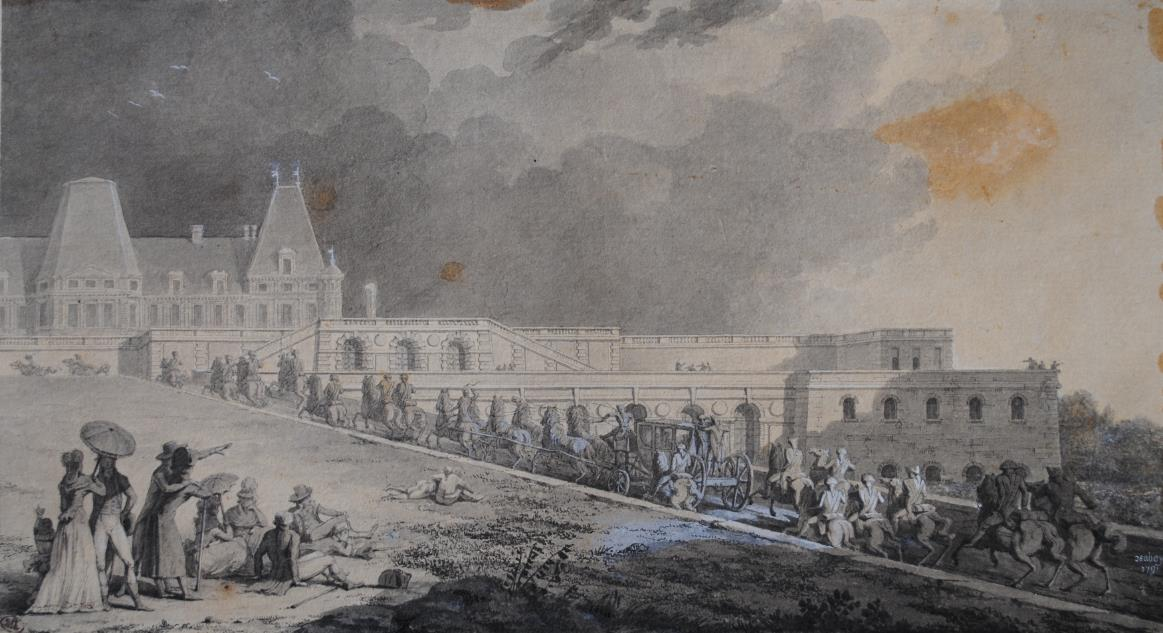
Retour de la promenade de Mr le Dauphin (Louis XVII) au vieux château de Meudon, Isabey, 1791. Musée du Louvre[25].
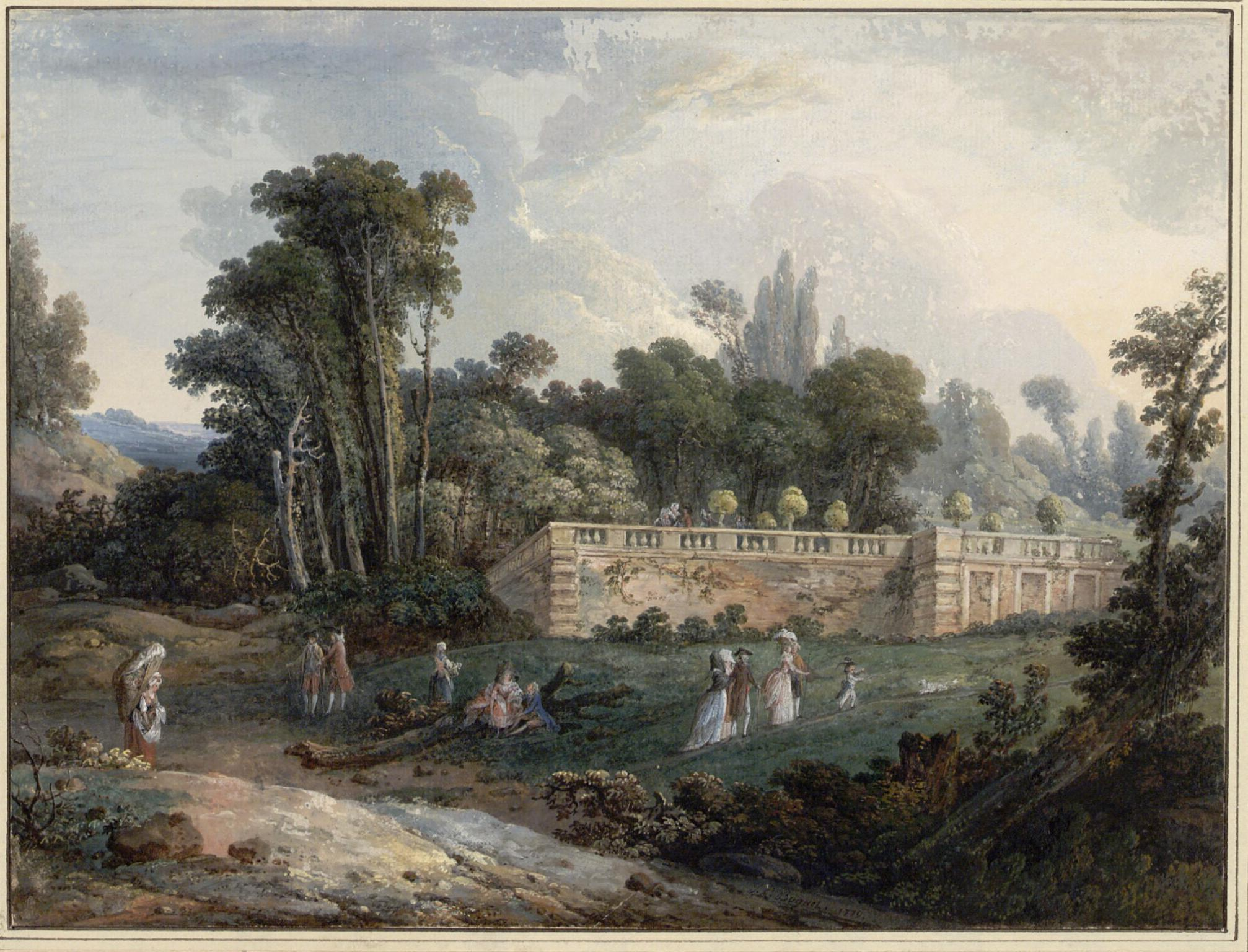
Vue du parterre du Globe au château de Meudon en 1779. Jean Pierre Bocquet (Paris 1751 - Paris 1817). Albertina museum, inv. 12591. Gouache, 22 × 29 cm.

##### Le parterre des Bois

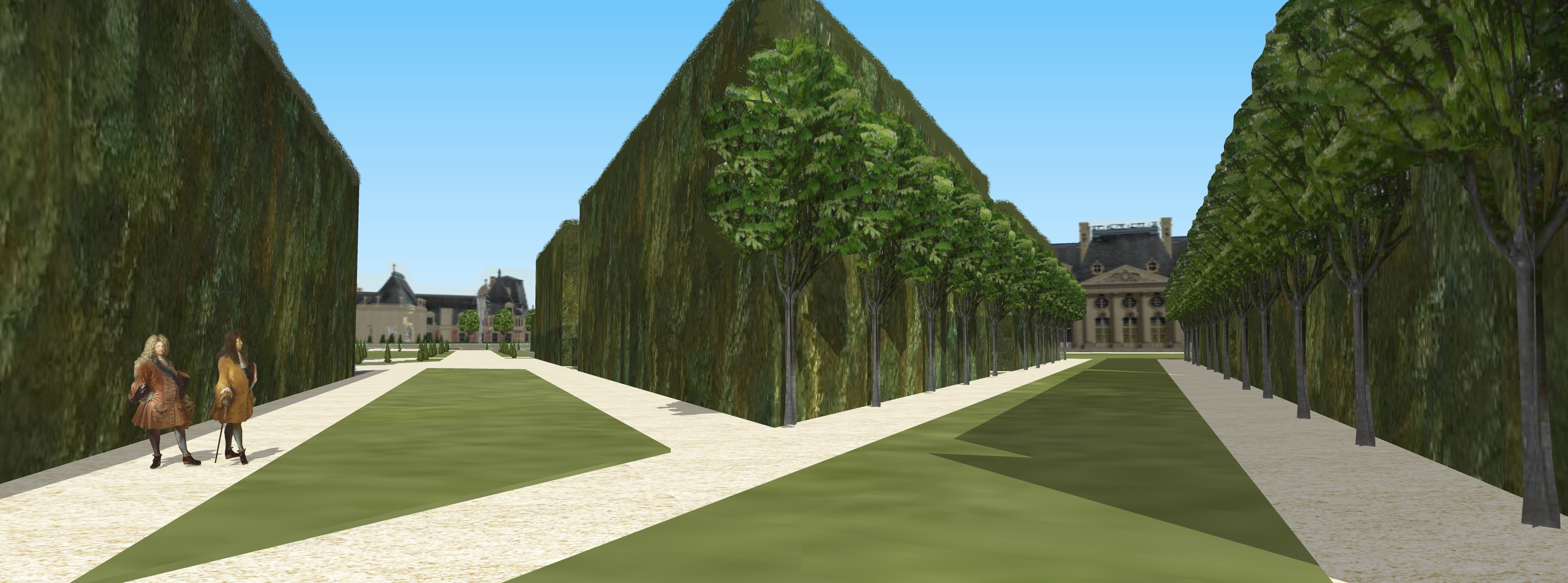
Vue des deux châteaux de Meudon depuis le début de la Rivière, jardins hauts, vers 1710.
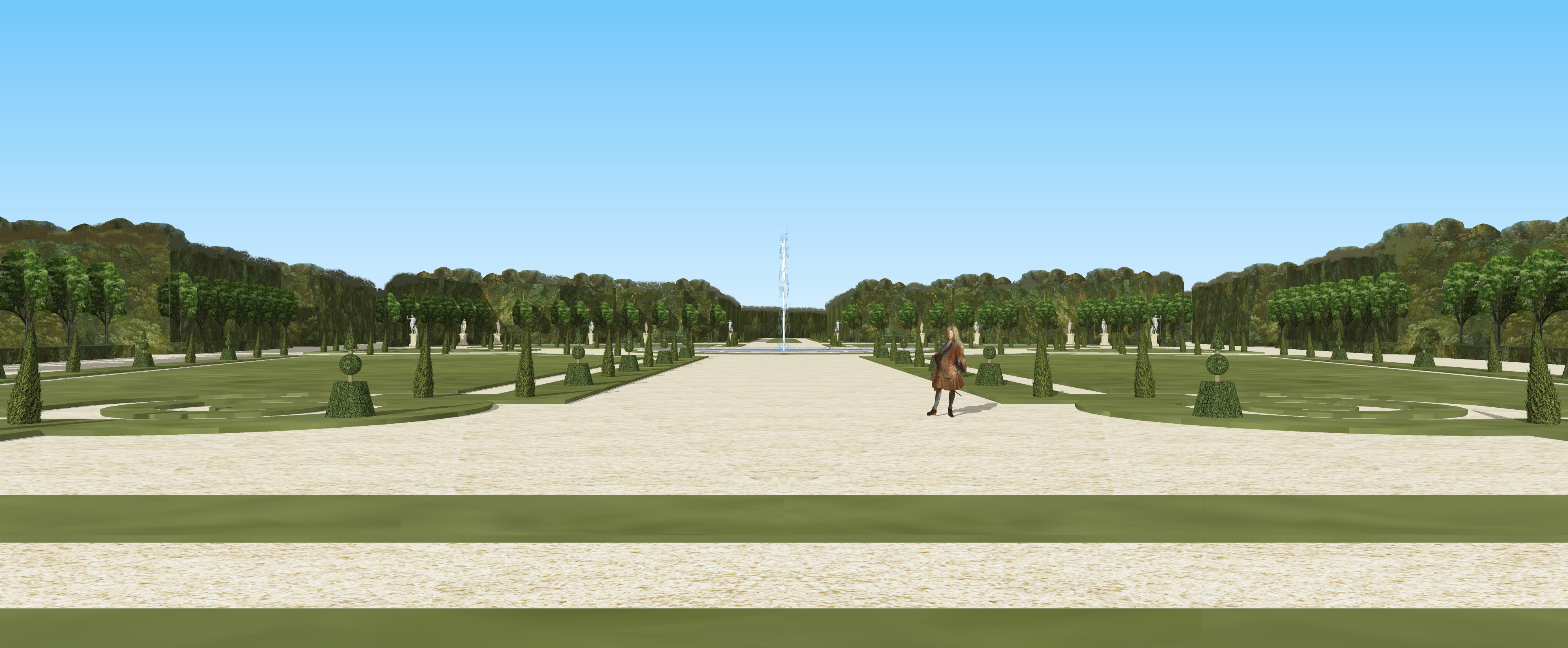
Restitution 3D de la vue sur le parterre du Bois, en sortant du château vieux de Meudon.
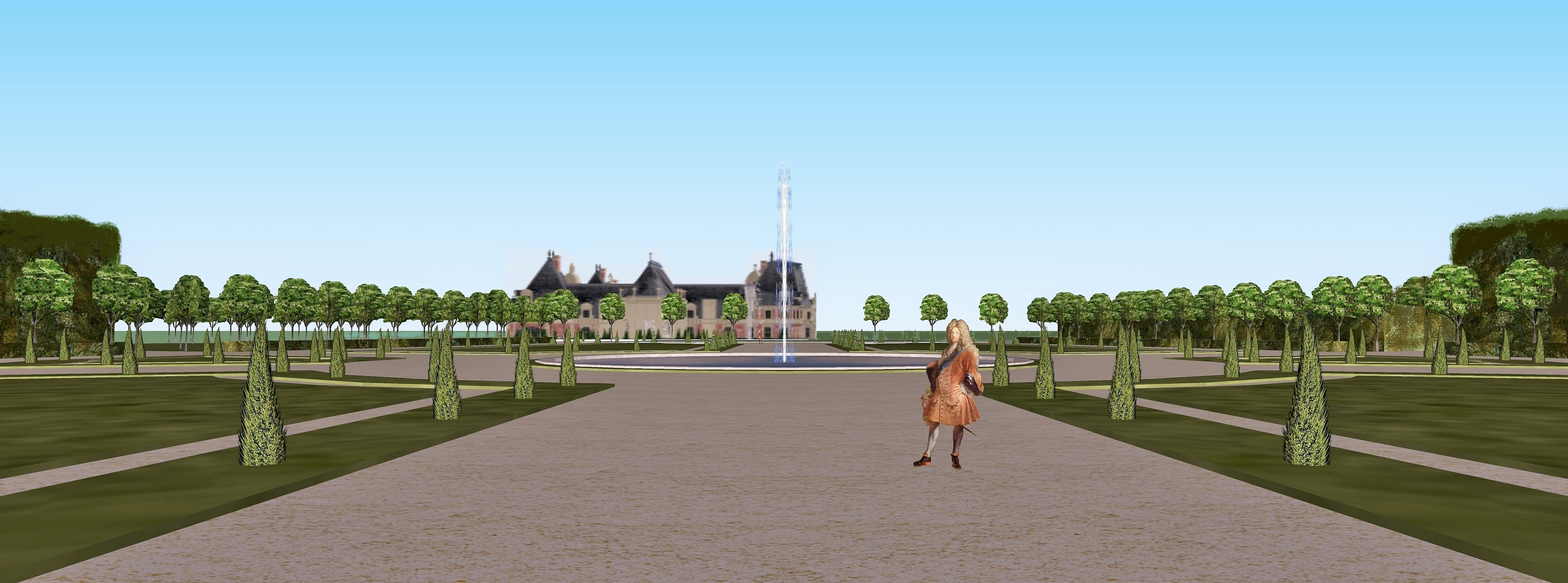
Schéma de la vision depuis le parterre du Bois sur le château vieux de Meudon, vers 1710.

##### Le Parasol

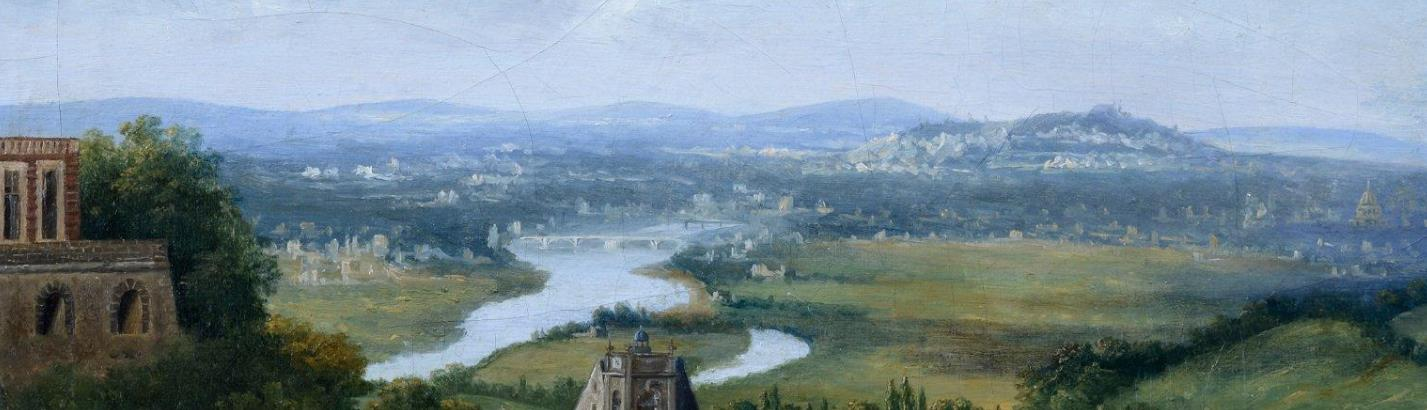
Vue de Paris depuis Meudon (détail). Langlacé, 1818. Musée d'art et d'histoire de Meudon.
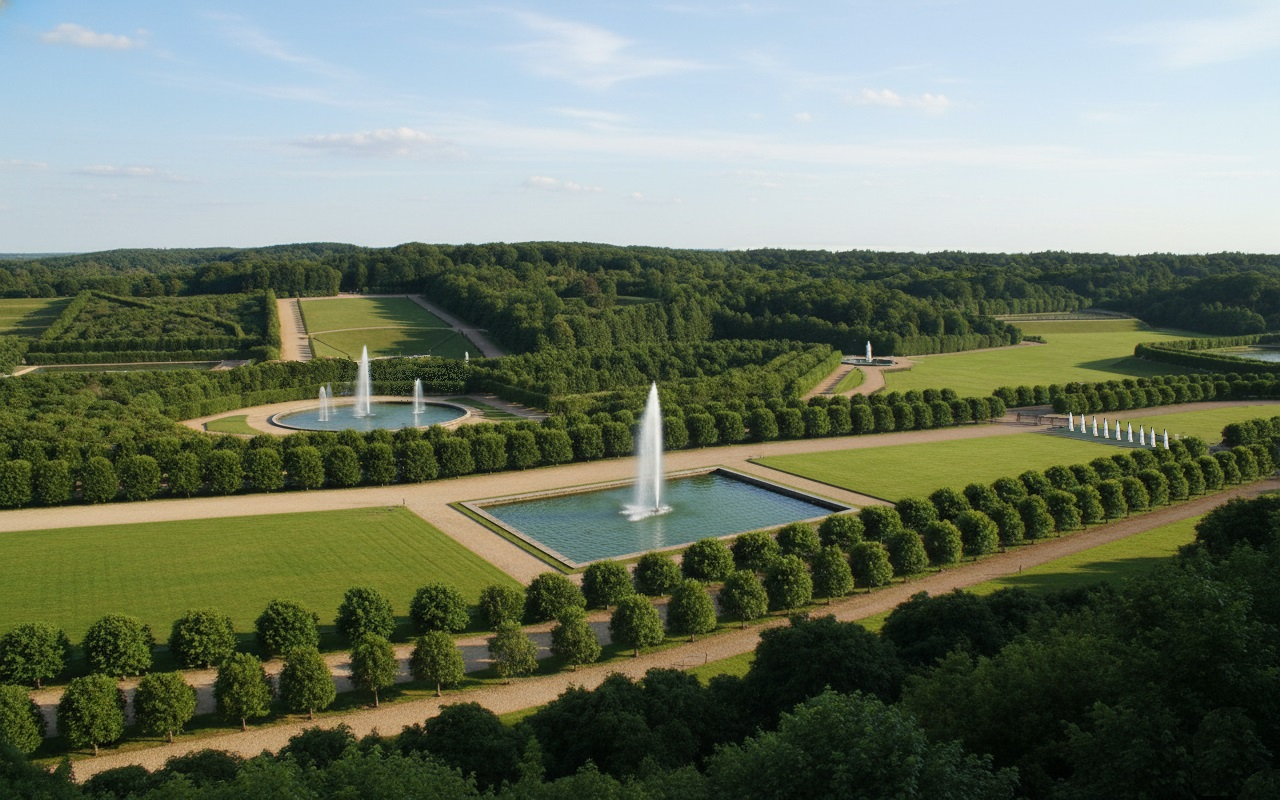
Point de vue restitué près du « Parasol », vers 1700.

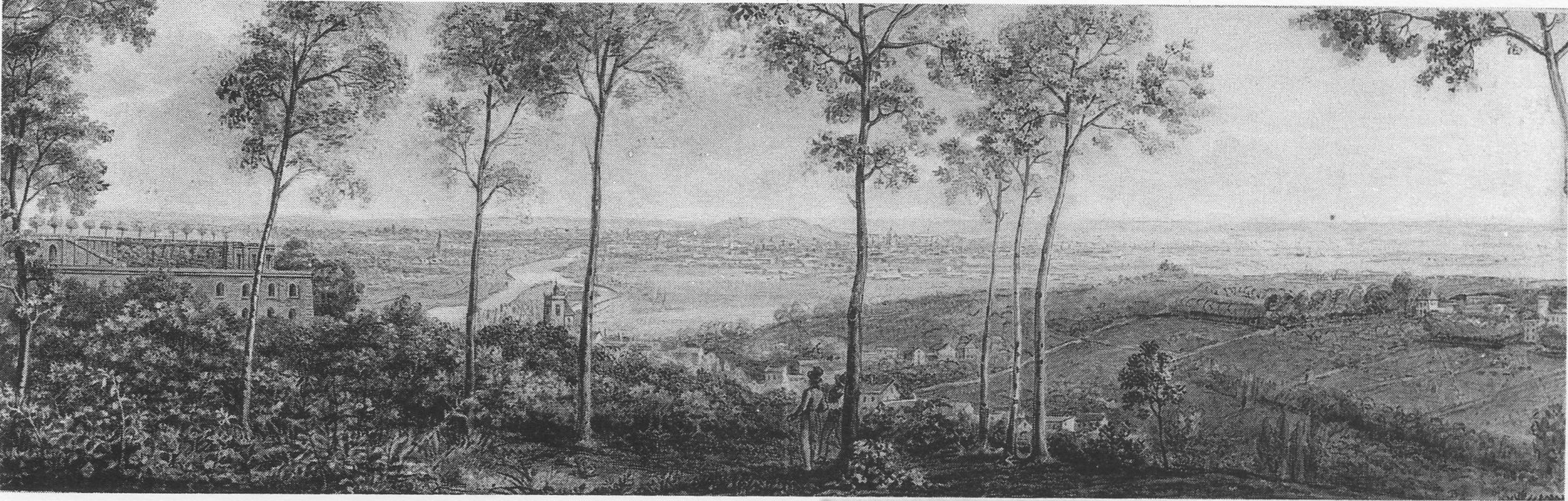
Vue depuis le Parasol dans les jardins de Meudon, début du XIXe siècle.

##### La Calotte

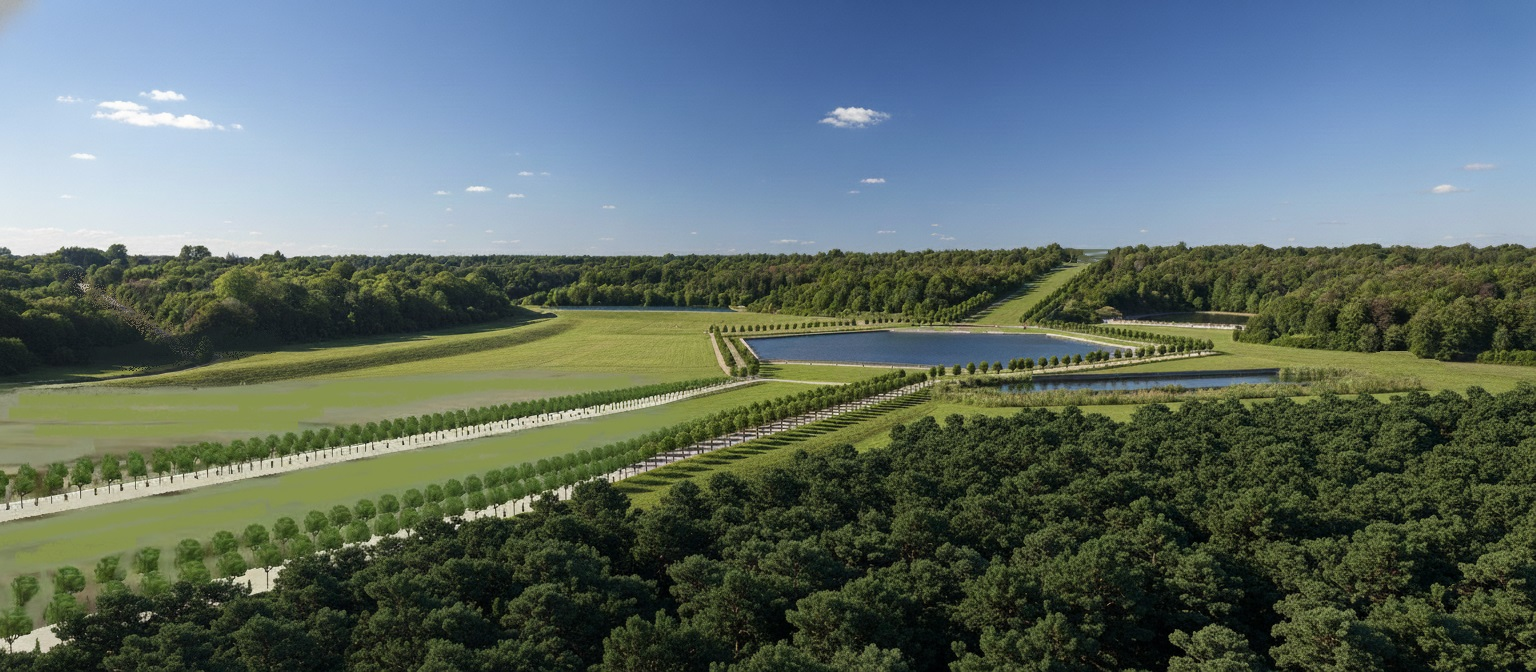
Schéma depuis la Calotte, jardins hauts de Meudon, vers 1700.

##### Le bosquet de la petit étoile

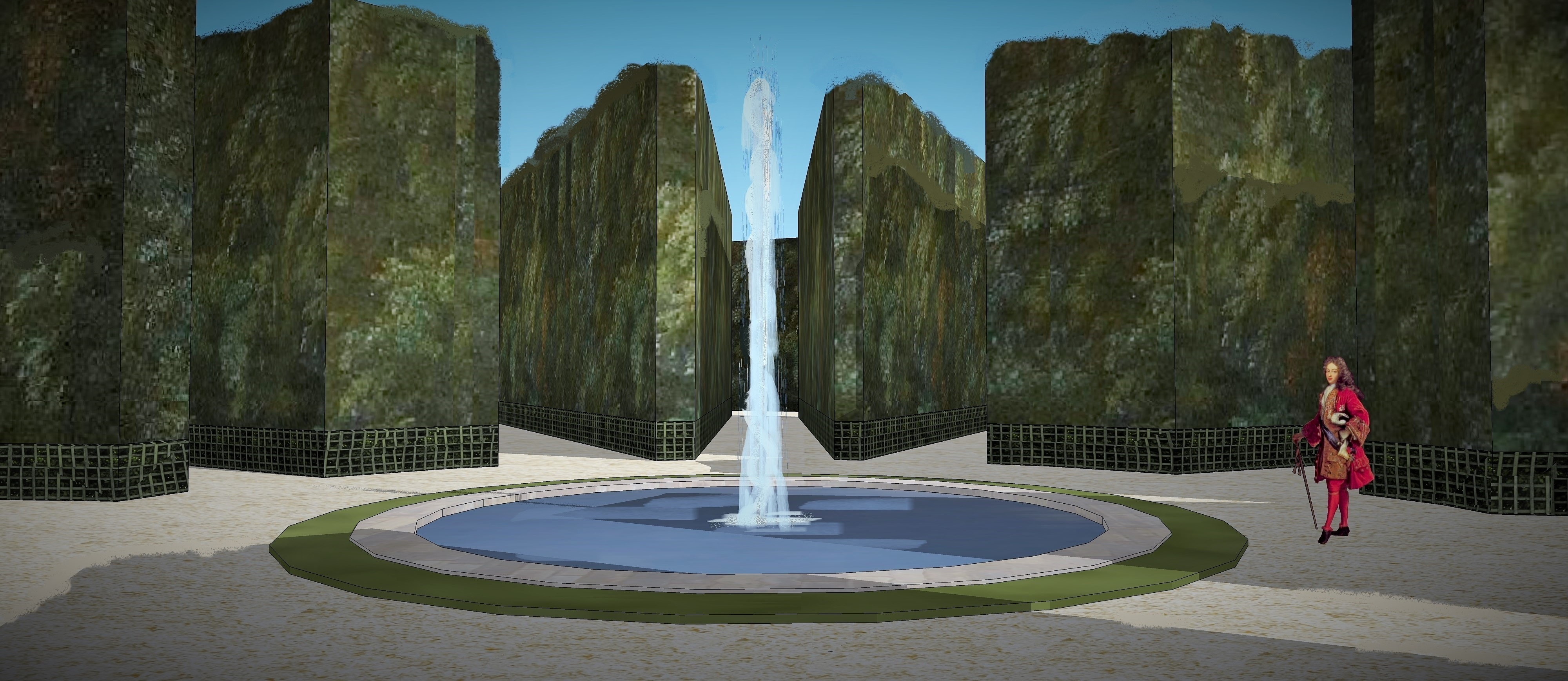
Le bassin de la Petite Étoile, jardins hauts de Meudon, vers 1700.

##### Le Gladiateur

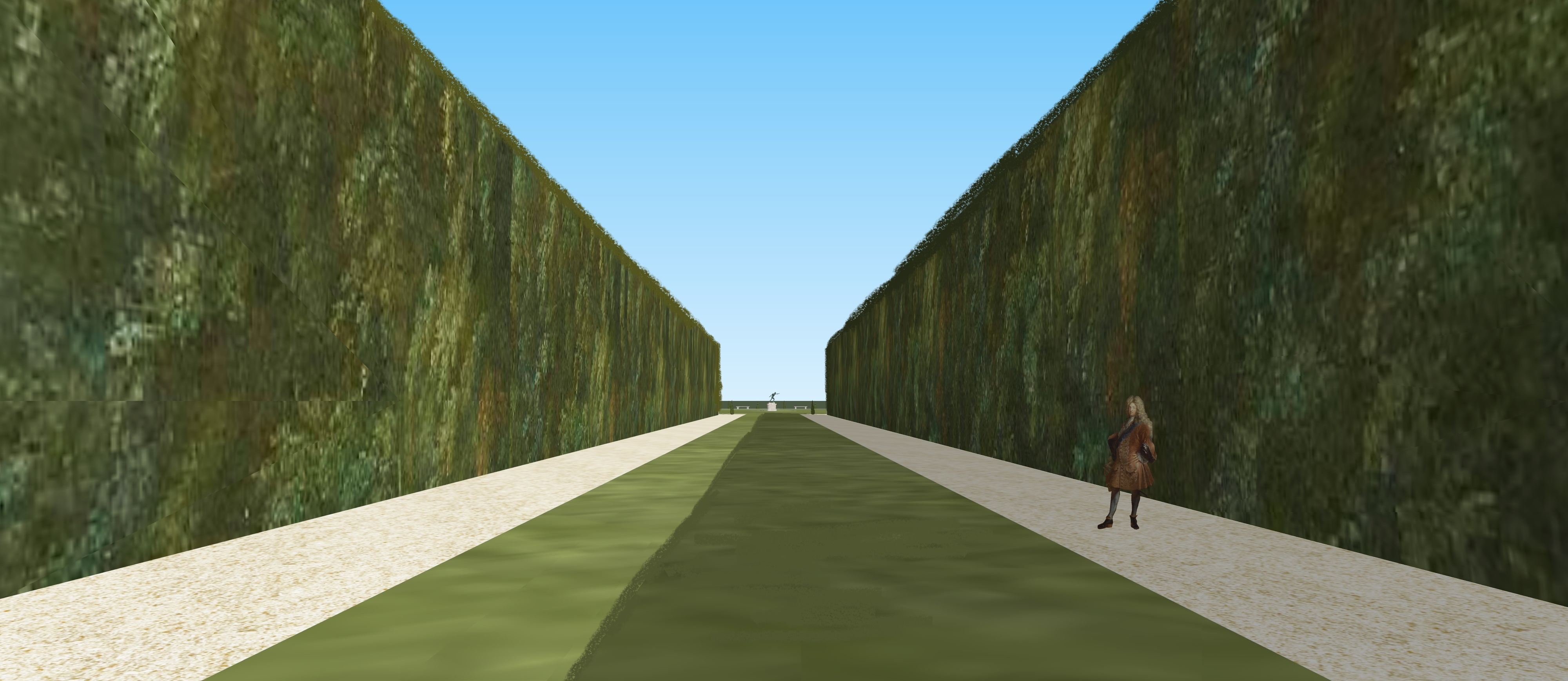
Schéma de l'Allée qui mène au Gladiateur, jardins de Meudon.
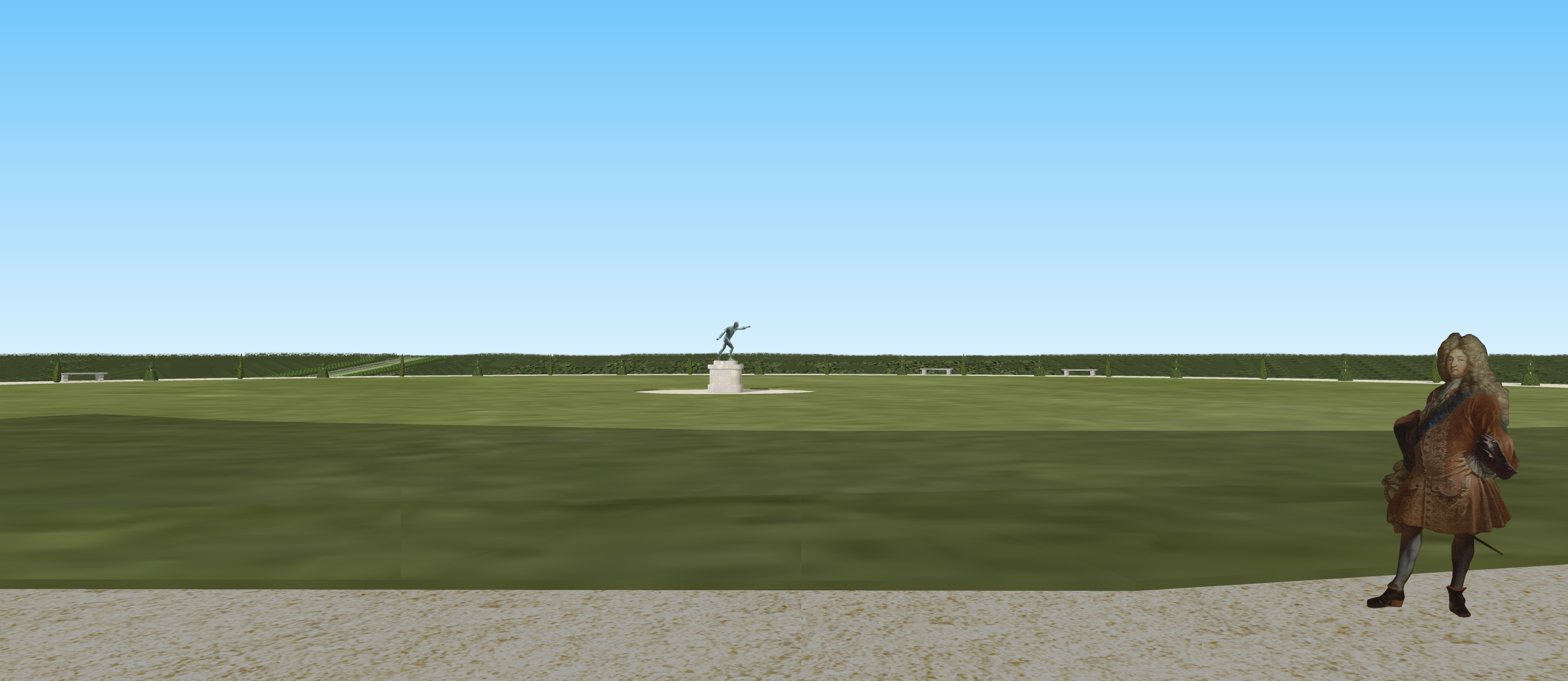
Vue sur le rond du Gladiateur, jardins hauts de Meudon, vers 1700.
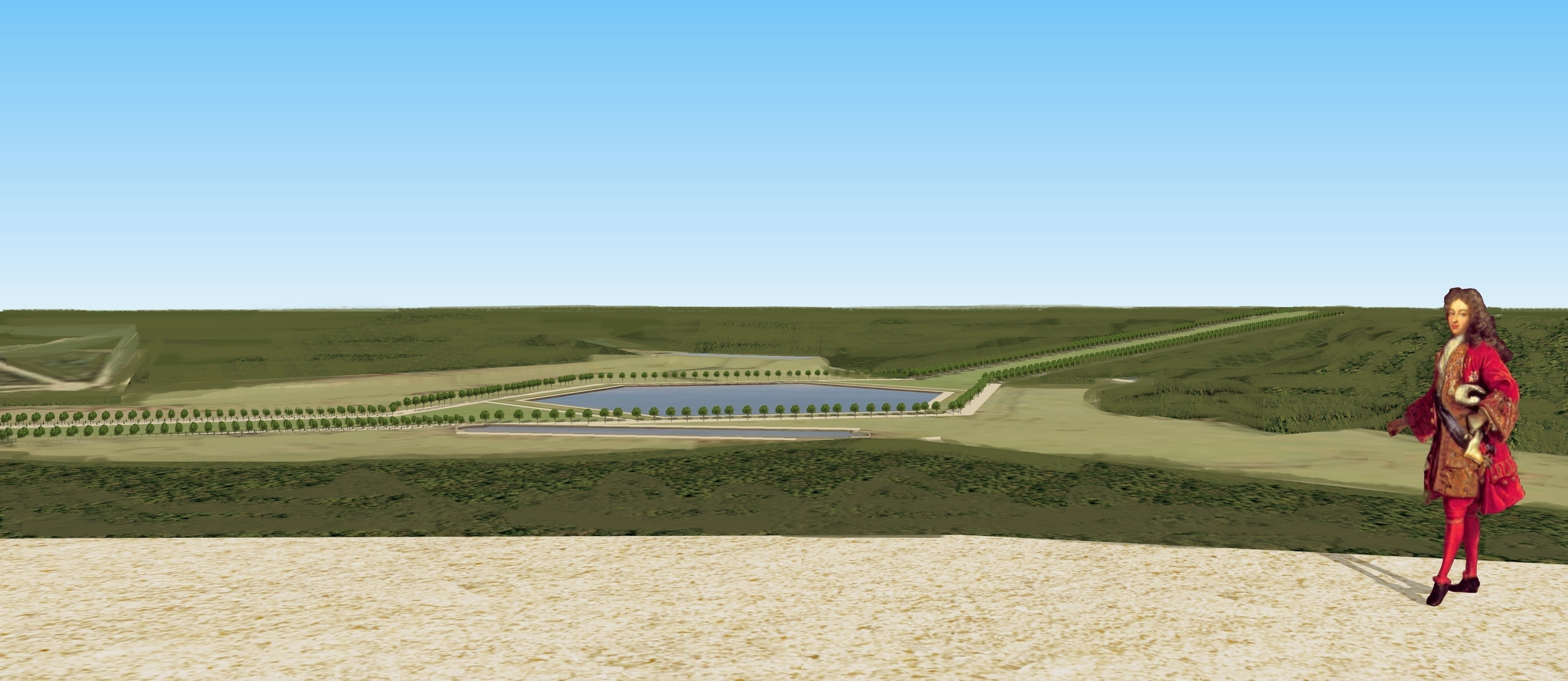
Schéma de la vue sur le vallon de Chalais depuis le rond du Gladiateur, jardins hauts de Meudon, vers 1700.

##### Le bosquet des Cloîtres

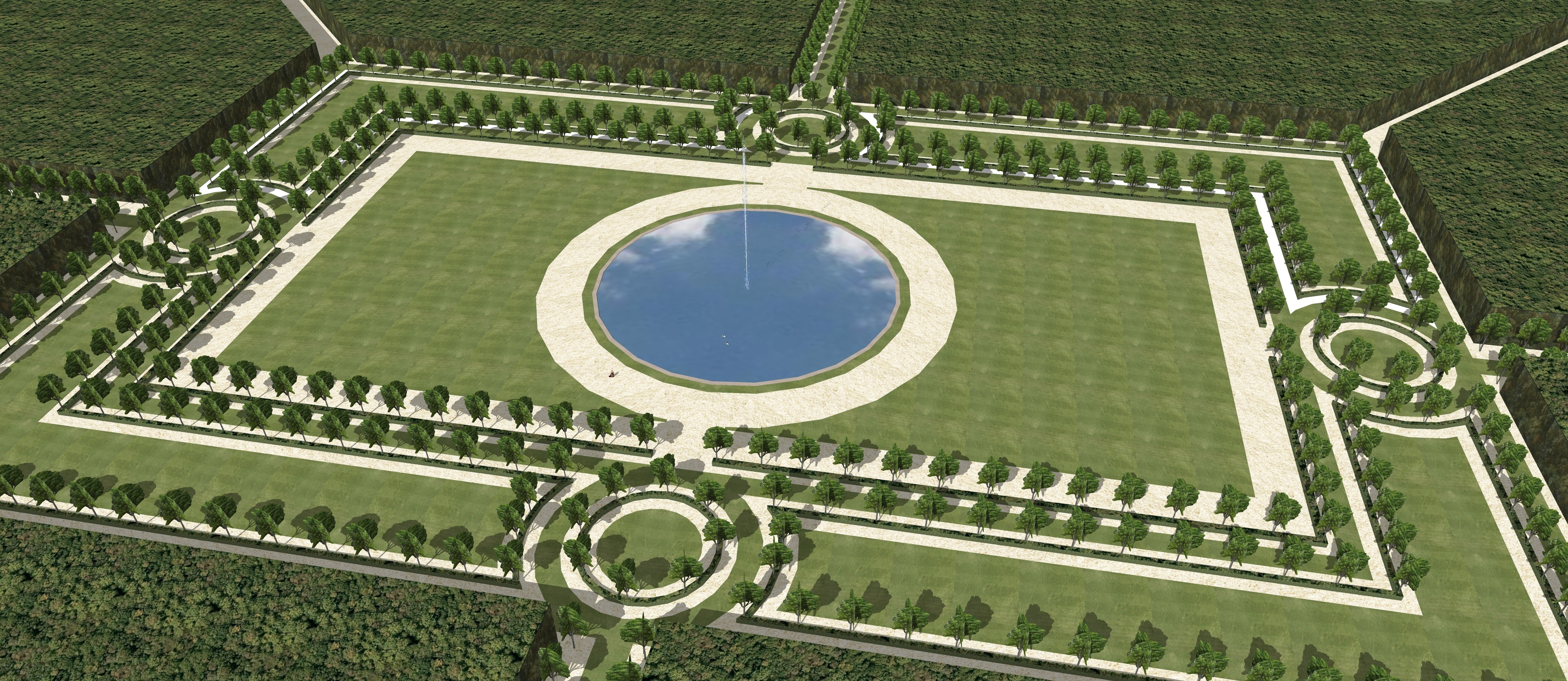
Vue cavalière du bosquet des Cloîtres, jardins hauts de Meudon, fin XVIIe.
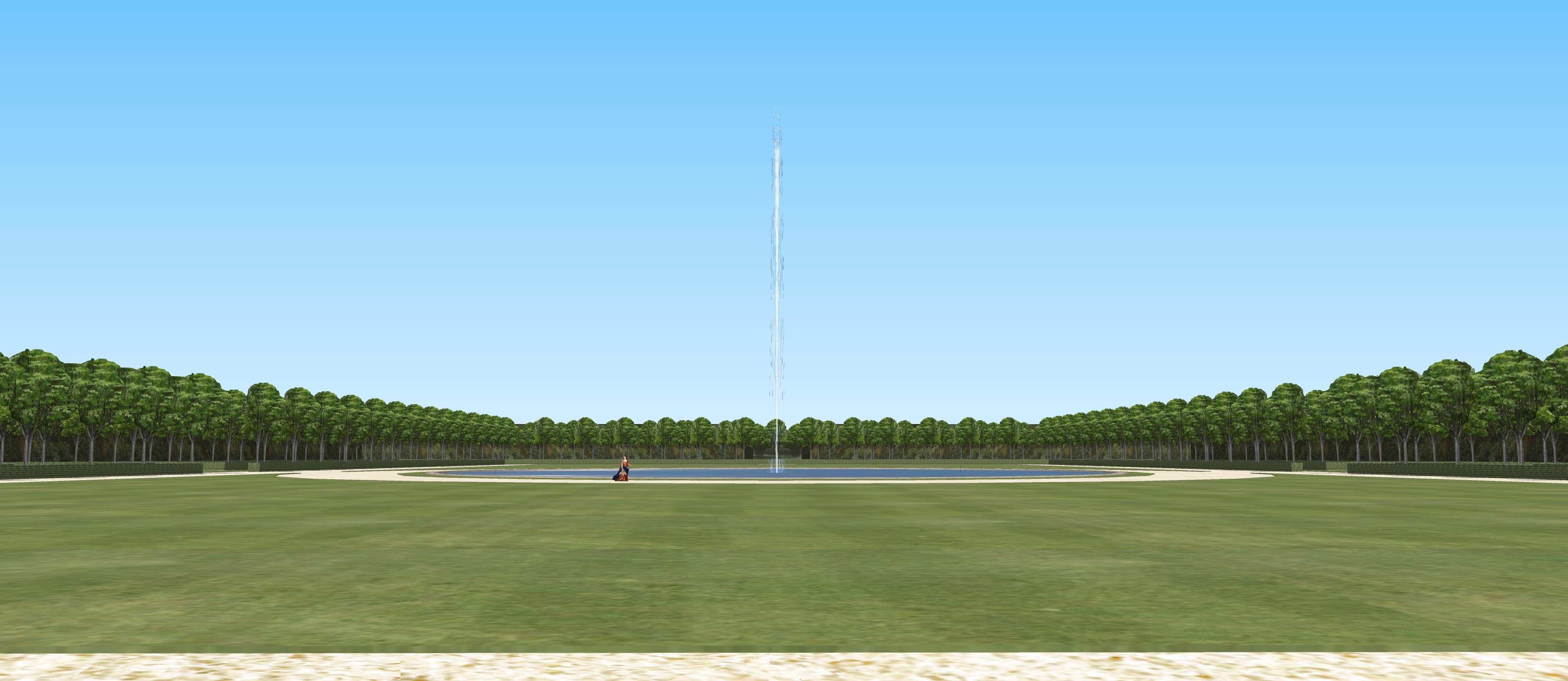
Vue restituée depuis l'entrée du bosquet des Cloîtres sur le grand bassin, fin XVIIe.
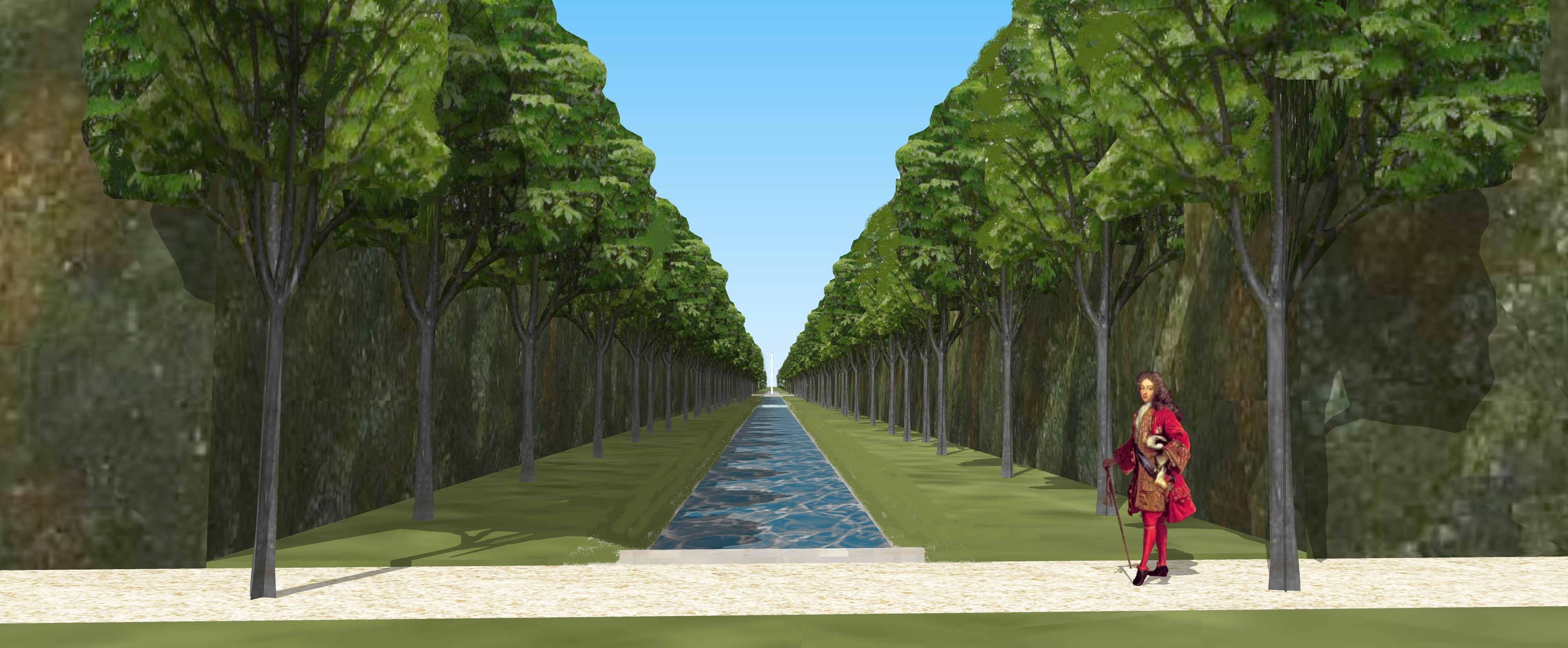
Essai de restitution de la Petite Rivière de Monseigneur dans les jardins hauts de Meudon, vers 1700.

##### Le bassin de Bel Air

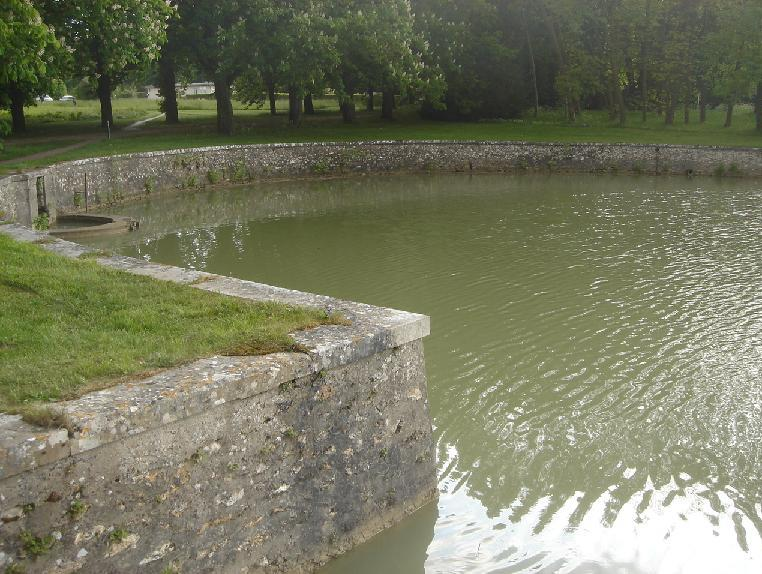
Vue du demi-cercle Sud du bassin de Bel Air, 2010.
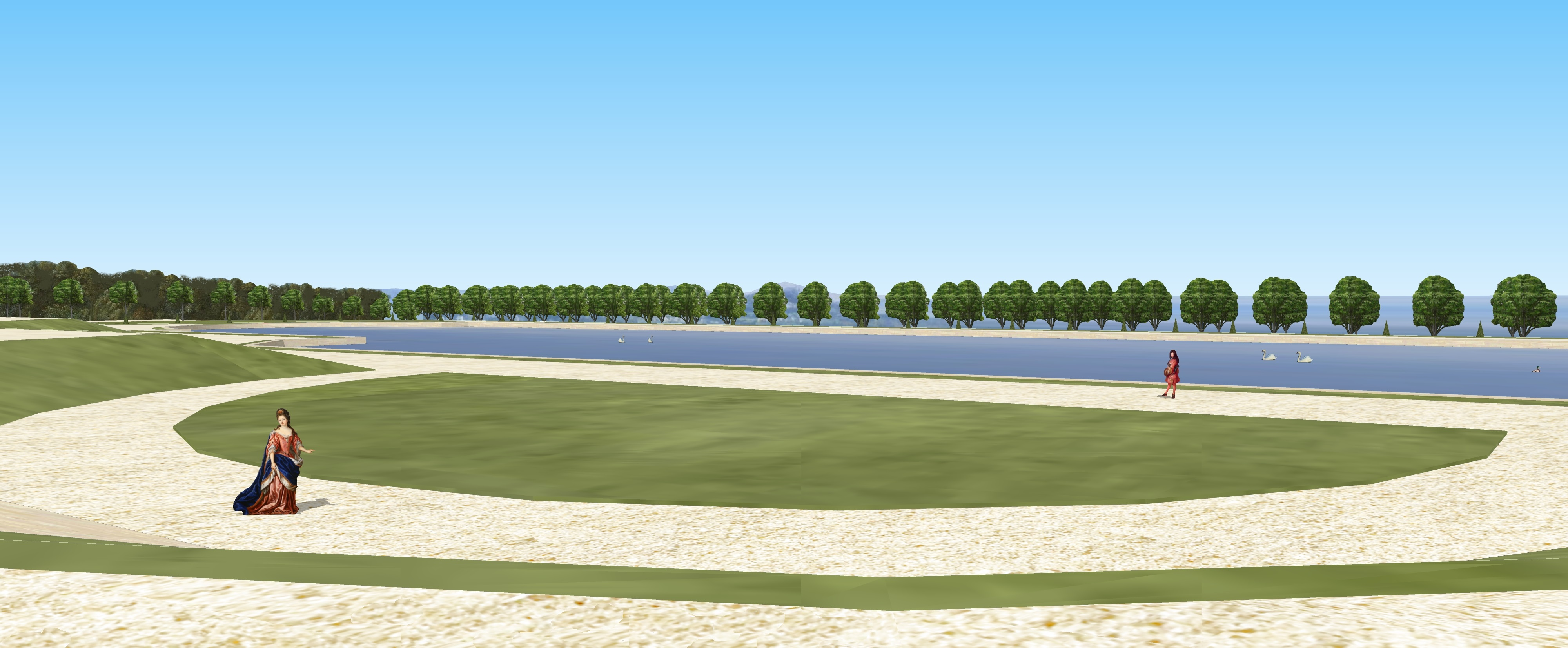
Schéma de la vue restituée depuis le haut du bassin réservoir de Bel Air, Meudon, vers 1700.

##### Les jardins de Montafilan, avec le cabinet de pierre

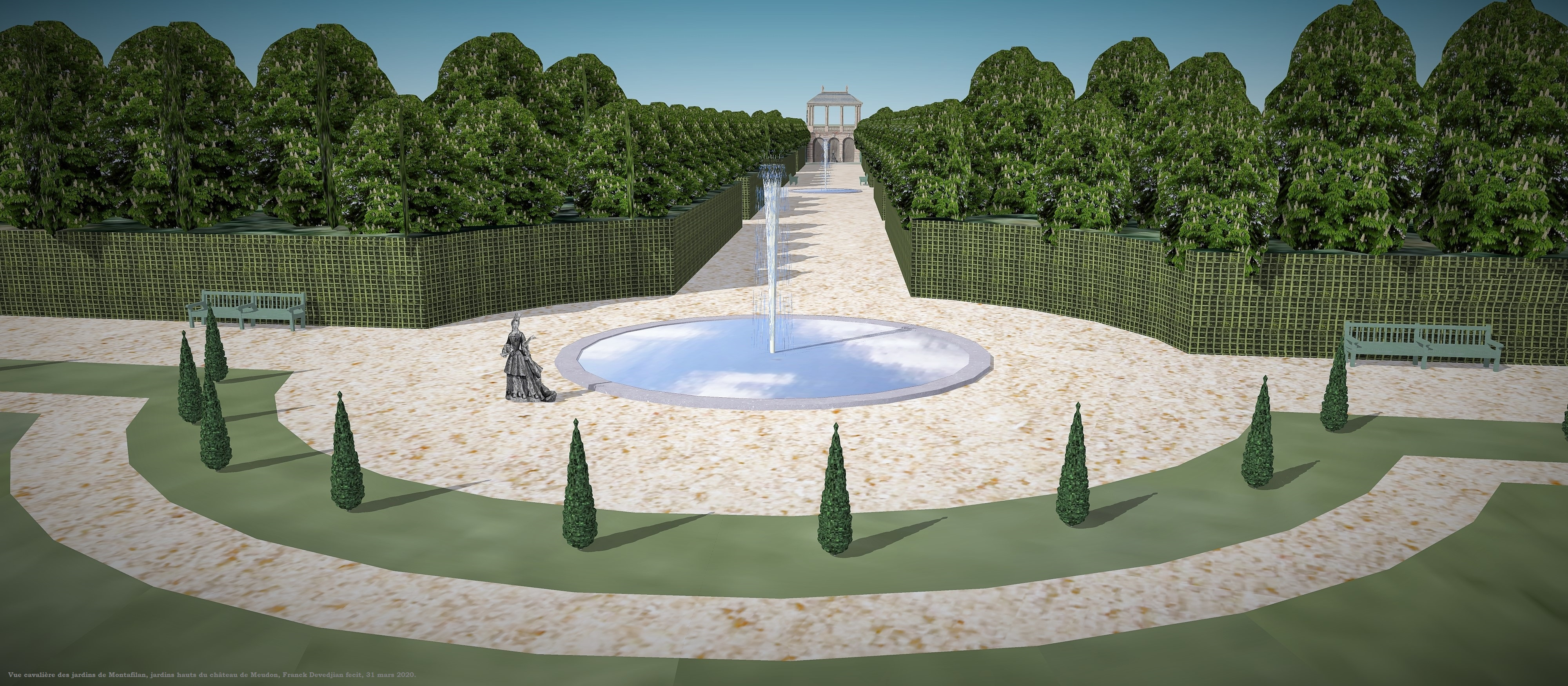
Vue cavalière des jardins de Montafilan, avec le cabinet de pierre.
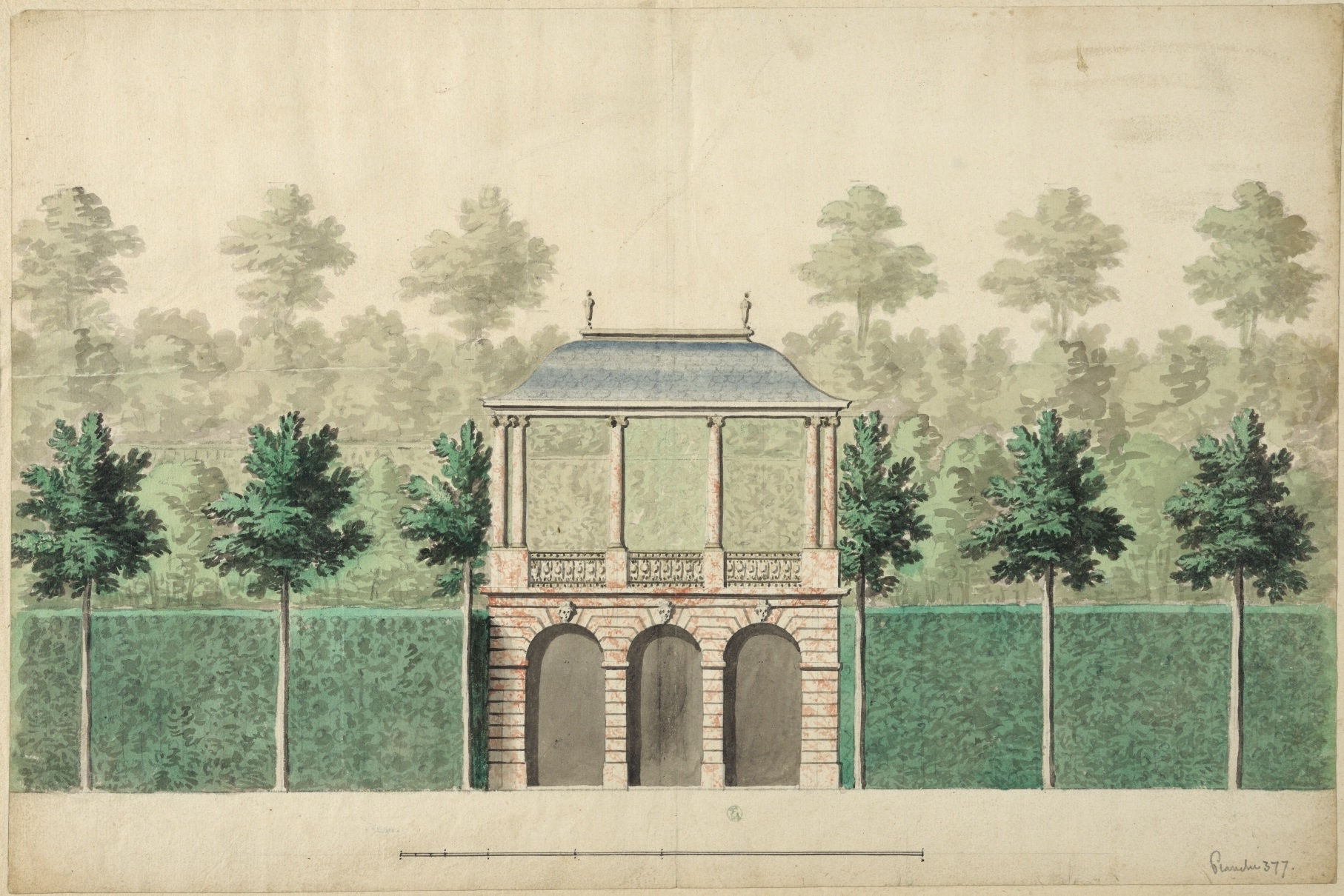
Elévation du cabinet de pierre des jardins hauts de Meudon, du côté de Montafilan (près des Capucins). Nationalmuseum de Stockholm, NMH THC 377.
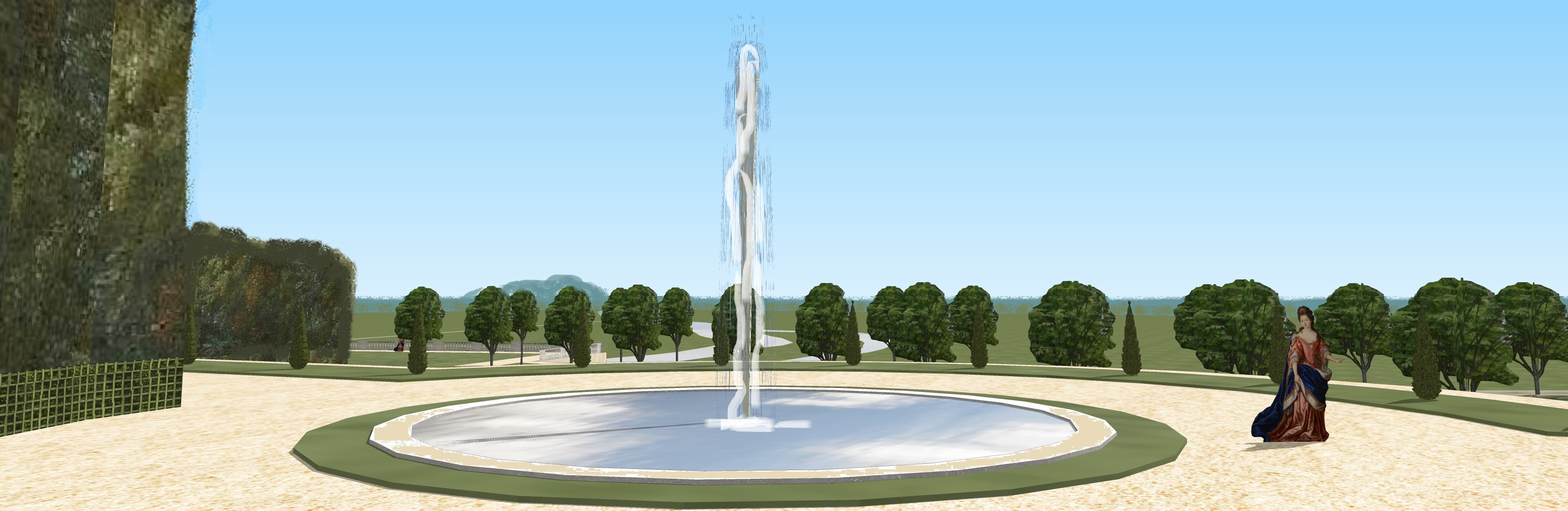
Schéma de la vue depuis le bassin de Montafilan, jardins du château de Meudon, vers 1700.

##### Le bastion des Capucins

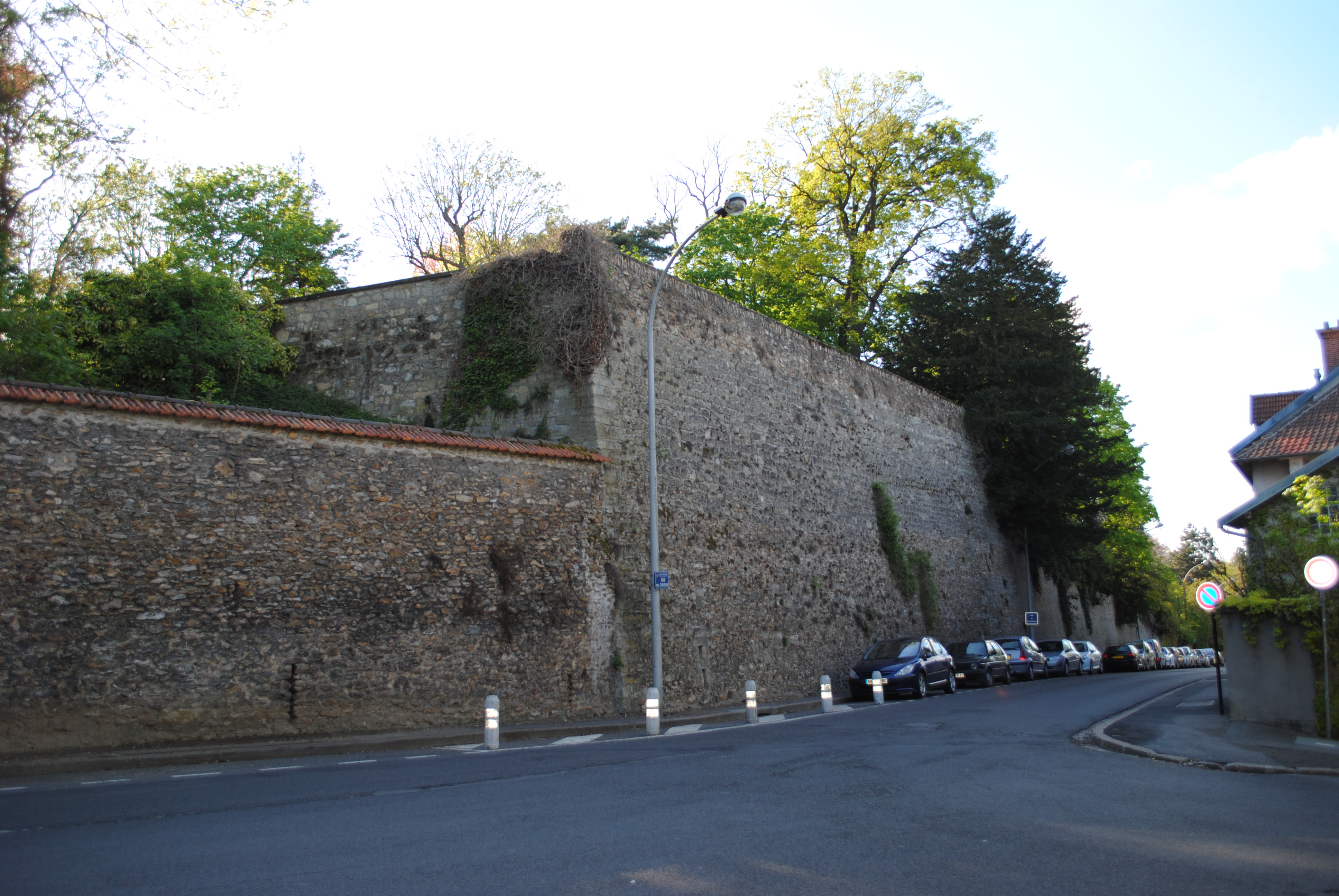
Vue du Bastion des Capucins parfaitement conservé. Le visiteur était placé sur la terrasse haute du Bastion.
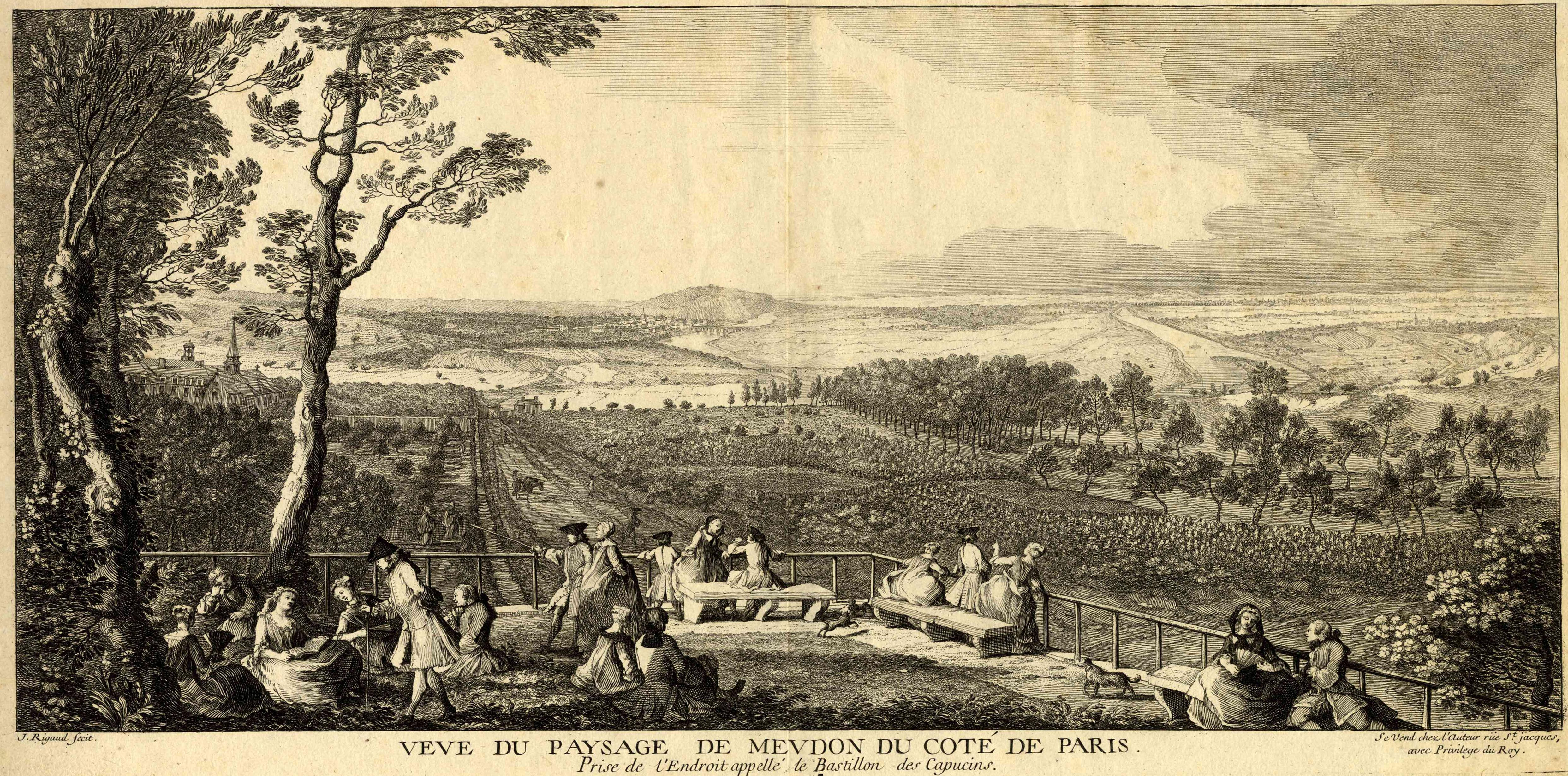
Vue depuis le bastion des Capucins, Jacques Rigaud, vers 1730.
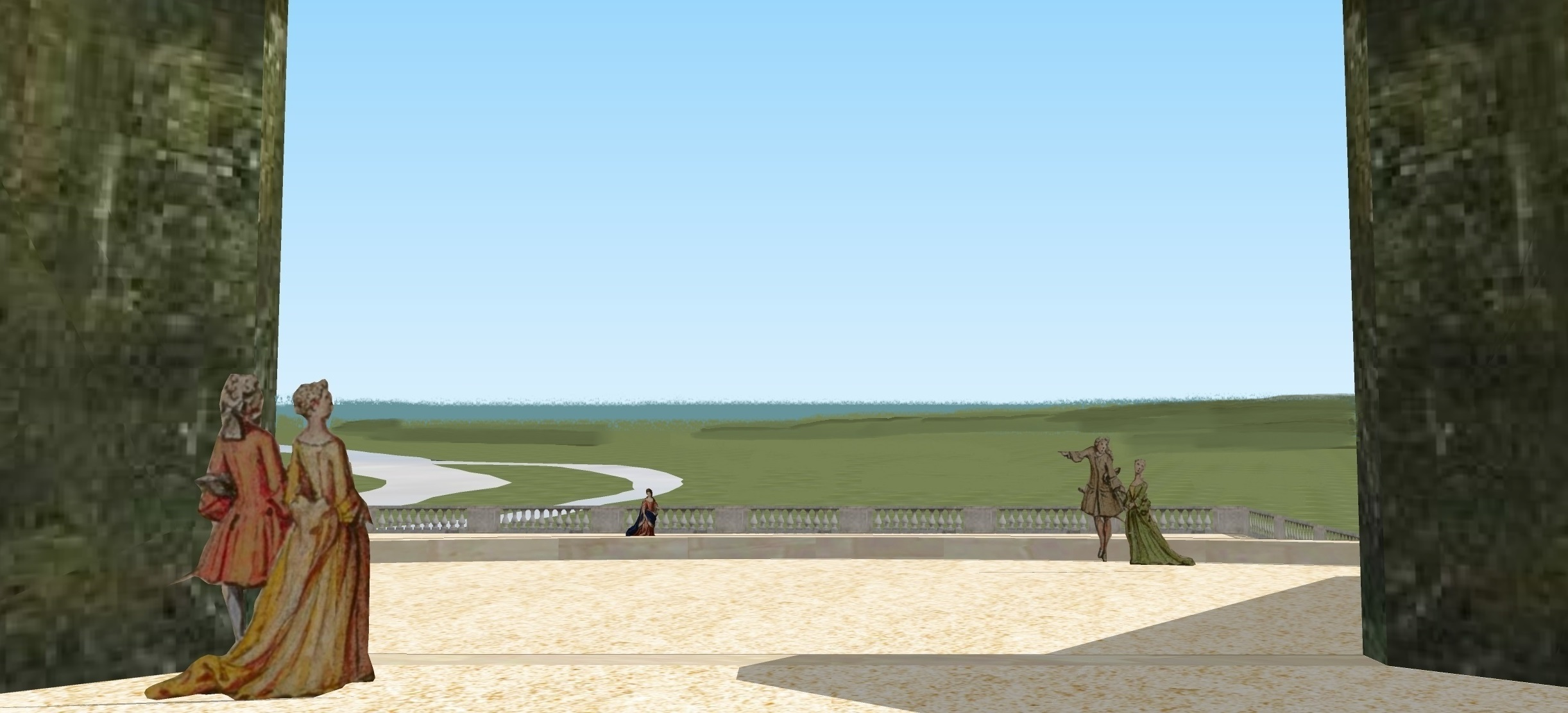
Schéma depuis le cabinet de la « Belle vue » des jardins du château de Meudon, vers 1700.
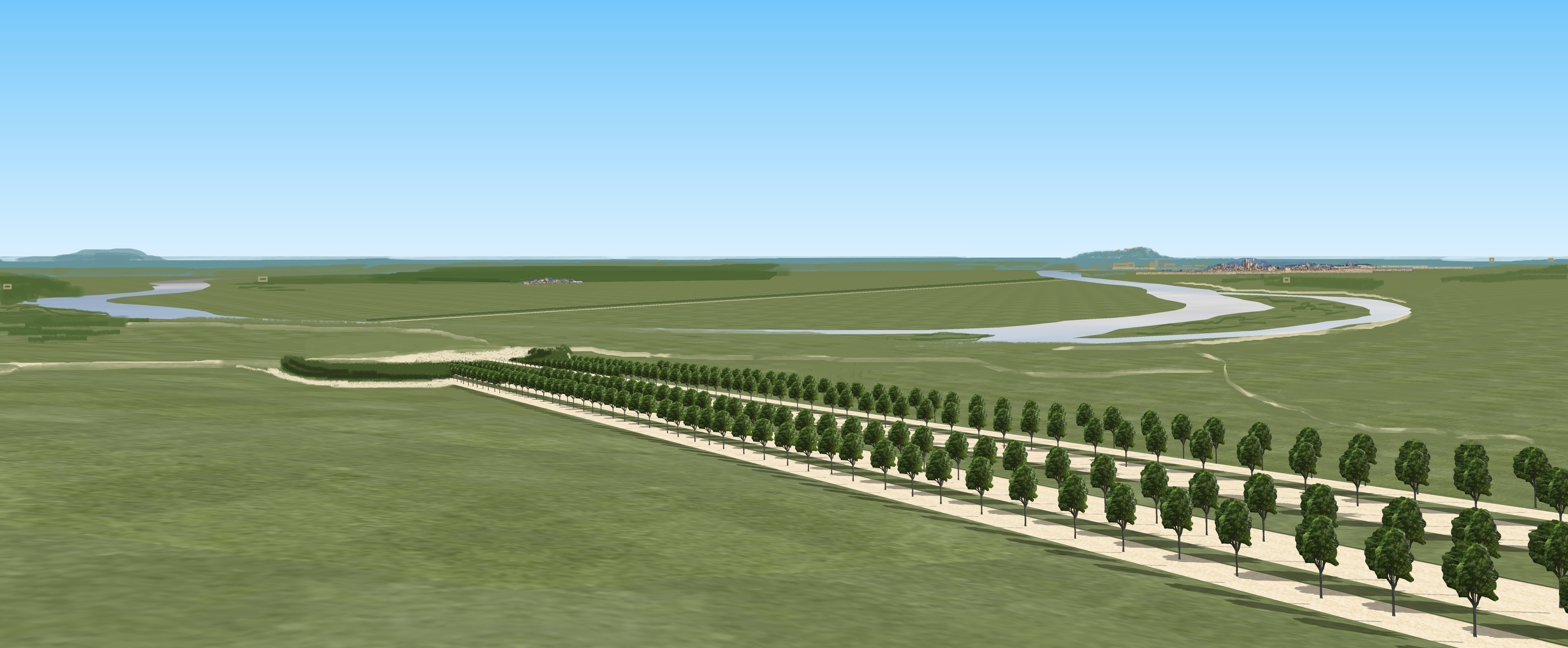
Schéma de la vue depuis le Bastion des Capucins, jardins du château de Meudon, vers 1700.

### Le Parc et les étangs

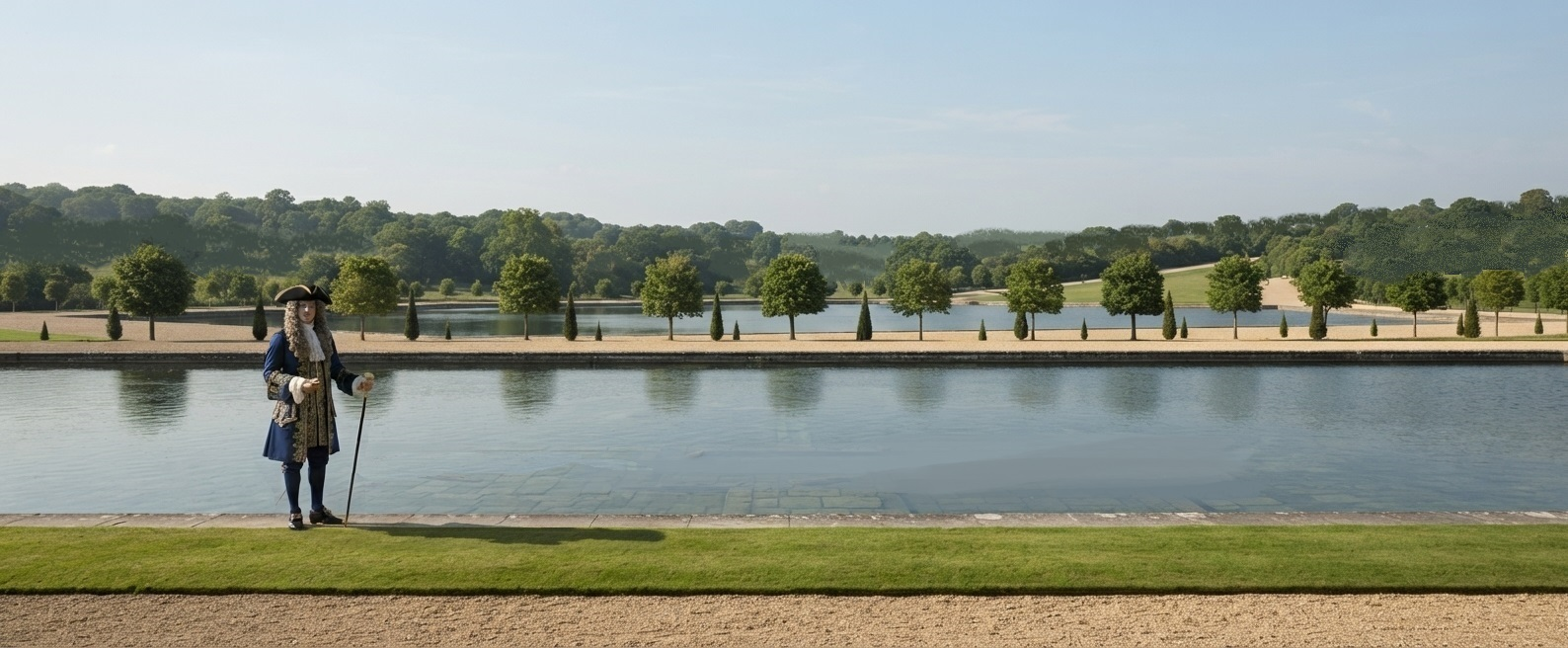
Schéma de la vue depuis le canal des truites de Meudon, avec l'étang de Chalais, vers 1700.

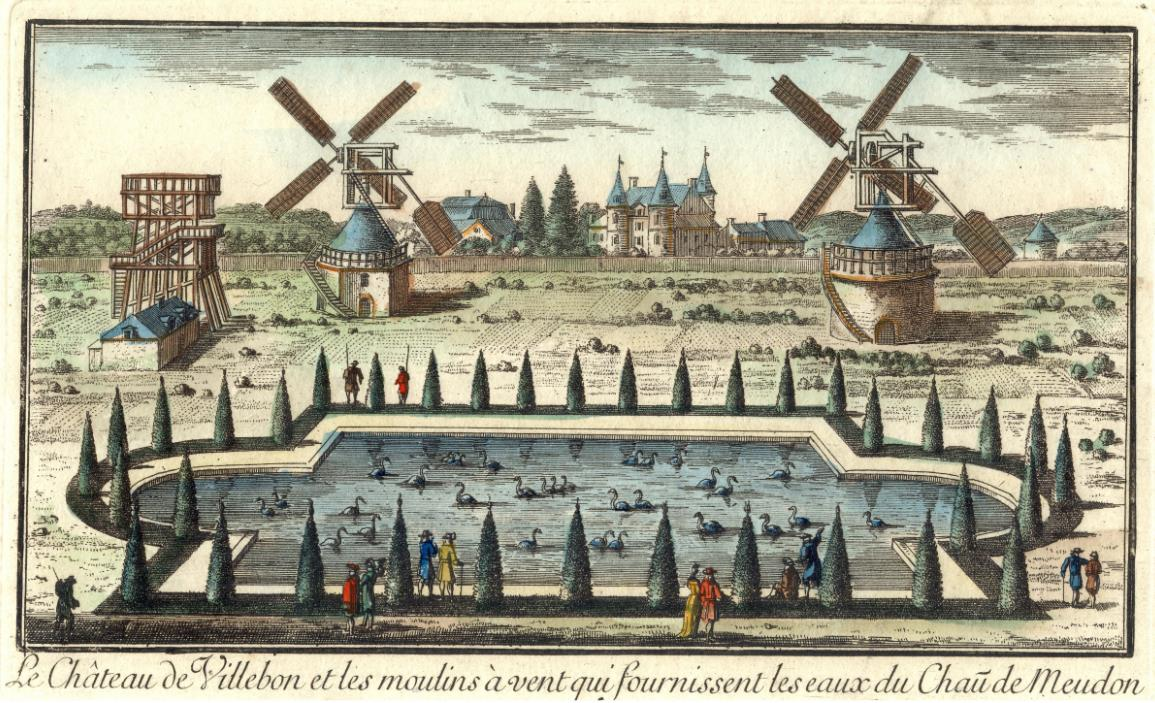
Les moulins de Villebon, sur les hauteurs de Meudon.

Le parc de Meudon s'étendait jusqu'à Chaville, et de là, rejoignait celui de Versailles. Le dénivelé du terrain, la forêt dense, les nombreux étangs, de grandes plaines situées sur les hauteurs sont les principales caractéristiques de ce parc aux XVIIe et XVIIIe siècles. On y trouvait notamment :
- L'étang de la Garenne
- L'étang de Triveau
- L'étang des Fonceaux[51]
- L'étang de Vilbon
- L'étang de la Fosse Renault
- L'étang du Tronchet
- Le vieux réservoir
- Le réservoir neuf
- La patte d'Oye
- La ferme de Vilbon, avec les moulins pour les eaux.

À noter que l'étang dit de Meudon n'a été créé qu'au XXe siècle.
La bibliothèque historique de la ville de Versailles conserve un manuscrit des réservoirs de Meudon, aux armes du Grand Dauphin, qui date vers 1700.

Plans des réservoirs et étangs qui sont à Meudon, Bibliothèque historique de Versailles.
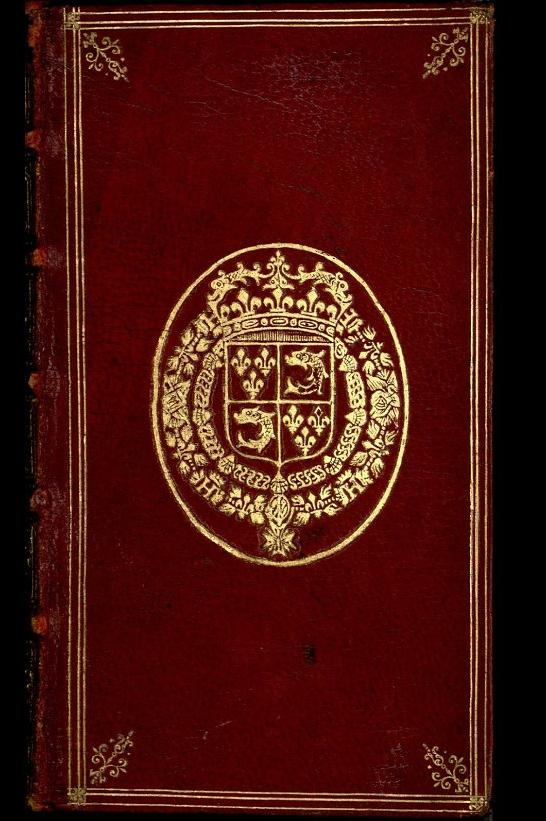
Reliure aux armes du dauphin.
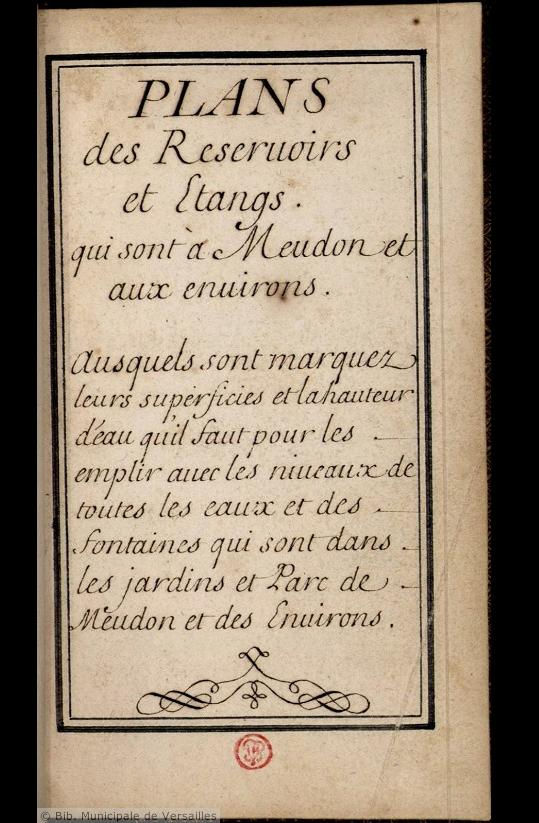
Page de titre
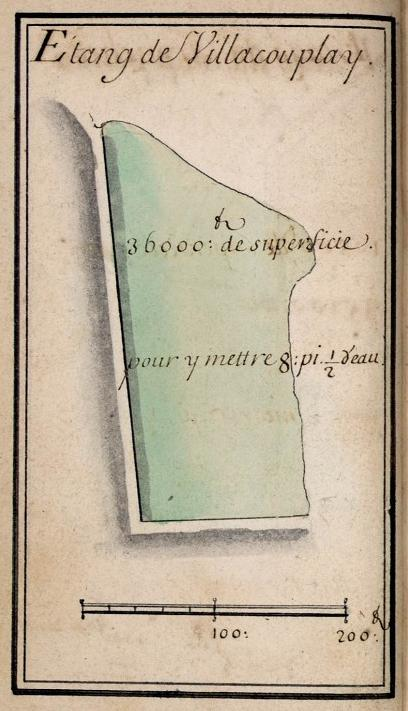
Etang de Villacouplay
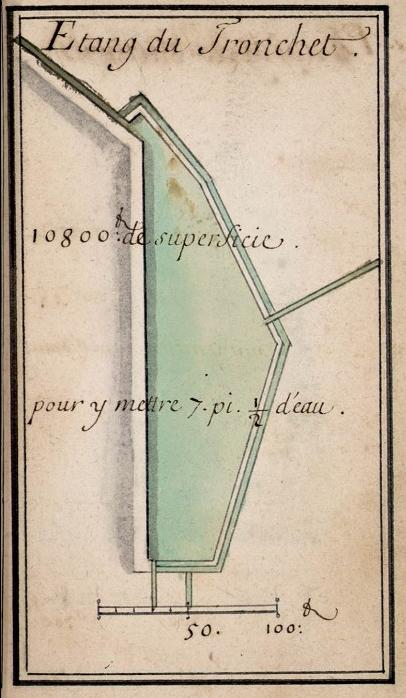
Etang du Tronchet
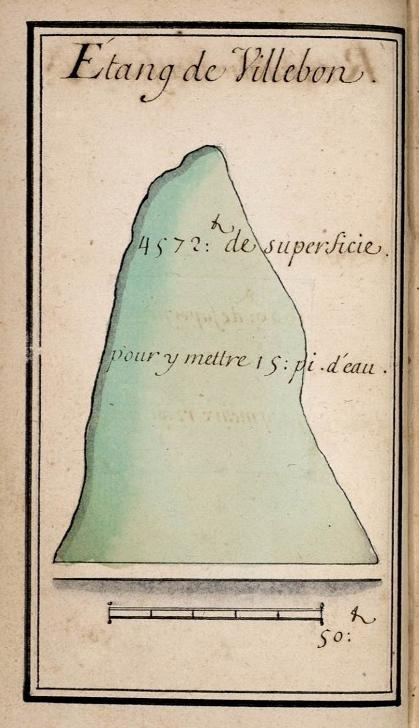
Etang de Villebon
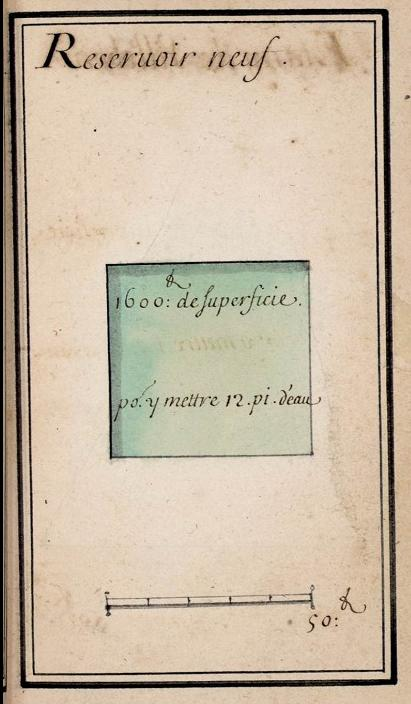
Réservoir neuf
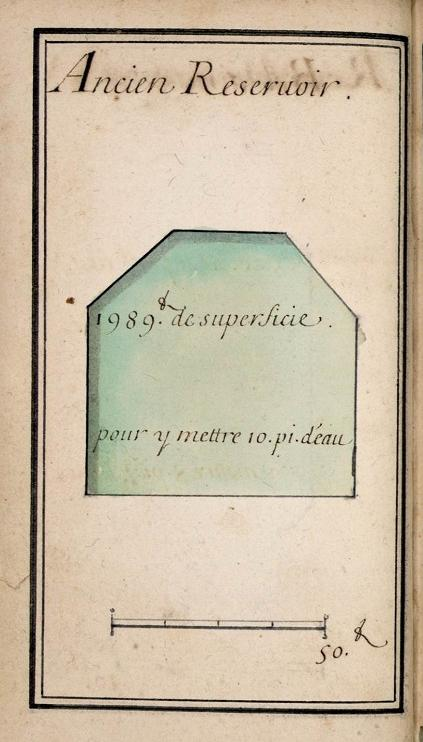
Ancien réservoir
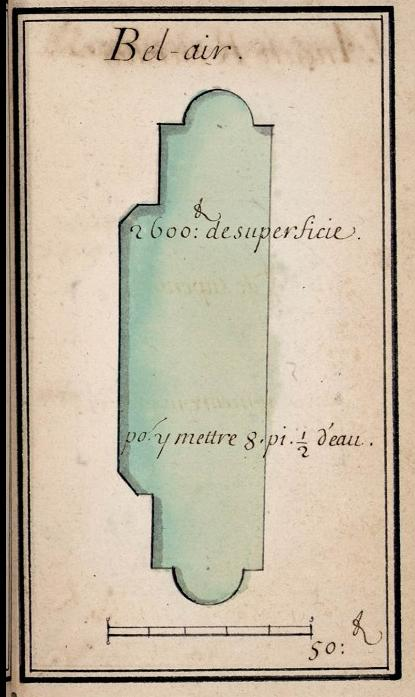
Bel air
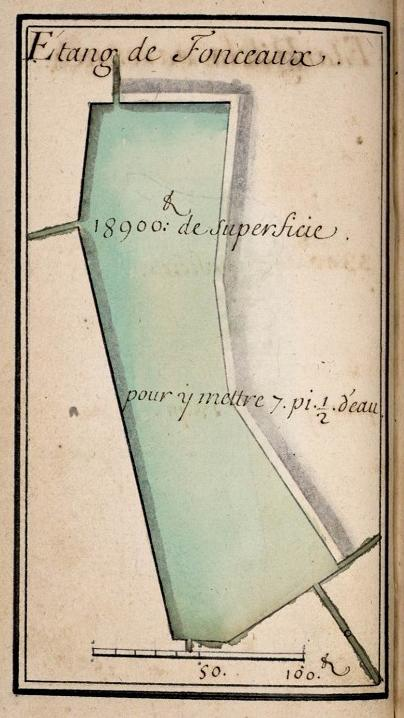
Etang des fonceaux
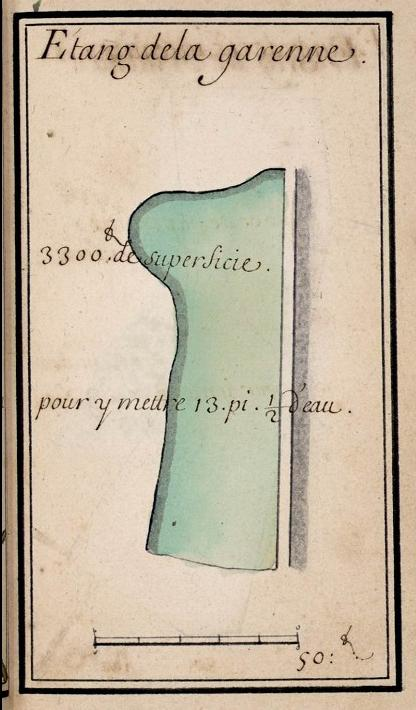
Etang de la garenne
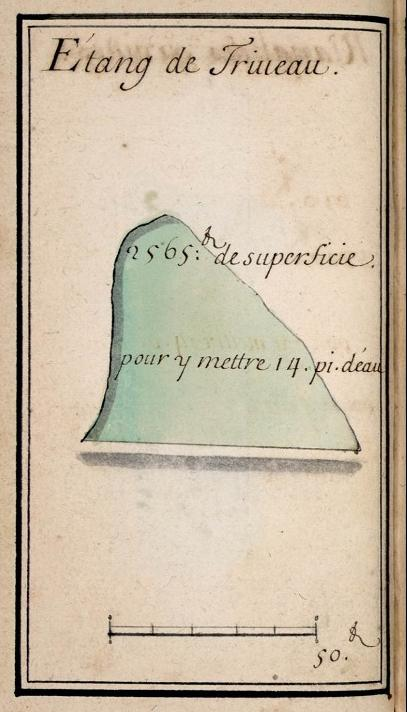
Etang de Triveau
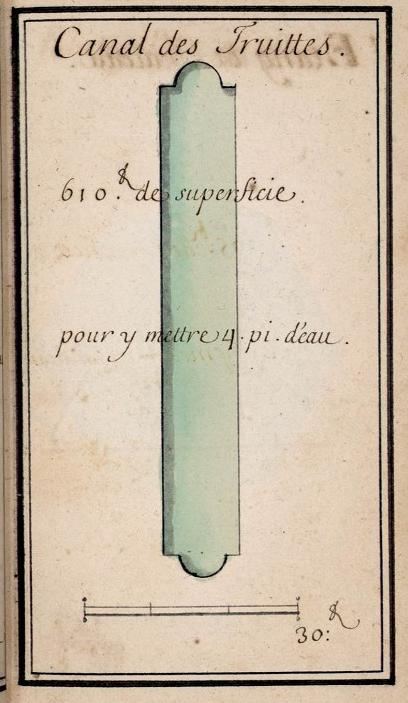
Canal des truittes
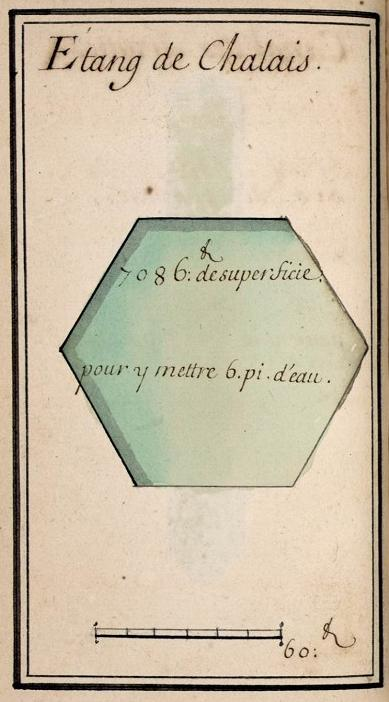
Etang de Chalais
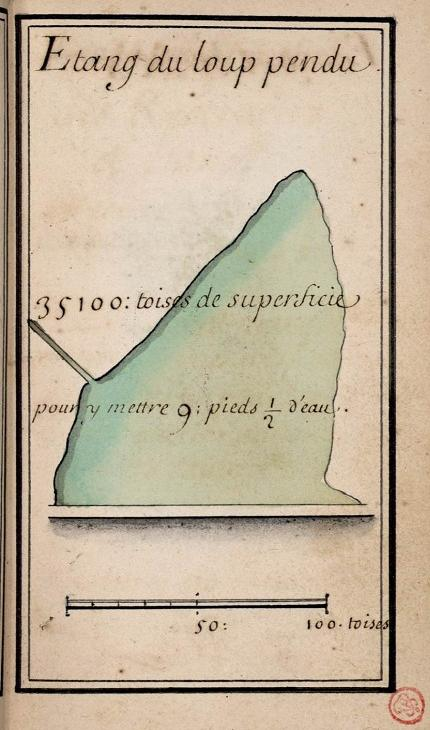
Etang du loup pendu
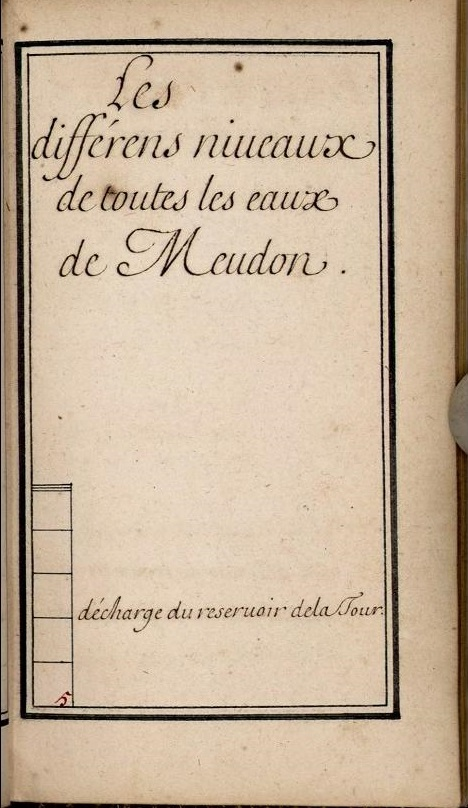
Les différens niveaux
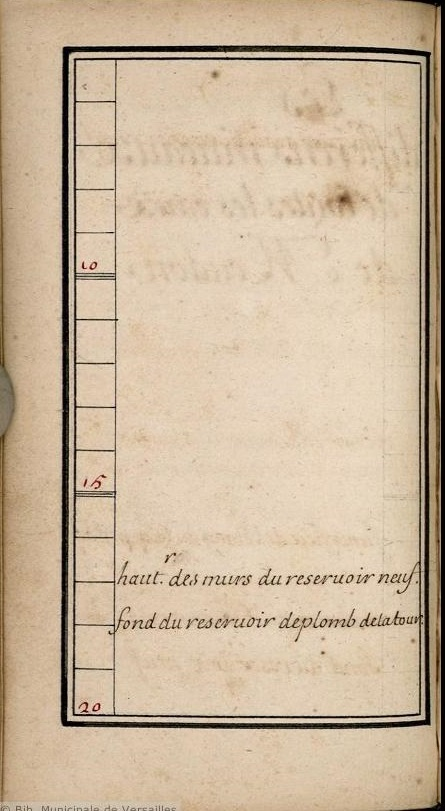
(suite)
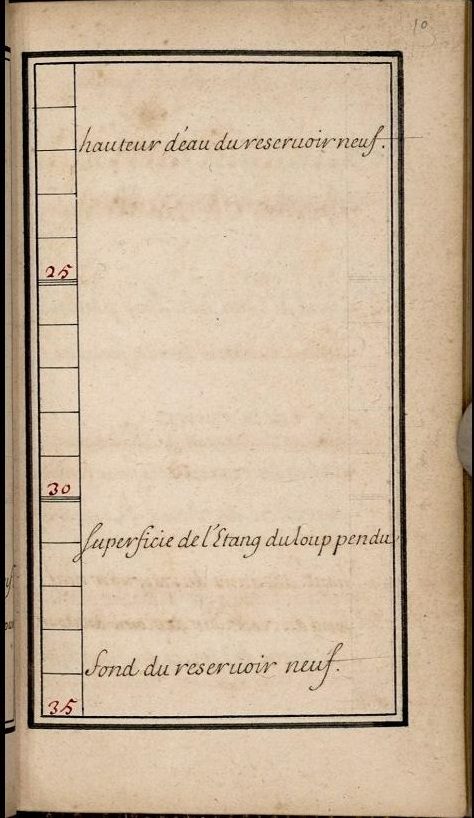
(suite)
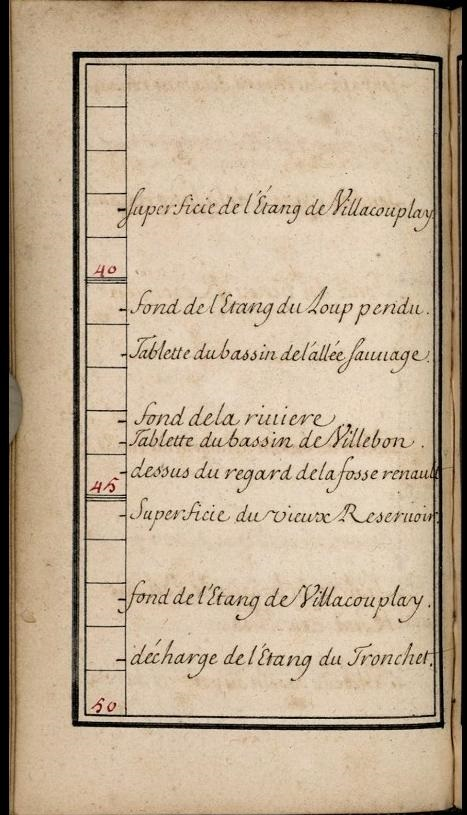
(suite)
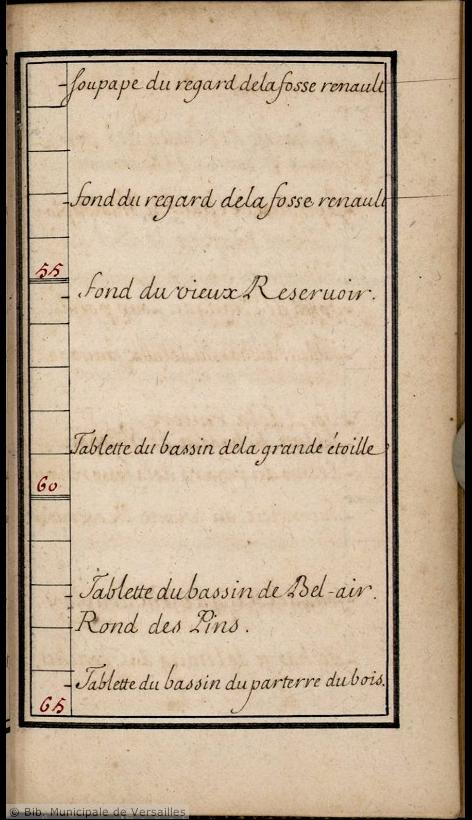
(suite)
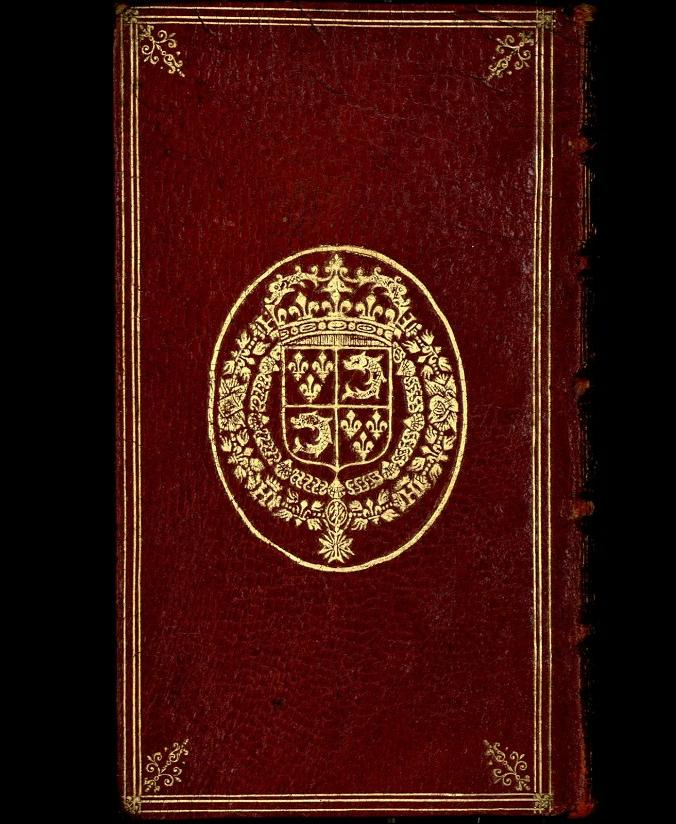
Reliure aux armes

### Le village de Meudon

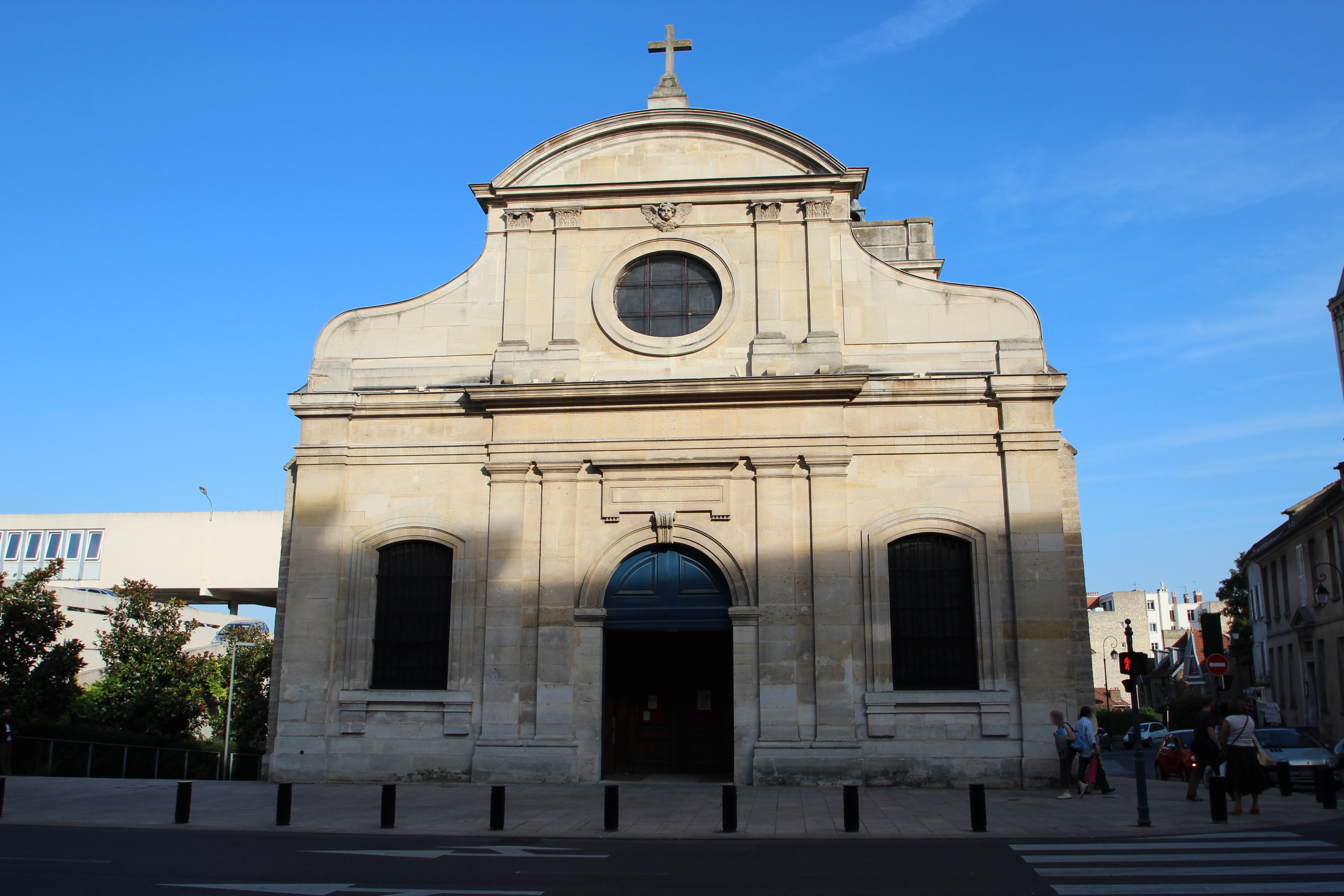
Église Saint-Martin de Meudon de nos jours

Le village de Meudon était constitué de nombreux hôtels et propriétés, dont les plus importantes appartenaient à des personnages liés aux différents propriétaires du château. On trouvait notamment :

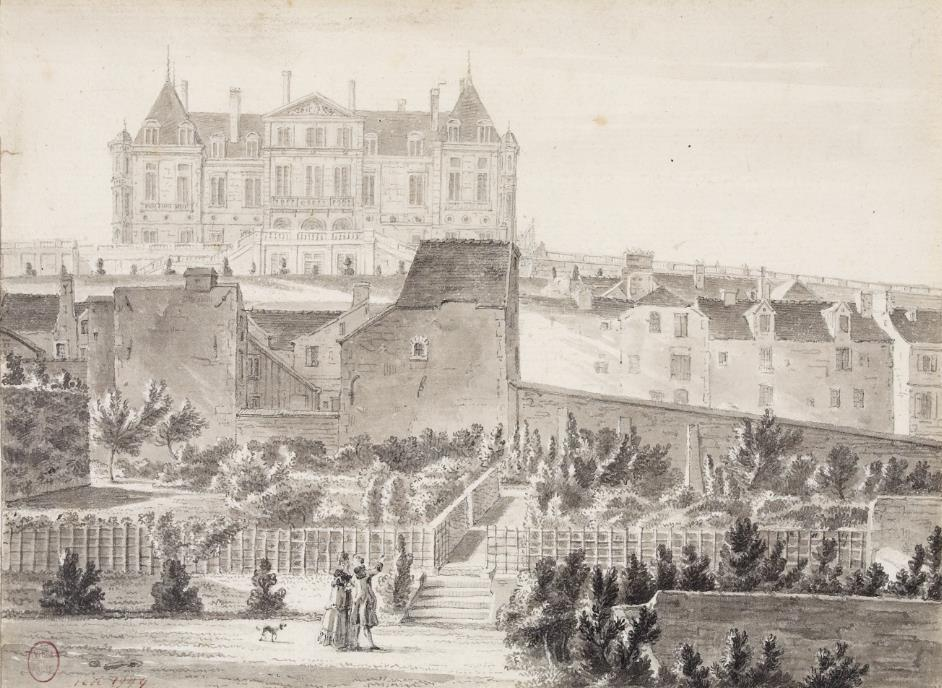
Vue du Château-Vieux et du village de Meudon en contrebas. XVIIIe siècle.

- L'église Saint-Martin, (conservée)
- L'Hôtel Courtin (ancien hôtel de Guénégaud), (détruit)
- L'hôtel Bellon, (détruit)
- L'hôtel Richer, (conservé)
- L'hôtel de Tourmont, (conservé)
- L'hôtel de la comtesse de Verrue, (conservé)
- Le château de Fleury, (détruit)
- La maison de campagne de Mme de La Fayette à Fleury.
- La folie Huvé, (conservée)
- La villa de Jean-François Jacqueminot,
- L'hôtel Gallyot à Fleury, (détruit)
- La maison de Redouté,
- La maison de Bastide, puis maison du Bailly. (détruite)
- Le couvent des Capucins, le premier de cet ordre installé en France, par les soins du cardinal de Lorraine[52]. (détruit)

Toutes ces constructions et leurs jardins étaient visibles depuis le château ou les jardins.

### Sources et bibliographie
Sources des XVIIe et XVIIIe siècles :
Sources textuelles
- Journal de Philippe de Courcillon, Marquis de Dangeau. Texte intégral
- Mémoires du Marquis de Sourches. Texte intégral
- Mémoires de Saint-Simon. Texte intégral
- Comptes des Bâtiments du Roi sous le règne de Louis XIV, 1664-1715, 5 vol. Paris, par Jules Giffrey.

Sources iconographiques :
- Les 12 mois grotesques de Claude Audran III, site de l'INHA.
- Jean Marot, Recueil des plans, profils et élévations des [sic] plusieurs palais, chasteaux, églises, sépultures, grotes et hostels bâtis dans Paris et aux environs par les meilleurs architectes du royaume desseignez, mesurés et gravez par Jean Marot, vues 48, 49 et 50 (Voir)

Bibliographie contemporaine :
- Louis Eugène Robert, Histoire et description naturelle de la commune de Meudon, 1843.
- Paul Biver, Histoire du Château de Meudon, Jouve et Compagnie, 1923. (Thèse)
- Bourel Le Guilloux Christophe, « Il castello e la grotta di Meudon », in Sabine Frommel (Dir.), Francesco Primaticcio, p. 283–303, Milan, 2005, Electa.
- Bourel Le Guilloux Christophe et Morin Christophe, « Epilogi per una foresta di colonne: la Rotonda dei Valois e il castello di Meudon », in Sabine Frommel (dir.), Francesco Primaticcio, p. 228–233, 2005 Milan, Electa
- Bourel Le Guilloux Christophe, « "Pour donner plaisir & contentement" : la grotta all’antica in Francia negli anni Cinquanta », in Coll., Villa Lante a Bagnaia, Milan, 2005, Electa, p. 230–243.
- (Collectif) sous la direction d'Alexandre Gady, Jules Hardouin-Mansart, Édition de la maison des sciences de l'homme, 2010.
- Decrossas Michaël, « Primatice à Meudon : un chantier inachevé », in Documents d’histoire parisienne, no 7, Paris 2005, p. 61–72
- Devedjian Franck, « De la Cour des Offices à l'Aile des Marronniers : l'identification d'un plan inédit du château de Meudon », in Bulletin des Amis de Meudon no 246, octobre 2010, p. 2 à 29.
- Devedjian Franck, « L'aspect extérieur du Château-Vieux de Meudon à la fin du règne de Louis XIV », in Versalia, no 16, 2013, Société des Amis de Versailles, p. 91 à 110.
- Devedjian Franck, Architecture et décor du château de Meudon sous Monseigneur (1695-1711), Master d'Histoire de l'Art, sous la direction d'Alexandre Gady, Paris IV Sorbonne, juin 2013. 3 tomes.
- Devedjian Franck, Manière de montrer Meudon, Les Amis du paysage française, octobre 2013.
- Devedjian Franck, « Les grandioses projets de Louvois pour embellir le Château-Vieux de Meudon », octobre 2014, article publié sur le site de l'auteur. http://chateau-meudon.wifeo.com/
- Devedjian Franck, « Où est Charlie ? Louis XIV ou Louvois ? », novembre 2014, courte notice publiée sur le site de l'auteur. http://chateau-meudon.wifeo.com/
- Devedjian Franck, « Le château de Chaville sous le règne de Louis XIV », in Bulletin des Amis de Meudon, no 261, septembre 2015, p. 4 à 22.
- Frommel Sabine et Flaminia Bardati, Fransceco Primatice, architecte (1503-1570), Éditions Picard, mars 2010.
- Grouchy (vicomte de), Les châteaux de Meudon et le château de Bellevue, Paris, 1865.
- Grouchy (vicomte de), Meudon, Chaville, Bellevue, 1893.
- Grouchy (vicomte de), Meudon & Bellevue, conférence-promenade, Paris, 1906.
- Jantzen Michel, avec la collaboration de Valérie Solignac, Plan général des jardins et châteaux de l'ancien domaine de Meudon. Étude historique et iconographique, commande du Ministère de la Culture, 1979.
- Jestaz Bertrand, Jules Hardouin-Mansart, Édition Picard, 2008, 2 tomes en coffret.
- Hamilton Hazlehurst Franklin, Des jardins d'illusion, le génie d'André Le Nostre, Somogy Éditions d'Art, traduction française 2005.
- Herlédan Marie-Thérèse, Les perspectives de Meudon et la constitution foncière d'un axe, XVIe - XVIIe siècle, dans La culture d'André Le Nôtre, 1613-1700. Institutions, arts, sciences et techniques, actes du colloque de Sceaux, octobre 1999, sous la direction de G. Farhat, M. Mosser, A. Picon.
- Hoog Simone, édition de l'ouvrage de Louis XIV, Manière de montrer les jardins de Versailles, Paris, Réunion des Musées nationaux, 1982.
- Leproux Guy-Michel, « Claude Foucques, architecte du cardinal de Lorraine, de Diane de Poitiers et de Charles IX », in Documents d’histoire parisienne, no 5, Paris 2005, p. 15–26.
- Ménard Jean, L'étonnante histoire du réseau hydraulique du château de Meudon, édition le taureau volant, 2003.
- Pons Bruno, Le décor de l'appartement du Grand Dauphin au château neuf de Meudon, 1709. Gazette des Beaux-Arts, 1991-02, Tome CXVII - 1465e livraison.- p. 59-76.
- Thierry Sarmant (dir.), Palais disparus de Napoléon. Tuileries, Meudon, Saint-Cloud, Paris, catalogue de l'exposition organisée au Mobilier national, In Fine éditions d'art, 2021.
- Vigoureux Claude, « D'un Dauphin, l'autre. Mourir à Meudon (1711-1789) », in Versailles, no 23, 2016, SOTECA Edition.
- Vigoureux Claude, « La Maintenon du Grand Dauphin. Marie-Emilie Joly de Choin », in Versailles, no 11, 2013, SOTECA Edition.
- Villadier Francis et Marie-José, Histoire du Château de Meudon, imprimerie municipale de Meudon, février 1985.